# Liste deutscher Bezeichnungen polnischer Orte
In dieser Liste werden polnische Namen von Orten den jeweiligen deutschen Bezeichnungen gegenübergestellt, die sie durch deutsche Besiedlung seit dem Mittelalter trugen oder zu Zeiten trugen, als die Gebiete, in denen sie sich befinden, zum Deutschen Reich oder Österreich gehörten. Das betrifft sowohl ehemals deutsche oder österreichische Ortschaften als auch polnische Ortschaften, die eine kurze Zeit oder von 1939 bis 1945 dem Deutschen Reich angegliedert waren und umbenannt wurden. Fettgedruckt sind Namen, die heute in Gemeinden mit deutscher Minderheit wieder amtlich sind.

## A
- Aalgraben, Kreis Randow, Pommern: Węgornik
- Abrahamsruh, Kreis Goldap, Ostpreußen: Jabramowo
- Abschermeningken (1932–1945 Almental), Kreis Darkehmen/Angerapp, Ostpreußen: Obszarniki
- Abstich, Kreis Allenstein, Ostpreußen: Łupstych (Gietrzwałd) sowie Łupstych (Olsztyn)
- Abtshagen, Kreis Schlawe, Pommern: Dobiesław (1945 Pięćmiechowo)
- Achodden (1938–1945 Neuvölklingen (Ostpr.)), Kreis Ortelsburg, Ostpreußen: Ochódno
- Achthuben, Kreis Neustadt, Oberschlesien: Włóczno
- Achthuben, Kreis Preußisch Eylau, Ostpreußen: Reszkowo
- Ackermühle, Kreis Rummelsburg, Pommern: Studnica
- Adamsdorf, Kreis Soldin, Brandenburg: Sulimierz (1945–1946 Adamowice)
- Adamsgut, Kreis Osterode, Ostpreußen: Jadaminy
- Adamsheide, Kreis Osterode, Ostpreußen: Jadamowo
- Adamshof, Kreis Rößel, Ostpreußen: Adamowo
- Adamsverdruß, Kreis Ortelsburg, Ostpreußen: Szklarnia
- Adelnau, Kreis Adelnau, Posen: Odolanów
- Adelsbach, Kreis Waldenburg, Niederschlesien: Struga
- Adlersbude, Kreis Osterode, Ostpreußen: Orlik
- Adlersfelde, Kreis Goldap, Ostpreußen: Orliniec
- Adlershorst, Kreis Neidenburg, Ostpreußen: Moczysko
- Adlershorst (1939–1945 Gotenhafen-Adlershorst), Kreis Neustadt, Westpreußen: Orłowo
- Adlig Bergfriede, Kreis Osterode, Ostpreußen: Samborówko
- Adlig Bialla (1938–1945 Bleichenau), Kreis Lötzen, Ostpreußen: Biała Giżycka
- Adlig Borken, Kreis Johannisburg, Ostpreußen: Borki
- Adlig Borowo, Kreis Neidenburg, Ostpreußen: Borowo
- Adlig Dietrichsdorf, Kreis Neidenburg, Ostpreußen: Wietrzychowo
- Adlig Kamiontken (1932–1945 Steintal), Kreis Neidenburg, Ostpreußen: Kamionki
- Adlig Kessel, Kreis Johannisburg, Ostpreußen: Kociołek Szlachecki (oder Płocice, Wilkusze, Kociołek)
- Adlig Kublitz, Kreis Stolp, Pommern: Kobylniczka
- Adlig Lichteinen (Lichteinen b. Osterode, 1931–1945 Lichteinen), Kreis Osterode, Ostpreußen: Lichtajny
- Adlig Neufelde, Kreis Oletzko/Treuburg, Ostpreußen: Bialskie Pole
- Adlig Ober Plehnen, Kreis Rastenburg, Ostpreußen: Równina Górna
- Adlig Plienkeim, Kreis Rastenburg, Ostpreußen: Plinkajmy Małe
- Adlig Queetz, Kreis Heilsberg, Ostpreußen: Kwiecewo
- Adlig Rakowen, Domäne (1938–1945 Raken), Kreis Johannisburg, Ostpreußen: Rakowo
- Adlig Rakowen, Dorf (1938–1945 Raken (Ostpr.)), Kreis Johannisburg, Ostpreußen: Rakowo Piskie
- Adlig Stumplack, Kreis Rastenburg, Ostpreußen: Stąpławki
- Adlig Unter Plehnen, Kreis Rastenburg, Ostpreußen: Równina Dolna
- Adlig Wolka (1938–1945 Adlig Wolken). Kreis Rößel, Ostpreußen: Wólka Szlachecka
- Adlig Wolla (1938–1945 Freihausen), Kreis Lötzen, Ostpreußen: Pańska Wola
- Adolfsaue, Kreis Arnswalde, Brandenburg/Pommern: Zdrójno
- Adolfshof, Kreis Gerdauen, Ostpreußen: Goszczewo
- Adolfshof, Kreis Greifenberg, Pommern: Grębocin (1945 Mały Dwór)
- Adolphium: Witosław
- Aftinten, Kreis Gerdauen, Ostpreußen: Aptynty
- Agneshof, Kreis Königsberg (Neumark), Brandenburg: Rosnowo Chojeńskie
- Agnetendorf, Kreis Hirschberg, Niederschlesien: Jagniątków
- Agstein, Kreis Braunsberg, Ostpreußen: Augustyny
- Albendorf, Kreis Landeshut, Niederschlesien: Okrzeszyn (1945 Albinów)
- Albendorf, Kreis Glatz, Niederschlesien: Wambierzyce
- Albertinenburg, Kreis Soldin, Brandenburg: Lutówko
- Albertinenhof, Kreis Saatzig, Pommern: Mokryca
- Albertinhausen, Kreis Ratenburg, Ostpreußen: Staniszewo
- Albertshof, Kreis Braunsberg, Ostpreußen: Działy
- Albertshof, Kreis Heilsberg, Ostpreußen: Dobrujewo
- Albinshof, Kreis Neidenburg, Ostpreußen: Łączki
- Albrechtau, Kreis Neidenburg, Ostpreußen: Podgórzyn
- Albrechtsau → siehe Woigwitz
- Albrechtsbruch, Kreis Oststernberg, Brandenburg: Studzionka
- Albrechtsdorf, Kreis Breslau, Niederschlesien: Olbrachtowice
- Albrechtsdorf, Kreis Heilsberg, Ostpreußen: Wojciechowo
- Albrechtsdorf, Kreis Preußisch Eylau, Ostpreußen: Wojciechy
- Albrechtsdorf, Kreis Rosenberg, Oberschlesien: Wojciechów
- Albrechtsdorf, Kreis Sorau, Brandenburg: Olbrachtów
- Albrechtsdorf, Stadt Neuwarp, Kreis Ueckermünde, Pommern: Karszno
- Allendorf, Kreis Neidenburg, Ostpreußen: Łyna
- Allenstein, Ostpreußen: Olsztyn
- Allmoyen, Kreis Sensburg, Ostpreußen: Jełmuń
- Alt Allenstein, Kreis Allenstein, Ostpreußen: Stary Olsztyn
- Alt Altmannsdorf, Kreis Frankenstein, Niederschlesien: Starczów
- Alt Bagnowen (1938–1945 Althöfen), Kreis Sensburg, Ostpreußen: Bagienice
- Alt Ballupönen (1938–1945 Schanzenhöh), Kreis Darkehmen/Angerapp, Ostpreußen: Stare Gajdzie
- Alt Banzin, Kreis Köslin, Pommern: Będzino
- Alt Beelitz, Kreis Friedeberg (Neumark), Brandenburg/Pommern: Stare Bielice
- Alt Belz, Kreis Köslin, Pommern: Stare Bielice
- Alt Berun: Bieruń
- Alt Bewersdorf, Kreis Schlawe, Pommern: Bobrowice
- Alt Blessin, Kreis Königsberg (Neumark), Brandenburg: Stary Błeszyn
- Alt Bodschwingken (1938–1945 Alt Herandstal), Kreis Goldap, Ostpreußen: Boćwinka
- Alt Bork, Kreis Köslin, Pommern: Stary Borek
- Alt Buckow, Kreis Belgard, Pommern: Bukowo
- Alt Budkowitz (1936–1945 Alt Baudendorf), Kreis Oppeln, Oberschlesien: Stare Budkowice
- Alt Cosel, Kreis Cosel, Oberschlesien: Stare Koźle
- Alt Czayken (1933–1945 Alt Kiwitten), Kreis Ortelsburg, Ostpreußen: Stare Czajki
- Alt Czymochen (1929–1945 Finsterwalde), Kreis Lyck, Ostpreußen: Stare Cimochy
- Alt Damerow, Kreis Saatzig, Pommern: Stara Dąbrowa
- Alt Damerow, Kreis Stolp, Pommern: Stara Dąbrowa
- Alt Damm, Kreis Randow, Pommern: Dąbie
- Alt Damuster, Kreis Randow, Pommern: Stary Dębostrów
- Alt Dargsow, Kreis Cammin, Pommern: Dargoszewo
- Alt Deetz, Kreis Soldin, Brandenburg: Stara Dziedzina
- Alt Diedersdorf, Kreis Landsberg (Warthe), Brandenburg: Stare Dzieduszyce
- Alt Döberitz, Kreis Regenwalde, Pommern: Stara Dobrzyca
- Alt Draheim, Kreis Neustettin, Pommern: Stare Drawsko
- Alt Drewitz, Kreis Crossen (Oder), Brandenburg: Drzewice
- Alt Falkenberg, Kreis Pyritz, Pommern: Chabowo (1945 Szymanów, Sokolice Stare)
- Alt Fanger: Węgorza
- Alt Gandau, Kreis Breslau, Niederschlesien: Gądów
- Alt Garschen, Kreis Heilsberg, Ostpreußen: Garzewo
- Alt Gehland, Kreis Sensburg, Ostpreußen: Stary Gieląd
- Alt Gleiwitz, Kreis Tost-Gleiwitz, Oberschlesien: Stare Gliwice
- Alt Görlitz, Kreis Osterode, Ostpreußen: Stara Gierłoż
- Alt Grape, Kreis Pyritz, Pommern: Stare Chrapowo
- Alt Grottkau, Kreis Grottkau, Oberschlesien: Stary Grodków
- Alt Gurkowschbruch, Kreis Friedeberg (Neumark), Brandenburg/Pommern: Górecko
- Alt Gutzmerow, Kreis Stolp, Pommern: Choćmirowo
- Alt Hammer, Kreis Brieg, Niederschlesien: Kuźnica Katowska
- Alt Hütten, Kreis Belgard, Pommern: Dobino
- Alt Ilvesheim, Südpreußen: Stara Iwiczna
- Alt Jablonken (1938–1945 Altfinken), Kreis Osterode, Ostpreußen: Stare Jabłonki
- Alt Jäglack, Kreis Rastenburg, Ostpreußen: Stare Jegławki
- Alt Järshagen, Kreis Schlawe, Pommern: Stary Jarosław
- Alt Jauernick, Kreis Schweidnitz, Niederschlesien: Stary Jaworów
- Alt Jugelow, Kreis Stolp, Pommern: Gogolewo
- Alt Kaletka (1938–1945 Teerwalde), Kreis Allenstein, Ostpreußen: Stara Kaletka
- Alt Karmunkau, Kreis Rosenberg, Oberschlesien: Stare Karmonki
- Alt Kelbonken (1938–1945 Altkelbunken), Kreis Sensburg, Ostpreußen: Stare Kiełbonki
- Alt- und Neu Kermuschienen (1938–1945 Kermenau), Kreis Darkehmen/Angerapp, Ostpreußen: Kiermuszyny Małe
- Alt Keykuth, Kreis Ortelsburg, Ostpreußen: Stare Kiejkuty
- Alt Kockendorf, Kreis Allenstein, Ostpreußen: Stare Kawkowo
- Alt Kolziglow, Kreis Rummelsburg, Pommern: Kołczygłowy
- Alt Krakow, Kreis Schlawe, Pommern: Stary Kraków
- Alt Krzywen (1936–1945 Alt Kriewen), Kreis Lyck, Ostpreußen: Stare Krzywe
- Alt Kuddezow, Kreis Schlawe, Pommern: Chudaczewo
- Alt Kugelwitz, Kreis Schlawe, Pommern: Kowalewice
- Alt Kußfeld, Kreis Preußisch Holland, Ostpreußen: Stare Kusy
- Alt Kuttendorf, Kreis Neustadt, Oberschlesien: Stare Kotkowice
- Alt Leese, Kreis Randow, Pommern: Stare Leśno
- Alt Libbehne, Kreis Pyritz, Pommern: Lubiana Pyrzycka
- Alt Lietzegöricke, Kreis Königsberg (Neumark), Brandenburg: Stare Łysogórki
- Alt Lülfitz, Kreis Belgard, Pommern: Lulewice
- Alt Marrin, Kreis Kolberg-Körlin, Pommern: Mierzyn
- Alt Mertinsdorf (1939–1945 Alt Märtinsdorf), Kreis Allenstein, Ostpreußen: Marcinkowo
- Alt Mohrau, Kreis Habelschwerdt, Niederschlesien: Stara Morawa
- Alt Münsterberg, Kreis Braunsberg, Ostpreußen: Stare Monasterzysko
- Alt Neisbach, Kreis Habelschwerdt, Niederschlesien: Potoczek
- Alt Paalow, Kreis Schlawe, Pommern: Pałowo
- Alt Passarge, Kreis Heiligenbeil, Ostpreußen: Stara Pasłęka
- Alt Patschkau, Kreis Neisse, Oberschlesien: Stary Paczków
- Alt Poppelau, Kreis Oppeln, Oberschlesien: Popielów
- Alt Prilipp, Kreis Pyritz, Pommern: Stary Przylep
- Alt Quackow, Kreis Neustettin, Pommern: Kwakowo
- Alt Quetzin, Gemeinde Quetzin, Kreis Kolberg-Körlin, Pommern: Kukinia
- Alt Ramuck, Kreis Allenstein, Ostpreußen: Stary Ramuk
- Alt Raudten, Kreis Lüben, Niederschlesien: Stara Rudna
- Alt Reblin: Reblino
- Alt Ritzerow, Kreis Belgard, Pommern: Rycerzewo
- Alt Rosenberg, Kreis Rosenberg, Oberschlesien: Stare Olesno (1945 Broniec)
- Alt Rosenthal, Kreis Rastenburg, Ostpreußen: Stara Różanka
- Alt Rüdnitz, Kreis Königsberg (Neumark), Brandenburg: Stara Rudnica
- Alt Rudowken, Kreis Sensburg, Ostpreußen: Stara Rudówka
- Alt Sadlucken, Kreis Braunsberg, Ostpreußen: Stare Sadłuki
- Alt Sanskow, Kreis Belgard, Pommern: Zajączkowo
- Alt Schabienen (1938–1945 Altlautersee), Kreis Darkehmen/Angerapp, Ostpreußen: Stary Żabin
- Alt Schalkowitz (1936–1945 Alt Schalkendorf), Kreis Oppeln, Oberschlesien: Stare Siołkowice
- Alt Schlage, Kreis Belgard, Pommern: Sława
- Alt Schlawe, Kreis Schlawe, Pommern: Sławsko
- Alt Schöneberg, Kreis Allenstein, Ostpreußen: Wrzesina
- Alt Seidenberg, Kreis Lauban, Niederschlesien: Stary Zawidów
- Alt Skalmierschütz (1908–1920; 1939–1945 Alt Skalden): Skalmierzyce
- Alt Springe, Gemeinde Zuchow, Kreis Dramburg, Pommern: Borowo
- Alt Storkow, Kreis Saatzig, Pommern: Storkowo
- Alt Stüdnitz, Kreis Dramburg, Pommern: Stara Studnica
- Alt Tessin, Kreis Cammin, Pommern: Troszyn
- Alt Tramm, Kreis Kolberg-Körlin, Pommern: Stramnica
- Alt Tschapel (1936–1945 Stobertal), Kreis Kreuzburg, Oberschlesien: Stare Czaple
- Alt Tschau (1937–1945 Trockenau), Kreis Freystadt, Niederschlesien: Stare Żabno
- Alt Tschöpeln, Kreis Rothenburg, Niederschlesien: Stare Czaple
- Alt Ujest (1936–1945 Alt Bischofstal), Kreis Groß Strelitz, Oberschlesien: Stary Ujazd
- Alt Uszanny (1905–1945 Grünheide), Kreis Johannisburg, Ostpreußen: Uściany Stare
- Alt Vierzighuben, Kreis Allenstein, Ostpreußen: Stare Włóki
- Alt Warschow, Kreis Schlawe, Pommern: Warszkowo
- Alt Wartenburg, Kreis Allenstein, Ostpreußen: Barczewko (1945 Stary Wartembork)
- Alt Weißbach (auch Altweißbach), Kreis Landeshut, Niederschlesien: Stara Białka
- Alt Werder, Kreis Kolberg-Körlin, Pommern: Korzystno
- Alt Werder, Kreis Ortelsburg, Ostpreußen: Ostrowy
- Alt Wieck, Kreis Schlawe, Pommern: Wiekowo
- Alt Wilmsdorf, Kreis Neisse, Oberschlesien: Wilamowa
- Alt Zowen, Kreis Schlawe, Pommern: Sowno
- Altbatzdorf, Kreis Glatz, Niederschlesien: Starków (1945–1947 Stankowo)
- Altbork, Kreis Kolberg-Körlin, Pommern: Stary Borek
- Altcüstrinchen, Kreis Königsberg (Neumark), Brandenburg: Stary Kostrzynek
- Altdamm, Kreis Randow, Pommern: Dąbie
- Alte Mühle, Gemeinde Nessin, Kreis Kolberg-Körlin, Pommern: Mącznik
- Alte Mühle, Kreis Schlawe, Pommern: Młyniska
- Alte Mühle, Gemeinde Wobesde, Kreis Stolp, Pommern: Bałamątek (1945 Stary Młyn)
- Altemühle, Kreis Kolberg-Körlin, Pommern: Mącznik
- Altenbude, Kreis Goldap, Ostpreußen: Siedlisko
- Altenburg, Kreis Breslau, Niederschlesien: Stary Zamek
- Altendorf, Kreis Greifenberg, Pommern: Łatno
- Altenfließ, Kreis Friedeberg (Neumark), Brandenburg/Pommern: Przyłęg
- Altenfließ, Kreis Regenwalde, Pommern: Trzebawie
- Altenhagen, Kreis Regenwalde, Pommern: Dobiesław
- Altenhagen, Kreis Schlawe, Pommern: Jeżyche
- Altenkirchen, Kreis Königsberg (Neumark), Brandenburg: Łukowice
- Altenwalde, Kreis Neustettin, Pommern: Liszkowo
- Altenwedel, Kreis Saatzig, Pommern: Sicko
- Altewalde, Kreis Neisse, Oberschlesien: Stary Las
- Altgersdorf, Kreis Habelschwerdt, Niederschlesien: Stary Gierałtów
- Althagel, Kreis Gerdauen, Ostpreußen: Gradowo
- Althagen, Stadtkreis Stettin, Pommern: Brzózki
- Althammer, Kreis Tost-Gleiwitz, Oberschlesien: Trachy
- Altheide Bad, Kreis Glatz, Niederschlesien: Polanica-Zdrój (1945 Puszczyków-Zdrój)
- Altheide, Kreis Saatzig, Pommern: Sierakowo
- Althof (Dorf), Kreis Allenstein, Ostpreußen: Stary Dwór
- Althof (Forst), Kreis Allenstein, Ostpreußen: Stary Dwór
- Althof, Kreis Braunsberg, Ostpreußen: Stary Dwór
- Althof, Kreis Breslau, Niederschlesien: Stary Dwór
- Althof, Kreis Heilsberg, Ostpreußen: Stary Dwór
- Althof, Kreis Kolberg-Körlin, Pommern: Petrykozy
- Althof, Kreis Preußisch Holland, Ostpreußen: Stary Dwór
- Althof Barten, Kreis Rastenburg, Ostpreußen: Stary Dwór Barciański
- Althorst, Kreis Arnswalde, Brandenburg/Pommern: Podlesie
- Althütte, Kreis Arnswalde, Brandenburg/Pommern: Łasko
- Althütte, Kreis Osterode, Ostpreußen: Kukła
- Althütten, Kreis Neustettin, Pommern: Stare Łozice
- Altkarbe, Kreis Friedeberg (Neumark), Brandenburg/Pommern: Stare Kurowo
- Altkarber Berge, Kreis Friedeberg (Neumark), Brandenburg/Pommern: Kawki
- Altkemnitz, Kreis Hirschberg, Niederschlesien: Stara Kamienica
- Altkirch, Kreis Heilsberg, Ostpreußen: Praslity
- Altklücken, Kreis Arnswalde, Brandenburg/Pommern: Stary Klukom
- Altköln, Kreis Brieg, Niederschlesien: Stare Kolnie
- Altlomnitz, Kreis Habelschwerdt, Niederschlesien: Stara Łomnica
- Altreichenau, Kreis Waldenburg, Niederschlesien: Stare Bogaczowice (1945 Dolina, Rychnów)
- Altsarnow, Kreis Cammin, Pommern: Żarnowo
- Altschäferei, Gemeinde Treblin, Kreis Rummelsburg, Pommern: Bąkowo
- Altstadt, Kreis Namslau, Niederschlesien: Stare Miasto
- Altstadt, Kreis Kolberg-Körlin, Pommern: Budzistowo (1945–1948 Stare Miasto)
- Altstadt, Kreis Saatzig, Pommern: Krzywiec
- Altstadt, Kreis Ueckermünde, Pommern: Pogrodzie
- Altstadt, Kreis Mohrungen, Ostpreußen: Stare Miasto
- Altstadt, Kreis Osterode, Ostpreußen: Stare Miasto
- Altstett, Kreis Leobschütz, Oberschlesien: Nowa Cerekwia
- Alttschammendorf, Kreis Strehlen, Niederschlesien: Samborowice
- Altwaltersdorf, Kreis Habelschwerdt, Niederschlesien: Stary Waliszów (1945–1946 Grabowo)
- Altwasser: Stary Zdrój (1945 Stara Woda)
- Altweistritz, Kreis Habelschwerdt, Niederschlesien: Stara Bystrzyca
- Altwilmsdorf, Kreis Glatz, Niederschlesien: Stary Wielisław
- Altzülz, Kreis Neustadt, Oberschlesien: Solec
- Alzenau, Kreis Brieg, Niederschlesien: Olszanka (1945–1946 Aleksandrowo)
- Alzenau, Kreis Goldberg, Niederschlesien: Olszanica
- Amalienberg, Kreis Friedland/Bartenstein, Ostpreußen: Maliniak
- Amalienburg, Kreis Regenwalde, Pommern: Gildnica
- Amalienfelde: Stefanowo (oder Pierwoszyn)
- Amalienhof, Kreis Angerburg, Ostpreußen: Bogumiły
- Amalienhof, Kreis Köslin, Pommern: Dworek
- Amalienhof, Kreis Naugard, Pommern: Wierzchosław
- Amalienhof, Kreis Neidenburg, Ostpreußen: Malinowo
- Amalienhof, Kreis Osterode, Ostpreußen: Malinowo
- Amalienhof, Kreis Preußisch Eylau, Ostpreußen: Malinowo
- Amalienruh, Kreis Osterode, Ostpreußen: Malinnik
- Amandhof, Kreis Ratibor, Oberschlesien: Amandów
- Amtitz, Kreis Guben, Brandenburg: Gębice
- Andreaswalde, Kreis Johannisburg, Ostpreußen: Kosinowo
- Angelika, Kreis Gerdauen, Ostpreußen: Anielin
- Angerapp (Fluss in Ostpreußen): Węgorapa
- Angerapp (1938–1945 Kleinangerapp), Kreis Darkehmen/Angerapp, Ostpreußen: Rapa
- Forsthaus Angerapp, Kreis Darkehmen/Angerapp, Ostpreußen: Węgorapa
- Angerburg (Stadt), Kreis Angerburg, Ostpreußen: Węgorzewo (oder Węgobork)
- Angerburg (Gut), Kreis Angerburg, Ostpreußen: Węgorzewko
- Angnitten, Kreis Preußisch Holland, Ostpreußen: Anglity
- Anhalt O. S.: Hołdunów
- Anhaltsberg, Kreis Ortelsburg, Ostpreußen: Łysa Góra
- Ankendorf, Kreis Heilsberg, Ostpreußen: Jankowo
- Ankerholz, Kreis Belgard, Pommern: Przymiarki
- Annaberg, Kreis Dramburg, Pommern: Jelenino
- Annaberg, Oberschlesien: Chałupki
- Annafeld, Kreis Flatow, Westpreußen/Pommern: Annopole
- Annafeld, Kreis Konitz, Westpreußen: Nowa Wieś
- Annafeld, Kreis Rastenburg, Ostpreußen: Polany
- Annafelde, Kreis Johannisburg, Ostpreußen: Iłki
- Annahof, Kreis Rößel, Ostpreußen: Mojkowo
- Annashof, Gemeinde Ribbekardt, Kreis Greifenberg, Pommern: Dobrzyń
- Annahöhe, Kreis Rastenburg, Ostpreußen: Góra
- Annenaue, Kreis Landsberg (Warthe), Brandenburg: Baranowice
- Annenhof, Kreis Mohrungen, Ostpreußen: Anin
- Annenhorst, Kreis Osterode, Ostpreußen: Gruda
- Annenwalde, Kreis Löbau/Kreis Neumark, Westpreußen: Zawada
- Annussewen (1938–1945 Brennerheim), Kreis Johannisburg, Ostpreußen: Anuszewo
- Anticken, Kreis Braunsberg, Ostpreußen: Antyki
- Antmeschken (1938–1945 Meßken), Kreis Darkehmen/Angerapp, Ostpreußen: Antomieszki
- Antonia, Kreis Oppeln, Oberschlesien: Antoniów
- Antoniwald, Kreis Löwenberg, Niederschlesien: Antoniów
- Antonowen (1938–1945 Antonsdorf), Kreis Lötzen, Ostpreußen: Antonowo
- Appelwerder, Kreis Deutsch Krone, Westpreußen/Pommern: Jabłonowo
- Ardappen, Kreis Preußisch Eylau/Bartenstein, Ostpreußen: Ardapy
- Arensdorf, Kreis Oststernberg, Brandenburg: Jarnatów
- Argenau: Gniewkowo
- Arklitten, Kreis Gerdauen, Ostpreußen: Arklity
- Armenheide, Kreis Randow/Ueckermünde, Pommern: Grzepnica
- Arnau, Kreis Osterode, Ostpreußen: Ornowo
- Arndtshof, Kreis Friedland/Bartenstein, Ostpreußen: Domkowo
- Arnhausen, Kreis Belgard, Pommern: Lipie
- Arnimswalde, Kreis Randow/Ueckermünde, Pommern: Osiedle Załom
- Arnoldsdorf, Kreis Neisse, Oberschlesien: Jarnołtówek
- Arnoldshof, Kreis Soldin, Brandenburg: Rokitno
- Arnsberg, Kreis Greifenberg, Pommern: Gorzysław
- Arnsdorf, Kreis Hirschberg, Niederschlesien: Miłków
- Arnsdorf, Kreis Liegnitz, Niederschlesien: Miłkowice
- Arnsdorf, Kreis Schweidnitz, Niederschlesien: Milikowice
- Arnsdorf, Kreis Wohlau, Niederschlesien: Miłcz
- Arnsdorf, Kreis Falkenberg, Oberschlesien: Przecza (1945 Przędza)
- Arnsdorf, Kreis Heilsberg, Ostpreußen: Lubomino
- Arnshagen, Kreis Stolp, Pommern: Charnowo
- Arnstein, Kreis Heiligenbeil, Ostpreußen: Jarzeń
- Arnsteiner Mühle, Kreis Heiligenbeil, Ostpreußen: Jarzeński Młyn
- Arnswalde, Kreis Arnswalde, Brandenburg/Pommern: Choszczno (1945 Choczno, Choczen)
- Arthurswalde, Kreis Friedland/Bartenstein, Ostpreußen: Kadyki
- Aschersruhe (1936–1945 Redlinsfelde), Kreis Cammin, Pommern: Redliny
- Aspenau, Kreis Habelschwerdt, Niederschlesien: Topolice (1945 Topolów)
- Assaunen, Kreis Gerdauen, Ostpreußen: Asuny
- Aßmanns, Kreis Friedland/Bartenstein, Ostpreußen: Witki
- Atkamp, Kreis Rößel, Ostpreußen: Kępa Tolnicka
- Audinischken (1938–1945 Hilpertswerder): Audyniszki
- Aufzug, Kreis Glogau, Niederschlesien: Lubiatów
- Augam, Kreis Preußisch Eylau, Ostpreußen: Augamy
- Augarshof, Kreis Sensburg, Ostpreußen: Ugiertowo
- Augustenhof, Kreis Soldin, Brandenburg: Czyżykowo
- Augustenhof, Kreis Weststernberg, Brandenburg: Krzywnia
- Augustenhof, Kreis Beuthen, Oberschlesien: Augustynów
- Augustenhof, Kreis Belgard, Pommern: Liśnica
- Augustenhof, Kreis Dramburg, Pommern: Czaplin
- Augustenhof, Kreis Neustettin, Pommern: Ubocze
- Augustenhof, Kreis Pyritz, Pommern: Sicina
- Augustenhof, Kreis Saatzig, Pommern: Piaszcze
- Augustenhof, Kreis Schlawe, Pommern: Mirogniew
- Augustfelde, Kreis Rummelsburg, Pommern: Uliszkowice
- Augustfelde, Kreis Stolp, Pommern: Soszyce
- Augusthof, Kreis Ortelsburg, Ostpreußen: Augustowo
- Augusthof, Kreis Pyritz, Pommern: Cieszysław
- Augusthof, Kreis Rummelsburg, Pommern: Gostyniec
- Augusthof, Kreis Soldin, Brandenburg: Jedlice
- Augustthal, Stadt Allenstein, Ostpreußen: Augustówka
- Augustthal, Kreis Pyritz, Pommern: Podlesie
- Augustthal, Kreis Lauban: Augustów
- Augustwalde, Kreis Arnswalde, Brandenburg/Pommern: Rębusz
- Augustwalde, Kreis Guben, Brandenburg: Mikulice
- Augustwalde, Kreis Marienburg, Westpreußen/Ostpreußen: Wieśniewo
- Augustwalde, Kreis Naugard, Pommern: Wielgowo
- Augustwalde, Kreis Rößel, Ostpreußen: Augustówka
- Augustwalde, Kreis Stolp, Pommern: Mirosławin
- Auhof, Kreis Braunsberg, Ostpreußen: Ułowo
- Auras, Kreis Wohlau, Niederschlesien: Uraz
- Ausche, Kreis Liegnitz, Niederschlesien: Usza
- Auschwitz, Kreis Bielitz, Oberschlesien: Oświęcim
- Autischkau, Kreis Cosel, Oberschlesien: Ucieszków
- Auxkallen (1938–1945 Bergerode), Kreis Goldap, Ostpreußen: Wysoki Garb
- Aweyden, Kreis Sensburg, Ostpreußen: Nawiady

## B
- Baadeln, Kreis Rosenberg, Westpreußen/Ostpreußen: Janowo
- Baalau, Kreis Marienburg, Westpreußen/Ostpreußen: Balewo
- Baalau, Kreis Stuhm, Westpreußen/Ostpreußen: Balewo
- Baara, siehe Bahra
- Baarden, Kreis Preußisch Holland, Ostpreußen: Bardyny
- Baarenhof: Dworek
- Baarwiese, Kreis Mohrungen, Ostpreußen: Barwiny
- Baarwiese, Kreis Osterode, Ostpreußen: Staszkowo
- Babanten, Kreis Ortelsburg, Ostpreußen: Babięty
- Babbin, Kreis Pyritz, Pommern: Babin
- Babienten (1938–1945 Babenten), Kreis Sensburg, Ostpreußen: Babięta
- Babitz, Kreis Leobschütz, Oberschlesien: Babice
- Babitz (1936–1945 Jungbirken), Kreis Ratbor, Oberschlesien: Babice
- Babken (1938–1945 Steinbrück), Kreis Goldap, Ostpreußen: Babki
- Babken (Ksp. Gonsken) (1938–1945 Babeck), Kreis Oletzko/Treuburg, Ostpreußen: Babki Gąseckie
- Babken (Ksp. Marggrabowa/Treuburg) (1938–1945 Legenquell), Kreis Oletzko/Treuburg, Ostpreußen: Babki Oleckie
- Babrosten, Kreis Johannisburg, Ostpreußen: Babrosty
- Babziens, Kreis Rastenburg, Ostpreußen: Babieniec
- Bachmannshof, Kreis Friedeberg (Neumark), Brandenburg/Pommern: Piastowo
- Bachwitz, Kreis Namslau, Niederschlesien: Wielołęka
- Backen, Kreis Guhrau, Niederschlesien: Zbaków Dolny
- Bad Altheide (eigtl. Altheide Bad), Kreis Glatz, Niederschlesien: Polanica-Zdrój
- Bad Charlottenbrunn, Kreis Waldenburg, Niederschlesien: Jedlina-Zdrój
- Bad Dirsdorf, Kreis Reichenbach (Eulengebirge), Niederschlesien: Przerzeczyn-Zdrój
- Bad Flinsberg, Kreis Löwenberg, Niederschlesien: Świeradów-Zdrój
- Bad Königsdorff-Jastrzemb: Jastrzębie-Zdrój
- Bad Kudowo, Kreis Glatz, Niederschlesien: Kudowa-Zdrój
- Bad Landeck, Kreis Habelschwerdt, Niederschlesien: Lądek-Zdrój
- Bad Langenau, Kreis Habelschwerdt, Niederschlesien: Długopole-Zdrój
- Bad Oppelsdorf, Kreis Zittau, Sachsen: Opolno-Zdrój
- Bad Polzin, Kreis Belgard, Pommern: Połczyn-Zdrój
- Bad Reinerz, Kreis Glatz, Niederschlesien: Duszniki-Zdrój
- Bad Salzbrunn, Kreis Waldenburg, Niederschlesien: Szczawno-Zdrój
- Bad Schönfließ, Kreis Königsberg (Neumark), Brandenburg: Trzcińsko-Zdrój
- Bad Schwarzbach, Kreis Lauban, Niederschlesien: Czerniawa-Zdrój
- Bad Warmbrunn, Kreis Hirschberg, Niederschlesien: Cieplice Śląskie-Zdrój
- Bad Ziegenhals: Głuchołazy
- Badelhörne: Pięćmiechowo
- Badewitz (1936–1945 Badenau), Kreis Leobschütz, Oberschlesien: Bogdanowice
- Bagensken (1938–1945 Lehmannsdorf), Kreis Johannisburg, Ostpreußen: Bagieńskie
- Baginsken (1938–1945 Bürgersee), Stadt Liebemühl, Kreis Osterode, Ostpreußen: Bagieńsko
- Bagnowenwolka (1929–1945 Tiefendorf), Kreis Sensburg, Ostpreußen: Wólka Bagnowska
- Bagnower Wald (1938–1945 Althöfen, Gut), Kreis Sensburg, Ostpreußen: Bagnowski Dwór
- Bahn, Kreis Greifenhagen, Pommern: Banie
- Bahnau Mühle, Kreis Heiligenbeil, Ostpreußen: Banowski Młyn
- Bahra (1939–1945 Baara), Kreis Breslau, Niederschlesien: Baranowice
- Bahrfelde, Kreis Königsberg (Neumark), Brandenburg: Bara
- Baierhaus, Kreis Sprottau, Niederschlesien: Biernatów
- Baitkowen (1938–1945 Baitenberg), Kreis Lyck, Ostpreußen: Bajtkowo
- Baitzen, Kreis Frankenstein, Niederschlesien: Byczeń
- Bajohrental (1938–1945 Blankental), Kreis Gerdauen, Ostpreußen: Bajorki
- Bajohrenwalde (1938–1945 Blankenwalde), Kreis Gerdauen, Ostpreußen: Bajorski Gaj
- Baldebuß, Kreis Cammin, Pommern: Białobudż
- Baldekow, Kreis Kolberg-Körlin, Pommern: Białokury
- Balden, Kreis Neidenburg, Ostpreußen: Bałdy
- Baldenburg, Kreis Schlochau, Westpreußen/Pommern: Biały Bór
- Baldenofen, Kreis Neidenburg, Ostpreußen: Bałdzki Piec
- Balenthin (Pachthof), Kreis Schlawe, Pommern: Białęciniec
- Balenthin Vorwerk, Kreis Schlawe, Pommern: Białęcinko
- Balenthin, Kreis Schlawe, Pommern: Białęcino
- Balfanz, Kreis Neustettin, Pommern: Białowąs
- Balkow, Kreis Weststernberg, Brandenburg: Białków
- Ball: Biała
- Ballamutowen (1934–1945 Giersfelde), Kreis Lyck, Ostpreußen: Bałamutowo
- Ballau, Kreis Sensburg, Ostpreußen: Bałowo
- Ballenberg, Kreis Belgard, Pommern: Biała Góra
- Ballingen, Kreis Allenstein, Ostpreußen: Bałąg
- Ballupönen, Ksp. Goldap, Kreis Goldap, Ostpreußen: Bałupiany
- Balsdrey, Kreis Belgard, Pommern: Biały Zdrój
- Balster, Kreis Dramburg, Pommern: Biały Zdrój
- Balzarowitz (1936–1945 Schönwiese), Kreis Groß Strehlitz, Oberschlesien: Balcarzowice
- Balzen, Kreis Osterode, Ostpreußen: Bałcyny
- Banau, Kreis Frankenstein, Niederschlesien: Dzbanów
- Bandekow, Kreis Regenwalde, Pommern: Bądkowo
- Bandels, Kreis Preußisch Eylau, Ostpreußen: Bądle
- Bandesow, Kreis Cammin, Pommern: Będzieszewo
- Bandsechow, Kreis Stolp, Pommern: Będziechowo
- Bankau, Kreis Brieg, Niederschlesien: Bąków
- Bankau, Kreis Kreuzburg, Oberschlesien: Bąków
- Bankwitz, Kreis Namslau, Niederschlesien: Bąkowice
- Bankwitz (Burghübel), Kreis Breslau, Niederschlesien: Będkowice
- Bannaskeim, Kreis Rastenburg, Ostpreußen: Banaszki
- Banow, Kreis Schlawe, Pommern: Baniewo
- Bansen, Kreis Rößel, Ostpreußen: Bęsia
- Barannen (1938–1945 Keipern), Kreis Lyck, Ostpreußen: Barany
- Barannen (1938–1945 Barnen), Kreis Oletzko/Treuburg, Ostpreußen: Barany
- Baranowen (1938–1945 Neufließ), Kreis Ortelsburg, Ostpreußen: Baranowo
- Bärdorf, Kreis Frankenstein, Niederschlesien: Niedźwiedź
- Bardtken, Kreis Osterode, Ostpreußen: Bartki
- Bardungen, Kreis Osterode, Ostpreußen: Barduń
- Bärenbruch, Kreis Allenstein, Ostpreußen: Niedźwiedź
- Bärenbruch, Stadt Allenstein, Ostpreußen: Niedźwiedź
- Barenbruch, Kreis Naugard, Pommern: Niedżwiedż
- Bärenbruch, Kreis Ortelsburg, Ostpreußen: Niedźwiedzie
- Barenwinkel, Kreis Belgard, Pommern: Mulite
- Bärenwinkel, Kreis Johannisburg, Ostpreußen: Niedźwiedzi Róg
- Bärenwinkel, Kreis Ortelsburg, Ostpreußen: Niedźwiedzi Kąt
- Bärenwinkel, Kreis Osterode, Ostpreußen: Niedźwiady
- Bärfelde, Kreis Königsberg (Neumark), Brandenburg: Smolnica
- Barfußdorf, Kreis Naugard, Pommern: Żołwia Błoć
- Bargen, Kreis Militsch, Niederschlesien: Barkowo
- Baritsch, Kreis Jauer, Niederschlesien: Barycz
- Barkehmen (1938–1945 Barkau), Kreis Goldap, Ostpreußen: Barkowo
- Barkeim (?1939–1945 Barkheim), Kreis Allenstein, Ostpreußen: Bark
- Barkenfelde, Kreis Schlochau, Westpreußen/Pommern: Barkowo
- Barkotzen, Kreis Rummelsburg, Pommern: Barkocin
- Barkow (auch Barckow), Kreis Greifenberg, Pommern: Barkowo
- Barm: Bartoszewo
- Bärndorf, Kreis Hirschberg, Niederschlesien: Gruszków
- Barnimskunow, Kreis Pyritz, Pommern: Barnim
- Barnimslow, Kreis Ueckermünde-Randow, Pommern: Barnisław
- Barranowen (1938–1945 Hoverbeck), Kreis Sensburg, Ostpreußen: Baranowo
- Barning, Gemeinde Neu Banzin, Kreis Köslin, Pommern: Barnin
- Barning, Gemeinde Neuenhagen, Kreis Köslin, Pommern: Barninek
- Barnow, Gemeinde Alt Kolziglow, Kreis Rummelsburg, Pommern: Barnowo
- Barschau, Kreis Lüben, Niederschlesien: Barszów
- Barschdorf, Kreis Liegnitz, Niederschlesien: Bartoszów
- Bärsdorf-Trach, Kreis Goldberg, Niederschlesien: Niedźwiedzice
- Barskewitz, Kreis Saatzig, Pommern: Barzkowice
- Bartelsdorf, Kreis Preußisch Eylau, Ostpreußen: Barciszewo
- Barten, Kreis Mohrungen, Ostpreußen: Barty
- Barten, Kreis Rastenburg, Ostpreußen: Barciany (oder Barty, Borty)
- Bartenstein, Ostpreußen: Bartoszyce (oder Barsztyn)
- Bartikow, Kreis Greifenhagen, Pommern: Bartkowo
- Bartin, Kreis Kolberg-Körlin, Pommern: Bardy
- Bartin, Kreis Rummelsburg, Pommern: Barcino
- Bartkamm, Kreis Elbing, Westpreußen/Ostpreußen: Pasieki
- Bartken, Kreis Heiligenbeil, Ostpreußen: Bartki
- Bartken, Kreis Oletzko/Treuburg, Ostpreußen: Bartki
- Bartkenguth, Kreis Neidenburg, Ostpreußen: Bartki
- Bartkenhof, Kreis Oletzko/Treuburg, Ostpreußen: Bartkowski Dwór
- Bartlin, Kreis Schlawe, Pommern: Bartolino
- Bartlowo (1938–1945 Barteln), Kreis Sensburg, Ostpreußen: Bartlewo
- Bartning, Kreis Militsch, Niederschlesien: Bartniki
- Bartoschken (1938–1945 Bartzdorf (Ostpr.)), Kreis Neidenburg, Ostpreußen: Bartoszki
- Bartossen (1938–1945 Bartendorf), Kreis Lyck, Ostpreußen: Bartosze
- Bartsch-Kulm, Kreis Wohlau, Niederschlesien: Chełm
- Bartschdorf, Kreis Guhrau, Niederschlesien: Bartków
- Bartzdorf, Kreis Neidenburg, Ostpreußen: Bartoszki
- Baruthe, Gemeinde Rogelwitz, Kreis Brieg, Niederschlesien: Boruta
- Baruthe, Kreis Oels, Niederschlesien: Borucice
- Barvin, Kreis Rummelsburg, Pommern: Barwino
- Bärwalde, Kreis Königsberg (Neumark), Brandenburg: Mieszkowice
- Bärwalde, Kreis Frankenstein, Niederschlesien: Niedźwiednik
- Bärwalde, Kreis Neustettin, Pommern: Barwice
- Bärwalde, Kreis Marienburg/Großes Werder: Niedźwiedzica
- Barwienen, Kreis Allenstein, Ostpreußen: Barwiny
- Barzdorf, Kreis Schweidnitz, Niederschlesien: Bartoszówek
- Bärzdorf, Kreis Brieg, Niederschlesien: Bierzów
- Barzlin, Kreis Köslin, Pommern: Bardzlino
- Barzwitz, Kreis Schlawe, Pommern: Barzowice
- Basan (1936–1945 Wacholdertal), Kreis Rosenberg, Oberschlesien: Bażany
- Baselerskaten, Gemeinde Spie, Kreis Kolberg-Körlin, Pommern: Budzimskie
- Basenthin: Bodzęcin
- Basien, Kreis Braunsberg, Ostpreußen: Bażyny
- Bäslack, Kreis Rastenburg, Ostpreußen: Bezławki
- Bäslackshof, Kreis Rastenburg, Ostpreußen: Bezławecki Dwór
- Bast, Kreis Köslin, Pommern: Łekno
- Batow, Kreis Soldin, Brandenburg: Batowo
- Battatron, Kreis Heilsberg, Ostpreußen: Barcikowo
- Battin, Kreis Belgard, Pommern: Batyń
- Batzlaff, Kreis Cammin, Pommern: Baczysław
- Batzwitz, Kreis Greifenberg, Pommern: Baszewice
- Bauchwitz, Kreis Meseritz, Posen/Brandenburg: Bukowiec
- Baucke, Kreis Neisse, Oberschlesien: Buków
- Baudach, Kreis Crossen (Oder), Brandenburg: Budachów
- Baudach, Kreis Sorau, Brandenburg: Budziechów
- Baudehof, Kreis Braunsberg, Ostpreußen: Bauda
- Bauditten, Kreis Mohrungen, Ostpreußen: Budwity
- Baudmannsdorf, Kreis Goldberg, Niederschlesien: Budziwojów
- Bauerhufen, Kreis Köslin, Pommern: Chłopy
- Bauerwitz, Kreis Leobschütz, Oberschlesien: Baborów
- Baumgarten, Gemeinde Kranzin, Kreis Arnswalde, Brandenburg/Pommern: Prokolno
- Baumgarten, Kreis Frankenstein, Niederschlesien: Braszowice
- Baumgarten, Kreis Strehlen, Niederschlesien: Kojęcin
- Baumgarten, Kreis Falkenberg, Oberschlesien: Sady
- Baumgarten, Kreis Kreuzburg, Oberschlesien: Paruszowice
- Baumgarten, Kreis Rastenburg, Ostpreußen: Ogródki
- Baumgarten, Kreis Cammin, Pommern: Włodzisław
- Baumgarten, Kreis Posen: Sady
- Baumgarth, Kreis Stuhm, Westpreußen/Ostpreußen: Bągart
- Bauschwitz (1936–1945 Bauschdorf), Kreis Falkenberg, Oberschlesien: Budzieszowice
- Bayershöhe, Kreis Greifenhagen, Pommern: Steklinko
- Beatenwalde, Kreis Oststernberg, Brandenburg: Graby
- Beaulieu, Kreis Oststernberg, Brandenburg: Krasnołęg
- Bebbrow, Gemeinde Schlaischow, Kreis Lauenburg, Pommern: Biebrowo
- Bechau, Kreis Neisse, Oberschlesien: Biechów
- Beckel, Kreis Stolp, Pommern: Wiklino
- Beckern, Kreis Neumarkt, Niederschlesien: Piekary
- Beckern, Kreis Ohlau, Niederschlesien: Piekary
- Beckern, Kreis Trebnitz, Niederschlesien: Piekary
- Bedlin, Kreis Stolp, Pommern: Bydlino
- Bednarken, Kreis Osterode, Ostpreußen: Bednarki
- Beelitz, Kreis Weststernberg, Brandenburg: Bielice
- Beelitz, Kreis Pyritz, Pommern: Bielice
- Beelkow, Kreis Schlawe, Pommern: Bielkowo
- Beerberg, Kreis Lauban, Niederschlesien: Baworowa
- Begnitten, Kreis Rößel, Ostpreußen: Biegonity
- Behlkow, Kreis Greifenberg, Pommern: Bielikowo
- Beichau (1937–1945 Oderhorst), Kreis Glogau, Niederschlesien: Biechów
- Beichau, Kreis Militsch, Niederschlesien: Bychowo
- Beigwitz, Kreis Neisse, Oberschlesien: Bykowice
- Beilau, Kreis Breslau, Niederschlesien: Piława
- Beinsdorf, Kreis Rothenburg, Niederschlesien: Mieszków
- Beisleiden, Kreis Preußisch Eylau, Ostpreußen: Bezledy
- Beiswalde, Kreis Heilsberg, Ostpreußen: Bzowiec
- Beitkau, Gemeinde Gaffron, Kreis Lüben, Niederschlesien: Bytków
- Beitsch (1937–1945 Hangwalde), Kreis Glogau, Niederschlesien: Bycz
- Beitzsch (1937–1945 Beitsch), Kreis Guben, Brandenburg: Biecz
- Belchatow (1943–1945 Belchental): Bełchatów
- Belgard a.d. Leba, Kreis Lauenburg, Pommern: Białogarda
- Belgard a.d. Persante, Pommern: Białogard
- Belgen, Kreis Königsberg (Neumark), Brandenburg: Białęgi
- Belk: Bełk
- Belkow, Kreis Greifenhagen, Pommern: Bielkowo
- Bellienen, Kreis Friedland/Bartenstein, Ostpreußen: Bieliny
- Bellin, Kreis Königsberg (Neumark), Brandenburg: Bielin
- Bellinchen, Kreis Königsberg (Neumark), Brandenburg: Bielinek
- Bellmannsdorf: Radzimów
- Belmsdorf, Kreis Frankenstein, Niederschlesien: Baldwinowice
- Belmsdorf, Kreis Namslau, Niederschlesien: Baldwinowice
- Belostok: Białystok
- Belzonzen (1938–1945 Großdorf), Kreis Johannisburg, Ostpreußen: Bełcząc
- Benau, Kreis Sorau, Brandenburg: Bieniów
- Bendargau, Kreis Neustadt, Westpreußen: Będargowo
- Bendauken, Kreis Braunsberg, Ostpreußen: Banduki
- Bendzin (1939–1945 Bendsburg): Będzin
- Benern, Kreis Heilsberg, Ostpreußen: Bieniewo
- Benkheim, Kreis Angerburg, Ostpreußen: Banie Mazurskie
- Benkowitz (1936–1945 Berendorf), Kreis Ratibor, Oberschlesien: Bieńkowice
- Bensee, Kreis Mohrungen, Ostpreußen: Bądze
- Bensen, Kreis Preußisch Eylau, Ostpreußen: Bądze
- Bentkau, Kreis Trebnitz, Niederschlesien: Będkowo
- Bentschen: Zbąszyń
- Benz, Kreis Cammin, Pommern: Benice
- Benzin, Kreis Stolp, Pommern: Bięcino
- Benzrode, Kreis Naugard, Pommern: Bęczno
- Berbisdorf, Kreis Hirschberg, Niederschlesien: Dziwiszów
- Berent, Westpreußen: Kościerzyna
- Berg, Kreis Gerdauen, Ostpreußen: Górki
- Bergdorf, Kreis Königsberg (Neumark), Brandenburg: Górzynska
- Bergen, Kreis Belgard, Pommern: Góry
- Bergensee, Kreis Rastenburg, Ostpreußen: Pieczarki
- Bergenthal, Stadtkreis Allenstein, Ostpreußen: Nagórki
- Bergenthal, Kreis Gerdauen, Ostpreußen: Zielony Ostrów
- Bergenthal, Kreis Rößel, Ostpreußen: Górowo
- Bergfriede, Kreis Allenstein, Ostpreußen: Barkweda
- Bergfriede, Kreis Osterode, Ostpreußen: Samborowo
- Bergheim, Stadt Osterode, Ostpreußen: Górka
- Berghof, Kreis Militsch, Niederschlesien: Góreczki
- Berghof, Kreis Lötzen, Ostpreußen: Berkowo
- Berghof, Kreis Neidenburg, Ostpreußen: Tatary
- Bergland, Kreis Köslin, Pommern: Zbocze
- Bergland, Kreis Naugard, Pommern: Bystra
- Bergling, Kreis Mohrungen, Ostpreußen: Brzeźno
- Bergling, Kreis Osterode, Ostpreußen: Brzeźno Mazurskie
- Bergoben: Kolonia pod Lasem
- Berkenbrügge, Kreis Arnswalde, Brandenburg/Pommern: Brzeziny
- Berkenow, Kreis Belgard, Pommern: Berkanowo
- Berlinchen, Kreis Soldin, Brandenburg: Barlinek
- Berloge, Kreis Crossen (Oder), Brandenburg: Barłogi
- Berna, Kreis Lauban, Niederschlesien: Bierna
- Berndau, Kreis Leobschütz, Oberschlesien: Biernatów
- Berndorf, Kreis Liegnitz, Niederschlesien: Biernatki
- Berndtshöhe, Kreis Soldin, Brandenburg: Wierzchno
- Berneuchen, Kreis Landsberg (Warthe), Brandenburg: Barnówko
- Bernhagen, Kreis Naugard, Pommern: Ostrzyca
- Bernickow, Kreis Königsberg (Neumark), Brandenburg: Barnkowo
- Bernsdorf, Kreis Sorau, Brandenburg: Chudzowice
- Bernsdorf, Kreis Frankenstein, Niederschlesien: Biernacice
- Bernsdorf, Kreis Bütow, Pommern: Ugoszcz
- Bernsdorf, Kreis Neustettin, Pommern: Krągłe
- Bernsdorf, Kreis Regenwalde, Pommern: Brzeźnica
- Bernsee, Kreis Arnswalde, Brandenburg/Pommern: Breń
- Bernstadt, Kreis Oels, Niederschlesien: Bierutów
- Bernstein, Kreis Soldin, Brandenburg: Pełczyce
- Bersdorf, Kreis Jauer, Niederschlesien: Targoszyn
- Bertelsdorf, Kreis Lauban, Niederschlesien: Uniegoszcz
- Berthelschütz, Kreis Kreuzburg, Oberschlesien: Unieszów
- Berthelsdorf, Kreis Sorau, Brandenburg: Bieszków
- Berthelsdorf, Kreis Hirschberg, Niederschlesien: Barcinek
- Berthelsdorf, Kreis Landeshut, Niederschlesien: Uniemyśl
- Bertholdsdorf, Kreis Neumarkt, Niederschlesien: Gościsław
- Bertholsdorf, Kreis Reichenbach (Eulengebirge), Niederschlesien: Uciechów
- Bertienen, Kreis Rastenburg, Ostpreußen: Bertyny
- Besow: Bzowo
- Bestiensee: Glinik
- Beßwitz, Kreis Rummelsburg, Pommern: Biesowice
- Besznitza (auch Besnitza), Landkreis Strasburg, Westpreußen: Beśnica
- Bethanien, Kreis Arnswalde, Brandenburg/Pommern: Rajsko
- Bethlehem, Kreis Landeshut, Niederschlesien: Betlejem
- Betkendorf, Kreis Braunsberg, Ostpreußen: Biedkowo
- Betsche, Kreis Meseritz, Posen/Brandenburg: Pszczew
- Beustrin, Kreis Belgard, Pommern: Bystrzyna
- Beutengrund, Kreis Glatz, Niederschlesien: Bartnica
- Beuthen, Oberschlesien: Bytom
- Beuthen an der Oder, Kreis Glogau, Niederschlesien: Bytom Odrzański
- Beuthnig, Kreis Glogau, Niederschlesien: Bytnik
- Beutnerdorf, Kreis/Stadt Ortelsburg, Ostpreußen: Bartna Strona
- Beutnitz (Mark), Kreis Crossen (Oder), Brandenburg: Bytnica
- Beweringen, Kreis Saatzig, Pommern: Bobrowniki
- Bewernick, Kreis Heilsberg, Ostpreußen: Bobrownik
- Bewersdorf (Alt Bewersdorf), Kreis Schlawe, Pommern: Bobrowice
- Bewersdorf, Kreis Stolp, Pommern: Bobrowniki
- Beyditten, Kreis Friedland/Bartenstein, Ostpreußen: Bajdyty
- Beyersdorf, Kreis Landsberg (Warthe), Brandenburg: Baczyna
- Beyersdorf, Kreis Pyritz, Pommern: Tetyń
- Biadacz (1936–1945 Kreuzwalde), Kreis Oppeln, Oberschlesien: Biadacz
- Bialla (1938–1945 Gehlenburg), Kreis Johannisburg, Ostpreußen: Biała Piska
- Biallojahnen (1935–1945 Weißhagen), Kreis Lyck, Ostpreußen: Białojany
- Bialutten, Kreis Neidenburg/Soldau, Ostpreußen: Białuty
- Bialygrund (1934–1945 Weißengrund), Kreis Ortelsburg, Ostpreußen: Biały Grunt
- Biebersdorf, Kreis Glatz, Niederschlesien: Bobrowniki
- Bieberstein, Kreis Gerdauen, Ostpreußen: Bobrowo
- Bieberstein, Kreis Sensburg, Ostpreußen: Wólka Baranowska
- Bieberswalde, Kreis Osterode, Ostpreußen: Liwa
- Biedaschken (1938–1945 Wieskoppen), Kreis Angerburg, Ostpreußen: Biedaszki
- Biehals, Kreis Glatz, Niederschlesien: Bieganów
- Bielau, Kreis Goldberg, Niederschlesien: Biała
- Bielau, Kreis Neisse, Oberschlesien: Biała Nyska
- Bielendorf, Kreis Habelschwerdt, Niederschlesien: Bielice
- Bielitz, Kreis Freystadt, Niederschlesien: Bielice
- Bielitz (1942–1945 Bielitzfelde), Kreis Falkenberg, Oberschlesien: Bielice
- Bielitz-Biala: Bielsko-Biała
- Bielostok: Białystok
- Bielwiese, Kreis Wohlau, Niederschlesien: Wielowieś
- Bienau, Kreis Osterode, Ostpreußen: Bynowo
- Bienien (1938–1945 Binien), Kreis Lyck, Ostpreußen: Bienie
- Bienken (1938–1945 Bönigken), Kreis Sensburg, Ostpreußen: Bieńki
- Bierdzan (1936–1945 Burkardsdorf), Kreis Oppeln, Oberschlesien: Bierdzany
- Biesen: Bledzew
- Bieskau, Kreis Leobschütz, Oberschlesien: Nowa Cerekwia
- Biessellen, Kreis Osterode, Ostpreußen: Biesal
- Biestern, Kreis Lötzen, Ostpreußen: Bystry
- Biestrzinnik (1932–1945 Ringwalde), Kreis Oppeln, Oberschlesien: Biestrzynnik
- Billerbeck, Kreis Pyritz, Pommern: Nadrzyn
- Billstein (bis 1903 Bialla), Kreis Oletzko/Treuburg, Ostpreußen: Biała Olecka
- Bilsken (1938–1945 Billsee), Kreis Lötzen, Ostpreußen: Bielskie
- Binow, Kreis Greifenhagen, Pommern: Binowo
- Birawa (1936–1945 Reigersfeld), Kreis Cosel, Oberschlesien: Bierawa
- Birgwitz, Kreis Glatz, Niederschlesien: Bierkowice
- Birkbruch, Kreis Friedeberg (Neumark), Brandenburg/Pommern: Brzezinka
- Birkenau, Kreis Heiligenbeil, Ostpreußen: Wilki
- Birkenau, Kreis Rößel, Ostpreußen: Brzezina
- Birkenbruch: Brzeziniak
- Birkenfeld, Kreis Gerdauen, Ostpreußen: Brzeźnica
- Birkenfeld (auch Birkenfelde): Brzozów
- Birkenfelde, Kreis Kolberg-Körlin, Pommern: Gołkowo
- Birkenort, Kreis Oletzko/Treuburg, Ostpreußen: Skowronki
- Birkental, Kreis Angerburg, Ostpreußen: Parowa
- Birkental, Kreis Flatow, Westpreußen/Pommern: Poborcze
- Birkenwalde (Forsthaus), Kreis Lyck, Ostpreußen: Pisanica
- Birkenwalde, Kreis Naugard, Pommern: Brzosowo
- Birkenwalke, Kreis Cammin, Pommern: Bogusław
- Birkenwerder, Kreis Naugard, Pommern: Pogrzymie
- Birkenwerder, Kreis Rastenburg, Ostpreußen: Brzeźnica
- Birkhagen, Kreis Glatz, Niederschlesien: Brzozowie
- Birkhain, Gemeinde Gervin, Kreis Kolberg-Körlin, Pommern: Rębice
- Birkholz, Kreis Friedeberg (Neumark), Brandenburg/Pommern: Brzoza
- Birkholz, Kreis Dramburg, Pommern: Kosobudy
- Birkicht, Kreis Löwenberg, Niederschlesien: Brzeziniec
- Birkmannshöfen, Kreis Braunsberg, Ostpreußen: Brzeziniak
- Birkow, Kreis Stolp, Pommern: Bierkowo
- Birkowitz (1936–1945 Birkental), Kreis Oppeln, Oberschlesien: Bierkowice
- Birksdorf, Kreis Ohlau, Niederschlesien: Brzezinki
- Birnbäumel, Kreis Militsch, Niederschlesien: Gruszeczka
- Birngrütz, Kreis Löwenberg, Niederschlesien: Grudza
- Bischdorf, Kreis Braunsberg, Ostpreußen: Biskupie
- Bischdorf, Kreis Goldberg, Niederschlesien: Biskupin
- Bischdorf, Kreis Groß Wartenberg, Niederschlesien: Biskupice
- Bischdorf, Kreis Liegnitz, Niederschlesien: Biskupice
- Bischdorf, Kreis Neumarkt, Niederschlesien: Święte
- Bischdorf, Kreis Kreuzburg, Oberschlesien: Biskupice
- Bischdorf, Kreis Rosenberg, Oberschlesien: Biskupice
- Bischdorf, Kreis Rößel, Ostpreußen: Sątopy-Samulewo
- Bischöflich Papau: Papowo Biskupie
- Bischofsburg, Kreis Rößel, Ostpreußen: Biskupiec
- Bischofstein, Kreis Rößel, Ostpreußen: Bisztynek
- Bischofswalde, Stadt Breslau, Niederschlesien: Biskupin
- Bischofswalde, Kreis Neisse, Oberschlesien: Biskupów
- Bischofswalde, Kreis Schlochau, Westpreußen/Pommern: Biskupnica
- Bischofswerder, Kreis Rosenberg, Westpreußen/Ostpreußen: Biskupiec
- Bischofthum, Kreis Neustettin, Pommern: Biskupice
- Bischwitz am Berge (1937–1945 Linden am Berge), Kreis Breslau, Niederschlesien: Biskupice Podgórne
- Bischwitz, Kreis Ohlau, Niederschlesien: Biskupice Oławskie
- Bischwitz, Kreis Trebnitz, Niederschlesien: Biskupice Widawskie
- Bistrau: Bystra Śląska
- Bitschin (1936–1945 Fichtenrode), Kreis Tost-Gleiwitz, Oberschlesien: Bycina
- Bittkowen (1938–1945 Bittkau), Kreis Oletzko/Treuburg, Ostpreußen: Bitkowo
- Biziker, Kreis Köslin, Pommern: Biesiekierz
- Blachow, Kreis Guttentag, Oberschlesien: Błachów
- Bladen, Kreis Leobschütz, Oberschlesien: Włodzienin
- Blandau, Kreis Gerdauen, Ostpreußen: Błędowo
- Blandau, Kreis Kulm, Westpreußen: Błędowo
- Blankenau, Kreis Breslau, Niederschlesien: Cesarzowice
- Blankenberg, Kreis Heilsberg, Ostpreußen: Gołogóra
- Blankenfelde, Kreis Königsberg (Neumark), Brandenburg: Brwice
- Blankenhagen, Kreis Regenwalde, Pommern: Dłusko
- Blankensee, Kreis Züllichau-Schwiebus, Brandenburg: Niesulice
- Blankensee, Kreis Heilsberg, Ostpreußen: Blanki
- Blankensee, Kreis Pyritz, Pommern: Płotno
- Blaschewitz (1936–1945 Niederblasien), Kreis Neustadt, Oberschlesien: Błażejowice Dolne
- Blaschowitz (1936–1945 Burgfels), Kreis Tost-Gleiwitz, Oberschlesien: Błażejowice
- Blasdorf bei Schömberg (1938–1945 Tannengrund), Kreis Landeshut, Niederschlesien: Błażejów
- Blaseowitz (1935–1945 Altweiler), Kreis Cosel, Oberschlesien: Błażejowice
- Blaustein, Kreis Rastenburg, Ostpreußen: Siniec
- Bleichenbarth, Kreis Heilsberg, Ostpreußen: Bartniki
- Bleischwitz, Kreis Leobschütz, Oberschlesien: Bliszczyce
- Blieshöfen, Kreis Braunsberg, Ostpreußen: Bliżewo
- Blindgallen: Błąkały
- Blindischken (1938–1945 Wildwinkel), Kreis Goldap, Ostpreußen: Błędziszki
- Blottnitz (1936–1945 Quellengrund), Kreis Groß Strehlitz, Oberschlesien: Błotnica Strzelecka
- Blüchersruh → siehe Krieblowitz
- Bludau, Kreis Braunsberg, Ostpreußen: Błudowo
- Blumberg, Kreis Landsberg (Warthe), Brandenburg: Mościce
- Blumberg, Kreis Görlitz, Niederschlesien: Bratków
- Blumberg, Kreis Braunsberg, Ostpreußen: Mikołajewo
- Blumberg, Kreis Pyritz, Pommern: Morzyca
- Blumenau, Kreis Jauer, Niederschlesien: Kwietniki
- Blumenau, Kreis Heilsberg, Ostpreußen: Czarny Kierz
- Blumenau, Kreis Preußisch Holland, Ostpreußen: Kwietnik
- Blumendorf, Kreis Löwenberg, Niederschlesien: Kwieciszowice
- Blumenfelde, Kreis Friedeberg (Neumark), Brandenburg/Pommern: Lubicz
- Blumenthal, Kreis Gerdauen, Ostpreußen: Maciejki
- Blumenthal, Kreis Landsberg (Warthe), Brandenburg: Kwiatkowice
- Blumenthal, Kreis Neisse, Oberschlesien: Kwiatków
- Blumenthal, Kreis Oppeln, Oberschlesien: Krzywa Góra
- Blumenwerder, Kreis Neustettin, Pommern: Piaseczno
- Blumerode, Kreis Neumarkt, Niederschlesien: Kwietno
- Blümsdorf, Kreis Leobschütz, Oberschlesien: Kwiatoniów
- Blumstein, Kreis Preußisch Eylau, Ostpreußen: Kwiatkowo
- Blunken, Kreis Friedland/Bartenstein, Ostpreußen: Błonie
- Bobanden, Gemeinde Reichau, Kreis Mohrungen, Ostpreußen: Pojezierce
- Böbbelin, Kreis Schlawe, Pommern: Bobolin
- Bobelwitz, Kreis Meseritz, Posen/Brandenburg: Bobowicko
- Boberau, Gemeinde Pansdorf, Kreis Liegnitz, Niederschlesien: Bobrów
- Bobern, Kreis Lyck, Ostpreußen: Bobry und Bobry
- Bobernig, Kreis Grünberg, Niederschlesien: Bobrowniki
- Boberröhrsdorf, Kreis Hirschberg, Niederschlesien: Siedlęcin
- Bobersberg, Kreis Crossen (Oder), Brandenburg: Bobrowice
- Boberstein, Kreis Hirschberg, Niederschlesien: Bobrów
- Boberullersdorf, Kreis Hirschberg, Niederschlesien: Wrzeszczyn
- Boberwitz, Kreis Sprottau, Niederschlesien: Bobrowice
- Bobile (1936–1945 Wandelheim), Kreis Guhrau, Niederschlesien: Pobiel
- Bobischau, Kreis Habelschwerdt, Niederschlesien: Boboszów
- Boblin, Kreis Randow, Pommern: Bobolin
- Boblowitz (1936–1945 Hedwigsgrund), Kreis Leobschütz, Oberschlesien: Boboluszki
- Bochow, Kreis Lauenburg, Pommern: Bochowo
- Bochowke: Bochówko
- Böck, Kreis Cammin, Pommern: Buk
- Böck, Kreis Randow, Pommern: Buk
- Böck, Kreis Flatow, Westpreußen/Pommern: Buka
- Bockau, Kreis Neumarkt, Niederschlesien: Buków
- Bocksberg, Gemeinde Quetzin, Kreis Kolberg-Körlin, Pommern: Jaromierzyce
- Bockwitz, Kreis Sprottau, Niederschlesien: Bukowica
- Bodenhagen, Kreis Kolberg-Körlin, Pommern: Bagicz
- Bodenwinkel, Kreis Danziger Niederung: Kąty Rybackie
- Bodland, Kreis Rosenberg, Oberschlesien: Bogacica
- Bodländer Glashütte, Kreis Rosenberg, Oberschlesien: Bogacka Szklarnia
- Bodschwingken (1938–1945 Herandstal), Kreis Goldap, Ostpreußen: Boćwinka
- Bodschwnigken Mühle (1938–1945 Herandstaler Mühle), Kreis Goldap, Ostpreußen: Boćwiński Młyn
- Bodzianowo (1930–1945 Buchental), Kreis Rößel, Ostpreußen: Bocianowo
- Bogatzewen (Dorf) (1927–1945 Reichensee (Dorf)), Kreis Lötzen, Ostpreußen: Bogaczewo
- Bogatzewen (Gut) (1927–1945 Reichensee (Gut)), Kreis Lötzen, Ostpreußen: Wola Bogaczkowska
- Bogatzko (1938–1945 Rainfeld), Kreis Lötzen, Ostpreußen: Bogacko
- Bogdainen, Kreis Allenstein, Ostpreußen: Bogdany
- Bogen, Kreis Heilsberg, Ostpreußen: Bugi
- Bogenthin, Kreis Kolberg-Körlin, Pommern: Bogucino
- Bogumillen (1938–1945 Brödau), Kreis Johannisburg, Ostpreußen: Bogumiły
- Bogunschöwen (1938–1945 Ilgenhöh), Kreis Osterode, Ostpreußen: Boguszewo
- Boguschütz (1936–1945 Gottesdorf), Kreis Oppeln, Oberschlesien: Boguszyce
- Boguschütz (1936–1945 Gottschütz), Kreis Tost-Gleiwitz, Oberschlesien: Boguszyce
- Böhmenhöfen, Kreis Braunsberg, Ostpreußen: Bemowizna
- Böhmischdorf, Kreis Brieg, Niederschlesien: Czeska Wieś
- Böhmischgut, Kreis Elbing, Westpreußen/Ostpreußen: Czechowo
- Bohnsack: Sobieszewo
- Bohrau (Markt Bohrau): Borów
- Bohrau, Kreis Oels, Niederschlesien: Borowa
- Boissin, Kreis Belgard, Pommern: Byszyno
- Boitmannsdorf, Kreis Grottkau, Oberschlesien: Bogdanów
- Boitschow (1936–1945 Lärchenhag), Kreis Tost-Gleiwitz, Oberschlesien: Bojszów
- Bojanow (1936–1945 Kriegsbach), Kreis Ratibor, Oberschlesien: Bojanów
- Bojanowo (im 17. Jahrhundert Bojanow, später Bojanowe): Bojanowo
- Boleslau (1936–1945 Bunzelberg), Kreis Ratibor, Oberschlesien: Bolesław
- Bölkau, Kreis Danzig, Westpreußen: Bielkowo
- Bolkenhain, Kreis Jauer, Niederschlesien: Bolków
- Bolkow, Kreis Belgard, Pommern: Bolkowo
- Bolleinen, Kreis Osterode, Ostpreußen: Bolejny
- Bollendorf, Kreis Rastenburg, Ostpreußen: Bykowo
- Bolleschin: Boleszyn
- Bollgudden, Kreis Braunsberg, Stadt Wormditt, Ostpreußen: Międzyrzecze
- Bollinken: Bałdynko
- Boltenhagen, Kreis Belgard, Pommern: Bełtno
- Bölzig, Kreis Schlochau, Westpreußen/Pommern: Bielsko
- Bomst, Kreis Züllichau-Schwiebus, Brandenburg: Babimost
- Bönhof, Kreis Stuhm, Westpreußen/Ostpreußen: Benowo
- Bonin, Kreis Arnswalde, Brandenburg/Pommern: Bonin
- Bonin, Kreis Dramburg, Pommern: Bonin
- Bonin, Kreis Köslin, Pommern: Bonin
- Bonin, Kreis Regenwalde, Pommern: Bonin
- Boniowitz (1936–1945 Wohlingen), Kreis Tost-Gleiwitz, Oberschlesien: Boniowice
- Bonken (1936–1945 Eichgrund), Kreis Guttentag, Oberschlesien: Bąki
- Bönkenwalde, Kreis Heiligenbeil, Ostpreußen: Bieńkowo
- Bonschen, Kreis Friedland/Preußisch Eylau, Ostpreußen: Bąsze
- Bonstetten: Zamarte
- Bontsch (1942–1945 Bonsch), Kreis Karthaus, Westpreußen: Bącz
- Borawsken (1938–1945 Deutscheck), Kreis Oletzko/Treuburg, Ostpreußen: Borawskie
- Borchersdorf, Kreis Neidenburg, Ostpreußen: Burkat
- Borchertsdorf, Kreis Preußisch Eylau, Ostpreußen: Burkarty
- Borchertsdorf, Kreis Preußisch Holland, Ostpreußen: Dębiny
- Borczymmen (1936–1938 Borschymmen, 1938–1945 Borschimmen), Kreis Lyck, Ostpreußen: Borzymy
- Bordehnen, Kreis Preußisch Holland, Ostpreußen: Burdajny
- Borek (1935–1945 Waldungen), Kreis Kreuzburg, Oberschlesien: Borek
- Borganie (1937–1945 Bergen), Kreis Schweidnitz, Niederschlesien: Borzygniew
- Borin, Kreis Greifenhagen, Pommern: Borzym
- Borislawitz (1935–1945 Saßstädt), Kreis Cosel, Oberschlesien: Borzysławice
- Boritsch (1936–1945 Schildbach), Kreis Groß Strelitz, Oberschlesien: Borycz
- Boritten, Kreis Friedland/Bartenstein, Ostpreußen: Boryty
- Borkau, Kreis Glogau, Niederschlesien: Borek
- Borken, Kreis Angerburg, Ostpreußen: Borki
- Borken, Kreis Lyck, Ostpreußen: Borki
- Borken, Kreis Oletzko/Treuburg, Ostpreußen: Borki
- Borken bei Farienen (1938–1945 Wildheide), Kreis Ortelsburg, Ostpreußen: Borki Rozowskie
- Borken bei Willenberg (1938–1945 Borkenheide), Kreis Ortelsburg, Ostpreußen: Borki Wielbarskie
- Borken, Kreis Preußisch Eylau, Ostpreußen: Borki
- Borken, Kreis Rastenburg, Ostpreußen: Borki
- Borken, Kreis Sensburg, ab 1928: Kreis Lötzen, Ostpreußen: Borki
- Borkendorf, Kreis Neisse, Oberschlesien: Burgrabice
- Borkendorf, Kreis Deutsch Krone, Westpreußen/Pommern: Dobrzyca
- Borkenhagen, Kreis Köslin, Pommern: Borkowice
- Borkenhof, Kreis Lyck, Ostpreußen: Borecki Dwór
- Borkow, Kreis Landsberg (Warthe), Brandenburg: Borek
- Borkow, Kreis Lauenburg, Pommern: Borkowo Lęborskie
- Borkow, Kreis Schlawe, Pommern: Borkowo
- Borkowinnen (1938–1945 Jarken), Kreis Oletzko/Treuburg, Ostpreußen: Borkowiny
- Borkowitz (1936–1945 Borkenwalde), Kreis Rosenberg, Oberschlesien: Borkowice
- Borkwitz (1936–1945 Borkenhain O. S.), Kreis Falkenberg, Oberschlesien: Borkowice
- Bormanshof, Kreis Braunsberg, Ostpreußen: Wólka Tolkowiecka
- Born, Kreis Dramburg, Pommern: Borne
- Börnchen, Kreis Jauer, Niederschlesien: Bronów
- Borne, Kreis Neumarkt, Niederschlesien: Źródła
- Bornemannshof, Kreis Schlawe, Pommern: Dąbrowiec
- Börnen, Kreis Rummelsburg, Pommern: Darnowo
- Bornitt, Kreis Braunsberg, Ostpreußen: Bornity
- Borntin, Kreis Greifenberg, Pommern: Borzęcin
- Borntuchen, Kreis Bütow, Pommern: Borzytuchom
- Bornzin, Kreis Stolp, Pommern: Borzęcino
- Boroschau (1936–1945 Alteneichen), Kreis Rosenberg, Oberschlesien: Boroszów
- Borowen (1938–1945 Prausken), Kreis Sensburg, Ostpreußen: Borowe
- Borowerwald (1938–1945 Prauskenwalde), Kreis Sensburg, Ostpreußen: Borowski Las
- Borowian (1936–1945 Waldhufen), Kreis Groß Strehlitz, Oberschlesien: Borowiany
- Borrek (1936–1945 Wäldchen), Kreis Oppeln, Oberschlesien: Borki
- Borrishof (1938–1945 Borishof), Kreis Oletzko/Treuburg, Ostpreußen: Borysowo
- Borrowitzmühle (nach 1905 Dobeneckmühle), Kreis Neidenburg, Ostpreußen: Borowiec
- Borschenen, Kreis Rastenburg, Ostpreußen: Borszyny
- Boruschowitz, Kreis Beuthen-Tarnowitz, Oberschlesien: Boruszowice
- Borutin (1936–1945 Streitkirch), Kreis Ratibor, Oberschlesien: Borucin
- Borwalde, Kreis Braunsberg, Ostpreußen: Borowiec
- Borzenzine (1939–1945 Bornfelde), Kreis Militsch, Niederschlesien: Borzęcin
- Bösdorf, Kreis Neisse, Oberschlesien: Pakosławice
- Bosemb (1938–1945 Bussen), Kreis Sensburg, Ostpreußen: Boże
- Bosembwolka (1938–1945 Dreißighuben), Kreis Sensburg, Ostpreußen: Boża Wólka
- Bösendorf: Zła Wieś
- Bosens, Kreis Schlawe, Pommern: Bożenice
- Bothau, Kreis Sensburg, Ostpreußen: Bałowo
- Bothoslust, Kreis Fredland/Bartenstein, Ostpreußen: Borzęty
- Bothoswalde, Kreis Preußisch Eylau, Ostpreußen: Bodzewo
- Böttchershof, Kreis Mohrungen, Ostpreußen: Bednarzówka
- Bottke, Gemeinde Zezenow, Kreis Stolp, Pommern: Budki
- Bottowen (1938–1945 Bottau), Kreis Ortelsburg, Ostpreußen: Botowo
- Botzanowitz (1936–1945 Grunsruh), Kreis Rosenberg, Oberschlesien: Bodzanowice
- Bowallno (1936–1945 Walldorf), Kreis Oppeln, Oberschlesien: Wawelno
- Boyadel, Kreis Grünberg, Niederschlesien: Bojadła
- Brallentin, Kreis Pyritz, Pommern: Bralęcin
- Brämerhafen, Kreis Friedland/Bartenstein, Ostpreußen: Dąbrowa
- Bramstädt, Kreis Belgard, Pommern: Toprzyk
- Brand, Kreis Friedeberg (Neumark), Brandenburg/Pommern: Lubiewo
- Brand, Kreis Habelschwerdt, Niederschlesien: Spalona
- Brande, Kreis Falkenberg, Oberschlesien: Prądy
- Brandesow: Będzieszewo
- Brandsheide, Kreis Friedeberg (Neumark), Brandenburg/Pommern: Lubiewko
- Branitz, Kreis Leobschütz, Oberschlesien: Branice
- Brankow, Kreis Crossen (Oder), Brandenburg: Bronków
- Braschen, Kreis Crossen (Oder), Brandenburg: Brzózka
- Bratsch, Kreis Leobschütz, Oberschlesien: Braciszów
- Brätz, Kreis Meseritz, Posen/Brandenburg: Brójce
- Brauchitschdorf, Kreis Lüben, Niederschlesien: Chróstnik
- Braunau, Kreis Guhrau, Niederschlesien: Wronów
- Braunau, Gemeinde Ludwigsdorf, Kreis Löwenberg, Niederschlesien: Brunów
- Braunau, Kreis Lüben, Niederschlesien: Brunów
- Braunfelde, Kreis Züllichau-Schwiebus, Brandenburg: Buczyna
- Braunhirsch, Gemeinde Schlochau, Kreis Schlochau, Westpreußen/Pommern: Gozdnica
- Braunsberg, Ostpreußen: Braniewo (oder Brunsberk, Brunsberg, Brunsberga)
- Braunsberg, Kreis Naugard, Pommern: Tucze
- Braunsdorf, Kreis Sorau, Brandenburg: Bronowice
- Braunsdorf: Błotnia
- Braunsfelde, Kreis Friedeberg (Neumark), Brandenburg/Pommern: Bronowice
- Braunsforth, Kreis Saatzig, Pommern: Bród
- Braunswalde, Kreis Allenstein, Ostpreußen: Brąswałd
- Braunswalde, Kreis Stuhm, Westpreußen/Ostpreußen: Gościszewo
- Braunswalde, Stettin: Pogodno
- Brausendorf, Kreis Meseritz, Posen/Brandenburg: Brudzewo
- Braynicken, Kreis Neidenburg, Ostpreußen: Brajniki
- Brechelshof, Gemeinde Bremberg, Kreis Jauer, Niederschlesien: Brachów
- Brederlow, Kreis Pyritz, Pommern: Przydarłów
- Bredinken, Kreis Rößel, Ostpreußen: Bredynki
- Bredow-Grabowo: Drzetowo-Grabowo
- Breesen, Kreis Oststernberg, Brandenburg: Brzeźno
- Brega: Brzeg Głogowski
- Breile, Kreis Ohlau, Niederschlesien: Bryłów
- Breitebruch, Kreis Landsberg (Warthe), Brandenburg: Łuninka
- Breitenau, Kreis Neumarkt, Niederschlesien: Brodno
- Breitenberg, Kreis Schlawe, Pommern: Gołogóra
- Breitenfelde, Kreis Naugard, Pommern: Dobropole
- Breitenfelde, Kreis Schlochau, Westpreußen/Pommern: Sierpowo
- Breitenhain, Kreis Schweidnitz, Niederschlesien: Lubachów
- Breitenheide, Kreis Johannisburg, Ostpreußen: Szeroki Bór
- Breitenstein, Kreis Deutsch Krone, Westpreußen/Pommern: Dobino
- Breitenstein, Kreis Friedeberg (Neumark), Brandenburg/Pommern: Bobrówko
- Breitenwerder, Kreis Friedeberg (Neumark), Brandenburg/Pommern: Pławin
- Breitlinde, Kreis Heiligenbeil, Ostpreußen: Wola Lipowska
- Bremberg, Kreis Jauer, Niederschlesien: Żarek
- Bremerheide, Kreis Greifenhagen, Pommern: Pniewo
- Brendemühl, Kreis Cammin, Pommern: Jatki
- Brenkenhofsbrink, Kreis Cammin, Pommern: Mokradła
- Brenkenhofsbruch, Kreis Friedeberg (Neumark), Brandenburg/Pommern: Błotno
- Brenkenhofswalde, Kreis Friedeberg (Neumark), Brandenburg/Pommern: Błotnica
- Brenkenhofswalde, Kreis Greifenhagen, Pommern: Jęczydól
- Bresin, Kreis Lauenburg, Pommern: Brzeźno Lęborskie
- Bresin, Kreis Putzig, Westpreußen: Mrzezino
- Bresin, Kreis Schwetz, Westpreußen: Brzeziny
- Bresina (1936–1945 Nieder Birken), Kreis Groß Strehlitz, Oberschlesien: Brzezina
- Bresinke, Kreis Stolp, Pommern: Brzezinka
- Breslau, Niederschlesien: Wrocław
- Bresnitz (1936–1945 Brese), Kreis Neustadt, Oberschlesien: Brzeźnica
- Bresnitz (1936–1945 Eichendorffmühl), Kreis Ratibor, Oberschlesien: Brzeźnica
- Bresow, Kreis Cammin, Pommern: Brzowo
- Brieg, Niederschlesien: Brzeg
- Brieg, Kreis Glogau, Niederschlesien: Brzeg Głogowski
- Briensdorf, Kreis Preußisch Holland, Ostpreußen: Borzynowo
- Briesche, Kreis Trebnitz, Niederschlesien: Brzezie
- Briese, Kreis Crossen (Oder), Brandenburg: Brzezie k. Pomorska
- Briese, Kreis Oels, Niederschlesien: Brzezinka
- Briese, Kreis Schwerin (Warthe), Posen/Brandenburg: Brzeźno
- Briesen, Kreis Belgard, Pommern: Brzeżno
- Briesen, Kreis Neustettin, Pommern: Brzeźno
- Briesen, Kreis Pyritz, Pommern: Brzezin
- Briesen, Kreis Brieg, Niederschlesien: Brzezina
- Briesen, Kreis Czarnikau, Posen: Brzeźno
- Briesen: Wąbrzeźno
- Briesenhorst, Kreis Landsberg (Warthe), Brandenburg: Brzeźno
- Briesenitz, Kreis Deutsch Krone, Westpreußen/Pommern: Brzeźnica
- Briesnitz, Kreis Crossen (Oder), Brandenburg: Brzeźnica
- Briesnitz, Kreis Frankenstein, Niederschlesien: Brzeźnica
- Briesnitz, Kreis Sprottau, Niederschlesien: Brzeźnica
- Briesnitz, Kreis Schlochau, Westpreußen/Pommern: Brzeźnica
- Brietzen, Kreis Trebnitz, Niederschlesien: Brzyków
- Brietzig, Kreis Pyritz, Pommern: Brzesko
- Brinitze (1936–1945 Kiefernhain), Kreis Kreuzburg, Oberschlesien: Brynica
- Brinnitz (1936–1945 Brünne), Kreis Oppeln, Oberschlesien: Brynica
- Brockau, Kreis Breslau, Niederschlesien: Brochów
- Brockendorf, Kreis Goldberg, Niederschlesien: Brochocin
- Brodau, Kreis Neidenburg, Ostpreußen: Brodowo
- Brodelwitz, Kreis Lüben, Niederschlesien: Brodów
- Brödelwitz, Kreis Wohlau, Niederschlesien: Brodowice
- Brödienen, Kreis Sensburg, Ostpreußen: Brejdyny
- Brodowen (1938–1945 Broden), Kreis Lyck, Ostpreußen: Brodowo
- Brody (1943–1945 Pflugfelde): Brody
- Broitz, Kreis Greifenberg, Pommern: Brojce
- Bromberg, Westpreußen: Bydgoszcz
- Bronau, Kreis Guhrau, Niederschlesien: Bronów
- Bronietz (1936–1945 Wehrenfelde), Kreis Rosenberg, Oberschlesien: Broniec
- Broschütz (1936–1945 Schobersfelde), Kreis Neustadt, Oberschlesien: Brożec
- Brösen: Brzeźno
- Brosewitz, Kreis Strehlen, Niederschlesien: Brożec
- Broslawitz (1936–1945 Dramatal[-West]), Kreis Beuthen-Tarnowitz, Oberschlesien: Zbrosławice
- Brosowen (1938–1945 Hartenstein), Kreis Angerburg, Ostpreußen: Brzozowo
- Brosowken (1938–1945 Birkenhöhe), Kreis Angerburg, Ostpreußen: Brzozówko
- Brosowken (1938–1945 Birkendorf), Kreis Stuhm, Westpreußen/Ostpreußen: Brzozówka (nicht mehr existent)
- Brosowkenberg (1938–1945 Birkenstein), Kreis Angerburg, Ostpreußen: Brzozowska Góra
- Brostau, Kreis Glogau, Niederschlesien: Brzostów
- Brostkerzen, Kreis Friedland/Bartenstein, Ostpreußen: Brzostkowo
- Broszaitschen (1938–1945 Brosen), Kreis Darkehmen/Angerapp, Ostpreußen: Brożajcie
- Brotzen, Kreis Rummelsburg, Pommern: Broczyna
- Brotzen, Kreis Deutsch Krone, Westpreußen/Pommern: Broczyno
- Browienen (1938–1945 Froben), Kreis Neidenburg, Ostpreußen: Browina
- Bruch, Kreis Neumarkt, Niederschlesien: Przedmoście
- Bruch, Kreis Stuhm, Westpreußen/Ostpreußen: Bruk
- Bruchhausen, Kreis Saatzig, Pommern: Smogolice
- Bruchwalde, Kreis Allenstein, Ostpreußen: Bruchwałd
- Brückendorf, Kreis Landsberg (Warthe), Brandenburg: Boguszyniec
- Brückendorf, Kreis Osterode, Ostpreußen: Mostkowo
- Brückenfelde, Kreis Breslau, Niederschlesien: Pełcznica
- Brückenkrug, Gemeinde Reselkow, Kreis Kolberg-Körlin, Pommern: Czartkowo
- Brücken Vorstadt: Zamoście
- Brügge, Kreis Soldin, Brandenburg: Ławy
- Brügger Berge: Górne Ławy
- Brune, Kreis Kreuzburg, Oberschlesien: Bruny
- Brunk, Kreis Deutsch Krone, Westpreußen/Pommern: Bronikowo
- Brünken, Kreis Greifenhagen, Pommern: Stare Brynki
- Brunken, Kreis Soldin, Brandenburg: Brunki
- Brunn: Bezrzecze
- Brunow, Kreis Belgard, Pommern: Bronowo
- Brünschwitz, Kreis Neisse, Oberschlesien: Broniszowice
- Brunzelwaldau, Kreis Freystadt, Niederschlesien: Broniszów
- Brusenfelde, Kreis Greifenhagen, Pommern: Dębogóra
- Brüsewitz, Kreis Saatzig, Pommern: Brudzewice
- Brutzen, Kreis Belgard, Pommern: Brusno
- Brynnek (1936–1945 Brunneck), Kreis Tost-Gleiwitz, Oberschlesien: Brynek
- Brzestz, Kreis Pleß: Brzeźce
- Brzezetz (ab ung. 1932 Birken), Kreis Cosel, Oberschlesien: Brzeźce
- Bubrowko (1938–1945 Biebern (Ostpr.)), Kreis Sensburg, Ostpreußen: Bobrówko
- Buchau, Kreis Friedland/Bartenstein, Ostpreußen: Bukowo
- Buchelsdorf, Kreis Grünberg, Niederschlesien: Buchałów
- Buchelsdorf, Kreis Namslau, Niederschlesien: Bukowa Śląska
- Buchelsdorf, Kreis Neustadt, Oberschlesien: Niemysłowice
- Büchenhof, Gemeinde Gatz, Kreis Stolp, Pommern: Gać Leśna
- Buchenwald, Kreis Allenstein, Ostpreußen: Kolonia Tuławki
- Buchheide-Hökendorf, Stettin: Bukowe-Klęskowo
- Buchholz: Bukwica
- Buchholz, Kreis Arnswalde, Brandenburg/Pommern: Grabowiec
- Buchholz, Kreis Weststernberg, Brandenburg: Grabno
- Buchholz, Kreis Preußisch Eylau, Ostpreußen: Bukowiec
- Buchholz, Kreis Saatzig, Pommern: Grabowo
- Buchholz-Mühlenbeck-Jeseritz, Stettin: Płonia-Śmierdnica-Jezierzyce
- Buchhorst, Kreis Belgard, Pommern: Żelimucha
- Buchitz, Kreis Brieg, Niederschlesien: Buszyce
- Buchwald, Kreis Landsberg (Warthe), Brandenburg: Bukówka
- Buchwald, Kreis Braunsberg, Ostpreußen: Grabniak
- Buchwald, Kreis Freystadt, Niederschlesien: Buczków
- Buchwald (1937–1945 Buchendamm), Kreis Glogau, Niederschlesien: Buczyna
- Buchwald, Kreis Hirschberg, Niederschlesien: Bukowiec
- Buchwald, Kreis Landeshut, Niederschlesien: Bukówka
- Buchwald, Kreis Neumarkt, Niederschlesien: Bukówek
- Buchwald, Kreis Oels, Niederschlesien: Bukowie
- Buchwald, Kreis Sprottau, Niederschlesien: Bukowina Bobrzańska
- Buchwald, Kreis Trebnitz, Niederschlesien: Bukowiec
- Buchwald, Gemeinde Roman, Kreis Kolberg-Körlin, Pommern: Bukowo
- Buchwald, Kreis Neustettin, Pommern: Trzebiechowo
- Buchwald, Kreis Regenwalde, Pommern: Darszyce
- Buchwäldchen, Kreis Lauban, Niederschlesien: Buczynka
- Buchwalde, Kreis Bütow, Pommern: Mydlita
- Buchwalde, Kreis Mohrungen, Ostpreußen: Bucznik
- Buchwalde, Kreis Osterode, Ostpreußen: Kajkowo
- Buchwalde (Dorf), Kreis Preußisch Holland, Ostpreußen: Buczyniec
- Buchwalde (Forst), Kreis Preußisch Holland, Ostpreußen: Buczyniec (Osada leśna)
- Buchwalde (Geneigte Ebene), Kreis Preußisch Holland, Ostpreußen: Buczyniec
- Buchwalde, Kreis Rothenburg, Niederschlesien: Bucze
- Buchwerder, Kreis Soldin, Brandenburg: Wełmin
- Buchwitz (1937–1945 Buchen), Kreis Breslau, Niederschlesien: Budziszów
- Buckoka (1937–1945 Buchenberge), Kreis Sorau, Brandenburg: Buczyny
- Buckow, Kreis Züllichau-Schwiebus, Brandenburg: Buków
- Buckow, Kreis Schlawe, Pommern: Bukowo
- Buckow, Stettin, Pommern: Bukowo
- Buckower See: Jezioro Bukowo
- Buckowin (Fluss in Westpreußen/Pommern): Bukowina
- Buckowin, Kreis Lauenburg, Pommern: Bukowina
- Buckowiner See: Jezioro Kamienickie
- Buczken (1938–1945 Kleinseliggen), Kreis Lyck, Ostpreußen: Buczki
- Buddenbrock, Kreis Kreuzburg, Oberschlesien: Brodnica
- Buddenbrock, Kreis Greifenhagen, Pommern: Krajnik
- Buddendorf, Kreis Sensburg, Ostpreußen: Budno
- Buddern, Kreis Angerburg, Ostpreußen: Budry
- Buderose, Kreis Guben, Brandenburg: Budoradz
- Budow, Kreis Stolp, Pommern: Budowo
- Budweitschen, Ksp. Dubeningken, Kreis Goldap, Ostpreußen: Budwiecie
- Budzisken (1938–1945 Herbsthausen C), Kreis Angerburg, Ostpreußen: Budziska
- Budzisken (1929–1945 Wachau), Kreis Sensburg, Ostpreußen: Budziska
- Buhlau, Kreis Neustadt, Oberschlesien: Buhlau
- Bujaken, Kreis Osterode, Ostpreußen: Bujaki
- Buhlau, Kreis Neustadt, Oberschlesien: Buława
- Bukowagurra (1927–1945 Buchenberg), Kreis Rößel, Ostpreußen: Bukowa Góra
- Bulgrin, Kreis Belgard, Pommern: Białogórzyno
- Bullendorf, Kreis Freystadt, Niederschlesien: Bulin
- Bullenwinkel, Kreis Kolberg-Körlin, Pommern: Mirocice
- Bunden, Kreis Preußisch Holland, Ostpreußen: Bądy
- Bundien, Kreis Heilsberg, Ostpreußen: Budniki
- Bündtken, Kreis Mohrungen, Ostpreußen: Bądki
- Bunkenmühle, Kreis Osterode, Ostpreußen: Buńki
- Bünnewitz, Kreis Cammin, Pommern: Buniewice
- Bunzelwitz, Kreis Schweidnitz, Niederschlesien: Bolesławice
- Bunzlau, Niederschlesien: Bolesławiec
- Burdungen, Kreis Neidenburg, Ostpreußen: Burdąg
- Burgau: Karolówka
- Burgdorf, Kreis Johannisburg, Ostpreußen: Grodzisko
- Bürgerbruch, Kreis Landsberg (Warthe), Brandenburg: Białobłocie
- Bürgerdorf, Kreis Rößel, Ostpreußen: Miejska Wieś
- Bürgerhöfen, Kreis Preußisch Holland, Ostpreußen: Zduny
- Bürgersdorf (1928–1945), Kreis Rastenburg, Ostpreußen: Poganowo
- Bürgerwalde, Kreis Braunsberg, Ostpreußen: Miejska Wola
- Burggarten (bis 1908: Grodzisken), Kreis Ortelsburg, Ostpreußen: Grodziska
- Burghagen, Kreis Pyritz, Pommern: Boguszyce
- Burghübel, Kreis Breslau, Niederschlesien: Będkowice
- Burgmühle, Kreis Rößel, Ostpreußen: Grodzki Młyn
- Bürgsdorf, Kreis Kreuzburg, Oberschlesien: Brzezinki
- Burgweiler, siehe Guhrwitz
- Burkersdorf, Kreis Schweidnitz, Niederschlesien: Burkatów
- Bursch, Kreis Neidenburg, Ostpreußen: Bursz
- Burschewen (1938–1945 Prußhöfen), Kreis Sensburg, Ostpreußen: Burszewo
- Burzlaff, Kreis Belgard, Pommern: Borzysław
- Burzlaff, Kreis Rummelsburg, Pommern: Borzysław
- Buslar, Kreis Belgard, Pommern: Buślary
- Buslar, Kreis Pyritz, Pommern: Burzykowo
- Busow (1936–1945 Forstfelde), Kreis Rosenberg O.S., Oberschlesien: Budzów
- Büssenthin, Kreis Cammin, Pommern: Buszęcin
- Bussin, Kreis Schlawe, Pommern: Buszyno
- Büssow, Kreis Friedeberg (Neumark), Brandenburg/Pommern: Buszów
- Büssow, Kreis Kolberg-Körlin, Pommern: Byszewo
- Büssow, Kreis Regenwalde, Pommern: Byszewo
- Büssow, Kreis Schlawe, Pommern: Boryszewo
- Bütow, Pommern: Bytów
- Bütschen, Kreis Rummelsburg, Pommern: Byczyna
- Butterfelde, Kreis Königsberg (Neumark), Brandenburg: Przyjezierze
- Buttken, Kreis Oletzko/Treuburg, Ostpreußen: Budki
- Buttkuhnen, Kreis Goldap, Ostpreußen: Botkuny
- Butzke, Kreis Belgard, Pommern: Buczek
- Buwelno (1938–1945 Vorwerk Ublick), Kreis Johannisburg, Ostpreußen: Buwełno
- Bystrz (1938–1945 Brücknersmühl), Kreis Ortelsburg, Ostpreußen: Bystrz
- Bzinitz (1936–1945 Erzweiler), Kreis Guttentag, Oberschlesien: Bzinica Stara
- Bziunkau (1936–1945 Johannahof), Kreis Guttentag, Oberschlesien: Bzionków
- Bzurren (1938–1945 Surren), Kreis Johannisburg, Ostpreußen: Bzury

## C
- Cadinen, Kreis Elbing, Westpreußen/Ostpreußen: Kadyny
- Camerau (1938–1945 Großmuckenhausen), Kreis Neidenburg, Ostpreußen: Komorowo
- Cammerau, Kreis Schweidnitz, Niederschlesien: Komorów
- Cammin, Pommern: Kamień Pomorski
- Canditten (1871–1928 Kanditten), Kreis Preußisch Eylau, Ostpreußen: Kandyty
- Cardemin siehe Kardemin
- Carlshof, Kreis Rastenburg, Ostpreußen: Karolewo
- Carlsruhe, Kreis Oppeln, Oberschlesien: Pokój
- Carmerau, Oberschlesien: Sporók
- Carolath, Kreis Glogau, Niederschlesien: Siedlisko
- Carpangen, Gemeinde Nikolaiken/Niklaskirchen, Kreis Stuhm, Westpreußen/Ostpreußen: Cierpięta
- Caseburg: Karsibór
- Charbrow (1938–1945 Degendorf), Kreis Lauenburg, Pommern: Charbrowo
- Charlotten, Kreis Sensburg, Ostpreußen: Szarłaty
- Charlottenberg, Kreis Friedland/Bartenstein, Ostpreußen: Klekotki
- Charlottenberg, Stadt Rastenburg, Ostpreußen: Wymiarki
- Charlottenhof, Kreis Dramburg, Pommern: Giślinek (nicht mehr existent)
- Charlottenhof, Kreis Mohrungen, Ostpreußen: Giślinek
- Charlottenhof, Kreis Angerburg, Ostpreußen: Dziaduszyn
- Charlottenhof, Kreis Osterode, Ostpreußen: Wólka Majdańska
- Charlottenhof, Kreis Preußisch Holland, Ostpreußen: Sakówko
- Charlottenhof, Gemeinde Groß Gustkow, Kreis Bütow, Pommern: Zbysław
- Charlottenhof, Kreis Kolberg-Körlin, Pommern: Bogusławiec
- Charlottenhof, Kreis Neustettin, Pommern: Jadwiżyn
- Charlottenhof, Kreis Randow, Pommern: Sierakowo
- Charlottenhof, Kreis Rummelsburg, Pommern: Domanice
- Charlottenhof, Gemeinde Papenzin, Kreis Rummelsburg, Pommern: Mądroszki
- Charlottenhof, Kreis Stolp, Pommern: Sullin (nicht mehr existent)
- Charlottenruh, Kreis Greifenhagen, Pommern: Tywice
- Charlottenthal, Kreis Groß Wartenberg, Niederschlesien: Grabownica
- Charlottenthal, Kreis Guttentag, Oberschlesien: Klekotna
- Chausseehaus, Stadt Greifenberg, Kreis Greifenberg, Pommern: Popiele
- Chechlau (1936–1945 Strahlheim), Kreis Tost-Gleiwitz, Oberschlesien: Chechło
- Chelchen, Kreis Lyck, Ostpreußen (1938–1945 Kelchendorf): Chełchy
- Chelchen (Ksp. Schareyken), Kreis Oletzko/Treuburg, Ostpreußen (1938–1945 Vorbergen): Chełchy
- Chelchen (Ksp. Schwentainen), Kreis Oletzko/Treuburg, Ostpreußen (1938–1945 Kelchen): Chełchy
- Chinnow, Kreis Usedom-Wollin, Pommern: Chynowo
- Chmielewen (1938–1945 Talau), Kreis Johannisburg, Ostpreußen: Chmielewo
- Chmiellowitz (1934–1945 Hopfental), Kreis Oppeln, Oberschlesien: Chmielowice
- Chmielowken (1938–1945 Neumoithienen), Kreis Ortelsburg, Ostpreußen: Chmielówka
- Chobie (1934–1945 Koben), Kreis Oppeln, Oberschlesien: Chobie
- Cholm: Chełm
- Chorapp, Kreis Neidenburg, Ostpreußen: Chorab (auch: Chorap)
- Chorulla (1936–1945 Steinfurt), Kreis Groß Strehlitz, Oberschlesien: Chorula
- Chorzow: Chorzów
- Chostka (1930–1945 Walddorf), Kreis Sensburg, Ostpreußen: Chostka
- Choszewen (1936–1945 Hohensee), Kreis Sensburg, Ostpreußen: Choszczewo
- Chottschewko (1938–1945 Goten), Kreis Lauenburg, Pommern: Choczewko
- Chottschow (1938–1945 Gotendorf), Kreis Lauenburg, Pommern: Choczewo
- Christburg, Kreis Stuhm, Westpreußen/Ostpreußen: Dzierzgoń
- Christianstadt, Kreis Sorau, Brandenburg: Krzystkowice
- Christinenberg, Kreis Naugard, Pommern: Kliniska Wielkie
- Christophswalde, Kreis Landsberg (Warthe), Brandenburg: Jastrzębnik
- Chroscziellen (1933–1945 Kreuzfeld), Kreis Lyck, Ostpreußen: Chruściele
- Chrosczinna (1934–1945 Reisern), Kreis Oppeln, Oberschlesien: Chróścina
- Chrosczütz (1935–1945 Rutenau), Kreis Oppeln, Oberschlesien: Chróścice
- Chronstau (1936–1945 Kranst), Kreis Oppeln, Oberschlesien: Chrząstowice
- Chrzanowen (1933–1945 Kalkofen), Kreis Lyck, Ostpreußen: Chrzanowo
- Chrzowitz (1936–1945 Oderfelde), Kreis Oppeln, Oberschlesien: Chrzowice
- Chrzumczütz (1933–1945 Schönkirch), Kreis Oppeln, Oberschlesien: Chrząszczyce
- Chudow, Kreis Hindenburg, Oberschlesien: Chudów
- Chursdorf, Kreis Soldin, Brandenburg: Mostkowo
- Chursangwitz, Kreis Ohlau, Niederschlesien: Kurzątkowice
- Ciochowitz (1936–1945 Stillenort), Kreis Tost-Gleiwitz, Oberschlesien: Ciochowice
- Coccejendorf, Kreis Schlawe, Pommern: Radosław
- Cocceji-Neudorf, Kreis Landsberg (Warthe), Brandenburg: Krzyszczyna
- Cocceji-Neuwalde, Kreis Landsberg (Warthe), Brandenburg: Krzyszczynka
- Codram: Kodrąb
- Collnischken (1938–1945 Burgfelde): Kolniszki
- Colonnowska (1936–1945 Grafenweiler), Kreis Groß Strehlitz, Oberschlesien: Kolonowskie
- Comprachtschütz (1936–1945 Gumpertsdorf), Kreis Oppeln, Oberschlesien: Komprachcice
- Corpellen (vor 1928 bis 1945 Korpellen), Kreis Ortelsburg, Ostpreußen: Korpele
- Cosel, Oberschlesien: Koźle
- Criptau, siehe Kriptau
- Crone an der Brahe: Koronowo
- Crossen, Brandenburg: Krosno Odrzańskie
- Culm, Westpreußen: Chełmno
- Czarnen (1938–1945 Scharnen), Kreis Goldap, Ostpreußen: Czarne
- Czarnen (1938–1945 Herzogsdorf), Kreis Johannisburg, Ostpreußen: Czarne
- Czarnikau (1940–1945 Scharnikau): Czarnków
- Czarnowanz (1936–1945 Klosterbrück), Kreis Oppeln, Oberschlesien: Czarnowąsy
- Czarnowken (1938–1945 Grundensee), Kreis Lötzen, Ostpreußen: Czarnówka
- Czechowitz: Czechowice
- Czechowitz-Dzieditz: Czechowice-Dziedzice
- Czenczel (1928–1945 Rodefeld), Kreis Ortelsburg, Ostpreußen: Ścięciel
- Czernien (1930–1945 Dornberg), Kreis Johannisburg, Ostpreußen: Ciernie
- Czerwentzütz (1936–1945 Rotental), Kreis Ratibor, Oberschlesien: Czerwięcice
- Czerwanken (1930–1945 Rotenfelde), Kreis Sensburg, Ostpreußen: Czerwonki
- Czerwonken (1932–1945 Rotbach), Kreis Lyck, Ostpreußen: Czerwonka
- Cziasnau (1936–1945 Teichwalde), Kreis Guttentag, Oberschlesien: Ciasna
- Czienskowitz (1934–1945 Schwerfelde), Kreis Cosel, Oberschlesien: Ciężkowice
- Cziernien (1929–1945 Dorntal), Kreis Lyck, Ostpreußen: Ciernie
- Czierspienten (1905–1945 Seehöhe), Kreis Johannisburg, Ostpreußen: Cierzpięty
- Czierspienten (1902–1945 Treuwalde), Kreis Osterode, Ostpreußen: Cierzpięty
- Czierspienten (1906–1945 Zollernhöhe), Kreis Sensburg, Ostpreußen: Cierzpięty
- Czieschowa: Cieszowa
- Cziessen (1908–1945 Seeheim), Kreis Lyck, Ostpreußen: Cisy
- Czissek (1934–1945 Friedenau), Kreis Cosel, Oberschlesien: Cisek
- Czukten (1938–1945 Schuchten), Kreis Oletzko/Treuburg, Ostpreußen: Czukty
- Czyborren (1938–1945 Steinen (Ostpr.)), Kreis Johannisburg, Ostpreußen: Cibory
- Czybulken (1938–1945 Richtenfeld), Kreis Lötzen, Ostpreußen: Cybulki
- Czychen (1938–1945 Bolken), Kreis Oletzko/Treuburg, Ostpreußen: Cichy
- Czynczen (1938–1945 Zinschen), Kreis Lyck, Ostpreußen: Czyńcze
- Czyprken (1930–1945 Kolbitz), Kreis Johannisburg, Ostpreußen: Czyprki
- Czyprken (1928–1945 Freiort), Kreis Lötzen, Ostpreußen: Czyprki

## D
- Daarz, Kreis Naugard, Pommern: Darż
- Daber, Kreis Naugard, Pommern: Dobra („Dobra Nowogarzdka“)
- Daber, Kreis Stolp, Pommern: Dobra
- Daber, Kreis Ueckermünde, Pommern: Dobra (Dobra Szczecińska)
- Daberkow, Kreis Regenwalde, Pommern: Dobrkowo
- Dadow, Kreis Greifenberg, Pommern: Dziadowo
- Dagutschen (1938–1945 Zapfengrund), Kreis Goldap, Ostpreußen: Degucie
- Dahlow, Kreis Saatzig, Pommern: Dalewo
- Dambee (1938–1945 Eichen), Gemeinde Wottnogge, Kreis Stolp, Pommern: Dąbie
- Dambee (1938–1945 Eichweide), Gemeinde Schmolsin, Kreis Stolp, Pommern: (Ort nicht mehr existent)
- Dambine (1936–1945 Klein Eichen), Kreis Neustadt, Oberschlesien: Dębina
- Dambinietz (1934–1945 Eichberge), Kreis Oppeln, Oberschlesien: Dębiniec
- Dambrau, Kreis Falkenberg, Oberschlesien: Dąbrowa
- Damen, Kreis Belgard, Pommern: Stare Dębno
- Damerau, Kreis Friedland/Bartenstein, Ostpreußen: Dąbrowa
- Damerau, Kreis Heiligenbeil, Ostpreußen: Dąbrowa
- Damerau, Kreis Ortelsburg, Ostpreußen: Dąbrowa
- Damerau, Kreis Rößel, Ostpreußen: Dąbrowa
- Damerauwald, Kreis Rößel, Ostpreußen: Dębnik
- Damerauwolka (1928–1945 Damerau), Kreis Ortelsburg, Ostpreußen: Dąbrowa
- Damerfitz, Kreis Naugard, Pommern: Dąbrowica
- Damerkow, Kreis Bütow, Pommern: Dąbrówka
- Damerkow, Kreis Stolp, Pommern: Dąbrówka
- Damerow, Kreis Belgard, Pommern: Dąbrowa Białogardzka
- Damerow, Kreis Cammin, Pommern: Dąbrowa
- Damerow, Kreis Naugard, Pommern: Dąbrowa Nowogardzka
- Damerow, Kreis Schlawe, Pommern: Dąbrowa
- Damgardt, Kreis Kolberg-Körlin, Pommern: Dębogard
- Damitz (Fluss): Dębnica
- Damitz, Kreis Kolberg-Körlin, Pommern: Dębica
- Damkerort, Kreis Schlawe, Pommern: Dąbkowice
- Dammbusch, Kreis Oststernberg, Brandenburg: Dębokierz
- Dammelwitz, Kreis Ohlau, Niederschlesien: Danielowice
- Dammen, Kreis Stolp, Pommern: Damno
- Dammer, Kreis Militsch, Niederschlesien: Dąbrowa
- Dammer, Kreis Namslau, Niederschlesien: Dąbrowa
- Dammer, Kreis Oels, Niederschlesien: Dąbrowa
- Dammerau, Kreis Grünberg, Niederschlesien: Dąbrowa
- Dammitsch, Kreis Wohlau, Niederschlesien: Dębiec
- Dammlang, Kreis Deutsch Krone, Westpreußen/Pommern: Dębołęka
- Dammratsch (1936–1945 Dammfelde), Kreis Oppeln, Oberschlesien: Domaradz
- Dammratschhammer (1936–1945 Dammfelder Hammer), Kreis Oppeln, Oberschlesien: Domaradzka Kuźnia
- Damnig, Kreis Namslau, Niederschlesien: Dębnik
- Damnitz, Kreis Pyritz, Pommern: Dębica
- Dampen, Kreis Bütow, Pommern: Dąbie
- Damsdorf, Kreis Breslau, Niederschlesien: Damianowice
- Damsdorf, Kreis Neumarkt, Niederschlesien: Damionowo
- Damsdorf, Kreis Bütow, Pommern: Niezabyszewo
- Damshagen, Kreis Schlawe, Pommern: Domasławice
- Damuster, Kreis Randow, Pommern: Dębostrów
- Daniellen (1938–1945 Kleinreimannswalde), Kreis Oletzko/Treuburg, Ostpreußen: Daniele
- Danietz (1936–1945 Bergdorf), Kreis Oppeln, Oberschlesien: Daniec
- Dankelmannshof, Gemeinde Greifenberg, Kreis Greifenberg, Pommern: Sokołów
- Dankwitz, Kreis Reichenbach (Eulengebirge), Niederschlesien: Dankowice
- Dannenberg, Kreis Usedom-Wollin, Pommern: Domysłow
- Dannowen (1938–1945 Siegenau), Kreis Johannisburg, Ostpreußen: Danowo
- Dannowen (1938–1945 Dannen), Kreis Lötzen, Ostpreußen: Danowo
- Danzig, Westpreußen: Gdańsk
- Darethenhof (auch: Daretenhof), Kreis Braunsberg, Ostpreußen: Dorotówka (auch: Darocin)
- Dargebanz, Kreis Usedom-Wollin, Pommern: Dargobądź
- Dargels, Kreis Braunsberg, Ostpreußen: Dargiele
- Dargeröse, Kreis Stolp, Pommern: Dargoleza
- Dargislaff, Kreis Greifenberg, Pommern: Dargosław
- Darkow, Kreis Belgard, Pommern: Dargikowo
- Darrmietzel, Kreis Königsberg (Neumark), Brandenburg: Dargomyśl
- Darsekow, Kreis Rummelsburg, Pommern: Darżkowo
- Darsewitz, Kreis Usedom-Wollin, Pommern: Darzowice
- Darsin, Kreis Stolp, Pommern: Darżyno
- Darsow, Kreis Greifenberg, Pommern: Darżewo
- Darsow, Kreis Stolp, Pommern: Darżewo
- Dassow, Kreis Kolberg-Körlin: Daszewo
- Datzow, Kreis Schlawe, Pommern: Dadzewo
- Daumen, Kreis Allenstein, Ostpreußen: Tumiany
- Daupe, Kreis Ohlau, Niederschlesien: Dziuplina
- Davidshof, Kreis Ortelsburg, Ostpreußen: Jęcznik
- Dawerwalde, Kreis Gerdauen, Ostpreußen: Dobrzykowo
- Debrong, Kreis Allenstein, Ostpreußen: Dobrąg
- Dechsel, Kreis Landsberg (Warthe), Brandenburg: Deszczno
- Deep, Kreis Greifenberg, Pommern: Mrzeżyno
- Deetz, Kreis Soldin, Brandenburg: Dziedzice
- Degow, Kreis Kolberg-Körlin, Pommern: Dygowo
- Dembenofen, Kreis Osterode, Ostpreußen: Dąb
- Dembio (1936–1945 Reichenwald), Kreis Oppeln, Oberschlesien: Dębie
- Dembiohammer (1936–1945 Eichhammer), Kreis Oppeln, Oberschlesien: Dębska Kuźnia
- Dembowa (1935–1945 Eichungen), Kreis Cosel, Oberschlesien: Dębowa
- Dembowitz (1942–1945 Dembau), Kreis Kulm, Westpreußen: Dębowiec
- Dembowitz (1935–1945 Eichenau), Kreis Neidenburg, Ostpreußen: Dębowiec
- Dembowo, Forsthaus (1928–1945 Stockhausen, Forsthaus), Kreis Rößel, Ostpreußen: Dębowo
- Dembowo, Kolonie (1938–1945 Diborn, Kolonie), Kreis Rößel, Ostpreußen: Dębowo
- Demuth, Kreis Braunsberg, Ostpreußen: Demity
- Denkhaus, Kreis Arnswalde, Brandenburg/Pommern: Pamięcin
- Denzig, Kreis Dramburg, Pommern: Dębsko
- Denzin, Kreis Belgard, Pommern: Dębczyno
- Deppen, Kreis Heilsberg, Ostpreußen: Dąbrówka
- Derschau, Kreis Oppeln, Oberschlesien: Suchy Bór
- Dertzow, Kreis Soldin, Brandenburg: Derczewo
- Derz, Kreis Allenstein, Ostpreußen: Derc
- Deschowitz (1936–1945 Odertal O. S.), Kreis Groß Strehlitz, Oberschlesien: Zdzieszowice
- Deuthen, Kreis Allenstein, Ostpreußen: Dajtki
- Deuthin, Kreis Cammin, Pommern: Ducino
- Deutsch Breile, Kreis Ohlau, Niederschlesien: Bryłówek
- Deutsch Briesen, Kreis Schlochau, Westpreußen/Pommern: Brzeźno
- Deutsch Buckow (1937–1945 Bukau), Kreis Stolp, Pommern: Bukówka
- Deutsch Damerau, Kreis Stuhm, Westpreußen/Ostpreußen: Dąbrówka Malborska
- Deutsch Damno (1935–1945 Deutscheich), Kreis Militsch, Niederschlesien: Dębno
- Deutsch Eylau, Kreis Rosenberg, Westpreußen/Ostpreußen: Iława
- Deutsch Filehne (1937–1945 Filehne), Netzekreis, Posen-Westpreußen/Pommern: Wieleń (Teil nördlich der Netze)
- Deutsch Golkowitz: Gołkowice Dolne
- Deutsch Hammer, Kreis Trebnitz, Niederschlesien: Czeszów
- Deutsch Jamke (1936–1945 Mittenwalde O. S.), Kreis Falkenberg, Oberschlesien: Nowa Jamka
- Deutsch Karstnitz (1938–1945 Karstnitz), Kreis Stolp, Pommern: Karżniczka
- Deutsch Krone, Westpreußen/Pommern: Wałcz
- Deutsch Leippe, Kreis Grottkau, Oberschlesien: Lipowa
- Deutsch Lissa, Breslau-Lissa: Wrocław-Leśnica
- Deutsch Marchwitz, Kreis Namslau, Niederschlesien: Smarchowice Małe
- Deutsch Müllmen, Kreis Neustadt, Oberschlesien: Wierzch
- Deutsch Neudorf, Kreis Strehlen, Niederschlesien: Nowina
- Deutsch Neukirch, Kreis Leobschütz, Oberschlesien: Nowa Cerekwia
- Deutsch Piekar: Piekary Śląskie
- Deutsch Plassow (1937–1945 Plassow), Kreis Stolp, Pommern: Płaszewko
- Deutsch Pribbernow, Kreis Greifenberg, Pommern: Przybiernówko
- Deutsch Probnitz (1936–1945 Kranzdorf), Kreis Neustadt, Oberschlesien: Nowy Browiniec
- Deutsch Puddiger, Kreis Schlawe, Pommern: Podgórki
- Deutsch Rasselwitz, Kreis Neustadt, Oberschlesien: Racławice Śląskie
- Deutsch Rodzonne (1938–1945 Rosen), Kreis Rosenberg, Westpreußen/Ostpreußen: Rodzone
- Deutsch Rogau: Rogówko
- Deutsch Sagar (1937–1945 Boberhöh), Kreis Crossen (Oder), Brandenburg: Nowy Zagór
- Deutsch Wartenberg, Kreis Grünberg, Niederschlesien: Otyń
- Deutsch Wette, Kreis Neisse, Oberschlesien: Nowy Świętów
- Deutsch Würbitz (1936–1945 Niederweiden), Kreis Kreuzburg, Oberschlesien: Wierzbica Dolna
- Deutschebruch, Gemeinde Heidekavel, Kreis Arnswalde, Brandenburg/Pommern: Świnki
- Deutscheneck: Sompolno
- Deutsch-Jägel, Kreis Strehlen, Niederschlesien: Jagielno
- Deutsch-Nettkow (1937–1945 Straßburg (Oder)), Kreis Crossen (Oder), Brandenburg: Nietkowice
- Deutsch-Zernitz (1936–1945 Haselgrund), Kreis Tost-Gleiwitz, Oberschlesien: Żernica
- Deutschrode, Kreis Schlawe, Pommern: Tokary
- Deutschrode, Kreis Strelno, Posen: Ciencisko
- Dewsberg, Kreis Belgard, Pommern: Dziwogóra
- Dicking, Kreis Friedeberg (Neumark), Brandenburg/Pommern: Derkacze
- Diebelsbruch, Kreis Arnswalde, Brandenburg/Pommern: Jaglisko
- Diebowen (1938–1945 Diebauen), Kreis Oletzko/Treuburg, Ostpreußen: Dybowo
- Diebowen (1938–1945 Dommelhof), Kreis Sensburg, Ostpreußen: Dybowo
- Dieckow/Diekow, Kreis Soldin, Brandenburg: Dzikowo
- Diedrichsdorf, Kreis Naugard, Pommern: Bolechowo
- Dietrichsdorf, Kreis Gerdauen, Ostpreußen: Dzietrzychowo
- Dietrichsdorf, Kreis Neidenburg, Ostpreußen: Wietzrychowo
- Dietrichswalde, Kreis Allenstein, Ostpreußen: Gietrzwałd
- Dietrichswalde, Kreis Friedland/Bartenstein, Ostpreußen: Ciemna Wola
- Dietrichswalde, Kreis Sensburg, Ostpreußen: Wólka
- Dievenow, Kreis Cammin bzw. Kreis Usedom-Wollin, Pommern: Dziwnów
- Dimkuhlen, Kreis Belgard, Pommern: Dzięciołowo
- Dimmern, Kreis Ortelsburg, Ostpreußen: Dymer
- Dimmernwiese, Kreis Ortelsburg, Ostpreußen: Łąka Dymerska
- Dingelsberg, Kreis Saatzig, Pommern: Orzechowo
- Dirschau, Westpreußen: Tczew
- Dirschel, Kreis Ratibor, Oberschlesien: Dzierżysław
- Dirschelwitz, Kreis Neustadt, Oberschlesien: Dzierżysławice
- Dirschken, Kreis Militsch, Niederschlesien: Jamnik
- Dirschkowitz (1936–1945 Dirschkenhof), Kreis Leobschütz, Oberschlesien: Dzierżkowice
- Dischenhagen, Kreis Cammin, Pommern: Dzisna
- Distelwitz, Kreis Groß Wartenberg, Niederschlesien: Dziesławice
- Dittchenhöfen, Kreis Preußisch Eylau, Ostpreußen: Trojaczek
- Dittersbach, Kreis Sprottau, Niederschlesien: Dzietrzychowice
- Dittersbach, Stadt Waldenburg, Niederschlesien: Dzietrzychów
- Dittersdorf, Kreis Jauer, Niederschlesien: Drzymałowice
- Dittersdorf, Kreis Sprottau, Niederschlesien: Dziećmiarowice
- Dittersdorf, Kreis Neustadt, Oberschlesien: Dytmarów
- Dittersdorf, Kreis Braunsberg, Ostpreußen: Krzywiec
- Dittersdorf, Kreis Mohrungen, Ostpreußen: Wielowieś
- Dittmannsdorf, Kreis Frankenstein, Niederschlesien: Brodziszów
- Dittmannsdorf, Kreis Waldenburg, Niederschlesien: Dziećmorowice
- Dittmannsdorf, Kreis Neustadt, Oberschlesien: Mieszkowice
- Dittrichsdorf, Kreis Heilsberg, Ostpreußen: Biała Wola
- Diwitten, Kreis Allenstein, Ostpreußen: Dywity
- Dixen, Kreis Preußisch Eylau, Ostpreußen: Deksyty
- Dixenau, Kreis Friedland/Bartenstein, Ostpreußen: Deksniany
- Dlotowken, Kreis Ortelsburg, Ostpreußen: Nowe Dłutówko
- Dlottowen (1938–1945 Fischborn (Ostpr.)), Kreis Johannisburg, Ostpreußen: Dłutowo
- Dluggen (1938–1945 Langenhöh), Kreis Lyck, Ostpreußen: Długie
- Dlugigrund (1930–1945 Langengrund), Kreis Sensburg, Ostpreußen: Długi Grąd
- Dlugikont (1903–1945 Klarheim), Kreis Johannisburg, Ostpreußen: Długi Kąt
- Dlugochorellen (1897–1945 Langsee), Kreis Lyck, Ostpreußen: Długochorzele
- Dlugossen (1938–1945 Langheide), Kreis Lyck, Ostpreußen: Długosze
- Dlusken (1938–1945 Seebude), Kreis Osterode, Ostpreußen: Dłużki
- Dluszek (1932–1945 Hartigswalde), Kreis Neidenburg, Ostpreußen: Dłużek
- Dmussen (1938–1945 Dimussen), Kreis Johannisburg, Ostpreußen: Dmusy
- Döbbernitz, Kreis Weststernberg, Brandenburg: Debrznica
- Dobberphul, Kreis Cammin, Pommern: Dobropole
- Dobberphul, Kreis Greifenhagen, Pommern: Dobropole Gryfińskie
- Dobberphul, Kreis Königsberg (Neumark), Brandenburg: Dobropole
- Döbel, Kreis Belgard, Pommern: Doble
- Doben, Kreis Angerburg, Ostpreußen: Doba
- Dobergast, Kreis Strehlen, Niederschlesien: Dobrogoszcz
- Döberitzfelde, Kreis Deutsch Krone, Westpreußen/Pommern: Dobrzyca
- Dobern, Kreis Guben, Brandenburg: Dobre
- Dobers, Kreis Rothenburg, Niederschlesien: Dobrzyń
- Dobersaul (1937–1945 Schönrode), Kreis Crossen (Oder), Brandenburg: Dobrosułów
- Doberschau, Kreis Goldberg, Niederschlesien: Dobroszów
- Dobersdorf, Kreis Loebschütz, Oberschlesien: Dobieszów
- Dobersdorf, Kreis Neustadt, Oberschlesien: Dobieszowice
- Doberwitz (1937–1945 Gutendorf), Kreis Glogau, Niederschlesien: Dobrzejowice
- Dobiezyn (1939–1945 Doberfeld): Dobieżyn
- Dobrau, Kreis Bunzlau, Niederschlesien: Dobra
- Dobrau (1936–1945 Burgwasser), Kreis Neustadt, Oberschlesien: Dobrau
- Dobroslawitz (1936–1945 Ehrenhöhe), Kreis Cosel, Oberschlesien: Dobrosławice
- Dobrowolla (1935–1945 Willenheim), Kreis Lyck, Ostpreußen: Dobra Wola
- Dobrtowitz (1936–1945 Gutfelde), Kreis Militsch, Niederschlesien: Dobrosławice
- Döbsow: Dobieszewo Leśne
- Dockern, Kreis Trebnitz, Niederschlesien: Tokary
- Döhlau, Kreis Osterode, Ostpreußen: Dylewo
- Dohnafelde, Kreis Belgard, Pommern: Donatowo
- Döhringen, Kreis Osterode, Ostpreußen: Durąg
- Döhrings, Kreis Rastenburg, Ostpreußen: Suliki
- Dolgenow, Kreis Belgard, Pommern: Dołganów
- Dölitz, Kreis Pyritz, Pommern: Dolice
- Doliwen (1938–1945 Teichwalde), Kreis Oletzko/Treuburg, Ostpreußen: Doliwy
- Döllensradung, Kreis Landsberg (Warthe), Brandenburg: Nowiny Wielkie
- Dollna (1936–1945 Niederkirch), Kreis Groß Strehlitz, Oberschlesien: Dolna
- Dölzig, Kreis Königsberg (Neumark), Brandenburg: Dolsko
- Dölzig, Kreis Soldin, Brandenburg: Dolsk
- Domanze, Kreis Schweidnitz, Niederschlesien: Domanice
- Dombehnen, Kreis Rastenburg, Ostpreußen: Dębiany
- Dombrowa (1938–1945 Neudankheim), Kreis Ortelsburg, Ostpreußen: Dąbrowa
- Dometzko (1936–1945 Althaus), Kreis Oppeln, Oberschlesien: Domecko
- Dombrowitz (1936–1945 Eichgrund), Kreis Oppeln, Oberschlesien: Dąbrowice
- Dombrowitze (1936–1945 Heide), Kreis Guttentag, Oberschlesien: Dąbrowica
- Dombrowka (1936–1945 Klein Eichen), Kreis Groß Strehlitz, Oberschlesien: Dąbrówka
- Dombrowka an der Oder (1934–1945 Eichtal), Kreis Oppeln, Oberschlesien: Dąbrówka Górna
- Dombrowka (1936–1945 Steineich), Kreis Tost-Gleiwitz, Oberschlesien: Dąbrówka
- Dombrowken (1938–1945 Eibenburg), Kreis Darkehmen/Angerapp, Ostpreußen: Dąbrówka
- Dombrowken (Kirchspiel Drygallen, 1938–1945 Altweiden), Kreis Johannisburg, Ostpreußen: Dąbrówka Drygalska
- Dombrowken (Kirchspiel Eckersberg, 1929–1945 Eichendorf), Kreis Johannisburg, Ostpreußen: Dąbrówka
- Dombrowken, Kreis Ortelsburg, Ostpreußen: Dąbrówka Kobułcka
- Dombrowken (1933–1945 Eichdamm (Ostpr.)), Kreis Osterode, Ostpreußen: Dąbrówka
- Dombrowsken (1927–1945 Eichensee), Kreis Lyck, Ostpreußen: Dąbrowskie
- Dombrowsken (1938–1945 Königsruh), Kreis Oletzko/Treuburg, Ostpreußen: Dąbrowskie
- Dombsen, Kreis Wohlau, Niederschlesien: Domaszków
- Dominke, Kreis Stolp, Pommern: Dominek
- Domkau, Kreis Osterode, Ostpreußen: Domkowo
- Domnitz, Kreis Wohlau, Niederschlesien: Domanice
- Domnowitz (1936–1945 Germanengrund), Kreis Trebnitz, Niederschlesien: Domanowice
- Dompendehl, Kreis Friedland/Bartenstein, Ostpreußen: Domarady
- Domslaff, Kreis Schlochau, Westpreußen/Pommern: Domisław
- Domslau, Kreis Breslau, Niederschlesien: Domasław
- Dongen, Kreis Allenstein, Ostpreußen: Dągi
- Dönhofstädt, Kreis Rastenburg, Ostpreußen: Drogosze
- Donnerau, Kreis Waldenburg, Niederschlesien: Grzmiąca
- Dopken (1938–1945 Markgrafsfelde), Kreis Oletzko/Treuburg, Ostpreußen: Dobki
- Dörbeck, Kreis Elbing, Ostpreußen/Westpreußen: Próchnik
- Döringshagen, Kreis Naugard, Pommern: Wołowiec
- Dörnberg, Kreis Namslau, Niederschlesien: Darnowiec
- Dörnikau, Kreis Glatz, Niederschlesien: Darnków
- Dorotheenhof, Kreis Naugard, Pommern: Anielino
- Dorotheental, Kreis Osterode, Ostpreußen: Zaskwierki
- Dorotheenthal, Kreis Regenwalde, Pommern: Sarikierz
- Dorothowo (1913–1945 Darethen), Kreis Allenstein, Ostpreußen: Dorotowo
- Dorow, Kreis Regenwalde, Pommern: Dorowo
- Dorphagen, Kreis Cammin, Pommern: Mechowo
- Dorschen, Kreis Goldap, Ostpreußen: Dorsze
- Dorschen, Kreis Lyck, Ostpreußen: Dorsze
- Dörsen, Kreis Preußisch Eylau, Ostpreußen: Dzierżno
- Dörsenthin, Kreis Köslin, Pommern: Dzierżęcino (Stadtteil von Koszalin)
- Dörsenthin, Kreis Schlawe, Pommern: Dzierżęcin
- Dowiaten, Kreis Angerburg, Ostpreußen: Dowiaty
- Doyen (1938–1945 Dugen), Kreis Gerdauen, Ostpreußen: Duje
- Drachenstein, Kreis Rastenburg, Ostpreußen: Smokowo
- Drage: Drawa, Nebenfluss der Netze
- Dragebruch, Kreis Friedeberg (Neumark), Brandenburg/Pommern: Drawiny
- Draglitz, Kreis Osterode, Ostpreußen: Dragolice
- Dramburg, Brandenburg/Pommern: Drawsko Pomorskie
- Drammin, Kreis Cammin, Pommern: Dramino
- Dratzig, Kreis Filehne, Posen: Drawsko
- Dratzigmühle, Kreis Filehne, Posen: Drawski Młyn
- Dratzigsee: Jezioro Drawski
- Draulitten, Kreis Preußisch Holland, Ostpreußen: Drulity
- Drausenhof, Kreis Preußisch Holland, Ostpreußen: Drużno
- Drawehn, Kreis Köslin, Pommern: Drzewiany
- Drehne, Kreis Sorau, Brandenburg: Drzeniów
- Drehnow, Kreis Crossen (Oder), Brandenburg: Drzeniów
- Dreihöfen, Kreis Rastenburg, Ostpreußen: Trzeciaki
- Dreißighuben, Kreis Reichenbach (Eulengebirge), Niederschlesien: Włóki
- Dremling, Kreis Ohlau, Niederschlesien: Drzemlikowice
- Drengfurt, Kreis Rastenburg, Ostpreußen: Srokowo
- Drengfurthshof, Kreis Rastenburg, Ostpreußen: Srokowski Dwór
- Drenow (Schlesisch-): Drzonów
- Drenow, Kreis Belgard, Pommern: Drzonowo Białogardzkie
- Drenow, Kreis Kolberg-Körlin, Pommern: Drzonowo
- Drensch, Kreis Neustettin, Pommern: Drężno
- Drentkau, Kreis Grünberg, Niederschlesien: Drzonków
- Drenzig, Kreis Weststernberg, Brandenburg: Drzeńsko
- Drenzig, Kreis Schlawe, Pommern: Drzeńsko
- Dresow, Kreis Greifenberg, Pommern: Dreżewo
- Dresow, Kreis Stolp, Pommern: Drzeżewo
- Drewenz, Kreis Braunsberg, Ostpreußen: Drwęca
- Drewsdorf, Kreis Braunsberg, Ostpreußen: Drewnowo
- Driesen, Kreis Friedeberg (Neumark), Brandenburg/Pommern: Drezdenko
- Dröbnitz, Kreis Osterode, Ostpreußen: Drwęck
- Droschkau, Kreis Glatz, Niederschlesien: Droszków
- Droschkau, Kreis Namslau, Niederschlesien: Drożki
- Drosdowen (1938–1945 Drosselwalde), Kreis Johannisburg, Ostpreußen: Drozdowo
- Drosdowen (1934–1945 Drosten), Kreis Oletzko/Treuburg, Ostpreußen: Drozdowo
- Drosedow, Kreis Kolberg-Körlin, Pommern: Drozdowo
- Drosedow, Kreis Schlawe, Pommern: Drozdowo
- Drossen, Kreis Weststernberg, Brandenburg: Ośno Lubuskie
- Drygallen (1938–1945 Drigelsdorf), Kreis Johannisburg, Ostpreußen: Drygały
- Dryhn, Gemeinde Petersfelde, Kreis Kolberg-Körlin, Pommern: Drzeń
- Dubberow (auch Klein- bzw. Groß Dubberow), Kreis Belgard, Pommern: Dobrowo
- Dubberphul, Kreis Pyritz, Pommern: Dobropole Pyrzyckie
- Dubberzin, Kreis Schlawe, Pommern: Dobrzęcino
- Dubeningken (1938–1945 Dubeningen), Kreis Goldap, Ostpreußen: Dubeninki
- Dublienen, Kreis Rastenburg, Ostpreußen: Dubliny
- Dubrau (1936–1945 Eichenwald), Kreis Rothenburg, Niederschlesien: Dąbrowa Łużycka
- Dübzow, Kreis Regenwalde, Pommern: Dobieszewo
- Duchow, Kreis Randow, Pommern: Duchowo
- Duckwitz (1937–1945 Gutendorf), Kreis Breslau, Niederschlesien: Dobkowice
- Dullen, Kreis Oletzko/Treuburg, Ostpreußen: Duły
- Dulzen, Kreis Preußisch Eylau, Ostpreußen: Dulsin
- Dulzig, Kreis Rummelsburg, Pommern: Dolsko
- Dummadel, Kreis Greifenberg, Pommern: Tąpadły
- Dumröse, Kreis Stolp, Pommern: Domaradz
- Dumzin, Kreis Belgard, Pommern: Domacyno
- Dünenfeld, Kreis Cosel, Oberschlesien: Cisowa
- Duneyken (1938–1945 Duneiken), Kreis Goldap, Ostpreußen: Dunajek
- Duneyken (1938–1945 Duneiken), Kreis Oletzko/Treuburg, Ostpreußen: Dunajek
- Dungen, Kreis Osterode, Ostpreußen: Dąg
- Dunkelwalde, Kreis Osterode, Ostpreußen: Ciemniak
- Dünnow, Kreis Stolp, Pommern: Duninowo
- Dünow, Kreis Cammin, Pommern: Duniewo
- Düringsdorf (auch Dühringshof): Bogdaniec
- Dürr Arnsdorf, Kreis Neisse, Oberschlesien: Jarnołtów
- Dürr Brockuth, Kreis Strehlen, Niederschlesien: Brochocin
- Dürr Hartau, Kreis Strehlen, Niederschlesien: Suchowice
- Dürr Hartha, Kreis Frankenstein, Niederschlesien: Suszka
- Dürr Kamitz (1936–1945 Dürnstein), Kreis Neisse, Oberschlesien: Sucha Kamienica
- Dürr Kunzendorf, Kreis Neisse, Oberschlesien: Konradów
- Dürrenselchow, Kreis Königsberg (Neumark), Brandenburg: Żelichów
- Dürr(en)stein/Durstin: Dursztyn
- Dürrkunzendorf, Kreis Glatz, Niederschlesien: Suszyna
- Dürrkunzendorf, Kreis Löwenberg, Niederschlesien: Suszki
- Dürrlettel, Kreis Meseritz, Posen/Brandenburg: Lutol Suchy
- Dürschwitz, Kreis Liegnitz, Niederschlesien: Dzierżkowice
- Dürwangen, Kreis Rößel, Ostpreußen: Wola
- Düssin, Kreis Cammin, Pommern: Dusin
- Düsterbeck, Kreis Naugard, Pommern: Orzechowo
- Duttken (1938–1945 Petzkau), Kreis Lyck, Ostpreußen: Dudki
- Duttken (1938–1945 Sargensee), Kreis Oletzko/Treuburg, Ostpreußen: Dudki
- Dworatzken (1938–1945 Herrendorf), Kreis Oletzko/Treuburg, Ostpreußen: Dworackie
- Dybow, Kreis Schlawe, Pommern: Dybowo
- Dybowen (Gemeinde) (1938–1945 Diebau, Gemeinde), Kreis Johannisburg, Ostpreußen: Dybowo
- Dybowen (Gut) (1938–1945 Diebau, Gut), Kreis Johannisburg, Ostpreußen: Dybówko
- Dyhernfurth, Kreis Wohlau, Niederschlesien: Brzeg Dolny
- Dylocken (1936–1945 Thielsdorf), Kreis Oppeln, Oberschlesien: Dylaki
- Dziadowen (1905–1945 Königstal), Kreis Johannisburg, Ostpreußen: Dziadowo
- Dziadtken (1938–1945 Jagdwiesen), Kreis Johannisburg, Ostpreußen: Dziadki
- Dzieditz: Czechowice-Dziedzice
- Dziekanstwo (1936–1945 Dechantsdorf), Kreis Oppeln, Oberschlesien: Dziekaństwo
- Dzielau (1936–1945 Teilbach), Kreis Cosel, Oberschlesien: Dzielawy
- Dzielna (1936–1945 Grenzingen), Kreis Lublinitz/Guttentag, Oberschlesien: Dzielna
- Dzielnitz (1936–1945 Füllstein), Kreis Cosel, Oberschlesien: Dzielnica
- Dziergowitz (1931–1945 Oderwalde), Kreis Cosel, Oberschlesien: Dziergowice
- Dziergunken (1938–1945 Kiebitzbruch), Kreis Allenstein, Ostpreußen: Dzierzgunka
- Dziersken (1936–1945 Althöfen), Kreis Neidenburg, Ostpreußen: Dzierzki
- Dzingellen (1938–1945 Widmannsdorf), Kreis Goldap, Ostpreußen: Dzięgiele
- Dzingellen (1938–1945 Dingeln), Kreis Oletzko/Treuburg, Ostpreußen: Dzięgiele Oleckie
- Dziubiellen (1904–1945 Zollerndorf), Kreis Johannisburg, Ostpreußen: Dziubiele
- Dzuchen (1938–1945 Grabenau Wald), Kreis Allenstein, Ostpreußen: Dziuchy
- Dzwiersnia, Kreis Neidenburg, Ostpreußen: Dźwierznia

## E
- Ebenau, Kreis Arnswalde, Brandenburg/Pommern: Sulino
- Ebenau, Kreis Grottkau, Oberschlesien: Polana
- Ebersbach, Kreis Preußisch Holland, Ostpreußen: Stare Siedlisko
- Ebersdorf, Kreis Glatz, Niederschlesien: Dzikowiec
- Ebersdorf, Kreis Habelschwerdt, Niederschlesien: Domaszków
- Ebersdorf, Kreis Neumarkt, Niederschlesien: Dzikowa
- Ebersdorf, Kreis Sprottau, Niederschlesien: Dzikowice
- Eberstein, Kreis Rastenburg, Ostpreußen: Dzikowina
- Eberstein, Kreis Naugard, Pommern: Wojcieszyn
- Eckartswaldau, Kreis Sprottau, Niederschlesien: Krzywczyce
- Eckartswalde, Kreis Sorau, Brandenburg: Boruszyn
- Eckerberg-Nemitz: Arkońskie-Niemierzyn
- Eckersberg, Kreis Johannisburg, Ostpreußen: Okartowo
- Eckersdorf, Kreis Breslau, Niederschlesien: Biestrzyków
- Eckersdorf, Kreis Bunzlau, Niederschlesien: Bożejowice
- Eckersdorf, Kreis Glatz, Niederschlesien: Bożków
- Eckersdorf, Kreis Lauban, Niederschlesien: Bożkowice
- Eckersdorf, Kreis Namslau, Niederschlesien: Biestrzykowice
- Eckersdorf, Kreis Schweidnitz, Niederschlesien: Bożanów
- Eckersdorf, Kreis Sprottau, Niederschlesien: Bożnów
- Eckersdorf, Kreis Mohrungen, Ostpreußen: Florczaki
- Eckertsdorf, Kreis Sensburg, Ostpreußen: Wojnowo
- Eckschilling, Kreis Osterode, Ostpreußen: Szeląg
- Eckwertsheide, Kreis Grottkau, Oberschlesien: Mroczkowa
- Eduardshof, Kreis Rößel, Ostpreußen: Edwardowo
- Eduardshof, Kreis Stolp, Pommern: Gaje
- Edwardshof, Gemeinde Granow, Kreis Arnswalde, Brandenburg/Pommern: Sobieradz
- Egdeln, Kreis Preußisch Eylau, Ostpreußen: Ejdele
- Egelsdorf, Kreis Löwenberg, Niederschlesien: Mroczkowice
- Egloffstein, Kreis Gerdauen, Ostpreußen: Główczyno
- Egloffstein, Kreis Landsberg (Warthe), Brandenburg: Łagodzin
- Egsow, Kreis Schlawe, Pommern: Kczewo
- Ehrenforst, Kreis Cosel, Oberschlesien: Sławięcice
- Eichau, Kreis Frankenstein, Niederschlesien: Dębowiec
- Eichau bei Wartha, Kreis Frankenstein, Niederschlesien: Dębowina
- Eichau, Kreis Freystadt, Niederschlesien: Dąbrowno
- Eichberg, Kreis Friedeberg (Neumark), Brandenburg/Pommern: Dębogóra
- Eichberg, Kreis Bunzlau, Niederschlesien: Dąbrowa Bolesławiecka
- Eichberg, Kreis Hirschberg, Niederschlesien: Dąbrowica
- Eichberg, Kreis Neumarkt, Niederschlesien: Dębki
- Eichberg, Kreis Neidenburg, Ostpreußen: Dębini
- Eichberg, Kreis Osterode, Ostpreußen: Dębowa Góra
- Eichberg, Kreis Naugard, Pommern: Żdżary
- Eichborn, Kreis Kreuzburg, Oberschlesien: Chudoba
- Eichelhof, Kreis Rawitsch: Zolednica
- Eichelshagen, Kreis Pyritz, Pommern: Trzebórz
- Eichelswalde, Kreis Sensburg, Ostpreußen: Świnie Oko
- Eichen, Kreis Preußisch Eylau, Ostpreußen: Dęby
- Eichenau, Kreis Kattowitz, Oberschlesien: Dąbrówka Mała
- Eichenau, Kreis Rastenburg, Ostpreußen: Dąb
- Eichenau, Kreis Thorn, Westpreußen: Dębiny
- Eichenbruch, Stadt Bartenstein, Ostpreußen: Dębówko
- Eichenort, Kreis Goldap, Ostpreußen: Dąbie
- Eichenstein, Kreis Allenstein, Ostpreußen: Dębno
- Eichenwalde, Kreis Naugard, Pommern: Dębice
- Eichfeuer, Kreis Randow, Pommern: Poddymin (auch Barnimowo)
- Eichforst, Kreis Dramburg, Pommern: Gajewko
- Eichgrund, Kreis Oels, Niederschlesien: Dąbrowica
- Eichhäusel, Kreis Neustadt, Oberschlesien: Dębowiec
- Eichholz, Kreis Heiligenbeil, Ostpreußen: Dębowiec
- Eichholz, Kreis Liegnitz, Niederschlesien: Warmątowice Sienkiewiczowskie
- Eichholz, Kreis Strasburg, Westpreußen: Wichulec
- Eichhorn (bis 1916: Sczeczinken), Kreis Oletzko/Treuburg, Ostpreußen: Szczecinki
- Eichhorn, Kreis Preußisch Eylau, Ostpreußen: Wiewiórki
- Eichhorst, Kreis Johannisburg, Ostpreußen: Oko
- Eichhorst, Kreis Soldin, Brandenburg: Dębiec
- Eichmedien, Kreis Sensburg, Ostpreußen: Nakomiady
- Eichtal, Kreis Oppeln, Oberschlesien: Dąbrówka Górna
- Eichthal, Kreis Ortelsburg, Ostpreußen: Dębówko
- Eichwalde, Kreis Löbau/Neumark, Westpreußen: Dębień
- Eichwerder, Kreis Friedeberg (Neumark), Brandenburg/Pommern: Zagaje
- Eichwerder, Kreis Greifenhagen, Pommern: Dębce
- Eichwerder, Kreis Neidenburg, Ostpreußen: Trzciano
- Eichwerder, Kreis Soldin, Brandenburg: Dąbrowa
- Eickstedtswalde, Kreis Kolberg-Körlin, Pommern: Dargocice
- Eiersberg, Kreis Greifenberg, Pommern: Skalno
- Eiglau, Kreis Leobschütz, Oberschlesien: Dzielów
- Eilau, Kreis Neisse, Oberschlesien: Iława
- Einigkeit, Kreis Heiligenbeil, Ostpreußen: Kalinówek
- Einlage: Jazowa
- Einsiedel, Kreis Heiligenbeil, Ostpreußen: Siedlisko
- Eisdorf, Kreis Namslau, Niederschlesien: Idzikowice
- Eisdorf, Kreis Schweidnitz, Niederschlesien: Żelazów
- Eisemost, Kreis Lüben, Niederschlesien: Żelazny Most
- Eisenberg, Kreis Sprottau, Niederschlesien: Rudawica
- Eisenberg, Kreis Strehlen, Niederschlesien: Żeleźnik
- Eisenberg, Kreis Braunsberg, Ostpreußen: Żelazna Góra
- Eisenbrück, Kreis Schlochau, Westpreußen/Pommern: Żołna
- Eisendorf, Kreis Neumarkt, Niederschlesien: Jarostów
- Eisenhammer: L. Żeleźnica
- Eiserbruch: Kozin
- Eisersdorf, Kreis Glatz, Niederschlesien: Żelazno
- Elbing, Westpreußen, Ostpreußen: Elbląg
- Elditten, Kreis Heilsberg, Ostpreußen: Ełdyty Wielkie
- Eleonorenhof, Kreis Greifenberg, Pommern: Zagórcze
- Elgenau, Kreis Osterode, Ostpreußen: Elgnowo
- Elis, Kreis Cammin, Pommern: Machowica
- Elisabethsthal, Kreis Bütow, Pommern: Ryczyn
- Elisenhof, Kreis Allenstein, Ostpreußen: Ostrzeszewo
- Elisenhof, Kreis Kolberg-Körlin, Pommern: Paprocie
- Elisenhof, Kreis Osterode, Ostpreußen: Dylewko
- Elisenhof, Kreis Preußisch Eylau, Ostpreußen: Lisiak
- Elisenhöhe, Kreis Oletzko/Treuburg, Ostpreußen: Siejnik
- Elisenthal, Kreis Lyck, Ostpreußen: Konieczki
- Elisenthal, Kreis Rastenburg, Ostpreußen: Nieziały
- Ellerwald I, Kreis Elbing, Westpreußen/Ostpreußen: Władysławowo
- Ellerwald II, Kreis Elbing, Westpreußen/Ostpreußen: Adamowo
- Ellerwald III, Kreis Elbing, Westpreußen/Ostpreußen: Kazimierzowo
- Ellerwald IV, Kreis Elbing, Westpreußen/Ostpreußen: Janowo
- Ellerwald V, Kreis Elbing, Westpreußen/Ostpreußen: Józefowo
- Ellguth (?–1945 Neuensee), Kreis Grottkau, Oberschlesien: Ligota Wielka
- Ellguth, Kreis Namslau, Niederschlesien: Ligotka
- Ellguth, Kreis Neustadt, Oberschlesien: Ligota Bialska
- Ellguth, Kreis Rosenberg, Oberschlesien: Ligota Oleska
- Ellguth-Guttentag, Kreis Guttentag, Oberschlesien: Ligota Dobrodzieńska
- Ellguth-Hammer, Kreis Falkenberg, Oberschlesien: Kużnica Ligocka
- Ellguth-Proskau (1936–1945 Frei Proskau), Kreis Oppeln, Oberschlesien: Ligota Prószkowska
- Ellguth-Steinau, Kreis Falkenberg, Oberschlesien: Ligota Ścinawska
- Ellguth-Tillowitz (1936–1945 Steinaugrund), Kreis Falkenberg, Oberschlesien: Ligota Tułowicka
- Ellguth-Tost, Kreis Tost-Gleiwitz, Oberschlesien: Ligota Toszecka
- Ellguth-Turawa, Kreis Oppeln, Oberschlesien: Ligota Turawska
- Ellsnig, Kreis Neustadt, Oberschlesien: Olszynka
- Elmswalde, Kreis Heilsberg, Ostpreußen: Elmina
- Eloisenhof, Kreis Neustadt, Oberschlesien: Dobroszewice
- Elsau, Kreis Rößel, Ostpreußen: Olszewnik
- Elsenau, Kreis Schlochau, Westpreußen/Pommern: Olszanowo
- Elvershagen, Kreis Regenwalde, Pommern: Łagiewniki
- Emilienhof, Kreis Cammin, Pommern: Borzysław
- Emilienthal, Stadt Liebemühl, Kreis Osterode, Ostpreußen: Zatoka
- Emmasthal, Kreis Kolberg-Körlin: Czerwięcino
- Emmyhütte, Gemeinde Schleps, Kreis Kolberg-Körlin, Pommern: Krzesimowo
- Endersdorf, Kreis Reichenbach (Eulengebirge), Niederschlesien: Jędrzejowice
- Endersdorf, Kreis Grottkau, Oberschlesien: Jędrzejów
- Engels Loos: Łaziszcze
- Engelsburg: Pokrzywno
- Engelstein, Kreis Angerburg, Ostpreußen: Węgielsztyn
- Engelswalde, Kreis Braunsberg, Ostpreußen: Sawity
- Entepöl, Pommern: Dobieszczyn
- Erben, Kreis Ortelsburg, Ostpreußen: Orzyny
- Erbenswunsch, Kreis Friedeberg (Neumark), Brandenburg/Pommern: Moczydła
- Erdmannen, Kreis Johannisburg, Ostpreußen: Ciesina
- Erdmannsdorf, Kreis Namslau, Niederschlesien: Nowa Wieś
- Erdmannsdorf, Kreis Rößel, Ostpreußen: Rozwady
- (Zillerthal-)Erdmannsdorf, Kreis Hirschberg, Niederschlesien: Mysłakowice
- Erdmannshof, Stadt Bartenstein, Ostpreußen: Okopa
- Erdmannsthal, Kreis Arnswalde, Brandenburg/Pommern: Łaszewo
- Erdmannsweiler: Kochanów
- Erkelsdorf, Kreis Freystadt, Niederschlesien: Zakęcie
- Erlenhof, Kreis Rastenburg, Ostpreußen: Olchowo
- Erlenholz, Kreis Sorau, Brandenburg: Olszyna
- Ernestinenberg, Kreis Neustadt, Oberschlesien: Górka Prudnicka
- Ernestinenhof, Kreis Pyritz, Pommern: Topolinek
- Ernestinenhof, Kreis Soldin, Brandenburg: Dziergów
- Ernestinenhöhe, Kreis Allenstein, Ostpreußen: Biedówko
- Ernstburg, Kreis Soldin, Brandenburg: Łyskowo
- Ernstfelde, Kreis Lötzen, Ostpreußen: Ernstowo
- Ernstfelde, Kreis Soldin, Brandenburg: Nierybno
- Ernsthausen: Klepary
- Ernsthof, Stadt Bartenstein, Ostpreußen: Ceglarki
- Ernsthof, Kreis Friedland/Bartenstein, Ostpreußen: Lipina
- Ernsthof, Kreis Gerdauen, Ostpreußen: Zalesie
- Ernsthöhe: Przystawy
- Ernstwalde, Kreis Preußisch Eylau, Ostpreußen: Zabłocie
- Erwienen, Kreis Friedland/Bartenstein, Ostpreußen: Jarkowo
- Eschbruch, Kreis Friedeberg (Neumark), Brandenburg/Pommern: Rąpin
- Eschenau, Kreis Braunsberg, Ostpreußen: Jesionowo
- Eschenau, Kreis Heilsberg, Ostpreußen: Jesionowo
- Eschenhorst, Kreis Marienburg, Westpreußen/Ostpreußen: Jasionno
- Eschenriege, Kreis Neustettin, Pommern: Przeradz
- Eschenwalde, Kreis Meseritz, Posen/Brandenburg: Jasieniec
- Esdorf, Kreis Schweidnitz, Niederschlesien: Opoczka
- Esdorf, Kreis Trebnitz, Niederschlesien: Osolin
- Estherwalde, Kreis Lauban, Niederschlesien: Wola Augustowska
- Eulam, Kreis Landsberg (Warthe), Brandenburg: Ulim
- Eulau, Kreis Sprottau, Niederschlesien: Iława
- Eulenberg: Krzeszewo
- Eulenberg: Sowia Góra
- Eulenhof, Kreis Rastenburg, Ostpreußen: Sówka
- Eventin, Kreis Schlawe, Pommern: Iwięcino
- Exau, Kreis Karthaus, Westpreußen: Kczewo
- Exau, Kreis Wohlau, Niederschlesien: Turzany
- Exin: Kcynia
- Eylingshöh, Stadt Liebemühl, Kreis Osterode, Ostpreußen: Iląg

## F
- Fabianswalde, Kreis Rosenberg, Oberschlesien: Żabiniec
- Fahlenwerder, Kreis Soldin, Brandenburg: Ściechów
- Falkenau, Kreis Grottkau, Oberschlesien: Chróścina
- Falkenau, Kreis Friedland/Bartenstein, Ostpreußen: Sokolica
- Falkenau, Kreis Naugard, Pommern: Wałkno
- Falkenberg, Oberschlesien: Niemodlin
- Falkenberg, Kreis Belgard, Pkmmern: Jastrzębniki
- Falkenberg, Kreis Glatz, Niederschlesien: Sokolec
- Falkenberg, Kreis Jauer, Niederschlesien: Sokola
- Falkenberg, Kreis Kolberg-Körlin, Pommern: Sokolica
- Falkenberg, Kreis Naugard, Pommern: Sokolniki
- Falkenberg, Kreis Pyritz, Pommern: Brzezina
- Falkenburg, Kreis Dramburg, Pommern: Złocieniec
- Falkenburg, Kreis Köslin, Pommern: Podbórz
- Falkenhagen, Kreis Rummelsburg, Pommern: Miłocice
- Falkenhain, Kreis Glatz, Niederschlesien: Sokołówka
- Falkenstein, Kreis Friedeberg (Neumark), Brandenburg/Pommern: Sokólsko
- Falkenstein, Kreis Osterode, Ostpreußen: Zajączkowo
- Falkenthal, Kreis Königsberg (Neumark), Brandenburg: Drzesz
- Falkenwalde, Kreis Königsberg (Neumark), Brandenburg: Wierzchlas
- Falkenwalde, Kreis Randow, Pommern: Tanowo
- Falkenwalde, Kreis Saatzig, Pommern: Sokoliniec
- Falkowitz (1936–1945 Falkendorf), Kreis Oppeln, Oberschlesien: Fałkowice
- Fallmirowitz (1936–1945 Fallmersdorf), Kreis Oppeln, Oberschlesien: Falmirowice
- Faltianken, Kreis Osterode, Ostpreußen: Faltyjanki
- Fanger, Kreis Naugard, Pommern: Węgorza
- Farbezin, Kreis Naugard, Pommern: Wierzbięcin
- Farienen, Kreis Ortelsburg, Ostpreußen: Faryny
- Faszen (1938–1945 Fasten), Kreis Sensburg, Ostpreußen: Faszcze
- Faulbruch, Kreis Johannisburg, Ostpreußen: Imionek
- Faulbruchswerder, Kreis Johannisburg, Ostpreußen: Czarny Róg
- Faulbrück, Kreis Reichenbach (Eulengebirge), Niederschlesien: Mościsko
- Faulen, Kreis Osterode, Ostpreußen: Ulnowo
- Faulen, Kreis Rosenberg, Westpreußen/Ostpreußen: Ulnowo
- Faulhöden, Kreis Lötzen, Ostpreußen: Fuleda
- Fauljoppe, Kreis Lüben, Niederschlesien: Gorzelin
- Fauthshof, Stadt Bartenstein, Ostpreußen: Falczewo
- Fedorwalde-Peterhain, Kreis Sensburg, Ostpreußen: Osiniak-Piotrowo
- Fehebeutel, Kreis Schweidnitz, Niederschlesien: Wieśnica
- Fehlau, Kreis Braunsberg, Ostpreußen: Wielewo
- Fehlau, Kreis Rößel, Ostpreußen: Wielewo
- Felixhof: Uniesław
- Fellhammer, Kreis Waldenburg, Niederschlesien: Kuźnice Świdnickie
- Felsenhof, Kreis Lyck, Ostpreußen: Skup
- Ferdinandsfelde, Kreis Friedland/Bartenstein, Ostpreußen: Gajek
- Ferdinandstein, Kreis Greifenhagen, Pommern: Daleszewo
- Fernheide, Kreis Schlochau, Westpreußen/Pommern: Bielica
- Fernosfelde, Kreis Usedom-Wollin, Pommern: Rabiąż
- Festenberg, Kreis Groß Wartenberg, Niederschlesien: Twardogóra
- Fichtberg, Kreis Rügenwalde, Pommern: Leśnica
- Fichtenwalde, Kreis Neidenburg, Ostpreußen: Drzazgi
- Fichthorst, Kreis Elbing, Westpreußen/Ostpreußen: Jegłownik
- Fichtkaten bei Freetz, Kreis Schlawe, Pommern: Zielonka
- Fichtkaten bei Reddentin, Kreis Schlawe, Pommern: Dzięcióły
- Fichtwerder, Kreis Landsberg (Warthe), Brandenburg: Świerkocin
- Fiddichow, Kreis Greifenhagen, Pommern: Widuchowa
- Fier, Kreis Regenwalde, Pommern: Wytok
- Figehnen, Stadt/Kreis Osterode, Ostpreußen: Fiugajny
- Filehne, Kreis Filehne, Posen: Wieleń (zum 1919 bei Deutschland verbliebenen Teil siehe Deutsch Filehne)
- Fingatten, Kreis Rastenburg, Ostpreußen: Fiugaty
- Finken, Kreis Preußisch Eylau, Ostpreußen: Zięby
- Finkenstein, Kreis Königsberg (Neumark), Brandenburg: Drozdowo
- Finkenstein, Kreis Oppeln, Oberschlesien: Brzezie
- Finkenwalde, Kreis Randow/Stettin, Pommern: Zdroje
- Finsterdamerau, Kreis Ortelsburg, Ostpreußen: Ciemna Dąbrowa
- Firchau, Kreis Schlochau, Westpreußen/Pommern: Wierzchowo
- Fischau, Kreis Marienburg, Westpreußen/Ostpreußen: Fiszewo
- Fischbach, Kreis Hirschberg, Niederschlesien: Karpniki
- Fischbach, Kreis Rastenburg, Ostpreußen: Niewodnica
- Fischerkaten, Gemeinde Rewahl, Kreis Greifenberg, Pommern: Pogorzelica
- Fischerkaten, Gemeinde Karnitz, Kreis Greifenberg, Pommern: Pogorzelica
- Fischerskampe, Kreis Elbing, Westpreußen/Ostpreußen: Kępa Rybacka
- Fissahn, Kreis Filehne, später Netzekreis, Posen/Grenzmark Posen-Westpreußen/Pomern: Wizany
- Fittigsdorf, Kreis Allenstein, Ostpreußen: Wójtowo
- Fiugaiken, Kreis Osterode, Ostpreußen: Fiugajki
- Flachenseiffen, Kreis Löwenberg, Niederschlesien: Płoszczyna
- Flacke, Kreis Cammin, Pommern: Miłowo
- Flackenhagen, Kreis Regenwalde, Pommern: Potuliny
- Flacksee, Kreis Neustettin, Pommern: Jeziorna
- Flammberg, Kreis Ortelsburg, Ostpreußen: Opaleniec
- Flathe, Kreis Deutsch Krone, Westpreußen/Pommern: Złotowo
- Flatow, Westpreußen/Pommern: Złotów
- Fleming, Kreis Rößel, Ostpreußen: Frączki
- Fließhof: Flisów
- Flinkow, Kreis Stolp, Pommern: Włynkowo
- Flinsberg, Kreis Löwenberg, Niederschlesien: Świeradów-Zdrój
- Floste, Kreis Falkenberg, Oberschlesien: Włostowa
- Flösten (1938–1945 Bornberg), Kreis Goldap, Ostpreußen: Włosty
- Flötenstein, Kreis Schlochau, Westpreußen/Pommern: Koczała
- Floth, Netzekreis, Posen-Westpreußen/Brandenburg: Radolinek
- Flüchtenhagen, Kreis Schlawe, Pommern: Radziszkowo
- Födersdorf, Kreis Braunsberg, Ostpreußen: Piórkowo
- Follmersdorf, Kreis Frankenstein, Niederschlesien: Chwalisław
- Follwark (1936–1945 Vorwerk), Kreis Oppeln, Oberschlesien: Folwark
- Folungen, Kreis Osterode, Ostpreußen: Folągi
- Forellengrund, Kreis Oppeln, Oberschlesien: Gwoździce
- Forsthaus Arneburg, Pommern: Turznica
- Forsthaus Balbitzow: L. Barnisławice
- Forsthaus Jägerwerder: L. Dzicz
- Forsthaus Kerngrund: Kryń
- Forsthaus Kesselgrund: Kotlina
- Forsthaus Kirchensee: L. Kościelec
- Forsthaus Lauenbrügge: L. Dębsko
- Forsthaus Möllenberg: G. Młynow
- Forsthaus Pribbernow: L. Borowik
- Forsthaus Sellenthin: L. Zielęcin
- Forsthaus Stabenow: L. Bytowo
- Forsthaus Stadtwald: Dębolas
- Forsthaus Stolzenberg: G. Rózanki
- Forsthaus Wenden, Kreis Rastenburg, Ostpreußen: Niedziały
- Forsthaus Wolfsgrube: L. Debowiec
- Franken, Kreis Friedland/Bartenstein, Ostpreußen: Frączki
- Frankenau, Kreis Neidenburg, Ostpreußen: Frąknowo
- Frankenau, Kreis Rößel, Ostpreußen: Franknowo
- Frankenberg, Kreis Frankenstein, Niederschlesien: Przyłęk
- Frankenberg, Kreis Pyritz, Pommern: Sobiemyśl
- Frankenort, Kreis Angerburg, Ostpreußen: Jeleni Róg
- Frankenstein, Kreis Frankenstein, Niederschlesien: Ząbkowice Śląskie
- Frankfurt (Oder)-Dammvorstadt, Brandenburg: Słubice
- Franzdorf, Kreis Neisse, Oberschlesien: Frączków
- Franzdorf, Kreis Rummelsburg, Pommern: Witanowo
- Franzen, Kreis Weststernberg, Brandenburg: Wrząca
- Franzfelde, Kreis Naugard, Pommern: Przypolsko
- Franziskowen (1938–1945 Freihausen), Kreis Lötzen, Ostpreußen: Franciszkowo
- Franzthal, Kreis Friedeberg (Neumark), Brandenburg/Pommern: Głęboczek
- Frauenburg, Kreis Braunsberg, Ostpreußen: Frombork
- Frauendorf, Kreis Heilsberg, Ostpreußen: Babiak
- Frauendorf, Kreis Oppeln, Oberschlesien: Wróblin
- Frauendorf-Gotzlow: Golęcino-Gocław, Szczecin
- Frauengarten: Panigrodz
- Frauenhain, Kreis Schweidnitz, Niederschlesien: Chwalibożyce
- Frauenwalde, Kreis Heilsberg, Ostpreußen: Świętno
- Fraustadt, Posen/Niederschlesien: Wschowa
- Freetz, Kreis Schlawe, Pommern: Wrześnica
- Frei Kadlub (1936–1945 Freihöfen), Kreis Rosenberg, Oberschlesien: Kadłub Wolny
- Frei Pipa (1936–1945 Freihäuser, heute Schiedlisk), Kreis Rosenberg, Oberschlesien: Siedliska
- Freiburg in Schlesien, Kreis Schweidnitz, Niederschlesien: Świebodzice
- Freiburg, Kreis Pyritz, Pommern: Radlice
- Freienfelde, Gemeinde Lestin, Kreis Kolberg-Körlin, Pommern: Mirowo
- Freienwalde, Kreis Saatzig, Pommern: Chociwel
- Freihagen, Kreis Braunsberg, Ostpreußen: Brzostki
- Freiheide, Kreis Naugard, Pommern: Godowo
- Freiheitsfelde, Kreis Soldin, Brandenburg: Brzostowo
- Freimarkt, Kreis Heilsberg, Ostpreußen: Wolnica
- Freist, Kreis Lauenburg, Pommern: Wrzeście
- Freist, Kreis Stolp, Pommern: Wrzeście
- Freiwaldau, Kreis Sprottau, Niederschlesien: Gozdnica
- Freiwalde, Kreis Habelschwerdt, Niederschlesien: Lesica
- Freiwalde, Kreis Osterode, Ostpreußen: Wólka Lichtajńska
- Freudenberg, Gemeinde Sophienhof, Kreis Arnswalde, Brandenburg/Pommern: Pluskocin
- Freudenberg, Kreis Ortelsburg, Ostpreußen: Radosna Góra
- Freudenberg, Kreis Rastenburg, Ostpreußen: Radosze
- Freudenberg, Kreis Rößel, Ostpreußen: Radostowo
- Freudenbergswalde, Kreis Rastenburg, Ostpreußen: Radoski Dwór
- Freudenburg, Kreis Waldenburg, Niederschlesien: Radosno
- Freudenthaler Mühle, Kreis Osterode, Ostpreußen: Ruda Waplewska
- Freyhan, Kreis Militsch, Niederschlesien: Cieszków
- Freyhof, Kreis Angerburg, Ostpreußen: Wola
- Freynowen (1938–1945 Freihof), Kreis Sensburg, Ostpreußen: Dobroszewo
- Freystadt, Kreis Freystadt, Niederschlesien: Kożuchów
- Freystadt, Kreis Rosenberg, Westpreußen/Ostpreußen: Kisielice
- Freythen (1938–1945 Freithen), Kreis Ortelsburg, Ostpreußen: Siedliska
- Friderikenfelde: Stawin
- Friderikenhof: Dobrosławice
- Friderikenhof: Szwadzim
- Friedberg, Kreis Soldin, Brandenburg: Sokolniki
- Friedberg, Kreis Oletzko/Treuburg, Ostpreußen: Glubie Wężewskie
- Friedeberg (Neumark), Brandenburg/Pommern: Strzelce Krajeńskie
- Friedeberg, Kreis Löwenberg, Niederschlesien: Mirsk
- Friedeberg, Kreis Regenwalde, Pommern: Wisław
- Friedebergschbruch: Żółwin
- Friedenau, Kreis Arnswalde, Brandenburg/Pommern: Konotop
- Friedenau, Kreis Namslau, Niederschlesien: Wygoda
- Friedenau, Kreis Rastenburg, Ostpreußen: Gościeradowo
- Friedensdorf, Kreis Oletzko/Treuburg, Ostpreußen: Kilianki
- Friedensdorf, Kreis Schlawe, Pommern: Powidz
- Friedensfelde, Kreis Cammin, Pommern: Ugory
- Friedenshof, Kreis Gerdauen, Ostpreußen: Wyskok
- Friedenshöhe, Kreis Osterode, Ostpreußen: Owczarnia
- Friedensruh, Kreis Johannisburg, Ostpreußen: Szkody-Kolonia
- Friedental, Kreis Angerburg, Ostpreußen: Suchodoły
- Friedenthal, Kreis Osterode, Ostpreußen: Kaczeniec
- Friedenthal, Kreis Rastenburg, Ostpreußen: Suchodoły
- Friederikenhöhe, Kreis Rummelsburg, Pommern: Myślimierz
- Friedersdorf, Kreis Glatz, Niederschlesien: Łężyce
- Friedersdorf, Kreis Lauban, Niederschlesien: Biedrzychowice
- Friedersdorf, Kreis Neustadt, Oberschlesien: Biedrzychowice
- Friedersdorf, Lubuski, Biedrzychowice Dolne (68-200)
- Friedewalde, Kreis Grottkau, Oberschlesien: Skoroszyce
- Friedheim (bis 1875 Miastetzko): Miasteczko Krajeńskie
- Friedhöfchen, Kreis Heiligenbeil, Ostpreußen: Ustroń
- Friedland, Kreis Waldenburg, Niederschlesien: Mieroszów
- Friedland, Kreis Falkenberg, Niederschlesien: Korfantów
- Friedmann: Frydman
- Friedrichowen (1938–1945 Friedrichau): Wrotkowo
- Friedrichsberg, Kreis Glatz, Niederschlesien: Łężno
- Friedrichsberg, Kreis Naugard, Pommern: Błotno
- Friedrichsberg, Kreis Oletzko/Treuburg, Ostpreußen: Puchowica
- Friedrichsberg, Kreis Rastenburg, Ostpreußen: Wilcza Wólka
- Friedrichsberg, Kreis Sensburg, Ostpreußen: Witomin
- Friedrichsdorf, Kreis Friedeberg (Neumark), Brandenburg/Pommern: Przeborowo
- Friedrichsdorf, Kreis Glogau, Niederschlesien: Proszówek
- Friedrichsdorf, Kreis Cosel, Oberschlesien: Mierzęcin
- Friedrichsdorf, Kreis Dramburg, Pommern: Darskowo
- Friedrichsdorf, Kreis Naugard, Pommern: Łękinia
- Friedrichseck, Kreis Grottkau, Oberschlesien: Frydrychów
- Friedrichsfeld, Kreis Falkenberg, Oberschlesien: Stachowice
- Friedrichsfelde, Kreis Züllichau-Schwiebus, Brandenburg: Podlesie
- Friedrichsfelde, Kreis Köslin, Pommern: Chociwle
- Friedrichsfelde, Kreis Oppeln, Oberschlesien: Rzędzów
- Friedrichsfelde (1938–1945 Sandenfelde), Kreis Darkehmen/Angerapp, Ostpreußen: Pochwałki
- Friedrichsfelde, Kreis Mohrungen, Ostpreußen: Prętki
- Friedrichsfelde, Kreis Ortelsburg, Ostpreußen: Chochół
- Friedrichsfelde, Kreis Saatzig, Pommern: Wierzchucice
- Friedrichsfelde bei Neu Damerow, Kreis Stolp, Pommern: Boguszyce
- Friedrichsfelde bei Neu Jugelow, Kreis Stolp, Pommern: Święchowo
- Friedrichsfelde, Kreis Stuhm, Westpreußen/Ostpreußen: Lisi Las
- Friedrichsgnade: Troszczyno
- Friedrichsgrätz, Kreis Oppeln, Oberschlesien: Grodziec
- Friedrichsgrund, Kreis Glatz, Niederschlesien: Batorów
- Friedrichsgrund, Kreis Habelschwerdt, Niederschlesien: Piaskowice
- Friedrichsheide, Kreis Heilsberg, Ostpreußen: Poborowo
- Friedrichsheyde (1938–1945 Friedrichsheide), Kreis Oletzko/Treuburg, Ostpreußen: Gajrowskie
- Friedrichshof, Kreis Gerdauen, Ostpreußen: Oleszka
- Friedrichshof, Kreis Goldap, Ostpreußen: Stachowięta, jetzt Piastowo
- Friedrichshof, Kreis Heiligenbeil (Ksp. Hohenfürst), Ostpreußen: Siekiera
- Friedrichshof, Kreis Ortelsburg, Ostpreußen: Rozogi
- Friedrichshof, Kreis Preußisch Eylau, Ostpreußen: Wierzbięcin
- Friedrichshof, Kreis Pyritz, Pommern: Skrzany
- Friedrichshof, Kreis Schlawe, Pommern: Barnimek
- Friedrichshof, Kreis Stolp, Pommern: Gorzysław
- Friedrichshorst, Kreis Friedeberg (Neumark), Brandenburg/Pommern: Pełcza
- Friedrichshorst, Kreis Dramburg, Pommern: Otrzep
- Friedrichshuld, Kreis Rummelsburg, Pommern: Bożanka
- Friedrichslust, Kreis Friedeberg (Neumark), Brandenburg/Pommern: Kępa Zagajna
- Friedrichsruh, Kreis Heiligenbeil, Ostpreußen: Murawka
- Friedrichsruh, Kreis Regenwalde, Pommern: Sułkowo
- Friedrichstädt, Kreis Allenstein, Ostpreußen: Pokrzywy
- Friedrichsthal, Kreis Bunzlau, Niederschlesien: Wrotkowice
- Friedrichsthal, Kreis Oppeln, Oberschlesien: Zagwiździe
- Friedrichsthal, Kreis Ortelsburg, Ostpreußen: Cis
- Friedrichsthal, Kreis Rastenburg, Ostpreußen: Podgórzyn
- Friedrichsthal, Kreis Pyritz, Pommern: Okunica
- Friedrichsthal, Gemeinde Groß Brüskow, Kreis Stolp, Pommern: Wielichowo
- Friedrichsthal, Kreis Swinemünde, Pommern: Wydrzany
- Friedrichswalde, Kreis Naugard, Pommern: Podlesie
- Friedrichswartha, Kreis Glatz, Niederschlesien: Boguszyn
- Friedrichswiese, Kreis Rastenburg, Ostpreußen: Glinka
- Friedrichswill, Kreis Greifenberg, Pommern: Borzyszewo
- Friedrichswille, Kreis Beuthen, Oberschlesien: Górniki
- Friedrichswille, Kreis Rosenberg, Oberschlesien: Kolonia Biskupska
- Friedrikenberg, Kreis Ortelsburg, Ostpreußen: Byki
- Fritzchen, Kreis Osterode, Ostpreußen: Łącko
- Fritzendorf, Kreis Gerdauen, Ostpreußen: Frączkowo
- Fritzow, Kreis Cammin, Pommern: Wrzosowo
- Fritzow, Kreis Kolberg-Körlin, Pommern: Wrzosowo
- Fröbel, Kreis Glogau, Niederschlesien: Wróblin Głogowski
- Fröbel, Kreis Neustadt, Oberschlesien: Wróblin
- Frobelwitz, Kreis Neumarkt, Niederschlesien: Wróblowice
- Frödau, Kreis Osterode, Ostpreußen: Sławkowo
- Frödenau, Kreis Rosenberg, Westpreußen/Ostpreußen: Frednowy
- Frögenau, Kreis Osterode, Ostpreußen: Frygnowo
- Fröhlichen, Kreis Johannisburg, Ostpreußen: Myśliki
- Fröhlichsdorf, Kreis Waldenburg, Niederschlesien: Cieszów
- Fröhlichswalde, Kreis Ortelsburg, Ostpreußen: Wesołówko
- Frohnau, Kreis Brieg, Niederschlesien: Wronów
- Frömsdorf, Kreis Frankenstein, Niederschlesien: Czerńczyce
- Fronzke (1936–1945 Frankhäuser), Kreis Neustadt, Oberschlesien: Frączki
- Fröschen, Kreis Wohlau, Niederschlesien: Wrzeszów
- Fröschroggen, Kreis Wohlau, Niederschlesien: Rogów Wołowski
- Fuchsberg, Kreis Braunsberg, Ostpreußen: Lisek
- Fuchsberg, Kreis Kolberg-Körlin, Pommern: Lisia Góra
- Fuchsberg, Kreis Stolp, Pommern: Piaseczno
- Fuchshöfen, Kreis Friedland/Bartenstein, Ostpreußen: Lisówka
- Fuchshübel → Paschwitz
- Fuchsmühle, Kreis Kolberg-Körlin, Pommern: Lisiny
- Fuchsmühle, Kreis Rosenberg, Westpreußen/Ostpreußen: Lisiec
- Fuchswinkel, Kreis Neisse, Oberschlesien: Lisie Kąty
- Fünfhuben, Kreis Rastenburg, Ostpreußen: Niedziałki
- Funkenhagen: Gąski
- Fürstenau, Kreis Arnswalde, Brandenburg/Pommern: Barnimie
- Fürstenau, Kreis Breslau, Niederschlesien: Milin
- Fürstenau, Kreis Freystadt, Niederschlesien: Książ Śląski
- Fürstenau, Kreis Militsch, Niederschlesien: Książęca Wieś
- Fürstenau, Kreis Preußisch Holland, Ostpreußen: Księżno
- Fürstenau, Kreis Rastenburg, Ostpreußen: Leśniewo
- Fürstenau, Kreis Rößel, Ostpreußen: Księżno
- Fürstenau, Kreis Elbing, Westpreußen: Kmiecin
- Fürstenauerweide, Kreis Elbing, Westpreußen: Różewo
- Fürsten-Ellguth, Kreis Oels, Niederschlesien: Ligota Książęca
- Fürstenfelde, Kreis Königsberg (Neumark), Brandenburg: Boleszkowice
- Fürstenflagge, Kreis Naugard, Pommern: Bolesławice
- Fürstenhof, Kreis Rastenburg, Ostpreußen: Księży Dwór
- Fürstensee, Kreis Pyritz, Pommern: Przywodzie
- Fürstenwalde, Kreis Ortelsburg, Ostpreußen: Księży Lasek
- Fürstenwalde, Kreis Rastenburg, Ostpreußen: Kaczory
- Fürstenwerder, Kreis Danzig, Westpreußen: Żuławki
- Fylitz, Kreis Neidenburg, Ostpreußen: Filice

## G
- Gaablau, Kreis Waldenburg, Niederschlesien: Jabłów
- Gabbert, Kreis Saatzig, Pommern: Jaworze
- Gabelwald, Kreis Braunsberg, Ostpreußen: Wyręby
- Gabersdorf, Kreis Glatz, Niederschlesien: Wojbórz
- Gablenz, Kreis Sorau, Brandenburg: Jabłoniec
- Gaffel: Oporów
- Gaffert, Kreis Stolp, Pommern: Jawory
- Gahlkeim (auch Guhlkeim), Kreis Friedland/Bartenstein, Ostpreußen: Gulkajmy
- Gajowken, Kreis Neidenburg, Ostpreußen: Gajówki
- Galitten, Kreis Heilsberg, Ostpreußen: Gajlity
- Gallehnen, Kreis Preußisch Eylau, Ostpreußen: Gałajny
- Gallensow, Kreis Stolp, Pommern: Gałęzów
- Gallinden, Kreis Osterode, Ostpreußen: Ględy
- Gallingen, Kreis Friedland/Bartenstein: Galiny
- Gallingen, Kreis Preußisch Eylau: Galiny
- Gambin, Kreis Stolp, Pommern: Gąbino
- Gammau, Kreis Ratibor, Oberschlesien: Gamów
- Gandelin, Kreis Kolberg-Körlin, Pommern: Kędrzyno
- Ganglau, Kreis Allenstein, Ostpreußen: Gągławki
- Gansenstein, Kreis Angerburg, Ostpreußen: Brożówka
- Ganserin, Kreis Cammin, Pommern: Gasierzyno
- Ganshorn (b. Gilgenburg), Kreis Osterode, Ostpreußen: Gąsiorowo
- Ganshorn (b. Hohenstein), Kreis Osterode, Ostpreußen: Gąsiorowo Olsztyneckie
- Ganthen, Kreis Sensburg, Ostpreußen: Gant
- Ganzkow, Kreis Belgard, Pommern: Gąsków
- Ganzkow, Kreis Kolberg-Körlin, Pommern: Gąskowo
- Garbassen, Kreis Oletzko/Treuburg, Ostpreußen: Garbas Drugi
- Garben, Kreis Preußisch Eylau, Ostpreußen: Garby
- Garbendorf, Kreis Brieg, Niederschlesien: Garbów
- Garbnick, Kreis Rastenburg, Ostpreußen: Garbnik
- Garbnicken, Kreis Preußisch Eylau, Ostpreußen: Garbniki
- Garchen, Kreis Kolberg-Körlin, Pommern: Garnki
- Garden, Kreis Greifenhagen, Pommern: Gardno
- Gardienen, Kreis Neidenburg, Ostpreußen: Gardyny
- Gardin, Kreis Regenwalde, Pommern: Gardzin
- Garnsee, Kreis Marienwerder, Westpreußen/Ostpreußen: Gardeja
- Garrin, Kreis Kolberg-Körlin, Pommern: Charzyno
- Gartenberg, Kreis Namslau, Niederschlesien: Sadogóra
- Gartenberg (bis 1909 Gortzitzen), Kreis Oletzko/Treuburg, Ostpreußen: Gorczyce
- Gartow, Kreis Oststernberg, Brandenburg: Chartów
- Gartz, Kreis Pyritz, Pommern: Gardziec
- Garuschke, Kreis Militsch, Niederschlesien: Koruszka
- Garz, Kreis Cammin, Pommern: Gardziec
- Garzigar, Kreis Lauenburg, Pommern: Garczegorze
- Gassen, Kreis Sorau, Brandenburg: Jasień
- Gassöwen (1938–1945 Heidenberg B), Kreis Angerburg, Ostpreußen: Gąsewo
- Gatz, Kreis Stolp, Pommern: Gać
- Gauden, Kreis Braunsberg, Ostpreußen: Gaudyny
- Gauerkow, Kreis Belgard, Pommern: Gaworkowo
- Gauers (1936–1945 Gauwald), Kreis Grottkau, Oberschlesien: Goworowice
- Gaulau, Kreis Ohlau, Niederschlesien: Gułów
- Gaulitz, Kreis Cammin, Pommern: Gogolice
- Gaumitz, Stadt Nimptsch, Kreis Reichenbach (Eulengebirge), Niederschlesien: Gumin
- Gawrzialken (1928–1945 Wilhelmsthal), Kreis Ortelsburg, Ostpreußen: Gawrzyjałki
- Gay (1932–1945 Neuhain), Kreis Osterode, Ostpreußen: Gaj
- Gay (1938–1945 Gärtringen), Kreis Osterode, Ostpreußen: Nowy Gaj
- Gayhof, Kreis Allenstein, Ostpreußen: Gaj
- Gayl, Kreis Braunsberg, Ostpreußen: Gajle
- Gaylowken (1938–1945 Gailau), Kreis Lyck, Ostpreußen: Gajlówka
- Gaynen, Gemeinde Ganthen, Kreis Sensburg, Ostpreußen: Gajne
- Gdingen (1939–1945 Gotenhafen), Westpreußen: Gdynia
- Gebersdorf, Kreis Greifenhagen, Pommern: Sosnowo
- Gebhardsdorf, Kreis Lauban, Niederschlesien: Giebułtów
- Gedaithen, Kreis Allenstein, Ostpreußen: Giedajty
- Gedauten, Kreis Braunsberg, Ostpreußen: Gieduty
- Gedde, Kreis Greifenberg, Pommern: Gościmierz
- Gedilgen, Kreis Braunsberg, Ostpreußen: Giedyle
- Gehlfeld, Kreis Mohrungen, Ostpreußen: Białka
- Gehlweiden, Kreis Goldap, Ostpreußen: Galwiecie
- Gehsen, Kreis Johannisburg, Ostpreußen: Jeże
- Geibsdorf, Kreis Lauban, Niederschlesien: Siekierczyn
- Geierswalde, Kreis Osterode, Ostpreußen: Gierzwałd
- Geiglitz, Kreis Regenwalde, Pommern: Iglice
- Geilenfelde, Kreis Friedeberg (Neumark), Brandenburg/Pommern: Gilów
- Geislingen, Kreis Ortelsburg, Ostpreußen: Gisiel
- Gelbsch, Kreis Rastenburg, Ostpreußen: Giełpsz
- Gelguhnen, Gemeinde Reußen, Kreis Allenstein, Ostpreußen: Jełguń
- Gellen, Kreis Königsberg (Neumark), Brandenburg: Jelenin
- Gellenau, Kreis Glatz, Niederschlesien: Jeleniów
- Geltendorf, Kreis Grottkau, Oberschlesien: Giełczyce
- Gembalken, Kreis Angerburg, Ostpreußen: Gębałka
- Gembalken, Kreis Lötzen, Ostpreußen: Gębałki
- Gennin, Kreis Landsberg (Warthe), Brandenburg: Jenin
- Gensken, Kreis Osterode, Ostpreußen: Gąski
- Gentken, Kreis Johannisburg, Ostpreußen: Giętkie
- Georgenau, Kreis Angerburg, Ostpreußen: Jerzykowo
- Georgenberg, Kreis Rastenburg, Ostpreußen: Jurki
- Georgenberg (Oberschlesien): Miasteczko Śląskie
- Georgendorf, Kreis Goldberg, Niederschlesien: Jurczyce
- Georgenfelde, Kreis Rastenburg, Ostpreußen: Wymiary
- Georgensguth, Kreis Ortelsburg, Ostpreußen: Jurgi
- Georgenthal, Kreis Osterode, Ostpreußen: Wólka Klonowska
- Georgenthal, Kreis Sensburg, Ostpreußen: Urwitałt
- Georgenwerk, Kreis Oppeln, Oberschlesien: Bukowo
- Geppersdorf, Kreis Falkenberg, Oberschlesien: Rzędziwojowice
- Geppersdorf, Kreis Leobschütz, Oberschlesien: Lenarcice
- Gerbin, Kreis Schlawe, Pommern: Garbno
- Gerdshagen, Kreis Regenwalde, Pommern: Gardno
- Gerehlischken (1938–1945 Gerwalde), Kreis Goldap, Ostpreußen: Gieraliszki
- Gerhardshöhe, Kreis Lauenburg, Pommern: Karwica
- Gerkiehnen, Kreis Gerdauen, Ostpreußen: Gierkiny
- Gerlachsdorf, Kreis Heiligenbeil, Ostpreußen: Zgoda
- Gerlachsthal, Kreis Landsberg (Warthe), Brandenburg: Gostkowice
- Gersdorf, Kreis Crossen (Oder), Brandenburg: Dąbie
- Gersdorf, Kreis Sorau, Brandenburg: Jaryszów
- Gersdorf, Kreis Bütow, Pommern: Ząbinowice
- Gersdorf, Kreis Dramburg, Pommern: Gawroniec
- Gersdorf am Queis, Kreis Bunzlau, Niederschlesien: Gierałtów
- Gerthen, Kreis Rößel, Ostpreußen: Kokoszewo
- Gertrudshof, Kreis Friedland/Bartenstein, Ostpreußen: Gierczyn
- Gervin, Kreis Kolberg-Körlin, Pommern: Gorawino
- Gerzlow, Kreis Soldin, Brandenburg: Jarosławsko
- Geseß, Kreis Neisse, Oberschlesien: Ujeździec
- Gesorke (1938–1945 Kleinwasser), Kreis Stolp, Pommern: Jeziorka
- Gewiesen, Kreis Rummelsburg, Pommern: Kwisno
- Geyersdorf, Kreis Fraustadt, Posen/Niederschlesien: Dębowa Łęka
- Giballen, Kreis Osterode, Ostpüreußen: Gibała
- Giegowitz (1936–1945 Steinrück), Kreis Tost-Gleiwitz, Oberschlesien: Gajowice
- Gienow, Kreis Regenwalde, Pommern: Gawina
- Gieraltowitz (1936–1945 Gerolsdorf), Kreis Cosel, Oberschlesien: Gierałtowice
- Gieraltowitz, Kreis Tost-Gleiwitz, Oberschlesien: Gierałtowice
- Gierichswalde, Kreis Frankenstein, Niederschlesien: Laskówka
- Giersdorf, Kreis Brieg, Niederschlesien: Gierszowice
- Giersdorf, Kreis Frankenstein, Niederschlesien: Opolnica
- Giersdorf, Kreis Goldberg, Niederschlesien: Gierałtowiec
- Giersdorf, Kreis Hirschberg, Niederschlesien: Podgórzyn
- Giersdorf, Kreis Löwenberg, Niederschlesien: Żeliszów
- Giersdorf, Kreis Grottkau, Oberschlesien: Gałązczyce
- Giersdorf, Kreis Neisse, Oberschlesien: Gierałcice
- Giesdorf, Kreis Namslau, Niederschlesien: Kamienna
- Giesdorf, Kreis Ohlau, Niederschlesien: Godzinowice
- Giesebitz, Kreis Stolp, Pommern: Izbica
- Giesen, Kreis Dramburg, Pommern: Giżyno
- Giesen, Kreis Landsberg (Warthe), Brandenburg: Jeże
- Giesen, Kreis Lyck, Ostpreußen: Giże
- Giesen, Kreis Oletzko/Treuburg, Ostpreußen: Giże
- Giesenaue, Kreis Landsberg (Warthe), Brandenburg: Jeżyki
- Giesenbrügge, Kreis Soldin, Brandenburg: Giżyn
- Giesenthal, Kreis Pyritz, Pommern: Giżyn
- Giesewen (1938–1945 Giesenau), Kreis Sensburg, Ostpreußen: Gizewo
- Gieskow, Kreis Cammin, Pommern: Giżkowo
- Gieskow, Kreis Köslin, Pommern: Giezkowo
- Giesmannsdorf, Kreis Jauer, Niederschlesien: Gostków
- Giesmannsdorf-Friedenthal (1939–1945 Großgiesmannsdorf), Kreis Neisse, Oberschlesien: Goświnowice
- Gießmannsdorf, Kreis Sprottau, Niederschlesien: Gościeszowice
- Gießmannsdorf, Kreis Bunzlau, Niederschlesien: Gosciszów
- Gießmannsdorf, Kreis Görlitz, Niederschlesien:[1] Nadrzecze
- Gilgenau, Kreis Ortelsburg, Ostpreußen: Elganowo
- Gilgenau, Kreis Osterode, Ostpreußen: Elgnówko
- Gilgenburg, Kreis Osterode, Ostpreußen: Dąbrówno
- Gillau, Kreis Allenstein, Ostpreußen: Giławy
- Gillgehnen, Gemeinde Sorrehnen, Kreis Mohrungen, Ostpreußen: Gilginia
- Gillowitz, Kreis Pleß: Gilowice
- Gillwalde, Gemeinde Stollen, Kreis Mohrungen, Ostpreußen: Żołędno
- Gilwe, Kreis Marienwerder, Westpreußen/Ostpreußen: Gilwa
- Gimmel, Kreis Guhrau, Niederschlesien: Jemielno
- Gimmel, Kreis Oels, Niederschlesien: Jemielna
- Gimmendorf, Kreis Neidenburg, Ostpreußen: Zgniłocha
- Gingen, Kreis Lyck, Ostpreußen: Ginie
- Gintro (1938–1945 Guntern), Kreis Stuhm, Westpreußen/Ostpreußen: Gintro
- Gipp, Gemeinde Zewelin, Kreis Köslin, Pommern: Kopanica
- Gipsthal, Gemeinde Tschicherzig/Odereck, Kreis Züllichau-Schwiebus, Brandenburg: Glibiel
- Girbigsdorf, Kreis Sprottau, Niederschlesien: Bobrzany
- Girlachsdorf, Kreis Jauer, Niederschlesien: Gniewków
- Girlachsdorf, Kreis Reichenbach (Eulengebirge), Niederschlesien: Gilów
- Gisbertshof, Kreis Sensburg, Ostpreußen: Godzikowo
- Gischainen, Kreis Mohrungen, Ostpreußen: Gizajny
- Gischkau: Juszkowo
- Gisöwen, Kreis Ortelsburg, Ostpreußen: Nowe Gizewo
- Gissolk (1937–1945 Eichkamp), Kreis Neustettin, Pommern: Jeziorki
- Gittau, Kreis Neidenburg, Ostpreußen: Witowo
- Glambach, Kreis Frankenstein, Niederschlesien: Głęboka
- Glambach, Kreis Strehlen, Niederschlesien: Głęboka
- Glambeck, Kreis Arnswalde, Brandenburg/Pommern: Głębokie
- Glambeck-Polchow: Głębokie-Pilchowo, Szczecin
- Glamslack, Kreis Preußisch Eylau, Ostpreußen: Głamsławki
- Glandau, Kreis Preußisch Eylau, Ostpreußen: Glądy
- Glanden, Kreis Braunsberg, Ostpreußen: Glądy
- Glanden, Kreis Osterode, Ostpreußen: Glądy
- Glansee, Kreis Greifenberg, Pommern: Gołancz Pomorska
- Glasegrund, Kreis Habelschwerdt, Niederschlesien: Szklary
- Gläsen, Kreis Leobschütz, Oberschlesien: Klisino
- Glasenapp, Kreis Neustettin, Pommern: Godzisław
- Glasendorf, Kreis Habelschwerdt, Niederschlesien: Szklarka
- Gläsendorf, Kreis Frankenstein, Niederschlesien: Szklary
- Gläsendorf, Kreis Glatz, Niederschlesien: Szklarnia
- Gläsendorf, Kreis Habelschwerdt, Niederschlesien: Szklarnia
- Gläsendorf, Kreis Grottkau, Oberschlesien: Szklary
- Glashagen, Kreis Saatzig, Pommern: Kamionka
- Glashütte, Kreis Sensburg, Ostpreußen: Szklarnia
- Glasow, Kreis Soldin, Brandenburg: Głazów
- Glatz, Niederschlesien: Kłodzko
- Glatzer Neiße (Fluss in Schlesien): Nysa Kłodzka
- Glaubensfeld, Kreis Heilsberg, Ostpreußen: Gliniak
- Glaubitten, Kreis Rastenburg, Ostpreußen: Głowbity
- Glauch, Kreis Ortelsburg, Ostpreußen: Głuch
- Glauchau: Głuchowo
- Glauchow, Kreis Züllichau-Schwiebus, Brandenburg: Głuchów
- Glauschdorf, Kreis Oststernberg, Brandenburg: Głuszyna
- Glausche, Kreis Namslau, Niederschlesien: Głuszyna
- Glausnitz, Kreis Hirschberg, Niederschlesien: Głębock
- Gleinau, Kreis Wohlau, Niederschlesien: Gliniany
- Gleinig, Kreis Guhrau, Niederschlesien: Glinka
- Gleinitz, Kreis Reichenbach (Eulengebirge), Niederschlesien: Glinica
- Gleisgarben, Kreis Angerburg, Ostpreußen: Jagoczany
- Gleißen, Kreis Oststernberg, Brandenburg: Glisno
- Gleiwitz, Oberschlesien: Gliwice
- Glembach, Kreis Crossen (Oder), Brandenburg: Głębokie
- Glewitz, Kreis Naugard, Pommern: Glewice
- Glien, Kreis Greifenhagen, Pommern: Glinna
- Gliesnitz, Kreis Stolp, Pommern: Gliśnica
- Glietzig, Kreis Naugard, Pommern: Glicko
- Glietzig, Kreis Regenwalde, Pommern: Klepnica
- Glinitz: Glinica
- Glinken, Kreis Lyck, Ostpreußen: Glinki
- Glinken, Kreis Neidenburg, Ostpreußen: Glinki
- Glittehnen, Kreis Friedland/Bartenstein, Ostpreußen: Glitajny
- Glittehnen, Kreis Rastenburg, Ostpreußen: Glitajny
- Glockstein, Kreis Rößel, Ostpreußen: Unikowo
- Glodowen (1935–1945 Spirdingshöhe), Kreis Johannisburg, Ostpreußen: Głodowo
- Glodowen (1938–1945 Hermannsruh), Kreis Sensburg, Ostpreußen: Głodowo
- Glogau, Niederschlesien: Głogów
- Glogischdorf, Kreis Glogau, Niederschlesien: Głogówko
- Glöglichen, Kreis Neustadt, Oberschlesien: Głogowiec
- Glognau, Kreis Sensburg, Ostpreußen: Głogno
- Glombowen (1938–1945 Leithof), Kreis Lötzen, Ostpreußen: Głąbowo
- Glommen, Kreis Friedland/Preußisch Eylau, Ostpreußen: Głomno
- Glomsienen, Kreis Preußisch Eylau, Ostpreußen: Głamsiny
- Glottau, Kreis Heilsberg, Ostpreußen: Głotowo
- Glötzin, Kreis Belgard, Pommern: Głodzino
- Glowken (1938–1945 Thomasfelde), Kreis Goldap, Ostpreußen: Główka
- Glowitz, Kreis Stolp, Pommern: Główczyce
- Glowtschütz, Kreis Guttentag, Oberschlesien: Główczyce
- Glubenstein, Kreis Rastenburg, Ostpreußen: Głobie
- Glückauf, Kreis Heiligenbeil, Ostpreußen: Szczodrak
- Gnadenberg, Kreis Bunzlau, Niederschlesien: Godnów
- Gnadenfeld, Kreis Johannisburg, Ostpreußen: Zakątki
- Gnadenfrei, Kreis Reichenbach, Niederschlesien: Piława Górna
- Gneist, Kreis Lötzen, Ostpreußen: Knis
- Gneisthöhe, Kreis Lötzen, Ostpreußen: Knis-Podewsie
- Gnesen, Posen: Gniezno
- Gnewin, Kreis Lauenburg, Pommern: Gniewino
- Gnewinke, Kreis Lauenburg, Pommern: Gniewinko
- Gniadtken (1938–1945 Grenzhof), Kreis Neidenburg, Ostpreußen: Gniadki
- Gnichwitz (1937–1939 Yorckschwert, 1939–1945 Altenrode), Kreis Breslau, Niederschlesien: Gniechowice
- Gniefgau, Kreis Neumarkt, Niederschlesien: Gosławice
- Gnojau: Gnojewo
- Goddentow, Kreis Lauenburg, Pommern: Godętowo
- Godetz, Kreis Leslau, Posen: Chodecz
- Godocken, Kreis Rastenburg, Ostpreußen: Gudziki
- Goglau, Kreis Schweidnitz, Niederschlesien: Gogołów
- Gogolin, Kreis Groß Strehlitz, Oberschlesien: Gogolin
- Gohle, Kreis Rosenberg, Oberschlesien: Goła
- Göhlenau, Kreis Waldenburg, Niederschlesien: Golińsk
- Gohlitsch, Kreis Schweidnitz, Niederschlesien: Gołaszyce
- Gohlitz, Kreis Oststernberg, Brandenburg: Golice
- Gohrbandshof, Kreis Köslin, Pommern: Gorzebądz
- Gohren, Kreis Stolp, Pommern: Górzyno
- Göhren, Kreis Arnswalde, Brandenburg/Pommern: Górzno
- Göhren, Kreis Sorau, Brandenburg: Górzyn
- Goitke (1936–1945 Adriansdorf), Kreis Militsch, Niederschlesien: Gatka
- Golbitten, Gemeinde Angnitten, Kreis Preußisch Holland, Ostpreußen: Gulbity
- Golbitten, Kreis Mohrungen, Ostpreußen: Gulbity
- Goldbach, Kreis Glatz, Niederschlesien: Złotno
- Goldbach, Kreis Mohrungen, Ostpreußen: Złotna
- Goldbeck, Kreis Saatzig, Pommern: Sulino
- Goldenau, Kreis Lyck, Ostpreußen: Kopijki
- Goldene Gans, Gemeinde Tschöplowitz/Gerlachshain, Kreis Brieg, Niederschlesien: Złotówka
- Goldenschiff, Gemeinde Hermsdorf, Kreis Schwerin (Warthe), Posen/Brandenburg: Chełmicko
- Goldentraum, Kreis Lauban, Niederschlesien: Złotniki Lubańskie
- Goldsberg, Stadt Liebemühl, Kreis Osterode, Ostpreußen: Ziemaki
- Goldstein, Kreis Rastenburg, Ostpreußen: Kamień
- Golkowitz (1936–1945 Alteichen), Kreis Kreuzburg, Oberschlesien: Gołkowice
- Gollantsch (1939–1945 Schwertburg): Gołańcz
- Gollasowitz, Kreis Pleß: Golasowice
- Gollenberg, Kreis Schlawe, Pommern: Chełmno Słowieńskie
- Gollin: Golina
- Gollin, Gemeinde Karzig, Kreis Soldin, Brandenburg: Golin
- Gollin, Kreis Deutsch Krone, Westpreußen/Pommern: Golin
- Gollingen, Kreis Sensburg, Ostpreußen: Goleń
- Gollmütz, Kreis Schwerin (Warthe), Posen/Brandenburg: Chełmsko
- Gollnow, Kreis Naugard, Pommern: Goleniów
- Gollnowshagen, Kreis Naugard, Pommern: Białun
- Gollschau, Kreis Strehlen, Niederschlesien: Gołostowice
- Gollubien, Kreis Goldap, Ostpreußen: Golubie
- Gollubien (A/B) (1938–1945 Gollen), Kreis Lyck, Ostpreußen: Golubie
- Gollubien Ksp. Czychen, Kreis Oletzko/Treuburg, Ostpreußen: Golubie Wężewskie
- Gollubien Ksp. Marggrabowa, Kreis Oletzko/Treuburg, Ostpreußen: Golubki
- Gollupken (1938–1945 Lübeckfelde), Kreis Lyck, Ostpreußen: Golubka
- Golschowitz (1936–1945 Goldenau), Kreis Neustadt, Oberschlesien: Golczowice
- Golschwitz (1936–1945 Eichenried), Kreis Falkenberg, Oberschlesien: Golczowice
- Goltzen, Kreis Züllichau-Schwiebus, Brandenburg: Kolesin
- Golz, Kreis Dramburg, Pommern: Woliczno
- Golzenruh, Kreis Arnswalde, Brandenburg/Pommern: Golcza
- Gompersdorf, Kreis Habelschwerdt, Niederschlesien: Goszów
- Gomtehnen, Kreis Friedland/Preußisch Eylau, Ostpreußen: Ganitajny
- Gonschiorowitz (1936–1945 Quellental), Kreis Groß Strehlitz, Oberschlesien: Gąsiorowice
- Gonschor (1938–1945 Gonscher), Kreis Sensburg, Ostpreußen: Gąsior
- Gonsken (1938–1945 Herzogskirchen), Kreis Oletzko/Treuburg, Ostpreußen: Gąski
- Gonswen (1938–1945 Gansen), Kreis Sensburg, Ostpreußen: Gązwa
- Goradze (1935–1945 Waldenstein), Kreis Groß Strehlitz, Oberschlesien: Górażdże
- Gorau, Kreis Neidenburg, Ostpreußen: Górowo
- Görbersdorf, Kreis Waldenburg, Niederschlesien: Sokołowsko
- Görbitsch, Kreis Weststernberg, Brandenburg: Garbicz
- Görchen: Miejska Górka
- Gorczitzen (1928–1945 Deumenrode), Kreis Lyck, Ostpreußen: Gorczyce
- Gordeyken (1938–1945 Gordeiken), Kreis Oletzko/Treuburg, Ostpreußen: Gordejki
- Gorek (1936–1945 Kleinberg), Kreis Oppeln, Oberschlesien: Górki
- Göritz, Kreis Schlawe, Pommern: Gorzyca
- Göritz, Kreis Weststernberg, Brandenburg: Górzyca
- Gorkau, Kreis Strehlen, Niederschlesien: Górka Sobocka
- Görke, Kreis Cammin, Pommern: Górki
- Görke an der Rega, Kreis Greifenberg, Pommern: Górzyca
- Görken, Kreis Mohrungen, Ostpreußen: Górki
- Görkendorf, Kreis Rößel, Ostpreußen: Górkowo
- Gorlen (1938–1945 Aulacken), Kreis Lyck, Ostpreußen: Gorło
- Görlitz, Kreis Oels, Niederschlesien: Zgorzelisko
- Görlitz, Kreis Osterode, Ostpreußen: Gierłoż
- Görlitz, Kreis Rastenburg, Ostpreußen: Gierłoż
- Görlitzer Neiße (Fluss in Schlesien/Brandenburg): Nysa Łużycka
- Gorlowken (1938–1945 Gorlau), Kreis Lyck, Ostpreußen: Gorłówko
- Görlsdorf, Kreis Königsberg (Neumark), Brandenburg: Góralice
- Gornitz, Netzekreis, Posen-Westpreußen/Pommern: Górnica
- Gornow, Kreis Greifenberg, Pommern: Górnowo
- Görnsdorf, Kreis Groß Wartenberg, Niederschlesien: Gaszowice
- Gorrau (1938–1945 Gorau), Kreis Neidenburg, Ostpreußen: Górowo
- Görschen, Kreis Osterode, Ostpreußen: Gardejki
- Görshagen, Kreis Schlawe, Pommern: Górsko
- Görtelsdorf, Kreis Landeshut, Niederschlesien: Gorzeszów
- Gorzekallen (1938–1945 Gortzen), Kreis Lyck, Ostpreußen: Gorzekały
- Goschütz, Kreis Groß Wartenberg, Niederschlesien: Goszcz
- Goschütz (1936–1945 Meisenbusch), Kreis Cosel, Oberschlesien: Goszyce
- Goslau, Kreis Kreuzburg, Oberschlesien: Gosław
- Goslawitz (1936–1945 Goselgrund), Kreis Guttentag, Oberschlesien: Gosławiwce
- Goslawitz (1936–1945 Ehrenfeld), Kreis Oppeln, Oberschlesien: Gosławice
- Gossendorf, Kreis Neumarkt, Niederschlesien: Gozdawa
- Gossow, Kreis Königsberg (Neumark), Brandenburg: Goszków
- Gostine (Fluss in Oberschlesien): Gostynia
- Gostitz (1936–1945 Gostal), Kreis Neisse, Oberschlesien: Gościce
- Gottberg, Kreis Pyritz, Pommern: Boguszyny
- Göttchendorf, Kreis Preußisch Holland, Ostpreußen: Godkowo
- Göttern, Kreis Guben, Brandenburg: Chociejów
- Gottersdorf, Kreis Kreuzburg, Oberschlesien: Gotartów
- Gottesberg, Kreis Waldenburg, Niederschlesien: Boguszów
- Gottesgnade, Kreis Heiligenbeil, Ostpreußen: Strzeszkowo
- Gottesgnade, Kreis Preußisch Eylau, Ostpreußen: Gniewkowo
- Gotthilf, Kreis Friedland/Bartenstein, Ostpreußen: Bożkowo
- Gottken, Kreis Allenstein, Ostpreußen: Godki
- Göttkendorf, Kreis Allenstein, Ostpreußen: Gutkowo
- Gottschimm, Kreis Friedeberg (Neumark), Brandenburg/Pommern: Gościm
- Gottschimmerbruch, Kreis Friedeberg (Neumark), Brandenburg/Pommern: Góścimiec
- Götzendorf, Kreis Konitz, Westpreußen: Gockowice
- Goy (1937–1945 Göllnerhain), Kreis Ohlau, Niederschlesien: Gaj Oławski
- Graase, Kreis Falkenberg, Oberschlesien: Gracze
- Grabacz, Kreis Löbau/Neumark, Westpreußen: Grabacz
- Grabine (1936–1945 Gershain), Kreis Neustadt, Oberschlesien: Gabina
- Grabitz: Grobia
- Grabnick, Kreis Lyck, Ostpreußen: Grabnik
- Grabnick, Kreis Sensburg, Ostpreußen: Grabnik
- Gräbnitzfelde, Kreis Saatzig, Pommern: Grabnica
- Grabitzken (1938–1945 Geierseck), Kreis Osterode, Ostpreußen: Grabiczki
- Grabniak (1938–1945 Ohmenhöh), Kreis Osterode, Ostpreußen: Grabniak
- Grabow (Fluss in Pommern): Grabowa
- Grabow (1936–1945 Weißbuchen), Kreis Groß Strehlitz, Oberschlesien: Grabów
- Grabow, Kreis Regenwalde, Pommern: Grabowo
- Grabowen, Kreis Goldap, Ostpreußen: Grabowo
- Grabowen, Kreis Sensburg, Ostpreußen: Grabowo
- Grabowken (1929–1945 Buchenhagen), Kreis Sensburg, Ostpreußen: Grabówka
- Grabowo (1938–1945 Buchental), Kreis Allenstein, Ostpreußen: Grabowo
- Grabowo (1938–1945 Buchental), Kreis Allenstein, Ostpreußen: Grabowo
- Grabowo (1938–1945 Hasenheide), Kreis Neidenburg, Ostpreußen: Grabowo Leśne
- Gradda, Kreis Allenstein, Ostpreußen: Grada
- Gradtken, Kreis Allenstein, Ostpreußen: Gradki
- Graduschwitz, Kreis Ohlau, Niederschlesien: Grodzieszowice
- Gräden, Kreis Weststernberg, Brandenburg: Gradyń (existiert nicht mehr)
- Gräfenbrück, Kreis Naugard, Pommern: Zatocze
- Gräfenhain, Kreis Sorau, Brandenburg: Grotów
- Grafenort, Kreis Habelschwerdt, Niederschlesien: Gorzanów
- Gräfenort, Kreis Oppeln, Oberschlesien: Grotowice
- Gräflich Neundorf, Kreis Löwenberg, Niederschlesien: Proszówka
- Gräflich Wiese, Kreis Neustadt, Oberschlesien: Łąka Prudnicka
- Grallau, Kreis Neidenburg, Ostpreußen: Gralewo
- Grallau Bahnhof, Kreis Neidenburg, Ostpreußen: Gralewo-Stacja
- Gralow, Kreis Landsberg (Warthe), Brandenburg: Gralewo
- Gramattenbrück, Kreis Deutsch Krone, Westpreußen/Pommern: Zabrodzie
- Grambow, Kreis Cammin, Pommern: Grębowo
- Grambschütz, Kreis Namslau, Niederschlesien: Gręboszów
- Gramenz, Kreis Bütow, Pommern: Grzmiąca
- Gramenz, Kreis Neustettin, Pommern: Grzmiąca
- Gramhof, Kreis Regenwalde, Pommern: Luboradz
- Gramhusen, Kreis Greifenberg, Pommern: Brodniki
- Grammen, Kreis Ortelsburg, Ostpreußen: Grom
- Gramsfelde, Stadt Woldenberg, Kreis Friedeberg (Neumark), Brandenburg/Pommern: Grąsy
- Gramtschen, Kreis Thorn, Westpreußen: Grębocin
- Grandhof, Kreis Kolberg-Körlin, Pommern: Grąd
- Grandshagen, Kreis Greifenberg, Pommern: Grądy
- Granow, Kreis Arnswalde, Brandenburg/Pommern: Granowo
- Granzin, Kreis Belgard, Pommern: Gręzino
- Granzin, Kreis Stolp, Pommern: Grąsino
- Granzow, Kreis Cammin, Pommern: Chrząstowo
- Grappendorf (1938–1945 Kleinbolken): Cicha Wólka
- Grapitz, Kreis Stolp, Pommern: Grapice
- Grapow, Kreis Friedeberg (Neumark), Brandenburg/Pommern: Chrapów
- Graschwitz (1936–1945 Schöning), Kreis Grottkau, Oberschlesien: Goraszowice
- Graseberg, Kreis Cammin, Pommern: Zielonczyn
- Graskau, Kreis Allenstein, Ostpreußen: Groszkowo
- Grasnitz, Kreis Osterode, Ostpreußen: Grazymy
- Grassee, Kreis Saatzig, Pommern: Studnica
- Grätz: Grodzisk Wielkopolski
- Graudenz, Westpreußen: Grudziądz
- Grauschienen (Dorf), Kreis Preußisch Eylau, Ostpreußen: Gruszyny
- Grauschienen (Gut), Kreis Preußisch Eylau, Ostpreußen: Gruszynki
- Gräwenhagen, Kreis Naugard, Pommern: Grabin
- Graywen (1938–1945 Graiwen), Kreis Lötzen, Ostpreußen: Grajwo
- Gregersdorf, Kreis Johannisburg, Ostpreußen: Grzegorze
- Gregersdorf, Kreis Neidenburg, Ostpreußen: Grzegórzki
- Gregorsowitz (1914–1945 Gregorsdorf), Kreis Ratibor, Oberschlesien: Grzegorzowice
- Greifenberg, Pommern: Gryfice
- Greifenhagen, Pommern: Gryfino
- Greiffenberg, Kreis Löwenberg, Niederschlesien: Gryfów Śląski
- Greisau, Kreis Neisse, Oberschlesien: Gryżów
- Greisenau, Kreis Osterode, Ostpreußen: Dziadyk
- Gremsdorf, Kreis Bunzlau, Niederschlesien: Gromadka
- Grenzdorf A, Kreis Danzig, Westpreußen: Osłonka
- Grenzdorf B, Kreis Danzig, Westpreußen: Płonina
- Grenzhof, Kreis Königsberg (Neumark), Brandenburg: Graniczna
- Grenzneuhof, Kreis Neustettin, Pommern: Łysinin
- Grenzvorwerk, Kreis Militsch, Niederschlesien: Przywsie
- Gresonse, Kreis Flatow, Westpreußen/Pommern: Stare Dzierzążno
- Greulich, Kreis Bunzlau, Niederschlesien: Grodzanowice
- Gribow, Kreis Kolberg-Körlin, Pommern: Grzybowo
- Griese, Gemeinde Kranzin, Kreis Arnswalde, Brandenburg/Pommern: Grzywacz
- Griesel, Kreis Crossen (Oder), Brandenburg: Gryżyna
- Griesen, Kreis Oletzko/Treuburg, Ostpreußen: Gryzy
- Griesenfelde, Kreis Soldin, Brandenburg: Grzyżyno
- Griesgirren (1938–1945 Grieswalde), Kreis Angerburg, Ostpreußen: Gryżewo
- Grieslack, Kreis Angerburg, Ostpreußen: Gryzławki
- Grieslienen, Kreis Allenstein, Ostpreußen: Gryźliny
- Grilskehmen (1938–1945 Grilsen), Kreis Goldap, Ostpreußen: Grygieliszki
- Gristow, Kreis Cammin, Pommern: Chrząszczewo
- Gröben, Kreis Osterode, Ostpreußen: Grabin
- Gröbenzin, Kreis Bütow, Pommern: Rabacino
- Grobka (1938–1945 Mittenwald), Kreis Neidenburg, Ostpreußen: Grobka
- Gröbnig, Kreis Leobschütz, Oberschlesien: Grobniki
- Grochau, Kreis Frankenstein, Niederschlesien: Grochowa
- Grocho, Kreis Guben, Brandenburg: Grochów
- Grocholub (1936–1945 Erbersdorf), Kreis Neustadt, Oberschlesien: Grocholub
- Grochow, Kreis Oststernberg, Brandenburg: Grochowo
- Grochwitz, Kreis Frankenstein, Niederschlesien: Grochowiska
- Grochwitz (1937–1945 Heidegrund), Kreis Glogau, Niederschlesien: Grochowice
- Grodisko (1936–1945 Burghof), Kreis Groß Strehlitz, Oberschlesien: Grodzisko
- Groditz (1936–1945 Burgstätte), Kreis Falkenberg, Oberschlesien: Grodziec
- Gröditzberg, Kreis Goldberg, Niederschlesien: Grodziec
- Grodtken, Kreis Neidenburg, Ostpreußen: Gródki
- Grodzisken (1908–1945 Burggarten), Kreis Ortelsburg, Ostpreußen: Grodziska
- Grodzisko (1925–1938 Schloßberg, 1938–1945 Heidenberg), Kreis Angerburg, Ostpreußen: Grodzisko
- Grodzisko (1932–1945 Burgdorf), Kreis Johannisburg, Ostpreußen: Grodzisko
- Grögersdorf, Kreis Jauer, Niederschlesien: Grzegorzów
- Grögersdorf, Kreis Strehlen, Niederschlesien: Grzegorzów
- Grommels, Kreis Friedland/Bartenstein, Ostpreußen: Gromki
- Gronau, Kreis Heilsberg, Ostpreußen: Gronowo
- Gronden, Kreis Angerburg, Ostpreußen: Grądy Węgorzewskie
- Gronden (1938–1945 Grunden), Kreis Johannisburg, Ostpreußen: Grądy
- Gronden, Kreis Ortelsburg, Ostpreußen: Grądy
- Grondy (1942–1945 Grondisch), Kreis Löbau/Neumark, Westpreußen: Grądy
- Grondzken (1938–1945 Funken), Kreis Lötzen, Ostpreußen: Grądzkie
- Gronitten, Kreis Allenstein, Ostpreußen: Gronity
- Gronowo (1942–1945 Grönau), Kreis Löbau/Neumark, Westpreußen: Gronowo
- Gronsken (1938–1945 Steinkendorf), Kreis Lyck, Ostpreußen: Grądzkie Ełckie
- Groschken, Kreis Osterode, Ostpreußen: Gorszki
- Groschowitz, Kreis Oppeln, Oberschlesien: Groszowice
- Groß Altendorf, Kreis Rastenburg, Ostpreußen: Starynia
- Groß Altenhagen, Kreis Osterode, Ostpreußen: Majdany Wielkie
- Groß Bajohren (1938–1945 Großblankenfelde), Kreis Gerdauen, Ostpreußen: Bajory Wielkie
- Groß Bartelsdorf, Kreis Allenstein, Ostpreußen: Bartołty Wielkie
- Groß Baudiß, Kreis Liegnitz, Niederschlesien: Budziszów Wielki
- Groß Benz, Kreis Naugard, Pommern: Bienice
- Groß Bertung (1928–1945 Bertung), Kreis Allenstein, Ostpreußen: Bartąg
- Groß Bestendorf, Kreis Mohrungen, Ostpreußen: Dobrocin (1945–1946 Świętogóry)
- Groß Blaustein (Dorf), Kreis Rastenburg, Ostpreußen: Dolny Siniec
- Groß Blaustein (Gut), Kreis Rastenburg, Ostpreußen: Siniec
- Groß Bloßkeim, Kreis Rastenburg, Ostpreußen: Błuskajmy Wielkie
- Groß Bludszen/Bludschen, Kreis Goldap, Ostpreußen: Bludzie Wielkie
- Groß Blumenau, Kreis Kreuzburg, Oberschlesien: Świniary Wielkie
- Groß Blumenau, Kreis Ortelsburg, Ostpreußen: Kwiatuszki Wielkie
- Groß Bogslack, Kreis Rastenburg, Ostpreußen: Bogusławki
- Groß Borckenhagen, Kreis Regenwalde, Pommern: Borkowo Wielkie
- Groß Borek, Kreis Rosenberg, Oberschlesien: Borki Wielkie
- Groß Borken, Kreis Ortelsburg, Ostpreußen: Borki Wielkie
- Groß Boschpol, Kreis Lauenburg, Pommern: Bożepole Wielkie
- Groß Bössau (1927–1945 Groß Bößau), Kreis Rößel, Ostpreußen: Biesowo
- Groß Briesen, Kreis Grottkau, Oberschlesien: Brzeziny
- Groß Brüskow, Kreis Stolp, Pommern: Bruskowo Wielkie
- Groß Brzosken (1932–1945 Birkenberg), Kreis Johannisburg, Ostpreußen: Brzózki Wielkie
- Groß Buchwalde, Kreis Allenstein, Ostpreußen: Bukwałd
- Groß Budschen, Kreis Angerburg, Ostpreußen: Budzewo
- Groß Bürgersdorf (1928–1945 Bürgersdorf), Kreis Rastenburg, Ostpreußen: Poganowo
- Groß Butschkau, Kreis Namslau, Niederschlesien: Wielki Buczek
- Groß Carlowitz (1936–1945 Groß Karlshöh), Kreis Grottkau, Oberschlesien: Karłowice Wielkie
- Groß Chelm: Chełm Śląski
- Groß Cronau (1929–1945 Cronau), Kreis Allenstein, Ostpreußen: Kronowo
- Groß Damerau, Kreis Allenstein, Ostpreußen: Dąbrówka Wielka
- Groß Dammer, Kreis Meseritz, Posen/Brandenburg: Dąbrówka Wielkopolska
- Groß Deutschen, Kreis Kreuzburg, Oberschlesien: Duczów Wielki
- Groß Döbern, Kreis Oppeln, Oberschlesien: Dobrzeń Wielki
- Groß Drensen: Dzierżążno Wielkie
- Groß Dubberow, Kreis Belgard, Pommern: Dobrowo
- Groß Dübsow, Kreis Stolp, Pommern: Dobieszewo
- Groß Duneyken: Dunajek
- Groß Dupine (1936–1945 Groß Eichau), Kreis Ohlau, Niederschlesien: Dębina
- Groß Ehrenberg, Kreis Soldin, Brandenburg: Przekolono
- Groß Ellguth, Kreis Oels, Niederschlesien: Ligota Wielka
- Groß Ellguth, Kreis Reichenbach (Eulengebirge), Niederschlesien: Ligota Wielka
- Groß Eschenort, Kreis Angerburg, Ostpreußen: Jasieniec
- Groß Friedrich, Kreis Oststernberg, Brandenburg: Karkoszów
- Groß Friedrichsberg, Kreis Flatow, Westpreußen/Pommern: Drożyska Wielkie
- Groß Friedrichsfelde, Gemeinde Leutmannsdorf, Kreis Schweidnitz, Niederschlesien: Stachowice
- Groß Gablick, Kreis Lötzen, Ostpreußen: Gawliki Wielkie
- Groß Gaffron, Kreis Lüben, Niederschlesien: Gawrony
- Groß Gahle, Kreis Groß Wartenberg, Niederschlesien: Gola Wielka
- Groß Galbuhnen, Kreis Rastenburg, Ostpreußen: Gałwuny
- Groß Gandern, Kreis Weststernberg, Brandenburg: Gądków Wielki
- Groß Gansen, Kreis Stolp, Pommern: Gałąźnia Wielka
- Groß Garde, Kreis Stolp, Pommern: Gardna Wielka
- Groß Gardienen, Kreis Neidenburg, Ostpreußen: Gardyny
- Groß Gartz, Kreis Marienwerder, Westpreußen: Wielki Garc
- Groß Gehlfeld, Kreis Osterode, Ostpreußen: Gil Wielki
- Groß Gemmern, Kreis Allenstein, Ostpreußen: Gamerki Wielkie
- Groß Glieschwitz (1937–1945 Freyersdorf), Kreis Militsch, Niederschlesien: Kliszkowice
- Groß Gluschen, Kreis Stolp, Pommern: Głuszyno
- Groß Gohlau, Kreis Neumarkt, Niederschlesien: Gałów
- Groß Gollnisch, Kreis Bunzlau, Niederschlesien: Golnice
- Groß Gonschorowen (1938–1945 Klinken), Kreis Oletzko/Treuburg, Ostpreußen: Gąsiorowo
- Groß Görlitz (1942–1945 Großgörlitz), Kreis Löbau/Kreis Neumark, Westpreußen: Gierłoż Polska
- Groß Gottswalde, Kreis Mohrungen, Ostpreußen: Bożęcin
- Groß Grabau, Kreis Marienwerder, Westpreußen/Ostpreußen: Grabowo
- Groß Graben, Kreis Oels, Niederschlesien: Grabowno Wielkie
- Groß Grabowen (1938–1945 Großeppingen), Kreis Neidenburg, Ostpreußen: Grabowo
- Groß Grauden, Kreis Cosel, Niederschlesien: Grudynia Wielka
- Groß Grieben (1929–1945 Grieben), Kreis Osterode, Ostpreußen: Grzybiny
- Groß Gröben, Kreis Osterode, Ostpreußen: Grabin
- Groß Grünheide, Kreis Braunsberg, Ostpreußen: Lejławki Wielkie
- Groß Grünow, Kreis Dramburg, Pommern: Gronowo
- Groß Guja, Kreis Angerburg, Ostpreußen: Guja
- Groß Hasselberg, Kreis Heiligenbeil, Ostpreußen: Krzekoty
- Groß Jabloncz (1938–1945 Großkrösten), Kreis Lötzen, Ostpreußen: Jagodne Wielkie
- Groß Jahnen, Kreis Darkehmen/Angerapp, Ostpreußen: Jany
- Groß Jannewitz, Kreis Lauenburg, Pommern: Janowice
- Groß Jänowitz, Kreis Liegnitz, Niederschlesien: Janowice Duże
- Groß Jauer, Kreis Lötzen, Ostpreußen: Jora Wielka
- Groß Jauth, Kreis Rosenberg, Westpreußen/Ostpreußen: Jawty Wielkie
- Groß Jenkwitz, Kreis Brieg, Niederschlesien: Jankowice Wielkie
- Groß Jenznick, Kreis Schlochau, Westpreußen/Pommern: Jęczniki Wielkie
- Groß Jerutten, Kreis Ortelsburg, Ostpreußen: Jeruty
- Groß Jeseritz, Kreis Reichenbach (Eulengebirge), Niederschlesien: Jezierzyce Wielkie
- Groß Jestin, Kreis Kolberg-Körlin, Pommern: Gościno
- Groß Jesziorken (1930–1945 Schöntal), Kreis Goldap, Ostpreußen: Jeziorki Wielkie
- Groß Jodupp (1938–1945 Holzeck), Kreis Goldap, Ostpreußen: Czarnowo Wielkie
- Groß Justin, Kreis Cammin, Pommern: Gostyń
- Groß Karnitten, Kreis Mohrungen, Ostpreußen: Karnity
- Groß Kärthen, Kreis Friedland/Bartenstein, Ostpreußen: Kiertyny Wielkie
- Groß Kemlack, Kreis Rastenburg, Ostpreußen: Kiemławki Wielkie
- Groß Kessel, Kreis Johannisburg, Ostpreußen: Kocioł
- Groß Kirsteinsdorf, Kreis Osterode, Ostpreußen: Kiersztanowo
- Groß Klaussitten, Kreis Heilsberg, Ostpreußen: Kłusity Wielkie
- Groß Kleeberg, Kreis Allenstein, Ostpreußen: Klebark Wielki
- Groß Kniegnitz, Kreis Reichenbach (Eulengebirge), Niederschlesien: Księginice Wielkie
- Groß Konopken (1938–1945 Hanffen), Kreis Lötzen, Ostpreußen: Konopki Wielkie
- Groß Körpen, Kreis Braunsberg, Ostpreußen: Kierpajny Wielkie
- Groß Kosarken-Dönhoffstädt (1938–1945 Köhlersgut), Kreis Sensburg, Ostpreußen: Kozarek Wielki
- Groß Kosarken-Wehlack (1938–1945 Köhlershof), Kreis Sensburg, Ostpreußen: Kozarek Mały
- Groß Koschlau: Koszelewy
- Groß Köskeim, Kreis Rastenburg, Ostpreußen: Kaskajmy
- Groß Koslau: Kozłowo
- Groß Kosuchen (1938–1945 Allenbruch), Kreis Lötzen, Ostpreußen: Kożuchy Wielkie
- Groß Kottorz (1936–1945 Groß Kochen), Kreis Oppeln, Oberschlesien: Kotórz Wielki
- Groß Kottulin (1936–1945 Rodenau), Kreis Tost-Gleiwitz, Oberschlesien: Kotulin
- Groß Krauschen, Kreis Bunzlau, Niederschlesien: Kruszyn
- Groß Kunzendorf, Kreis Neisse, Oberschlesien: Sławniowice
- Groß Küssow, Kreis Pyritz, Pommern: Koszewo
- Groß Langwalde, Kreis Rastenburg, Ostpreußen: Dłużec Wielki
- Groß Lasken, Kreis Lyck, Ostpreußen: Laski Wielkie
- Groß Lassowitz (1936–1945 Oberwalden), Kreis Rosenberg, Oberschlesien: Lasowice Wielkie
- Groß Lattana (1938–1945 Großheidenau), Kreis Ortelsburg, Ostpreußen: Łatana Wielka
- Groß Latzkow, Kreis Pyritz, Pommern: Laskowo
- Groß Lauben, Kreis Osterode, Ostpreußen: Lubian
- Groß Lehwalde, Kreis Osterode, Ostpreußen: Lewałd Wielki
- Groß Leistikow, Kreis Naugard, Pommern: Lestkowo
- Groß Lemkendorf, Kreis Allenstein, Ostpreußen: Lamkowo
- Groß Lenkuk, Kreis Angerburg, Ostpreußen: Łękuk Wielki
- Groß Lensk: Wielki Łęck
- (Groß) Lepacken (1938–1945 Ramecksfelde), Kreis Lyck, Ostpreußen: Lepaki Wielkie
- Groß Leschienen, Kreis Ortelsburg, Ostpreußen: Lesiny Wielkie
- Groß Leschno (1938–1945 Leschnau), Kreis Allenstein, Ostpreußen: Leszno
- Groß Lesewitz: Lasowice Wielkie
- Groß Lessen, Kreis Grünberg, Niederschlesien: Leśniów Wielki
- Groß Linichen, Kreis Dramburg, Pommern: Świerczyna
- Groß Machmin, Kreis Stolp, Pommern: Machowino
- Groß Mahlendorf, Kreis Falkenberg, Oberschlesien: Malerzowice Wielkie
- Groß Malinowken (1938–1945 Großschmieden), Kreis Lyck, Ostpreußen: Malinówka Wielka
- Groß Mandelkow, Kreis Soldin, Brandenburg: Będargowo
- Groß Mangersdorf, Kreis Falkenberg, Oberschlesien: Magnuszowice
- Groß Maransen, Kreis Osterode, Ostpreußen: Maróz
- Groß Maraunen, Kreis Allenstein, Ostpreußen: Maruny
- Groß Marchwitz, Kreis Namslau, Niederschlesien: Smarchowice Wielkie
- Groß Märtinau, Kreis Trebnitz, Niederschlesien: Marcinowo
- Groß Massow, Kreis Lauenburg, Pommern: Maszewo Lęborskie
- Groß Massowitz, Kreis Bütow, Pommern: Masłowice Tuchomskie
- Groß Maulen, Kreis Braunsberg, Ostpreußen: Muły
- Groß Medunischken (1938–1945 Großmedien), Kreis Darkehmen/Angerapp, Ostpreußen: Mieduniszki Wielkie
- Groß Mochbern, Kreis Breslau, Niederschlesien: Muchobór Wielki
- Groß Mohnau, Kreis Breslau, Niederschlesien: Maniów Wielki
- Groß Moitzow, Kreis Greifenberg, Pommern: Mojszewo
- Groß Mokratz, Kreis Usedom-Wollin, Pommern: Mokrzyca Wielka
- Groß Möllen, Kreis Köslin, Pommern: Mielno
- Groß Möllen, Kreis Pyritz, Pommern: Mielno Pyrzyckie
- Groß Mönsdorf, Kreis Rößel, Ostpreußen: Mnichowo
- Groß Montau, Kreis Danzig, Westpreußen: Mątowy Wielkie
- Groß Morin: Murzynno
- Groß Mrosen (1929–1938 Mrossen, 1938–1945 Schönhorst), Kreis Lyck, Ostpreußen: Mrozy Wielkie
- Groß Münsterberg, Kreis Mohrungen, Ostpreußen: Monasterzysko Wielkie
- Groß Muritsch, Kreis Trebnitz, Niederschlesien: Morzęcin Wielki
- Groß Mützelburg: Myślibórz Wielki
- Groß Nädlitz (1937–1945 Nädlingen), Kreis Breslau, Niederschlesien: Nadolice Wielkie
- Groß Nappern, Kreis Osterode, Ostpreußen: Naprom
- Groß Nattatsch (1938–1945 Großseedorf), Kreis Neidenburg, Ostpreußen: Natać Wielka
- Groß Nebrau, Kreis Marienwerder, Westpreußen/Ostpreußen: Nebrowo Wilekie
- Groß Neudorf, Kreis Brieg, Niederschlesien: Kościerzyce
- Groß Neudorf, Kreis Jauer, Niederschlesien: Nowa Wieś Wielka
- Groß Neuhof, Kreis Rastenburg, Ostpreußen: Biedaszki
- Groß Neukirch, Kreis Cosel, Oberschlesien: Polska Cerekiew
- Groß Neundorf, Kreis Neisse, Oberschlesien: Złotogłowice
- Groß Nimsdorf, Kreis Cosel, Oberschlesien: Naczęsławice
- Groß Nipkau, Kreis Rosenberg, Westpreußen/Ostpreußen: Nipkowie
- Groß Nossin, Kreis Stolp, Pommern: Nożyno
- Groß Notisten, Kreis Lötzen, Ostpreußen: Notyst Wielki
- Groß Olbersdorf, Kreis Frankenstein, Niederschlesien: Olbrachcice Wielkie
- Groß Olschau (1935–1938 Olschau, 1938#1945 Struben), Kreis Neidenburg, Ostpreußen: Olszewo
- Groß Ossig (1937–1945 Dirschken), Kreis Militsch, Niederschlesien: Osiek
- Groß Ottern (1928–1945 Ottern), Kreis Rößel, Ostpreußen: Otry
- Groß Paniow: Paniowy
- Groß Panknin, Kreis Belgard, Pommern: Pękanino
- Groß Parleese, Kreis Rößel, Ostpreußen: Parleza Wielka
- Groß Pasken (1938–1945 Abbau Königstal), Kreis Johannisburg, Ostpreußen: Paski Wielkie
- Groß Patschin (1936–1945 Hartlingen), Kreis Tost-Gleiwitz, Oberschlesien: Paczyna
- Groß Peiskerau, Kreis Ohlau, Niederschlesien: Piskorzów
- Groß Peisten, Kreis Preußisch Eylau: Piasty Wielkie
- Groß Peterwitz, Kreis Neumarkt, Niederschlesien: Piotrowice
- Groß Peterwitz, Kreis Trebnitz, Niederschlesien: Piotrkowice
- Groß Peterwitz, Kreis Ratibor, Oberschlesien: Pietrowice Wielkie
- Groß Piasnitz, Kreis Putzig, Westpreußen: Wielka Piaśnica
- Groß Pillacken (1923–1945 Steinwalde), Kreis Angerburg, Ostpreußen: Piłaki Wielkie
- Groß Piwnitz (1938–1945 Großalbrechtsort), Kreis Ortelsburg, Ostpreußen: Piwnice Wielkie
- Groß Pluschnitz, Kreis Groß Strehlitz, Oberschlesien: Płużnica Wielka
- Groß Pobloth, Kreis Kolberg-Körlin, Pommern: Pobłocie Wielkie
- Groß Podel, Kreis Stolp, Pommern: Podole Wielkie
- Groß Pogorzellen (1907–1945 (Groß) Brennen), Kreis Johannisburg, Ostpreußen: Pogorzel Wielka
- Groß Pomeiske, Kreis Bütow, Pommern: Pomysk Wielki
- Groß Poninken, Kreis Friedland/Bartenstein, Ostpreußen: Poniki
- Groß Poplow, Kreis Belgard, Pommern: Popielewo
- Groß Pötzdorf, Kreis Osterode, Ostpreußen: Pacółtowo
- Groß Pramsen, Kreis Neustadt, Oberschlesien: Prężyna
- Groß Przellenk, Kreis Neidenburg, Ostpreußen: Przełęk
- Groß Przesdzienk (1900–1945 Groß Dankheim), Kreis Ortelsburg, Ostpreußen: Przeździęk Wielki
- Groß Purden, Kreis Allenstein, Ostpreußen: Purda
- Groß Quäsdow, Kreis Schlawe, Pommern: Gwiazdowo
- Groß Rackwitz, Kreis Löwenberg, Niederschlesien: Rakowice Wielkie
- Groß Raddow, Kreis Regenwalde, Pommern: Radowo Wielkie
- Groß Rakitt, Kreis Stolp, Pommern: Rokity
- Groß Rambin, Kreis Belgard, Pommern: Rąbino
- Groß Ramsau (1928–1945 Ramsau), Kreis Allenstein, Ostpreußen: Ramsowo
- Groß Rauden, Kreis Ratibor, Oberschlesien: Rudy
- Groß Rauschken, Kreis Ortelsburg, Ostpreußen: Rusek Wielki
- Groß Rautenberg, Kreis Braunsberg, Ostpreußen: Wielkie Wierzno
- Groß Reetz, ab 1928: Reetz, Kreis Rummelsburg, Pommern: Rzeczyca Wielka
- Groß Reichow, Kreis Belgard, Pommern: Rychowo
- Groß Retzken, Kreis Oletzko/Treuburg, Ostpreußen: Raczki Wielkie
- Groß Rinnersdorf, Kreis Lüben, Niederschlesien: Rynarcice
- Groß Rischow, Kreis Pyritz, Pommern: Ryszewo
- Groß Röbern, Kreis Elbing, Westpreußen/Ostpreußen: Rubno Wielkie
- Groß Rogallen, Kreis Johannisburg, Ostpreußen: Rogale Wielkie
- Groß Rosen, Kreis Schweidnitz, Niederschlesien: Rogoźnica
- Groß Rosinsko, Kreis Goldap, Ostpreußen: Rożyńsk Wielki
- Groß Rosinsko, Kreis Johannisburg, Ostpreußen: Rożyńsk Wielki
- Groß Runow, Kreis Stolp, Pommern: Runowo
- Groß Sabow, Kreis Naugard, Pommern: Żabowo
- Groß Sackautschen (1938–1945 Großsackau): Zakałcze Wielkie
- Groß Sakrau, Kreis Neidenburg, Ostpreußen: Zakrzewo
- Groß Särchen, Kreis Sorau, Brandenburg: Żarki Wielkie
- Groß Sarne, Kreis Falkenberg, Oberschlesien: Sarny Wielkie
- Groß Satspe, Kreis Belgard, Pommern: Zaspy Wielkie
- Groß Schatten, Kreis Rastenburg, Ostpreußen: Szaty Wielkie
- Groß Schiemanen, Kreis Ortelsburg, Ostpreußen: Szymany
- Groß Schimnitz (1936–1945 Groß Schimmendorf), Kreis Oppeln, Oberschlesien: Zimnice Wielkie
- Groß Schläfken, Kreis Neidenburg, Ostpreußen: Sławka Wielka
- Groß Schlatikow, Kreis Saatzig, Pommern: Słodkowo
- Groß Schlönwitz, Kreis Schlawe, Pommern: Słonowice
- Groß Schmückwalde (1928–1945 Schmückwalde), Kreis Osterode, Ostpreußen: Smykowo
- Groß Schnellendorf, Kreis Falkenberg, Oberschlesien: Przydroże Wielkie
- Groß Schöndamerau, Kreis Ortelsburg, Ostpreußen: Trelkowo
- Groß Schönfeld, Kreis Greifenhagen, Pommern: Żarczyn
- Groß Schönfeld, Kreis Pyritz, Pommern: Obryta
- Groß Schottgau, Kreis Breslau, Niederschlesien: Sadków
- Groß Schrankheim (1928–1945 Schrankheim), Kreis Rastenburg, Ostpreußen: Sajna Wielka
- Groß Schwansfeld, Kreis Friedland/Bartenstein, Ostpreußen: Łabędnik
- Groß Schwaraunen, Kreis Friedland/Bartenstein, Ostpreußen: Szwaruny
- Groß Schwarzsee, Kreis Neustettin, Pommern: Czarne Wielkie
- Groß Schwein, Gemeinde Obisch, Kreis Glogau, Niederschlesien: Duża Wólka
- Groß Schwichow, Kreis Lauenburg, Pommern: Swichowo
- Groß Schwignainen, Kreis Sensburg, Ostpreußen: Śwignajno Wielkie
- Groß Schwirsen, Kreis Rummelsburg, Pommern: Świerzno
- Groß Silber, Kreis Saatzig, Pommern: Sulibórz
- Groß Silkow, Kreis Stolp, Pommern: Żelki
- Groß Silsterwitz (1937–1945 Senkenberg), Kreis Breslau, Niederschlesien: Sulistrowice
- Groß Simnau, Gemeinde Simnau, Kreis Mohrungen, Ostpreußen: Szymonowo
- Groß Sobrost, Kreis Darkehmen/Angerapp, Ostpreußen: Zabrost Wielki
- Groß Soltikow: Sulechowo
- Groß Söllen, Kreis Friedland/Bartenstein, Ostpreußen: Szylina Wielka
- Groß Sonnenburg, Kreis Friedland/Bartenstein, Ostpreußen: Drawa
- Groß Sophienthal, Kreis Naugard, Pommern: Warcisławiec
- Groß Spalienen (1938–1945 Neuwiesen), Kreis Ortelsburg, Ostpreußen: Spaliny Wielkie
- Groß Spiegel, Kreis Dramburg, Pommern: Pożrzadło
- Groß Stamm, Kreis Sensburg, Ostpreußen: Stama
- Groß Stanisch (1936–1945 Groß Zeidel), Kreis Groß Strehlitz, Oberschlesien: Staniszcze Wielkie
- Groß Steegen, Kreis Preußisch Eylau, Ostpreußen: Stega Wielka
- Groß Stein, Kreis Groß Strehlitz, Oberschlesien: Kamień Śląski
- Groß Steinort, Kreis Angerburg, Ostpreußen: Sztynort
- Groß Steinort, Kreis Elbing, Westpreußen/Ostpreußen: Kamionek Wielki
- Groß Strehlitz, Oberschlesien: Strzelce Opolskie
- Groß Stellin, Kreis Stolp, Pommern: Strzelino
- Groß Stöckigt, Kreis Löwenberg, Niederschlesien: Krzewie Wielkie
- Groß Strengeln, Kreis Angerburg, Ostpreußen: Stręgiel
- Groß Stürlack, Kreis Lötzen, Ostpreußen: Sterławki Wielkie
- Groß Sunkeln, Kreis Angerburg, Ostpreußen: Sąkieły Wielkie
- Groß Tauersee (Tauersee), Kreis Neidenburg, Ostpreußen: Turza Wielka
- Groß Tinz, Kreis Liegnitz, Niederschlesien: Tyniec Legnicki
- Groß Tinz a.d. Lohe, Kreis Breslau, Niederschlesien: Tyniec nad Ślęzą
- Groß Trinkhaus, Kreis Allenstein, Ostpreußen: Trękus
- Groß Tromnau, Kreis Marienwerder, Westpreußen/Ostpreußen: Trumieje
- Groß Tromp, Kreis Braunsberg, Ostpreußen: Trąby
- Groß Tychow, Kreis Belgard, Pommern: Tychowo
- Groß Voldekow, Kreis Belgard, Pommern: Wełdkowo
- Groß Volz, Kreis Rummelsburg, Pommern: Wołcza Wielka
- Groß Vorbeck, Kreis Kolberg-Körlin, Pommern: Wierzbka Dolna
- Groß Wachlin, Kreis Naugard, Pommern: Warchlino
- Groß Waldhof, Gemeinde Pennekow, Kreis Schlawe, Pommern: Mszane
- Groß Walditz, Kreis Löwenberg, Niederschlesien: Włodzice Wielkie
- Groß Wardin, Kreis Belgard, Pommern: Wardyń Dolny
- Groß Wartenberg, Niederschlesien: Syców
- Groß Weckow: Wiejkowo
- Groß Weichsel, Kreis Pleß: Wisła Wielka
- Groß Weide, Kreis Marienwerder, Westpreußen/Ostpreußen: Pastwa
- Groß Weigelsdorf, Kreis Oels, Niederschlesien: Kiełczów
- Groß Werder, Kreis Osterode, Ostpreußen: Ostrów Wielki
- Groß Wesseln, Stadt Elbing, Westpreußen/Ostpreußen: Zakrzewo
- Groß Wessolowen (1938–1945 Raudensee), Kreis Angerburg, Ostpreußen: Wesołowo
- Groß Wickerau, Kreis Elbing, Westpreußen/Ostpreußen: Wikrowo
- Groß Wierau, Kreis Schweidnitz, Niederschlesien: Wiry
- Groß Wiersewitz, Kreis Guhrau, Niederschlesien: Wierzowice Wielkie
- Groß Wilkau, Kreis Reichenbach (Eulengebirge), Niederschlesien: Wilków Wielki
- Groß Wilkawe (1937–1945 Wolfswalde), Kreis Trebnitz, Niederschlesien: Wilkowa
- Groß Wilkowitz (1936–1945 Wolfstal), Kreis Beuthen-Tarnowitz, Oberschlesien: Wilkowice
- Groß Wilmsdorf, Kreis Mohrungen, Ostpreußen: Wilamowo
- Groß Winkeldorf, Kreis Rastenburg, Ostpreußen: Wiklewo
- Groß Wittenberg, Kreis Deutsch Krone, Westpreußen/Pommern: Szydłowo
- Groß Wittfelde, Kreis Schlochau, Westpreußen/Pommern: Biała
- Groß Woitsdorf, Kreis Groß Wartenberg, Niederschlesien: Wojciechowo Wielkie
- Groß Wolfsdorf, Kreis Rastenburg, Ostpreußen: Wilkowo Wielkie
- Groß Wolka (1938–1945 Großwolken), Kreis Rößel, Ostpreußen: Wólka Wielka
- Groß Wolla (1938–1945 Großwallhof), Kreis Preußisch Eylau, Ostpreußen: Wola
- Groß Wronken (1938–1945 Winterberg), Kreis Goldap, Ostpreußen: Wronki Wielkie
- Groß Wronnen (1938–1945 Großwarnau), Kreis Lötzen, Ostpreußen: Wrony
- Groß Wubiser, Kreis Königsberg (Neumark), Brandenburg: Nowe Objezierze
- Groß Zapplin, Kreis Greifenberg, Pommern: Czaplin Wielki
- Groß Zarnow, Kreis Pyritz, Pommern: Czarnowo
- Groß Zechen, Kreis Johannisburg, Ostpreußen: Szczechy Wielkie
- Groß Zünder: Cedry Wielkie
- Groß Zwalinnen (1932–1938 Zwalinnen, 1938–1945 Schwallen), Kreis Johannisburg, Ostpreußen: Cwaliny
- Großburg: Borek Strzeliński
- Großendorf, Kreis Heilsberg, Dorf, Ostpreußen: Wielochowo
- Großendorf, Kreis Heilsberg, Forst, Ostpreußen: Jagodów
- Großendorf, Kreis Putzig, Westpreußen: Władysławowo
- Großendorf, Kreis Stolp, Pommern: Wielka Wieś
- Großendorf, Kreis Wolau, Schlesien: Dłużyce
- Großenhagen, Kreis Naugard, Pommern: Tarnowo
- Großer Papenzin-See: Jezioro Bobięcińskie Wielkie
- Großer See: Jezioro Wielke
- Großgeorgsdorf, Kreis Glatz, Niederschlesien: Jerzykowice Wielkie
- Großgut: Chomętowo
- Grössin, Kreis Belgard, Pommern: Krosino
- Großporitsch: Porajów
- Großwandriß, Kreis Liegnitz, Niederschlesien: Wądroże Wielkie
- Großwaplitz, Kreis Stuhm, Westpreußen/Ostpreußen: Waplewo Wielkie
- Grötsch, Kreis Cosel, Oberschlesien: Grodzisko
- Grötsch, Kreis Rosenberg, Oberschlesien: Grodzisko
- Grottkau, Oberschlesien: Grodków
- Grötzsch, Kreis Guben, Brandenburg: Grodziszcze
- Grüben, Kreis Falkenberg, Oberschlesien: Grabin
- Gruchow, Kreis Regenwalde, Pommern: Grochów
- Grudschütz (1936–1945 Gruden), Kreis Oppeln, Oberschlesien: Grudzice
- Grudshöfchen, Kreis Friedland/Bartenstein, Ostpreußen: Gruda
- Gruhsen, Kreis Johannisburg, Ostpreußen: Gruzy
- Grumbkow, Kreis Stolp, Pommern: Grąbkowo
- Grumsdorf, Kreis Neustettin, Pommern: Grąbczyn
- Gruna, Kreis Görlitz, Niederschlesien: Gronów
- Grunau: Gronowo Elbląskie
- Grunau bei Zobten, Kreis Breslau, Niederschlesien: Żerzuszyce
- Grunau, Kreis Hirschberg, Niederschlesien: Jeżów Sudecki
- Grunau, Kreis Schweidnitz, Niederschlesien: Jagodnik
- Grunau bei Striegau, Kreis Schweidnitz, Niederschlesien: Skarżyce
- Grunau, Kreis Neisse, Oberschlesien: Siestrzechowice
- Grunau, Kreis Heiligenbeil, Ostpreußen: Gronowo
- Grunau, Kreis Sensburg, Ostpreußen: Gronowo
- Grunau, Waldhaus/Forsthaus, Kreis Sensburg, Ostpreußen: Gronowo
- Grunau, Kreis Zittau, Sachsen: Krzewina
- Grunau Höhe, Kreis Elbing, Westpreußen/Ostpreußen: Gronowo Górne
- Grünau, Kreis Allenstein, Ostpreußen: Zielonowo
- Grünberg, Kreis Allenstein, Ostpreußen: Zielona Górka
- Grünberg, Kreis Dramburg, Pommern: Rześnica
- Grünberg, Niederschlesien: Zielona Góra
- Gründemannshof, Kreis Greifenberg, Pommern: Stawno
- Grunden, Kreis Angerburg, Ostpreußen: Grądy Kruklaneckie
- Grundhof, Kreis Braunsberg, Ostpreußen: Grądek
- Grundmühle, Kreis Friedland/Bartenstein, Ostpreußen: Grąd
- Grundmühle, Kreis Preußisch Eylau, Ostpreußen: Grądowy Młyn
- Grundmühle, Kreis Preußisch Holland, West-/Ostpreußen: Grądowy Młyn
- Gründorf, Kreis Oppeln, Oberschlesien: Zieleniec
- Grüneberg, Kreis Johannisburg, Ostpreußen: Matyszczyki
- Grüneberg, Kreis Königsberg (Neumark), Brandenburg: Golice
- Grüneberg, Kreis Oletzko/Treuburg, Ostpreußen: Zielonówek
- Grüneberg, Kreis Preußisch Stargard: Zielona Góra
- Grüneberg, Kreis Soldin, Brandenburg: Skrzynka
- Grüneberge, Kreis Ortelsburg, Ostpreußen: Leśny Dwór
- Grunenberg, Kreis Braunsberg, Ostpreußen: Gronkowo
- Grunenfeld, Kreis Heiligenbeil, Ostpreußen: Gronówko
- Gruneyken (1938–1945 Gruneiken), Kreis Darkehmen/Angerapp, Ostpreußen: Grunajki
- Grünfelde, Kreis Osterode, Ostpreußen: Grunwald
- Grünfier: Zielonowo
- Grünfließ, Kreis Neidenburg, Ostpreußen: Napiwoda
- Grünhagen, Kreis Stolp, Pommern: Wierzbięcin
- Grünhagen, Kreis Stuhm, Westpreußen/Ostpreußen: Gronajny
- Grünheide, Kreis Allenstein, Ostpreußen: Zielonka
- Grünheide, Kreis Schlawe, Pommern: Łany
- Grünheide, Kreis Strehlen, Niederschlesien: Zielonkowice
- Grünheide, Kreis Sensburg, Ostpreußen: Zielony Lasek
- Grünheyde (Dorf) (1938–1945 Grünheide), Kreis Oletzko/Treuburg, Ostpreußen: Jelonek
- Grünheyde (Forst) (1938–1945 Grünheide), Kreis Oletzko/Treuburg, Ostpreußen: Jelonek
- Grünhof, Kreis Arnswalde, Brandenburg/Pommern: Borowiec
- Grünhof, Kreis Gerdauen, Ostpreußen: Gaj
- Grünhof, Stadt Lötzen, Ostpreußen: Gajewo
- Grünhof, Kreis Regenwalde, Pommern: Święciechowo
- Grünhof, Kreis Rößel, Ostpreußen: Zieleńce
- Grünhof, Kreis Saatzig, Pommern: Zieleniewo
- Grünhof, Kreis Schlawe, Pommern: Wykroty
- Grünhof, Kreis Sensburg, Ostpreußen: Leśny Dwór
- Grünhöfchen, Kreis Preußisch Eylau, Ostpreußen: Grądzik
- Grünhorst, Kreis Naugard, Pommern: Modrzewie
- Grünort, Kreis Osterode, Ostpreußen: Lubień
- Grunow, Kreis Crossen (Oder), Brandenburg: Gronów
- Grunow, Kreis Weststernberg, Brandenburg: Gronów
- Grunow bei Wutschdorf, Kreis Oststernberg, Brandenburg: Gronów
- Grunowitz (1936–1945 Teichfelde), Kreis Rosenberg, Oberschlesien: Gronowice
- Grünrade, Kreis Königsberg (Neumark), Brandenburg: Grzymiradz
- Grüntanne, Kreis Ohlau, Niederschlesien: Janików
- Grünthal, Kreis Rastenburg, Ostpreußen: Bocian
- Grunwald, Kreis Glatz, Niederschlesien: Zieleniec
- Grünwald, Kreis Grünberg, Niederschlesien: Jesiona
- Grünwalde, Kreis Angerburg, Ostpreußen: Zielony Lasek
- Grünwalde, Kreis Lötzen, Ostpreußen: Zielony Lasek
- Grünwalde, Kreis Ortelsburg, Ostpreußen: Kolonia
- Grünwalde, Kreis Preußisch Eylau, Ostpreußen: Zielenica
- Grunwitz, Kreis Groß Wartenberg, Niederschlesien: Gronowice
- Grunzig, Kreis Meseritz, Posen/Brandenburg: Goruńsko
- Grupenhagen, Kreis Schlawe, Pommern: Krupy
- Grüssau, Kreis Landeshut, Niederschlesien: Krzeszów
- Grüssow, Kreis Belgard, Pommern: Gruszewo
- Grützau, Kreis Rastenburg, Ostpreußen: Gnojewo
- Grzendzin (1936–1945 Grenzburg), Kreis Cosel, Oberschlesien: Grzędzin
- Grzybowen (1929–1945 Birkensee), Kreis Lötzen, Ostpreußen: Grzybowo
- Guben, Brandenburg: Gubin
- Gubinchen, Kreis Guben, Brandenburg: Gubinek
- Guckelwitz (1936–1945 Berghuben), Kreis Breslau, Niederschlesien: Kuklice
- Güdenhagen, Kreis Köslin, Pommern: Mścice
- Gudnick, Kreis Mohrungen, Ostpreußen: Gudniki
- Gudnick, Kreis Rastenburg, Ostpreußen: Gudniki
- Guhden, Kreis Königsberg (Neumark), Brandenburg: Gądno
- Guhlau, Kreis Glogau, Niederschlesien: Gola
- Guhlau, Kreis Guhrau, Niederschlesien: Gola Górowska
- Guhlau, Kreis Lüben, Niederschlesien: Gola
- Guhlau, Kreis Militsch, Niederschlesien: Gola
- Guhlau, Kreis Reichenbach (Eulengebirge), Niederschlesien: Gola Dzierżoniowska
- Guhlau, Kreis Schweidnitz, Niederschlesien: Gola Świdnicka
- Guhlau, Kreis Trebnitz, Niederschlesien: Gola
- Guhlau, Kreis Grottkau, Oberschlesien: Gola Grodkowska
- Guhlen, Kreis Sorau, Brandenburg: Golin
- Guhrau, Niederschlesien: Góra
- Guhrau, Kreis Falkenberg, Oberschlesien: Góra
- Gührau, Kreis Grottkau, Oberschlesien: Gierów
- Guhre (1936–1945 Konradshöh), Kreis Militsch, Niederschlesien: Góry
- Guhren, Kreis Wohlau, Niederschlesien: Górzyn
- Guhringen, Kreis Rosenberg, Westpreußen/Ostpreußen: Goryń
- Guhrwitz (1937–1945 Burgweiler), Kreis Breslau, Niederschlesien: Górzyce
- Guhsen, Kreis Oletzko/Treuburg, Ostpreußen: Guzy
- Gulbien, Kreis Rosenberg, Westpreußen/Ostpreußen: Gulb
- Güldenboden, Kreis Mohrungen, Ostpreußen: Bogaczewo
- Güldenboden, Kreis Elbing, Westpreußen: Bogaczewo
- Gülzow, Kreis Cammin, Pommern: Golczewo
- Gumbin, Kreis Stolp, Pommern: Głobino
- Gumenz, Kreis Rummelsburg, Pommern: Gumieniec
- Gummin, Kreis Greifenberg, Pommern: Gąbin
- Gumminshof, Kreis Greifenberg, Pommern: Mirosławice
- Gumtow, Kreis Belgard, Pommern: Chomętowo
- Gumtow, Kreis Greifenberg, Pommern: Chomętowo
- Günnitz, Kreis Randow, Pommern: Gunice
- Gunschwitz, Kreis Ohlau, Niederschlesien: Gęsice
- Gunten, Kreis Preußisch Eylau, Ostpreußen: Guntkajmy
- Güntergost, Kreis Wirsitz, Provinz Posen: Witrogoszcz
- Güntersberg, Kreis Crossen (Oder), Brandenburg: Osiecznica
- Güntersberg, Kreis Saatzig, Pommern: Nosowo
- Güntershagen, Kreis Dramburg, Pommern: Lubieszewo
- Günthersdorf, Kreis Bunzlau, Niederschlesien: Godzieszów
- Günthersdorf, Kreis Grünberg, Niederschlesien: Zatonie
- Günthersdorf, Kreis Ohlau, Niederschlesien: Częstocice
- Günthersdorf, Kreis Schweidnitz, Niederschlesien: Godzieszówek
- Günthersdorf, Kreis Preußisch Holland, Ostpreußen: Gołutowo
- Günthersdorf: Wojnowo
- Güntherwitz, Kreis Trebnitz, Niederschlesien: Godzieszowa
- Güntlau, Kreis Osterode, Ostpreußen: Giętlewo
- Gürgenaue, Kreis Landsberg (Warthe), Brandenburg: Niwica
- Gurkau, Kreis Glogau, Niederschlesien: Górkowo
- Gurkeln, Kreis Sensburg, Ostpreußen: Górkło
- Gurkow, Kreis Friedeberg (Neumark), Brandenburg/Pommern: Górki Noteckie
- Gurnen, Kreis Goldap, Ostpreußen: Górne
- Gurra (1938–1945 Gebürge), Kreis Johannisburg, Ostpreußen: Góra
- Gurren, Kreis Angerburg, Ostpreußen: Góry
- Guscht, Kreis Friedeberg (Neumark), Brandenburg/Pommern: Goszczanowo
- Guschwitz (1936–1945 Buchengrund O. S.), Kreis Falkenberg, Oberschlesien: Goszczowice
- Gusenofen, Kreis Osterode, Ostpreußen: Guzowy Piec
- Gusken, Kreis Johannisburg, Ostpreußen: Guzki
- Gusken, Kreis Lyck, Ostpreußen: Guzki
- Gust, Kreis Köslin, Pommern: Gozd
- Gustau, Kreis Glogau, Niederschlesien: Gostyń
- Gustava, Gemeinde Kraazen, Kreis Soldin, Brandenburg: Połczyno
- Güstebiese, Kreis Königsberg (Neumark), Brandenburg: Gozdowice
- Gusten, Kreis Ohlau, Niederschlesien: Goszczyna
- Gustkow, Kreis Bütow, Pommern: Gostkowo
- Güstow: Ustowo
- Guszianka (1938–1945 Guschienen), Kreis Sensburg, Ostpreußen: Guzianka
- Gut Babin: PGR Babin
- Gut E: Rokicie
- Gut Liebenow: PGR Lubanowo
- Gut Mohrin: Moryn Dwór
- Gut Neuendorf: PGR Piaskowo
- Gut Schöneu: Sienno Górne
- Gut Werblitz: PGR Wierzbówek
- Guteherberge: Lipce
- Gutendorf: PGR Wrześno
- Gutenwirt (1942–1945): Gutowiec
- Gutfeld (bis 1877: Dobrzienen), Kreis Neidenburg, Ostpreußen: Dobrzyń
- Guthawe (?–1945 Neuwiese), Gemeinde Gimmel, Kreis Oels, Niederschlesien: Gutków
- Gutsch (1938–1945 Zandersfelde), Kreis Marienwerder, Westpreußen/Ostpreußen: Gurcz
- Gutschdorf, Kreis Schweidnitz, Niederschlesien: Goczałków
- Gutscherbruch: Goszczanówka
- Gutscherholländer: Goszczanowiec
- Gutsdorf, Kreis Dramburg, Pommern: Cybowo
- Gutten, Kirchspiel Eckersberg, Kreis Johannisburg, Ostpreußen: Nowe Guty
- Gutten, Kirchspiel Johannisburg, Kreis Johannisburg, Ostpreußen: Stare Guty
- Gutten, Kirchspiel Rosinsko, Kreis Johannisburg, Ostpreußen: Guty Rożyńskie
- Gutten, Kreis Lötzen, Ostpreußen: Guty
- Gutten, Kreis Oletzko/Treuburg, Ostpreußen: Guty
- Guttenfeld, Kreis Preußisch Eylau, Ostpreußen: Dobrzynka
- Guttentag, Oberschlesien: Dobrodzień
- Guttenwalde, Kreis Sensburg, Ostpreußen: Dobry Lasek
- Güttmannsdorf, Kreis Reichenbach (Eulengebirge), Niederschlesien: Dobrocin
- Guttstadt, Kreis Heilsberg, Ostpreußen: Dobre Miasto
- Gützelfitz, Kreis Greifenberg, Pommern: Gocławice
- Gützlaffshagen, Kreis Greifenberg, Pommern: Gosław
- Gutzmin, Kreis Schlawe, Pommern: Chocimino
- Gwosdzian (1936–1945 Nagelschmieden), Kreis Guttentag, Oberschlesien: Gwoździany

## H
- Haarszen (1936–1945 Haarschen), Kreis Angerburg, Ostpreußen: Harsz
- Haasel, Kreis Goldberg, Niederschlesien: Leszczyna
- Haasenberg, Kreis Ortelsburg, Ostpreußen: Labuszewo
- Haasenberg, Kreis Osterode, Ostpreußen: Zajączki
- Habelschwerdt, Niederschlesien: Bystrzyca Kłodzka
- Habendorf, Kreis Reichenbach (Eulengebirge), Niederschlesien: Owiesno
- Haberstroh, Kreis Breslau, Niederschlesien: Owsianka
- Habicht, Kreis Ratibor, Oberschlesien: Jastrzębie
- Habichtsberg, Kreis Neidenburg, Ostpreußen: Jastrzębiec
- Hackelspring, Kreis Soldin, Brandenburg: Krzynka
- Hackenwalde, Kreis Naugard, Pommern: Krępsko
- Hagelfelde, Kreis Arnswalde, Brandenburg/Pommern: Przeczno
- Hagen, Kreis Cammin, Pommern: Recław
- Hagen, Kreis Randow, Pommern: Tatynia
- Hagenhorst, Kreis Angerburg, Ostpreußen: Jurkówko
- Hagenhorst, Kreis Belgard, Pommern: Kocury
- Hagenow, Kreis Greifenberg, Pommern: Bieczyno
- Hägerfelde, Kreis Regenwalde, Pommern: Gozdno
- Haidau, Kreis Schweidnitz, Niederschlesien: Międzyrzecze
- Haideschäferei, Kreis Greifenberg, Pommern: Niwy
- Hain, Kreis Habelschwerdt, Niederschlesien: Gajnik
- Hakendorf-Robach, Kreis Danzig, Westpreußen: Zawadka
- Halbau, Kreis Sprottau, Niederschlesien: Iłowa
- Halbendorf, Kreis Preußisch Eylau, Ostpreußen: Półwiosek
- Halbendorf, Kreis Schweidnitz, Niederschlesien: Granica
- Halbendorf, Kreis Strehlen, Niederschlesien: Półwiosek
- Halbendorf, Kreis Grottkau, Oberschlesien: Półwiosek
- Halbendorf, Kreis/Stadt Oppeln, Oberschlesien: Półwieś
- Hallatsch, Kreis Glatz, Niederschlesien: Gołaczów
- Hälse, Kreis Königsberg (Neumark), Brandenburg: Porzecze
- Haltauf, Kreis Strehlen, Niederschlesien: Stanica
- Haltauf, Kreis Trebnitz, Niederschlesien: Budczyce
- Hamerudau, Kreis Ortelsburg, Ostpreußen: Rudka
- Hammelstall, Kreis Friedeberg (Neumark), Brandenburg/Pommern: Owczarki
- Hammer, Kreis Friedeberg (Neumark), Brandenburg/Pommern: Karwin
- Hammer, Kreis Oststernberg, Brandenburg: Rudnica
- Hammer, Kreis Soldin, Brandenburg: Buszów
- Hammer, Kreis Züllichau-Schwiebus, Brandenburg: Przetocznica
- Hammer, Kreis Glogau, Niederschlesien: Kuźnica Głogowska
- Hammer, Kreis Grünberg, Niederschlesien: Tarnawa
- Hammer, Kreis Habelschwerdt, Niederschlesien: Młoty
- Hammer, Kreis Cammin, Pommern: Babigoszcz
- Hammer, Kreis Neustettin, Pommern: Kuźnica Drawska
- Hammer, Kreis Ueckermünde, Pommern: Drogoradz
- Hammer, Kreis Grätz, Posen: Kuźnica Zbąska
- Hammer, Netzekreis, Posen-Westpreußen/Pommern: Kuźnica Czarnkowska
- Hammer, Kreis Posen-Ost: Bogucin
- Hammer, Kreis Flatow, Westpreußen/Pommern: Żeleźnica
- Hammergut, Kreis Arnswalde, Brandenburg/Pommern: Bożejewko
- Hammermühle, Gemeinde Schönfeld, Kreis Arnswalde, Brandenburg/Pommern: Wężnik
- Hammermühle, Kreis Rummelsburg, Pommern: Kępice
- Hammermühle, Gemeinde Peest, Kreis Schlawe, Pommern: Tłuki
- Hammersdorf, Kreis Heiligenbeil, Ostpreußen: Młoteczno
- Hammerstein, Kreis Schlochau, Westpreußen/Pommern: Czarne (oder Hamersztyn)
- Hammer-Trachenberg, Kreis Militsch, Niederschlesien: Ruda Żmigrodzka
- Hänchen, Kreis Freystadt, Niederschlesien: Barcikowice
- Hanfgut, Kreis Schwetz, Westpreußen: Polski Konopat
- Hannsdorf, Kreis Neisse, Oberschlesien: Hanuszów
- Hansburg, Kreis Neidenburg, Ostpreußen: Janowo
- Hanseberg: Krzymów
- Hansfelde, Kreis Belgard, Pommern: Kościanka
- Hansfelde, Kreis Saatzig, Pommern: Tychowo
- Hansfelde, Netzekreis, Posen-Westpreußen/Pommern: Gieczynek
- Hansfelde, Kreis Deutsch Krone, Westpreußen/Pommern: Kłosowo
- Hansfelde, Kreis Schlochau, Westpreußen/Pommern: Nadziejewo
- Hanshagen, Kreis Preußisch Eylau, Ostpreußen: Janikowo
- Hanshagen, Kreis Schlawe, Pommern: Domachowo
- Hanswalde, Kreis Heiligenbeil, Ostpreußen: Jachowo
- Hanswalde, Kreis Rummelsburg, Pommern: Łodzierz
- Hanussek (1936–1945 Stollenwasser), Kreis Tost-Gleiwitz, Oberschlesien: Hanusek
- Hardelbruch, Stadt Hammerstein, Kreis Schlochau, Westpreußen/Pommern: Borowina
- Hardemoor, Gemeinde Jasenitz, Kreis Randow, Pommern: Gubice
- Harmelsdorf, Kreis Deutsch Krone, Westpreußen/Pommern: Rutwica
- Harmsdorf, Kreis Cammin, Pommern: Niewiadowo
- Harnau, Kreis Rosenberg, Westpreußen/Ostpreußen: Klimy
- Harpersdorf, Kreis Goldberg, Niederschlesien: Twardocice
- Harrersberg, Stadt Züllichau, Kreis Züllichau-Schwiebus, Brandenburg: Jaroszówka
- Hartau, Kreis Glatz, Niederschlesien: Bystra
- Hartau, Kreis Hirschberg, Niederschlesien: Grabary
- Hartau, Kreis Sprottau, Niederschlesien: Borowina
- Hartels, Kreis Rastenburg, Ostpreußen: Dzierżążnik
- Harthau, Kreis Reichenbach (Eulengebirge), Niederschlesien: Borowica
- Harthe, Kreis Züllichau-Schwiebus, Brandenburg: Karczyn
- Hartliebsdorf, Kreis Löwenberg, Niederschlesien: Skorzynice
- Hartmannsdorf, Kreis Lauban, Niederschlesien: Miłoszów
- Hartowitz (1942–1945 Hartwitz), Kreis Löbau/Neumark, Westpreußen: Hartowiec
- Hartwich, Kreis Mohrungen, Ostpreußen Warkalki
- Haseleu, Kreis Regenwalde, Pommern: Orle
- Haselvorwerk, Kreis Neustadt, Oberschlesien: Laskowiec
- Hasenberg, Kreis Heilsberg: Zajączki
- Hasenfier, Kreis Neustettin, Pommern: Ciosaniec
- Häslicht, Kreis Schweidnitz, Niederschlesien: Kostrza
- Hasselbusch, Kreis Soldin, Brandenburg: Niesporowice
- Hasselbusch, Kreis Preußisch Holland, Ostpreußen: Leszczyna
- Hasselpusch, Kreis Heiligenbeil, Ostpreußen: Zagaje
- Hassendorf, Kreis Arnswalde, Brandenburg/Pommern: Zólwino
- Haugendorf, Kreis Namslau, Niederschlesien: Igłowice
- Haus Hohenwalde: Czuchla
- Hausberg, Kreis Heilsberg/Stadt Guttstadt, Ostpreußen: Chałupki
- Hausdorf, Kreis Glatz, Niederschlesien: Jugów
- Hausdorf, Kreis Jauer, Niederschlesien: Jugowa
- Hausdorf, Kreis Waldenburg, Niederschlesien: Jugowice
- Hauswerder, Kreis Soldin, Brandenburg: Prądnik
- Haynau, Kreis Goldberg, Niederschlesien: Chojnów
- Hebrondamnitz, Kreis Stolp, Pommern: Damnica
- Hedwigshöhe, Kreis Osterode, Ostpreußen: Klonówko
- Heering, Kreis Ortelsburg, Ostpreußen: Śledzie
- Heeselicht, Kreis Osterode, Ostpreußen: Heeselicht
- Hegelingen (bis 1906: Pogorzellen), Kreis Goldap, Ostpreußen: Pogorzel
- Heidau, Kreis Ohlau, Niederschlesien: Gać
- Heidau, Kreis Neisse, Oberschlesien: Hajduki Nyskie
- Heidchen, Kreis Militsch, Niederschlesien: Borek
- Heidchen, Kreis Greifenhagen, Pommern: Nieznań
- Heide, Kreis Rößel, Ostpreußen: Boreczek
- Heidebrink, Kreis Usedom-Wollin, Pommern: Międzywodzie
- Heidekavel, Kreis Arnswalde, Brandenburg/Pommern: Radachowo
- Heidekrug, Kreis Belgard, Pommern: Przegonia
- Heidekrug, Kreis Guben, Brandenburg: Dzikowo
- Heidelberg, Kreis Halbelschwert: Wrzosówka
- Heidemühl, Kreis Osterode, Ostpreußen: Młyn Borowy
- Heidemühle (Heydemühle), Kreis Neidenburg, Ostpreußen: Borowy Młyn
- Heidenhof, Kreis Heiligenbeil, Ostpreußen: Wrzosek
- Heidersdorf, Kreis Lauban, Niederschlesien: Włosień
- Heidersdorf, Kreis Reichenbach (Eulengebirge), Niederschlesien: Łagiewniki
- Heidersdorf, Kreis Wohlau, Niederschlesien: Golina
- Heidersdorf, Kreis Falkenberg, Oberschlesien: Gościejowice
- Heidersdorf, Kreis Neisse, Oberschlesien: Jędrzychów
- Heiligelinde, Kreis Rastenburg, Ostpreußen: Święta Lipka
- Heiligenfelde, Kreis Heilsberg, Ostpreußen: Świętnik
- Heiligenstein, Kreis Gerdauen, Ostpreußen: Święty Kamień
- Heiligenthal, Kreis Heilsberg, Ostpreußen: Świątki
- Heiligenwalde, Kreis Preußisch Holland, Ostpreußen: Święty Gaj
- Heilmannswalde: Puszczew
- Heilsberg, Ostpreußen: Lidzbark Warmiński
- Heimsoot: Przeczno
- Heine, Kreis Guttentag, Oberschlesien: Kolejka
- Heinersdorf, Kreis Landsberg (Warthe), Brandenburg: Chwalęcice
- Heinersdorf, Kreis Frankenstein, Niederschlesien: Jaworek
- Heinersdorf, Kreis Grünberg, Niederschlesien: Jędrzychów
- Heinersdorf, Kreis Neisse, Oberschlesien: Dziewiętlice
- Heinrichau, Kreis Osterode, Ostpreußen: Jędrychowo
- Heinrichsbruch, Kreis Preußisch Eylau, Ostpreußen: Szklarnia
- Heinrichsdorf, Kreis Militsch, Niederschlesien: Henrykowice
- Heinrichsdorf, Kreis Cosel, Oberschlesien: Koza
- Heinrichsdorf, Kreis Braunsberg, Ostpreußen: Jędrychowo
- Heinrichsdorf, Kreis Neidenburg, Ostpreußen: Płośnica
- Heinrichsdorf, Kreis Osterode, Ostpreußen: Gębiny
- Heinrichsdorf, Kreis Rößel, Ostpreußen: Wojkowo
- Heinrichsdorf, Kreis Greifenhagen, Pommern: Babinek
- Heinrichsdorf, Kreis Neustettin, Pommern: Siemczyno
- Heinrichsdorf, Kreis Rummelsburg, Pommern: Przeradz
- Heinrichsfelde, Kreis Oppeln, Oberschlesien: Grabie
- Heinrichsfelde: Ustok
- Heinrichshof, Gemeinde Pribbernow, Kreis Cammin, Pommern: Sosnowice
- Heinrichshof, Kreis Kolberg-Körlin, Pommern: Kądzielno
- Heinrichshof, Gemeinde Rütznow, Kreis Greifenberg, Pommern: Mierzyn
- Heinrichshöfen, Kreis Rastenburg, Ostpreußen: Gromki
- Heinrichshöfen, Kreis Sensburg, Ostpreußen: Jędrychowo
- Heinrichshöhe, Kreis Sensburg, Ostpreußen: Tyszkowo
- Heinrichshorst, Kreis Pyritz, Pommern: Zadeklino
- Heinrichssorge, Kreis Rastenburg, Ostpreußen: Henrykowo
- Heinrichssorge, Kreis Sensburg, Ostpreußen: Gniewkowo
- Heinrichsthal, Kreis Pyritz, Pommern: Przewłoki
- Heinrichswalde, Gemeinde Kürtow, Kreis Arnswalde, Brandenburg/Pommern: Kaszewo
- Heinrichswalde, Kreis Frankenstein, Niederschlesien: Laski
- Heinrichswalde, Kreis Osterode, Ostpreußen: Dąbrowo
- Heinrichswalde, Kreis Preußisch Eylau, Ostpreußen: Wężykowo
- Heinriettenhof, Kreis Rastenburg, Ostpreußen: Wygoda
- Heinrikau, Kreis Braunsberg, Ostpreußen: Henrykowo
- Heinzebortschen (1936–1945 Nordingen), Kreis Guhrau, Niederschlesien: Borszyn Wielki
- Heinzendorf, Kreis Frankenstein, Niederschlesien: Jasienica
- Heinzendorf, Kreis Freystadt, Niederschlesien: Wrociszów
- Heinzendorf, Kreis Guhrau, Niederschlesien: Witoszyce
- Heinzendorf, Kreis Habelschwerdt, Niederschlesien: Skrzynka
- Heinzendorf, Kreis Wohlau, Niederschlesien: Bagno
- Heinzendorf, Kreis Neiße, Oberschlesien: Unikowice
- Heistern, Kreis Braunsberg, Ostpreußen: Kajnity
- Heisternest: Jastarnia
- Helenendorf, Kreis Bütow, Pommern: Szarzyn
- Helenenhof, Kreis Heiligenbeil, Ostpreußen: Skarbkowo
- Helenenhof, Kreis Stolp, Pommern: Kostroga
- Heller, Kreis Soldin, Brandenburg: Łowin
- Hellewald, Gemeinde Gohle, Kreis Rosenberg, Oberschlesien: Pogorzałka
- Helmersruh, Kreis Arnswalde, Brandenburg/Pommern: Oraczewice
- Helmsdorf, Kreis Sorau, Brandenburg: Chełmica
- Helpe, Kreis Arnswalde, Brandenburg/Pommern: Chelpa
- Hemmersdorf, Kreis Frankenstein, Niederschlesien: Ożary
- Hengwitz, Kreis Guhrau, Niederschlesien: Kobylniki
- Henkendorf, Kreis Deutsch Krone, Westpreußen/Pommern: Hanki
- Henkenhagen, Kreis Cammin, Pommern: Upadły
- Henkenhagen, Kreis Kolberg-Körlin, Pommern: Ustronie Morskie
- Henkenhagen, Kreis Regenwalde, Pommern: Wiewiecko
- Henkenheide, Stadt Plathe, Kreis Regenwalde, Pommern: Krężel
- Henneberg, Kreis Heiligenbeil, Ostpreußen: Kokoszewo
- Hennersdorf, Kreis Görlitz, Niederschlesien: Jędrzychowice
- Hennersdorf, Kreis Jauer, Niederschlesien: Chroślice
- Hennersdorf, Kreis Lauban, Niederschlesien: Henryków Lubański
- Hennersdorf, Kreis Löwenberg, Niederschlesien: Popielówek
- Hennersdorf, Kreis Namslau, Niederschlesien: Woskowice Górne
- Hennersdorf, Kreis Ohlau, Niederschlesien: Osiek
- Hennersdorf, Kreis Reichenbach (Eulengebirge), Niederschlesien: Tuszyn
- Hennersdorf, Kreis Grottkau, Oberschlesien: Sidzina
- Hennerwitz, Kreis Leobschütz, Oberschlesien: Jędrychowice
- Hennigsdorf, Kreis Trebnitz, Niederschlesien: Pęgów
- Hennigswalde, Kreis Regenwalde, Pommern: Łęczna
- Henriettenfeld, Kreis Gerdauen, Ostpreußen: Sławosze
- Henriettenhof, Kreis Belgard, Pommern: Sławkowo
- Henriettenhof, Kreis Osterode, Ostpreußen: Szafranki
- Henriettenhof, Kreis Rastenburg, Ostpreußen: Chmielnik
- Herbsthausen A, Kreis Angerburg, Ostpreußen: Zawady
- Herbsthausen B, Kreis Angerburg, Ostpreußen: Mieczkówka
- Herbsthausen C, Kreis Angerburg, Ostpreußen: Budziska
- Herischdorf, Kreis Hirschberg, Niederschlesien: Malinnik
- Hermanawolla (1929–1945 Hermannshorst), Kreis Lötzen, Ostpreußen: Hermanowa Wola
- Hermannsdorf, Kreis Braunsberg, Ostpreußen: Glinka
- Hermannshof, Kreis Rastenburg, Ostpreußen: Skoczewo
- Hermannshof, Kreis Sensburg, Ostpreußen: Przeczniak
- Hermannshöhe, Kreis Stolp, Pommern: Radosław
- Hermannshorst, Kreis Meseritz, Posen/Brandenburg: Kania Góra (nicht mehr existent)
- Hermelsdorf, Kreis Naugard, Pommern: Nastazin
- Hermenau, Kreis Militsch, Niederschlesien: Grądzik
- Hermenhagen, Kreis Friedland/Bartenstein, Ostpreußen: Osieka
- Hermsdorf, Kreis Sorau, Brandenburg: Łukawy
- Hermsdorf, Kreis Friedeberg (Neumark), Brandenburg/Pommern: Chomętowo
- Hermsdorf, Kreis Brieg, Niederschlesien: Skarbimierz
- Hermsdorf, Kreis Glatz, Niederschlesien: Dolina
- Hermsdorf, Kreis Glogau, Niederschlesien: Jerzmanowa
- Hermsdorf, Kreis Goldberg, Niederschlesien: Jerzmanice-Zdrój
- Hermsdorf, Kreis Görlitz, Niederschlesien: Jerzmanki
- Hermsdorf, Kreis Rothenburg, Niederschlesien: Przewoźniki
- Hermsdorf, Kreis Sprottau, Niederschlesien: Żaganiec
- Hermsdorf, Kreis Strehlen, Niederschlesien: Kowalów
- Hermsdorf, Kreis Waldenburg, Niederschlesien: Sobięcin
- Hermsdorf, Kreis Allenstein, Ostpreußen: Cegłowo
- Hermsdorf, Kreis Preußisch Holland, Ostpreußen: Osiek
- Hermsdorf, Kreis Schwerin (Warthe), Posen/Brandenburg: Nowa Niedrzwica
- Hermsdorf unterm Kynast, Kreis Hirschberg, Niederschlesien: Sobieszów
- Hermswalde, Kreis Crossen (Oder), Brandenburg: Chocicz
- Herrendorf, Kreis Soldin: Chłopowo
- Herrmannsdorf, Kreis Breslau, Niederschlesien: Jerzmanowo
- Herrmannsdorf, Kreis Bunzlau, Niederschlesien: Kierżno
- Herrmannsdorf, Kreis Jauer, Niederschlesien: Męcinka
- Herrmannsthal: Racimierz
- Herrmannswaldau, Kreis Goldberg, Niederschlesien: Gozdno
- Herrndorf, Kreis Glogau, Niederschlesien: Żukowice
- Herrndorf, Kreis Guhrau, Niederschlesien: Kąkolno
- Herrndorf, Kreis Liegnitz, Niederschlesien: Gromadzyń
- Herrndorf, Kreis Preußisch Holland, Ostpreußen: Młynarska Wola
- Herrnkaschütz (1937–1945 Herrnhofen), Kreis Militsch, Niederschlesien: Kaszyce Milickie
- Herrnlauersitz, Kreis Guhrau, Niederschlesien: Luboszyce
- Herrnmotschelnitz, Kreis Wohlau, Niederschlesien: Moczydlnica Dworska
- Herrnpetersdorf, Kreis Habelschwerdt, Niederschlesien: Piotrowice
- Herrnstadt, Kreis Guhrau, Niederschlesien: Wąsosz
- Hertelsaue, Kreis Arnswalde, Brandenburg/Pommern: Jaźwiny
- Hertwigswaldau, Kreis Jauer, Niederschlesien: Snowidza
- Hertwigswaldau, Kreis Sagan, Niederschlesien: Chotków
- Hertwigswalde, Kreis Frankenstein, Niederschlesien: Doboszowice
- Herwigsdorf, Kreis Freystadt, Niederschlesien: Stypułów
- Herzberg, Kreis Namslau, Niederschlesien: Stogniewice
- Herzberg, Kreis Dramburg, Pommern: Sośnica
- Herzberg, Kreis Ueckermünde, Pommern: Pienice
- Herzoglich Ellguth, Kreis Ratibor, Oberschlesien: Ligota Książęca
- Herzogswaldau, Kreis Bunzlau, Niederschlesien: Milików
- Herzogswaldau, Kreis Jauer, Niederschlesien: Niedaszów
- Herzogswalde, Kreis Oststernberg, Brandenburg: Żubrów
- Herzogswalde, Kreis Frankenstein, Niederschlesien: Żdanów
- Herzogswalde, Kreis Habelschwerdt, Niederschlesien: Nagodzice
- Herzogswalde, Kreis Oppeln, Oberschlesien: Wierzbnik
- Herzogswalde, Kreis Heiligenbeil, Ostpreußen: Jarocin
- Herzogswalde, Kreis Mohrungen, Ostpreußen: Książnik
- Heudorf, Kreis Habelschwerdt, Niederschlesien: Sienna
- Heybutten, Kreis Lötzen, Ostpreußen: Hejbuty
- Heydau, Kreis Freystadt, Niederschlesien: Czasław
- Heyde, Kreis Belgard, Pommern: Modrzewiec
- Heydebreck, Kreis Regenwalde, Pommern: Potuliniec
- Heydik (1938–1945 Heidig), Kreis Johannisburg, Ostpreußen: Hejdyk
- Heydtwalde, Kreis Angerburg, Ostpreußen: Budziska Leśne
- Heyersdorf, Kreis Fraustadt, Posen/Niederschlesien: Jędrzychowice
- Hilbersdorf, Kreis Falkenberg, Oberschlesien: Oldrzyszowice
- Hilff, Kreis Friedland/Bartenstein, Ostpreußen: Gile
- Hillersdorf, Kreis Falkenberg, Oberschlesien: Wielkie Łąki
- Hilsbach: Czarny Las
- Himmelstädt, Kreis Landsberg (Warthe), Brandenburg: Mironice
- Himmelwitz, Kreis Groß Strehlitz, Oberschlesien: Jemielnica
- Hindenburg O. S. (1915–1945), Oberschlesien: Zabrze
- Hindenburg, Kreis Naugard, Pommern: Kościuszki
- Hinter Lippa (1938–1945 Hinter Oppendorf), Kreis Johannisburg, Ostpreußen: Lipa Tylna
- Hinter Pogobien (1933–1945 Hirschwalde), Kreis Johannisburg, Ostpreußen: Pogobie Tylne
- Hinterdamerau, Kreis Ortelsburg, Ostpreußen: Dąbrowa Nadjezierna
- Hinzbruch, Kreis Osterode, Ostpreußen: Strzałkowo
- Hinzendorf, Kreis Naugard, Pommern: Sowno
- Hinzenhof, Kreis Rastenburg, Ostpreußen: Zalesie Kętrzyńskie
- Hirschberg, Kreis Friedeberg (Neumark), Brandenburg/Pommern: Baszki
- Hirschberg, Niederschlesien: Jelenia Góra
- Hirschberg, Kreis Allenstein, Ostpreußen: Jedzbark
- Hirschberg, Kreis Osterode, Ostpreußen: Idzbark
- Hirschberg-Mühle, Kreis Osterode, Ostpreußen: Idzbarski Młyn
- Hirschfeld, Kreis Braunsberg, Ostpreußen: Jeleniowo
- Hirschfeld, Kreis Preußisch Holland, Ostpreußen: Jelonki
- Hirschfelde, Kreis Oppeln, Oberschlesien: Kaniów
- Hirschken, Kreis Heiligenbeil, Ostpreußen: Jelonki
- Hitzdorf, Kreis Arnswalde, Brandenburg/Pommern: Objezierze
- Hochberg, Kreis Rastenburg, Ostpreußen: Wysoka Góra
- Hochland, Kreis Arnswalde, Brandenburg/Pommern: Wyszyna
- Hochofen, Kreis Groß Strehlitz, Oberschlesien: Kadłubski Piec
- Hochredlau: Redłowo
- Hochwalde, Kreis Allenstein, Ostpreußen: Ługwałd
- Hochzeit, Kreis Arnswalde, Brandenburg/Pommern: Stare Osieczno
- Hockenau, Kreis Goldberg, Niederschlesien: Czaple
- Hockenau, Kreis Guhrau, Niederschlesien: Klimontów
- Höckenberg, Kreis Regenwalde, Pommern: Maliniec
- Höckricht, Kreis Glogau, Niederschlesien: Kulów
- Höckricht, Kreis Ohlau, Niederschlesien: Jędrzychowice
- Hofdamm, Kreis Greifenhagen, Pommern: Dębina
- Höfel, Kreis Löwenberg, Niederschlesien: Dworek
- Hoff, Kreis Greifenberg, Pommern: Trzęsacz
- Hoffelde, Kreis Regenwalde, Pommern: Dargomyśl
- Hoffnungstal, Kreis Hirschberg, Niederschlesien: 1945–1958 Zieleniec, ab 1958 Teil von Kořenov
- Höftbruch (1942–1945): Błoto
- Hogendorf, Kreis Braunsberg, Ostpreußen: Wysoka Braniewska
- Hohen Lübbichow, Kreis Königsberg (Neumark), Brandenburg: Lubiechów Górny
- Hohen Scharsow, Kreis Stolp, Pommern: Skarszów Górny
- Hohen Schönau, Kreis Naugard, Pommern: Jenikowo
- Hohenbenz, Kreis Naugard, Pommern: Bieńczyce
- Hohenbrück, Kreis Cammin, Pommern: Widziensko
- Hohenbrück, Kreis Darkehmen/Angerapp, Ostpreußen: Skup
- Hohendorf, Kreis Neidenburg, Ostpreußen: Wysoka
- Hohendrosedow, Kreis Greifenberg, Pommern: Drozdowo
- Hohenfeld, Kreis Heilsberg, Ostpreußen: Wysokie
- Hohenfelde, Kreis Köslin, Pommern: Miłogoszcz
- Hohenfelde, Kreis Lauenburg, Pommern: Wysokie
- Hohenfelde, Stadt Tempelburg, Kreis Neustettin, Pommern: Niwka
- Hohenfier, Gemeinde Reselkow, Kreis Kolberg-Körlin, Pommern: Kamień Rymański
- Hohenfriedeberg, Kreis Jauer, Niederschlesien: Dobromierz
- Hohenfürst, Kreis Heiligenbeil, Ostpreußen: Wyszkowo
- Hohengrape, Kreis Soldin, Brandenburg: Chrapowo
- Hohenheide: Zbrojewo
- Hohenkarzig, Kreis Friedeberg (Neumark), Brandenburg/Pommern: Gardzko
- Hohenkränig: Grn. Krajnik
- Hohenleese, Pommern: Leśno Górne
- Hohenlinde (1938–1945): Bochówko
- Hohenlübbichow, Kreis Königsberg (Neumark), Brandenburg: Lubiechów Górny
- Hohenpetersdorf, Kreis Jauer, Niederschlesien: Pietrzyków
- Hohenposeritz, Kreis Schweidnitz, Niederschlesien: Pożarzysko
- Hohensalza (ab 1904): Inowrocław
- Hohenstein, Kreis Osterode, Ostpreußen: Olsztynek
- Hohenstein, Kreis Stolp, Pommern: Wodnica
- Hohenstein, Kreis Deutsch Krone, Westpreußen/Pommern: Górnica
- Hohenwalde, Kreis Landsberg (Warthe), Brandenburg: Wysoka
- Hohenwalde, Kreis Heiligenbeil, Ostpreußen: Krzewno
- Hohenwardin, Kreis Belgard, Pommern: Wardyń Górny
- Hohenwartenberg: PGR Chełm Grn.
- Hohenzahden: Siadło Górne
- Hohenziethen, Kreis Soldin, Brandenburg: Sitno
- Hohenzollerndorf: Brze
- Hohgiersdorf, Kreis Schweidnitz, Niederschlesien: Modliszów
- Hohkirch, Kreis Görlitz, Niederschlesien: Przesieczany
- Hohlstein, Kreis Löwenberg, Niederschlesien: Skała
- Hohndorf, Kreis Habelschwerdt, Niederschlesien: Wyszki
- Hohndorf, Kreis Löwenberg, Niederschlesien: Górczyca
- Hohndorf, Kreis Leobschütz, Oberschlesien: Boguchwałów
- Hohwelze (1936–1945 Gabelsdorf), Kreis Grünberg, Niederschlesien: Bełcze
- Hölkewiese, Kreis Rummelsburg, Pommern: Kołtki
- Hollenau, Kreis Glatz, Niederschlesien: Gołogłowy
- Holm: Chełm Gryficki
- Holstein, Kreis Osterode, Ostpreußen: Kamieńczyk
- Holzhagen: Leszczno
- Holzkathen, Kreis Stolp, Pommern: Smołdziński Las
- Holzkirch, Kreis Lauban, Niederschlesien: Kościelnik
- Honigbaum, Kreis Friedland/Bartenstein, Ostpreußen: Miedna
- Hönigsdorf, Kreis Grottkau, Oberschlesien: Starowice Dolne
- Honigswalde, Kreis Allenstei, Ostpreußen: Miodówko
- Hoofe, Kreis Preußisch Eylau, Ostpreußen: Dwórzno
- Hopfenberg, Kreis Belgard, Pommern: Chmielno
- Hopfengarten: Brzoza
- Hopfental, Kreis Angerburg, Ostpreußen: Chmielewo
- Hoppekathen, Kreis Kolberg-Körlin, Pommern: Brzeźno
- Hoppendorf, Kreis Preußisch Eylau, Ostpreußen: Grotowo
- Hornsberg, Kreis Osterode, Ostpreußen: Rogowo
- Horst, Kreis Oppeln, Oberschlesien: Świerkle
- Horst, Kreis Friedland/Bartenstein, Ostpreußen: Kierz
- Horst, Kreis Osterode, Ostpreußen: Wyżnice
- Horst, Kreis Greifenberg, Pommern: Niechorze
- Horst, Kreis Pyritz, Pommern: Turze
- Horst, Kreis Regenwalde, Pommern: Chwarstno
- Horst, Kreis Stolp, Pommern: Pęplino
- Hospitalvorwerk: Zapłocie
- Hoymsberg, Kreis Schweidnitz, Niederschlesien: Grochotów
- Hubachs Teerofen: Czarny Las
- Hufenbruch: Szable
- Hühnerheide, Kreis Kolberg-Körlin, Pommern: Witolub
- Hummelstadt (1938–1945): Lewin Kłodzki
- Hummelwitz, Kreis Glatz, Niederschlesien: Zielone Ludowe
- Hundeberg, Gemeinde Henkenhagen, Kreis Kolberg-Körlin, Pommern: Grąbnica
- Hundertwiesen: Stolezyn
- Hundsbelle, Kreis Crossen (Oder), Brandenburg: Chyże
- Hundsforth, Pommern: Żółtew
- Hundskopf, Kreis Dramburg, Pommern: Psie Głowy
- Hünenberg: Zagórki
- Hünern, Kreis Guhrau, Niederschlesien: Psary
- Hünern, Kreis Ohlau, Niederschlesien: Psary
- Hünern, Kreis Trebnitz, Niederschlesien: Psary
- Huntenberg, Kreis Braunsberg, Ostpreußen: Podgórze
- Hussinetz (1937–1945 Friedrichstein), Kreis Strehlen, Niederschlesien: Gęsiniec
- Hüttchen: Rudka
- Hütte, Kreis Arnswalde, Brandenburg/Pommern: Płoszkowo
- Hütte, Kreis Elbing, Westpreußen/Ostpreußen: Huta Żuławska
- Hütte, Kreis Flatow, Westpreußen/Pommern: Huta
- Hütten, Kreis Neustettin, Pommern: Sitno
- Hüttenguth, Kreis Habelschwerdt, Niederschlesien: Huta
- Hygendorf, Kreis Bütow, Pommern: Udorpie
- Hypkenmühle, Gemeinde Peterfitz, Kreis Kolberg-Körlin, Pommern: Chybkie

## I
- Ibsdorf: Iwno
- Idaswalde: Ostrów
- Ihna: Ina
- Illowo, Kreis Neidenburg, Ostpreußen: I) Iłowo-Osada, II) Iłowo-Wieś
- Ilmenau: Limanowa
- Immenhof: Imno
- Immenthal: Imno
- Ingramsdorf: Imbramowice
- Inowrazlaw (bis 1904): Inowrocław
- Inulzen (1938–1945 Neufasten), Kreis Sensburg, Ostpreußen: Inulec
- Ischerey, Kreis Lüben, Niederschlesien: Miłosna
- Isergebirge: Góry Izerskie
- Isinger, Kreis Pyritz, Pommern: Nieborowo
- Isnothen, Kreis Sensburg, Ostpreußen: Iznota
- Ittowen (1927–1945 Gittau), Kreis Neidenburg, Ostpreußen: Witowo
- Ittowken (1938–1945 Ittau), Kreis Neidenburg, Ostpreußen: Witówko
- Ivenhof, Kreis Rastenburg, Ostpreußen: Leśny Rów
- Iwanowen, Kreis Sensburg, Ostpreußen: Iwanowo
- Iwaschken (1938–1945 Hansbruch), Kreis Lyck, Ostpreußen: Iwaśki

## J
- Jaasde, Kreis Kolberg-Körlin, Pommern: Jazy
- Jaasder Katen, Kreis Kolberg-Körlin, Pommern: Jażdże
- Jablon (1938–1945 Wasserborn), Kreis Johannisburg, Ostpreußen: Jabłoń
- Jablonken, Kreis Neidenburg, Ostpreußen: Jabłonka
- Jablonken, Kreis Ortelsburg, Ostpreußen: Jabłonka
- Jablonken, Kreis Osterode, Ostpreußen: Jabłonka
- Jablonowo (1938–1945 Dreililien), Kreis Osterode, Ostpreußen: Jabłonowo
- Jaborowitz (1936–1945 Holderfelde), Kreis Cosel, Oberschlesien: Jaborowice
- Jackschönau (1937–1945 Schwertern), Kreis Breslau, Niederschlesien: Jaksonów
- Jacobshagen, Kreis Saatzig, Pommern: Dobrzany
- Jacubowo (1938–1945 Wellhausen), Kreis Osterode, Ostpreußen: Jakubowo
- Jadden, Kreis Allenstein, Ostpreußen: Gady
- Jädersdorf, Kreis Greifenhagen, Pommern: Strzelczyn
- Jädickendorf, Kreis Königsberg (Neumark), Brandenburg: Godków
- Jägerhaus, Kreis Bütow, Pommern: Świerkówko
- Jägerhof, Kreis Lauenburg, Pommern: Pieski
- Jägerndorf, Kreis Brieg, Niederschlesien: Strzelniki
- Jägersburg-Marienbusch: Średnica
- Jägersburg, Kreis Arnswalde, Brandenburg/Pommern: Lipinka
- Jägersdorf, Kreis Neidenburg, Ostpreußen: Jagarzewo
- Jägersfelde, Kreis Greifenhagen, Pommern: Polesiny
- Jägerswalde, Kreis Sensburg, Ostpreußen: Rosocha
- Jägerthal: Wymykowo
- Jagertow: Ogartowo
- Jaggeln (1938–1945 Kleinzedmar): Jagiele
- Jagielleck (nach 1933–1945 Forsthaus Hohenstein), Kreis Osterode, Ostpreußen: Jagiełek
- Jäglack, Kreis Rastenburg, Ostpreußen: Jegławki
- Jäglin, Kreis Kolberg-Körlin, Pommern: Jaglino
- Jäglitz (1936–1945 Kleindorf), Kreis Neisse, Oberschlesien: Jegielnica
- Jagotschen (1938–1945 Gleisgarben), Kreis Darkehmen/Angerapp, Ostpreußen: Jagoczany
- Jagow: Jagów
- Jähnsdorf, Kreis Crossen (Oder), Brandenburg: Janiszowice
- Jähnsdorf, Kreis Sorau, Brandenburg: Janiszowice
- Jahnsfelde, Kreis Landsberg (Warthe), Brandenburg: Janczewo
- Jakobau, Kreis Rosenberg, Westpreußen/Ostpreußen: Jakubowo Kisielickie
- Jakobowitz (1937–1945 Wachtgrund): Jakubowice
- Jakobsberg, Stadt Allenstein, Ostpreußen: Jakubowo
- Jakobsdorf, Kreis Arnswalde, Brandenburg/Pommern: Kostrzewa
- Jakobsdorf, Kreis Jauer, Niederschlesien: Jakuszowa
- Jakobsdorf, Kreis Liegnitz, Niederschlesien: Jakuszów
- Jakobsdorf, Kreis Lüben, Niederschlesien: Jakubowo Lubińskie
- Jakobsdorf, Kreis Namslau, Niederschlesien: Jakubowice
- Jakobsdorf, Kreis Neumarkt, Niederschlesien: Jakubkowice
- Jakobsdorf, Kreis Schweidnitz, Niederschlesien: Jakubów
- Jakobsdorf, Gemeinde Siegroth, Kreis Strehlen, Niederschlesien: Jakubów
- Jakobsdorf, Kreis Wohlau, Niederschlesien: Jakubikowice
- Jakobsdorf, Kreis Falkenberg, Oberschlesien: Jakubowice
- Jakobsdorf, Kreis Kreuzburg, Oberschlesien: Jakubowice
- Jakobsdorf, Kreis Sensburg, Ostpreußen: Jakubowo
- Jakobsdorf, Kreis Dramburg, Pommern: Sienica
- Jakobsdorf, Kreis Naugard, Pommern: Danowo
- Jakobsdorf, Kreis Regenwalde, Pommern: Cianowo
- Jakobsdorf, Kreis Saatzig, Pommern: Błotno
- Jakobskirch, Kreis Glogau, Niederschlesien: Jakubów
- Jakobsthal, Gemeinde Schreiberhau, Kreis Hirschberg, Niederschlesien: Jakuszyce
- Jakobswalde, Kreis Cosel, Oberschlesien: Kotlarnia
- Jakobswalde, Kreis Ortelsburg, Ostpreußen: Jakubowy Borek
- Jakubben, Kreis Johannisburg, Ostpreußen: Jakuby
- Jakubowitz (1936–1945 Jakobsfelde), Kreis Leobschütz, Oberschlesien: Jakubowice
- Jakunowen (1938–1945 Angertal), Kreis Angerburg, Ostpreußen: Jakunowo
- Jakunowken (1938–1945 Jakunen), Kreis Angerburg, Ostpreußen: Jakunówko
- Jakunowkenberg (1938–1945 Jakunenberg), Kreis Angerburg, Ostpreußen: Jakunowska Góra
- Jamrin, Kreis Stolp, Pommern: Jamrzyno
- Jamund, Kreis Köslin, Pommern: Jamno
- Jamunder See in Pommern: Jamno
- Janau, Kreis Meseritz, Posen/Brandenburg: Janowo
- Janikow, Kreis Dramburg, Pommern: Jankowo
- Janischgut, Kreis Trebnitz, Niederschlesien: Janiszów
- Jankau (1937–1945 Grünaue), Kreis Ohlau, Niederschlesien: Janków
- Jankendorf, Kreis Preußisch Holland, Ostpreußen: Jankowo
- Jankendorf, Kreis Rastenburg, Ostpreußen: Jankowo
- Jankenwalde, Kreis Rastenburg, Ostpreußen: Jankowice
- Jankowen (1938–1945 Wildenort), Kreis Ortelsburg, Ostpreußen: Jankowo
- Jankowitz (1938–1945 Sassendorf (Ostpr.)), Kreis Osterode, Ostpreußen: Jankowice
- Jannewitz, Kreis Schlawe, Pommern: Janiewice
- Jannowitz, Kreis Hirschberg, Niederschlesien: Janowice Wielkie
- Janny: Jany
- Janowen (1928–1945 Heinrichsdorf), Kreis Sensburg, Ostpreußen: Janowo
- Janowitz (1936–1945 Janken), Kreis Ratibor, Oberschlesien: Cyprzanów
- Janowka: Janówka
- Jäntschdorf, Kreis Oels, Niederschlesien: Januszkowice
- Januschkau (1938–1945 Osterschau), Kreis Osterode, Ostpreußen: Januszkowo
- Januschkowitz (1936–1945 Oderhain), Kreis Cosel, Oberschlesien: Januszkowice
- Jarchlin, Kreis Naugard, Pommern: Jarchlino
- Jarchow, Kreis Kolberg-Körlin, Pommern: Jarkowo
- Jarischau, Kreis Groß Strehlitz, Oberschlesien: Jaryszów
- Järischau, Kreis Schweidnitz, Niederschlesien: Jaroszów
- Järker, Kreis Glatz, Niederschlesien: Jarków
- Jarmbow, Kreis Usedom-Wollin, Pommern: Jarzębowo
- Jäschgüttel, Kreis Breslau, Niederschlesien: Jaszkotle
- Jaschine (1936–1945 Eschenwalde), Kreis Rosenberg, Oberschlesien: Jasienie
- Jaschken (1938–1945 Jesken), Kreis Oletzko/Treuburg, Ostpreußen: Jaśki
- Jäschkittel, Kreis Strehlen, Niederschlesien: Jeszkotle
- Jaschkowen (1938–1945 Reiherswalde), Kreis Johannisburg, Ostpreußen: Jaśkowo
- Jaschkowitz (1936–1945 Auenfelde), Kreis Kreuzburg, Oberschlesien: Jaśkowice
- Jaschkowitz (1936–1945 Johannsdorf), Kreis Oppeln, Oberschlesien: Jaśkowice
- Jaschkowitz (1936–1945 Hirtweiler), Kreis Tost-Gleiwitz, Oberschlesien: Jaśkowice
- Jäschkowitz (1937–1945 Lengefeld), Kreis Breslau, Niederschlesien: Jeszkowice
- Jäschwitz (1937–1945 Hannsfeld), Kreis Breslau, Niederschlesien: Jaszowice
- Jasenitz, Kreis Randow, Pommern: Jasienica
- Jäskendorf, Kreis Mohrungen, Ostpreußen: Jaśkowo
- Jassen, Kreis Neustadt, Oberschlesien: Jasiona
- Jassen, Kreis Bütow, Pommern: Jasień
- Jassener See in Pommern: Jezioro Jasień
- Jassow, Kreis Cammin, Pommern: Jarszewko
- Jassow, Kreis Cammin, Pommern: Jarszewo
- Jasten, Kreis Tost-Gleiwitz, Oberschlesien: Jasiona
- Jästersheim, Kreis Guhrau, Niederschlesien: Jastrzębia
- Jastrzemb: Jastrzębie-Zdrój
- Jastrzigowitz (1937–1945 Hartwigsdorf), Kreis Rosenberg, Oberschlesien: Jastrzygowice
- Jätschau (1937–1945 Friedenshagen), Kreis Glogau, Niederschlesien: Jaczów
- Jatzdorf, Kreis Falkenberg, Oberschlesien: Jaczowice
- Jätzdorf, Kreis Ohlau, Niederschlesien: Jaczkowice
- Jatzel, Kreis Greifenberg, Pommern: Jasiel
- Jatzingen, Kreis Schlawe, Pommern: Jacinki
- Jatzkow, Kreis Lauenburg, Pommern: Jackowo
- Jatzkower Mühle, Gemeinde Jatzkow, Kreis Lauenburg, Pommern: Jackówko
- Jatzthum, Kreis Köslin, Pommern: Jatynia
- Jauchendorf, Kreis Namslau, Niederschlesien: Józefków
- Jauer, Kreis Jauer, Niederschlesien: Jawor
- Jauer, Kreis Ohlau, Niederschlesien: Jaworów
- Jauernig, Kreis Glatz, Niederschlesien: Jawornica
- Jaulitz, Kreis Guben, Brandenburg: Jałowice
- Jauschwitz, Kreis Lüben, Niederschlesien: Juszowice
- Jeblonsken (1938–1945 Urbansdorf), Kreis Goldap, Ostpreußen: Jabłońskie
- Jebrammen (1938–1945 Bachort), Kreis Johannisburg, Ostpreußen: Jebramki
- Jedamken (1938–1945 Stenzeln), Kreis Lötzen, Ostpreußen: Jedamki
- Jedlitze, Kreis Oppeln, Oberschlesien: Jedlice
- Jedwabno (1938–1945 Gedwangen), Kreis Neidenburg, Ostpreußen: Jedwabno
- Jeesau, Kreis Rastenburg, Ostpreußen: Jeżewo
- Jeglia, 1939–1942 Jeglin, 1942–1945 Tanneberg, Kreis Löbau/Neumark, Westpreußen: Jeglia
- Jeglinnen (1938–1945 Wagenau), Kreis Johannisburg, Ostpreußen: Jeglin
- Jegodnen (1938–1945 Balkfelde), Kreis Johannisburg, Ostpreußen: Jagodne
- Jegothen, Kreis Heilsberg, Ostpreußen: Jagoty
- Jehser, Kreis Züllichau-Schwiebus, Brandenburg: Jeziory
- Jelittken (1938–1945 Gelitten), Kreis Oletzko/Treuburg, Ostpreußen: Jelitki
- Jellentsch (1936–1945 Hirschfelde), Kreis Bütow, Pommern: Jeleńcz
- Jelline (1937–1945 Hirschwaldau), Kreis Strehlen, Niederschlesien: Jelenin
- Jellinowen (1938–1945 Gellen (Ostpr.)), Kreis Ortelsburg, Ostpreußen: Jeleniowo
- Jellowa (1936–1945 Ilnau), Kreis Oppeln, Oberschlesien: Jełowa
- Jeltsch, Kreis Ohlau, Niederschlesien: Jelcz
- Jendreyken (1938–1945 Andreken), Kreis Lyck, Ostpreußen: Jędrzejki
- Jendrin (1936–1945 Kolonie Groß Maßdorf), Kreis Groß Strehlitz, Oberschlesien: Jędrynie
- Jenkau, Kreis Liegnitz, Niederschlesien: Jenków
- Jenkau, Kreis Danziger Höhe: Jankowo Gdańskie
- Jenkendorf, Kreis Sorau, Brandenburg: Janików
- Jenkwitz, Kreis Neumarkt, Niederschlesien: Jenkowice
- Jenkwitz, Kreis Oels, Niederschlesien: Jenkowice
- Jeromin, Kreis Ortelsburg, Ostpreußen: Jerominy
- Jershöft, Kreis Schlawe, Pommern: Jarosławiec
- Jerskewitz, Kreis Stolp, Pommern: Jerzkowice
- Jeroltschütz, Kreis Kreuzburg, Oberschlesien: Gierałcice
- Jerschendorf, Kreis Neumarkt, Niederschlesien: Jarosław
- Jeschen, Kreis Brieg, Niederschlesien: Jasiona
- Jeschewo (1942–1945 Jeschau), Kreis Schwetz, Westpreußen: Jeżewo
- Jeschona (1936–1945 Eschendorf), Kreis Groß Strehlitz, Oberschlesien: Jasiona
- Jeschonowitz (1930–1945 Eschenwalde), Kreis Ortelsburg, Ostpreußen: Jesionowiec
- Jeseritz, Kreis Belgard, Pommern: Jeziercyze
- Jeseritz, Kreis Stolp, Pommern: Jezierzyce
- Jesziorken (1930–1945 Schöntal), Kreis Goldap, Ostpreußen: Jeziorki Wielkie
- Jesziorken (1928–1945 Preußenburg), Kreis Lötzen, Ostpreußen: Jeziorko
- Jesziorowsken (1927–1945 Seehausen), Kreis Angerburg, Ostpreußen: Jeziorowskie
- Jesziorowsken (1926–1945 Seedorf), Kreis Lyck, Ostpreußen: Jeziorowskie
- Jexau, Kreis Strehlen, Niederschlesien: Jaksin
- Jezowa (1936–1945 Kreuzenfeld), Kreis Lublinitz/Guttentag, Oberschlesien: Jeżowa
- Joachimowen (1938–1945 Joachimshuben), Kreis Sensburg, Ostpreußen: Joachimowo
- Jodupp (1938–1945 Holzeck), Kreis Goldap, Ostpreußen: Czarnowo Wielkie
- Jörkischken (1938–1945 Jarkental), Kreis Goldap, Ostpreußen: Jurkiszki
- Johannesberg, Kreis Habelschwerdt, Niederschlesien: Janowa Góra
- Johanneshof, Kreis Angerburg, Ostpreußen: Janówko
- Johanneshöhe: Janowo
- Johannesthal, Kreis Arnswalde, Brandenburg/Pommern: Kępa
- Johannesthal, Kreis Glatz, Niederschlesien: Łężyce Górne
- Johannesthal, Kreis Kolberg-Körlin, Pommern: Gorzeszewo, später Wietszyno
- Johannesthal, Kreis Köslin, Pommern: Grotniki
- Johanneswunsch, Kreis Friedeberg (Neumark), Brandenburg: Rolewice
- Johanneswunsch, Kreis Landsberg (Warthe), Brandenburg: Dobrojewo
- Johannisberg, Kreis Cammin, Pommern: Grębice
- Johannisberg, Kreis Goldap, Ostpreußen: Janowo
- Johannisberg, Kreis Kolberg-Körlin, Pommern: Lubkowice
- Johannisberg, Kreis Lyck, Ostpreußen: Janisze
- Johannisberg, Kreis Osterode, Ostpreußen: Janowo
- Johannisberg, Kreis Pyritz, Pommern: Janowo
- Johannisberg, Kreis Rößel, Stadt Bischofsburg, Ostpreußen: Januszewo
- Johannisberg, Kreis Rößel, Stadt Seeburg, Ostpreußen: Januszewko
- Johannisburg, Ostpreußen: Pisz (oder Jańsbork, Jansbork)
- Johannishof, Kreis Braunsberg, Ostpreußen: Janowo
- Johannisruhe, Kreis Rößel, Ostpreußen: Janowiec
- Johannesthal, Kreis Kolberg-Körlin, Pommern: Wietszyno
- Johannisthal, Kreis Ortelsburg, Ostpreußen: Janowo
- Johannisthal, Kreis Reichenbach (Eulengebirge), Niederschlesien: Jasin
- Johannisthal, Kreis Sensburg, Ostpreußen: Janiszewo
- Johnsbach, Kreis Frankenstein, Niederschlesien: Janowiec
- Johnsdorf, Kreis Brieg, Niederschlesien: Janów
- Johnsdorf, Kreis Goldberg, Niederschlesien: Janówek
- Johnsdorf, Kreis Landeshut, Niederschlesien: Janiszów
- Johnsdorf, Kreis Löwenberg, Niederschlesien: Janice
- Johnsdorf, Kreis Sprottau, Niederschlesien: Janowiec
- Johnsdorf, Kreis Grottkau, Oberschlesien: Janowa
- Johnwitz, Kreis Strehlen, Niederschlesien: Janowo
- Jomendorf, Kreis Allenstein, Ostpreußen: Jaroty (Olsztyn) und Jaroty (Stawiguda)
- Jonasberg, Kreis Grünberg, Niederschlesien: Zagórze
- Jonasdorf, Kreis Marienburg, Westpreußen: Janówka
- Jonasdorf, Kreis Osterode, Ostpreußen: Jankowiec
- Jonkendorf, Kreis Allenstein, Ostpreußen: Jonkowo
- Jordan, Kreis Züllichau-Schwiebus, Brandenburg: Jordanowo
- Jordansmühl, Kreis Reichenbach (Eulengebirge), Niederschlesien: Jordanów Śląski
- Jorkowen (1938–1945 Jorken), Kreis Angerburg, Ostpreußen: Jurkowo
- Josephsau, Kreis Braunsberg, Ostpreußen: Józefowo
- Josefsgrund, Kreis Neustadt, Oberschlesien: Józefów
- Josephshof, Kreis Rößel, Ostpreußen: Józefowo
- Juckneitschen (1935–1945 Steinhagen (Ostpr.)), Kreis Goldap, Ostpreußen: Juchnajcie
- Juden (1936–1945 Buchental), Kreis Preußisch Holland, Ostpreußen: Czarna Góra
- Juditten, Kreis Friedland/Bartenstein, Ostpreußen: Judyty
- Judzicken (1938–1945 Gutenborn), Kreis Lyck, Ostpreußen: Judziki
- Judzicken (1929–1945 Wiesenhöhe), Kreis Oletzko/Treuburg, Ostpreußen: Judziki
- Jugendfelde, Kreis Osterode, Ostpreußen: Smolanek
- Julianenhof, Kreis Cammin, Pommern: Jaszysław
- Julienfelde, Kreis Ortelsburg, Ostpreußen: Julianowo
- Julienhof, Kreis Dramburg, Pommern: Ślizno
- Julienhof, Kreis Oletzko/Treuburg, Ostpreußen: Gościrady
- Julienhof, Kreis Ortelsburg, Ostpreußen: Julkowo
- Julienhof, Kreis Osterode, Ostpreußen: Juńcza
- Julienhof, Kreis Rummelsburg, Hinterpommern: Kowalewice
- Julienhöh, Kreis Osterode, Ostpreußen: Podlesie
- Julienhöhe, Kreis Braunsberg, Ostpreußen: Biała Góra
- Julienthal, Kreis Sensburg, Ostpreußen: Lelek
- Juliusburg, Kreis Oels, Niederschlesien: Dobroszyce
- Juliusburg, Kreis Cosel, Oberschlesien: Radziejów
- Jungfer: Marzęcino
- Jungwitz, Kreis Ohlau, Niederschlesien: Jankowice
- Jurgashof, Kreis Johannisburg, Ostpreußen: Zaskwierki
- Jürgen, siehe Jurken (Kreis Oletzko/Treuburg) oder Jürtsch (Kreis Breslau)
- Jurgutschen (1938–1945 Jürgenshof), Kreis Angerburg, Ostpreußen: Jurgucie
- Jurkau/Joerg: Jurgów
- Jurken (1938–1945 Jürgen), Kreis Oletzko/Treuburg, Ostpreußen: Jurki
- Jürtsch (1937–1945 Jürgen), Kreis Breslau, Niederschlesien: Jurczyce
- Justemin, Kreis Regenwalde, Pommern: Gostomin
- Justin, Kreis Regenwalde, Pommern: Gostyń Łobeski
- Justinenhof, Kreis Soldin, Brandenburg: Tarnowo
- Justinenthal, Gemeinde Neurese, Kreis Kolberg-Körlin, Pommern: Izdebno
- Justusberg, Kreis Lötzen, Ostpreußen: Siejkowo

## K
- Kabienen, Kreis Rößel, Ostpreußen: Kabiny
- Kadicki (1938–1945 Klein Sakrau, Abbau), Kreis Neidenburg, Ostpreußen: Kadyki
- Kadlub (1936–1945 Starenheim), Kreis Groß Strehlitz, Oberschlesien: Kadłub
- Kadlubietz (1936–1945 Annatal), Kreis Groß Strehlitz, Oberschlesien: Kadłubiec
- Kadlub Turawa (1936–1945 Fichten), Kreis Oppeln, Oberschlesien: Kadłub Turawski
- Kadzidlowen (1938–1945 Einsiedeln), Kreis Sensburg, Ostpreußen: Kadzidłowo
- Kaffzig, Kreis Rummelsburg, Pommern: Kawce
- Kahlberg, Kreis Rößel, Ostpreußen: Łysek
- Kahlberg, Kreis Elbing, Westpreußen/Ostpreußen: Krynica Morska
- Kahlborn, Kreis Osterode, Ostpreußen: Kalbornia (bis 2000: Kalborno)
- Kahlen, Kreis Cammin, Pommern: Kaleń
- Kahlwalde, Kreis Heiligenbeil, Ostpreußen: Łysaki
- Kähme, Kreis Birnbaum, Prov. Posen: Kamionna, Gmina Międzychód, Woiwodschaft Großpolen
- Kahrau, Kreis Guhrau, Niederschlesien: Karów
- Kaindorf, Kreis Neisse, Oberschlesien: Kijów
- Kainen, Kreis Allenstein, Ostpreußen: Kajny
- Kainscht, Kreis Meseritz, Posen/Brandenburg: Kęszyca
- Kainzen, Kreis Guhrau, Niederschlesien: Kajęcin
- Kaiserswaldau, Kreis Goldberg, Niederschlesien: Okmiany
- Kaiserswaldau, Kreis Hirschberg, Niederschlesien: Piastów
- Kaiserswalde, Kreis Habelschwerdt, Niederschlesien: Lasówka
- Kalau, Kreis Meseritz, Posen/Brandenburg: Kaława
- Kälberhaus, Kreis Braunsberg, Ostpreußen: Cielętnik
- Kalborno (1934–1945 Kalborn), Kreis Allenstein, Ostpreußen: Kaborno
- Kalet: Kalety
- Kaletka, Kreis Allenstein, Ostpreußen: Kaletka
- Kalinow (1936–1945 Blütenau), Kreis Groß Strehlitz, Oberschlesien: Kalinów
- Kalinowitz (1936–1945 Elsenruh), Kreis Groß Strehlitz, Oberschlesien: Kalinowice
- Kalisch: Kalisz
- Kalisch, Kreis Berent, Westpreußen: Kalisz
- Kalkau, Kreis Neisse, Oberschlesien: Kałków
- Kalkofen, Kreis Usedom-Wollin, Pommern: Wapnica
- Kalkowen (1938–1945 Kalkau), Kreis Goldap, Ostpreußen: Kalkowo
- Kalkstein, Kreis Heilsberg, Ostpreußen: Wapnik
- Kallen, Kreis Ohlau, Niederschlesien: Kalinowa
- Kallenczyn (1938–1945 Kallenau), Kreis Ortelsburg, Ostpreußen: Kałęczyn
- Kallenczynnen (1938–1945 Lenzendorf), Kreis Lyck, Ostpreußen: Kałęczyny
- Kallendorf, Kreis Schweidnitz, Niederschlesien: Kalno
- Kallenzinnen (1938–1945 Dreifelde), Kreis Johannisburg, Ostpreußen: Kałęczyn
- Kallies, Kreis Dramburg, Pommern: Kalisz Pomorski
- Kallinowen, Kreis Lötzen, Ostpreußen: Kalinowo
- Kallinowen (1938–1945 Dreimühlen), Kreis Lyck, Ostpreußen: Kalinowo
- Kallischken (1938–1945 Flockau), Kreis Johannisburg, Ostpreußen: Kaliszki
- Kallisten, Kreis Mohrungen, Ostpreußen: Kalisty
- Kallnischken (1938–1945 Kunzmannsrode), Kreis Goldap, Ostpreußen: Kalniszki
- Kaltecke, Kreis Falkenberg, Oberschlesien: Okopy
- Kaltenborn, Kreis Neidenburg, Ostpreußen: Zimna Woda
- Kaltenbrunn, Kreis Glatz, Niederschlesien: Studzienna
- Kaltenhagen, Kreis Köslin, Pommern: Kładno
- Katlfließ, Kreis Allenstein, Ostpreußen: Żurawno
- Kaltfließ, Kreis Schlochau, Westpreußen: Wiśnica
- Kaltfließmühle, Kreis Allenstein, Ostpreußen: Młyn Żurawno
- Kalthaus, Kreis Jauer, Niederschlesien: Zimnik
- Katlhof, Kreis Preußisch Holland, Ostpreußen: Rydzówka
- Kaltken (1938–1945 Kalthagen), Kreis Lyck, Ostpreußen: Kałtki
- Kaltwangen, Kreis Rastenburg, Ostpreußen: Kałwągi
- Kaltwasser, Kreis Glatz, Niederschlesien: Zimne Wody
- Kaltwasser, Kreis Groß Strehlitz, Oberschlesien: Zimna Wódka
- Kalwa (1938–1945 Kleintal), Kreis Osterode, Ostpreußen: Kalwa
- Kambz, Kreis Cammin, Pommern: Kępica
- Kamelow, Kreis Lauenburg, Pommern: Kebłowo
- Kamenz, Kreis Frankenstein, Niederschlesien: Kamieniec Ząbkowicki
- Kamenz, Kreis Bütow, Pommern: Kamienica
- Kamenz-Mühle, Kreis Bütow, Pommern: Kamieńc
- Kamien (1938–1945 Keilern), Kreis Sensburg, Ostpreußen: Kamień
- Kamienitz (1936–1945 Dramastein), Kreis Tost-Gleiwitz, Oberschlesien: Kamieniec
- Kamin-See: Jezioro Kamienne
- Kaminiec (1939–1943 Steindorf, 1943–1945 Wiesensteindorf): Kamieniec
- Kaminsken (1938–1945 Erlichshausen), Kreis Johannisburg, Ostpreußen: Kamieńskie
- Kaminskiruh, Kreis Allenstein, Ostpreußen: Kamieńsko
- Kamionka (1936–1945 Steinbirn), Kreis Cosel, Oberschlesien: Kamionka
- Kamionken (1938–1945 Eichicht), Kreis Goldap, Ostpreußen: Kamionki
- Kamionken (1928–1945 Steintal), Kreis Lötzen, Ostpreußen: Kamionki
- Kamissow, Kreis Belgard, Pommern: Kamosowo
- Kamitz (1936–1945 Grenztal), Kreis Neisse, Oberschlesien: Kamienica
- Kämitz, Kreis Kolberg-Körlin, Pommern: Kamica
- Kämitzfeld, Kreis Kolberg-Körlin, Pommern: Kamiczka
- Kammelwitz (1937–1945 Kammfeld), Kreis Breslau, Niederschlesien: Kębłowice
- Kammelwitz, Kreis Wohlau, Niederschlesien: Kębłów
- Kammendorf, Kreis Breslau, Niederschlesien: Kamionna
- Kammendorf, Kreis Neumarkt, Niederschlesien: Komorniki
- Kämmersdorf, Kreis Elbing, Westpreußen/Ostpreußen: Komorowo Żuławskie
- Kämmersdorf, Kreis Neidenburg, Ostpreußen: Komorniki
- Kämmersdorf, Kreis Osterode, Ostpreußen: Komorowo
- Kammerswaldau, Kreis Hirschberg, Niederschlesien: Komarno
- Kammfeld, siehe Kammelwitz
- Kamnig (1936–1945 Steinhaus), Kreis Grottkau, Oberschlesien: Kamiennik
- Kamnitz, Kreis Glatz, Niederschlesien: Kamieniec
- Kamnitz, Kreis Habelschwerdt, Niederschlesien: Kamienica
- Kamp (-Wustrow), Kreis Greifenberg, Pommern: Kępa
- Kampen, Kreis Lötzen, Ostpreußen: Kąp
- Kampenau, Kreis Marienburg, Westpreußen/Ostpreußen: Kępniewo
- Kampern, Kreis Liegnitz, Niederschlesien: Kępy
- Kampern, Kreis Trebnitz, Niederschlesien: Kępa
- Kamplack, Kreis Rastenburg, Ostpreußen: Kąpławki
- Kandien, Kreis Neidenburg, Ostpreußen: Kanigowo
- Kanditten (bis 1871 und ab 1928 Canditten), Kreis Preußisch Eylau, Ostpreußen: Kandyty
- Kandrzin, Kreis Cosel, Oberschlesien: Kędzierzyn
- Kannin, Kreis Schlawe, Pommern: Kanin
- Kannwiesen, Kreis Ortelsburg, Ostpreußen: Chwalibogi
- Kanoten, Kreis Gerdauen, Ostpreußen: Kanoty
- Kantersdorf, Kreis Brieg, Niederschlesien: Kantorowice
- Kanterwitz, Kreis Militsch, Niederschlesien: Kanclerzowice
- Kanth, Kreis Breslau, Niederschlesien: Kąty Wrocławskie
- Kanthen (Dorf), Kreis Preußisch Holland, Ostpreußen: Kąty
- Kanthen (Geneigte Ebene), Kreis Preußisch Holland, Ostpreußen: Kąty (Osada)
- Kantreck, Kreis Cammin, Pommern: Łoźnica
- Kantrschin (1942–1945 Kontenau), Kreis Neustadt in Westpreußen: Kętrzyno
- Kaplitainen, Kreis Allenstein, Ostpreußen: Kaplityny
- Kappe, Kreis Belgard, Pommern: Kapice
- Kappe, Kreis Deutsch Krone, Westpreußen/Pommern: Kępa
- Kappe, Kreis Flatow, Westpreußen/Pommern: Trudna
- Kapsdorf, Kreis Breslau, Niederschlesien: Czerńczyce
- Karben, Kreis Braunsberg, Ostpreußen: Karbowo
- Karbischau, Kreis Falkenberg, Oberschlesien: Skarbiszów
- Karbitz (1937–1945 Eindorf), Kreis Militsch, Niederschlesien: Garbce
- Karbowsken (1938–1945 Siegersfeld), Kreis Lyck, Ostpreußen: Karbowskie
- Karchowitz (1936–1945 Gutenquell), Kreis Tost-Gleiwitz, Oberschlesien: Karchowice
- Kardemin, Kreis Regenwalde, Pommern: Gardomino
- Karkow, Kreis Kolberg-Körlin, Pommern: Karkowo
- Karlberg, Kreis Allenstein, Ostpreußen: Wojtkowizna
- Karlewen (1938–1945 Karlshöfen), Kreis Lyck, Ostpreußen: Grabnik
- Karlsberg, Kreis Angerburg, Ostpreußen: Sapieniec
- Karlsberg, Kreis Glatz, Niederschlesien: Karłów
- Karlsberg, Kreis Lauban, Niederschlesien: Karłowiec
- Karlsberg, Stadt Rastenburg, Ostpreußen: Suchodębie
- Karlsfelde, Kreis Angerburg, Ostpreußen: Radziszewo
- Karlsfelde, Kreis Friedland/Bartenstein, Ostpreußen: Karolewo
- Karlsfelde, Kreis Königsberg (Neumark), Brandenburg: Ostępy
- Karlsfelde, Kreis Soldin, Brandenburg: Mierzawy
- Karlsfelde, Kreis Stolp, Pommern: Połupino
- Karlsgrund, Kreis Rosenberg, Oberschlesien: Nowa Bogacica
- Karlshagen, Gemeinde Reselkow, Kreis Kolberg-Körlin, Pommern: Płonino
- Karlshof, Kreis Angerburg, Ostpreußen: Droglewo
- Karlshof, Kreis Kolberg-Körlin, Pommern: Jarogniew
- Karlshof, Kreis Köslin, Pommern: Stoisław
- Karlshof (1938–1945 Kleinkarlshof), Kreis Neidenburg, Ostpreußen: Wysokie
- Karlshof, Kreis Rummelsburg, Pommern: Radaczewo
- Karlshof, Stadt Bartenstein, Kreis Friedland/Bartenstein, Ostpreußen: Karolewka
- Karlshof, Stadt Liebemühl, Kreis Osterode, Ostpreußen: Wydmuch
- Karlshof, Stadt Wormditt, Kreis Braunsberg, Ostpreußen: Biały Dwór
- Karlshoff, Kreis Greifenberg, Pommern: Krakowice
- Karlshöh, Kreis Angerburg, Ostpreußen: Sobin
- Karlshöhe, Kreis Königsberg (Neumark), Brandenburg: Ranowo
- Karlshöhe, Kreis Neidenburg, Ostpreußen: Rozdroże
- Karlshöhe, Kreis Neustettin, Pommern: Boleszkowice
- Karlshöhe, Kreis Stolp, Pommern: Chlewnica
- Karlshorst, Kreis Sensburg, Ostpreußen: Pszczółki
- Karlsmarkt, Kreis Brieg, Niederschlesien: Karłowice
- Karlsrode, Kreis Osterode, Ostpreußen: Świętajńska Karczma
- Karlswalde, Kreis Reichenbach (Eulengebirge), Niederschlesien: Myśliszów
- Karlswalde, Kreis Angerburg, Ostpreußen: Karłowo
- Karlswalde, Kreis Rummelsburg, Pommern: Podgórze
- Karlswalde, Kreis Rosenberg, Westpreußen/Ostpreußen: Karolewo
- Karnitten, Kreis Mohrungen, Ostpreußen: Karnity
- Karnitz, Kreis Greifenberg, Pommern: Karnice
- Karnitz, Kreis Regenwalde, Pommern: Karnice
- Karnkewitz, Kreis Schlawe, Pommern: Karnieszewice
- Karolinenhof, Kreis Landsberg (Warthe), Brandenburg: Koszęcin
- Karolinenhof, Kreis Allenstein, Ostpreußen: Rejczuchy
- Karolinenhof, Kreis Friedland/Preußisch Eylau, Ostpreußen: Karolewko
- Karolinenhof, Kreis Osterode, Ostpreußen: Wólka Durąska
- Karolinenhof, Kreis Greifenberg, Pommern: Cieszyce
- Karow, Kreis Randow, Pommern: Karwowo
- Karow, Kreis Regenwalde, Pommern: Karwowo
- Karpa (1938–1945 Karpen), Kreis Johannisburg, Ostpreußen: Karpa
- Karpenstein, Kreis Habelschwerdt, Niederschlesien: Karpno
- Karpfreiß, Kreis Sprottau, Niederschlesien: Karpie
- Karpin, Kreis Ueckermünde, Pommern: Karpin
- Karrasch, Kreis Rosenberg, Westpreußen/Ostpreußen: Karaś
- Karsbaum, Kreis Belgard, Pommern: Karsibór
- Karschau, Kreis Strehlen, Niederschlesien: Karszów
- Karschau, Kreis Braunsberg, Ostpreußen: Karszewo
- Karschau, Kreis Rastenburg, Ostpreußen: Karszewo
- Karthaus, Westpreußen: Kartuzy
- Kartkow: Kartkowo
- Kartlow, Kreis Belgard, Pommern: Kartlewo
- Kartlow, Kreis Cammin, Pommern: Kartlewo
- Karvin, Kreis Kolberg-Körlin, Pommern: Karwin
- Karwen, Kreis Putzig, Westpreußen: Karwia
- Karwen, Kreis Sensburg, Ostpreußen: Karwie
- Karwen, Kreis Stolp, Pommern: Karwno
- Karwik, Kreis Johannisburg, Ostpreußen: Karwik
- Karwinden, Kreis Preußisch Holland, Ostpreußen: Karwiny
- Karwitten, Kreis Preußisch Holland, Ostpreußen: Karwity
- Karwitz, Kreis Dramburg, Pommern: Karwice
- Karwitz, Kreis Schlawe, Pommern: Karwice
- Karzen, Kreis Strehlen, Niederschlesien: Karczyn
- Karzig, Kreis Soldin, Brandenburg: Karsko
- Karzig, Kreis Usedom-Wollin, Pommern: Karnocice
- Karzin (Vorwerk), Kreis Köslin, Pommern: Karsinka
- Karzin, Kreis Belgard, Pommern: Karsin
- Karzin, Kreis Köslin, Pommern: Karsina
- Karzin, Kreis Schlawe, Pommern: Karsino
- Karzin, Kreis Stolp, Pommern: Karżcino
- Kaschaunen, Kreis Braunsberg, Ostpreußen: Kaszuny
- Kaseburg, Kreis Usedom-Wollin, Pommern: Karsibór
- Kashagen, Kreis Saatzig, Pommern: Kozy
- Kasimir, Kreis Leobschütz, Oberschlesien: Kazimierz
- Kasimirsburg, Gemeinde Bast, Kreis Köslin, Pommern: Kazimierz Pomorski
- Kaspersguth, Kreis Ortelsburg, Ostpreußen: Kaspry
- Katharinenfelde, Kreis Bütow, Pommern: Nieczulice
- Katharinenhof, Kreis Goldap, Ostpreußen: Zawiszyn
- Katharinenhof, Kreis Osterode, Ostpreußen: Zabłocie
- Kathkow, Kreis Bütow, Pommern: Chotkowo
- Katrinowen (1938–1945 Katrinfelde), Kreis Lyck, Ostpreußen: Katarzynowo
- Katscher, Kreis Leobschütz, Oberschlesien: Kietrz
- Kattern, Kreis Breslau, Niederschlesien: Święta Katarzyna
- Kattersee, Kreis Freystadt, Niederschlesien: Jeziorna
- Kattkeim, Kreis Rastenburg, Ostpreußen: Katkajmy
- Kattlack, Kreis Preußisch Eylau, Ostpreußen: Katławki
- Kattmedien, Kreis Rößel, Ostpreußen: Kocibórz
- Kattowitz, Oberschlesien: Katowice
- Kattreinen, Kreis Rößel, Ostpreußen: Kojtryny
- Kattun, Kreis Deutsch Krone, Westpreußen/Pommern: Kotuń
- Katzen, Kreis Heilsberg, Ostpreußen: Kotowo
- Katzendorf, Kreis Mohrungen, Ostpreußen: Kotkowo
- Katzenzagel, Kreis Braunsberg, Ostpreußen: Kocia Kępa
- Katzwinkel: Kacwin
- Kauder, Kreis Jauer, Niederschlesien: Kłaczyna
- Kaudewitz, Kreis Liegnitz, Niederschlesien: Ogonowice
- Kauern (auch Groß Kauern), Kreis Brieg, Niederschlesien: Kurznie
- Kauernik, Kreis Löbau/Neumark, Westpreußen: Kurzętnik
- Kauffung, Kreis Goldberg, Niederschlesien: Wojcieszów
- Kaulbruch, Kreis Osterode, Ostpreußen: Zapieka
- Kaulwitz, Kreis Namslau, Niederschlesien: Kowalowice
- Kaundorf, Kreis Neisse, Oberschlesien: Kubice
- Kaunow: Kawno
- Kautzenberg, Kreis Kolberg-Körlin, Pommern: Bezpraw
- Kavelsberg, Kreis Belgard, Pommern: Ogrodno
- Kawallen, Kreis Trebnitz, Niederschlesien: Kowale
- Kawelberg, Kreis Schlawe, Pommern: Kowale
- Kay, Kreis Züllichau-Schwiebus, Brandenburg: Kije
- Kayling, Kreis Heiligenbeil, Ostpreußen: Kalina
- Kaymen, Kreis Preußisch Holland, Ostpreußen: Kajmy
- Kaza (1937–1945 Waldluch), Kreis Schwerin (Warthe), Posen/Brandenburg: Koza
- Keegels (Kegels), Kreis Preußisch Eylau, Ostpreußen: Stożek
- Kegelsmühl (Kegelsmühle), Kreis Deutsch Krone, Westpreußen/Pommern: Kłoda
- Kegelsmühle (Keegelsmühle), Kreis Preußisch Eylau, Ostpreußen: Stożecki Młyn
- Kehlen, Kreis Angerburg, Ostpreußen: Kal
- Kehlerwald, Kreis Angerburg, Ostpreußen: Kalskie Nowiny
- Kehlerwiese, Kreis Angerburg, Ostpreußen: Kalskie Łąki
- Kehrberg, Kreis Greifenhagen, Pommern: Krzywin
- Keilendorf, Kreis Glatz, Niederschlesien: Kulin Kłodzki
- Keitlau, Kreis Danzig, Westpreußen: Swaryszewo
- Kekitten, Kreis Rößel, Ostpreußen: Kikity
- Kelbassen (1935–1945 Wehrberg), Kreis Ortelsburg, Ostpreußen: Kiełbasy
- Kellaren, Kreis Allenstein, Ostpreußen: Kielary
- Kemnitz, Kreis Sorau, Brandenburg: Kamienica nad Nysą Łużycką
- Kempa (1936–1945 Mühlenbach), Kreis Oppeln, Oberschlesien: Kępa
- Kempen, Kreis Kempen, Posen: Kępno
- Kempen, Kreis Neustettin, Pommern: Kępno
- Kempen, Kreis Stolp, Pommern: Kępno
- Kempendorf, Kreis Saatzig, Pommern: Kępno
- Kendzie (193?–1945 Grüntal), Kreis Militsch, Niederschlesien: Kędzie
- Kentschkau (1937–1945 Keltingen), Kreis Breslau, Niederschlesien: (1945–1948 Kęczków) Karncza Góra
- Keppurdeggen (1938–1945 Kühlberg), Kreis Goldap, Ostpreußen: Łysogóra
- Kernsdorf, Kreis Osterode, Ostpreußen: Wysoka Wieś
- Kerpen, Kreis Neustadt, Oberschlesien: Kierpień
- Kerrey, Kreis Allenstein, Ostpreußen: Kieruj
- Kerschdorf, Kreis Heilsberg, Ostpreußen: Kiersnowo
- Kerschen, Kreis Heilsberg, Ostpreußen: Kierz
- Kerschken, Kreis Angerburg, Ostpreußen: Kierzki
- Kerschkow, Kreis Lauenburg, Pommern: Kierzkowo
- Kerstin, Kreis Kolberg-Körlin, Pommern: Karścino
- Kerstinowen (1938–1945 Kersten), Kreis Sensburg, Ostpreußen: Kiersztanowo
- Kertschütz, Kreis Neumarkt, Niederschlesien: Karczyce
- Kerwienen, Kreis Heilsberg, Ostpreußen: Kierwiny
- Kerzdorf, Kreis Lauban, Niederschlesien: Księginki
- Keßburg, Kreis Deutsch Krone, Westpreußen/Pommern: Karsibór
- Kessel, Kreis Glatz, Niederschlesien: Kociołek
- Kesselgrund, Gemeinde Hochzeit, Kreis Arnswalde, Brandenburg/Pommern: Czarnolesie
- Ketschdorf, Kreis Jauer, Niederschlesien: Kaczorów
- Kettenberg, Kreis Goldap, Ostpreußen: Okrasin
- Ketzwalde, Kreis Osterode, Ostpreußen: Jagodziny
- Kieckow, Kreis Belgard, Pommern: Kikowo
- Kieferkretscham, Gemeinde Heidersdorf, Kreis Falkenberg, Oberschlesien: Sosnówka
- Kieferstädtel, Kreis Tost-Gleiwitz, Oberschlesien: Sośnicowice
- Kiefheide, Kreis Belgard, Pommern: Podborsko
- Kiefstücken, Gemeinde Alt Banzin, Kreis Köslin, Pommern: Komory
- Kiehlen (1938–1945 Kielen), Kreis Lyck, Ostpreußen: Kile
- Kieleschka (1936–1945 Kellhausen), Kreis Tost-Gleiwitz, Oberschlesien: Kieleczka
- Kienberg, Kreis Heilsberg, Ostpreußen: Drzazgi
- Kienow, Kreis Kolberg-Körlin, Pommern: Kinowo
- Kiepersdorf, Kreis Köslin, Pommern: Kiszkowo
- Kiesgrund, siehe Koslau, Kreis Breslau
- Kiesling, Kreis Stuhm, Westpreußen/Ostpreußen: Koślinka
- Kieslingswalde, Kreis Görlitz, Niederschlesien: Sławnikowice
- Kieslingswalde, Kreis Habelschwerdt, Niederschlesien: Idzików
- Kildehnen, Kreis Heiligenbeil, Ostpreußen: Kildajny
- Kiliannen (1938–1945 Kilianen), Kreis Oletzko/Treuburg, Ostpreußen: Kiliany
- Kilienhof, Kreis Braunsberg, Ostpreußen: Kilie
- Kindelsdorf, Kreis Landeshut, Niederschlesien: Dobromyśl
- Kinkeim, Kreis Friedland/Bartenstein, Ostpreußen: Kinkajmy
- Kinnwangen, Kreis Friedland/Bartenstein, Ostpreußen: Kinwągi
- Kiöwen, Kreis Oletzko/Treuburg, Ostpreußen: Kijewo
- Kiöwenhorst, Kreis Oletzko/Treuburg, Ostpreußen: Wólka Kijewska
- Kiparren (1938–1945 Wacholderau), Kreis Ortelsburg, Ostpreußen: Kipary
- Kirchberg, Kreis Falkenberg, Oberschlesien: Tłustoręby
- Kirchhagen, Kreis Greifenberg, Pommern: Konarzewo
- Kirsaiten, Kreis Angerburg, Ostpreußen: Kirsajty
- Kirschbaum, Kreis Allenstein, Ostpreußen: Kierzbuń
- Kirschdorf, Kreis Allenstein, Ostpreußen: Kiersztanowo
- Kirschdorf, Kreis Heiligenbeil, Ostpreußen: Kiersy
- Kirschienen, Kreis Braunsberg, Ostpreußen: Kiersiny
- Kirschitten, Kreis Preußisch Eylau, Ostpreußen: Kiersity
- Kirschlainen, Kreis Allenstein, Ostpreußen: Kierzliny
- Kissitten (bei Legden), Kreis Preußisch Eylau, Ostpreußen: Kisity
- Kittelau, Kreis Reichenbach (Eulengebirge), Niederschlesien: Kietlin
- Kittelwitz (1936–1945 Kitteldorf), Kreis Leobschütz, Oberschlesien: Kietlice
- Kittlau, Kreis Guhrau, Niederschlesien: Kietlów
- Kittlitz, Kreis Angerburg, Ostpreußen: Kietlice
- Kittlitzheide, Kreis Reichenbach (Eulengebirge), Niederschlesien: Kietlice
- Kittlitztreben, Kreis Bunzlau, Niederschlesien: Trzebień
- Kittnau, Kreis Graudenz, Westpreußen: Kitnowo
- Kittnau, Kreis Osterode, Ostpreußen: Kitnowo
- Kitzerow, Kreis Saatzig, Pommern: Kiczarowo
- Kiwitten, Kreis Heilsberg, Ostpreußen: Kiwity
- Klackendorf, Kreis Rößel, Ostpreußen: Troszkowo
- Kladau, Kreis Glogau, Niederschlesien: Kłoda
- Kladow, Kreis Greifenhagen, Pommern: Kłodowo
- Klakendorf, Kreis Elbing, Westpreußen/Ostpreußen: Wodynia
- Klakendorf, Gemeinde Notzendorf, Kreis Marienburg, Westpreußen/Ostpreußen: Kławki
- Klanzig, Kreis Belgard, Pommern: Kłącko
- Klaptow, Kreis Kolberg-Körlin, Pommern: Kłopotowo
- Klarashof, Kreis Johannisburg, Ostpreußen: Klarewo
- Klarenwerder, Kreis Schlawe, Pommern: Chomiec
- Klätkow, Kreis Greifenberg, Pommern: Kłodkowo
- Klaukendorf, Kreis Allenstein, Ostpreußen: Klewki
- Klausdorf, Kreis Soldin, Brandenburg: Płonno
- Klausdorf, Kreis Dramburg, Pommern: Bucierz
- Klausdorf, Kreis Deutsch Krone, Westpreußen/Pommern: Kłębowiec
- Klausfelde, Kreis Schlochau, Westpreußen/Pommern: Jaromierz
- Klaushagen, Kreis Cammin, Pommern: Krzemykowo
- Klaushagen, Kreis Neustettin, Pommern: Kluczewo
- Klaushagen, Kreis Regenwalde, Pommern: Przytoń
- Klaussen, Kreis Lyck, Ostpreußen: Klusy
- Klauswalde, Kreis Weststernberg, Brandenburg: Wystok
- Klawittersdorf, Kreis Deutsch Krone, Westpreußen/Pommern: Głowaczewo
- Klawsdorf, Kreis Rößel, Ostpreußen: Klewno
- Klebow, Kreis Crossen (Oder), Brandenburg: Chlebów
- Klebow, Kreis Dramburg, Pommern: Chlebowo
- Klebow, Kreis Greifenhagen, Pommern: Chlebowo
- Kleeberg, Kreis Arnswalde, Brandenburg/Pommern: Słonice
- Kleeberg, Kreis Goldap, Ostpreußen: Konikowo
- Kleefeld, Kreis Braunsberg, Ostpreußen: Glebiska
- Kleiditten, Kreis Heilsberg, Ostpreußen: Klejdyty
- Klein Altenhagen, Kreis Osterode, Ostpreußen: Majdany Małe
- Klein Althammer, Kreis Cosel, Oberschlesien: Stara Kuźnia
- Klein Amtsmühle, Kreis Braunsberg, Ostpreußen:Bobrowiec
- Klein Ausker, Kreis Wohlau, Niederschlesien: Uskorz Mały
- Klein Baalau, Gemeinde Baalau, Kreis Stuhm, Westpreußen/Ostpreußen: Balewko
- Klein Bagnowen (1929–1945 Bruchwalde), Kreis Sensburg, Ostpreußen: Bagienice Małe
- Klein Bajohren (1938–1945 Kleinblankenfelde), Kreis Rastenburg, Ostpreußen: Bajory Małe
- Klein Bargen, Gemeinde Bargen, Kreis Militsch, Niederschlesien: Barkówko
- Klein Bartelsdorf, Kreis Allenstein, Ostpreußen: Bartołty Małe
- Klein Bertung, Kreis Allenstein, Ostpreußen: Bartążek
- Klein Blaustein, Kreis Rastenburg, Ostpreußen: Sińczyk-Leśniczówka
- Klein Bloßkeim, Kreis Rastenburg, Ostpreußen: Błuskajmy Małe
- Klein Bludszen/Bludschen, Kreis Goldap, Ostpreußen: Bludzie Małe
- Klein Blumenau, Kreis Kreuzburg, Oberschlesien: Świniary Małe
- Klein Blumenau, Kreis Ortelsburg, Ostpreußen: Kwiatuszki Małe
- Klein Borawsken (1938–1945 Kleindeutscheck), Kreis Oletzko/Treuburg, Ostpreußen: Borawskie Małe
- Klein Borckenhagen, Kreis Regenwalde, Pommern: Borkowo Małe
- Klein Borek (1936–1945 Heidelsdorf), Kreis Rosenberg, Oberschlesien: Borki Małe
- Klein Borkow, Kreis Lauenburg, Pommern: Borkówko, auch Borkówko Małe
- Klein Boschpol, Kreis Lauenburg, Pommern: Bożepole Małe
- Klein Bösendorf, Kreis Thorn, Westpreußen: Zławieś Mała
- Klein Bössau (1927–1945 Klein Bößau), Kreis Rößel, Ostpreußen: Biesówko
- Klein Bresa, Kreis Neumarkt, Niederschlesien: Brzezinka Średzka
- Klein Bresa, Kreis Strehlen, Niederschlesien: Brzezica
- Klein Briesen, Kreis Neisse, Oberschlesien: Brzezina Polska
- Klein Brodsende, Kreis Stuhm, Westpreußen/Ostpreußen: Brudzędy Małe
- Klein Brüskow, Kreis Stolp, Pommern: Bruskowo Małe
- Klein Brzosken (1930–1945 Birkental), Kreis Johannisburg, Ostpreußen: Brzózki Małe
- Klein Bürgersdorf, Kreis Rastenburg, Ostpreußen: Poganówko
- Klein Carlowitz (1936–1945 Klein Karlshöh), Kreis Grottkau, Oberschlesien: Karłowice Małe
- Klein Cronau, Kreis Allenstein, Ostpreußen: Kronówko
- Klein Damerau, Kreis Allenstein, Ostpreußen: Dąbrówka Mała
- Klein Damerau, Kreis Braunsberg, Ostpreußen: Dąbrówka
- Klein Dammer, Kreis Züllichau-Schwiebus, Brandenburg: Dąbrówka Mała
- Klein Deutschen, Kreis Kreuzburg, Oberschlesien: Duczów Mały
- Klein Dievenow, Kreis Cammin, Pommern: Dziwnówek
- Klein Döbern, Kreis Oppeln, Oberschlesien: Dobrzeń Mały
- Klein Dombrowken (1938–1945 Dammfelde), Kreis Angerburg, Ostpreußen: Dąbrówka Mała
- Klein Dubberow, Kreis Belgard, Pommern: Dobrowo
- Klein Duneyken (1938–1945 Klein Duneiken), Kreis Goldap, Ostpreußen: Dunajek Mały
- Klein Dziubiellen (1904–1945 Klein Zollerndorf), Kreis Johannisburg, Ostpreußen: Dziubiele Małe
- Klein Elditten, Kreis Heilsberg, Ostpreußen: Ełdyty Małe
- Klein Ellguth, Kreis Oels, Niederschlesien: Ligota Mała
- Klein Ellguth, Kreis Reichenbach (Eulengebirge), Niederschlesien: Ligota Mała
- Klein Ellguth, Kreis Cosel, Oberschlesien: Ligota Mała
- Klein Eschenort, Kreis Angerburg, Ostpreußen: Jasieńczyk
- Klein Franzen, Kreis Schlawe, Pommern: Wrząckie
- Klein Gablick, Kreis Lötzen, Ostpreußen: Gawliki Małe
- Klein Gaffron, Kreis Lüben, Niederschlesien: Gawronki
- Klein Gallingen, Kreis Friedland/Bartenstein, Ostpreußen: Galinki
- Klein Gansen, Kreis Stolp, Pommern: Gałąźnia Mała
- Klein Garde, Kreis Stolp, Pommern: Gardna Mała
- Klein Gardienen, Kreis Neidenburg, Ostpreußen: Gardynki
- Klein Gehland, Kreis Sensburg, Ostpreußen: Gieląd Mały
- Klein Gehlfeld, Kreis Osterode, Ostpreußen: Gil Mały
- Klein Gemmern, Kreis Allenstein, Ostpreußen: Gamerki Małe
- Klein Gillau, Kreis Allenstein, Ostpreußen: Giławki
- Klein Gluschen, Kreis Stolp, Pommern: Głuszynko
- Klein Gonschorowen (1938–1945 Kleinkiöwen), Kreis Oletzko/Treuburg, Ostpreußen: Gąsiorówko
- Klein Gordeyken (1938–1945 Kleingordeiken), Kreis Oletzko/Treuburg, Ostpreußen: Gordejki Małe
- Klein Grabau, Kreis Marienwerder, Westpreußen/Ostpreußen: Grabówko
- Klein Grabnick, Kreis Sensburg, Ostpreußen: Grabnik Mały
- Klein Grabowen (1938–1945 Kleineppingen), Kreis Neidenburg, Ostpreußen: Grabówko
- Klein Gräditz (1937–1945 Niederfeld), Kreis Glogau, Niederschlesien: Grodziec Mały
- Klein Grauden, Kreis Cosel, Oberschlesien: Grudynia Mała
- Klein Grieben, Kreis Osterode, Ostpreußen: Grzybiny Małe
- Klein Gröben, Kreis Osterode, Ostpreußen: Grabinek
- Klein Grünheide, Kreis Braunsberg, Ostpreußen: Lejławki Małe
- Klein Hasselberg, Kreis Heiligenbeil, Ostpreußen: Krzekotki
- Klein Heinersdorf, Kreis Schwiebus, Brandenburg: Zagórze
- Klein Jagodnen (1938–1945 Kleinkrösten), Kreis Lötzen, Ostpreußen: Jagodne Małe
- Klein Jahnen, Kreis Goldap, Ostpreußen: Janki
- Klein Jannewitz, Kreis Lauenburg, Pommern: Janowiczki
- Klein Jänowitz (1937–1945 Jahnsfeld), Kreis Liegnitz, Niederschlesien: Janowice
- Klein Jauer, Kreis Lötzen, Ostpreußen: Jora Mała
- Klein Jauth, Gemeinde Groß Nipkau, Kreis Rosenberg, Westpreußen/Ostpreußen: Jawty Małe
- Klein Jenkwitz, Kreis Ohlau, Niederschlesien: Jankowice Małe
- Klein Jenznick, Gemeinde Groß Jenznick, Kreis Schlochau, Westpreußen/Pommern: Jęczniki Małe
- Klein Jerutten, Kreis Ortelsburg, Ostpreußen: Jerutki
- Klein Jeseritz, Gemeinde Pudigau, Kreis Strehlen, Niederschlesien: Jezierzyce Małe
- Klein Jestin, Kreis Kolberg-Körlin, Pommern: Gościnko
- Klein Jesziorken (1938–1945 Kleinschöntal), Kreis Goldap, Ostpreußen: Jeziorki Małe
- Klein Johnsdorf, Kreis Strehlen, Niederschlesien: Janowiczki
- Klein Justin, Kreis Cammin, Pommern: Gostyniec
- Klein Kanten, Kreis Mohrungen, Ostpreußen: Kątki
- Klein Karnitten, Kreis Mohrungen, Ostpreußen: Karnitki
- Klein Kärthen, Kreis Friedland/Bartenstein, Ostpreußen: Kiertyny Małe
- Klein Katz (Klein-Katz): Mały Kack
- Klein Kauer, Kreis Glogau, Niederschlesien: Kurów Mały
- Klein Kauern, Kreis Ohlau, Niederschlesien: Kurów
- Klein Kemlack, Kreis Rastenburg, Ostpreußen: Kiemławki Małe
- Klein Kirsteinsdorf, Kreis Osterode, Ostpreußen: Kiersztanówko
- Klein Klaussitten, Kreis Braunsberg, Ostpreußen: Kłusity Małe
- Klein Kleeberg, Kreis Allenstein, Ostpreußen: Klebark Mały
- Klein Kloden, Kreis Guhrau, Niederschlesien: Kłoda Mała
- Klein Kniegnitz, Kreis Reichenbach (Eulengebirge), Niederschlesien: Księginice Małe
- Klein Kohsten, Kreis Preußisch Eylau, Ostpreußen: Kostki
- Klein Köllen, Kreis Rößel, Ostpreußen: Kolenko
- Klein Konopken (1929–1945 Waldfließ), Kreis Lötzen, Ostpreußen: Konopki Małe
- Klein Körpen, Kreis Braunsberg, Ostpreußen: Kierpajny Małe
- Klein Kosarken (1930–1938 Lindenhof, 1938–1945 Zweilinden), Kreis Sensburg, Ostpreußen: Kozarek Mały
- Klein Koschlau, Kreis Neidenburg, Ostpreußen: Koszelewki
- Klein Köskeim, Kreis Rastenburg, Ostpreußen: Kaskajmy Małe
- Klein Koslau (1938–1945 Kleinkosel (Ostpr.)), Kreis Neidenburg, Ostpreußen: Kozłówko
- Klein Kosuchen, Kreis Lötzen, Ostpreußen: Kożuchy Małe
- Klein Kottorz (1936–1945 Klein Kochen), Kreis Oppeln, Oberschlesien: Kotórz Mały
- Klein Kottulin (1936–1945 Rodlingen), Kreis Tost-Gleiwitz, Oberschlesien: Kotulinek
- Klein Krössin, Kreis Belgard, Pommern: Krosinko
- Klein Krzywen (1929–1945 Grünsee), Kreis Lyck, Ostpreußen: Nowe Krzywe
- Klein Langwalde, Kreis Rastenburg, Ostpreußen: Dłużec Mały
- Klein Lasken, Kreis Lyck, Ostpreußen: Laski Małe
- Klein Lassek (1938–1945 Liebchensruh), Gemeinde Moosznen/Moschnen, Kreis Oletzko/Treuburg, Ostpreußen: Lasek Mały
- Klein Lassowitz (1936–1945 Schloßwalden), Kreis Oppeln, Oberschlesien: Lasowice Małe
- Klein Lattana (1938–1945 Kleinheidenau), Kreis Ortelsburg, Ostpreußen: Łatana Mała
- Klein Lauben, Kreis Osterode, Ostpreußen: Lubianek
- Klein Lehwalde, Kreis Osterode, Ostpreußen: Okrągłe
- Klein Leistikow, Kreis Naugard, Pommern: Lestkówko
- Klein Lemkendorf, Kreis Allenstein, Ostpreußen: Lamkówko
- Klein Lenkuk, Kreis Lötzen, Ostpreußen: Łękuk Mały
- Klein Lensk, Kreis Neidenburg, Ostpreußen: Mały Łęck
- Klein Lepacken (1938–1945 Kleinramecksfelde), Kreis Lyck, Ostpreußen: Lepaki Małe
- Klein Leschienen, Kreis Ortelsburg, Ostpreußen: Lesiny Małe
- Klein Leunenburg, Kreis Rastenburg, Ostpreußen: Sątoczek
- Klein Lindenbusch, Kreis Soldin, Brandenburg: Bylice
- Klein Lipowitz (1933–1945 Klein Lindenort), Kreis Ortelsburg, Ostpreußen: Lipowiec Mały
- Klein Lissen, Kreis Angerburg, Ostpreußen: Liski
- Klein Lobenstein, Kreis Osterode, Ostpreußen: Lubstynek
- Klein Lüdtkenfürst, Kreis Heiligenbeil, Ostpreußen: Lutkówko
- Klein Machmin, Kreis Stolp, Pommern: Machowinko
- Klein Mahlendorf, Kreis Grottkau, Oberschlesien: Malerzowice Małe
- Klein Malinowken (1938–1945 Kleinschmieden), Kreis Lyck, Ostpreußen: Malinówka Mała
- Klein Mangersdorf, Kreis Falkenberg, Oberschlesien: Magnuszowiczki
- Klein Maransen, Kreis Osterode, Ostpreußen: Marózek
- Klein Margsdorf, Kreis Kreuzburg, Oberschlesien: Markotów Mały
- Klein Maulen, Kreis Braunsberg, Ostpreußen: Mułki
- Klein Mausdorferweide: Łączki Myszewskie
- Klein Maxkeim, Kreis Preußisch Eylau, Ostpreußen: Maskajmy
- Klein Medunischken (1938–1945 Medunen), Kreis Darkehmen/Angerapp, Ostpreußen: Mieduniszki Małe
- Klein Mochbern: Muchobór Mały
- Klein Montau, Kreis Marienburg, Westpreußen/Ostpreußen: Mątowy Małe
- Klein Mrosen, Kreis Lyck, Ostpreußen: Mrozy Małe
- Klein Nappern, Kreis Osterode, Ostpreußen: Czerlin
- Klein Nattatsch (1938–1945 Kleinseedorf), Kreis Neidenburg, Ostpreußen: Natać Mała
- Klein Neudorf, Kreis Brieg, Niederschlesien: Nowa Wieś Mała
- Klein Neudorf, Kreis Grottkau, Oberschlesien: Nowa Wieś Mała
- Klein Neuendorf, Kreis Rastenburg, Ostpreußen: Nowa Wieś Mała
- Klein Neuhof, Kreis Rastenburg, Ostpreußen: Biedaszki Małe
- Klein Nimsdorf, Kreis Cosel, Oberschlesien: Naczysławki
- Klein Nossin, Kreis Stolp, Pommern: Nożynko
- Klein Notisten, Kreis Lötzen, Ostpreußen: Notyst Mały
- Klein Obisch, Kreis Glogau, Niederschlesien: Obiszówek
- Klein Oels, Kreis Oels, Niederschlesien: Oleśniczka
- Klein Oletzko (1938–1945 Herzogshöhe), Kreis Oletzko/Treuburg, Ostpreußen: Małe Olecko
- Klein Öls, Kreis Ohlau, Niederschlesien: Oleśnica Mała
- Klein Olschau, Kreis Neidenburg, Ostpreußen: Olszewko
- Klein Ossig (1937–1945 Klein Dirschken), Kreis Militsch, Niederschlesien: Osiek Mały
- Klein Ottern, Kreis Rößel, Ostpreußen: Oterki
- Klein Paniow, Kreis Hindenburg, Oberschlesien: Paniówki
- Klein Panknin, Kreis Belgard, Pommern: Pękanino
- Klein Parlösen (1928–1945 Parlösen), Kreis Ortelsburg, Ostpreußen: Parleza Mała
- Klein Patschin (1936–1945 Ellerbrück), Kreis Tost-Gleiwitz, Oberschlesien: Paczynka
- Klein Peiskerau, Kreis Ohlau, Niederschlesien: Piskorzówek
- Klein Peisten, Kreis Preußisch Eylau, Ostpreußen: Piasty Małe
- Klein Pennekow, Kreis Schlawe, Pommern: Pieńkówko
- Klein Peterwitz, Kreis Ratibor, Oberschlesien: Pietraszyn
- Klein Pillacken, Kreis Angerburg, Ostpreußen: Piłaki Małe
- Klein Platenheim, Kreis Bütow, Pommern: Płotówko
- Klein Plautzig, Kreis Allenstein, Ostpreußen: Klekotowo
- Klein Pluschnitz (1936–1945 Reichenhöh), Kreis Tost-Gleiwitz, Oberschlesien: Płużniczka
- Klein Pobloth, Kreis Kolberg-Körlin, Pommern: Pobłocie Małe
- Klein Podel, Kreis Stolp, Pommern: Podole Małe
- Klein Pogorzellen (1930–1945 Brandau), Kreis Johannisburg, Ostpreußen: Pogorzel Mała
- Klein Pomeiske, Kreis Bütow, Pommern: Pomysk Mały
- Klein Poninken, Kreis Friedland/Bartenstein, Ostpreußen: Poniki Małe
- Klein Poplow, Kreis Belgard, Pommern: Popielewko
- Klein Pötzdorf, Kreis Osterode, Ostpreußen: Pacółtówko
- Klein Pramsen, Kreis Neustadt, Oberschlesien: Prężynka
- Klein Proberg, Kreis Sensburg, Ostpreußen: Probark Mały
- Klein Przellenk, Kreis Neidenburg, Ostpreußen: Przełęk
- Klein Przesdzienk (1900–1945 Klein Dankheim), Kreis Ortelsburg, Ostpreußen: Przeździęk Mały
- Klein Puppen, Kreis Ortelsburg, Ostßpreußen: Spychówko
- Klein Purden, Kreis Allenstein, Ostpreußen: Purdka
- Klein Quäsdow, Kreis Schlawe, Pommern: Gwiazdówko
- Klein Raddow, Kreis Regenwalde, Pommern: Radowo Małe
- Klein Radzienen (1938–1945 Kleinhügelwalde), Kreis Ortelsburg, Ostpreußen: Zieleniec Mały
- Klein Rakitt, Kreis Stolp, Pommern: Rokitki
- Klein Rambin, Kreis Belgard, Pommern: Rąbinko
- Klein Ramsau, Kreis Allenstein, Ostpreußen: Ramsówko
- Klein Rauschken, Kreis Ortelsburg, Ostpreußen: Rusek Mały
- Klein Rautenberg, Kreis Braunsberg, Ostpreußen: Małe Wierzno
- Klein Reetz, Kreis Rummelsburg, Pommern: Rzeczyca Mała
- Klein Reichow, Kreis Belgard, Pommern: Rychówko
- Klein Reinkendorf, Kreis Randow, Pommern: Warzymice
- Klein Reußen, Kreis Osterode, Ostpreußen: Ruś Mała
- Klein Rischow, Kreis Pyritz, Pommern: Ryszewko
- Klein Ristow, Kreis Schlawe, Pommern: Rzyszczewko
- Klein Röhrsdorf, Kreis Löwenberg, Niederschlesien: Golejów
- Klein Rosinsko, Kreis Goldap, Ostpreußen: Rożyńsk Mały
- Klein Rowe, Kreis Stolp, Pommern: Rówek
- Klein Runow, Kreis Schlawe, Pommern: Runowo Sławieńskie
- Klein Ruttken (1938–1945 Kleinruten), Kreis Ortelsburg, Ostpreußen: Rutki
- Klein Sakrau, Kreis Neidenburg, Ostpreußen: Zakrzewko
- Klein Sapuhnen, Kreis Allenstein, Ostpreußen: Sapunki
- Klein Sarne, Kreis Falkenberg, Oberschlesien: Sarny Małe
- Klein Satspe, Kreis Belgard, Pommern: Zaspy Małe
- Klein Saul, Kreis Guhrau, Niederschlesien: Sułów Mały
- Klein Sawadden (1938–1945 Buttenhof), Kreis Angerburg, Ostpreußen: (nicht mehr existent)
- Klein Sawadden (1938–1945 Kleinschwalgenort), Kreis Oletzko/Treuburg, Ostpreußen: Zawady Małe
- Klein Schabienen, Kreis Darkehmen/Angerapp, Ostpreußen: Żabin
- Klein Schatten, Kreis Rastenburg, Ostpreußen: Szaty Małe
- Klein Schiemanen, Kreis Ortelsburg, Ostpreußen: Szymanki
- Klein Schimnitz (1936–1945 Klein Schimmendorf), Kreis Oppeln, Oberschlesien: Zimnice Małe
- Klein Schläfken, Kreis Neidenburg, Ostpreußen: Sławka Mała
- Klein Schlönwitz, Kreis Schlawe, Pommern: Słonowiczki
- Klein Schmückwalde, Kreis Osterode, Ostpreußen: Smykówko
- Klein Schnellendorf, Kreis Falkenberg, Oberschlesien: Przydroże Małe
- Klein Schnittken, Kreis Sensburg, Ostpreußen: Śmietki Małe
- Klein Schöndamerau, Kreis Ortelsburg, Ostpreußen: Trelkówko
- Klein Schottgau, Kreis Breslau, Niederschlesien: Sadkówek
- Klein Schrankheim, Kreis Rastenburg, Ostpreußen: Sajna Mała
- Klein Schwalg (1938–1945 Schwalg), Kreis Oletzko/Treuburg, Ostpreußen: Szwałk
- Klein Schwansfeld, Kreis Friedland/Bartenstein, Ostpreußen: Łabędnik Mały
- Klein Schwaraunen, Kreis Friedland/Bartenstein, Ostpreußen: Szwarunki
- Klein Schwarzsee, Kreis Neustettin, Pommern: Czarne Małe
- Klein Schwein, Kreis Glogau, Niederschlesien: Świnino
- Klein Schwenkitten, Kreis Heilsberg, Ostpreußen: Świękitki
- Klein Schwignainen, Kreis Sensburg, Ostpreußen: Śwignajno Małe
- Klein Silkow, Kreis Stolp, Pommern: Żelkówko
- Klein Silsterwitz (1937–1945 Silingtal), Gemeinde Groß Silsterwitz/Senkenberg, Kreis Breslau, Niederschlesien: Sulistrowiczki
- Klein Skomatzko (1938–1945 Skomand), Kreis Lötzen, Ostpreußen: Skomack Mały
- Klein Söllen, Kreis Friedland/Bartenstein, Ostpreußen: Szylina Mała
- Klein Soltikow, Kreis Schlawe, Pommern: Sulechówko
- Klein Spalienen (1938–1945 Spallingen), Kreis Johannisburg, Ostpreußen: Spaliny Małe
- Klein Stabigotten, Gemeinde Stabigotten, Kreis Allenstein, Ostpreußen: Zarośle
- Klein Stamm, Kreis Sensburg, Ostpreußen: Stamka
- Klein Stanisch (1936–1945 Klein Zeidel), Kreis Groß Strehlitz, Oberschlesien: Staniszcze Małe
- Klein Steegen, Kreis Preußisch Eylau, Ostpreußen: Stega Mała
- Klein Stein, Kreis Groß Strehlitz, Oberschlesien: Kamionek
- Klein Steinort, Kreis Angerburg, Ostpreußen: Sztynort Mały
- Klein Strehlitz, Kreis Neustadt, Oberschlesien: Strzeleczki
- Klein Strellin, Kreis Stolp, Pommern: Strzelinko
- Klein Strengeln, Kreis Angerburg, Ostpreußen: Stręgielek
- Klein Stüdnitz, Kreis Dramburg, Pommern: Studniczka
- Klein Stürlack, Kreis Lötzen, Ostpreußen: Sterławki Małe
- Klein Sunkeln, Kreis Angerburg, Ostpreußen: Sąkieły Małe
- Klein Sürchen, Kreis Wohlau, Niederschlesien: Żerkówek
- Klein Sürding, Kreis Breslau, Niederschlesien: Żerniki Małe
- Klein Szabienen (1936–1938 Klein Schabienen, 1938–1945 Kleinlautersee), Kreis Darkehmen/Angerapp, Ostpreußen: Żabin
- Klein Tauersee, Kreis Neidenburg, Ostpreußen: Turza Mała
- Klein Tinz, Kreis Breslau, Niederschlesien: Tyniec Mały
- Klein Trinkhaus, Kreis Allenstein, Ostpreußen: Trękusek
- Klein Tromnau, Kreis Rosenberg, Westpreußen/Ostpreußen: Trumiejki
- Klein Tromp, Kreis Braunsberg, Ostpreußen: Trąbki
- Klein Upalten, Kreis Lötzen, Ostpreußen: Upałty Małe
- Klein Voldekow, Kreis Belgard, Pommern: Wełdkówko
- Klein Vorbeck, Kreis Kolberg-Körlin, Pommern: Wierzbka Górna
- Klein Wartenburg, Kreis/Stadt Allenstein, Ostpreußen: Barczewski Dwór
- Klein Wiartel, Kreis Johannisburg, Ostpreußen: Wiartel Mały
- Klein Wilkowitz (1936–1945 Klein Wölfingen), Kreis Tost-Gleiwitz, Oberschlesien: Wilkowiczki
- Klein Winkeldorf, Kreis Rastenburg, Ostpreußen: Wiklewko
- Klein Wolfsdorf, Kreis Rastenburg, Ostpreußen: Wilkowo Małe
- Klein Wolka, Kreis Rößel, Ostpreußen: Wólka Wielka#Klein Wolka
- Klein Wolla (1938–1945 KLeinwallhof), Kreis Preußisch Eylau, Ostpreußen: Wólka
- Klein Wronnen (1938–1945 Kleinwarnau), Kreis Lötzen, Ostpreußen: Wronka
- Klein Wubiser, Kreis Königsberg (Neumark), Brandenburg: Stare Objezierze
- Klein Zarnow, Kreis Greifenhagen, Pommern: Czarnówko
- Klein Zechen, Kreis Johannisburg, Ostpreußen: Szczechy Małe
- Klein Zindel, Kreis Grottkau, Oberschlesien: Wojnowiczki
- Klein Zwalinnen (1938–1945 Kleinschwallen), Kreis Johannisburg, Ostpreußen: Cwalinki
- Kleinbrück, Kreis Sensburg, Ostpreußen: Mostek
- Kleinenfeld, Kreis Heilsberg, Ostpreußen: Klony
- Kleiner Papenzin-See in Pommern: Jezioro Bobięcińskie Małe
- Kleingeorgsdorf, Kreis Glatz, Niederschlesien: Jerzykowice Małe
- Kleinlapsch: Łapszanka
- Kleinmausdorf: Myszewko
- Kleinort, Kreis Sensburg, Ostpreußen: Piersławek
- Kleinschönau, Kreis Zittau, Sachsen: Sieniawka
- Kleinsruh, Kreis Sensburg, Ostpreußen: Sobięcin
- Kleinwalde, Kreis Heiligenbeil, Ostpreußen: Kolonia Wilki
- Kleisack, Kreis Rößel, Ostpreußen: Zarębiec
- Kleitz, Kreis Heilsberg, Ostpreußen: Kłajty
- Klemmen, Kreis Cammin, Pommern: Kłęby
- Klemmen, Kreis Pyritz, Pommern: Kłęby
- Klempin, Kreis Belgard, Pommern: Klępino Białogardzkie
- Klemzig, Kreis Züllichau-Schwiebus, Brandenburg: Klępsk
- Klemzow, Kreis Belgard, Pommern: Klępczewo
- Klemzow, Kreis Königsberg (Neumark), Brandenburg: Klępicz
- Klenau (Dorf), Kreis Braunsberg, Ostpreußen: Klejnowo
- Klenau (Gut), Kreis Braunsberg, Ostpreußen: Klejnówko
- Klenzin, Kreis Stolp, Pommern: Klęcino
- Klenzkau, Kreis Neidenburg, Ostpreußen: Klęczkowo
- Kleppe, Kreis Preußisch Holland, Ostpreußen: Klepa
- Kleschinz, Kreis Stolp, Pommern: Kleszczyniec
- Klessengrund, Kreis Habelschwerdt, Niederschlesien: Kletno
- Kleszewen (1928–1945 Brassendorf), Kreis Lötzen, Ostpreußen: Kleszczewo
- Kleszöwen (1936–1938 Kleschöwen, 1938–1945 Kleschen), Kreis Oletzko/Treuburg, Ostpreußen: Kleszczewo
- Klettendorf, Kreis Breslau, Niederschlesien: Klecina
- Kleutsch, Kreis Frankenstein, Niederschlesien: Kluczowa
- Klewienen (1938–1945 Tannenwinkel): Klewiny
- Klewitz, Kreis Königsberg (Neumark), Brandenburg: Chlewice
- Klieschau, Kreis Wohlau, Niederschlesien: Kliszów
- Klimken, Kreis Angerburg, Ostpreußen: Klimki
- Klimkowo (1938–1945 Klimkau), Kreis Allenstein, Ostpreußen: Klimkowo
- Klingbeck, Kreis Neustettin, Pommern: Radomyśl
- Klingenberg, Kreis Friedland/Bartenstein, Ostpreußen: Ostre Bardo
- Klingenberg, Kreis Braunsberg, Ostpreußen: Łozy
- Klingerswalde, Kreis Heilsberg, Ostpreußen: Podleśna
- Klink, Kreis Oppeln, Oberschlesien: Popielowska Kolonia
- Klitschdorf, Kreis Bunzlau, Niederschlesien: Kliczków
- Klix, Kreis Sprottau, Niederschlesien: Klików
- Klockow, Kreis Belgard, Pommern: Kłokowo
- Klodebach, Kreis Grottkau, Oberschlesien: Kłodobok
- Klodnitz, Kreis Cosel, Oberschlesien: Kłodnica
- Klogehnen, Kreis Mohrungen, Ostpreußen: Klugajny
- Klonau, Kreis Osterode, Ostpreußen: Klonowo
- Klonitz, Kreis Jauer, Niederschlesien: Kłonice
- Klonn (1938–1945 Zwerghöfen), Kreis Sensburg, Ostpreußen: Klon
- Klopchen, Kreis Braunsberg, Ostpreußen: Chłopki
- Kloppitz, Kreis Weststernberg, Brandenburg: Kłopot
- Kloppsee, Kreis Meseritz, Posen/Brandenburg: Chłob
- Klössen, Kreis Bütow, Pommern: Kłosy
- Klossow, Kreis Königsberg (Neumark), Brandenburg: Kłosów
- Kloster Buckow, Kreis Schlawe, Pommern: Kloster Bukowo
- Klösterchen, Kreis Marienwerder, Westpreußen/Ostpreußen: Klasztorek
- Klosterfelde, Kreis Arnswalde, Brandenburg/Pommern: Klasztorne
- Klotainen, Kreis Heilsberg, Ostpreußen: Klutajny
- Klotzen, Kreis Neustettin, Pommern: Kłodzino
- Klötzen, Kreis Marienwerder, Westpreußen/Ostpreußen: Klecewo
- Klötzin, Kreis Belgard, Pommern: Kłodzino
- Klötzin, Kreis Cammin, Pommern: Kłodzino
- Kloxin, Kreis Pyritz, Pommern: Kłodzino
- Klucken, Kreis Stolp, Pommern: Kluki
- Klücken, Kreis Pyritz, Pommern: Kluki
- Klüschau, Kreis Tost-Gleiwitz, Oberschlesien: Kleszczów
- Klutkenmühle, Kreis Heilsberg, Ostpreußen: Kłódka
- Klutschau (1936–1945 Schlüsselgrund), Kreis Groß Strehlitz, Oberschlesien: Klucz
- Kluß, Kreis Köslin, Pommern: Kłos
- Klutshagen, Kreis Braunsberg, Ostpreußen: Klusajny
- Klütz: Klucz
- Klützkow: Kluczkowo
- Klutznik (1938–1945 Klausen), Kreis Allenstein, Ostpreußen: Klucznik
- Klützow, Kreis Pyritz, Pommern: Kluczewo
- Knacksee, Kreis Neustettin, Pommern: Przełęg
- Knakendorf, Kreis Deutsch Krone, Westpreußen/Pommern: Rzeczyca
- Kneja (1936–1945 Heidewald), Kreis Rosenberg, Oberschlesien: Knieja
- Kniephof, Gemeinde Jarchlin, Kreis Naugard, Pommern: Konarzewo
- Knipprode, Kreis Rastenburg, Ostpreußen: Chojnica
- Knipstein, Kreis Heilsberg, Ostpreußen: Knipy
- Knobbenort, Kreis Angerburg, Ostpreußen: Podleśne
- Knobloch, Kreis Braunsberg, Ostpreußen: Czosnowo
- Knopen, Kreis Heilsberg, Ostpreußen: Knopin
- Knorrwald, Kreis Braunsberg, Ostpreußen: Podbórz
- Knurrbusch, Kreis Cammin, Pommern: Trzebieradz
- Kobbelhals, Kreis Ortelsburg, Ostpreußen: Kobyłocha
- Kobelau, Kreis Frankenstein, Niederschlesien: Kobyla Głowa
- Kobeln, Kreis Heilsberg, Ostpreußen: Kobiela
- Kobelnick, Kreis Neumarkt, Niederschlesien: Kobylniki
- Kobelwitz, Kreis Trebnitz, Niederschlesien: Kobylice
- Kobelwitz, Kreis Cosel, Oberschlesien: Kobylice
- Köben, Kreis Wohlau, Niederschlesien: Chobienia
- Koberwitz (1937–1945 Rößlingen), Kreis Breslau, Niederschlesien: Kobierzyce
- Kobiel (1938–1945 Seeblick), Kreis Ortelsburg, Ostpreußen: Kobiel
- Köbnitz: Chobienice
- Kobulten, Kreis Ortelsburg, Ostpreußen: Kobułty
- Kobylinnen (Dorf) (1938–1945 Kobilinnen), Kreis Lyck, Ostpreußen: Kobylinek
- Kobylinnen (Gut) (1938–1945 Kobilinnen), Kreis Lyck, Ostpreußen: Kobylin
- Kobyllno (1936–1945 Lerchenfeld), Kreis Oppeln, Oberschlesien: Kobylno
- Kochelsdorf, Kreis Kreuzburg, Oberschlesien: Kochłowice
- Köchendorf, Kreis Strehlen, Niederschlesien: Kucharzowice
- Kochern, Kreis Ohlau, Niederschlesien: Kuchary
- Kochsdorf, Kreis Rothenburg, Niederschlesien: Wierzbięcin
- Kodlewe (1937–1945 Langhausen), Kreis Militsch, Niederschlesien: Chodlewo
- Kodlewe (1936–1945 Teichdorf), Kreis Trebnitz, Niederschlesien: Chodlewko
- Kodram: Kodrąb
- Koggenbusch, Kreis Braunsberg, Ostpreußen: Krze
- Kögskehmen (1938–1945 Kecksheim): Kiekskiejmy
- Kompitten, Kreis Osterode, Ostpreußen: Kąpity
- Konraden, Kreis Ortelsburg, Ostpreußen: Konrady
- Korittken, Kreis Friedland/Bartenstein, Ostpreußen: Korytki
- Kohlendorf, Kreis Glatz, Niederschlesien: Kolno
- Kohlfurt, Kreis Görlitz, Niederschlesien: Węgliniec
- Kohlgardtshof, Kreis Neidenburg, Ostpreußen: Kolgartowo
- Kohlhöhe, Kreis Schweidnitz, Niederschlesien: Goczałków Górny
- Kohling, Kreis Dirschau, Westpreußen: Kolnik
- Kohlo, Kreis Sorau, Brandenburg: Koło
- Kohlow, Kreis Weststernberg, Brandenburg: Kowalów
- Kohlsdorf, Kreis Neisse, Oberschlesien: Skorochów
- Kohlsdorf, Kreis Neustadt, Oberschlesien: Kolnowice
- Köhne, Kreis Regenwalde, Pommern: Konie
- Kohsten, Kreis Preußisch Eylau, Ostpreußen: Kosty
- Koiden, Kreis Oeterode, Ostpreußen: Kojdy
- Koischwitz, Kreis Liegnitz, Niederschlesien: Koskowice
- Koitz, Kreis Liegnitz, Niederschlesien: Kawice
- Kokoska (1938–1945 Kienhausen), Kreis Sensburg, Ostpreußen: Kokoszka
- Kokosken (1930–1945 Hennenberg), Kreis Lyck, Ostpreußen: Kokoszki
- Kokosken (1938–1945 Kleinlindengrund), Kreis Ortelsburg, Ostpreußen: Kokoszki
- Kolbatz, Kreis Greifenhagen, Pommern: Kołbacz
- Kolberg, Pommern: Kołobrzeg
- Kolberger Deep, Kreis Kolberg-Körlin, Pommern: Dźwirzyno
- Kolbiehnen, Kreis Rastenburg, Ostpreußen: Kolwiny
- Kolbitz, Kreis Greifenhagen, Pommern: Kiełbice
- Kolbitzen, Kreis Rastenburg, Ostpreußen: Chełmiec
- Kolbitzow, Kreis Greifenhagen, Pommern: Kołbaskowo
- Kolbnitz, Kreis Jauer, Niederschlesien: Chełmiec
- Koldemanz, Kreis Greifenberg, Pommern: Kołomąć
- Koliebken: Kolibki
- Kolkau, Kreis Lauenburg, Pommern: Kolkowo
- Kollacken (1938–1945 Kallacken), Kreis Allenstein, Ostpreußen: Kołaki
- Kollande, Kreis Militsch, Niederschlesien: Kolęda
- Kollanowitz (1936–1945 Kniedorf), Kreis Oppeln, Oberschlesien: Kolanowice
- Kollatz, Kreis Belgard, Pommern: Kołacz
- Kolleschnicken (1938–1945 Jürgenau), Kreis Lyck, Ostpreußen: Koleśniki
- Kollin, Kreis Pyritz, Pommern: Kolin
- Kollkeim, Kreis Rastenburg, Ostpreußen: Kolkiejmy
- Kollmen, Kreis Rastenburg, Ostpreußen: Kałmy
- Köllmisch Dietrichsdorf, Kreis Neidenburg, Ostpreußen: Wietrzychówko
- Köllmisch Plienkeim, Kreis Rastenburg, Ostpreußen: Plinkajmy
- Köllmisch Rakowen (1938–1945 Köllmisch Rakau), Kreis Johannisburg, Ostpreußen: Rakowo Małe
- Kollodzeygrund (1933–1945 Radegrund), Kreis Ortelsburg, Ostpreußen: Kołodziejowy Grąd
- Kollogienen (1938–1945 Kalgienen), Gemeinde Bubrowko, Kreis Sensburg, Ostpreußen: Kołowin
- Kollogienen (1926–1945 Modersohn), Gemeinde Zollernhöhe, Kreis Sensburg, Ostpreußen: Kosowiec
- Kolm, Kreis Heilsberg, Ostpreußen: Chełm
- Kolmar (1878–1920): Chodzież
- Kölmsee, Gemeinde Schönberg, Kreis Rosenberg, Westpreußen/Ostpreußen: Chełmżyca
- Kolonie Werder: Ostrowite gehört zu Głusko, Gem. Dobiegniew
- Kolpacken (1938–1945 Kleinpuppen), Kreis Allenstein, Ostpreußen: Kołpaki
- Kölpin, Kreis Arnswalde, Brandenburg/Pommern: Kiełpino
- Kölpin, Kreis Dramburg, Pommern: Kiełpin
- Kölpin, Kreis Kolberg-Körlin, Pommern: Kiełpino
- Kölpin, Kreis Neustettin, Pommern: Kiełpino
- Kölpin, Kreis Flatow, Westpreußen/Pommern: Kiełpin
- Kölpiner Mühle, Gemeinde Kölpin, Kreis Kolberg-Körlin, Pommern: Bębnikąt
- Költsch, Kreis Freystadt, Niederschlesien: Kiełcz
- Költschen, Kreis Oststernberg, Brandenburg: Kołczyn
- Költschen, Kreis Reichenbach (Eulengebirge), Niederschlesien: Kiełczyn
- Kolzig, Kreis Grünberg, Niederschlesien: Kolsko
- Kölzig, Kreis Arnswalde, Brandenburg/Pommern: Kolsk
- Kölzigerberg, Gemeinde Marienwalde, Kreis Arnswalde, Brandenburg/Pommern: Kołecko
- Kolzow, Kreis Usedom-Wollin, Pommern: Kołczewo
- Komainen, Kreis Braunsberg, Ostpreußen: Kumajny
- Komalmen, Kreis Heilsberg, Ostpreußen: Komalwy
- Komeise, Kreis Leobschütz, Oberschlesien: Chomiąża
- Komienen, Kreis Rößel, Ostpreußen: Kominki
- Komornik (1936–1945 Kammersfeld), Kreis Neustadt, Oberschlesien: Komorniki
- Komorno (1936–1945 Altenwall), Kreis Cosel, Oberschlesien: Komorno
- Kommorowen (1938–1945 Ebhardtshof), Kreis Johannisburg, Ostpreußen: Komorowo
- Kommusin, Kreis Neidenburg, Ostpreußen: Koniuszyn
- Königlich Bergfriede (1928–1945 Bergfriede), Kreis Osterode, Ostpreußen: Samborowo
- Königlich Blumenau (1931–1945 Königsblumenau), Kreis Preußisch Holland, Ostpreußen: Kwietniewo
- Königlich Dombrowka (1931–1932 Dombrowka, 1932–1945 Eichendorf), Kreis Oppeln, Oberschlesien: Dąbrówka Dolna
- Königlich Gedau (1931–1945 Königlich Gedau), Kreis Heiligenbeil, Ostpreußen: Giedawy
- Königlich Gräditz (1930–1945 Gräditz), Kreis Schweidnitz, Niederschlesien: Grodziszcze
- Königlich Kamiontken (1931–1945 Steinau), Kreis Neidenburg, Ostpreußen: Kamionka
- Königlich Lichteinen (Lichteinen b. Hohenstein) (1931–1945 Köllmisch Lichteinen), Kreis Osterode, Ostpreußen: Lichtajny
- Königlich Neudorf (1930–1945 Bolko), Kreis Oppeln, Oberschlesien: Nowa Wieś Królewska
- Königlich Rödersdorf (1931–1945 Rödersdorf), Kreis Heiligenbeil, Ostpreußen: Grzędowo
- Königlich Szabienen (1931 Alt Schabienen, 1938–1945 Altlautersee): Stary Żabin
- Königs, Kreis Friedland/Bartenstein, Ostpreußen: Króle
- Königsberg (Neumark), Brandenburg: Chojna
- Königsblick, Stadt Schneidemühl, Posen/Pommern: Kalina
- Königsbruch, Kreis Guhrau, Niederschlesien: Ługi
- Königsdorf, Kreis Guhrau, Niederschlesien: Załęcze
- Königsdorf, Kreis Leobschütz, Oberschlesien: Królowe
- Königsdorf, Kreis Johannisburg, Ostpreußen: Piskorzewo
- Königsdorf, Kreis Mohrungen, Ostpreußen: Królewo
- Königsdorf, Kreis Marienburg, Westpreußen/Ostpreußen: Królewo
- Königsdorf, Kreis Flatow, Westpreußen/Pommern: Czernice
- Königsdorff-Jastrzemb: Jastrzębie-Zdrój
- Königsdubrau, Kreis Sorau, Brandenburg: Dąbrowiec
- Königsfelde, Pommern: Niekłończyc
- Königsgut, Kreis Osterode, Ostpreußen: Krolikowo
- Königshagen, Kreis Neidenburg, Ostpreußen: Zakrzewo
- Königshain, Kreis Glatz, Niederschlesien: Wojciechowice
- Königshain, Kreis Görlitz, Niederschlesien: Działoszyn
- Königshöhe, Kreis Lötzen, Ostpreußen: Użranki
- Königshuld, Kreis Oppeln, Oberschlesien: Osowiec
- Königshütte: Królewska Huta, seit 1934 Chorzów
- Königsmühl, Kreis Cammin, Pommern: Szumiąca
- Königswalde, Kreis Glatz, Niederschlesien: Świerki
- Königswalde, Kreis Oststernberg, Brandenburg: Lubniewice
- Königswiese, Kreis Osterode, Ostpreußen: Zawady Małe
- Königszelt, Kreis Schweidnitz, Niederschlesien: Jaworzyna Śląska
- Konikow, Kreis Köslin, Pommern: Konikowo
- Konitten, Kreis Heilsberg, Ostpreußen: Konity
- Konitz: Chojnice
- Könitzberg (1929–1945 Gertrudenhof), Kreis Oletzko/Treuburg, Ostpreußen: Niemsty
- Konnegen, Kreis Heilsberg, Ostpreußen: Koniewo
- Konnegenhof, Kreis Heilsberg, Ostpreußen: Koniewo-Osada
- Konopken (1938–1945 Mühlengrund), Kreis Johannisburg, Ostpreußen: Konopki
- Konraden, Kreis Ortelsburg, Ostpreußen: Konrady
- Konraden, Stadt Reetz, Kreis Arnswalde, Brandenburg/Pommern: Wielgoszcz
- Konradsdorf, Kreis Goldberg, Niederschlesien: Konradówka
- Konradsdorf, Kreis Neisse, Oberschlesien: Konradowa
- Konradsfelde (Conradsfelde), Kreis Graudenz, Westpreußen: Linarczyk
- Konradsthal: Konradów
- Konradswaldau, Kreis Brieg, Niederschlesien: Przylesie
- Konradswaldau, Kreis Goldberg, Niederschlesien: Kondratów
- Konradswaldau, Kreis Guhrau, Niederschlesien: Wroniniec
- Konradswaldau, Kreis Landeshut, Niederschlesien: Grzędy
- Konradswaldau, Kreis Schweidnitz, Niederschlesien: Mrowiny
- Konradswaldau, Kreis Trebnitz, Niederschlesien: Górowo
- Konradswalde, Kreis Habelschwerdt, Niederschlesien: Konradów
- Konradswalde, Kreis Rosenberg, Westpreußen/Ostpreußen: Podlasek
- Konradswalde, Kreis Stuhm, Westpreußen/Ostpreußen: Koniecwałd
- Konstadt, Kreis Kreuzburg, Oberschlesien: Wołczyn
- Konstadt-Ellguth, Kreis Kreuzburg, Oberschlesien: Ligota Wołczyńska
- Konstantinopel, Kreis Saatzig, Pommern: Dolice
- Köntopf, Kreis Dramburg, Pommern: Konotop
- Kontopp: Konotop
- Kontschwitz (1936–1945 Hohenlinde), Kreis Ohlau, Niederschlesien: Kończyce
- Konty (1936–1945 Oderwinkel), Kreis Oppeln, Oberschlesien: Kąty Opolskie
- Konzewen (1938–1945 Warnold) Kreis Johannisburg, Ostpreußen: Końcewo
- Kopahn, Kreis Schlawe, Pommern: Kopań
- Kopaline (1936–1945 Roding), Kreis Neustadt, Oberschlesien: Kopalina
- Kopaline (1937–1945 Winterberg), Kreis Oppeln, Oberschlesien: Kopalina
- Kopaniarze (1942–1945 Koppenau), Kreis Löbau/Neumark, Westpreußen: Kopaniarze
- Kopanken, Kreis Allenstein, Ostpreußen: Kopanki
- Kopiehnen, Kreis Preußisch Holland, Ostpreußen: Kupin
- Kopitko (1938–1945 Langerdamm), Kreis Ortelsburg, Ostpreußen: Kopytko
- Köpitz, Kreis Cammin, Pommern: Kopice
- Köpnitz, Kreis Schlawe, Pommern: Kopnica
- Koppendorf, Kreis Grottkau, Oberschlesien: Pniewie
- Köppernig, Kreis Neisse, Oberschlesien: Koperniki
- Koppinitz (1936–1945 Adelenhof), Kreis Tost-Gleiwitz, Oberschlesien: Kopienica
- Koppitz (1936–1945 Schwarzengrund), Kreis Grottkau, Oberschlesien: Kopice
- Köpprich, Kreis Glatz, Niederschlesien: Przygórze
- Korbsdorf, Kreis Braunsberg, Ostpreußen: Karkajmy
- Kordeshagen, Kreis Köslin, Pommern: Dobrzyca
- Koritau (1938–1945 Kartau), Kreis Glatz, Niederschlesien: Korytów
- Korittken, Kreis Friedland/Bartenstein, Ostpreußen: Korytki
- Korklack, Kreis Gerdauen, Ostpreußen: Kurkławki
- Korkwitz (1936–1945 Möckendorf), Kreis Neisse, Oberschlesien: Korzękwice
- Körlin (Persante), Kreis Kolberg, Pommern: Karlino
- Körlin, Kreis Schlawe, Pommern: Korlino
- Körnen, Kreis Preußisch Eylau, Ostpreußen: Kierno
- Korngut (1939–1945): Konary
- Kornitz, Kreis Ratibor, Oberschlesien: Kornice
- Körnitz, Kreis Militsch, Niederschlesien: Karnice
- Körnitz, Kreis Neumarkt, Niederschlesien: Karnice
- Körnitz, Kreis Neustadt, Oberschlesien: Kórnica
- Korpitz (1936–1945 Korndorf), Kreis Falkenberg, Oberschlesien: Kuropas
- Korschen, Kreis Rastenburg, Ostpreußen: Korsze
- Korschlitz, Kreis Oels, Niederschlesien: Gorzesław
- Korsenz, Kreis Militsch, Niederschlesien: Korzeńsko
- Korsika, Kreis Oststernberg, Brandenburg: Kosarzewo
- Korstein, Kreis Osterode, Ostpreußen: Korsztyn
- Kortau, Stadt Allenstein, Ostpreußen: Kortowo
- Kortenhagen, Kreis Greifenhagen, Pommern: Kartno
- Kortnitz, Kreis Sprottau, Niederschlesien: Kartowice
- Korzonek (1936–1945 Teichen), Kreis Cosel, Niederschlesien: Korzonek
- Kosaken (1938–1945 Rappenhöh), Kreis Goldap, Ostpreußen: Kozaki
- Koschainen, Kreis Mohrungen, Ostpreußen: Koszajny
- Koschentin: Koszęcin
- Koschmin, Kreis Meseritz, Posen/Brandenburg: Koźminek
- Koschno, Kreis Allenstein, Ostpreußen: Kośno
- Koschpendorf, Kreis Grottkau, Oberschlesien: Chociebórz
- Koschütz (bis 1945 zuletzt Wolfshagen), Gemeinde Radau, Kreis Rosenberg, Oberschlesien: Kosice
- Koschütz, Kreis Deutsch Krone, Westpreußen/Pommern: Koszyce
- Koschwitz (1936–1945 Heidehammer), Kreis Guttentag, Oberschlesien: Koszwice
- Kose, Kreis Stolp, Pommern: Kozy
- Koseeger, Kreis Kolberg-Körlin, Pommern: Kozia Góra
- Kosel, Kreis Bunzlau, Niederschlesien: Kozłów
- Kosel, Kreis Glogau, Niederschlesien: Koźlice
- Kosel, Kreis Neisse, Oberschlesien: Kozielno
- Köselitz, Kreis Cammin, Pommern: Kozielice
- Köselitz, Kreis Pyritz, Pommern: Kozielice
- Kosemitz, Frankenstein, Niederschlesien: Koźmice
- Kosemühl, Gemeinde Kose, Kreis Stolp, Pommern: Kozin
- Kosendau, Kreis Goldberg, Niederschlesien: Kozów
- Koske (1936–1945 Hohenflur), Kreis Cosel, Oberschlesien: Kózki
- Koskeim, Kreis Gerdauen, Ostpreußen: Koskajmy
- Kosken, Kreis Johannisburg, Ostpreußen: Kózki
- Koslau (1937–1945 Kiesgrund), Kreis Breslau, Niederschlesien: Kozłowo
- Koslau, Kreis Sensburg, Ostpreußen: Kozłowo
- Köslienen, Kreis Allenstein, Ostpreußen: Kieźliny
- Köslin: Koszalin
- Kösling, Kreis Leobschütz, Oberschlesien: Kozłówki
- Koslitz, Kreis Lüben, Niederschlesien: Koźlice
- Köslitz, Kreis Görlitz, Niederschlesien: Koźlice
- Koslow (1936–1945 Lindenhain), Kreis Tost-Gleiwitz, Oberschlesien: Kozłów
- Kosma, Kreis Görlitz, Niederschlesien: Koźmin
- Kosmeden, Kreis Goldap, Ostpreußen: Kośmidry
- Kossaken (1938–1945 Wächtershausen), Kreis Johannisburg, Ostpreußen: Kosaki
- Kossar, Kreis Crossen (Oder), Brandenburg: Kosierz
- Kossen, Kreis Heilsberg, Ostpreußen: Kosyń
- Kossewen (1938–1945 Rechenberg (Ostpr.)), Kreis Sensburg, Ostpreußen: Kosewo
- Kossin, Kreis Pyritz, Pommern: Kosin
- Kossorowitz (1936–1945 Grasen), Kreis Oppeln, Oberschlesien: Kosorowice
- Kostau, Kreis Kreuzburg, Oberschlesien: Kostów
- Kostellitz (1936–1945 Hedwigstein), Kreis Rosenberg, Oberschlesien: Kościeliska
- Kosten, Kreis Kosten, Posen: Kościan
- Kosten, Forstgutsbezirk im Kreis Löbau/Neumark, Westpreußen: Kostkowo
- Kosten, Försterei im Kreis Löbau/Neumark, Westpreußen: Olszewo
- Kostenblut, Kreis Neumarkt, Niederschlesien: Kostomłoty
- Kostenthal, Kreis Cosel, Oberschlesien: Gościęcin
- Kösternitz, Kreis Belgard, Pommern: Kościernica
- Kösternitz, Kreis Schlawe, Pommern: Kościernica
- Kostschin: Kostrzyn
- Kosuchen (1938–1945 Kölmerfelde), Kreis Johannisburg, Ostpreußen: Kożuchy
- Koszinnen (1938–1945 Rodenau), Kreis Lötzen, Ostpreußen: Kozin
- Kosztow: Kosztowy
- Kotittlack, Kreis Rastenburg, Ostpreußen: Kotkowo
- Kotschanowitz (1936–1945 Kiefernrode), Kreis Rosenberg, Oberschlesien: Chocianowice
- Kottenlust, Kreis Tost-Gleiwitz, Oberschlesien: Koty
- Kottlischowitz (1936–1945 Keßlern), Kreis Tost-Gleiwitz, Oberschlesien: Kotliszowice
- Kottow, Kreis Stolp, Pommern: Kotowo
- Kottwitz (1937–1945 Jungfernsee), Kreis Breslau, Niederschlesien: Kotowice
- Kottwitz, Kreis Freystadt, Niederschlesien: Kotowice
- Kottwitz, Kreis Trebnitz, Niederschlesien: Kotowice
- Kotusch: Kotusz
- Kotzargen (1929–1945 Eichhöhe), Kreis Sensburg, Ostpreußen: Koczarki
- Kotzek (1905–1945 Waldersee), Kreis Johannisburg, Ostpreußen: Koczek
- Kotzemeuschel (1937–1945 Dammfeld), Kreis Glogau, Niederschlesien: Chociemyśl
- Kotzuren (1936–1945 Birkental), Kreis Guttentag, Oberschlesien: Kocury
- Kowahlen (1938–1945 Reimannswalde): Kowale Oleckie
- Kowalewo (1938–1945 Richtwalde), Kreis Johannisburg, Ostpreußen: Kowalewo
- Kowalewsken, Kreis Lötzen, Ostpreußen: Kowalewskie
- Kowalk: Kowalki
- Kowalken (1938–1945 Beierswalde), Kreis Goldap, Ostpreußen: Kowalki
- Kowallik (1938–1945 Müllershof), Kreis Johannisburg, Ostpreußen: Kowalik
- Kowallik (1928–1945 Waldburg), Kreis Ortelsburg, Ostpreußen: Kowalik
- Kowanz: Kowańcz
- Kownatken (1938–1945 Kaunen), Kreis Neidenburg, Ostpreußen: Kownatki
- Kozienitz (1938–1945 Sömmering), Kreis Neidenburg, Ostpreußen: Kozieniec
- Kozycken (1935–1945 Selmenthöhe), Kreis Lyck, Ostpreußen: Koziki
- Kraazen, Kreis Soldin, Brandenburg: Krasne
- Kraffohlsdorf, Kreis Elbing, Westpreußen/Ostpreußen: Bielnik Drugi und Bielnik Pierwszy
- Kraftshagen, Kreis Friedland/Bartenstein, Ostpreußen: Krawczyki
- Krainsdorf: Krajanów
- Krajewo (1938–1945 Wickersbach), Kreis Osterode, Ostpreußen: Krajewo
- Krakau: Kraków
- Kramarka (1938–1945 Krammen), Kreis Rößel, Ostpreußen: Kramarka
- Kramelau, Kreis Neustadt, Oberschlesien: Kromołów
- Krämersdorf, Kreis Allenstein, Ostpreußen: Kromerowo
- Krämersdorf, Kreis Neidenburg, Ostpreußen: Kramarzewo
- Krämersdorf, Kreis Rößel, Ostpreußen: Kramarzewo
- Krampe, Kreis Belgard, Pommern: Krępa
- Krampe, Kreis Stolp, Pommern: Krępa Słupska
- Kramske, Kreis Deutsch Krone, Westpreußen/Pommern: Krępsko
- Krangen: Krąg
- Kranowitz (1936–1945 Kranstädt): Krzanowice
- Kranz, Kreis Wohlau, Niederschlesien: Kręsko
- Kranz, Kreis Allenstein, Ostpreußen: Kręsk
- Kranz, Kreis Meseritz, Posen/Brandenburg: Kręcko
- Kranzin, Kreis Arnswalde, Brandenburg/Pommern: Krzęcin
- Kraphausen, Kreis Preußisch Eylau, Ostpreußen: Wyręba
- Kraplau, Kreis Osterode, Ostpreußen: Kraplewo
- Krappitz, Kreis Oppeln, Oberschlesien: Krapkowice
- Kraschen, Kreis Oels, Niederschlesien: Krasowice
- Krascheow (1936–1945 Schönhorst), Kreis Oppeln, Oberschlesien: Krasiejów
- Kraschewo, Kreis Neidenburg, Ostpreußen: Kraszewo
- Kraschnitz, Kreis Militsch, Niederschlesien: Krośnice
- Kraskau (1936–1945 Grasenau), Kreis Rosenberg, Oberschlesien: Krasków
- Krassowa (1936–1945 Klein Walden), Kreis Groß Strehlitz, Oberschlesien: Krasowa
- Krastillau, Kreis Leobschütz, Oberschlesien: Chróścielów
- Kratzig, Kreis Köslin, Pommern: Kraśnik Koszaliński
- Kratzig, Kreis Regenwalde, Pommern: Kraśnik Łobeski
- Kratznick, Kreis Arnswalde, Brandenburg/Pommern: Kraśnik
- Krauschow, Kreis Züllichau-Schwiebus, Brandenburg: Kruszyna
- Krausen, Kreis Gerdauen, Ostpreußen: Kotki
- Krausen, Kreis Rößel, Ostpreußen: Kruzy
- Krausenau, Kreis Ohlau, Niederschlesien: Ośno
- Krausendorf, Kreis Landeshut, Niederschlesien: Dębrznik
- Krausendorf, Kreis Rastenburg, Ostpreußen: Kruszewiec
- Krausenstein, Kreis Rößel, Ostpreußen: Kukliki
- Krawno (1938–1945 Kaddig), Kreis Sensburg, Ostpreußen: Krawno
- Krayn, Kreis Liegnitz, Niederschlesien: Krajów
- Krebbelmühl, Kreis Schwerin (Warthe), Posen/Brandenburg: Zamyślin
- Krebsfelde: Rakowiska
- Kreckow-Brunn: Krzekowo-Bezrzecze, Szczecin
- Kreftsfelde: Pierwoszyńskie Pustki
- Krehlau, Kreis Wohlau, Niederschlesien: Krzelów
- Kreibau, Kreis Goldberg, Niederschlesien: Krzywa
- Kreidelwitz (1937–1945 Lindenbach), Kreis Glogau, Niederschlesien: Krzydłowice
- Kreika (1937–1945 Rohrquell), Kreis Breslau, Niederschlesien: Krajków
- Kreisau, Kreis Schweidnitz, Niederschlesien: Krzyżowa
- Kreischau, Kreis Wohlau, Niederschlesien: Krzyżowa
- Kreisewitz, Kreis Brieg, Niederschlesien: Krzyżowice
- Kreisewitz, Kreis Leobschütz, Oberschlesien: Krzyżowice
- Kreitzig, Kreis Belgard, Pommern: Krzecko
- Kreiwitz, Kreis Neustadt, Oberschlesien: Skrzypiec
- Krekollen, Kreis Heilsberg, Ostpreußen: Krekole
- Krelkau, Kreis Frankenstein, Niederschlesien: Krzelków
- Kremerbruch, Kreis Rummelsburg, Pommern: Kramarzyny
- Kremerbrucher Mühle, Gemeinde Kremerbruch, Kreis Rummelsburg, Pommern: Kramarzynki
- Kremitten, Kreis Rastenburg, Ostpreußen: Krzemity
- Kremlin, Kreis Soldin, Brandenburg: Krzemlin
- Kremmin, Kreis Saatzig, Pommern: Krzemień
- Krempa (1936–1945 Ambach), Kreis Groß Strehlitz, Oberschlesien: Krępna
- Krempach/Krumbach: Krempachy
- Kremzow, Kreis Pyritz, Pommern: Krępcewo
- Krenau: Chrzanów
- Krentsch (1937–1945 Lindenbrunn), Kreis Strehlen, Niederschlesien: Kręczków
- Kretlow, Kreis Cammin, Pommern: Kretlewo
- Krettmin, Kreis Köslin, Pommern: Kretomino
- Kreutz, Kreis Grünberg, Niederschlesien: Krzyż
- Kreutzdorf, Kreis Braunsberg, Ostpreußen: Krzyżewo
- Kreuz, Kreis Preußisch Holland, Ostpreußen: Krzyż
- Kreuz (Ostbahn), Netzekreis, Westpreußen/Pommern: Krzyż Wielkopolski
- Kreuzburg, Oberschlesien: Kluczbork
- Kreuzendorf, Kreis Namslau, Niederschlesien: Krzyżowniki
- Kreuzendorf, Kreis Leobschütz, Oberschlesien: Gołuszowice
- Kreuzenort, Kreis Ratibor, Oberschlesien: Krzyżanowice
- Kreuzlauch, Gemeinde Wallwitz, Kreis Oststernberg, Brandenburg: Krzyżowe Ługi
- Kreuzofen, Kreis Johannisburg, Ostpreußen: Krzyże
- Kreuzspahn, Kreis Preußisch Eylau, Ostpreußen: Sędziwojewo
- Kreuzthal, Kreis Oppeln, Oberschlesien: Krzyżowa Dolina
- Krichen, Kreis Breslau, Niederschlesien: Krzyków
- Krickau, Kreis Namslau, Niederschlesien: Krzyków
- Krickehnen, Kreis Preußisch Holland, Ostpreußen: Krykajny
- Krickhausen, Kreis Braunsberg, Ostpreußen: Krzykały
- Kriebau, Kreis Sorau, Brandenburg: Krzywa
- Krieblowitz (1937–1945 Blüchersruh), Kreis Breslau, Niederschlesien: Krobielowice
- Kriegheide, Kreis Lüben, Niederschlesien: Pogorzeliska
- Kriescht, Kreis Oststernberg, Brandenburg: Krzeszyce
- Kriewitz, Kreis Naugard, Pommern: Krzywice
- Krimlack, Kreis Rastenburg, Ostpreußen: Krymławki
- Krimmau: Krzymów
- Krintsch, Kreis Neumarkt, Niederschlesien: Kryniczno
- Krippitz, Kreis Strehlen, Niederschlesien: Krzepice
- Kriptau, Kreis Breslau, Niederschlesien: Krzeptów
- Krischütz, Kreis Wohlau, Niederschlesien: Gryżyce
- Kristelwitz (1937–1945 Weidengrund), Kreis Breslau, Niederschlesien: Kryształowice
- Kritschen, Kreis Oels, Niederschlesien: Krzeczyn
- Kritten, Gemeinde Alt Zowen, Kreis Schlawe, Pommern: Krytno
- Kriwan, Kreis Stolp, Pommern: Krzywań
- Krobsdorf, Kreis Löwenberg, Niederschlesien: Krobica
- Krobusch (1936–1945 Krähenbusch), Kreis Neustadt, Oberschlesien: Krobusz
- Krogullno (1936–1945 Stobertal), Kreis Oppeln, Oberschlesien: Krogulna
- Krohle, Kreis Sorau, Brandenburg: Królów
- Kroischwitz, Kreis Bunzlau, Niederschlesien: Kraszowice
- Kroischwitz, Kreis Schweidnitz, Niederschlesien: Kraszowice
- Kroitsch, Kreis Liegnitz, Niederschlesien: Krotoszyce
- Kröligkeim, Kreis Gerdauen, Ostpreußen: Krelikiejmy
- Krojanke, Kreis Flatow, Westpreußen/Pommern: Krajenka
- Krokau, Kreis Neidenburg, Ostpreußen: Krokowo
- Krokau, Kreis Rößel, Ostpreußen: Krokowo
- Krolow, Kreis Schlawe, Pommern: Królewo
- Krolowolla (1926–1945 Königswalde), Kreis Lyck, Ostpreußen: Królowa Wola
- Krolowstrand: Królewice
- Kromargen, Kreis Preußisch Eylau, Ostpreußen: Kromarki
- Krommenau, Kreis Hirschberg, Niederschlesien: Kromnów
- Kromnitz, Kreis Bunzlau, Niederschlesien: Krępnica
- Krompusch, Kreis Oels, Niederschlesien: Gręboszyce
- Kronau, Kreis Lötzen, Ostpreußen: Kronowo
- Krönau, Kreis Preußisch Holland, Ostpreußen: Kronin
- Krone an der Brahe: Koronowo
- Kronheide, Kreis Greifenhagen, Pommern: Żórawie
- Kronsnest, Kreis Marienburg, Westpreußen/Ostpreußen: Rachowo
- Kroplainen, Kreis Allenstein, Ostpreußen: Krupoliny
- Kröschendorf, Kreis Neustadt, Oberschlesien: Krzyżkowice
- Kroschnitz (1936–1945 Auendorf), Kreis Groß Strehlitz, Oberschlesien: Krośnica
- Krossen, Kreis Braunsberg, Ostpreußen: Krosno
- Krossen, Kreis Preußisch Holland, Ostpreußen: Krosno
- Krossenfelde, Kreis Preußisch Holland, Ostpreußen: Krosienko
- Kroßnow, Kreis Bütow, Pommern: Krosnowo
- Krotenpfuhl, Kreis Habelschwerdt, Niederschlesien: Zabłocie
- Krotoschin: Krotoszyn
- Krotzel, Kreis Schweidnitz, Niederschlesien: Sady
- Kruckenbeck, Kreis Kolberg-Körlin: Krukowo
- Krug, Kreis Leobschütz, Oberschlesien: Dzbańce
- Krügergrund, Kreis Friedeberg (Neumark), Brandenburg/Pommern: Sławica
- Krugken (1938–1945 Krucken): Kruki
- Kruglanken, Kreis Angerburg, Ostpreußen: Kruklanki
- Kruglinnen (1938–1945 Kraukeln), Kreis Lötzen, Ostpreußen: Kruklin
- Krühne, Kreis Kolberg-Körlin, Pommern: Skronie
- Krühner Mühle: Krühner Mühle
- Krummhübel: Karpacz
- Krummendorf, Kreis Sensburg, Ostpreußen: Krzywe
- Krummenort, Kreis Sensburg, Ostpreußen: Krzywy Róg
- Krummfließ, Kreis Deutsch Krone, Westpreußen/Pommern: Pokrzywnica
- Krummfuß, Kreis Ortelsburg, Ostpreußen: Krzywonoga
- Krupinnen (1938–1945 Kleinwittingen), Kreis Lyck, Ostpreußen: Krupin
- Krupinnen, Kreis Oletzko/Treuburg, Ostpreußen: Krupin
- Kruppamühle: Krupski Młyn
- Kruschwitz: Kruszwica
- Krussen, Kreis Stolp, Pommern: Kruszyna
- Krussewen (1938–1945 Erztal), Kreis Johannisburg, Ostpreußen: Kruszewo
- Krutsch: Krucz
- Kruttinnen, Kreis Sensburg, Ostpreußen: Krutyń
- Kruttinnerofen, Kreis Sensburg, Ostpreußen: Krutyński Piecek
- Krzanowitz (1934–1945 Erlengrund), Kreis Oppeln, Oberschlesien: Krzanowice
- Krzischney (auch Krischney, 1929–1945 Kreuzdorf), Kreis Glatz, Niederschlesien: Krzyżanów
- Krzossowen (1938–1945 Kreuzeck), Kreis Sensburg, Ostpreußen: Krzesowo
- Krzysahnen (1927–1945 Steinwalde), Kreis Lötzen, Ostpreußen: Krzyżany
- Krzysewen (1928–1945 Kreuzborn), Kreis Lyck, Ostpreußen: Krzyżewo
- Krzysöwken (1927–1945 Kreuzdorf), Kreis Oletzko/Treuburg, Ostpreußen: Krzyżewko
- Krzywen, (nach 1871 bis vor 1928 Sodrest, 1938–1945 Kriewen), Kreis Lötzen, Ostpreußen: Krzywe
- Krzywen, (1907–1945 Rundfließ), Kreis Lyck, Ostpreußen: Krzywe
- Krzywen, (1934–1945 Bergenau), Kreis Oletzko/Treuburg, Ostpreußen: Krzywe
- Krzywinsken (1927–1945 Sonnheim), Kreis Angerburg, Ostpreußen: Krzywińskie
- Krzywinsken (1938–1945 Heldenhöh), Kreis Johannisburg, Ostpreußen: Krzywińskie
- Kublitz, Kreis Stolp, Pommern: Kobylnica
- Kuckädel, Kreis Crossen (Oder), Brandenburg: Kukadło
- Kuckeln, Kreis Johannisburg, Ostpreußen: Kukły
- Kucklow, Kreis Cammin, Pommern: Kukułowo
- Kuckow, Kreis Stolp, Pommern: Kukowo
- Kudippen, Kreis Allenstein, Ostpreußen: Kudypy
- Kudoba (1936–1945 Kirchwalde), Kreis Rosenberg, Oberschlesien: Chudoba
- Kudwinnen, Kreis Rastenburg, Ostpreußen: Kudwiny
- Kuhhagen, Kreis Kolberg-Körlin, Pommern: Wyganowo
- Kuhlhausen: Węglowice
- Kuhnau, Kreis Kreuzburg, Oberschlesien: Kuniów
- Kuhnhof, Kreis Stolp, Pommern: Komnino
- Kühnort, Kreis Angerburg, Ostpreußen: Dziewiszewo
- Kühschmalz, Kreis Grottkau, Oberschlesien: Kobiela
- Kuhtz, Kreis Schlawe, Pommern: Kusice
- Kujau, Kreis Neustadt, Oberschlesien: Kujawy
- Kukahn, Kreis Greifenberg, Pommern: Kukań
- Kukowen (1938–1945 Reinkental), Kreis Oletzko/Treuburg, Ostpreußen: Kukowo
- Kukowken (1938–1945 Heinrichstal), Kreis Oletzko/Treuburg, Ostpreußen: Kukówko
- Kukukswalde, Kreis Ortelsburg, Ostpreußen: Grzegrzółki
- Kulessen, Kreis Lyck, Ostpreußen: Kulesze
- Kulinowen (1930–1945 Waldesruh), Kreis Sensburg, Ostpreußen: Kulinowo
- Kulk, Kreis Ortelsburg, Ostpreußen: Kulka
- Kullik, Kreis Johannisburg, Ostpreußen: Kulik
- Kulmsee, Kreis Thorn, Westpreußen: Chełmża
- Külpenau, Kreis Grünberg, Niederschlesien: Kiełpin
- Kulsen, Kreis Angerburg, Ostpreußen: Kulsze
- Kulsow, Kreis Stolp, Pommern: Kuleszewo
- Külz, Kreis Naugard, Pommern: Kulice
- Kumilsko (1938–1945 Morgen), Kreis Johannisburg, Ostpreußen: Kumielsk
- Kumkeim, Kreis Preußisch Eylau, Ostpreußen: Kumkiejmy
- Kummeltitz, Kreis Guben, Brandenburg: Kumiałtowice
- Kummelwitz, Kreis Strehlen, Niederschlesien: Komorowice
- Kummernick (1937–1945 Eichbach), Kreis Glogau, Niederschlesien: Komorniki
- Kummernick, Kreis Liegnitz, Niederschlesien: Komorniki
- Kummerow, Kreis Regenwalde, Pommern: Komorowo
- Kummerow, Kreis Schlawe, Pommern: Komorowo
- Kummerzin, Kreis Schlawe, Pommern: Komorczyn
- Kummin, Kreis Cammin, Pommern: Chomino
- Kunau, Kreis Sprottau, Niederschlesien: Konin Żagański
- Kunchengut, Kreis Osterode, Ostpreußen: Kunki
- Kunenbach, Kreis Rummelsburg, Pommern: Kuna
- Kunern, Kreis Strehlen, Niederschlesien: Konary
- Kunern, Kreis Wohlau, Niederschlesien: Konary
- Kunersdorf, Kreis Crossen (Oder), Brandenburg: Kosobudz
- Kunersdorf, Kreis Weststernberg, Brandenburg: Kunowice
- Kunersdorf (Försterei), Kreis Weststernberg, Brandenburg: Kunowiczki
- Kunersdorf, Kreis Grünberg, Niederschlesien: Konradowo
- Kunersdorf, Kreis Oels, Niederschlesien: Brzezia Łąka
- Kunersdorfer Sorge, Gemeinde Kunersdorf, Kreis Crossen (Oder), Brandenburg: Troszki
- Kunert, Gemeinde Polwitz, Kreis Ohlau, Niederschlesien: Kuny
- Kunitz, Kreis Weststernberg, Brandenburg: Kunice
- Kunitz, Kreis Liegnitz, Niederschlesien: Kunice
- Kunkenau, Kreis Marienwerder, Westpreußen/Ostpreußen: Kaniczki
- Kunkendorf, Kreis Rößel, Ostpreußen: Kalis
- Kunow, Kreis Crossen (Oder), Brandenburg: Chojnowo
- Kunow, Kreis Cammin, Pommern: Koniewo
- Kunow, Kreis Greifenhagen, Pommern: Kunowo
- Kunow an der Straße, Kreis Saatzig, Pommern: Kunowo
- Kunsdorf, Kreis Reichenbach (Eulengebirge), Niederschlesien: Podlesie
- Kunsow, Kreis Stolp, Pommern: Kończewo
- Kunzendorf, Kreis Sorau, Brandenburg: Kunice
- Kunzendorf, Kreis Frankenstein, Niederschlesien: Strąkowa
- Kunzendorf, Kreis Freystadt, Niederschlesien: Piaski
- Kunzendorf, Kreis Glogau, Niederschlesien: Sieroszowice
- Kunzendorf, Kreis Groß Wartenberg, Niederschlesien: Dziadowa Kłoda
- Kunzendorf, Kreis Landeshut, Niederschlesien: Niedamirów
- Kunzendorf, Kreis Liegnitz, Niederschlesien: Polanka
- Kunzendorf, Kreis Oels, Niederschlesien: Kruszowice
- Kunzendorf, Kreis Schweidnitz, Niederschlesien: Mokrzeszów
- Kunzendorf, Kreis Sprottau, Niederschlesien: Chichy
- Kunzendorf, Kreis Trebnitz, Niederschlesien: Golędzinów
- Kunzendorf, Kreis Wohlau, Niederschlesien: Małowice
- Kunzendorf am Großhau, Kreis Jauer, Niederschlesien: Pastewnik
- Kunzendorf an der Biele, Kreis Habelschwerdt, Niederschlesien: Trzebieszowice
- Kunzendorf bei Neurode, Kreis Glatz, Niederschlesien: Drogosław
- Kunzendorf, Kreis Neustadt, Oberschlesien: Trzebina
- Kunzendorf, Kreis Mohrungen, Ostpreußen: Witoszewo
- Kunzkeim, Kreis Rößel, Ostpreußen: Droszewo
- Kupferberg, Kreis Hirschberg, Niederschlesien: Miedzianka
- Kupferberg, Kreis Oppeln, Oberschlesien: Miedziana
- Kupp, Kreis Oppeln, Oberschlesien: Kup
- Kuppen, Kreis Mohrungen, Ostpreußen: Kupin
- Kurau, Kreis Braunsberg, Ostpreußen: Kurowo Braniewskie
- Kurkau, Kreis Neidenburg, Ostpreußen: Kurki
- Kurken, Kreis Osterode, Ostpreußen: Kurki
- Kurkenmühle, Kreis Osterode, Ostpreußen: Kurecki Młyn
- Kurow, Kreis Köslin, Pommern: Kurowo
- Kurow, Kreis Lauenburg, Pommern: Kurowo
- Kurow, Kreis Randow, Pommern: Kurów
- Kurower Mühle, Gemeinde Kurow, Kreis Köslin, Pommern: Kurówko
- Kursdorf, Kreis Fraustadt, Posen/Niederschlesien: Konradowo
- Kursewanz, Kreis Köslin, Pommern: Kurozwęcz
- Kurtsch, Kreis Strehlen, Niederschlesien: Kurczów
- Kurtschow, Kreis Crossen (Oder), Brandenburg: Korczyców
- Kurtwitz, Kreis Strehlen, Niederschlesien: Kondratowice
- Kurwien (Dorf), Kreis Johannisburg, Ostpreußen: Karwica
- Kurwien (Bahnhof), Kreis Johannisburg, Ostpreußen: Karwica Mazurska
- Kurwig (1938–1945 Kurwick), Kreis Ortelsburg, Ostpreußen: Kierwik
- Kurzebrack, Kreis Marienwerder, Westpreußen/Ostpreußen: Korzeniewo
- Kurzig, Kreis Meseritz, Posen/Brandenburg: Kursko
- Kurziontken (1938–1945 Seeland), Kreis Johannisburg, Ostpreußen: Kurzątki
- Kuschdorf, Kreis Neisse, Oberschlesien: Goszowice
- Kussenow, Kreis Belgard, Pommern: Koszanowo
- Kusserow, Kreis Schlawe, Pommern: Kosierzewo
- Kußfeld: Kuźnica
- Kussow, Kreis Neustettin, Pommern: Kusowo
- Kussow, Gemeinde Deutsch Plassow, Kreis Stolp, Pommern: Kusowo
- Küstrin, Kreis Königsberg (Neumark), Brandenburg: Kostrzyn nad Odrą
- Kutscheborwitz (1936–1945 Birkenhöhe), Kreis Guhrau, Niederschlesien: Chocieborowice
- Kutschkau, Kreis Meseritz, Posen/Brandenburg: Chociszewo
- Kutschlau, Kreis Züllichau-Schwiebus, Brandenburg: Chociule
- Kuttel, Kreis Crossen (Oder), Brandenburg: Kępiny
- Kuttel, Kreis Glatz, Niederschlesien: Kocioł
- Kutten, Kreis Angerburg, Ostpreußen: Kuty
- Kuttlau, Kreis Glogau, Niederschlesien: Kotla
- Kutusow, Kreis Stolp, Pommern: Kotuszewo
- Kutzborn, Kreis Allenstein, Ostpreußen: Studzianek
- Kutzburg, Kreis Ortelsburg, Ostpreußen: Kucbork
- Kutzdorfer Eisenhammer, Kreis Königsberg (Neumark), Brandenburg: Reczyce
- Kutzen (Dorf), Kreis Lyck, Ostpreußen: Kucze
- Kutzen (Gut), Kreis Lyck, Ostpreußen: Kuczki
- Kutzen, Kreis Oletzko/Treuburg, Ostpreußen: Kucze
- Kutzen, Kreis Sensburg, Ostpreußen: Kucze
- Kutzoben (1936–1945 Halden), Kreis Rosenberg, Oberschlesien: Kucoby
- Kybissen (1938–1945 Kibissen), Kreis Johannisburg, Ostpreußen: Kibisy
- Kynau, Kreis Waldenburg, Niederschlesien: Zagórze Śląskie
- Kyschienen, Kreis Neidenburg, Ostpreußen: Kisiny

## L
- Laasan, Kreis Schweidnitz, Niederschlesien: Łażany
- Labab, Kreis Angerburg, Ostpreußen: Łabapa
- Laband, Kreis Tost-Gleiwitz, Oberschlesien: Łabędy
- Labehn, Kreis Lauenburg, Pommern: Łebień
- Labehn, Kreis Stolp, Pommern: Łebień
- Labendzowo (1932–1945 Schwanau), Kreis Rößel, Ostpreußen: Łabędziewo
- Labens (1938–1945 Gulben), Kreis Allenstein, Ostpreußen: Łabędź
- Labenz, Kreis Dramburg, Pommern: Łabędzie
- Labenz, Kreis Lauenburg, Pommern: Łebieniec
- Labenz, Kreis Neustettin, Pommern: Łabędź
- Labes, Kreis Regenwalde, Pommern: Łobez
- Labitsch (1937–1945 Neißenfels), Kreis Glatz, Niederschlesien: Ławica
- Lablack, Kreis Rastenburg, Ostpreußen: Łabławki
- Labschütz, Kreis Militsch, Niederschlesien: Łapczyce
- Labuch (Dorf), Kreis Rößel, Ostpreußen: Łabuchy
- Labuch (Forst), Kreis Rößel, Ostpreußen: Gęsikowo
- Labuhn, Kreis Lauenburg, Pommern: Łebunia
- Labuhn, Kreis Regenwalde, Pommern: Łabuń Wielki
- Labuhn, Kreis Stolp, Pommern: Lubuń
- Labunn, Kreis Lauenburg, Pommern: Łebunia
- Labüssow, Kreis Stolp, Pommern: Łabiszewo
- Lackmedien, Kreis Friedland/Bartenstein, Ostpreußen: Dębiany
- Lackmedier Wald, Kreis Rößel, Ostpreußen: Starodębie
- Ladekopp, Kreis Danzig, Westpreußen: Lubieszewo
- Laggarben, Kreis Gerdauen, Ostpreußen: Garbno
- Lägs, Kreis Preußisch Holland, Ostpreußen: Leżnica
- Lähn, Kreis Löwenberg, Niederschlesien: Wleń
- Lahna, Kreis Neidenburg, Ostpreußen: Łyna
- Lahnamühle, Kreis Neidenburg, Ostpreußen: Łyński Młyn
- Lahse (1937–1945 Mittenwald N. S.): Łazy Wielkie
- Lakellen (1938–1945 Schönhofen (Ostpr.)), Kreis Olecko/Treuburg, Ostpreußen: Lakiele
- Lakendorf: Solnica
- Lallka (1938–1945 Kleinramuck), Kreis Allenstein, Ostpreußen: Lalka
- Lamgarben, Kreis Rastenburg, Ostpreußen: Garbno
- Lämmersdorf, Kreis Arnswalde, Brandenburg/Pommern: Słowin
- Lampersdorf, Kreis Frankenstein, Niederschlesien: Grodziszcze
- Lampersdorf, Kreis Neumarkt, Niederschlesien: Juszczyn
- Lampersdorf, Kreis Oels, Niederschlesien: Mikowice
- Lampersdorf, Kreis Wohlau, Niederschlesien: Zaborów
- Lamsdorf, Kreis Falkenberg, Oberschlesien: Łambinowice
- Landau, Kreis Breslau, Niederschlesien: Kilianów
- Landau, Kreis Rößel, Ostpreußen: Lądek
- Landechow, Kreis Lauenburg, Pommern: Lędziechowo
- Landeck, Bad, Kreis Habelschwerdt, Niederschlesien: Lądek-Zdrój
- Landeck, Kreis Schlochau, Westpreußen/Pommern: Lędyczek
- Landeckermühle, Kreis Schlochau, Westpreußen/Pommern: Prądy
- Landeshut, Niederschlesien: Kamienna Góra
- Landhof, Kreis Stolp, Pommern: Owsianka
- Landkeim, Kreis Rastenburg, Ostpreußen: Łękajny
- Landsberg, Kreis Rosenberg, Oberschlesien: Gorzów Śląski
- Landsberg, Kreis Preußisch Eylau, Ostpreußen: Górowo Iławeckie
- Landsberg an der Warthe, Brandenburg: Gorzów Wielkopolski
- Landskron, Kreis Friedland/Bartenstein, Ostpreußen: Smolanka
- Landsmierz (1936–1945 Neudeich), Kreis Cosel, Oberschlesien: Landzmierz
- Langanken, Kreis Sensburg, Ostpreußen: Langanki
- Langbrück, Kreis Angerburg, Ostpreußen: Dłużec
- Langeböse, Kreis Stolp, Pommern: Pogorzelice
- Lange, Kreis Ohlau, Niederschlesien: Łęg
- Langen, Kreis Belgard, Pommern: Łęgi
- Langenau, Kreis Löwenberg, Niederschlesien: Czernica
- Langenbielau, Kreis Reichenbach (Eulengebirge), Niederschlesien: Bielawa
- Langenbrück, Kreis Habelschwerdt, Niederschlesien: Mostowice
- Langenbrück, Kreis Neustadt, Oberschlesien: Moszczanka
- Langenbrück, Kreis Sensburg, Ostpreußen: Lembruk
- Langendorf, Kreis Neisse, Oberschlesien: Bodzanów
- Langendorf, Kreis Tost-Gleiwitz, Oberschlesien: Wielowieś
- Langendorf, Kreis Friedland/Bartenstein, Ostpreußen: Długa
- Langendorf, Kreis Sensburg, Ostpreußen: Dłużec
- Langeneck, Kreis Rastenburg, Ostpreußen: Kąty
- Langenfeld, Kreis Oststernberg, Brandenburg: Długoszyn
- Langenhagen, Kreis Greifenberg, Pommern: Karcino
- Langenhaken, Kreis Belgard, Pommern: Grądzkie
- Langenöls, Kreis Lauban, Niederschlesien: Olszyna
- Langenöls, Kreis Reichenbach (Eulengebirge), Niederschlesien: Oleszna
- Langenpfuhl, Kreis Oststernberg, Brandenburg: Wielowieś
- Langenreihe, Kreis Preußisch Holland, Ostpreußen: Dłużyna
- Langensee (bis 1910: Kotziolken), Kreis Goldap, Ostpreußen: Kociołki
- Langenwalde, Kreis Ortelsburg, Ostpreußen: Długi Borek
- Langer See: Jezioro Długie
- Langesende, Kreis Greifenberg, Pommern: Świerszczewo
- Langewiese, Kreis Oels, Niederschlesien: Długołęka
- Langfuhr: Wrzeszcz
- Langgut, Kreis Osterode, Ostpreußen: Łęguty
- Langgut Mühle, Kreis Osterode, Ostpreußen: Łęgucki Młyn
- Langhanken, Kreis Friedland/Bartenstein, Ostpreußen: Langanki
- Langheim, Kreis Rastenburg, Ostpreußen: Łankiejmy
- Langheinersdorf, Kreis Sprottau, Niederschlesien: Długie
- Langhelwigsdorf, Kreis Jauer, Niederschlesien: Pogwizdów
- Langhermsdorf, Kreis Freystadt, Niederschlesien: Urzuty
- Langkafel, Kreis Naugard, Pommern: Długołęka
- Langlieben, Kreis Cosel, Oberschlesien: Długomiłowice
- Langmichels, Kreis Gerdauen, Ostpreußen: Michałkowo
- Langsee, Kreis Lyck, Ostpreußen: Długochorzele
- Langstein, Kreis Osterode, Ostpreußen: Łęciny
- Langwäldchen, Kreis Rastenburg, Ostpreußen: Długi Lasek
- Langwalde, Kreis Braunsberg, Ostpreußen: Długobór
- Langwaltersdorf, Kreis Waldenburg, Niederschlesien: Unisław Śląski
- Langwasser, Kreis Löwenberg, Niederschlesien: Chmieleń
- Langwiese, Kreis Heilsberg, Ostpreußen: Długołęka
- Langwiese, Kreis Kreuzburg, Schlesien: Długa
- Lanietz (1936–1945 Hirschgraben), Kreis Cosel, Oberschlesien: Łaniec
- Lanisch, Kreis Breslau, Niederschlesien: Łany
- Lankau, Kreis Namslau, Niederschlesien: Łączay
- Lankow bei Bad Polzin, Kreis Belgard, Pommern: Łąkówko
- Lankow bei Schivelbein, Kreis Belgard, Pommern: Łąkowo
- Lankwitz, Kreis Stolp, Pommern: Łękwica
- Lansk, Kreis Allenstein, Ostpreußen: Rybaki
- Lanskerofen, Kreis Allenstein, Ostpreußen: Łańsk
- Lantow, Kreis Lauenburg, Pommern: Łętowo
- Lantow, Kreis Schlawe, Pommern: Łętowo
- Lanz, Kreis Lauenburg, Pommern: Łęczyce
- Lanzig, Kreis Schlawe, Pommern: Łącko
- Lapienus, Kreis Neidenburg, Ostpreußen: Łapinóż
- Lapkaabfindung, Kreis Allenstein, Ostpreußen: Łapka
- Lapkeim, Kreis Friedland/Bartenstein, Ostpreußen: Łapkiejmy
- Lappenhagen, Gemeinde Lassehne, Kreis Köslin, Pommern: Łopienica
- Larischhof (1936–1945 Alt Larischhof), Kreis Beuthen-Tarnowitz, Oberschlesien: Laryszów
- Lasbeck, Kreis Belgard, Pommern: Łośnica
- Lasbeck, Kreis Regenwalde, Pommern: Łosośnica
- Lasisk (1936–1945 Läsen), Kreis Groß Strehlitz, Oberschlesien: Lasisk
- Lask: Łask
- Lasken, Kreis Sensburg, Ostpreußen: Młynik
- Laskowitz (1937–1945 Markstädt), Kreis Breslau, Niederschlesien: Laskowice Oławskie
- Laskowitz (1936–1945 Kiefernwalde), Kreis Rosenberg, Oberschlesien: Laskowice
- Laskowitz (1942–1945 Lassewitz), Kreis Schwetz, Westpreußen: Laskowice
- Lassehne, Kreis Köslin, Pommern: Łasin Koszaliński
- Lassoky (1936–1945 Weidenmoor), Kreis Ratibor, Oberschlesien: Lasaki
- Lassoth (1936–1945 Grünfließ), Kreis Neisse, Oberschlesien: Lasocice
- Laßwitz (1936–1945 Höhendorf), Kreis Grottkau, Oberschlesien: Lasowice
- Laßwitz (1936–1945 Hohenschanz), Kreis Neustadt, Oberschlesien: Laskowice
- Laßwitz, Kreis Lissa, Posen: Lasocice
- Laszmiaden (1936–1938 Laschmiaden, 1938–1945 Laschmieden), Kreis Lyck, Ostpreußen: Łaśmiady
- Latscha (1936–1945 Föhrengrund), Kreis Tost-Gleiwitz, Oberschlesien: Łącza
- Latzig, Gemeinde Lubben, Kreis Rummelsburg, Pommern: Laski
- Latzig, Kreis Belgard, Pommern: Laski
- Latzig, Kreis Köslin, Pommern: Laski Koszalińskie
- Latzig, Kreis Schlawe, Pommern: Laski
- Latzig, Kreis Deutsch Krone, Westpreußen/Pommern: Laski Wałeckie
- Lauban, Niederschlesien: Lubań
- Laubegast, Kreis Glogau, Niederschlesien: Lubogoszcz
- Laubnitz, Kreis Sorau, Brandenburg: Lubanice
- Laubnitz, Kreis Frankenstein, Niederschlesien: Lubanice
- Laubow, Kreis Reppen, Brandenburg: Lubów
- Laubsky (1935–1945 Lauben), Kreis Oels, Niederschlesien: Lubska
- Lauchstädt, Kreis Friedeberg (Neumark), Brandenburg/Pommern: Ługi
- Lauck, Kreis Preußisch Holland, Ostpreußen: Ławki
- Lauen, Kreis Wollin, Pommern: Lewno
- Lauenburg, Pommern: Lębork
- Lauenhof, Kreis Braunsberg, Ostpreußen: Łojewo
- Launau (Dorf), Kreis Heilsberg, Ostpreußen: Łaniewo
- Launau (Forst), Kreis Heilsberg, Ostpreußen: Łaniewo-Leśnictwo
- Launingken (1938–1945 Sanden), Kreis Darkehmen/Angerapp, Ostpreußen: Ołownik
- Laurahütte: Siemianowice
- Laurashof, Kreis Heiligenbeil, Ostpreußen: Nowota
- Laurienen, Stadt Bartenstein, Ostpreußen: Wawrzyny
- Lausitzer Neiße: Nysa Łużycka
- Lauskowe (1936–1945 Waldhöh), Kreis Militsch, Niederschlesien: Laskowa
- Lautenburg: Lidzbark
- Lautens, Kreis Osterode, Ostpreußen: Łutynowo
- Lauterbach, Kreis Görlitz, Niederschlesien: Gozdanin
- Lauterbach, Kreis Habelschwerdt, Niederschlesien: Goworów
- Lauterbach, Kreis Reichenbach (Eulengebirge), Niederschlesien: Sieniawka
- Lauterbach, Kreis Heiligenbeil, Ostpreußen: Mędrzyki
- Lauterhagen, Kreis Heilsberg, Ostpreußen: Samolubie
- Lautern, Kreis Rößel, Ostpreußen: Lutry
- Lauterseiffen, Kreis Löwenberg, Niederschlesien: Bielanka
- Lauterwalde, Kreis Heilsberg, Ostpreußen: Samborek
- Lawaldau, Kreis Grünberg, Niederschlesien: Racula
- Lawden, Kreis Heilsberg, Ostpreußen: Lauda
- Lawken (1938–1945 Lauken), Kreis Lötzen, Ostpreußen: Ławki
- Lawnilassek (1938–1945 Zieglershuben), Kreis Sensburg, Ostpreußen: Ławny Lasek
- Laxdoyen, Kreis Rastenburg, Ostpreußen: Łazdoje
- Layß, Kreis Braunsberg, Ostpreußen: Łajsy
- Layß, Kreis Neidenburg, Ostpreußen: Łajs
- Lazy: Łazy
- Lebbin, Kreis Greifenberg, Pommern: Lubin
- Lebbin, Kreis Usedom-Wollin, Pommern: Lubin
- Lebeckenhof, Gemeinde Güdenhagen, Kreis Köslin, Pommern: Łubniki
- Lebehnke, Kreis Deutsch Krone, Westpreußen/Pommern: Stara Łubianka
- Leboschowitz (1936–1945 Kleingarben), Kreis Tost-Gleiwitz, Oberschlesien: Leboszowice
- Leckow, Kreis Belgard, Pommern: Lekowo
- Lederose, Kreis Neumarkt, Niederschlesien: Różana
- Leedeborn, Kreis Breslau, Niederschlesien: Grabiszynek
- Leegen, Kreis Lyck, Ostpreußen: Lega
- Legahof, Kreis Oletzko/Treuburg, Ostpreußen: Lesk
- Legden, Kreis Preußisch Eylau, Ostpreußen: Lejdy
- Legelsdorf, Kreis Neustadt, Oberschlesien: Ogiernicze
- Legienen, Kreis Friedland/Bartenstein, Ostpreußen: Leginy
- Legienen, Kreis Rößel, Ostpreußen: Leginy
- Lehde: Trzciniec Dolny
- Lehlesken, Kreis Ortelsburg, Ostpreußen: Leleszki
- Lehmanen, Kreis Ortelsburg, Ostpreußen: Lemany
- Lehmannsgut, Kreis Osterode, Ostpreußen: Cibory
- Lehnarten, Kreis Oletzko/Treuburg, Ostpreußen: Lenarty
- Lehwaldsruh, Kreis Friedland/Bartenstein, Ostpreußen: Masuńskie Włóki
- Leichholz, Kreis Weststernberg, Brandenburg: Drzewce
- Leikow, Kreis Kolberg-Körlin, Pommern: Łykowo
- Leikow, Kreis Schlawe, Pommern: Lejkowo
- Leikower Mühle, Gemeinde Leikow, Kreis Schlawe, Pommern: Lejkówko
- Leimbrink, Kreis Usedom-Wollin, Pommern: Granik
- Leimerwitz, Kreis Leobschütz, Oberschlesien: Ludmierzyce
- Leimnitz, Gemeinde Kuckädel, Kreis Crossen (Oder), Brandenburg: Lubnica
- Leimnitz, Kreis Züllichau-Schwiebus, Brandenburg: Glińsk
- Leinbach, Gemeinde Bast, Kreis Köslin, Pommern: Ziębrze
- Leine, Kreis Pyritz, Pommern: Linie
- Leip, Kreis Osterode, Ostpreußen: Lipowo
- Leipe, Kreis Frankenstein, Niederschlesien: Lipa
- Leipe, Kreis Jauer, Niederschlesien: Lipa
- Leipe-Petersdorf, Kreis Breslau, Niederschlesien: Lipa Piotrowska
- Leipitz, Gemeinde Leipitz-Sadewitz, Kreis Strehlen, Niederschlesien: Lipowa
- Leipnitz, Kreis Wohlau, Niederschlesien: Lipnica
- Leippa (1936–1945 Selingersruh), Kreis Rothenburg, Niederschlesien: Lipna
- Leipzig: Lipnik
- Leisersdorf, Kreis Goldberg, Niederschlesien: Uniejowice
- Leisewitz, Kreis Ohlau, Niederschlesien: Lizawice
- Leisnitz, Kreis Leobschütz, Oberschlesien: Lisięcice
- Leißen, Kreis Allenstein, Ostpreußen: Łajsy
- Leißnersberg, Gemeinde Schnellwalde, Kreis Mohrungen, Ostpreußen: Duba
- Leißow, Kreis Weststernberg, Brandenburg: Lisów
- Leißower Mühle, Gemeinde Leißow, Kreis Weststernberg, Brandenburg: Lisówek
- Leisten, Gemeinde Wiese, Kreis Preußisch Holland, Ostpreußen: Liszki
- Leitersdorf, Kreis Crossen (Oder), Brandenburg: Sycowice
- Leitnerswalde, Kreis Rastenburg, Ostpreußen: Osikowo
- Leitznitz: Liśnica (Fluss)
- Lekartow (1936–1945 Mettich), Kreis Ratibor, Oberschlesien: Lekartów
- Lekitten, Kreis Rößel, Ostpreußen: Lekity
- Lemitten, Kreis Heilsberg, Ostpreußen: Limity
- Lendzin (1936–1945 Lenzen), Kreis Oppeln, Oberschlesien: Lędziny
- Lengainen, Kreis Allenstein, Ostpreußen: Łęgajny
- Lengen, Kreis Preußisch Eylau, Ostpreußen: Łęg
- Lengkupchen (1938–1945 Lengenfließ): Lenkupie
- Lengowen (1938–1945 Lengau), Kreis Oletzko/Treuburg, Ostpreußen: Łęgowo
- Lenkau (1936–1945 Wolfswiesen), Kreis Cosel, Oberschlesien: Łąki Kozielskie
- Lenke, Kreis Rosenberg, Oberschlesien: Łąka
- Lenschütz, Kreis Cosel, Oberschlesien: Łężce
- Lentag, Kreis Sensburg, Ostpreußen: Łętowo
- Lentschütz: Łęczyca
- Lentzienen, Kreis Ortelsburg, Ostpreußen: Wólka Szczycieńska
- Lenzen, Kreis Belgard, Pommern: Łęczno
- Lenzen, Kreis Elbing, Westpreußen/Ostpreußen: Łęcze
- Lenzenbruch, Kreis Arnswalde, Brandenburg/Pommern: Lubiewko
- Lenzkeim, Kreis Rastenburg, Ostpreußen: Łęsk
- Leobschütz, Oberschlesien: Głubczyce
- Leopoldsberg, Gemeinde Birkowitz/Birkental, Kreis Oppeln, Oberschlesien: Chwałkowice
- Leopoldsdorf, Kreis Falkenberg, Oberschlesien: Borek
- Leopoldshain, Kreis Görlitz, Niederschlesien: Łagów
- Leppin, Gemeinde Rogzow, Kreis Kolberg-Körlin, Pommern: Lepino
- Lerche, Gemeinde Rottnow, Kreis Greifenberg, Pommern: Skowrony
- Lerchenborn, Kreis Lüben, Niederschlesien: Gorzyca
- Lerchenfeld, Kreis Neisse, Oberschlesien: Skowronków
- Lerchenhain: Włodisław
- Leschaken, Kreis Osterode, Ostpreußen: Lesiak Ostródzki
- Leschakmühle, Kreis Löbau/Neumark, Westpreußen: Lesiak
- Leschczin: Czerwionka-Leszczyny
- Leschienen, Kreis Sensburg, Ostpreußen: Lesiny
- Leschna (1936–1945 Mühlendorf), Kreis Rosenberg, Oberschlesien: Leśna
- Leschnicken (1938–1945 Kleinheinrichstal), Kreis Oletzko/Treuburg, Ostpreußen: Leśniki
- Leschnig (1936–1945 Hegerswalde), Kreis Neustadt, Oberschlesien: Leśnik
- Leschnitz (1936–1945 Bergstadt), Kreis Groß Strehlitz, Oberschlesien: Leśnica
- Leschno, Forst (1938 Klein Leschno, 1939-1945 Leschnau, Forst), Kreis Allenstein, Ostpreußen: Leszno Małe
- Leschwitz, Ortsteil von Parchwitz, Kreis Liegnitz, Niederschlesien: Lisowice in Prochowice
- Leslau: Włocławek
- Lessaken, Kreis Stolp, Pommern: Lesiaki
- Lessen: Łasin
- Lestin, Kreis Kolberg-Körlin, Pommern: Leszczyn
- Lettberg, Kreis Gnesen, Posen: Lednogóra
- Lettnin, Kreis Pyritz, Pommern: Letnin
- Leubel, Kreis Guhrau, Niederschlesien: Lubiel
- Leuber, Kreis Neustadt, Oberschlesien: Lubrza
- Leubus, Kreis Wohlau, Niederschlesien: Lubiąż
- Leubusch, Kreis Brieg, Niederschlesien: Lubsza
- Leuchten, Kreis Oels, Niederschlesien: Lucień, heute Stadtteil von Oleśnica (Oels)
- Leunenburg, Kreis Rastenburg, Ostpreußen: Sątoczno
- Leuppusch, Kreis Grottkau, Oberschlesien: Lubcz
- Leuthen, Kreis Sorau, Brandenburg: Lutol
- Leuthen, Kreis Habelschwerdt, Niederschlesien: Lutynia
- Leuthen, Kreis Neumarkt, Niederschlesien: Lutynia
- Leuthen, Kreis Sprottau, Niederschlesien: Lutynka
- Leutmannsdorf, Kreis Schweidnitz, Niederschlesien: Lutomia Dolna und Lutomia Górna
- Lewetzow, Kreis Greifenberg, Pommern: Lewice
- Lewin (1938–1945 Hummelstadt), Kreis Glatz, Niederschlesien: Lewin Kłodzki
- Leynau (1938–1945 Leinau), Kreis Allenstein, Ostpreußen: Linowo
- Leynau (1938–1945 Leinau), Kreis Ortelsburg, Ostpreußen: Linowo
- Leyßen (1928–1945 Leissen), Kreis Allenstein, Ostpreußen: Łajsy
- Liatkawe (1937–1945 Laubendorf), Kreis Militsch, Niederschlesien: Latkowa
- Libau (1875–1919, 1939–1940): Łubowo
- Libischau (1936–1945 Liebenbach), Kreis Cosel, Oberschlesien: Lubieszów
- Lichinia (1936–1945 Lichtenforst), Kreis Cosel, Oberschlesien: Lichynia
- Lichtenau, Kreis Braunsberg, Ostpreußen: Lechowo
- Lichtenau, Kreis Lauban, Niederschlesien: Zaręba
- Lichtenberg, Kreis Zittau, Sachsen: Jasna Góra
- Lichtenberg, Kreis Grottkau, Oberschlesien: Kolnica
- Lichtenfeld, Kreis Heiligenbeil, Ostpreußen: Lelkowo
- Lichtenhagen, Kreis Rößel, Ostpreußen: Ustnik
- Lichtenhagen, Kreis Schlochau, Westpreußen/Pommern: Ględowo
- Lichtenwalde, Kreis Habelschwerdt, Niederschlesien: Poręba
- Lichtwalde, Kreis Braunsberg, Ostpreußen: Wyrębiska
- Liebau, Kreis Landeshut, Niederschlesien: Lubawka
- Liebemühl, Kreis Osterode, Ostpreußen: Miłomłyn
- Lieben, Kreis Weststernberg, Brandenburg: Lubień
- Liebenau, Kreis Braunsberg, Ostpreußen: Lubnowo
- Liebenau, Kreis Frankenstein, Niederschlesien: Lubnów
- Liebenau, Kreis Liegnitz, Niederschlesien: Lubień
- Liebenau, Kreis Oppeln, Oberschlesien: Lubnów
- Liebenau, Kreis Preußisch Holland, Ostpreußen: Miłosna
- Liebenau, Kreis Wohlau. Niederschlesien: Lubnów
- Liebenau, Kreis Züllichau-Schwiebus, Brandenburg: Lubrza
- Liebenberg, Kreis Ortelsburg, Ostpreußen: Klon
- Liebenfelde, Kreis Soldin, Brandenburg: Nawrocko
- Liebenhain, Kreis Groß Strehlitz, Oberschlesien: Barut
- Liebenow, Kreis Arnswalde, Brandenburg/Pommern: Lubieniów
- Liebenow, Kreis Landsberg (Warthe), Brandenburg: Lubno
- Liebenow, Kreis Greifenhagen, Pommern: Lubanowo
- Liebenower Mühle, Gemeinde Liebenow, Kreis Landsberg (Warthe), Brandenburg: Lubienko
- Liebenstein, Gemeinde Lieben, Kreis Weststernberg, Brandenburg: Lubocin
- Liebenstein, Gemeinde Mühlbock, Kreis Züllichau-Schwiebus, Brandenburg: Gódrek
- Liebenthal, Kreis Löwenberg, Niederschlesien: Lubomierz
- Liebenthal, Kreis Militsch, Niederschlesien: Luboradów
- Liebenthal, Kreis Braunsberg, Ostpreußen: Lubianka
- Liebenzig, Kreis Freystadt, Niederschlesien: Lubięcin
- Liebersdorf, Kreis Waldenburg, Niederschlesien: Lubomin
- Liebeseele, Kreis Usedom-Wollin, Pommern: Lubiewo
- Liebesitz, Kreis Guben, Brandenburg: Luboszyce
- Liebethal, Kreis Breslau, Niederschlesien: Brzeście
- Liebgen, Kreis Bütow, Pommern: Lipieniec
- Liebhausen, Kreis Preußisch Eylau, Ostpreußen: Kicina
- Liebichau, Kreis Bunzlau, Niederschlesien: Lubków
- Liebichau, Kreis Sprottau, Niederschlesien: Lubiechów
- Liebichau, Kreis Waldenburg, Niederschlesien: Lubiechów
- Liebnicken, Kreis Preußisch Eylau, Ostpreußen: Lipniki
- Liebrode, Stadt Liebemühl, Kreis Osterode, Ostpreußen: Zacisze
- Liebschau: Lubiszewo Tczewskie
- Liebschütz, Kreis Freystadt, Niederschlesien: Lubieszów
- Liebsee, Stadt Riesenburg, Kreis Rosenberg, Westpreußen/Ostpreußen: Liwiec
- Liebsen, Kreis Sprottau, Niederschlesien: Lubieszów
- Liebsgen, Kreis Sorau, Brandenburg: Lipsk Żarski
- Liebstadt, Kreis Mohrungen, Ostpreußen: Miłakowo (oder Libsztat)
- Liebthal, Kreis Crossen (Oder), Brandenburg: Lubiatów
- Liebuch, Kreis Meseritz, Posen/Brandenburg: Lubikowo
- Liebwalde, Kreis Mohrungen, Ostpreußen: Lubochowo
- Liednitz, Gemeinde Neu Limburg, Kreis Brieg, Niederschlesien: Lednica
- Liegen, Kreis Osterode, Ostpreußen: Ligi
- Liegensow (?–1945 Lerchenbusch), Gemeinde Groß Borek/Brückenort, Kreis Rosenberg, Oberschlesien: Ligęzów
- Liegetrocken, Kreis Goldap, Ostpreußen: Łobody
- Liegnitz, Niederschlesien: Legnica
- Liekeim, Kreis Friedland/Bartenstein, Ostpreußen: Nalikajmy
- Lienken, Kreis Randow/Ueckermünde, Pommern: Linki
- Liepen, Kreis Stolp, Pommern: Lipno
- Liepenberg, Gemeinde Latzig, Kreis Belgard, Pommern: Lipiny
- Liependorf, Kreis Friedeberg (Neumark), Brandenburg/Pommern: Lipno
- Liepenhof, Stadt Neustettin, Kreis Neustettin, Pommern: Lipnica
- Liepz, Kreis Belgard, Pommern: Lipce
- Liergrund, Gemeinde Hausdorf, Kreis Glatz, Niederschlesien: Sobków
- Liesegar, Kreis Sorau, Brandenburg: Lisia Góra
- Liesken, Kreis Friedland/Bartenstein, Ostpreußen: Liski
- Ließau: Lisewo Malborskie
- Lietzow, Kreis Regenwalde, Pommern: Lisowo
- Liewenberg, Kreis Heilsberg, Ostpreußen: Miłogórze
- Lilienhof, Gemeinde Hölkewiese, Kreis Rummelsburg, Pommern: Klęczkowo
- Lilienthal, Kreis Braunsberg, Ostpreußen: Białczyn
- Lilienthal, Stadt Breslau, Niederschlesien: Poświętne
- Lilienthal, Kreis Militsch, Niederschlesien: Lelików
- Lilienthal, Kreis Braunsberg, Ostpreußen: Białczyn
- Limbach, Kreis Meseritz, Posen/Brandenburg: Samsonki
- Limbrechtshof, Kreis Schlawe, Pommern: Darskowo
- Limbsee, Kreis Rosenberg, Westpreußen/Ostpreußen: Limża
- Linaberg, Stadt Drossen, Kreis Weststernberg, Brandenburg: Kochań
- Lindau, Kreis Freystadt, Niederschlesien: Gołaszyn
- Linde, Kreis Flatow, Westpreußen/Pommern; Lipka
- Linde, Kreis Greifenhagen, Pommern: Dłusko Gryfiński
- Linde, Kreis Lyck, Ostpreußen: Lipinka
- Linde, Kreis Neustadt, Westpreußen: Linia
- Linde, Kreis Neustettin, Pommern: Borne Sulinowo
- Linden, Kreis Brieg, Niederschlesien: Lipki
- Linden, Kreis Bunzlau, Niederschlesien: Lipiany
- Linden, Kreis Glogau, Niederschlesien: Lipinki
- Lindenau, Kreis Danzig, Westpreußen: Lipinka
- Lindenau, Kreis Gerdauen, Ostpreußen: Lipica
- Lindenau, Kreis Grottkau, Oberschlesien: Lipniki
- Lindenau, Kreis Heiligenbeil, Ostpreußen: Lipowina
- Lindenau, Kreis Landeshut, Niederschlesien: Lipienica
- Lindenau, Kreis Osterode, Ostpreußen: Lipówka
- Lindenberg, -Ost, Kreis Ortelsburg, Ostpreußen: Lipowa Góra Wschodnia
- Lindenberg, -West, Kreis Ortelsburg, Ostpreußen: Lipowa Góra Zachodnia
- Lindenberg (bei Hohenstein), Kreis Osterode, Ostpreußen: Lipowa Góra
- Lindenberg (bei Osterode), Kreis Osterode, Ostpreußen: Lipowiec
- Lindenberg, Kreis Rößel, Ostpreußen: Lipowa Góra
- Lindenbusch: Lipce
- Lindendorf, Kreis Sensburg, Ostpreußen: Lipowo
- Lindenhain, Kreis Allenstein, Ostpreußen: Lipniak
- Lindenhof, Kreis Lötzen, Ostpreußen: Lipowy Dwór
- Lindenhof, Kreis Oletzko, Treuburg, Ostpreußen: Lipkowo
- Lindenvorwerk, Kreis Neustadt, Oberschlesien: Lipy
- Lindenwalde, Kreis Osterode, Ostpreußen: Lipowo Kurkowskie
- Linderode, Kreis Sorau, Brandenburg: Lipinki Łużyckie
- Lindewiese, Kreis Neisse, Oberschlesien: Lipowa
- Lindmannsdorf, Kreis Braunsberg, Ostpreußen: Wola Lipecka
- Lindow, Kreis Oststernberg, Brandenburg: Lędów
- Lindow, Kreis Greifenhagen, Pommern: Lubicz
- Lindow, Kreis Stolp, Pommern: Lędowo
- Lindwald, Kreis Braunsberg, Ostpreußen: Lipówka
- Lindwerder, Kreis Landsberg (Warthe), Brandenburg: Łąkomin
- Lingenau, Kreis Heilsberg, Ostpreußen: Łęgno
- Linglack, Kreis Rößel, Ostpreußen: Łędławki
- Lingwarowen (1938–1945 Berglingen): Łęgwarowo
- Linkenau, Kreis Mohrungen, Ostpreußen: Leszczynka
- Linkswinkel: Linecki Róg
- Lipiensken (1927–1945 Lindenwiese), Kreis Lötzen, Ostpreußen: Lipińskie
- Lipinsken, Ksp. Klaussen (1935–1945 Seebrücken), Kreis Lyck, Ostpreußen: Lipińskie
- Lipinsken, Ksp. Ostrokollen (1935–1945 Lindenfließ), Kreis Lyck, Ostpreußen: Lipińskie Małe
- Lipinsken (1938–1945 Eschenried (Ostpr.)), Kreis Johannisburg, Ostrpeußen: Lipińskie
- Lipniak bei Farienen (1938–1945 Lindenheim), Kreis Ortelsburg, Ostpreußen: Lipniak
- Lipniak bei Liebenberg (1938–1945 Friedrichshagen), Kreis Ortelsburg, Ostpreußen: Kilimany
- Lipnicken, Kreis Neidenburg, Ostpreußen: Lipniki
- Lipnik (1938–1945 Falkenhöhe), Kreis Johannisburg, Ostpreußen: Lipnik
- Lipnik (1938–1945 Jägerforst), Kreis Ortelsburg, Ostpreußen: Lipnik
- Lipowen (1928–1945 Lindenheim), Kreis Lötzen, Ostpreußen: Lipowo
- Lipowo (1933–1945 Lindenhorst), Kreis Rößel, Ostpreußen: Lipowo
- Lippau, Kreis Neidenburg, Ostpreußen: Lipowo
- Lippehne: Lipiany
- Lippen, Kreis Falkenberg, Oberschlesien: Lipno
- Lischijami (1938–1945 Abbau Dorren), Kreis Johannisburg, Ostpreußen: Lisie Jamy
- Lischnitz, Kreis Lauenburg, Pommern: Leśnice
- Lisettenhof, Kreis Braunsberg, Ostpreußen: Elżbiecin
- Lisettenhof, Kreis Heilsberg, Ostpreußen: Gościechowo
- Lisken, Kreis Johannisburg, Ostpreußen: Liski
- Lissa (Deutsch Lissa, Breslau-Lissa): Wrocław-Leśnica
- Lissa (Kr. Görlitz): Lasów
- Lissa (Polnisch Lissa): Leszno
- Lissaken (1938–1945 Drugen), Kreis Johannisburg, Ostpreußen: Lisaki
- Lissaken (1938–1945 Talhöfen), Kreis Neidenburg, Ostpreußen: Łysakowo
- Lissen, Kreis Angerburg, Ostpreußen: Lisy
- Lissen (1938–1945 Dünen), Kreis Johannisburg, Ostpreußen: Lisy
- Lissuhnen (1936–1945 Lißuhnen), Kreis Sensburg, Ostpreußen: Lisunie
- Lissuhnen, Forsthaus, Kreis Sensburg, Ostpreußen: Lisiny
- Littfinken, Kreis Neidenburg, Ostpreußen: Litwinki
- Löbau, Westpreußen: Lubawa
- Löbelshof, Kreis Lyck, Ostpreußen: Chojniak
- Lobkowitz (1936–1945 Jägershausen), Kreis Neustadt, Oberschlesien: Łowkowice
- Lobris, Kreis Jauer, Niederschlesien: Luboradz
- Locken, Kreis Osterode, Ostpreußen: Łukta
- Löcknick, Kreis Gerdauen, Ostpreußen: Łęknica
- Lodigowen (1938–1945 Ludwigshagen), Kreis Johannisburg, Ostpreußen: Łodygowo
- Lodz (1939–1940 Lodsch, 1940–1945 Litzmannstadt): Łódź
- Logdau, Kreis Neidenburg, Ostpreußen: Łogdowo
- Lohnau, Kreis Cosel, Oberschlesien: Łany
- Lohnia (1936–1945 Hubenland), Kreis Tost-Gleiwitz, Oberschlesien: Łany
- Loitz, Kreis Stolp, Pommern: Łysomice
- Lojow, Kreis Stolp, Pommern: Łojewo
- Lokau, Kreis Rößel, Ostpreußen: Tłokowo
- Löllhöfel, Kreis Pyritz, Pommern: Lipki
- Lomnitz, Kreis Görlitz, Niederschlesien: Łomnica
- Lomnitz, Kreis Hirschberg, Niederschlesien: Łomnica
- Lomnitz (1936–1945 Gnadenkirch), Kreis Rosenberg, Oberschlesien: Łomnica
- Lomno, Kreis Neidenburg, Ostpreußen: Łomno
- Long (1942–1945 Schönhain): Łąg
- Lonschnik (1936–1945 Wiesengrund), Kreis Neustadt, Oberschlesien: Łącznik
- Lontzig, Kreis Ortelsburg, Ostpreußen: Łąck Wielki
- Looskeim, Kreis Gerdauen, Ostpreußen: Łoskajmy
- Lopkeim, Kreis Osterode, Ostpreußen: Łopkajny
- Loppnow, Kreis Greifenberg, Pommern: Łopianów
- Lona-Lany (1936–1945 Wieshuben), Kreis Tost-Gleiwitz, Oberschlesien: Łany Wielkie
- Lorenzdorf, Kreis Neustadt, Oberschlesien: Wawrzyńcowice
- Lorzendorf, Kreis Breslau, Niederschlesien: Wawrzeńczyce
- Lorzendorf, Kreis Namslau, Niederschlesien: Woskowice Małe
- Loschkeim, Kreis Friedland/Bartenstein, Ostpreußen: Łoskajmy
- Löschney (1937–1945 Talheim): Leśna
- Losendorf, Kreis Stuhm, Westpreußen/Ostpreußen: Łoza
- Losgehnen, Kreis Friedland/Bartenstein, Ostpreußen: Lusiny
- Lossen, Kreis Brieg, Niederschlesien: Łosiów
- Lossin, Kreis Stolp, Pommern: Łosino
- Loszainen (1936–1945 Loßainen), Kreis Rößel, Ostpreußen: Łężany
- Lotterbach, Kreis Braunsberg, Ostpreußen: Niedbałki
- Lotterfeld, Kreis Braunsberg, Ostpreußen: Łoźnik
- Lottin, Kreis Neustettin, Pommern: Lotyń
- Lötzen (Masuren, Ostpreußen): Giżycko (oder Lec, Łuczany)
- Louisenhof, Kreis Belgard, Pommern: Radzewo
- Louisenhof, Kreis Friedland/Bartenstein, Ostpreußen: Łobzowo
- Louisenhof, Kreis Neustettin, Pommern: Myślęcin
- Louisenhof, Kreis Preußisch Eylau, Ostpreußen: Meszniak
- Louisenhof, Kreis Rastenburg, Ostpreußen: Podlasie
- Louisenhof bei Kuhtz, Kreis Schlawe, Pommern: Krzekoszewo
- Louisenhof bei Latzig, Kreis Schlawe: Miłobądz
- Louisenhof bei Peest, Kreis Schlawe: Niesiedlin
- Louisenthal, Kreis Ortelsburg, Ostpreußen: Zazdrość
- Louisenthal, Kreis Rastenburg, Ostpreußen: Cegielnia
- Löwen, Kreis Brieg, Niederschlesien: Lewin Brzeski
- Löwenberg, Niederschlesien: Lwówek Śląski
- Löwenstein, Kreis Gerdauen, Ostpreußen: Lwowiec
- Löwenstein, Kreis Frankenstein, Niederschlesien: Koziniec
- Löwitz, Kreis Leobschütz, Oberschlesien: Lewice
- Lowkowitz (1936–1945 Bienendorf), Kreis Kreuzburg, Oberschlesien: Łowkowice
- Lowoschau (1936–1945 Lauschen), Kreis Rosenberg, Oberschlesien: Łowoszów
- Loyden, Kreis Friedland/Bartenstein, Ostpreußen: Łojdy
- Loyen, Kreis Goldap, Ostpreußen: Łoje
- Loyen, Kreis Lyck, Ostpreußen: Łoje
- Lubainen, Kreis Osterode, Ostpreußen: Lubajny
- Luban: Luboń
- Lubben, Kreis Rummelsburg, Pommern: Łubno
- Lübchen, Kreis Guhrau, Niederschlesien: Lubów
- Lübchow, Kreis Kolberg-Körlin, Pommern: Lubiechowo
- Lubek (1936–1945 Borkental), Kreis Tost-Gleiwitz, Oberschlesien: Łubki
- Luben, Kreis Braunsberg, Ostpreußen: Lubień
- Lüben, Niederschlesien: Lubin
- Lübgust, Kreis Neustettin, Pommern: Lubogoszcz
- Lubie (1936–1945 Hohenlieben), Kreis Tost-Gleiwitz, Oberschlesien: Łubie
- Lubjewen (1938–1945 Grünbruch), Kreis Sensburg, Ostpreußen: Lubiewo
- Lublinitz: Lubliniec
- Lüblow, Kreis Lauenburg, Pommern: Lublewo Lęborskie
- Luboschütz (1936–1945 Liebtal), Kreis Oppeln, Oberschlesien: Luboszyce
- Lübow, Kreis Saatzig, Pommern: Lubowo
- Lubowitz, Kreis Ratibor, Oberschlesien: Łubowice
- Lubowo: Łubowo
- Lubschau, Kreis Lublinitz: Lubsza
- Lübsow, Kreis Greifenberg, Pommern: Lubieszewo
- Lübtow, Kreis Lauenburg, Pommern: Lubiatowo
- Lübtow, Kreis Pyritz, Pommern: Lubiatowo
- Lübzin, Kreis Naugard, Pommern: Lubczyna
- Lübzow, Kreis Stolp, Pommern: Lubuczewo
- Lüchenthin, Kreis Cammin, Pommern: Łukęcin
- Lucka (1938–1945 Luckau (Ostpr.)), Kreis Ortelsburg, Ostpreußen: Łuka
- Lückerwitz, Kreis Trebnitz, Niederschlesien: Ludgierzowice
- Lucknainen, Kreis Sensburg, Ostpreußen: Łuknajno
- Lucknitz, Kreis Neustettin, Pommern: Łeknica
- Lüdtkenfürst, Kreis Heiligenbeil, Ostpreußen: Lutkowo
- Lüdtkenkamp, Gemeinde Sydow, Kreis Schlawe, Pommern: Kępiec
- Ludwigsbau, Kreis Cammin, Pommern: Kukań
- Ludwigsdorf, Kreis Glatz, Niederschlesien: Ludwikowice Kłodzkie
- Ludwigsdorf, Kreis Goldberg, Niederschlesien: Chrośnica
- Ludwigsdorf, Kreis Hirschberg, Niederschlesien: Chromiec
- Ludwigsdorf, Kreis Kreuzburg, Oberschlesien: Biadacz
- Ludwigsdorf, Kreis Löwenberg, Niederschlesien: Chmielno
- Ludwigsdorf, Kreis Neisse, Oberschlesien: Charbielin
- Ludwigsdorf, Kreis Oels, Niederschlesien: Bystre
- Ludwigsdorf, Kreis Osterode, Ostpreußen: Łodwigowo
- Ludwigsdorf, Kreis Schweidnitz, Niederschlesien: Bojanice
- Ludwigsgabe, Kreis Preußisch Eylau, Ostpreußen: Sądki
- Ludwigshof, Kreis Preußisch Eylau, Ostpreußen: Suszyna
- Ludwigshof, Kreis Rößel, Ostpreußen: Ludwikowo
- Ludwigshof, Kreis Sensburg, Ostpreußen: Śmietki Małe
- Ludwigshöhe, Kreis Gerdauen, Ostpreußen: Piskorze
- Ludwigshorst: Taczaly
- Ludwigslust, Kreis Arnswalde, Brandenburg/Pommern: Ostrożyce
- Ludwigslust, Kreis Löbau/Neumark, Westpreußen: Bagno
- Ludwigslust, Kreis Stolp, Pommern: Sąborze
- Ludwigsmühl, Kreis Rößel, Ostpreußen: Młyńczysko
- Ludwigsmühle, Kreis Heilsberg, Ostpreußen: Ludwikowo
- Ludwigsruh, Kreis Landsberg (Warthe), Brandenburg: Lubiszyn
- Ludwigsthal, Kreis Lublinitz: Piasek
- Ludwigswunsch, Gemeinde Kranzin, Kreis Arnswalde, Brandenburg/Pommern: Sobolewo
- Luggewiese, Kreis Lauenburg, Pommern: Lubowidz
- Lugknitz: Łęknica
- Lugnian (1936–1945 Lugendorf), Kreis Oppeln, Oberschlesien: Łubniany
- Lugnian Dombrowka (1936–1945 Lugendorf Eichen), Kreis Oppeln, Oberschlesien: Dąbrówka Łubniańska
- Luisenberg, Kreis Osterode, Ostpreußen: Szklarnia
- Luisenhof, Kreis Angerburg, Ostpreußen: Żywki Małe
- Luisenhof, Kreis Pyritz, Pommern: Lucin
- Luisenhof, Kreis Schlawe, Pommern: Małomierz
- Luisenthal, Kreis Osterode, Ostpreußen: Nowy Folwark
- Lülfitz: Lulewice
- Lüllemin, Kreis Stolp, Pommern: Lulemino
- Lümzow, Kreis Neustettin, Pommern: Łomczewo
- Lunau, Kreis Braunsberg, Ostpreußen: Łunowo
- Lupinenfelde, Gemeinde Krampe, Kreis Stolp, Pommern: Łupiny
- Lupinenhof: Łupiny
- Lupken, Kreis Johannisburg, Ostpreußen: Łupki
- Lupow (Fluss): Łupawa
- Lupow, Kreis Stolp, Pommern: Łupawa
- Lüptow, Kreis Köslin, Pommern: Lubiatowo
- Lusin (1942–1943 Freienau, 1943–1945 Lintzau): Luzino
- Lüssen, Kreis Neumarkt, Niederschlesien: Lusina
- Lüsskow, Kreis Wollin, Pommern: Łuskowo
- Lustebuhr, Kreis Kolberg-Körlin, Pommern: Włościbórz
- Luttken, Kreis Osterode, Ostpreußen: Lutek
- Lüttkenhagen, Kreis Cammin, Pommern: Krzepocin
- Lüttkenhagen, Kreis Naugard, Pommern: Tarnówko
- Lutzig: Stare Ludzicko
- Luzeinen, Kreis Osterode, Ostpreußen: Lusajny
- Lyck, Ostpreußen: Ełk (oder Łek)
- Lykusen (1938–1945 Likusen), Kreis Allenstein, Ostpreußen: Likusy
- Lykusen, Kreis Neidenburg, Ostpreußen: Likusy
- Lysack (1933–1945 Kahlfelde), Kreis Ortelsburg, Ostpreußen: Łysak
- Lysken (1938–1945 Lisken), Kreis Lyck, Ostpreußen: Liski
- Lyssewen (1938–1945 Lissau), Kreis Lyck, Ostpreußen: Lisewo
- Lyssuhnen (1938–1945 Lissuhnen), Kreis Johannisburg, Ostpreußen: Łysonie

## M
- Maaschen (1938–1945 Maschen), Kreis Lyck, Ostpreußen: Maże
- Macharren, Kreis Sensburg, Ostpreußen: Machary
- Machern, Kreis Friedeberg (Neumark), Brandenburg/Pommern: Machary
- Machlin, Kreis Deutsch Krone, Westpreußen/Pommern: Machliny
- Machnitz, Kreis Trebnitz, Niederschlesien: Machnice
- Mäckelburgs (1938–1945 Mäckelburg), Kreis Friedland/Bartenstein, Ostpreußen: Michałowo
- Mackensen, Kreis Lauenburg, Pommern: Chocielewko
- Mackfitz, Kreis Regenwalde, Pommern: Makowice
- Magdalenz, Kreis Neidenburg, Ostpreußen: Magdaleniec
- Magergut, Kreis Osterode, Ostpreußen: Chudy Dwór bzw. Maronie
- Magilowa (1938–1945 Gebsattel), Kreis Neidenburg, Ostpreußen: Mogiłowo
- Mahnwitz, Kreis Stolp, Pommern: Mianowice
- Maifritzdorf, Kreis Frankenstein, Niederschlesien: Mąkolno
- Makau, Kreis Ratibor, Oberschlesien: Maków
- Makohlen, Kreis Heilsberg, Ostpreußen: Maków
- Makoscheyen (1938–1945 Ehrenwalde), Kreis Lyck, Ostpreußen: Makosieje
- Makowtschütz (1936–1945 Mohntal), Kreis Guttentag, Oberschlesien: Makowczyce
- Makrauten, Kreis Osterode, Ostpreußen: Makruty
- Malapane, Kreis Oppeln, Oberschlesien: Ozimek
- Malchow, Kreis Guttentag, Oberschlesien: Malichów
- Malchow, Kreis Schlawe, Pommern: Malechowo
- Malchowbrück, Stadt Kolberg, Pommern: Malechowo
- Maldaneyen (1938–1945 Maldaneien), Kreis Johannisburg, Ostpreußen: Maldanin
- Maldanietz (1938–1945 Maldanen), Kreis Ortelsburg, Ostpreußen: Małdaniec
- Maldeuten, Kreis Mohrungen, Ostpreußen: Małdyty
- Maldewin, Kreis Regenwalde, Pommern: Mołdawin
- Malenz: Maleniec
- Malga, Kreis Neidenburg, Ostpreußen: Małga
- Malgaofen, Kreis Neidenburg, Ostpreußen: Niedźwiedź
- Malino (1936–1945 Malsdorf), Kreis Oppeln, Oberschlesien: Malina
- Malkiehnen (1938–1945 Malkienen), Kreis Lyck, Ostpreußen: Małkinie
- Malkowitz (1914–1945 Kleinau), Kreis Neustadt, Oberschlesien: Malkowice
- Malkwitz (1937–1945 Waldtal), Kreis Breslau, Niederschlesien: Małkowice
- Malleczewen (1938–1945 Maletten), Kreis Lyck, Ostpreußen: Maleczewo
- Mallenzin, Gemeinde Groß Schwirsen, Kreis Rummelsburg, Pommern: Malęcino
- Mallinken (1930–1945 Birkfelde), Kreis Lötzen, Ostpreußen: Malinka
- Mallmitz, Kreis Lüben, Niederschlesien: Małomice
- Mallmitz, Kreis Sprottau, Niederschlesien: Małomice
- Mallnie (1936–1945 Odergrund), Kreis Groß Strehlitz, Oberschlesien: Malnia
- Mallnow, Kreis Kolberg-Körlin, Pommern: Malonowo
- Mallschau, Kreis Strehlen, Niederschlesien: Maleszów
- Mallschöwen (1938–1945 Malshöfen), Kreis Neidenburg, Ostpreußen: Małszewo
- Mallschöwen, Kreis Ortelsburg, Ostpreußen: Małszewko
- Mallschütz, Kreis Lauenburg, Pommern: Małoszyce
- Mallschützer Krug, Gemeinde Mallschütz, Kreis Lauenburg, Pommern: Małoszyn
- Mallwitz, Kreis Sorau, Brandenburg: Małowice
- Malschwitz (1937–1945 Wiesenberge), Kreis Glogau, Niederschlesien: Małaszowice
- Malsen, Kreis Breslau, Niederschlesien: Małuszów
- Malsow, Kreis Oststernberg, Brandenburg: Małuszów
- Malta, Kreis Oststernberg, Brandenburg: Malta
- Maltsch, Kreis Neumarkt, Niederschlesien: Malczyce
- Malwinenvorwerk, Kreis Pyritz, Pommern: Ślazowo
- Malzkow, Kreis Stolp, Pommern: Malczkowo
- Malzmühle, Kreis Schlochau, Westpreußen/Pommern: Przytok
- Mamlack, Kreis Gerdauen, Ostpreußen: Majmławki
- Manchengut, Kreis Osterode, Ostpreußen: Mańki
- Mandelatz, Kreis Belgard, Pommern: Modrolas
- Mandelau, Kreis Breslau, Niederschlesien: Mędłów
- Mandelkow, Kreis Randow, Pommern: Będargowo
- Mangschütz, Kreis Brieg, Niederschlesien: Mąkoszyce
- Mangwitz, Kreis Bütow, Pommern: Mądrzechowo
- Mankerwitz, Kreis Trebnitz, Niederschlesien: Mękarzowice
- Mannsdorf, Kreis Neisse, Oberschlesien: Mańkowice
- Manow, Kreis Köslin, Pommern: Manowo
- Mansfeld, Kreis Neidenburg, Ostpreußen: Mansfeldy
- Mansfelde, Kreis Friedeberg (Neumark), Brandenburg/Pommern: Lipie Góry
- Mantel, Kreis Königsberg (Neumark), Brandenburg: Mętno
- Manze, Kreis Strehlen, Niederschlesien: Mańczyce
- Maransen, Kreis Osterode, Ostpreußen: Marązy
- Maraunen, Kreis Rastenburg, Ostpreußen: Moruny
- Maradtken, Kreis Sensburg, Ostpreußen: Maradki
- Maradtkenwalde, Kreis Sensburg, Ostpreußen: Maradzki Chojniak
- Maradtkenwolka (1938–1945 Maradtken Abbau), Kreis Sensburg, Ostpreußen: Wola Maradzka
- Maransen, Kreis Osterode, Ostpreußen: Marązy
- Maraunen, Kreis Heilsberg, Ostpreußen: Morawa
- Marchewken (1926–1945 Bergfelde), Kreis Johannisburg, Ostpreußen: Marchewki
- Marczinawolla (1929–1945 Martinshagen): Marcinowa Wola
- Marczinowen (1934–1945 Martinsdorf): Marcinowo
- Marczynowen (1928–1945 Martinshöhe): Marcinowo
- Mareese, Kreis Marienwerder, Westpreußen/Ostpreußen: Mareza
- Marentschine (1936–1945 Mansdorf), Kreis Militsch, Niederschlesien: Morzęcino
- Margareth, Kreis Breslau, Niederschlesien: Gajków
- Margarethenhof, Kreis Pyritz, Pommern: Młodolice
- Margarethenhof, Kreis Regenwalde, Pommern: Pogorzelica
- Marggrabowa (bis 1928): Olecko (oder Margrabowa)
- Margsdorf, Kreis Kreuzburg, Oberschlesien: Markotów Duży
- Marguhnen, Kreis Preußisch Eylau, Ostpreußen: Merguny
- Marienau: Marynowy
- Marienau, Kreis Rosenburg, Oberschlesien: Czerwona
- Marienburg: Malbork
- Marienbusch, Netzekreis, Posen-Westpreußen/Pommern: Średnica
- Mariendorf: Marianówka
- Marienfeld, Kreis Rosenberg, Oberschlesien: Oś
- Marienfelde, Gemeinde Lojow, Kreis Stolp, Pommern: Świtały
- Marienfelde, Gemeinde Neu Damerow, Kreis Stolp/Pommern: Sławęcino (der Ort existiert nicht mehr)
- Marienfelde, Kreis Braunsberg, Ostpreußen: Prątnik
- Marienfelde, Kreis Osterode, Ostpreußen: Glaznoty
- Marienfelde, Kreis Preußisch Holland, Ostpreußen: Marianka
- Marienfelde, Kreis Schlochau, Westpreußen/Pommern: Myśligoszcz
- Marienfließ, Kreis Saatzig, Pommern: Marianowo
- Marienhain, Kreis Neidenburg, Ostpreußen: Rapati
- Marienhain, Kreis Osterode, Ostpreußen: Lasek
- Marienhof, Kreis Arnswalde, Brandenburg/Pommern: Mielęcin
- Marienhof, Kreis Braunsberg, Ostpreußen: Borki
- Marienhof, Kreis Kolberg-Körlin, Pommern: Wszemierzyce
- Marienhof, Kreis Lyck, Ostpreußen: Ryczywół
- Marienhof, Kreis Osterode, Ostpreußen: Marynowo
- Marienhof, Kreis Randow, Pommern: Smętowice
- Marienhof, Kreis Sensburg, Ostpreußen: Brodzikowo
- Marienhöhe, Kreis Braunsberg, Ostpreußen: Prętki
- Marienquell (Quilitz): Kwielice
- Mariensee, Kreis Rößel, Ostpreußen: Godzięcin
- Marienthal, Kreis Friedeberg (Neumark), Brandenburg/Pommern: Marzenin
- Marienthal, Kreis Breslau, Niederschlesien: Marzęcice
- Marienthal, Kreis Habelschwerdt, Niederschlesien: Niemojów
- Marienthal, Kreis Rastenburg, Ostpreußen: Kosakowo
- Marienthal, Kreis Greifenhagen, Pommern: Baniewice
- Marienthal, Kreis Randow, Pommern: Redlica
- Marienthal, Kreis Rummelsburg, Pommern: Radzikowo
- Marienthal, Kreis Schlawe, Pommern: Pomiłowo
- Marienthal, Kreis Schildberg, Posen: Marydół
- Marienwalde, Kreis Arnswalde, Brandenburg/Pommern: Bierzwnik
- Marienwalde, Kreis Darkehmen/Angerapp, Ostpreußen: Maryszki
- Marienwalde, Kreis Rastenburg, Ostpreußen: Wólka Jankowska
- Marienwerder, Westpreußen/Ostpreußen: Kwidzyn
- Markeim, Kreis Heilsberg, Ostpreußen: Markajmy
- Markersdorf, Kreis Guben, Brandenburg: Markosice
- Markersdorf, Kreis Görlitz, Niederschlesien: Markocice
- Markersdorf, Kreis Neisse, Oberschlesien: Markowice
- Markhausen, Kreis Gerdauen, Ostpreußen: Markuzy
- Markhausen, Kreis Preußisch Eylau, Ostpreußen: Wojtkowo
- Markienen, Kreis Friedland/Bartenstein, Ostpreußen: Markiny
- Märkisch Friedland, Kreis Deutsch Krone, Westpreußen/Pommern: Mirosławiec
- Marklack, Kreis Rastenburg, Ostpreußen: Markławka
- Marklissa, Kreis Lauban, Niederschlesien: Leśna
- Markowitz, Kreis Strelno, Posen: Markowice
- Markowsken (1938–1945 Markau), Kreis Oletzko/Treuburg, Ostpreußen: Markowskie
- Markt Bohrau, Kreis Strehlen, Niederschlesien: Borów
- Markuschöwen (1938–1945 Markushöfen), Kreis Osterode, Ostpreußen: Markuszewo
- Marlinowen (1938–1945 Mörleinstal), Kreis Goldap, Ostpreußen: Marlinowo
- Marlutten, Kreis Rastenburg, Ostpreußen: Marłuty
- Marschallsheide, Kreis Rastenburg, Ostpreußen: Marszałki
- Marsche, Kreis Falkenberg, Oberschlesien: Marszów
- Marschwitz, Kreis Ohlau, Niederschlesien: Marszowice
- Marsdorf, Kreis Naugard, Pommern: Marszewo
- Marsow, Kreis Schlawe, Pommern: Marszewo
- Martenshöh, Kreis Osterode, Ostpreußen: Marciniaki
- Martenthin, Kreis Cammin, Pommern: Mierzęcin
- Marthe, Kreis Deutsch Krone, Westpreußen/Pommern: Martew
- Martinsberg, Kreis Habelschwerdt, Niederschlesien: Marcinków
- Martinsgrund → siehe Sachwitz
- Martinshagen, Kreis Schlawe, Pommern: Grabowo
- Martinwaldau, Kreis Bunzlau, Niederschlesien: Szczytnica
- Marwalde, Kreis Osterode, Ostpreußen: Marwałd
- Marwitz, Kreis Landsberg (Warthe), Brandenburg: Marwice
- Marwitz, Kreis Preußisch Holland, Ostpreußen: Marwica
- Marwitz, Kreis Greifenhagen, Pommern: Marwice
- Marxdorf, Kreis Breslau, Niederschlesien: Garncarsko
- Marxöwen (1938–1945 Markshöfen), Kreis Ortelsburg, Ostpreußen: Marksewo
- Marzdorf, Kreis Deutsch Krone, Westpreußen/Pommern: Marcinkowice
- Märzdorf, Kreis Glatz, Niederschlesien: Marcinów
- Märzdorf, Kreis Grottkau, Oberschlesien: Żelazna
- Marzelle, Kreis Arnswalde, Brandenburg/Pommern: Moczele
- Masehnen, Kreis Angerburg, Ostpreußen: Mażany
- Maserwitz, Kreis Neumarkt, Niederschlesien: Mazurowice
- Maskow, Kreis Köslin, Pommern: Maszkowo
- Maskow, Kreis Naugard, Pommern: Maszkowo
- Massaunen, Kreis Friedland/Bartenstein, Ostpreußen: Masuny
- Massel, Kreis Trebnitz, Niederschlesien: Masłów
- Masselwitz, Kreis Schlawe, Pommern: Masłowice
- Massin, Kreis Landsberg (Warthe), Brandenburg: Mosina
- Maßlisch Hammer, Kreis Trebnitz, Niederschlesien: Masłowiec
- Massow, Kreis Landsberg (Warthe), Brandenburg: Maszewo
- Massow, Kreis Oppeln, Oberschlesien: Masów
- Massow, Kreis Naugard, Pommern: Maszewo
- Masten, Kreis Johannisburg, Ostpreußen: Maszty
- Masuchen (1939–1945 Finkenwalde), Kreis Allenstein, Ostpreußen: Mazuchy
- Masuchowken (1936–1945 Rodental), Kreis Lötzen, Ostpreußen: Mazuchówka
- Masuren (Region): Mazury
- Masuren (Dorf), Kreis Oletzko/Treuburg, Ostpreußen: Mazury
- Masurhöfchen, Kreis Gerdauen, Ostpreußen: Mazurkowo
- Masutschen (1938–1945 Oberhofen (Ostpr.)), Kreis Darkehmen/Angerapp, Ostpreußen: Mażucie
- Maternhöfen, Kreis Heiligenbeil, Ostpreußen: Maciejewo
- Materschobensee, Kreis Ortelsburg, Ostpreußen: Sasek Wielki
- Mathes Höfchen, Kreis Rößel, Ostpreußen: Maciejewko
- Matheussek (1938–1945 Mathiessen), Kreis Sensburg, Ostpreußen: Mateuszek
- Mathiashof, Kreis Friedland/Bartenstein, Ostpreußen: Matyjaszki
- Mathildenhof, Kreis Heilsberg, Ostpreußen: Napratki
- Mathildenhof, Kreis Lyck, Ostpreußen: Buniaki
- Mathildenhof, Kreis Rößel, Ostpreußen: Radochowo
- Mathildenhof, Kreis Soldin, Brandenburg: Krzemlinek
- Mathildenhöh, Kreis Heilsberg, Ostpreußen: Koszela
- Matschdorf, Kreis Weststernberg, Brandenburg: Maczków
- Matzdorf, Kreis Sorau, Brandenburg: Matuszowice
- Matzdorf, Kreis Hirschberg, Niederschlesien: Maciejowiec
- Matzdorf, Kreis Kreuzburg, Oberschlesien: Maciejów
- Matzdorf, Kreis Naugard, Pommern: Maciejewo
- Matzkirch, Kreis Cosel, Oberschlesien: Maciowakrze
- Matznorkehmen (1938–1945 Matztal), Kreis Goldap, Ostpreußen: Maciejowięta
- Matzwitz (1936–1945 Mühlrain), Kreis Grottkau, Oberschlesien: Maciejowice
- Matzwolla (1938–1945 Balschdorf), Kreis Darkehmen/Angerapp, Ostpreußen: Maciejowa Wola
- Maudannen, Kreis Sensburg, Ostpreußen: Majdan
- Mauden, Kreis Allenstein, Ostpreußen: Majdy
- Mauer, Kreis Löwenberg, Niederschlesien: Pilchowice
- Mauerwald, Kreis Angerburg, Ostpreußen: Mamerki
- Maurachshof, Stadt Heilsberg, Ostpreußen: Murowanka
- Mauschwitz (1936–1945 Mauschdorf), Kreis Falkenberg, Oberschlesien: Myszowice
- Mauskow, Kreis Oststernberg, Brandenburg: Muszkowo
- Mawern, Kreis Heilsberg, Ostpreußen: Mawry
- Maxhof, Kreis Lötzen, Ostpreußen: Grodkowo
- Maxkeim, Kreis Friedland/Bartenstein, Ostpreußen: Maszewy
- Mechau, Kreis Guhrau, Niederschlesien: Miechów
- Mechau, Kreis Putzig, Westpreußen: Mechowo
- Mechenthin, Kreis Kolberg-Körlin, Pommern: Miechęcino
- Mechnitz, Kreis Cosel, Oberschlesien: Mechnica
- Mechwitz, Kreis Ohlau, Niederschlesien: Miechowice Oławskie
- Meddersin, Kreis Bütow, Pommern: Niedarzyno
- Medenick, Gemeinde Reddentin, Kreis Schlawe, Pommern: Miednik
- Medewitz, Kreis Cammin, Pommern: Miodowice
- Medewitz, Kreis Greifenberg, Pommern: Niedźwiedziska
- Medien, Kreis Heilsberg, Ostpreußen: Medyny
- Mednitz, Kreis Sprottau, Niederschlesien: Miodnica
- Meekow, Kreis Oststernberg, Brandenburg: Miechów
- Meesow, Kreis Regenwalde, Pommern: Mieszewo
- Megow, Kreis Pyritz, Pommern: Mechowo
- Mehleden, Kreis Rastenburg, Ostpreußen: Melejdy
- Mehlsack: , Kreis Braunsberg, Ostpreußen: Pieniężno
- Mehrenthin, Kreis Friedeberg (Neumark), Brandenburg/Pommern: Mierzęcin
- Meierei, Gemeinde Petersfelde, Kreis Kolberg-Körlin, Pommern: Kalina
- Meischlitz, Kreis Neidenburg, Ostpreußen: Myślęta
- Meisegau, Kreis Kolberg-Körlin, Pommern: Sikorzyce
- Meislatein, Kreis Elbing, Westpreußen/Ostpreußen: Myślęcin
- Meistersfelde, Kreis Rastenburg, Ostpreußen: Gęsiki
- Meitzen, Kreis Osterode, Ostpreußen: Mycyny
- Meitzow, Kreis Schlaw, Pommern: Mazów
- Mekienen, Kreis Friedland/Bartenstein, Ostpreußen: Mekiny
- Meleschwitz, Kreis Breslau, Niederschlesien: Miłoszyce
- Melkhof, Kreis Preußisch Holland, Ostpreußen: Chlewki
- Mellen, Kreis Regenwalde, Pommern: Mielno
- Mellenau, Kreis Ohlau, Niederschlesien: Miłonów
- Mellendorf, Kreis Rothenburg, Niederschlesien: Mielno
- Mellentin, Kreis Soldin, Brandenburg: Mielęcin
- Mellentin, Kreis Deutsch Krone, Westpreußen/Pommern: Mielęcin
- Mellin, Kreis Stolp, Pommern: Mielno
- Melling, Kreis Habelschwerdt, Niederschlesien: Mielnik
- Mellowitz (1937–1945 Teichlinden), Kreis Breslau, Niederschlesien: Milejowice
- Melochwitz (1936–1945 Mühlhagen), Kreis Militsch, Niederschlesien: Miłochowice
- Melschnitz, Kreis Weststernberg, Brandenburg: Mielesznica
- Mendrienen, Kreis Allenstein, Ostpreußen: Mędrzyny
- Mendrienen, Kreis Osterode, Ostpreußen: Mędrynyn (untergegangen)
- Mengen, Kreis Heilsberg, Ostpreußen: Mirosław (untergegangen)
- Mensguth, Dorf, Kreis Ortelsburg, Ostpreußen: Dźwierzuty
- Mensguth, Vorwerk, Kreis Ortelsburg, Ostpreußen: Dźwierzutki
- Mersin, Kreis Köslin, Pommern: Mierzym
- Mertenheim, Kreis Lötzen, Ostpreußen: Martiany
- Mertensdorf, Kreis Braunsberg, Ostpreußen: Marcinkowo
- Mertinsdorf, Kreis Osterode, Ostpreußen: Marcinkowo
- Mertinsdorf, Kreis Sensburg, Ostpreußen: Marcinkowo
- Merzdorf, Kreis Jauer, Niederschlesien: Marcinowice
- Merzdorf, Kreis Landeshut, Niederschlesien: Marciszów
- Mesche, Kreis Grünberg, Niederschlesien: Mesze
- Meschen (1938–1945): Meszno
- Meschkrupchen: Meszno
- Meseritz, Kreis Belgard, Pommern: Międzyrzecze
- Meseritz, Kreis Meseritz, Posen/Brandenburg: Międzyrzecz
- Meseritzer Mühle, Gemeinde Meseritz, Kreis Belgard, Pommern: Międzyrzecko
- Messenthin, Kreis Randow, Pommern: Mścięcino
- Messow, Kreis Crossen (Oder), Brandenburg: Maszewo
- Metschkau, Kreis Neumarkt, Niederschlesien: Mieczków
- Metschlau, Kreis Sprottau, Niederschlesien: Mycielin
- Mettkau, Kreis Breslau, Niederschlesien: Mietków
- Meyringen, Kreis Köslin, Pommern: Kędzierzyn
- Michaelsthal, Kreis Habelschwerdt, Niederschlesien: Michałowice
- Michalken (1938–1945 Michelsau), Kreis Neidenburg, Ostpreußen: Michałki
- Michelau, Kreis Brieg, Niederschlesien: Michałów
- Michelsdorf, Kreis Breslau, Niederschlesien: Michałowice
- Michelsdorf, Kreis Landeshut, Niederschlesien: Miszkowice
- Michelsdorf, Kreis Lüben, Niederschlesien: Michałów
- Michelsdorf, Kreis Namslau, Niederschlesien: Michalice
- Michelsdorf, Kreis Neumarkt, Niederschlesien: Michałów
- Michelsdorf, Kreis Waldenburg, Niederschlesien: Michałkowa
- Michelsdorf, Kreis Falkenberg, Oberschlesien: Michałówek
- Michelsdorf, Gemeinde Branitz, Kreis Leobschütz, Oberschlesien: Michałkowice
- Michelsdorf, Kreis Ortelsburg, Ostpreußen: Michałki
- Michelsdorfer Vorwerke, Kreis Goldberg, Niederschlesien: Michów
- Michelshof, Gemeinde Klein Damerkow, Kreis Lauenburg, Pommern: Wiciny
- Michelwitz, Kreis Brieg, Niederschlesien: Michałowice
- Michelwitz, Kreis Strehlen, Niederschlesien: Michałowice
- Michelwitz, Kreis Trebnitz, Niederschlesien: Michałowice
- Micken, Kreis Allenstein, Ostpreußen: Myki
- Mickrow, Kreis Lauenburg, Pommern: Mikorowo
- Miechowen (1938–1945 Niederhorst), Kreis Lyck, Ostpreußen: Miechowo
- Miechowitz (1936–1945 Mechtal), Kreis Beuthen-Tarnowitz, Oberschlesien: Miechowice
- Miedar (1936–1945 Immenwald), Kreis Beuthen-Tarnowitz, Oberschlesien: Miedary
- Mielenz: Miłoradz
- Mielitzfelde, Stadt Bartenstein, Ostpreußen: Milicz
- Mierunsken (1938–1945 Merunen): Mieruniszki
- Mierzenzin (1939–1945 Kolonie Friedrichsdorf), Kreis Cosel, Oberschlesien: Mierzęcin
- Mierzenzin (1936–1945 Maßdorf), Kreis Cosel, Oberschlesien: Mierzęcin
- Mietzel: Myśla
- Mietzelchen, Kreis Ortelsburg, Ostpreußen: Mycielin
- Migehnen, Kreis Braunsberg, Ostpreußen: Mingajny
- Mikolaiken (1938–1945 Thomken), Kreis Lyck, Ostpreußen: Mikołajki
- Mikoleska, Kreis Beuthen-Tarnowitz, Oberschlesien: Mikołeska
- Mikultschütz (1935–1945 Klausberg), Kreis Beuthen-Tarnowitz, Oberschlesien: Mikulczyce
- Milchbude, Kreis Heiligenbeil (b. Arnstein), Ostpreußen: Mlecznik
- Milchbude, Kreis Lyck, Ostpreußen: Mleczkowo
- Milchbude, Kreis Rastenburg, Ostpreußen: Pastwiska
- Militsch: Milicz
- Militzwinkel, Kreis Friedeberg (Neumark), Brandenburg/Pommern: Milicz
- Milken: Miłki
- Milkowitzmühle (nach 1905 Milkwitzmühle), Kreis Neidenburg, Ostpreußen: Miłkowiec
- Millenberg, Kreis Braunsberg, Ostpreußen: Miłkowo
- Millewen (1938–1945 Millau), Kreis Lyck, Ostpreußen: Milewo
- Millucken, Kreis Sensburg, Ostpreußen: Miłuki
- Milucken, Kreis Ortelsburg, Ostpreußen: Miłuki
- Mingfen, Kreis Ortelsburg, Ostpreußen: Miętkie
- Minken, Kreis Ohlau, Niederschlesien: Minkowice Oławskie
- Minkowsky, Kreis Namslau, Niederschlesien: Minkowskie
- Minten, Kreis Friedland/Bartenstein, Ostpreußen: Minty
- Minten, Kreis Naugard, Pommern: Miętno
- Mintwiese, Kreis Rastenburg, Ostpreußen: Mintowo
- Mirau, Kreis Ortelsburg, Ostpreußen: Mirowo
- Mirchau, Kreis Karthaus, Westpreußen: Mirachowo
- Mischline (1936–1945 Bachheiden), Kreis Guttentag, Oberschlesien: Myślina
- Misdow: Mzdowo
- Misdroy, Kreis Usedom-Wollin, Pommern: Międzyzdroje
- Mispelsee, Kreis Osterode, Ostpreußen: Jemiołowo
- Missow, Kreis Rummelsburg, Pommern: Miszewo
- Mistitz (1936–1945 Schönblick), Kreis Cosel, Oberschlesien: Miejsce Odrzańskie
- Miswalde, Kreis Mohrungen, Ostpreußen: Myślice
- Mitschkowken: Mieczkówka
- Mitschullen (1938–1945 Rochau (Ostpr.)): Miczuły
- Mittel Friedrichsberg, Kreis Flatow, Westpreußen/Pommern: Drożyska Średnie
- Mittel Gerlachsheim, Kreis Lauban, Niederschlesien: Grabiszyce Średnie
- Mittel Herzogswaldau, Kreis Freystadt, Niederschlesien: Mirocin Średni
- Mittel Jodupp (1938–1945 Mittelholzeck): Czarnowo Średnie
- Mittel Langenöls, Kreis Lauban: Olszyna
- Mittel Pogobien (1938–1945 Mittelpogauen), Kreis Johannisburg, Ostpreußen: Pogobie Średnie
- Mittel Schweykowen (1938–1945 Schweiken), Kreis Johannisburg, Ostpreußen: Szwejkówko
- Mittel Steinkirch, Kreis Lauban, Niederschlesien: Kościelniki Średnie
- Mittel Thiemendorf, Kreis Lauban, Niederschlesien: Radostów Średni
- Mittelbruch, Kreis Friedeberg (Neumark), Brandenburg/Pommern: Międzybłocie
- Mittelfelde, Kreis Dramburg, Pommern: Żołędowo
- Mittelgut, Kreis Osterode, Ostpreußen: Śródka
- Mittelhagen, Kreis Greifenberg, Pommern: Rogozina
- Mittelkonradswaldau, Kreis Landeshut, Niederschlesien: Grzędy
- Mittelort, Kreis Angerburg, Ostpreußen: Tarławecki Róg
- Mittelsteine: Ścinawka Średnia
- Mittelwalde: Międzylesie
- Mittenwalde, Kreis Ortelsburg, Ostpreußen: Łęg Leśny
- Mittwalde, Kreis Züllichau-Schwiebus, Brandenburg: Międzylesie
- Mixstadt: Mikstat
- Mlietsch (1936–1945 Lohetal), Kreis Reichenbach (Eulengebirge), Niederschlesien: Mleczna
- Mlinicken (1938–1945 Buschbach), Kreis Goldap, Ostpreußen: Młyniki
- Mlinisken (1938–1945 Meiler), Gemeinde Guttenwalde, Kreis Sensburg, Ostpreußen: Młyniska
- Mlitsch, Kreis Lüben, Niederschlesien: Mleczno
- Mniechen (1928–1945 Münchenfelde), Kreis Lötzen, Ostpreußen: Miechy
- Mnierczeiewen (1928–1945 Mertenau), Kreis Lötzen, Ostpreußen: Mierzejewo
- Mniodowko (1908–1945 Honigswalde), Kreis Allenstein, Ostpreußen: Miodówko
- Mniodunsken (1929–1945 Immenhagen), Kreis Sensburg, Ostpreußen: Mioduńskie
- Mochau, Kreis Jauer, Niederschlesien: Muchów
- Mochau, Kreis Neustadt, Oberschlesien: Mochów
- Mocker, Kreis Leobschütz, Oberschlesien: Mokre
- Mocker, Kreis Köslin, Pommern: Mokre
- Moczisken, Kreis Ohlau, Niederschlesien: Mościsko
- Modderpfuhl, Kreis Friedeberg (Neumark), Brandenburg/Pommern: Modropole
- Modderwiese, Kreis Friedeberg (Neumark), Brandenburg/Pommern: Grotów
- Moddrow, Kreis Bütow, Pommern: Modrzejewo
- Moddrower Mühle, Kreis Bütow, Pommern: Modrzewko
- Modelsdorf, Kreis Goldberg, Niederschlesien: Modlikowice
- Modelvorwerk, Kreis Züllichau-Schwiebus, Brandenburg: Modła
- Moderow, Kreis Saatzig, Pommern: Modrzewo
- Modgarben, Kreis Rastenburg, Ostpreußen: Modgarby
- Modlainen, Kreis Rößel, Ostpreußen: Modliny
- Modlau, Kreis Bunzlau, Niederschlesien: Modła
- Modlken (1938–1945 Moddelkau), Kreis Neidenburg, Ostpreußen: Módłki
- Modritz, Kreis Freystadt, Niederschlesien: Modrzyca
- Mogwitz (1936–1945 Breitenfeld O. S.), Kreis Grottkau, Oberschlesien: Makowice
- Möhlten, Kreis Glatz, Niederschlesien: Gorzuchów
- Mohrau, Kreis Neisse, Oberschlesien: Morów
- Mohrin: Moryń
- Mohrow, Kreis Kolberg-Körlin, Pommern: Morowo
- Mohrungen, Ostpreußen: Morąg
- Moitzelfitz, Kreis Kolberg-Körlin, Pommern: Mysłowice
- Moitzlin, Kreis Kolberg-Körlin, Pommern: Myślino
- Mokainen, Kreis Allenstein, Ostpreußen: Mokiny
- Mokratz, Kreis Cammin, Pommern: Mokrawica
- Mokrau (1936–1945 Nassau), Kreis Neustadt, Oberschlesien: Mokra
- Molditten, Kreis Rößel, Ostpreußen: Mołdyty
- Moldsen, Kreis Osterode, Ostpreußen: Molza
- Moldzien (1938–1945 Mulden), Kreis Lyck, Ostpreußen: Mołdzie
- Möllendorf, Kreis Pyritz, Pommern: Młyny
- Möllendorf, Kreis Strelno, Posen: Wymysłowice
- Mollna (1936–1945 Waldwiesen), Kreis Lublinitz/Guttentag, Oberschlesien: Molna
- Mollwitten, Kreis Preußisch Eylau, Ostpreußen: Molwity
- Mollwitz, Kreis Brieg, Niederschlesien: Małujowice
- Molstow, Kreis Greifenberg, Pommern: Mołstowo
- Molstow, Kreis Regenwalde, Pommern: Mołstowo
- Molthainen, Kreis Gerdauen, Ostpreußen: Mołtajny
- Moltow, Kreis Kolberg-Körlin, Pommern: Mołtowo
- Momehnen, Kreis Gerdauen, Ostpreußen: Momajny
- Mönchgrund, Gemeinde Schwedt, Kreis Kolberg-Körlin, Pommern: Mechowo
- Mönchkappe, Kreis Greifenhagen, Pommern: Żabnica
- Mönchmotschelnitz, Kreis Wohlau, Niederschlesien: Moczydlnica Klasztorna
- Monczen (1938–1945 Montzen), Kreis Lycki, Ostpreußen: Mącze
- Mondtken, Kreis Allenstein, Ostpreußen: Mątki
- Monethen, Kreis Johannisburg, Ostpreußen: Monety
- Monethen (1938–1945 Moneten), Kreis Oletzko/Treuburg, Ostpreußen: Monety
- Monken, Kreis Lyck, Ostpreußen: Mąki
- Montitten, Kreis Heiligenbeil, Ostpreußen: Mątyty
- Montwitz, Kreis Ortelsburg, Ostpreußen: Mącice
- Moorbruch (bis 1920 und 1939 bis 1942: Lissaken), Kreis Berent, Westpreußen: Lizaki
- Moorbruch, Kreis Braunsberg, Ostpreußen: Ruzianka
- Moosznen (1936 Mooschnen, 1938–1945 Moschnen), Kreis Oletzko/Treuburg, Ostpreußen: Możne
- Moratz, Kreis Cammin, Pommern: Moracz
- Morczinek (1936–1945 Martinsgrün), Kreis Oppeln, Oberschlesien: Morcinek
- Morgenstern, Kreis Bütow, Pommern: Jutrzenka
- Morgow, Kreis Cammin, Pommern: Margowo
- Morischau (1937–1945 Neißtal), Kreis Glatz, Niederschlesien: Morzyszów
- Moritzfelde, Kreis Greifenhagen, Pommern: Morzyczyn
- Moritzfelde, Kreis Bromberg, in der Gmina Sicienko, siehe: Murucin
- Moritzhof, Kreis Rastenburg, Ostpreußen: Marszewo
- Moritzhof, Kreis Ueckermünde, Pommern: Maszkowo
- Moritzruhe, Kreis Ortelsburg, Ostpreußen: Budy
- Mörken, Kreis Osterode, Ostpreußen: Mierki
- Mörlen, Kreis Osterode, Ostpreußen: Morliny
- Morrn, Kreis Landsberg (Warthe), Brandenburg: Murzynowo
- Mortung, Kreis Mohrungen, Ostpreußen: Mortąg
- Mortzfeld, Kreis Osterode, Ostpreußen: Cichogrąd
- Mosau, Kreis Züllichau-Schwiebus, Brandenburg: Mozów
- Moschen, Kreis Neustadt, Oberschlesien: Moszna
- Moschin: Mosina
- Moschnitz, Kreis Osterode, Ostpreußen: Mosznica
- Moschwitz, Kreis Frankenstein, Niederschlesien: Muszkowice
- Mosdzehnen (1930–1945 Borkenwalde), Kreis Angerburg, Ostpreußen: Możdżany
- Moselache, Kreis Brieg, Niederschlesien: Śmiechowice
- Mösen, Kreis Neisse, Oberschlesien: Meszno
- Mosgau, Kreis Rosenberg, Westpreußen/Ostpreußen: Mózgowo
- Möskenberg, Kreis Elbing, Westpreußen/Ostpreußen: Mojkowo
- Mossin, Kreis Neustettin, Pommern: Mosina
- Mossin, Kreis Schlochau, Westpreußen/Pommern: Mosiny
- Moßwitz (1937–1945 Brückenfeld), Kreis Glogau, Niederschlesien: Moszowice
- Mostolten, Kreis Lyck, Ostpreußen: Mostołty
- Mosurau (1937–1945 Mosern), Kreis Ratibor, Oberschlesien: Modzurów
- Moys: Ujazd
- Moythienen, Kreis Ortelsburg, Ostpreußen: Mojtyny
- Moythienen, Kreis Sensburg, Ostpreußen: Mojtyny
- Mrowken (1929–1945 Neuforst), Kreis Lötzen, Ostpreußen: Mrówki
- Muchenitz (1936–1945 Moosdorf), Kreis Oppeln, Oberschlesien: Mechnice
- Mückeburg, Kreis Soldin, Brandenburg: Moczydło
- Mücken, Kreis Heiligenbeil, Ostpreußen: Miki
- Mückenberg, Kreis Guben, Brandenburg: Komorów
- Mückenburg, Kreis Friedeberg (Neumark), Brandenburg/Pommern: Sarbiewo
- Muckendorf, Kreis Lüben, Niederschlesien: Miroszowice
- Mückendorf, Kreis Strehlen, Niederschlesien: Muchowiec
- Muckerau, Kreis Neumarkt, Niederschlesien: Mokra
- Muckrow, Kreis Sorau, Brandenburg: Mokra
- Muddel, Kreis Stolp, Pommern: Modła
- Muddelmow, Kreis Greifenberg, Pommern: Modlimowo
- Muddelmow, Kreis Regenwalde, Pommern: Modlimowo
- Mudschiddel, Gemeinde Zuckers, Kreis Rummelsburg, Pommern: Moczydło
- Müggen, Kreis Preußisch Eylau, Ostpreußen: Migi
- Muggen, Kreis Karthaus, Westpreußen: Migi
- Muglitz: Mogilica
- Mügwitz, Kreis Glatz, Niederschlesien: Mikowice
- Muhlack, Kreis Rastenburg, Ostpreußen: Muławki
- Muhlackshof, Gemeinde Muhlack, Kreis Rastenburg, Ostpreußen: Muławski Dwór
- Mühlatschütz (Mittel-Mühlatschütz), Kreis Oels, Niederschlesien: Miłocice
- Mühlbach, Kreis Habelschwerdt, Niederschlesien: Młynowiec
- Mühlbach (1928–1945 Adlig Mühlbach), Kreis Rastenburg, Ostpreußen: Młynowo
- Mühlbach, Kreis Rothenburg, Niederschlesien: Karsówka
- Mühlberg, Gemeinde Jädickendorf, Kreis Königsberg (Neumark), Brandenburg: Młynary
- Mühlbock, Kreis Züllichau-Schwiebus, Brandenburg: Ołobok
- Mühlbock, Kreis Bunzlau, Niederschlesien: Ołobok
- Mühldorf, Kreis Glatz, Niederschlesien: Młynów
- Mühle Krossen, Kreis Preußisch Holland, Ostpreußen: Krosno-Młyn
- Mühle Langgut, Kreis Osterode, Ostpreußen: Łęgucki Młyn
- Mühle Leschak, Kreis Löbau/Neumark, Westpreußen: Lesiak
- Mühle Liebnicken, Kreis Preußisch Eylau, Ostpreußen: Lipniki Młyn
- Mühlen, Kreis Osterode, Ostpreußen: Mielno
- Mühlenbeck, Kreis Greifenhagen, Pommern: Śmierdnica
- Mühlenbruch, Gemeinde Reselkow, Kreis Kolberg-Körlin, Pommern: Skrzydłowo
- Muhlendorf, Kreis Regenwalde, Pommern: Poradz
- Mühlenfeld, Kreis Heiligenbeil, Ostpreußen: Młyniec
- Mühlenhof, Kreis Heiligenbeil, Ostpreußen: Młynowo
- Mühlental, Kreis Stolp, Pommern: Otnoga
- Mühlfeld, Kreis Preußisch Eylau, Ostpreußen: Młynisko
- Mühlgast, Kreis Wohlau, Niederschlesien: Miłogoszcz
- Mühlhausen, Kreis Preußisch Holland, Ostpreußen: Młynary
- Mühlow, Kreis Crossen (Oder), Brandenburg: Miłów
- Mühlrädlitz, Kreis Lüben, Niederschlesien: Miłoradzice
- Mühlsdorf, Kreis Neustadt, Oberschlesien: Miłowice
- Mühlseiffen, Kreis Löwenberg, Niederschlesien: Młyńsko
- Mühlwitz, Kreis Oels, Niederschlesien: Miłowice
- Mühnitz, Kreis Trebnitz, Niederschlesien: Mienice
- Muhrau, Kreis Schweidnitz, Niederschlesien: Morawa
- Mulkenthin, Kreis Saatzig, Pommern: Małkocin
- Mullwitz, Kreis Falkenberg, Oberschlesien: Molestowice
- Münchendorf, Kreis Naugard, Pommern: Miękowo
- Münchhausen, Kreis Oppeln, Oberschlesien: Mnichus
- Münchhof, Kreis Strehlen, Niederschlesien: Mników
- Münchowshof, Gemeinde Thurow, Kreis Neustettin, Pommern: Miękowo
- Münchsdorf, Kreis Crossen (Oder), Brandenburg: Sarbia
- Münchwitz (1937–1945 Münchau), Kreis Breslau, Niederschlesien: Mnichowice
- Müngen, Kreis Heiligenbeil, Ostpreußen: Miłaki
- Münsterberg, Kreis Frankenstein, Niederschlesien: Ziębice
- Münsterberg, Kreis Heilsberg, Ostpreußen: Cerkiewnik
- Münsterberg, Kreis Naugard, Pommern: Wielichówko
- Münsterhof, Gemeinde Schwartow, Kreis Lauenburg, Pommern: Wojciechowo
- Muntowen (1938–1945 Muntau), Kreis Sensburg, Ostpreußen: Muntowo
- Muntowenwolla, Kreis Sensburg, Ostpreußen: Wola Muntowska
- Murawken, Kreis Neidenburg, Ostpreußen: Murawki
- Murow (1936–1945 Hermannsthal), Kreis Oppeln, Oberschlesien: Murów
- Muschaken, Kreis Neidenburg, Ostpreußen: Muszaki
- Muscherin, Kreis Pyritz, Pommern: Moskorzyn
- Muschlitz, Kreis Groß Wartenberg, Niederschlesien: Moszyce
- Muschten, Kreis Züllichau-Schwiebus, Brandenburg: Myszęcin
- Müstkau: Mystków
- Muttrin, Kreis Belgard, Pommern: Motarzyn
- Muttrin, Kreis Stolp, Pommern: Motarzyno
- Muttriner Mühle: Zastawa
- Mützelburg, Kreis Pyritz, Pommern: Myśliborki
- Mützenow, Kreis Stolp, Pommern: Możdżanowo
- Mutzkau (1936–1945 Schönau), Kreis Neustadt, Oberschlesien: Mucków
- Mykossen (1938–1945 Arenswalde), Kreis Johannisburg, Ostpreußen: Mikosze
- Mykutten (1938–1945 Mikutten), Kreis Johannisburg, Ostpreußen: Mikuty
- Mylucken (1938–1945 Milucken), Kreis Lyck, Ostpreußen: Miluki
- Mylussen (1938–1945 Milussen), Kreis Lyck, Ostpreußen: Miłusze
- Mysken (1938–1945 Misken), Kreis Johannisburg, Ostpreußen: Myszki

## N
- Naasdorf, Kreis Neisse, Oberschlesien: Nadziejów
- Naasewitt, Kreis Mohrungen, Ostpreußen: Naświty
- Nabern, Kreis Königsberg (Neumark), Brandenburg: Oborzany
- Nadafken (1938–1945 Kuppenhof), Kreis Sensburg, Ostpreußen: Nadawki
- Nadebahr, Kreis Schlawe, Pommern: Nadbór
- Nadrau, Kreis Osterode, Ostpreußen: Nadrowo
- Naffin, Kreis Belgard, Pommern: Nawino
- Nagladden, Kreis Allenstein, Ostpreußen: Naglady
- Naguszewo (1939–1942 Naguschewo, 1942–1945 Nagelstal), Kreis Löbau/Neumark, Westpreußen: Naguszewo
- Nahausen, Kreis Königsberg (Neumark), Brandenburg: Nawodna
- Nahausener Mühle, Gemeinde Nahausen, Kreis Königsberg (Neumark), Brandenburg: Konopacz
- Nahberg, Kreis Sorau, Brandenburg: Nabłoto
- Nahmgeist, Kreis Preußisch Holland, Ostpreußen: Śliwica
- Nährschütz, Kreis Wohlau, Niederschlesien: Naroczyzce
- Nakel, Kreis Stolp, Pommern: Nakło
- Nakel, Posen: Nakło nad Notecią
- Nakel, Kreis Oppeln, Oberschlesien: Nakło
- Nallaben, Kreis Braunsberg, Ostpreußen: Nałaby
- Namslau, Niederschlesien: Namysłów
- Nandel: Nądnia
- Nantikow, Kreis Arnswalde, Brandenburg/Pommern: Nętkowo
- Napierken (1938–1945 Wetzhausen (Ostpr.)), Kreis Neidenburg, Ostpreußen: Napierki
- Naplatken (1936–1945 Zinshof), Gemeinde Schwieben, Kreis Tost-Gleiwitz, Oberschlesien: Napłatki
- Napratten, Kreis Heilsberg, Ostpreußen: Napraty
- Nareythen, Kreis Ortelsburg, Ostpreußen: Narajty
- Narthen, Kreis Neidenburg, Ostpreußen: Narty
- Narz, Kreis Braunsberg, Ostpreußen: Narusa
- Narzym, Kreis Neidenburg, Ostpreußen: Narzym
- Naseband, Kreis Neustettin, Pommern: Nosibądy
- Naselwitz (1937–1945 Steinberge), Kreis Breslau, Niederschlesien: Nasławice
- Naß Brockguth, Kreis Strehlen, Niederschlesien: Brochocinek
- Nassadel, Kreis Kreuzburg, Oberschlesien: Nasale
- Nassadel, Kreis Namslau, Niederschlesien: Jastrzębie
- Nassau (1939–1945): Noskowo
- Naß Brockguth, Kreis Strehlen, Niederschlesien: Brochocinek
- Nassen, Kreis Rößel, Ostpreußen: Nasy
- Nassenheide, Kreis Randow, Pommern: Rzędziny
- Nassenhuben: Mokry Dwór
- Naßglienke, Kreis Neustettin, Pommern: Glinki Mokre
- Nassiedel, Kreis Leobschütz, Oberschlesien: Nasiedle
- Naßlettel, Kreis Meseritz, Posen/Brandenburg: Lutol Mokry
- Nassow, Gemeinde Parsow, Kreis Köslin, Pommern: Nosowo
- Nasteiken, Kreis Osterode, Ostpreußen: Nastajki
- Natelfitz, Kreis Regenwalde, Pommern: Natolewice
- Natschkau, Kreis Neisse, Oberschlesien: Naczków
- Nattern, Kreis Allenstein, Ostpreußen: Naterki
- Natzlaff, Kreis Köslin, Pommern: Nacław
- Natzmersdorf, Kreis Regenwalde, Pommern: Naćmierz
- Natzmershagen, Kreis Schlawe, Pommern: Naćmierz
- Natztow, Kreis Belgard, Pommern: Nasutowo
- Naugard, Kreis Kolberg-Körlin, Pommern: Nowogardek
- Naugard, Kreis Naugard, Pommern: Nowogard
- Naujehnen (1938–1945 Neuengrund), Kreis Goldap, Ostpreußen: Nowiny
- Nauke, Kreis Oels, Niederschlesien: Pszeniczna
- Naulin, Kreis Pyritz, Pommern: Nowielin
- Naumburg am Bober, Kreis Freystadt, Niederschlesien: Nowogród Bobrzański
- Naumburg am Queis, Kreis Bunzlau, Niederschlesien: Nowogrodziec
- Nauseney (1937–1945 Scharfenberg), Kreis Glatz, Niederschlesien: Ostra Góra
- Nauten, Kreis Preußisch Holland, Ostpreußen: Nawty
- Nawitz, Kreis Lauenburg, Pommern: Nawcz
- Neberg, Kreis Sensburg, Ostpreußen: Nibork
- Neblin, Kreis Neustettin, Pommern: Nobliny
- Neblisch, Kreis Sensburg, Ostpreußen: Słomowo
- Nechlau, Kreis Guhrau, Niederschlesien: Niechlów
- Necknin, Kreis Kolberg-Körlin, Pommern: Niekanin
- Nedlin, Kreis Köslin, Pommern: Niedalino
- Nehmer, Kreis Kolberg-Körlin, Pommern: Niemierze
- Neidenburg, Ostpreußen: Nidzica (oder Nibork)
- Neiderei, Kreis Trebnitz, Niederschlesien: Niedary
- Neißbach, Kreis Habelschwerdt, Niederschlesien: Potoczek
- Neisse, Oberschlesien: Nysa
- Neitzkow, Kreis Stolp, Pommern: Nieckowo
- Neklatz, Gemeinde Sellin, Kreis Greifenberg, Pommern: Niekładź
- Nelep, Kreis Belgard, Pommern: Nielep
- Nemischhof, Kreis Arnswalde, Brandenburg/Pommern: Niemieńsko
- Nemitz, Kreis Cammin, Pommern: Niemica
- Nemitz, Kreis Schlawe, Pommern: Niemica
- Nemitz, Stadtteil von Stettin: Niemierzyn
- Nemmin: Niemierzyno
- Nemrin: Niemierzyno
- Nendza (1910–1914 Nensa, 1914–1945 Buchenau), Kreis Ratibor, Oberschlesien: Nędza
- Neobschütz (1937–1945 Kaltwassertal), Kreis Strehlen, Niederschlesien: Nieszkowice
- Nerbotin (1937–1945 Markrode), Kreis Glatz, Niederschlesien: Witów
- Nerfken, Kreis Preußisch Eylau, Ostpreußen: Nerwiki
- Nerwigk, Kreis Allenstein, Ostpreußen: Nerwik
- Nesekow, Kreis Stolp, Pommern: Niestkowo
- Nesigode, Kreis Militsch, Niederschlesien: Niezgoda
- Nesselgrund, Kreis Glatz und Habelschwerdt, Niederschlesien: Pokrzywno
- Nesselwitz, Kreis Militsch, Niederschlesien: Niesułowice
- Nesselwitz, Kreis Cosel, Oberschlesien: Pokrzywnica
- Nessin, Kreis Kolberg-Körlin, Pommern
- Nestau, Kreis Greifenberg, Pommern: Uniestowo
- Nettkow: Nietków, siehe Gmina Czerwieńsk
- Netzdorf/Nisitz: Niedzica
- Netze: Noteć
- Netzwalde: Rynarzewo
- Neu Aßmanns, Kreis Friedland/Bartenstein, Ostpreußen: Nowe Witki
- Neu Bagnowen (1938–1945 Borkenau), Kreis Sensburg, Ostpreußen: Nowe Bagienice
- Neu Bahnau, Kreis Heiligenbeil, Ostpreußen: Nowe Banowo
- Neu Banzin, Kreis Köslin, Pommern: Będzinko
- Neu Bartelsdorf, Kreis Allenstein, Ostpreußen: Nowa Wieś
- Neu Bentschen, Kreis Meseritz, Posen/Brandenburg: Zbąszynek
- Neu Bertung, Kreis Allenstein, Ostpreußen: Owczarnia
- Neu Bewersdorf: Bobrowiczki
- Neu Bischofsee, Kreis Weststernberg, Brandenburg: Nowe Biskupice
- Neu Bodschwingken (1938–1945 Neu Herandstal): Nowa Boćwinka
- Neu Borowen (1938–1945 Buschwalde), Kreis Neidenburg, Ostpreußen: Nowe Borowe
- Neu Borschenen, Kreis Rastenburg, Ostpreußen: Nowe Borszyny
- Neu Buckow: Bukówko
- Neu Budkowitz (1936–1945 Neu Baudendorf), Kreis Oppeln, Oberschlesien: Nowe Budkowice
- Neu Chatell, Kreis Rößel, Ostpreußen: Zameczek
- Neu Czayken (1933–1945 Neu Kiwitten), Kreis Ortelsburg, Ostpreußen: Nowe Czajki
- Neu Damerau, Kreis Heiligenbeil, Ostpreußen: Nowa Dąbrowa
- Neu Damerow, Kreis Saatzig, Pommern: Nowa Dąbrowa
- Neu Damerow, Kreis Stolp, Pommern: Nowa Dąbrowa
- Neu Darsin, Gemeinde Darsin, Kreis Stolp, Pommern: Darżynko
- Neu Draheim, Kreis Neustettin, Pommern: Nowe Drawsko
- Neu Drygallen (1938–1945 Neudrigelsdorf), Kreis Johannisburg, Ostpreußen: Nowe Drygały
- Neu Flinkow, Gemeinde Flinkow, Kreis Stolp, Pommern: Włynkówko
- Neu Freudenthal: Boćwinka
- Neu Galbuhnen, Kreis Rastenburg, Ostpreußen: Nowe Gałwuny
- Neu Garschen, Kreis Heilsberg, Ostpreußen: Garzewko
- Neu Gehland, Kreis Sensburg, Ostpreußen: Nowy Gieląd
- Neu Görlitz, Kreis Osterode, Ostpreußen: Nowa Gierłoż
- Neu Grabowen (1938–1945 Neugrabenhof), Kreis Sensburg, Ostpreußen: Głazowo
- Neu Grapitz, Gemeinde Grapitz, Kreis Stolp, Pommern: Grapiczki
- Neu Guja: Nowa Guja
- Neu Gurkowschbruch, Kreis Friedeberg (Neumark), Brandenburg/Pommern: Górczyna
- Neu Gutzmerow, Kreis Stolp, Pommern: Choćmirówko
- Neu Haarszen (1936–1945 Neu Haarschen), Kreis Angerburg, Ostpreußen: Nowy Harsz
- Neu Harthau, Gemeinde Harthau, Kreis Reichenbach (Eulengebirge), Niederschlesien: Albinów
- Neu Hasselberg, Kreis Heiligenbeil, Ostpreußen: Krzekotkowo
- Neu Jablonken (1938–1945 Neufinken), Kreis Osterode, Ostpreußen: Nowe Jabłonki
- Neu Järshagen: Nowy Jarosław
- Neu Jasenitz, Pommern: Nowa Jasienica
- Neu Jauernick, Kreis Schweidnitz, Niederschlesien: Nowy Jaworów
- Neu Jerutten, Kreis Ortelsburg, Ostpreußen: Chajdyce
- Neu Jugelow: Gogolewko
- Neu Kaletka (1938–1945 Herrmannsort), Kreis Allenstein, Ostpreußen: Nowa Kaletka
- Neu Karmunkau (1936–1945 Neu Karmen), Kreis Rosenberg, Oberschlesien: Nowe Karmonki
- Neu Karwen: Nowe Karwno
- Neu Kelbonken (1938–1945 Neukelbunken), Kreis Sensburg, Ostpreußen: Nowe Kiełbonki
- Neu Keykuth, Kreis Ortelsburg, Ostpreußen: Nowe Kiejkuty
- Neu Klingenberg, Kreis Friedland/Bartenstein, Ostpreußen: Nowe Bardo
- Neu Klücken, Kreis Arnswalde, Brandenburg/Pommern: Nowy Klukom
- Neu Kockendorf, Kreis Allenstein, Ostpreußen: Nowe Kawkowo
- Neu Kollatz: Kołaczek
- Neu Kolziglow, Kreis Rummelsburg, Pommern: Kołczygłówki
- Neu Kowanz, Kreis Kolberg-Körlin, Pommern: Chotyń
- Neu Krakow: Nowy Kraków
- Neu Krolow: Królewko
- Neu Kuddezow: Chudaczewko
- Neu Kugelwitz, Kreis Schlawe, Pommern: Kowalewiczki
- Neu Kußfeld, Kreis Preußisch Holland, Ostpreußen: Nowe Kusy
- Neu Kuttendorf, Kreis Neustadt, Oberschlesien: Nowe Kotkowice
- Neu Liepenfier, Kreis Neustettin, Pommern: Lipno
- Neu Limburg, Kreis Brieg, Niederschlesien: Błota
- Neu Lülfitz, Kreis Belgard, Pommern: Lulewiczki
- Neu Lustig, Kreis Rößel, Ostpreußen: Ptaszki
- Neu Lutzig, Kreis Belgard, Pommern: Nowe Ludzicko
- Neu Malchow, Kreis Schlawe, Pommern: Malechówko
- Neu Maldewin, Kreis Regenwalde, Pommern: Mołdawinek
- Neu Malzkow, Kreis Stolp, Pommern: Malczkówko
- Neu Maraunen (1928–1945 Maraunen), Kreis Allenstein, Ostpreußen: Biedowo
- Neu Marchwitz, Kreis Namslau, Niederschlesien: Nowe Smarchowice
- Neu Marrin, Kreis Kolberg-Körlin, Pommern: Mierzynek
- Neu Martinshagen: Grabówko
- Neu Mertinsdorf (1939–1945 Neu Märtinsdorf), Kreis Allenstein, Ostpreußen: Nowe Marcinkowo
- Neu Mickelnick, Kreis Rastenburg, Ostpreußen: Nowy Mikielnik
- Neu Mohrau: Nowa Morawa
- Neu Münsterberg, Kreis Preußisch Holland, Ostpreußen: Nowe Monasterzysko
- Neu Natelfitz, Kreis Regenwalde, Pommern: Natolewiczki
- Neu Paalow: Pałówko
- Neu Parpart: Paprotki
- Neu Passarge, Kreis Braunsberg, Ostpreußen: Nowa Pasłęka
- Neu Pathaunen, Kreis Allenstein, Ostpreußen: Nowe Pajtuny
- Neu Plohnen, Kreis Elbing, Westpreußen/Ostpreußen: Nowa Pilona
- Neu Prilipp, Kreis Pyritz, Pommern: Nowy Przylep
- Neu Proberg, Kreis Sensburg, Ostpreußen: Probark
- Neu Przykopp (1932–1945 Neu Grabenau), Kreis Allenstein, Ostpreußen: Nowy Przykop
- Neu Quetzin, Gemeinde Quetzin, Kreis Kolberg-Körlin, Pommern: Kukinka
- Neu Ramten, Kreis Osterode, Ostpreußen: Nowe Ramoty
- Neu Ramuck, Kreis Allenstein, Ostpreußen: Nowy Ramuk
- Neu Reblin, Kreis Schlawe, Pommern: Reblinko
- Neu Reselkow, Kreis Kolberg-Körlin, Pommern: Rzesznikówko
- Neu Retzken, Kreis Oletzko/Treuburg, Ostpreußen: Nowe Raczki
- Neu Ristow: Rzyszczewko
- Neu Ritzerow: Rycerzewo
- Neu Rosenthal, Kreis Rastenburg, Ostpreußen: Nowa Różanka
- Neu Rosow, Kreis Randow, Pommern: Rosówek
- Neu Sadlucken, Kreis Braunsberg, Ostpreußen: Nowe Sadłuki
- Neu Sanskow, Kreis Belgard, Pommern: Zajączkówko
- Neu Schaden, Kreis Sensburg, Ostpreußen: Nowe Sady
- Neu Schalkowitz (1936–1945 Neu Schalkendorf), Kreis Oppeln, Oberschlesien: Nowe Siołkowice
- Neu Schiemanen, Kreis Ortelsburg, Ostpreußen: Nowiny
- Neu Schlage, Kreis Belgard, Pommern: Sławka
- Neu Schlawin, Kreis Schlawe, Pommern: Słowinko
- Neu Schleps, Kreis Kolberg-Körlin, Pommern: Nowe Ślepce
- Neu Schodnia (bis 1945 zuletzt Neu Ostdorf), Gemeinde Schodnia/Ostdorf, Kreis Oppeln, Oberschlesien: Nowa Schodnia
- Neu Schöneberg, Kreis Allenstein, Ostpreußen: Porbady
- Neu Schurow, Kreis Stolp, Pommern: Nowe Skórowo
- Neu Sochow, Kreis Stolp, Pommern: Żochówko
- Neu Soldahnen, Kreis Angerburg, Ostpreußen: Nowe Sołdany
- Neu Sorge, Kreis Brieg, Niederschlesien: Raciszów
- Neu Sorge, Kreis Preußisch Eylau, Ostpreußen: Cegielnia
- Neu Stabigotten, Kreis Allenstein, Ostpreußen: Ćwikielnia
- Neu Starkow, Kreis Rummelsburg, Pommern: Starkówko
- Neu Steglin, Kreis Schlawe, Pommern: Szczeglino Nowe
- Neu Stöckow, Kreis Kolberg-Körlin, Pommern: Stojkówko
- Neu Suchoroß (1938–1945 Auerswalde), Kreis Ortelsburg, Ostpreußen: Nowy Suchoros
- Neu Sysdroy (1938–1945 Neusixdroi), Kreis Sensburg, Ostpreußen: Nowy Zyzdrój
- Neu Tramm, Kreis Kolberg-Körlin, Pommern: Stramniczka
- Neu Tschöpeln (1936–1945 Birkenstedt), Kreis Rothenburg, Niederschlesien: Nowe Czaple
- Neu Ukta, Kreis Sensburg, Ostpreußen: Nowa Ukta
- Neu Uszanny (1930–1945 Fichtenwalde), Kreis Johannisburg, Ostpreußen: Uściany Nowe
- Neu Vargow, Kreis Stolp, Pommern: Wargówko
- Neu Vierzighuben, Kreis Allenstein, Ostpreußen: Nowe Włóki
- Neu Warbelow, Kreis Stolp, Pommern: Warblewko
- Neu Warschow, Kreis Schlawe, Pommern: Warszkówko
- Neu Werder, Kreis Kolberg-Körlin, Pommern: Korzyścienko
- Neu Werder, Kreis Ortelsburg, Ostpreußen: Maliniak
- Neu Werder, Kreis Rosenberg, Westpreußen: Nowy Ostrów
- Neu Wisniewke (?–1945 Kirschdorf), Kreis Flatow, Westpreußen/Pommern: Nowa Wiśniewka
- Neu Wuttrienen, Kreis Allenstein, Ostpreußen: Chaberkowo
- Neu Zarnow, Kreis Greifenhagen, Pommern: Nowe Czarnowo
- Neu Zernin, Kreis Kolberg-Körlin, Pommern: Kolonia Czernin
- Neu Zezenow, Kreis Stolp, Pommern: Cecenówko
- Neu Ziegenort, Pommern: Mazańczyce
- Neu Zowen, Kreis Schlawe, Pommern: Sowinko
- Neubatzdorf, Kreis Habelschwerdt, Niederschlesien: Starkówek
- Neubela: Nowa Biała
- Neubork, Kreis Kolberg, Pommern: Nowy Borek
- Neubrück, Kreis Sensburg, Ostpreußen: Nowy Most
- Neubrunn, Kreis Habelschwerdt, Niederschlesien: Szczawina
- Neubude, Kreis Neustadt, Oberschlesien: Nowy Bud
- Neudamm, Kreis Königsberg (Neumark), Brandenburg: Dębno
- Neudammen, Kreis Belgard, Pommern: Nowe Dębno
- Neudeck, Kreis Glatz, Niederschlesien: Podzamek
- Neudeck, Kreis Rosenberg, Westpreußen/Ostpreußen: Ogrodzieniec
- Neudims, Kreis Rößel, Ostpreußen: Najdymowo
- Neudorf, Kreis Breslau, → siehe Polnisch Neudorf
- Neudorf, Kreis Freystadt, Niederschlesien: Pryborze
- Neudorf, Kreis Glatz, Niederschlesien: Nowa Wieś Kłodzka
- Neudorf, Kreis Goldberg, Niederschlesien: Nowa Wieś Złotoryjska
- Neudorf, Kreis Groß Strehlitz, Oberschlesien: Nowa Wieś
- Neudorf, Kreis Guhrau, Niederschlesien: Nowa Wioska
- Neudorf, Kreis Hirschberg, Niederschlesien: Strużnica
- Neudorf, Kreis Köslin, Pommern: Łozice
- Neudorf, Kreis Kreuzburg, Oberschlesien: Ciecierzyn
- Neudorf, Kreis Leobschütz, Oberschlesien: Nowa Wieś Głubczycka
- Neudorf, Kreis Liegnitz, Niederschlesien: Nowa Wieś Legnicka
- Neudorf, Kreis Lüben, Niederschlesien: Nowa Wieś Lubińska
- Neudorf, Kreis Neidenburg, Ostpreußen: Nowa Wieś
- Neudorf, Kreis Neustettin, Pommern: Prosinko
- Neudorf, Kreis Oels, Niederschlesien: Wieszkowice
- Neudorf, Kreis Osterode, Ostpreußen: Nowa Wieś Ostródzka
- Neudorf, Kreis Oststernberg, Brandenburg: Maszków
- Neudorf, Kreis Rosenberg, Oberschlesien: Nowa Wieś
- Neudorf (1936–1945 Roßbach), Kreis Rosenberg, Oberschlesien: Nowa Wieś
- Neudorf, Kreis Rosenberg, Westpreußen/Ostpreußen: Nowa Wieś
- Neudorf, Kreis Schweidnitz, Niederschlesien: Nowice
- Neudorf, Kreis Schwerin (Warthe), Posen/Brandenburg: Nowa Wieś
- Neudorf, Kreis Stuhm, Westpreußen/Ostpreußen: Nowa Wieś
- Neudorf, Kreis Waldenburg, Niederschlesien: Nowe Siodło
- Neudorf, Kreis Wohlau, Niederschlesien: Naborów
- Neudorf, Kreis Neustadt, Oberschlesien: Nowa Wieś Prudnicka
- Neudorf, Netzekreis, Posen-Westpreußen/Pommern: Nowa Wieś
- Neudorf: Nowinki
- Neudorf am Gröditzberge, Kreis Goldberg, Niederschlesien: Nowa Wieś Grodziska
- Neudorf bei Bad Dirsdorf, Kreis Reichenbach (Eulengebirge), Niederschlesien: Nowa Wies Niemczańska
- Neudorf bei Bernstadt, Kreis Oels, Niederschlesien: Pielgrzymowice
- Neudorf bei Breslau, Kreis Breslau, Niederschlesien: Nowa Wieś Wrocławska
- Neudorf bei Juliusburg, Kreis Oels, Niederschlesien: Nowosiedlice
- Neudorf bei Kanth, Kreis Breslau, Niederschlesien: Nowa Wieś Kącka
- Neudorf bei Steinau (Oder), Kreis Wohlau, Niederschlesien: Sitno
- Neudorf (Eule), Kreis Reichenbach (Eulengebirge), Niederschlesien: Nowizna
- Neudorf-Sulau, Kreis Militsch, Niederschlesien: Sulimierz
- Neudorf-Tworog (1936–1945 Neudorf-Horneck), Kreis Tost-Gleiwitz, Oberschlesien: Nowa Wieś Tworoska
- Neudörfel, Kreis Ratibor, Oberschlesien: Nowa Wioska
- Neue Mühle: Nowy Żytnik
- Neuen, Kreis Landeshut, Niederschlesien: Krzeszówek
- Neuendorf: Przęsocin
- Neuendorf, Kreis Naugard, Pommern: Jarosławiec
- Neuendorf, Kreis Bütow, Pommern: Nowa Wieś
- Neuendorf, Kreis Crossen (Oder), Brandenburg: Czarnowo
- Neuendorf, Kreis Greifenhagen, Pommern: Piaseczno
- Neuendorf, Kreis Johannisburg, Ostpreußen: Nowa Wieś
- Neuendorf, Kreis Landsberg (Warthe), Brandenburg: Chróścik
- Neuendorf, Kreis Lauenburg, Pommern: Nowa Wieś Lęborska
- Neuendorf, Kreis Lyck, Ostpreußen: Nowa Wieś Ełcka
- Neuendorf, Kreis Naugard, Pommern: Ogorzele
- Neuendorf, Kreis Oletzko/Treuburg, Ostpreußen: Jabłonowo
- Neuendorf, Kreis Preußisch Eylau, Ostpreußen: Nowa Wieś Iłwecka
- Neuendorf, Kreis Rastenburg, Ostpreußen: Nowa Wieś Kętrzyńska
- Neuendorf, Kreis Usedom-Wollin, Pommern: Wisełka
- Neuendorf, Kreis Weststernberg, Brandenburg: Gajec
- Neuendorf bei Guttstadt, Kreis Heilsberg, Ostpreußen: Nowa Wieś Mała
- Neuendorf bei Heilsberg, Kreis Heilsberg, Ostpreußen: Nowa Wieś Wielka
- Neuendorf Höhe, Kreis Elbing, Westpreußen/Ostpreußen: Nowina
- Neuenhagen, Abtei, Kreis Schlawe, Pommern: Jeżyczki
- Neuenhagen, Amt, Kreis Schlawe, Pommern: Jezierzany
- Neuenhagen, Kreis Köslin, Pommern: Dobiesławiec
- Neuenhagen, Kreis Regenwalde, Pommern: Czarne
- Neue Welt: Nowy Świat
- Neufeld, Kreis Braunsberg, Ostpreußen: Nowiny
- Neufeld, Kreis Stolp, Pommern: Grabin
- Neuflachenseiffen, Kreis Löwenberg, Niederschlesien: Płoszczynka
- Neugasthof, Gemeinde Rogzow, Kreis Kolberg-Körlin, Pommern: Słowenkowo
- Neugersdorf, Kreis Habelschwerdt, Niederschlesien: Nowy Gierałtów
- Neugut, Kreis Osterode, Ostpreußen: Nowe Siedlisko
- Neuguth, Kreis Preußisch Holland, Ostpreußen: Nowy Dwór
- Neuhammer, Kreis Sprottau, Niederschlesien: Świętoszów
- Neuhammer, Kreis Oppeln, Oberschlesien: Nowa Kuźnia
- Neuhannsdorf, Kreis Glatz, Niederschlesien: Jaszkówka
- Neuhaus, Pommern: Podbrzezie
- Neuheide, Kreis Glatz, Niederschlesien: Polanica Górna
- Neuhof, Kreis Braunsberg, Ostpreußen: Nowy Dwór
- Neuhof, Kreis Königsberg (Neumark), Brandenburg: Osiecze
- Neuhof, Kreis Frankenstein, Niederschlesien: Nowy Dwór
- Neuhof, Kreis Groß Wartenberg, Niederschlesien: Nowy Dwór
- Neuhof, Kreis Heilsberg, Ostpreußen; Pilnik
- Neuhof, Kreis Neumarkt, Niederschlesien: Bogdanów
- Neuhof, Kreis Oels, Niederschlesien: Nowoszyce
- Neuhof, Kreis Trebnitz, Niederschlesien: Nowy Dwór
- Neuhof, Kreis Neustadt, Oberschlesien: Nowy Dwór Prudnicki
- Neuhof, Kreis Neidenburg, Ostpreußen: Nowy Dwór
- Neuhof, Kreis Preußisch Eylau, Ostpreußen: Nowy Dwór
- Neuhof, Kreis Dramburg, Pommern: Będlino
- Neuhof, Kreis Greifenberg, Pommern: Nowielice
- Neuhof, Kreis Lauenburg, Pommern: Nowęcin
- Neuhof, Kreis Regenwalde, Pommern: Orzeszkowo
- Neuhof, Kreis Elbing, Westpreußen/Ostpreußen: Nowy Dwór
- Neuhof, Kreis Deutsch Krone, Westpreußen/Pommern: Nowy Dwór
- Neuhof, Kreis Flatow, Westpreußen/Pommern: Nowy Dwór
- Neuhof, Kreis Schlochau, Westpreußen/Pommern: Garbek
- Neuhof bei Karwen, Kreis Stolp, Pommern: Drążkowo
- Neuhof bei Neurakitt, Kreis Stolp, Pommern: Rokicki Dwór
- Neuhof bei Podewils, Kreis Belgard, Pommern: Trzebiec
- Neuhof bei Vietzow, Kreis Belgard, Pommern: Trzebiec
- Neuhof Grabowken (1929–1945 Neuhof-Buchenhagen), Kreis Sensburg, Ostpreußen: Grabek
- Neuhof-Momehnen, Kreis Gerdauen, Ostpreußen: Nowy Dwór Momajński
- Neuhöfchen, Kreis Züllichau-Schwiebus, Brandenburg: Nowy Dworek
- Neuhöfe, Kreis Cammin, Pommern: Osiecze
- Neuhöfen, Netzekreis, Posen-Westpreußen/Pommern: Nowe Dwory
- Neuhöferfelde, Kreis Stuhm, Westpreußen/Ostpreußen: Nowiec
- Neuhoff, Kreis Lötzen, Ostpreußen: Zelki
- Neuhütte, Gemeinde Heidekavel, Kreis Arnswalde, Brandenburg/Pommern: Jarychowo
- Neuhütte, Kreis Bütow, Pommern: Rudka
- Neuhütten: Nowe Łozice
- Neuklenz, Kreis Köslin, Pommern: Niekłonice
- Neukölpin, Kreis Kolberg-Körlin, Pommern: Kiełpinko
- Neukrug, Kreis Preußisch Eylau, Ostpreußen: Nowa Karczma
- Neukrug, Kreis Bütow, Pommern: Soszyca
- Neukrug, Kreis Elbing, Westpreußen/Ostpreußen: Nowa Karczma
- Neulanghorst: Orliniec
- Neulomnitz: Nowa Łomnica
- Neumannsruh, Kreis Mohrungen, Ostpreußen: Nowaczyzna
- Neumark, Kreis Preußisch Holland, Ostpreußen: Nowica
- Neumark, Kreis Greifenhagen, Pommern: Stare Czarnowo
- Neumark, Kreis Stuhm, Westpreußen/Ostpreußen: Nowy Targ
- Neumarkt: Nowe Miasto Lubawskie
- Neumarkt: Nowy Targ
- Neumarkt, Niederschlesien: Środa Śląska
- Neumühl, Kreis Königsberg (Neumark), Brandenburg: Namyślin
- Neumühl, Kreis Oletzko/Treuburg, Ostpreußen: Nowy Młyn
- Neumühl, Kreis Rastenburg, Ostpreußen: Nowy Młyn
- Neumühl, Kreis Kolberg-Körlin, Pommern: Głąb
- Neumühl, Gemeinde Flinkow, Kreis Stolp, Pommern: Korzec
- Neumühl: Zamęt
- Neumühle, Kreis Allenstein, Ostpreußen: Nowy Młyn
- Neumühle, Kreis Neustadt, Oberschlesien: Nowy Młyn
- Neumühlenkamp: Kępiny
- Neundorf: Nowa Wieś
- Neunz, Kreis Neisse, Oberschlesien: Niwnica
- Neurakitt: Rokiciny
- Neurese, Kreis Kolberg-Körlin, Pommern: Unieradz
- Neurode, Kreis Glatz, Niederschlesien: Nowa Ruda
- Neurode, Kreis Allenstein, Ostpreußen: Żarek
- Neusalz an der Oder: Nowa Sól
- Neusandez: Nowy Sącz
- Neusaß, Kreis Oletzko/Treuburg: Nowiny
- Neusaß, Kreis Rosenberg: Nowiny
- Neusorge, Kreis Neisse, Oberschlesien: Drogoszów
- Neusorge, Kreis Braunsberg, Ostpreußen: Wierzchy
- Neusorge, Kreis Rößel, Ostpreußen: Kłopotowo
- Neusorge, Kreis Sensburg, Ostpreußen: Karczewiec
- Neustadt bei Pinne (1943–1945 Kirschneustadt): Lwówek
- Neustadt in Oberschlesien: Prudnik
- Neustadt in Westpreußen: Wejherowo
- Neustadt: Nowe Miasto, Szczecin
- Neustädtel, Kreis Freystadt, Niederschlesien: Nowe Miasteczko
- Neustädterfeld, Kreis Elbing, Westpreußen/Ostpreußen: Nowe Pole
- Neustädterwald: Gozdwa
- Neustettin, Pommern: Szczecinek
- Neuteich: Nowy Staw (oder Nytych)
- Neuteichsdorf: Stawiec
- Neutomischel: Nowy Tomyśl
- Neuvorwerk, Kreis Neustadt, Oberschlesien: Bud
- Neu Vorwerk, Kreis Ohlau, Niederschlesien: Nowy Dwór
- Neuwald, Kreis Neidenburg, Ostpreußen: Nowy Las
- Neuwalde, Kreis Neisse, Oberschlesien: Nowy Las
- Neuwaltersdorf: Nowy Waliszów
- Neuwarp: Nowe Warpno
- Neuwasser: Dąbki
- Neuwedel, Kreis Oppeln, Oberschlesien: Swieçiny
- Neuwedell: Drawno
- Neuweistritz: Nowa Bystrzyca
- Neuwelt: Kukułczyn
- Neuwerder, Kreis Lauenburg, Pommern: Przybrzeże
- Neuwilmsdorf: Nowy Wielisław
- Nichtsfelde (bis 1867 Nicponie), Kreis Marienwerder, Westpreußen: Nicponia
- Nickelsdorf, Kreis Allenstein, Ostpreußen: Nikielkowo
- Nickelshagen, Kreis Mohrungen, Ostpreußen: Liksajny
- Nieborowitz, Kreis Tost-Gleiwitz, Oberschlesien: Nieborowice
- Nieborowitzer Hammer (1936–1945 Neubersteich), Kreis Tost-Gleiwitz, Oberschlesien: Kuźnia Nieborowska
- Nieda (1937–1945 Wolfsberg), Kreis Görlitz, Niederschlesien: Niedów
- Nieden, Kreis Johannisburg, Ostpreußen: Nida
- Niedenau, Kreis Neidenburg, Ostpreußen: Niedanowo
- Nieder Bielau, Kreis Görlitz, Niederschlesien: Bielawa Dolna
- Nieder Bögendorf, Kreis Schweidnitz, Niederschlesien: Witoszów Dolny
- Nieder Ellguth, Kreis Groß Strehlitz, Oberschlesien: Ligota Dolna
- Nieder Ellguth, Kreis Kreuzburg, Oberschlesien: Ligota Dolna
- Nieder Gerlachsheim, Kreis Lauban, Niederschlesien: Grabiszyce Dolne
- Nieder Giersdorf, Kreis Schweidnitz, Niederschlesien: Miłochów
- Nieder Görisseifen, Kreis Löwenberg, Niederschlesien: Płóczki Dolne
- Nieder Gorpe, Kreis Sprottau, Niederschlesien: Gorzupia Dolna
- Nieder Groß Hartmannsdorf: Raciborowice Dolne
- Nieder Hermsdorf, Kreis Neisse, Oberschlesien: Jasienica Dolna
- Nieder Herzogswaldau, Kreis Freystadt, Niederschlesien: Mirocin Dolny
- Nieder Jastrzemb: Jastrzębie-Zdrój
- Nieder Jeser, Kreis Sorau, Brandenburg: Jeziory Dolne
- Nieder Kunzendorf, Kreis Frankenstein, Niederschlesien: Kalinowice Dolne
- Nieder Kunzendorf, Kreis Kreuzburg, Oberschlesien: Kujakowice Dolne
- Nieder Leschen, Kreis Sprottau, Niederschlesien: Leszno Dolne
- Nieder Lübbichow, Kreis Königsberg (Neumark), Brandenburg: Lubiechów Dolny
- Nieder Peilau, Kreis Reichenbach (Eulengebirge), Niederschlesien: Piława Dolna
- Nieder Penzighammer, Kreis Görlitz, Niederschlesien: Stojanów
- Nieder Polkwitz (1937–1945 Sandhofen), Kreis Glogau, Niederschlesien: Polkowice Dolne
- Nieder Pomsdorf, Kreis Frankenstein, Niederschlesien: Pomianów Dolny
- Nieder Prangenau: Pręgowo Dolne
- Nieder Pritschen, Kreis Fraustadt, Posen/Niederschlesien: Przyczyna Dolna
- Nieder Saathen, Kreis Königsberg (Neumark), Brandenburg: Zatoń Dolna
- Nieder Salpkeim, Kreis Sensburg, Ostpreußen: Salpik Dolny
- Nieder Schmardt, Kreis Kreuzburg, Oberschlesien: Smardy Dolne
- Nieder Steinkirch, Kreis Lauban, Niederschlesien: Kościelniki Dolne
- Nieder Stradam, Kreis Groß Wartenberg, Niederschlesien: Stradomia Dolna
- Nieder Struse, Kreis Breslau, Niederschlesien: Stróża Dolna
- Nieder Thiemendorf, Kreis Lauban, Niederschlesien: Radostów Dolny
- Nieder Tschirnau (1937–1945: Nieder Lesten), Kreis Guhrau, Niederschlesien: Czernina Dolna
- Nieder Weistritz, Kreis Schweidnitz, Niederschlesien: Bystrzyca Dolna
- Nieder Zahden, Kreis Randow, Pommern: Siadło Dolne
- Nieder Zauche, Kreis Sprottau, Niederschlesien: Sucha Dolna
- Niederbrodnitz, Kreis Karthaus, Westpreußen: Brodnica Dolna
- Niederhannsdorf, Kreis Glatz, Niederschlesien: Jaszkowa Dolna
- Niederhof, Kreis Belgard, Pommern: Miedzno
- Niederhof, Kreis Breslau, Niederschlesien: Mokronos Dolny
- Niederhof, Kreis Neidenburg, Ostpreußen: Księży Dwór
- Niederhof, Kreis Rößel, Ostpreußen: Nisko
- Niederkränig, Kreis Königsberg (Neumark), Brandenburg: Krajnik Dolny
- Niederlangenau, Kreis Habelschwerdt, Niederschlesien: Długopole Dolne
- Niedermühl, Kreis Rößel, Ostpreußen: Niski Młyn
- Niederrathen, Kreis Glatz, Niederschlesien: Ratno Dolne
- Niedersalzbrunn, Kreis Waldenburg, Niederschlesien: Szczawienko
- Niederschwedeldorf, Kreis Glatz, Niederschlesien: Szalejów Dolny
- Niederseiffersdorf, Kreis Grottkau, Oberschlesien: Przylesie Dolne
- Niedersteine, Kreis Glatz, Niederschlesien: Ścinawka Dolna
- Niederwald, Kreis Braunsberg, Ostpreußen: Nizinka
- Niederwitz, Kreis Goldap, Ostpreußen: Niedrzwica
- Niederwolla (1938–1945 Ohmengrund), Kreis Osterode, Ostpreußen: Wola Niska
- Niederwutzen, Kreis Königsberg (Neumark), Brandenburg: Osinów Dolny
- Niederzehren, Kreis Marienwerder, Westpreußen/Ostpreußen: Czarne Dolne
- Niedewitz, Kreis Züllichau-Schwiebus, Brandenburg: Niedźwiedź
- Niedzwedzen (1924–1945 Reinersdorf), Kreis Johannisburg, Ostpreußen: Niedźwiedzie
- Niedzwetzken (1936–1945 Wiesengrund), Kreis Lyck, Ostpreußen: Niedźwiedzkie
- Niedzwetzken (1926–1945 Bärengrund), Kreis Oletzko/Treuburg, Ostpreußen: Niedźwiedzkie
- Niefe (1937–1945 Neuenhagen), Kreis Namslau, Niederschlesien: Niwki
- Niekarm (1936–1945 Dürrwalde), Kreis Tost-Gleiwitz, Oberschlesien: Niekarmia
- Niekosken, Kreis Czarnikau/Netzekreis, Posen/Pommern: Niekursko
- Niekrassen (1938–1945 Krassau), Kreis Lyck, Ostpreußen: Niekrasy
- Niemaschkleba (1937–1945 Lindenhain), Kreis Guben, Brandenburg: Chlebowo
- Niemietzke (1938–1945 Puttkammerhof), Kreis Stolp, Pommern: Podkomorzyce
- Nienstedten, Kreis Lötzen, Ostpreußen: Rydze
- Niepölzig (Neumark): Niepołcko
- Niepruschewo (1939–1945 Seehofen): Niepruszewo
- Niesdrowitz (1936–1945 Neubrücken), Kreis Groß Strehlitz, Oberschlesien: Niezdrowice
- Niesewanz, Kreis Schlochau, Westpreußen/Pommern: Nieżywięć
- Niesnaschin (1936–1945 Scheinau), Kreis Cosel, Oberschlesien: Nieznaszyn
- Niewerle, Kreis Sorau, Brandenburg: Nowa Rola
- Niewiesche (1936–1945 Grünwiese), Kreis Tost-Gleiwitz, Oberschlesien: Niewiesze
- Niewke (1936–1945 Groß Neuland), Kreis Groß Strehlitz, Oberschlesien: Niwki
- Niewodnik (1936–1945 Fischbach O. S.), Kreis Falkenberg, Oberschlesien: Niewodniki
- Niklasdorf, Kreis Frankenstein, Niederschlesien: Mikołajów
- Niklasdorf, Kreis Schweidnitz, Niederschlesien: Mikoszowa
- Niklasdorf, Kreis Grottkau, Oberschlesien: Mikołajowa
- Niklaskirchen, Kreis Stuhm, Westpreußen/Ostpreußen: Mikołajki Pomorskie
- Nikolai: Mikołów
- Nikolaihorst (1938–1945 Nickelshorst (Forst)), Kreis Sensburg, Ostpreußen: Mościska
- Nikolaiken, Stadt, Kreis Sensburg, Ostpreußen: Mikołajki
- Nikolaiken, Forst, Kreis Sensburg, Ostpreußen: Mikołajki (Osada leśna)
- Nikoline (1936–1945 Niklasfähre), Kreis Falkenberg, Oberschlesien: Mikolin
- Nikolschmiede, Kreis Sprottau, Niederschlesien: Kowalice
- Nikolstadt, Kreis Liegnitz, Niederschlesien: Mikołajowice
- Nikutowen (1938–1945 Niekuten), Kreis Sensburg, Ostpreußen: Nikutowo
- Nimptsch, Kreis Reichenbach (Eulengebirge), Niederschlesien: Niemcza
- Niostoy, Kreis Neidenburg, Ostpreußen: Niestoja
- Nipnow, Gemeinde Schmaatz, Kreis Stolp, Pommern: Niewierowo
- Nipperwiese, Kreis Greifenhagen, Pommern: Ognica
- Nippoglense, Kreis Stolp, Pommern: Niepoględzie
- Nipter, Kreis Meseritz, Posen/Brandenburg: Nietoperek
- Nisgawe (1937–1945 Niederau), Kreis Wohlau, Niederschlesien: Nieszkowice
- Nißmenau, Kreis Sorau, Brandenburg: Włostów
- Nistitz, Kreis Wohlau, Niederschlesien: Nieszczyce
- Nitschendorf, Kreis Schweidnitz, Niederschlesien: Niegoszów
- Nitterwitz (1937–1945 Nittersdorf), Kreis Grottkau, Oberschlesien: Nieradowice
- Nittken, Kreis Johannisburg, Ostpreußen: Nitki
- Nittritz, Kreis Grünberg, Niederschlesien: Niedoradz
- Nitzlin, Kreis Schlawe, Pommern: Nosalin
- Nitznow, Kreis Greifenberg, Pommern: Niczonów
- Nobel, Kreis Danzig: Niegowo
- Nöblin, Kreis Saatzig, Pommern: Lublino
- Nogathaffkampen (vor 1896 Strauchkampen): Wężowiec
- Nogowschütz (1936–1945 Wangschütz), Kreis Groß Strehlitz, Oberschlesien: Nogowczyce
- Nohnen, Kreis Friedland/Bartenstein, Ostpreußen: Nuny
- Nohnkeim, Kreis Rastenburg, Ostpreußen: Nunkajmy
- Nonnenberg, Kreis Angerburg, Ostpreußen: Mniszki
- Noldau, Kreis Namslau, Niederschlesien: Domaszowice
- Nordenberg, Kreis Oletzko/Treuburg, Ostpreußen: Norki
- Nordenhof, Kreis Rastenburg, Ostpreußen: Pyszki
- Nordenthal (1938–1945 Nordental), Kreis Oletzko/Treuburg, Ostpreußen: Nory
- Nörenberg, Kreis Saatzig, Pommern: Ińsko
- Norok (1936–1945 Wolfsgrund O. S.), Kreis Falkenberg, Oberschlesien: Narok
- Nosewitz, Kreis Mohrungen, Ostpreußen: Mozgowo
- Noßberg, Kreis Heilsberg, Ostpreußen: Orzechowo
- Nossin: Nieżyn
- Nossuten, Kreis Goldap, Ostpreußen: Nasuty
- Noßwitz (1937–1945 Urstetten), Kreis Glogau, Niederschlesien: Nosocice
- Notzendorf, Kreis Marienburg, Westpreußen/Ostpreußen: Krzyżanowo
- Notzkow, Kreis Schlawe, Pommern: Noskowo
- Nowag, Kreis Neisse, Oberschlesien: Nowaki
- Nowahutta, Kreis Karthaus, Westpreußen: Nowa Huta
- Nowaken (1938–1945 Brüderfelde), Kreis Johannisburg, Ostpreußen: Nowaki
- Nowina: Nowina
- Nowojowitz (1934–1945 Neuenwalde (Ostpr.)), Kreis Ortelsburg, Ostpreußen: Nowojowiec
- Numeiten, Kreis Angerburg, Ostpreußen: Okowizna
- Nüßdorf, Kreis Falkenberg, Oberschlesien: Niesiebędowice
- Nußtal, Kreis Allenstein, Ostpreußen: Orzechowo

## O
- Ober Alvensleben, Kreis Landsberg (Warthe), Brandenburg: Krupczyn
- Ober Baumgarten, Kreis Jauer, Niederschlesien: Sady Górne
- Ober Bellmannsdorf, Kreis Lauban, Niederschlesien: Radzimów Górny
- Ober Bielau, Kreis Görlitz, Niederschlesien: Bielawa Górna
- Ober Bögendorf, Kreis Schweidnitz, Niederschlesien: Witoszów Górny
- Ober Dammer, Kreis Lüben, Niederschlesien: Dąbrowa Górna
- Ober Ellguth, Kreis Groß Strehlitz, Oberschlesien: Ligota Górna
- Ober Ellguth, Kreis Kreuzburg, Oberschlesien: Ligota Górna
- Ober-Glauche, Kreis Trebnitz, Niederschlesien: Głuchów Górny
- Ober Görisseiffen, Kreis Löwenberg, Niederschlesien: Płóczki Górne
- Ober Groß Hartmannsdorf: Raciborowice Górne
- Ober Hermsdorf, Kreis Neisse, Oberschlesien: Jasienica Górna
- Ober Herzogswaldau, Kreis Freystadt, Niederschlesien: Mirocin Górny
- Ober-Herzogswaldau, Kreis Lüben, Niederschlesien: Niemstów
- Ober Hohendorf, Kreis Jauer, Niederschlesien: Gorzanowice
- Ober Johnsdorf, Kreis Frankenstein, Niederschlesien: Janówka
- Ober Johnsdorf, Kreis Reichenbach (Eulengebirge), Niederschlesien: Janówek
- Ober Kapkeim, Kreis Heilsberg, Ostpreußen: Kabikiejmy
- Ober Kehle, Kreis Trebnitz, Niederschlesien: Kałowice
- Ober Kossewen (1938–1945 Oberrechenberg), Kreis Sensburg, Ostpreußen: Kosewo Górne
- Ober Kunzendorf, Kreis Kreuzburg, Oberschlesien: Kujakowice Górne
- Ober-Langenau, Kreis Habelschwerdt, Niederschlesien: Długopole Górne
- Ober Lazisk: Łaziska Górne
- Ober Lischnitz, Kreis Lauenburg, Pommern: Dziechlino
- Ober Mois, Kreis Neumarkt, Niederschlesien: Ujazd Górny
- Ober Mühlenthal, Kreis Sensburg, Ostpreußen: Młynowo
- Ober Schmardt, Kreis Kreuzburg, Oberschlesien: Smardy Górne
- Ober Schönbrunn, Kreis Lauban, Niederschlesien: Studniska Górne
- Ober Schönfeld, Kreis Bunzlau, Niederschlesien: Kraśnik Górny
- Ober Struse, Kreis Breslau, Niederschlesien: Stróża Górna
- Ober Thiemendorf, Kreis Lauban, Niederschlesien: Radostów Górny
- Ober Thomaswaldau, Kreis Bunzlau, Niederschlesien: Tomaszów Górny
- Ober Ullersdorf, Kreis Sorau, Brandenburg: Mirostowice Górne
- Ober Weistritz, Kreis Schweidnitz, Niederschlesien: Bystrzyca Górna
- Oberau, Kreis Lüben, Niederschlesien: Obora
- Oberfeld, Kreis Marienwerder, Westpreußen/Ostpreußen: Obory
- Oberglogau, Kreis Neustadt, Oberschlesien: Głogówek
- Oberhannsdorf, Kreis Glatz, Niederschlesien: Jaszkowa Górna
- Oberheide, Stadt Wormditt, Kreis Braunsberg, Ostpreußen: Kruczy Las
- Oberhof, Kreis Breslau, Niederschlesien: Mokronos Górny
- Oberlapsch: Łapsze Wyżne
- Obernigk, Kreis Trebnitz, Niederschlesien: Oborniki Śląskie
- Oberrathen, Kreis Glatz, Niederschlesien: Ratno Górne
- Oberschwedeldorf, Kreis Glatz, Niederschlesien: Szalejów Górny
- Obersteine, Kreis Glatz, Niederschlesien: Ścinawka Górna
- Oberteich, Kreis Rastenburg, Ostpreußen: Stawnica
- Oberullersdorf, Kreis Görlitz, Niederschlesien: Kopaczów
- Obervorwerk, Kreis Greifenhagen, Pommern: Lubiczyn
- Oberwaldenburg: Podgórze
- Oberwende: Uniedrożyn
- Oberwitz, Kreis Groß Strehlitz, Oberschlesien: Obrowiec
- Oberwüstegiersdorf, Kreis Waldenburg, Niederschlesien: Głuszyca Górna
- Obisch, Kreis Glogau, Niederschlesien: Obiszów
- Obischau, Kreis Namslau, Niederschlesien: Objazda
- Oblewen (1938–1945 Kolbitzbruch), Kreis Johannisburg, Ostpreußen: Oblewo
- Obliwitz, Kreis Lauenburg, Pommern: Obliwice
- Obsendorf, Kreis Neumarkt, Niederschlesien: Wrocisławice
- Obuchshöfchen, Stadt Mohrungen, Ostpreußen: Obuchowo
- Ochelshermsdorf, Kreis Grünberg, Niederschlesien: Ochla
- Ochotz (1936–1945 Frühauf), Kreis Oppeln, Oberschlesien: Ochodze
- Oder (Fluss): Odra
- Oderbeltsch, Kreis Guhrau, Niederschlesien: Bełcz Wielki
- Oderwanz (1936–1945 Oderhöh), Kreis Groß Strehlitz, Oberschlesien: Odrowąż
- Odmy, Kreis Osterode, Ostpreußen: Odmy
- Odoyen (1938–1945 Nickelsberg), Kreis Johannisburg, Ostpreußen: Odoje
- Odri, Kreis Konitz: Odry
- Odritten, Kreis Allenstein, Ostpreußen: Odryty
- Oegeln, Kreis Guben, Brandenburg: Węgliny
- Ögnitz, Kreis Oststernberg, Brandenburg: Ownice
- Oels, Niederschlesien: Oleśnica
- Oelschen, Kreis Wohlau, Niederschlesien: Olszany
- Oelse, Kreis Schweidnitz, Niederschlesien: Olszany
- Oertmannsdorf, Kreis Lauban, Niederschlesien: Szyszkowa
- Oetscher, Kreis Weststernberg, Brandenburg: Owczary
- Ogen (1936–1945 Feldheim), Kreis Grottkau, Oberschlesien: Ogonów
- Ogonken (1938–1945 Schwenten), Kreis Angerburg, Ostpreußen: Ogonki
- Ogonken, Kreis Karthaus, Westpreußen: Ogonki
- Ogrodtken (1938–1945 Kalgendorf), Kreis Lyck, Ostpreußen: Ogródek
- Ohlau, Niederschlesien: Oława
- Ohmen, Kreis Osterode, Ostpreußen: Omin
- Okoniak (1938–1945 Beutnerbaum), Kreis Osterode, Ostpreußen: Okoniak
- Okrongeln (1938–1945 Schwansee), Kreis Lötzen, Ostpreußen: Okrągłe
- Olbendorf, Kreis Strehlen, Niederschlesien: Gnojna
- Olbersdorf, Kreis Frankenstein, Niederschlesien: Rososznica
- Olbersdorf, Kreis Habelschwerdt, Niederschlesien: Stójków
- Olbersdorf, Kreis Reichenbach (Eulengebirge), Niederschlesien: Roztocznik
- Olbersdorf, Kreis Neustadt, Oberschlesien: Olbrachcice
- Oleschka (1936–1945 Nieder Erlen), Kreis Groß Strehlitz, Oberschlesien: Oleszka
- Oletzko (1926–1945 Treuburg), Ostpreußen: Olecko
- Olkusch (1941–1945 Ilkenau): Olkusz
- Ollschin, Kreis Lublinitz, Oberschlesien: Olszyna
- Olschewen (1938–1945 Kronfelde), Kreis Johannisburg, Ostpreußen: Olszewo
- Olschewen (1938–1945 Erlenau), Kreis Sensburg, Ostpreußen: Olszewo
- Olschienen (1938–1945 Ebendorf (Ostpr.)), Kreis Ortelsburg, Ostpreußen: Olszyny
- Olschowa (1936–1945 Erlenbusch), Kreis Groß Strehlitz, Oberschlesien: Olszowa
- Olschöwen (1938–1945 Kanitz), Kreis Angerburg, Ostpreußen: Olszewo Węgorzewskie
- Olschöwen (1938–1945 Frauenfließ), Kreis Lyck, Ostpreußen: Olszewo
- Olschöwen (1938–1945 Erlental), Kreis Oletzko/Treuburg, Ostpreußen: Olszewo
- Olschöwken (1938–1945 Kornau (Ostpr.)), Kreis Ortelsburg, Ostpreußen: Olszewki
- Oltaschin (1937–1945 Herzogshufen), Kreis Breslau, Niederschlesien: Ołtaszyn
- Omechau, Kreis Kreuzburg, Oberschlesien: Miechowa
- Omulef, Kreis Neidenburg, Ostpreußen: Omulew
- Omulefmühle, Kreis Neidenburg, Ostpreußen: Przysowy
- Omulefofen, Kreis Neidenburg, Ostpreußen: Kot
- Onufrigowen (1929–1945 Rehfelde), Kreis Sensburg, Ostpreußen: Onufryjewo
- Open, Kreis Braunsberg, Ostpreußen: Opin
- Oppau, Kreis Landeshut, Niederschlesien: Opawa
- Oppeln: Opole
- Oratsche, Kreis Tost-Gleiwitz, Oberschlesien: Oracze
- Oratzen (1928–1945 Wittenwalde), Kreis Lyck, Ostpreußen: Oracze
- Orlau, Kreis Neidenburg, Ostpreußen: Orłowo
- Orlaumühle, Kreis Neidenburg, Ostpreußen: Orłowo Młyn
- Orlen (1938–1945 Arlen), Kreis Lötzen, Ostpreußen: Orło
- Orloff: Orłowo
- Orlofferfelde: Orłowskie Pole
- Orlowen (1938–1945 Siegmunden), Kreis Johannisburg, Ostpreußen: Orłowo
- Orlowen (1938–1945 Adlersdorf), Kreis Lötzen, Ostpreußen: Orłowo
- Orlowo (1938–1945 Orlen), Kreis Rößel, Ostpreußen: Orłowo
- Orschen, Kreis Preußisch Eylau, Ostpreußen: Orsy
- Ortelsburg: Szczytno
- Ortowitz (1936–1945 Rehwalde), Kreis Cosel, Oberschlesien: Ortowice
- Orzechowen (1924–1945 Nußberg), Kreis Lyck, Ostpreußen: Orzechowo
- Orzechowken (1925–1945 Nußdorf), Kreis Oletzko/Treuburg, Ostpreußen: Orzechówko
- Orzesche: Orzesze
- Oschekau, Kreis Neidenburg, Ostpreußen: Osiekowo
- Oschiek (1936–1945 Karlstal), Kreis Groß Strehlitz, Oberschlesien: Osiek
- Oschietzko (1936–1945 Lichtenrode), Kreis Rosenberg, Oberschlesien: Osiecko
- Osorkau: Ozorków
- Ossa (1930–1945 Schwanhof), Kreis Sensburg, Ostpreußen: Osa
- Osseck, Kreis Lauenburg, Pommern: Osiek
- Ossecken, Kreis Lauenburg, Pommern: Osieki Lęborskie
- Osseg (1936 Auenwaldau, 1937–1945 Auenrode), Kreis Grottkau, Oberschlesien: Osiek Grodkowski
- Osselwitz, Kreis Guhrau, Niederschlesien: Osłowice
- Ossen, Kreis Groß Wartenberg, Niederschlesien: Ose
- Ossig, Kreis Guben, Brandenburg: Osiek
- Ossig, Kreis Lüben, Niederschlesien: Osiek
- Ossig, Kreis Neumarkt, Niederschlesien: Osiek
- Ossöwen (1938–1945 Ossau), Kreis Goldap, Ostpreußen: Osowo
- Ossowke (1926–1945 Espenhagen), Kreis Flatow, Westpreußen/Pommern: Osówka
- Ossowo (1926–1945 Aspenau), Kreis Flatow, Westpreußen/Pommern: Osowo
- Ostenhagen, Kreis Regenwalde, Pommern: Charnowo
- Osterode, Ostpreußen: Ostróda (oder Ostród)
- Osterwein, Kreis Osterode, Ostpreußen: Ostrowin
- Ostkehmen, Kreis Darkehmen/Angerapp, Ostpreußen: Osieki
- Ostrokollen (1938–1945 Scharfenrade), Kreis Lyck, Ostpreußen: Ostrykół
- Ostrolenka: Ostrołęka
- Ostroppa (1936–1945 Stroppendorf), Kreis Gleiwitz, Oberschlesien: Ostropa
- Ostrosnitz (1936–1945 Scharfenburg), Kreis Cosel, Oberschlesien: Ostrożnica
- Ostrowen (1938–1945 Mühlhof): Ostrowo
- Ostrowitt (1938–1945 Osterwitt), Kreis Osterode, Ostpreußen: Ostrowite
- Ostrowken (1938–1945 Waldbude): Ostrówko
- Ostrowo: Ostrów Wielkopolski
- Ottenburg, Kreis Rößel, Ostpreußen: Wólka
- Ottendorf, Kreis Allenstein, Ostpreußen: Radosty
- Ottilienhof, Kreis Ortelsburg, Ostpreußen: Otole
- Ottmachau, Kreis Grottkau, Oberschlesien: Otmuchów
- Ottmuth: Otmęt
- Ottmütz, Kreis Groß Strehlitz, Oberschlesien: Otmice
- Ottok (1936–1945), Kreis Neustadt, Oberschlesien: Otoki
- Ottoswalde, Kreis Rastenburg, Ostpreußen: Staniewo
- Owschütz (1936–1945 Habergrund), Kreis Ratibor, Oberschlesien: Owsiszcze

## P
- Paaris, Kreis Rastenburg, Ostpreußen: Parys
- Pabbeln, Kreis Goldap, Ostpreußen: Wobały
- Pablindszen (1936–1938 Pablindschen, 1938–1945 Zollteich), Kreis Goldap, Ostpreußen: Pobłędzie
- Packhausen, Kreis Braunsberg, Ostpreußen: Pakosze
- Padingkehmen (1938–1945 Padingen), Kreis Goldap, Ostpreußen: Będziszewo
- Pagelsdorf, Kreis Köslin, Pommern: Pakosław
- Pagelshof, Kreis Osterode, Ostpreußen: Ameryka
- Pagendorf, Kreis Heiligenbeil, Ostpreußen: Zakrze
- Pakoslaw (1943–1945 Ziegelhöhe): Pakosław
- Pakulent, Kreis Greifenhagen, Pommern: Pacholęta
- Palten, Kreis Braunsberg, Ostpreußen: Posady
- Palzig, Kreis Züllichau-Schwiebus, Brandenburg: Pałck
- Palzwitz, Kreis Schlawe, Pommern: Palczewice
- Pammern, Kreis Lötzen, Ostpreußen: Pamry
- Pammin, Kreis Arnswalde, Brandenburg/Pommern: Pomień
- Pammin, Kreis Dramburg, Pommern: Pomierzyn
- Pampitz, Kreis Brieg, Niederschlesien: Pępice
- Pamplin: Duninowo
- Pangau, Kreis Oels, Niederschlesien: Pągów
- Pangel, Kreis Reichenbach (Eulengebirge), Niederschlesien: Stasin
- Panistrugga (1927–1945 Herrnbach), Kreis Lyck, Ostpreußen: Panistruga
- Panknin, Kreis Schlawe, Pommern: Pękanino
- Pankows Hof, Kreis Greifenhagen, Pommern: Pąkowo
- Pannwitz, Kreis Trebnitz, Niederschlesien: Paniowice
- Pansdorf, Kreis Liegnitz, Niederschlesien: Pątnówek
- Pansin, Kreis Saatzig, Pommern: Pęzino
- Panten, Kreis Liegnitz, Niederschlesien: Pątnów Legnicki
- Panthenau, Kreis Goldberg, Niederschlesien: Pątnów
- Panthenau, Kreis Reichenbach (Eulengebirge), Niederschlesien: Ratajno
- Panwitz, Kreis Meseritz, Posen/Brandenburg: Panowice
- Panzerei, Kreis Osterode, LOstpreußen: Pancerzyn
- Panzerin, Kreis Belgard, Pommern: Pęczerzyno
- Panzkau, Kreis Neumarkt, Niederschlesien: Pęczków
- Papenhagen, Kreis Kolberg-Körlin, Pommern: Głowaczewo
- Papenhof, Gemeinde Klein Pomeiske, Kreis Bütow, Pommern: Międzygórze
- Papenzin, Kreis Rummelsburg, Pommern: Bobięcino
- Papiermühle, Kreis Preußisch Eylau, Ostpreußen: Papiernia
- Pappelheim, Kreis Johannisburg, Ostpreußen: Gaudynki
- Papperten, Kreis Preußisch Eylau, Ostpreußen: Paprocina
- Papritzfelde, Kreis Stolp, Pommern: Paprzyce
- Paprodtken (1938–1945 Goldensee), Kreis Lötzen, Ostpreußen: Paprotki
- Paradies, Kreis Meseritz, Posen/Brandenburg: Gościkowo
- Paraschin (1937–1945 Paretz), Kreis Lauenburg, Pommern: Paraszyno
- Parchau, Kreis Lüben, Niederschlesien: Parchowo
- Parchwitz, Kreis Liegnitz, Niederschlesien: Prochowice
- Pargow, Kreis Randow, Pommern: Pargowo
- Paritz, Kreis Bunzlau, Niederschlesien: Parzyce
- Park, Kreis Friedland/Bartenstein, Ostpreußen: Park
- Parkitten, Kreis Heilsberg, Ostpreußen: Parkity
- Parlack, Kreis Braunsberg, Ostpreußen: Pierławki
- Parlin, Kreis Naugard, Pommern: Parlin
- Parösken, Kreis Preußisch Eylau, Ostpreußen: Pareżki
- Parpart, Kreis Greifenberg, Pommern: Paprotno
- Parpart, Kreis Köslin, Pommern: Paprotno
- Parpart, Kreis Schlawe, Pommern: Paproty
- Parsow, Kreis Köslin, Pommern: Parsowo
- Partsch, Kreis Rastenburg, Ostpreußen: Parcz
- Parwolken, Kreis Osterode, Ostpreußen: Parwółki
- Paschwitz (1937–1945 Fuchshübel), Kreis Breslau, Niederschlesien: Strzeganowice
- Passargenthal, Kreis Allenstein, Ostpreußen: Tomarynki
- Passarien, Kreis Friedland/Bartenstein, Ostpreußen: Pasaria
- Passarienhof, Kreis Friedland/Bartenstein, Ostpreußen: Pasarka
- Passendorf, Kreis Glatz, Niederschlesien: Pasterka
- Passenheim, Kreis Ortelsburg, Ostpreußen: Pasym
- Passenheimer Stadtforsterei, Kreis Ortelsburg, Ostpreußen: Gaj
- Passentin, Kreis Belgard, Pommern: Paszęcin
- Paßlack, Kreis Friedland/Bartenstein, Ostpreußen: Pasławki
- Pastern, Kreis Rastenburg, Ostpreußen: Pasterzewo
- Pasterwitz (1937–1945 Pastern), Kreis Breslau, Niederschlesien: Pasterzyce
- Paterschobensee, Kreis Ortelsburg, Ostpreußen: Sasek Mały
- Pathaunen, Kreis Allenstein, Ostpreußen: Pajtuny
- Pathaunenmühle, Kreis Allenstein, Ostpreußen: Pajtuński Młyn
- Pathendorf, Kreis Wohlau, Niederschlesien: Bukowiec
- Patocka (1936–1945 Klinkerwerk), Kreis Lublinitz/Guttentag, Oberschlesien: Patoka
- Patschkau, Kreis Neisse, Oberschlesien: Paczków
- Pattag, Kreis Rothenburg, Niederschlesien: Potok
- Paudling, Kreis Rößel, Ostpreußen: Pudląg
- Paulienen, Kreis Preußisch Eylau und Friedland/Bartenstein, Ostpreußen: Pawłówka
- Paulinenhof, Kreis Lötzen, Ostpreußen: Wólka Cybulska
- Paustern, Kreis Preußisch Eylau, Ostpreußen: Paustry
- Patricken, Kreis Allenstein, Ostpreußen: Patryki
- Paulinenhof, Kreis Sensburg, Ostpreußen: Pawłowięta
- Paulen, Kreis Braunsberg, Ostpreußen: Pawły
- Paulsdorf, Kreis Namslau, Niederschlesien: Pawłowice Namysłowskie
- Paulsdorf, Kreis Rosenberg, Oberschlesien: Pawłowice
- Paulsgut, Kreis Osterode, Ostpreußen: Pawłowo
- Paulswalde, Kreis Angerburg, Ostpreußen: Pawłowo
- Paulwitz, Kreis Frankenstein, Niederschlesien: Pawłowice
- Pawlau (1936–1945 Paulsgrund), Kreis Ratibor, Oberschlesien: Pawłów
- Pawlicken (1938–1945 Palicken), Kreis Neidenburg, Ostpreußen: Pawliki
- Pawlowitz: Pawłowice
- Pawlowitz (1936–1945 Paulshofen), Kreis Tost-Gleiwitz, Oberschlesien: Pawłowice
- Pawlozinnen (1938–1945 Paulshagen), Kreis Johannisburg, Ostpreußen: Pawłocin
- Pechhütte, Kreis Neustadt, Oberschlesien: Smolarnia
- Peest, Kreis Schlawe, Pommern: Pieszcz
- Pegelow, Kreis Saatzig, Pommern: Gogolewo
- Peiskam, Kreis Preußisch Holland, Ostpreußen: Piskajny
- Peiskern, Kreis Guhrau, Niederschlesien: Piskorze
- Peiskersdorf, Kreis Reichenbach, Niederschlesien: Piskorzów
- Peiskerwitz, Kreis Neumarkt, Niederschlesien: Piskorzowice
- Peiskretscham, Kreis Tost-Gleiwitz, Oberschlesien: Pyrzowice
- Peisten, Kreis Preußisch Eylau, Ostpreußen: Piasty Wielkie
- Peisterwitz, Kreis Ohlau, Niederschlesien: Bystrzyca
- Peiswitz, Kreis Goldberg, Niederschlesien: Pyskowice
- Peitschendorf, Kreis Sensburg, Ostpreußen: Piecki
- Peitschendorfswerder, Kreis Sensburg, Ostpreußen: Ostrów Pieckowski
- Pelkshof, Kreis Sensburg, Ostpreußen: Pełkowo
- Pellen, Kreis Heiligenbeil, Ostpreußen: Piele
- Peltschütz, Kreis Ohlau, Niederschlesien: Pełczyce
- Pempersin, Kreis Flatow, Westpreußen/Pommern: Pęperzyn
- Penglitten, Kreis Allenstein, Ostpreußen: Pęglity
- Penkendorf, Kreis Schweidnitz, Niederschlesien: Panków
- Penkuhl, Kreis Schlochau, Westpreußen/Pommern: Pieniężnica
- Pennekow, Kreis Schlawe, Pommern: Pieńkowo
- Pensylvanien, Kreis Oststernberg, Brandenburg: Polne
- Pentsch, Kreis Strehlen, Niederschlesien: Pęcz
- Pentzken (1938–1945 Kleinmuckenhausen), Kreis Neidenburg, Ostpreußen: Pęczki
- Penzig, Kreis Görlitz, Niederschlesien: Pieńsk
- Perbanden, Kreis Heiligenbeil, Ostpreußen: Przebędowo
- Perguschen, Kreis Preußisch Eylau, Ostpreußen: Piergozy
- Pergusen, Kreis Preußisch Holland, Ostpreußen: Piergozy
- Perkau, Kreis Friedland/Bartenstein, Ostpreußen: Parkoszewo
- Perkuiken, Kreis Friedland/Bartenstein, Ostpreußen: Perkujki
- Perlin, Kreis Lauenburg, Pommern: Perlino
- Perlswalde, Kreis Angerburg, Ostpreußen: Perły
- Persante (Fluss in Pommern): Parsęta
- Persanzig, Kreis Neustettin, Pommern: Parsęcko
- Perscheln, Kreis Preußisch Eylau, Ostpreußen: Piersele
- Perschkenstein, Kreis Grottkau, Oberschlesien: Grądy
- Perschütz, Kreis Trebnitz, Niederschlesien: Bierzyce
- Persing, Kreis Osterode, Ostpreußen: Brzeźno Łyńskie
- Peruschen, Kreis Wohlau, Niederschlesien: Pierusza
- Perwilten, Kreis Braunsberg, Ostpreußen: Perwilty
- Pestlin, Kreis Stuhm, Westpreußen/Ostpreußen: Postolin
- Peterfitz, Kreis Kolberg-Körlin, Pommern: Piotrowice
- Peterkau, Kreis Rosenberg, Westpreußen/Ostpreußen: Piotrkowo
- Petermanns, Kreis Rastenburg, Ostpreußen: Pieszewo
- Petersberg, Kreis Angerburg, Ostpreußen: Piotrówko
- Petersberg, Kreis Sensburg, Ostpreußen: Piotrówka
- Petersberg, Kreis Stolp, Pommern: Troszki
- Petersdorf, Kreis Oststernberg, Brandenburg: Jemiołów
- Petersdorf, Kreis Hirschberg, Niederschlesien: Piechowice
- Petersdorf, Kreis Liegnitz, Niederschlesien: Piotrówek
- Petersdorf, Kreis Löwenberg, Niederschlesien: Pieszków
- Petersdorf, Kreis Lüben, Niederschlesien: Pieszkowice
- Petersdorf, Kreis Reichenbach (Eulengebirge), Niederschlesien: Piotrówek
- Petersdorf (bei Karpfreiß), Kreis Sprottau, Niederschlesien: Piotrowice
- Petersdorf (bei Sagan), Kreis Sprottau, Niederschlesien: Chrobrów
- Petersdorf, Kreis Falkenberg, Oberschlesien: Piotrowa
- Petersdorf, Kreis Heilsberg, Ostpreußen: Piotrowo
- Petersdorf, Kreis Belgard, Pommern: Żukówek
- Petersdorf, Kreis Bütow, Pommern: Mokrzyn
- Petersfelde, Kreis Kolberg-Körlin, Pommern: Poradz
- Petersgrätz, Kreis Groß Strehlitz, Oberschlesien: Piotrówka
- Petershagen, Kreis Preußisch Eylau, Ostpreußen: Pieszkowo
- Petershagen, Kreis Kolberg-Körlin, Pommern: Powalice
- Petershagen, Kreis Schlawe, Pommern: Pęciszewko
- Petershagen, Kreis Danzig, Westpreußen: Żelichowo
- Petershagen: Żelichowo
- Petersheide, Kreis Grottkau, Oberschlesien: Czarnolas
- Peterswaldau, Kreis Reichenbach (Eulengebirge), Niederschlesien: Pieszyce
- Peterswalde, Kreis Braunsberg, Ostpreußen: Piotrowiec
- Peterswalde, Kreis Heilsberg, Ostpreußen: Piotraszewo
- Peterswalde, Kreis Osterode, Ostpreußen: Pietrzwałd
- Peterwitz, Kreis Frankenstein, Niederschlesien: Stoszowice
- Peterwitz, Kreis Jauer, Niederschlesien: Piotrowice
- Peterwitz, Kreis Schweidnitz, Niederschlesien: Piotrowice Świdnickie
- Peterwitz, Kreis Strehlen, Niederschlesien: Piotrowice
- Peterwitz, Kreis Trebnitz, Niederschlesien: Piotrkowiczki
- Peterwitz (1936–1945 Zietenbusch), Kreis Leobschütz, Oberschlesien: Pietrowice
- Peterwitz, Kreis Neisse, Oberschlesien: Piotrowice Nyskie
- Petrelskehmen (1938–1945 Peterkeim), Kreis Darkehmen/Angerapp, Ostpreußen: Pietraszki
- Petrigau, Kreis Strehlen, Niederschlesien: Piotrków Borowski
- Petrikau (1937–1945 Petersrode), Kreis Reichenbach (Eulengebirge), Niederschlesien: Piotrków
- Petschkendorf, Kreis Lüben, Niederschlesien: Pieszków
- Pettelkau, Kreis Braunsberg, Ostpreußen: Pierzchały
- Petzelsdorf, Kreis Landeshut, Niederschlesien: Paczyn
- Petznick, Kreis Pyritz, Pommern: Piasecznik
- Petznick, Kreis Deutsch Krone, Westpreußen/Pommern: Piecnik
- Peucker, Kreis Habelschwerdt, Niederschlesien: Poniatów
- Peythunen, Kreis Braunsberg, Ostpreußen: Pajtuny
- Peuske, Kreis Kolberg-Körlin, Pommern: Pyszka
- Pfaffendorf, Kreis Landeshut, Niederschlesien: Szarocin
- Pfaffendorf, Kreis Lauban, Niederschlesien: Rudzica
- Pfaffendorf, Kreis Liegnitz, Niederschlesien: Piątnica
- Pfaffendorf, Kreis Ortelsburg, Ostpreußen: Popowa Wola
- Pfaffendorf, Kreis Reichenbach (Eulengebirge), Niederschlesien: Książnica
- Pfaffendorf, Kreis Sensburg, Ostpreußen: Popowo Salęckie
- Pfahlbude, Kreis Braunsberg, Ostpreußen: Ujście
- Pflugrade, Kreis Naugard, Pommern: Redło
- Pförten, Kreis Sorau, Brandenburg: Brody
- Philippsdorf, Kreis Rastenburg, Ostpreußen: Filipówka
- Pianken (1938–1945 Altwolfsdorf), Kreis Johannisburg, Ostpreußen: Pianki
- Piasken (1927–1945 Klein Rauschen), Kreis Lyck, Ostpreußen: Piaski
- Piasken, Kreis Sensburg, Ostpreußen: Piaski
- Piassutten (1938–1945 Seenwalde), Kreis Ortelsburg, Ostpreußen: Piasutno
- Pickau, Kreis Cosel, Oberschlesien: Bytków
- Piechotzütz (1936–1937 Pechwalde, 1937–1945 Bauerngrund), Kreis Falkenberg, Oberschlesien: Piechocice
- Pieczisko (1935–1945 Waldofen), Kreis Johannisburg, Ostpreußen: Pieczysko
- Pielburg, Kreis Neustettin, Pommern: Piława
- Pientken (1926–1945 Blumental), Kreis Lyck, Ostpreußen: Piętki
- Piepenburg, Kreis Regenwalde, Pommern: Wyszogóra
- Pierkunowen (1935–1945 Perkunen), Kreis Lötzen, Ostpreußen: Pierkunowo
- Pierlawken, Kreis Neidenburg, Ostpreußen: Pierławki
- Pierwoy, Kreis Sensburg, Ostpreußen: Pierwój
- Piestkeim, Kreis Allenstein, Ostpreußen: Pistki
- Pietna (1936–1945 Teichgrund), Kreis Neustadt, Oberschlesien: Pietna
- Pietraschen (1938–1945 Rauental), Kreis Goldap, Ostpreußen: Pietrasze
- Pietraschen (1938–1945 Petersgrund), Dorf, Kreis Lyck, Ostpreußen: Pietrasze
- Pietraschen (1938–1945 Petersgrund), Gut, Kreis Lyck, Ostpreußen: Pietrasze
- Pietrellen (1938–1945 Treugenfließ), Kreis Angerburg, Ostpreußen: Pietrele
- Pietrzyken (1904–1945 Wiesenheim), Kreis Johannisburg, Ostpreußen: Pietrzyki
- Pietzarken (1931–1945 Bergensee), Kreis Angerburg, Ostpreußen: Pieczarki
- Pietzkendorf: Piecewo
- Pietzonken (1930–1945 Grünau), Kreis Lötzen, Ostpreußen: Pieczonki
- Pilchen, Kreis Johannisburg, Ostpreußen: Pilchy
- Pilchowitz (1936–1945 Bilchengrund), Kreis Tost-Gleiwitz, Oberschlesien: Pilchowice
- Pilgersdorf, Kreis Leobschütz, Oberschlesien: Pielgrzymów
- Pilgramsaue, Kreis Neidenburg, Ostpreußen: Cebulki
- Pilgramsdorf, Kreis Braunsberg, Ostpreußen: Pielgrzymowo
- Pilgramsdorf, Kreis Goldberg, Niederschlesien: Pielgrzymka
- Pilgramsdorf, Kreis Lüben, Niederschlesien: Pielgrzymów
- Pilgramsdorf, Kreis Pleß: Pielgrzymowice
- Pilgramsdorf, Kreis Neidenburg, Ostpreußen: Pielgrzymowo
- Pilgramshain, Kreis Schweidnitz, Niederschlesien: Żółkiewka
- Pilkendorf, Gemeinde Kirchberg, Kreis Falkenberg, Oberschlesien: Pielgrzymowice
- Pillackermühle, Kreis Sensburg, Ostpreußen: Piłak
- Pillau, Kreis Braunsberg, Ostpreußen: Piława
- Pillauken, Kreis Osterode, Ostpreußen: Piławki
- Pillwen, Kreis Preußisch Eylau, Ostpreußen: Pilwa
- Pillwösche (1936–1945 Weißach), Kreis Grottkau, Oberschlesien: Białowieża
- Piltsch, Kreis Glatz, Niederschlesien: Pilcz
- Piltsch, Kreis Leobschütz, Oberschlesien: Pilszcz
- Pilwe, Kreis Angerburg, Ostpreußen: Pilwa
- Pilz, Kreis Frankenstein, Niederschlesien: Pilce
- Pilzen, Kreis Schweidnitz, Niederschlesien: Boleścin
- Pilzendorf, Oberschlesien: Grzybowice
- Pinne, Kreis Samter, Posen: Pniewy
- Pinnow, Kreis Soldin, Brandenburg: Pniów
- Pinnow, Kreis Weststernberg, Brandenburg: Pniów
- Pinnow, Kreis Neustettin, Pommern: Pniewo
- Piontken (1932–1945 Freidorf), Kreis Neidenburg, Ostpreußen: Piątki
- Piotrowitz (1932–1945 Alt Petersdorf), Kreis Neidenburg, Ostpreußen: Piotrowice
- Pirbstow, Kreis Schlawe, Pommern: Przystawy
- Pischkowitz (1936–1945 Schloßhübel), Kreis Glatz, Niederschlesien: Piszkowice
- Piskorsine (1937–1945 Kirchlinden), Kreis Wohlau, Niederschlesien: Piskorzyna
- Piskorzewen (1904–1945 Königsdorf), Kreis Johannisburg, Ostpreußen: Piskorzewo
- Pissanitzen (1926–1945 Ebenfelde), Kreis Lyck, Ostpreußen: Pisanica
- Pissarzowitz (1931–1945 Schreibersort), Kreis Tost-Gleiwitz, Oberschlesien: Pisarzowice
- Pissau (1910–1945 Waldensee), Kreis Rößel, Ostpreußen: Piszewo
- Pistken (1938–1945 Kröstenwerder), Kreis Lyck, Ostpreußen: Pistki
- Pitschen, Kreis Kreuzburg, Oberschlesien: Byczyna
- Pitschen, Kreis Neumarkt, Niederschlesien: Pyszczyn
- Pitzerwitz, Kreis Soldin, Brandenburg: Pstrowice
- Plagow, Kreis Arnswalde, Brandenburg/Pommern: Pławno
- Plagow, Gemeinde Hundskopf, Kreis Dramburg, Pommern: Pławno
- Plagwitz, Kreis Löwenberg, Niederschlesien: Płakowice
- Planheide, Kreis Schlawe, Pommern: Rozłęka
- Planitz: Płonica
- Plaßwich, Kreis Braunsberg, Ostpreußen: Płoskinia
- Plastichow, Kreis Cammin, Pommern: Płastkowo
- Platenheim, Kreis Bütow, Pommern: Płotowo
- Platenhof: Cyganka
- Plathe, Kreis Regenwalde, Pommern: Płoty
- Platteinen, Kreis Osterode, Ostpreußen: Platyny
- Plauenthin, Kreis Kolberg-Körlin, Pommern: Pławęcino
- Plausen, Kreis Rößel, Ostpreußen: Paluzy
- Plauten, Kreis Braunsberg, Ostpreußen: Pluty
- Plautzig, Kreis Allenstein, Ostpreußen: Pluski
- Plautzkehmen (1938–1945 Engern (Ostpr.)), Kreis Goldap, Ostpreußen: Pluszkiejmy
- Plawniowitz (1936–1945 Flößingen), Kreis Tost-Gleiwitz, Oberschlesien: Pławniowice
- Pleß: Pszczyna
- Plensen, Kreis Friedland/Bartenstein, Ostpreußen: Plęsy
- Plesse, Kreis Guben, Niederschlesien: Pleśno
- Plesse (Fluss): Pszczynka
- Pleushagen, Gemeinde Kaltenhagen, Kreis Köslin, Pommern: Pleśna
- Plichten, Kreis Osterode, Ostpreußen: Plichta
- Plieschnitz (1936–1945 Fuchsberg), Kreis Falkenberg, Oberschlesien: Pleśnica
- Plohnen, Kreis Elbing, Westpreußen/Ostpreußen: Pilona
- Plohsen, Kreis Ortelsburg, Ostpreußen: Płozy
- Plomnitz, Kreis Habelschwerdt, Niederschlesien: Pławnica
- Plonchau, Kreis Osterode, Ostpreußen: Pląchawy
- Plöne (Fluss in Pommern): Płonia
- Plonitz, Kreis Landsberg (Warthe), Brandenburg: Płonica
- Plönhöfen, Kreis Rößel, Ostpreußen: Plenowo
- Plönzig, Kreis Pyritz, Pommern: Płońsko
- Plößen, Gemeinde Linkenau, Kreis Mohrungen, Ostpreußen: Pleśno
- Plößen, Kreis Rößel, Ostpreußen: Pleśno
- Plößenhof, Kreis Rößel, Ostpreußen: Pleśnik
- Plothow, Kreis Grünberg, Niederschlesien: Płoty
- Plötnick, Gemeinde Tolksdorf, Kreis Rastenburg, Ostpreußen: Płutniki
- Plottnitz, Kreis Frankenstein, Niederschlesien: Błotnica
- Plottnitz, Kreis Strehlen, Niederschlesien: Błotnica
- Plötzenhof, Gemeinde Klebow, Kreis Dramburg, Pommern: Płocie
- Plötzig, Kreis Rummelsburg, Pommern: Płocko
- Plötzin, Kreis Usedom-Wollin, Pommern: Płocin
- Plotzitznen (1938–1945 Bunhausen), Kreis Lyck, Ostpreußen: Płociczno
- Plötzmin, Kreis Deutsch Krone, Westpreußen/Pommern: Plecemin
- Plowenz: Kreis Strasburg, Westpreußen: Płowęż
- Plowczen (1938–1945 Plötzendorf), Kreis Lyck, Ostpreußen: Płowce
- Plöwken, Kreis Oletzko/Treuburg, Ostpreußen: Plewki
- Pluder (1936–1945 Wildfurt), Kreis Guttentag, Oberschlesien: Pludry
- Plutken, Kreis Allenstein, Ostpreußen: Plutki
- Plümenhagen, Kreis Köslin, Pommern: Gniazdowo
- Plümkenau, Kreis Oppeln, Oberschlesien: Radomierowice
- Pluskau, Kreis Guhrau, Niederschlesien: Płoski
- Plutken, Kreis Allenstein, Ostpreußen: Plutki
- Pniow (1936–1945 Schrotkirch), Kreis Tost-Gleiwitz, Oberschlesien: Pniów
- Pobanz, Kreis Köslin, Pommern: Pobądz
- Poberow, Kreis Cammin, Pommern: Pobierowo
- Poberow, Kreis Rummelsburg, Pommern: Poborowo
- Poblotz, Kreis Stolp, Pommern: Pobłocie
- Poborschau (1936–1945 Eichhagen), Kreis Cosel, Oberschlesien: Poborszów
- Poburzen, Kreis Osterode, Ostpreußen: Pobórze
- Podangen, Kreis Preußisch Holland, Ostpreußen: Podągi
- Podasch, Kreis Militsch, Niederschlesien: Potasznia
- Podejuch, Kreis Randow, Pommern: Podjuchy
- Podewils, Kreis Belgard, Pommern: Podwilcze
- Podewils, Kreis Oppeln, Oberschlesien: Kały
- Podewilshausen, Kreis Stolp, Pommern: Podwilczyn
- Poditau (1937–1945 Neißgrund), Kreis Glatz, Niederschlesien: Podtynie
- Podlacken, Kreis Rastenburg, Ostpreußen: Podławki
- Podlassen (1938–1945 Klausenhof), Kreis Allenstein, Ostpreußen: Podlazy
- Podlechen, Kreis Braunsberg, Ostpreußen: Podlechy
- Podlechen, Kreis Rastenburg, Ostpreußen: Podlechy
- Podleiken, Kreis Osterode, Ostpreußen: Podlejki
- Podlesch (1936–1945 Unterwalden), Kreis Cosel, Oberschlesien: Podlesie
- Poganitz, Kreis Stolp, Pommern: Poganice
- Poganten, Kreis Lötzen, Ostpreußen: Poganty
- Pogarell, Kreis Brieg, Niederschlesien: Pogorzela
- Pogosch (1936–1945 Brandewalde), Kreis Neustadt, Oberschlesien: Pogórze
- Pohiebels, Kreis Rastenburg, Ostpreußen: Pożarki
- Pohldorf, Kreis Habelschwerdt, Niederschlesien: Paszków
- Pohlo, Kreis Guben, Brandenburg: Pole
- Pohlom (1936–1945 Ostwalde), Kreis Tost-Gleiwitz, Oberschlesien: Połomia
- Pohlschildern, Kreis Liegnitz, Niederschlesien: Szczytniki nad Kaczawą
- Pohlsdorf, Kreis Neumarkt, Niederschlesien: Paździorno
- Pöhnen, Kreis Friedland/Bartenstein, Ostpreußen: Pieny
- Pohsen, Kreis Guben, Brandenburg: Późna
- Poischwitz, Kreis Jauer, Niederschlesien: Paszowice
- Polanowitz (1936–1945 Kornfelde), Kreis Kreuzburg, Oberschlesien: Polanowice
- Polchlep, Kreis Belgard, Pommern: Półchleb
- Polchow, Pommern: Pilchowo
- Poldemin, Kreis Kolberg-Körlin, Pommern: Połomino
- Polenzhof, Kreis Friedland/Bartenstein, Ostpreußen: Połęcze
- Polenzig, Kreis Weststernberg, Brandenburg: Połęcko
- Polgsen, Kreis Wohlau, Niederschlesien: Pełczyn
- Politz, Gemeinde Kraschnitz, Kreis Militsch, Niederschlesien: Police
- Politzig, Kreis Meseritz, Posen/Brandenburg: Policko
- Polixen, Kreis Stuhm, Westpreußen/Ostpreußen: Poliksy
- Polkau, Kreis Jauer, Niederschlesien: Bolkowice
- Polkehnen, Kreis Mohrungen, Ostpreußen: Polkajny
- Polkeim, Kreis Rößel, Ostpreußen: Polkajmy
- Polkendorf, Kreis Neumarkt, Niederschlesien: Wojczyce
- Polkitten, Kreis Friedland/Bartenstein, Ostpreußen: Pełkity
- Polko (1938–1945 Brandtshöhe), Kreis Osterode, Ostpreußen: Pólko
- Polkwitz (1937–1945 Heerwegen), Kreis Glogau, Niederschlesien: Polkowice
- Polleiken, Kreis Allenstein, Ostpreußen: Polejki
- Pollenzig, Kreis Crossen (Oder), Brandenburg: Połęcko
- Pollnitz, Kreis Schlochau, Westpreußen/Pommern: Polnica
- Pollnow, Kreis Schlawe, Pommern: Polanów
- Pollwitten, Kreis Mohrungen, Ostpreußen: Połowite
- Polnisch Dombrowken (1904–1945 Talheim), Kreis Angerburg, Ostpreußen: Dąbrówka Polska
- Polnisch Golkowitz: Gołkowice Górne
- Polnisch Jamke (1927–1936 Jamke, 1936–1945 Heinrichshof), Kreis Falkenberg, Oberschlesien: Stara Jamka
- Polnisch Krawarn (zuletzt Preußisch Krawarn), Kreis Ratibor, Oberschlesien: Krowiarki
- Polnisch Krone: Koronowo
- Polnisch Leipe (1914–1945 Neuleipe), Kreis Falkenberg, Oberschlesien: Lipowa
- Polnisch Lissa: Leszno
- Polnisch Müllmen (bis 1939 Müllmen, 1939–1945 Niederrode), Kreis Neustadt, Oberschlesien: Mionów
- Polnisch Neudorf (1914–1945 Neudorf), Kreis Oppeln, Oberschlesien: Polska Nowa Wieś
- Polnisch Schweinitz (1939–1945 Schweinitz bei Kanth), Kreis Neumarkt, Niederschlesien: Świdnica Polska
- Polnisch Wartenberg: Syców
- Polnisch Wette (1925–1945 Alt Wette), Kreis Neisse, Oberschlesien: Polski Świętów
- Polommen (1938–1945 Herzogsmühle), Kreis Oletzko/Treuburg, Ostpreußen: Połom
- Polommen, Kreis Sensburg, Ostpreußen: Połom
- Polpen, Kreis Heilsberg, Ostpreußen: Połapin
- Polschen (1937–1945 Kniprode), Kreis Bütow, Pommern: Półczno
- Polschendorf (1928–1945 Stangenwalde), Kreis Sensburg, Ostpreußen: Polska Wieś
- Polsnitz (1937–1945 Brückenfelde), Kreis Breslau, Niederschlesien: Pełcznica
- Polsnitz, Kreis Waldenburg, Niederschlesien: Pełcznica
- Polwitz, Kreis Ohlau, Niederschlesien: Polwica
- Pombsen, Kreis Jauer, Niederschlesien: Pomocne
- Pomehren, Kreis Heilsberg, Ostpreußen: Pomorowo
- Pomehrendorf, Kreis Elbing, West-/Ostpreußen: Pomorska Wieś
- Pomeisker Mühle, Kreis Bütow, Pommern: Pomyski Młyn
- Pomiannen (1938–1945 Kelchdorf), Kreis Oletzko/Treuburg, Ostpreußen: Pomiany
- Pommerscher Hof (auch Schabernack), Gemeinde Petershagen, Kreis Kolberg-Körlin, Pommern: Pomorce
- Pommerswitz, Kreis Leobschütz, Oberschlesien: Pomorzowice
- Pommerzig, Kreis Crossen (Oder), Brandenburg: Pomorsko
- Pomnick, Kreis Rastenburg, Ostpreußen: Pomnik
- Ponarien, Kreis Mohrungen, Ostpreußen: Ponary
- Ponientzütz (1936–1945 Rittersdorf), Kreis Ratibor, Oberschlesien: Ponięcice
- Ponischowitz (1936–1945 Muldenau), Kreis Tost-Gleiwitz, Oberschlesien: Poniszowice
- Ponoschau (1936–1945 Hegersfelde), Kreis Lublinitz/Guttentag, Oberschlesien: Panoszów
- Pontwitz, Kreis Oels, Niederschlesien: Poniatowice
- Popiellnen (1928–1945 Spirding), Kreis Sensburg, Ostpreußen: Popielno
- Popiollen (1938–1945 Albrechtswiesen), Kreis Angerburg, Ostpreußen: Popioły
- Poplow, Kreis Belgard, Pommern: Popielewo
- Popowen (1938–1945 Wittingen), Kreis Lyck, Ostpreußen: Popowo
- Popowitz (1936–1945 Gutental), Kreis Freystadt, Niederschlesien: Popowice
- Poppelau siehe Alt Poppelau
- Pöppelhof, Gemeinde Brotzen, Kreis Rummelsburg, Pommern: Popielewo
- Poppenhagen, Kreis Köslin, Pommern: Popowo
- Poppow, Kreis Lauenburg, Pommern: Popowo
- Poremba (1936–1945 Mariengrund), Kreis Groß Strehlitz, Oberschlesien: Poręba
- Poremben, Kreis Sensburg, Ostpreußen: Poręby
- Porembischken (1938–1945 Vierwinden), Kreis Sensburg, Ostpreußen: Porębiska
- Pörschken, Kreis Mohrungen, Ostpreußen: Prośno
- Porthof: Szczepowice
- Porwangen, Kreis Rößel, Ostpreußen: Pierwągi
- Posaren, Kreis Neidenburg, Ostpreußen: Pożary
- Poschloschen, Kreis Preußisch Eylau, Ostpreußen: Posłusze
- Poscholkau (1936–1945 Buschweiler), Kreis Rosenberg, Oberschlesien: Poczołków
- Poseggen, Kreis Johannisburg, Ostpreußen: Pożegi
- Poselwitz, Kreis Liegnitz, Niederschlesien: Postolice
- Posemuckel (Groß) (1936–1945 Groß Posenbrück), Kreis Züllichau-Schwiebus, Brandenburg: Podmokle Wielkie
- Posemuckel (Klein) (1936–1945 Klein Posenbrück), Kreis Züllichau-Schwiebus, Brandenburg: Podmokle Małe
- Posen: Poznań
- Posenberg, Kreis Flatow, Westpreußen/Pommern: Drozdowo
- Poseritz, Kreis Reichenbach (Eulengebirge), Niederschlesien: Pożarzyce
- Posersfelde, Gemeinde Gleißen, Kreis Oststernberg, Brandenburg: Osieczyce
- Posewangen, Kreis Rastenburg, Ostpreußen: Pudwągi
- Posilge, Kreis Stuhm, Westpreußen/Ostpreußen: Żuławka Sztumska
- Posnowitz (1936–1945 Einsiedel), Kreis Groß Strehlitz, Oberschlesien: Poznowice
- Posorten, Kreis Allenstein, Ostpreußen: Pozorty
- Posorten, Kreis Mohrungen, Ostpreußen: Pozorty
- Possessern (1938–1945 Großgarten), Kreis Angerburg, Ostpreußen: Pozezdrze
- Potritten, Kreis Rößel, Ostpreußen: Potryty
- Pötschendorf, Kreis Rastenburg, Ostpreußen: Pieckowo
- Pottangow, Kreis Stolp, Pommern: Potęgowo
- Potzenkarb (1936–1945 Rodemark), Kreis Cosel, Oberschlesien: Pociękarb
- Powalczin (1938–1945 Schönhöhe), Kreis Ortelsburg, Ostpreußen: Powałczyn
- Powarschen, Kreis Preußisch Eylau, Ostpreußen: Powiersze
- Powiersen (1938–1945 Waldbeek), Kreis Neidenburg, Ostpreußen: Powierz
- Powitzko, Kreis Militsch, Niederschlesien: Powidzko
- Powunden, Kreis Preußisch Holland, Ostpreußen: Powodowo
- Poydritz, Kreis Freystadt, Niederschlesien: Podgórzyce
- Prälang, Gemeinde Rißnow, Kreis Cammin, Pommern: Przełęg
- Pramsen, Kreis Brieg, Niederschlesien: Prędocin
- Prangenau, Kreis Rastenburg, Ostpreußen: Pręgowo
- Prangenau, Gemeinde Ladekopp: Pręgowo Żuławskie
- Pranie (1908–1945 Seehorst), Kreis Johannisburg, Ostpreußen: Pranie
- Prantlack, Stadt Schippenbeil, Kreis Friedland/Bartenstein, Ostpreußen: Prętławki
- Präroszlehnen: Przerośl Gołdapska
- Praschnitz: Przasnysz
- Präslauken (1938–1945 Praßlau), Kreis Goldap, Ostpreußen: Przesławki
- Prassen, Kreis Rastenburg, Ostpreußen: Prosna
- Prassen, Gemeinde Frödenau, Kreis Rosenberg, Westpreußen/Ostpreußen: Praszki
- Prauerschitten, Kreis Friedland/Bartenstein, Ostpreußen: Przewarszyty
- Praukau, Kreis Wohlau, Niederschlesien: Prawików
- Prausnitz, Kreis Goldberg, Niederschlesien: Prusice
- Prausnitz, Kreis Militsch, Niederschlesien: Prusice
- Prauß, Gemeinde Olbersdorf, Kreis Reichenbach (Eulengebirge), Niederschlesien: Kołaczów
- Prauß, Kreis Strehlen, Niederschlesien: Prusy
- Prawdowen (1929–1945 Wahrendorf), Kreis Sensburg, Ostpreußen: Prawdowo
- Prawdzisken (1934–1945 Reiffenrode), Kreis Lyck, Ostpreußen: Prawdziska
- Prebendow, Kreis Stolp, Pommern: Przebędowo Słupskie
- Prechlau, Kreis Schlochau, Westpreußen/Pommern: Przechlewo
- Preetz, Kreis Schlawe, Pommern: Porzecze
- Preichau, Kreis Wohlau, Niederschlesien: Przychowa
- Preichow, Kreis Crossen (Oder), Brandenburg: Przychów
- Preiland, Kreis Neisse, Oberschlesien: Przełęk
- Preilsdorf, Kreis Schweidnitz, Niederschlesien: Przyłęgów
- Preiswitz, Kreis Tost-Gleiwitz, Oberschlesien: Przyszowice
- Prellwitz, Kreis Deutsch Krone, Westpreußen/Pommern: Przelewice
- Preschlebie (1933–1945 Sandwiesen), Kreis Tost-Gleiwitz, Oberschlesien: Przezchlebie
- Prettmin, Kreis Kolberg-Körlin, Pommern: Przećmino
- Preuschhof, Kreis Heiligenbeil, Ostpreußen: Prusowo
- Preußen, Kreis Neidenburg, Ostpreußen: Prusy
- Preußhof, Kreis Osterode, Ostpreußen: Prusowo
- Preußisch Damerau, Kreis Stuhm, Westpreußen/Ostpreußen: Dąbrówka Pruska
- Preußisch Friedland, Kreis Schlochau, Westpreußen/Pommern: Debrzno
- Preußisch Holland, Ostpreußen: Pasłęk (oder Holąd Pruski)
- Preußisch Königsdorf, Kreis Marienburg, Westpreußen/Ostpreußen: Oleśno
- Preußisch Mark, Kreis Elbing, Westpreußen/Ostpreußen: Przezmark
- Preußisch Mark, Kreis Mohrungen, Ostpreußen: Przezmark
- Preußisch Rosengart, Kreis Marienburg, Westpreußen/Ostpreußen: Rozgart
- Preußisch Stargard: Starogard Gdański
- Preylowen (1938–1945 Preiwils), Kreis Allenstein, Ostpreußen: Prejłowo
- Pribbernow, Kreis Cammin, Pommern: Przybiernów
- Pribslaff, Kreis Belgard, Pommern: Stary Przybysław
- Priddargen, Kreis Köslin, Pommern: Przydargiń
- Prieborn, Kreis Strehlen, Niederschlesien: Przeworno
- Priebrow, Kreis Oststernberg, Brandenburg: Przyborów
- Priebus, Kreis Rothenburg, Niederschlesien: Przewóz
- Priedemost (1937–1945 Vorbrücken), Kreis Glogau, Niederschlesien: Przedmoście
- Prietzen, Kreis Oels, Niederschlesien: Przeczów
- Prilipp, Kreis Randow, Pommern: Przylep
- Prillwitz, Kreis Pyritz, Pommern: Przelewice
- Priment: Przemęt
- Primkenau, Kreis Sprottau, Niederschlesien: Przemków
- Prinowen (1938–1945 Primsdorf): Prynowo
- Prinzeald, Kreis Osterode, Ostpreußen: Barcinek
- Priom, Kreis Neidenburg, Ostpreußen: Prioma
- Prisselwitz, Kreis Breslau, Niederschlesien: Przecławice
- Pristanien (1938–1945 Paßdorf), Kreis Angerburg, Ostpreußen: Przystań
- Prittag, Kreis Grünberg, Niederschlesien: Przytok
- Pritten, Kreis Dramburg, Brandenburg/Pommern: Przytoń
- Pritzig, Kreis Rummelsburg, Pommern: Przytocko
- Pritzlow, Kreis Randow, Pommern: Przecław
- Pröbbernau, Kreis Elbing, Westpreußen/Ostpreußen: Przebrno
- Probeberg, Kreis Ortelsburg, Ostpreußen: Stankowo
- Proberg, Kreis Sensburg, Ostpreußen: Nowy Probark
- Probergswerder, Kreis Sensburg, Ostpreußen: Żabieniec
- Probnitz (1936–1945 Proben), Kreis Neustadt, Oberschlesien: Browiniec Polski
- Proboschowitz (1936–1945 Probstfelde), Kreis Tost-Gleiwitz, Oberschlesien: Proboszczowice
- Probsthain, Kreis Goldberg, Niederschlesien: Proboszczów
- Proch, Kreis Flatow, Westpreußen/Pommern: Prochy
- Prochnow, Kreis Deutsch Krone, Westpreußen/Pommern: Próchnowo
- Prockendorf, Kreis Neisse, Oberschlesien: Węża
- Profen, Kreis Jauer, Niederschlesien: Mściwojów
- Prohlen, Kreis Allenstein, Ostpreußen: Próle
- Prömbock, Kreis Rastenburg, Ostpreußen: Porębek
- Proschau, Kreis Namslau, Niederschlesien: Proszów
- Proschlitz (1936–1945 Angersdorf), Kreis Kreuzburg, Oberschlesien: Proślice
- Proskau, Kreis Oppeln, Oberschlesien: Prószków
- Prossekel, Kreis Filehne, Posen: Przsiecki
- Prössin, Kreis Neustettin, Pommern: Prosino
- Prossitten, Kreis Rößel, Ostpreußen: Prosity
- Prostken, Kreis Lyck, Ostpreußen: Prostki
- Prostkergut, Kreis Oletzko/Treuburg, Ostpreußen: Imionki
- Protzan, Kreis Frankenstein, Niederschlesien: Zwrócona
- Prschiedrowitz (1935–1945 Silinghain), Kreis Reichenbach (Eulengebirge), Niederschlesien: Przezdrowice
- Pruschinowen (1930–1945 Preußental), Kreis Sensburg, Ostpreußen: Prusinowo
- Pruschinowenwolka (1929–1945 Preußenort), Kreis Sensburg, Ostpreußen: Wólka Prusinowska
- Pruschinowo, Kreis Neidenburg, Ostpreußen: Prusinowo
- Pruskau (1936–1945 Preußenau), Kreis Rosenberg, Oberschlesien: Prusków
- Prusken, Kreis Neidenburg, Ostpreußen: Pruski
- Prussowborrek (1932–1945 Preußenwalde), Kreis Ortelsburg, Ostpreußen: Prusowy Borek
- Prust, Kreis Greifenberg, Pommern: Pruszcz
- Prütznow, Kreis Regenwalde, Pommern: Prusinowo
- Przellenk, Kreis Neidenburg, Ostpreußen: Przełęk
- Przepiorken (1926–1945 Wachteldorf), Kreis Lyck, Ostpreußen: Przepiórki
- Przerwanken (1907–1945 Wiesental), Kreis Angerburg, Ostpreußen: Przerwanki
- Przewos (1934–1945 Fährendorf), Kreis Cosel, Oberschlesien: Przewóz
- Przittkowitz (1936–1945 Gutweide), Kreis Militsch, Niederschlesien: Przedkowice
- Przykopken (1926–1945 Birkenwalde), Kreis Lyck, Ostpreußen: Przykopka
- Przykopp, Dorf (1932–1945 Grabenau), Kreis Allenstein, Ostpreußen: Przykop
- Przykopp, Forst (1934–1945 Wilhelmshütte), Kreis Allenstein, Ostpreußen: Przykopiec
- Przykopp (1938–1945 Hessenhöh), Kreis Lötzen, Ostpreußen: Przykop
- Przytullen (1938–1945 Kleinkutten), Kreis Angerburg, Ostpreußen: Przytuły
- Przytullen (1927–1945 Seefrieden), Kreis Lyck, Ostpreußen: Przytuły
- Przytullen (1938–1945 Siebenbergen), Kreis Oletzko/Treuburg, Ostpreußen: Przytuły
- Przytullen (1938–1945 Steinhöhe), Kreis Ortelsburg, Ostpreußen: Przytuły
- Przywor (1936 Odertal, 1937–1945 Oderfest), Kreis Oppeln, Oberschlesien: Przywory
- Psaar, Kreis Lublinitz: Psary
- Psurow (bis 1945 zuletzt Klein Ellguth), Kreis Rosenberg, Oberschlesien: Psurów
- Psychod (1936–1945 Waldfurt), Kreis Neustadt, Oberschlesien: Przechód
- Ptakmühle (1938–1945 Oelsnitzmühle), Kreis Neidenburg, Ostpreußen: Ptak
- Ptakowitz (1936–1945 Dramatal-Ost), Kreis Beuthen-Tarnowitz, Oberschlesien: Ptakowice
- Puchallowen (1936–1945 Windau), Kreis Neidenburg, Ostpreußen: Puchałowo
- Puchowken (1929–1945 Wiesenfelde), Kreis Oletzko/Treuburg, Ostpreußen: Puchówka
- Puddemsdorf, Kreis Köslin, Pommern: Podamirowo
- Puddenzig, Kreis Naugard, Pommern: Podańsko
- Puddiger, Deutsch~, Kreis Schlawe, Pommern: Podgórki
- Puddiger, Wendisch~, Kreis Rummelsburg, Pommern: Podgóry
- Pudelkeim, Kreis Preußisch Eylau, Ostpreußen: Pudlikajmy
- Pudigau, Kreis Strehlen, Niederschlesien: Podgaj
- Puditsch (1936–1945 Georgendorf), Kreis Trebnitz, Niederschlesien: Budzicz
- Puggerschow, Gemeinde Groß Jannewitz, Kreis Lauenburg, Pommern: Pogorszewo
- Puhlau, Kreis Cosel, Oberschlesien: Połowa
- Pühlau, Kreis Oels, Niederschlesien: Bielawa
- Puhlsteerofen, Netzekreis, Posen-Westpreußen/Pommern: Lipinki
- Pulfnick, Kreis Allenstein, Ostpreußen: Pelnik
- Pulkowitz, Kreis Stuhm, Westpreußen/Ostpreußen: Pułkowice
- Pulsbruch, Kreis Friedeberg (Neumark), Brandenburg/Pommern: Pełczyna
- Pulverkrug, Kreis Weststernberg, Brandenburg: Rosiejewo
- Pulvermühle, Kreis Schlochau, Westpreußen/Pommern: Koleśnik
- Pülz, Kreis Rastenburg, Ostpreußen: Pilec
- Pumlow, Kreis Belgard, Pommern: Pomianowo
- Pumptow, Kreis Pyritz, Pommern: Pomietów
- Pupkeim (1938–1945 Tolnicken), Kreis Allenstein, Ostpreußen: Pupki
- Pupken, Kreis Osterode, Ostpreußen: Pupki
- Puppen, Kreis Ortelsburg, Ostpreußen: Spychowo
- Puppendorf, Kreis Rummelsburg, Pommern: Popowice
- Pürben, Kreis Freystadt, Niederschlesien: Pierzwin
- Pürbischau, Kreis Trebnitz, Niederschlesien: Pierwoszów
- Purda (1933–1945 Lindenort Ost), Kreis Ortelsburg, Ostpreußen: Purda Szczycieńska
- Purden, Forst, Kreis Allenstein, Ostpreußen: Purda Leśna
- Purden, Mühle, Kreis Allenstein, Ostpreußen: Zapurdka
- Purgalken, Kreis Neidenburg, Ostpreußen: Purgałki
- Pürschkau, Kreis Glogau, Niederschlesien: Przybyszów
- Puschine (1936–1945 Erlenburg), Kreis Falkenberg, Oberschlesien: Puszyna
- Puschkau, Kreis Schweidnitz, Niederschlesien: Pastuchów
- Puschkau: Puszczykówko, Bahnhof in Puszcykowo
- Puschwitz, Kreis Breslau, Niederschlesien: Bogdaszowice
- Pustamin, Kreis Schlawe, Pommern: Postomino
- Pustar, Kreis Kolberg-Körlin, Pommern: Pustary
- Pustchow, Kreis Belgard, Pommern: Pustkowo
- Pustchow, Kreis Greifenberg, Pommern: Pustkowo
- Pustkow (1936–1945 Wüsten), Kreis Oppeln, Oberschlesien: Pustków
- Pustnick, Kreis Sensburg, Ostpreußen: Pustniki
- Püstow, Kreis Rummelsburg, Pommern: Pustowo
- Putschlau, Kreis Glogau, Niederschlesien: Pęcław
- Pütt, Gemeinde Christinenberg, Kreis Naugard, Pommern: Pucko
- Püttkrug, Gemeinde Christinenberg, Kreis Naugard, Pommern: Pucie
- Pützerlin, Kreis Saatzig, Pommern: Poczernin
- Putzernin, Kreis Kolberg-Körlin, Pommern: Poczernino
- Putzig, Westpreußen: Puck
- Putzig, Netzekreis, Posen-Westpreußen/Pommern: Jędrzejewo
- Pyrehne, Kreis Landsberg (Warthe), Brandenburg: Pyrzany
- Pyrehner Holländer, Gemeinde Brückendorf, Kreis Landsberg (Warthe), Brandenburg: Pyrzanki
- Pyritz, Pommern: Pyrzyce

## Q
- Quackenburg, Kreis Stolp, Pommern: Kwakowo
- Qualkau, Kreis Schweidnitz, Niederschlesien: Chwałków
- Quallwitz, Kreis Ohlau, Niederschlesien: Chwałowice
- Quanzendorf, Kreis Reichenbach (Eulengebirge), Niederschlesien: Chwalęcin
- Quarghammer, Kreis Tost-Gleiwitz, Oberschlesien: Tworóg Mały
- Quaritz (1937–1945 Oberquell), Kreis Glogau, Niederschlesien: Gaworzyce
- Quartschen, Kreis Königsberg (Neumark), Brandenburg: Chwarszczany
- Quäsdow, Kreis Schlawe, Pommern: Gwiazdowo
- Quatzow, Kreis Schlawe, Pommern: Kwasowo
- Queden, Kreis Rastenburg, Ostpreußen: Kwiedzina
- Queetz, Kreis Heilsberg, Ostpreußen: Kwiecewo
- Quehnen, Kreis Preußisch Eylau, Ostpreußen: Kiwajny
- Queis (Fluss): Kwisa
- Queißen, Kreis Lüben, Niederschlesien: Gwizdanów
- Querbach, Kreis Löwenberg, Niederschlesien: Przecznica
- Quicka, Kreis Johannisburg, Ostpreußen: Kwik
- Quickendorf, Kreis Frankenstein, Niederschlesien: Lutomierz
- Quidlitz, Kreis Allenstein, Ostpreußen: Silice
- Quilitz (1937–1945 Marienquell): Kwielice
- Quiram, Kreis Deutsch Krone, Westpreußen/Pommern: Chwiram
- Quirl, Kreis Hirschberg, Niederschlesien: Kostrzyca
- Quisbernow, Kreis Belgard, Pommern: Biernów
- Quittainen, Kreis Preußisch Holland, Ostpreußen: Kwitajny
- Qumälisch, Kreis Sprottau, Niederschlesien: Lubartów
- Quolsdorf, Kreis Rothenburg, Niederschlesien: Chwaliszowice
- Quolsdorf, Kreis Waldenburg, Niederschlesien: Chwaliszów
- Quooßen (1928–1945 Quossen), Kreis Friedland/Bartenstein, Ostpreußen: Kosy
- Quosnitz (1937–1945 Quosdorf), Kreis Ohlau, Niederschlesien: Chwastnica

## R
- Raaben, Kreis Schweidnitz, Niederschlesien: Kruków
- Raaben, Kreis Preußisch Eylau, Ostpreußen: Kruk
- Raakow, Kreis Arnswalde, Brandenburg/Pommern: Rakowo
- Rabbun: Robuń
- Rabishau: Rębiszów
- Rabuhn, Kreis Kolberg-Körlin, Pommern: Robuń
- Rache, Gemeinde Treblin, Kreis Rummelsburg, Pommern: Dolno
- Rachelshof, Kreis Marienwerder, Westpreußen/Ostpreußen: Brachlewo
- Rachen, Kreis Neumarkt, Niederschlesien: Rachów
- Rachowitz (1936–1945 Buchenlust), Kreis Tost-Gleiwitz, Oberschlesien: Rachowice
- Rackau, Kreis Züllichau-Schwiebus, Brandenburg: Raków
- Rackitt, Kreis Cammin, Pommern: Rokita
- Rackitt, Kreis Pyritz, Pommern: Rokity
- Rackow, Kreis Neustettin, Pommern: Rakowo
- Rackschütz, Kreis Neumarkt, Niederschlesien: Rakoszyce
- Radau, Kreis Heiligenbeil, Ostpreußen: Rodowo
- Radau, Kreis Rosenberg, Oberschlesien: Radawie
- Radawnitz, Kreis Flatow, Westpreußen/Pommern: Radawnica
- Radaxdorf, Kreis Neumarkt, Oberschlesien: Radakowice
- Raddack, Kreis Cammin, Pommern: Radawka
- Raddatz, Kreis Neustettin, Pommern: Radacz
- Radduhn, Gemeinde Schellin, Kreis Greifenberg, Pommern: Raduń
- Radelau (1937–1945 Bergruh), Kreis Trebnitz, Niederschlesien: Radłów
- Radem, Kreis Regenwalde, Pommern: Radzim
- Raden, Kreis Leobschütz, Oberschlesien: Radynia
- Radenickel, Kreis Crossen (Oder), Brandenburg: Radomicko
- Radewitsch (1937–1945 Früchtenau), Kreis Züllichau-Schwiebus, Brandenburg: Radowice
- Radishöh, Stadtgemeinde Bialla, Ostpreußen: Radysy
- Radlau (1936–1945 Radelsdorf), Kreis Rosenberg, Oberschlesien: Radłów
- Radlowitz (1937–1945 Radwaldau), Kreis Ohlau, Niederschlesien: Radłowice
- Radmannsdorf, Kreis Löwenberg, Niederschlesien: Radomiłowice
- Radmeritz, Kreis Görlitz, Niederschlesien: Radomierzyce
- Rädnitz, Kreis Crossen (Oder), Brandenburg: Radnica
- Radomin, Kreis Neidenburg, Ostpreußen: Radomin
- Radomken (1938–1945 Kurzbachmühle), Kreis Osterode, Ostpreußen: Radomki
- Radoschau (1936–1945 Drosselschlag), Kreis Cosel, Oberschlesien: Radoszowy
- Radostowen (1936–1945 Rehbruch), Kreis Ortelsburg, Ostpreußen: Radostowo
- Radschütz, Kreis Wohlau, Niederschlesien: Radoszyce
- Radstein, Kreis Neustadt, Oberschlesien: Radostynia
- Radtkehmen (1938–1945 Wittrade): Radkiejmy
- Raduschkowitz (1936–1945 Freudenfeld), Kreis Ohlau, Niederschlesien: Radoszkowice
- Radüe: Radew
- Raduhn, Kreis Arnswalde, Brandenburg/Pommern: Raduń
- Raduhn, Kreis Königsberg (Neumark), Brandenburg: Raduń
- Raduhn, Kreis Berent, Westpreußen: Raduń
- Radun (1936–1945 Zwieborn), Kreis Tost-Gleiwitz, Oberschlesien: Radonia
- Radun (Kolonie; 1936–1945 Dreitannen), Kreis Tost-Gleiwitz, Oberschlesien: Raduń
- Radzien (1938–1945 Königsfließ), Kreis Lötzen, Ostpreußen: Radzie
- Radzienen (1938–1945 Hügelwalde), Kreis Ortelsburg, Ostpreußen: Zieleniec
- Radzionkau: Radzionków
- Radziunz (1935–1945 Radungen), Kreis Militsch, Niederschlesien: Radziądz
- Rahmel: Rumia
- Rahnenfeld, Kreis Braunsberg, Ostpreußen: Ronin
- Rakowietz (1936–1945 Krebsgrund), Kreis Ratibor, Oberschlesien: Rakowiec
- Rakowken, Kreis Goldap, Ostpreußen: Rakówek
- Rakowken, Kreis Johannisburg, Ostpreußen: Turowo Duże
- Rambow, Gemeinde Wendisch Karstnitz, Kreis Stolp, Pommern: Rębowo
- Ramelow, Kreis Kolberg-Körlin, Pommern: Ramlewo
- Ramnitz (1938–1945): Karznica
- Rampitz, Kreis Weststernberg, Brandenburg: Rąpice
- Ramten, Kreis Osterode, Ostpreußen: Ramoty
- Ramten, Kreis Rößel, Ostpreußen: Ramty
- Ranisch, Kreis Falkenberg, Oberschlesien: Rączka
- Ransern, Kreis Breslau, Niederschlesien: Rędzin
- Ranten, Kreis Lötzen, Ostpreußen: Ranty
- Rapatten, Kreis Osterode, Ostpreußen: Rapaty
- Rapendorf, Kreis Preußisch Holland, Ostpreußen: Aniołowo
- Rarfin: Rarwino
- Rarvin: Rarwino
- Raschau, Kreis Oppeln, Oberschlesien: Raschau
- Raschowa (1934–1945 Mittenbrück), Kreis Cosel, Oberschlesien: Raszowa
- Raschwitz (1936 Raschdorf, dann Rauschwalde), Kreis Falkenberg, Oberschlesien: Radoszowice
- Raspenau, Kreis Waldenburg, Niederschlesien: Łączna
- Rasselwitz (1939–1945 Roßtal), Kreis Neustadt, Oberschlesien: Racławiczki
- Rastenburg, Ostpreußen: Kętrzyn (oder Rastembork)
- Rastenburgsfelde, Stadt Rastenburg, Ostpreußen: Działki
- Rastenburgshöfchen, Stadt Rastenburg, Ostpreußen: Kętrzyńska Kępa
- Rastenburgswalde, Stadt Rastenburg, Ostpreußen: Bałtrucie
- Rastenburgswiese, Stadt Rastenburg, Ostpreußen: Gnatowo
- Rasthöhe, Stadt Rastenburg, Ostpreußen: Trzy Lipy
- Rathmannsdorf, Kreis Neisse, Oberschlesien: Ratnowice
- Rathsdamnitz, Kreis Stolp, Pommern: Dębnica Kaszubska
- Ratibor, Oberschlesien: Racibórz
- Ratsch, Kreis Ratibor, Oberschlesien: Gródczanki
- Ratteick, Kreis Schlawe, Pommern: Ratajki
- Ratzebuhr, Kreis Neustettin, Pommern: Okonek
- Ratzeburg, Kreis Ortelsburg, Ostpreußen: Racibórz
- Rauden, Kreis Oststernberg, Brandenburg: Rudna
- Rauden, Kreis Freystadt, Niederschlesien: Rudno
- Rauden, Kreis Osterode, Ostpreußen: Rudno
- Rauden, Kreis Belgard, Pommern: Rudno
- Raudischken (1938–1945 Raudingen): Rudziszki (oder Raudyszki)
- Raudnitz, Kreis Frankenstein, Niederschlesien: Rudnica
- Raudnitz, Kreis Rosenberg, Westpreußen/Ostpreußen: Rudzienice
- Raudten, Kreis Lüben, Niederschlesien: Rudna
- Raumersaue, Gemeinde Giesenthal, Kreis Pyritz, Pommern: Ostrowica
- Raumerswalde, Kreis Landsberg (Warthe), Brandenburg: Roszkowice
- Raumnitz, Kreis Glatz, Niederschlesien: Romanowo
- Raunau, Kreis Heilsberg, Ostpreußen: Runowo
- Rauscha, Kreis Görlitz, Niederschlesien: Ruszów
- Rauschbach, Kreis Heiligenbeil, Ostpreußen: Rusewo
- Rauschken, Kreis Ortelsburg, Ostpreußen: Rusek Wielki
- Rauschken, Kreis Osterode, Ostpreußen: Ruszkowo
- Rauschwitz, Kreis Glatz, Niederschlesien: Ruszowice
- Rauschwitz (1937–1945 Rauschenbach), Kreis Glogau, Niederschlesien: Ruszowice
- Rauske, Kreis Schweidnitz, Niederschlesien: Rusko
- Rauße, Kreis Neumarkt, Niederschlesien: Rusko
- Rautke, Kreis Falkenberg, Oberschlesien: Rutki
- Rauttersfelde, Kreis Gerdauen, Ostpreußen: Rutka
- Rauttershof, Kreis Gerdauen, Ostpreußen: Ruta
- Ravenhorst, Kreis Cammin, Pommern: Wołowiec
- Ravensberg, Kreis Neustettin, Pommern: Żelisławie
- Ravenstein, Kreis Saatzig, Pommern: Wapnica
- Rawitsch: Rawicz
- Rawlack, Kreis Rastenburg, Ostpreußen: Rowy
- Rawuzen, Kreis Braunsberg, Ostpreußen: Robuzy
- Rayschen, Kreis Wohlau, Niederschlesien: Rajczyn
- Reblin, Kreis Schlawe, Pommern: Reblino
- Reckow, Kreis Bütow, Pommern: Rekowo
- Reckow, Kreis Cammin, Pommern: Rekowo
- Reckow, Kreis Köslin, Pommern: Rekowo
- Reckow, Kreis Lauenburg, Pommern: Rekowo Lęborskie
- Reckow, Kreis Regenwalde, Pommern: Rekowo
- Reckow, Kreis Usedom-Wollin, Pommern: Rekowo
- Reddenau, Kreis Preußisch Eylau, Ostpreußen: Rodnowo
- Reddentin, Kreis Schlawe, Pommern: Redęcin
- Reddicken: Redyki
- Reddies, Kreis Rummelsburg, Pommern: Radusz
- Redel: Redło
- Redigkainen, Kreis Allenstein, Ostpreußen: Redykajny
- Redlin, Kreis Belgard, Pommern: Redlino
- Reetz, Kreis Arnswalde, Brandenburg/Pommern: Recz
- Reetz, Kreis Rummelsburg, Pommern: Rzeczyca Wielka
- Refusowisna, Kreis Oletzko, Ostpreußen: Godziejewo
- Regellen (1938–1945 Glaubitz): Regiele
- Regeln, Kreis Lyck, Ostpreußen: Regiel
- Regelnitzen (1938–1945 Regelnhof), Kreis Lyck, Ostpreußen: Regielnica
- Regenthin, Kreis Arnswalde, Brandenburg/Pommern: Radęcin
- Regerteln, Kreis Heilsberg, Ostpreußen: Rogiedle
- Regitten, Kreis Braunsberg: Rogity
- Regnitz, Kreis Neumarkt, Niederschlesien: Rzeczyca
- Rehagen, Kreis Heilsberg, Ostpreußen: Sarnowo
- Rehberg, Kreis Elbing, Ostpreußen: Pagórki
- Rehberg, Kreis Mohrungen, Ostpreußen: Sarna
- Rehberg, Kreis Rößel, Ostpreußen: Jabłonowo
- Rehfeld, Kreis Friedland/Bartenstein, Ostpreußen: Sarniak
- Rehfeld, Kreis Heiligenbeil, Ostpreußen: Grzechotki
- Rehfeld, Kreis Soldin, Brandenburg: Sarnik
- Rehfeld, Kreis Oletzko/Treuburg, Ostpreußen: Godziejewo
- Rehnitz: Renice
- Rehsau: Rydzówka
- Rehstall, Kreis Rastenburg, Ostpreußen: Stachowizna
- Rehwinkel, Kreis Saatzig, Pommern: Lutkowo
- Reibersdorf: Rybarzowice
- Reibnitz, Kreis Breslau, Niederschlesien: Rybnica
- Reichbergen → siehe Schosnitz
- Reichau, Kreis Strehlen, Niederschlesien: Zarzyca
- Reichau, Kreis Mohrungen, Ostpreußen: Boguchwały
- Reichen, Kreis Oststernberg, Brandenburg: Rychlik
- Reichen, Kreis Lüben, Niederschlesien: Raszowa
- Reichen, Kreis Namslau, Niederschlesien: Rychnów
- Reichenau, Sachsen: Bogatynia
- Reichenau, Kreis Sorau, Brandenburg: Bogumiłów
- Reichenau, Kreis Frankenstein, Niederschlesien: Topola
- Reichenau, Kreis Freystadt, Niederschlesien: Słocina
- Reichenau, Kreis Glatz, Niederschlesien: Niwa
- Reichenau, Kreis Osterode, Ostpreußen: Rychnowo
- Reichenbach, Niederschlesien: Dzierżoniów
- Reichenbach, Kreis Freystadt, Niederschlesien: Przybymierz
- Reichenbach, Kreis Preußisch Holland, Ostpreußen: Rychliki
- Reichenbach, Kreis Pyritz, Pommern: Radaczewo
- Reichenberg, Kreis Heilsberg, Ostpreußen: Kraszewo
- Reichenforst, Kreis Glatz, Schlesien: Gajów
- Reichenhof, Kreis Lötzen, Ostpreußen: Mleczkowo
- Reichenstein, Kreis Frankenstein, Schlesien: Złoty Stok
- Reichertswalde, Kreis Mohrungen, Ostpreußen: Markowo (1945–1946 Rykartowo)
- Reichsen, Kreis Heilsberg, Ostpreußen: Rejsy
- Reichshof (1942–1945): Rzeszów
- Reimen, Kreis Neisse, Oberschlesien: Rzymiany
- Reimerswalde, Kreis Heilsberg, Ostpreußen: Ignalin
- Reimerswalde, Kreis Marienburg, Westpreußen/Kreis Großes Werder, Danzig (-Westpreußen): Leśnowo, jetzt : Cyganek
- Reimsbach, Kreis Waldenburg, Niederschlesien: Rybnica Mała
- Reimsdorf, Kreis Rastenburg, Ostpreußen: Sławkowo
- Reimswaldau, Kreis Waldenburg, Niederschlesien: Rybnica Leśna
- Reindörfel, Kreis Frankenstein, Niederschlesien: Nieszków
- Reineckes Mühle, Gemeinde Hohenlübbichow, Kreis Königsberg (Neumark), Brandenburg: Raniki
- Reinersdorf, Kreis Kreuzburg, Oberschlesien: Komorzno
- Reinerz: Duszniki-Zdrój
- Reinerzkrone, Kreis Glatz, Niederschlesien: Ludowe
- Reinfeld (Reinfeld B), Kreis Rummelsburg, Pommern: Barnowiec
- Reinfeld (Reinfeld R), auch Reinfeld-Hammer, Kreis Rummelsburg, Pommern: Słosinko
- Reinfeld, Kreis Belgard, Pommern: Bierzwnica
- Reinholdsfelde: Zbyszewo, siehe Wrząca (Kobylnica)#Ortsgliederung bis 1945
- Reinholdshof, Kreis Soldin, Brandenburg: Podłążek
- Reinland: Starocin
- Reinschdorf, Kreis Cosel, Oberschlesien: Reńska Wieś
- Reinschdorf, Kreis Neisse, Oberschlesien: Reńska Wieś
- Reinshain, Kreis Freystadt, Niederschlesien: Przylaski
- Reinshof, Kreis Neidenburg, Ostpreußen: Dąbrowa
- Reinswalde, Kreis Sorau, Brandenburg: Złotnik
- Reinwasser, Kreis Rummelsburg, Pommern: Piaszczyna
- Reinzig, Kreis Meseritz, Posen/Brandenburg: Rańsko
- Reipzig, Kreis Weststernberg, Brandenburg: Rybocice
- Reisau, Kreis Strehlen, Niederschlesien: Stogi
- Reisen, Kreis Lissa, Posen: Rydzyna
- Reisewitz (1936–1945 Eichengrund), Kreis Grottkau, Oberschlesien: Rysiowice
- Reisicht, Kreis Goldberg, Niederschlesien: Rokitki
- Reitz, Kreis Stolp, Pommern: Redzikowo
- Reitzenstein, Kreis Oststernberg, Brandenburg: Kiełpin
- Rekowen (1938–1945 Reckau), Kreis Neidenburg, Ostpreußen: Rekowe
- Rekownitza (1921–1945 Großwalde), Kreis Neidenburg, Ostpreußen: Rekownica
- Rendzin (bis 1945 zuletzt Stillwalde), Kreis Guttentag, Oberschlesien: Rędzina
- Rengersdorf, Kreis Glatz, Niederschlesien: Krosnowice
- Rengersdorf, Kreis Lauban, Niederschlesien: Stankowice
- Rengersdorf, Kreis Sprottau, Niederschlesien: Stanów
- Renkenhagen, Gemeinde Alt Kugelwitz, Kreis Schlawe, Pommern: Borzyszkowo
- Renkussen, Kreis Lyck, Ostpreußen: Rękusy
- Rennersdorf, Kreis Neisse, Oberschlesien: Rynarcice
- Rensekow, Kreis Greifenberg, Pommern: Rzęskowo
- Rensin, Kreis Greifenberg, Pommern: Rzęsin
- Rentienen, Kreis Allenstein, Ostpreußen: Rentyny
- Rentschen, Kreis Züllichau-Schwiebus, Brandenburg: Radoszyn
- Repenow, Kreis Pyritz, Pommern: Rzepnowo
- Reppen, Kreis Weststernberg, Brandenburg: Rzepin
- Reppersdorf, Kreis Jauer, Niederschlesien: Godziszowa
- Repplin, Kreis Pyritz, Pommern: Rzeplino
- Reppline, Kreis Breslau, Niederschlesien: Rzeplin
- Reppow, Kreis Neustettin, Pommern: Rzepowo
- Reps: Rzepiska
- Repsch, Kreis Neustadt, Oberschlesien: Rzepcze
- Repzin: Rzepczyno
- Reselkow, Kreis Kolberg-Körlin, Pommern: Rzesznikowo
- Retsch, Kreis Heilsberg, Ostpreußen: Redy
- Rettauen, Kreis Friedland/Bartenstein, Ostpreußen: Retowy
- Rettkewitz, Kreis Lauenburg, Pommern: Redkowice
- Rettkowen (1938–1945 Rettkau), Kreis Neidenburg, Ostpreußen: Retkowo
- Retzin: Rzecino
- Retzitz (1936–1945 Rettbach), Kreis Tost-Gleiwitz, Oberschlesien: Rzeczyce
- Retzowsfelde: Radziszewo
- Reuschendorf, Kreis Lyck, Ostpreußen: Ruska Wieś
- Reuschendorf, Kreis Sensburg, Ostpreußen: Ruska Wieś
- Reuschhagen, Kreis Allenstein, Ostpreußen: Ruszajny
- Reuschwerder, Kreis Neidenburg, Ostpreußen: Ruskowo
- Reußen, Kreis Allenstein, Ostpreußen: Ruś
- Reussen, Kreis/Stadt Angerburg, Ostpreußen: Ruska Wieś
- Reußen, Kreis Mohrungen, Ostpreußen: Ruś
- Reussenau: Rusinowo
- Reußendorf, Kreis Landeshut, Niederschlesien: Raszów
- Reußendorf, Kreis Waldenburg, Niederschlesien: Rusinowa
- Reußwalde, Kreis Ortelsburg, Ostpreußen: Ruski Bór
- Rexin, Kreis Stolp, Pommern: Rzechcino
- Reyersdorf: Radochów
- Rheda: Reda
- Rhein, Kreis Lötzen, Ostpreußen: Ryn
- Rhein, Kreis Osterode, Ostpreußen: Ryn
- Rheindorfshof, Kreis Rößel, Ostpreußen: Wólka Ryńska
- Rheinfeld, Kreis Osterode, Ostpreußen: Przyjaźń
- Rheinmühl, Kreis Rößel, Ostpreußen: Ryński Młyn
- Rheinsfelde, Kreis Lötzen, Ostpreußen: Ryńskie Pole
- Rheinsgut, Kreis Osterode, Ostpreußen: Ryńskie
- Rheinshof, Kreis Lötzen, Ostpreußen: Ryński Dwór
- Rheinswein, Kreis Ortelsburg, Ostpreußen: Rańsk
- Rhog (1938–1945 Klein Lenkuk), Kreis Lötzen, Ostpreußen: Róg Orłowski
- Ribbekardt, Kreis Greifenberg, Pommern: Rybokarty
- Ribben, Kreis Sensburg, Ostpreußen: Rybno
- Ribbertow, Kreis Cammin, Pommern: Rozwarowo
- Ribittwen (1938–1945 Ribitten), Kreis Johannisburg, Ostpreußen: Rybitwy
- Richardshof, Kreis Arnswalde, Brandenburg/Pommern: Bukowno
- Ridbach, Kreis Rößel, Ostpreußen: Rzeck
- Riebitz, Kreis Cammin, Pommern: Rybice
- Riebnig, Kreis Brieg, Niederschlesien: Rybna
- Riege, Kreis Deutsch Krone, Westpreußen/Pommern: Leżenica
- Riegersdorf, Kreis Züllichau-Schwiebus, Brandenburg: Rudgerzowice
- Riegersdorf, Kreis Frankenstein, Niederschlesien: Potworów
- Riegersdorf, Kreis Strehlen, Niederschlesien: Jegłowa
- Riegersdorf, Kreis Neustadt, Oberschlesien: Rudziczka
- Rieglitz, Kreis Neisse, Oberschlesien: Regulice
- Riemberg, Kreis Wohlau, Niederschlesien: Rościsławice
- Riemertsheide, Kreis Neisse, Oberschlesien: Rusocin
- Riesengebirge: Karkonosze
- Rietschütz (1937–1945 Roggenfelde): Rzeczyca
- Rimlack, Kreis Preußisch Eylau, Ostpreußen: Rymławki
- Ringen, Kreis Oletzko/Treuburg, Ostpreußen: Rynie
- Ringenwalde, Kreis Soldin, Brandenburg: Dyszno
- Ringwitz, Kreis Neustadt, Oberschlesien: Rzymkowice
- Riplauken, Kreis Rastenburg, Ostpreußen: Rypławki
- Rißnow, Kreis Cammin, Pommern: Rzystnowo
- Ristow, Kreis Belgard, Pommern: Rzyszczewo
- Ristow, Kreis Schlawe, Pommern: Rzyszczewo
- Ristowkathen: Rzyszczewo
- Ritschenwalde: Ryczwół
- Rittebalde, Kreis Allenstein, Ostpreußen: Rycybałt
- Ritterland, Gemeinde Lassehne, Kreis Köslin, Pommern: Wiciąże Pierwsze
- Ritterswalde, Kreis Neisse, Oberschlesien: Domaszkowice
- Ritzenswunsch, Kreis Friedeberg (Neumark), Brandenburg/Pommern: Rzekcin
- Ritzerow: Rycerzewko
- Ritzig: Nowe Resko
- Ritzow: Ryczewo
- Robach: Robakowiec
- Robawen (1938–1945 Robaben), Kreis Rößel, Ostpreußen: Robawy
- Robe, Kreis Greifenberg, Pommern: Roby
- Röbel, Kreis Oletzko/Treuburg, Ostpreußen: Kije
- Roben, Kreis Leobschütz, Oberschlesien: Równe
- Robertshof, Kreis Allenstein, Ostpreußen: Wrócikowo
- Robertshof, Kreis Neidenburg, Ostpreußen: Robaczewo
- Robitten, Kreis Heiligenbeil, Ostpreußen: bis 1993 Robity, seit 1993 Alexandrowskoje
- Robitten, Kreis Preußisch Holland, Ostpreußen: Robity
- Röblau, Kreis Ortelsburg, Ostpreußen: Lejkowo
- Rochlack, Kreis Rößel, Ostpreußen: Rukławki
- Rochow, Kreis Rummelsburg, Pommern: Rochowo
- Rockeln, Kreis Friedland/Bartenstein, Ostpreußen: Rogielkajmy
- Rocklaß (1933–1945 Eckwald), Kreis Ortelsburg, Ostpreußen: Róklas
- Rodau, Kreis Osterode, Ostpreußen: Rodowo
- Rodehlen, Kreis Rastenburg, Ostpreußen: Rodele
- Rodeland, Kreis Ohlau, Niederschlesien: Kopalina
- Rodelshöfen: Rudłowo
- Roderbeck, Kreis Greifenhagen, Pommern: Rynica
- Rodland, Kreis Preußisch Holland, Ostpreußen: Karczowizna
- Rodowen (1938–1945 Heinrichsdorf (Abbau)), Kreis Sensburg, Ostpreußen: Rodowo
- Rogahlen (1938–1945 Gahlen (Ostpr.)): Rogale
- Rogainen, Kreis Goldap, Ostpreußen: Rogajny
- Rogallen, Kreis Lyck, Ostpreußen: Rogale
- Rogallen (1938–1945 Rogenau), Kreis Ortelsburg, Ostpreußen: Rogale
- Rogallicken (1938–1945 Kleinrosenheide), Kreis Lyck, Ostpreußen: Rogalik
- Rogau, Kreis Falkenberg, Oberschlesien: Rogi
- Rogau, Kreis Grottkau, Oberschlesien: Rogów
- Rogau, Kreis Oppeln, Oberschlesien: Rogów Opolski
- Rogau, Kreis Preußisch Holland, Ostpreußen: Rogowo
- Rogau-Rosenau, Kreis Schweidnitz, Niederschlesien: Rogów Sobócki
- Roggatz, Kreis Stolp, Pommern: Rogawica
- Roggen, Kreis Angerburg, Ostpreußen: Róg
- Roggen, Kreis Lötzen, Ostpreußen: Róg Pierkunowski
- Roggen, Kreis Neidenburg, Ostpreußen: Róg
- Roggenhausen, Kreis Heilsberg, Ostpreußen: Rogóż
- Roggenhausen, Kreis Neidenburg, Ostpreußen: Rogóż
- Roggow, Kreis Belgard, Pommern: Rogowo
- Roggow, Kreis Regenwalde, Pommern: Rogowo
- Roggow B, Kreis Regenwalde, Pommern: Rogówko
- Roggow, Kreis Saatzig, Pommern: Rogowo
- Röglin: Rogalino
- Rogonnen (Dorf), Kreis Oletzko/Treuburg, Ostpreußen: Rogojny
- Rogonnen (Forsthaus), Kreis Oletzko/Treuburg, Ostpreußen: Rogojny
- Rogosawe, Gemeinde Bargen, Kreis Militsch, Niederschlesien: Rogożowa
- Rogowken (1938–1945 Roggenfelde): Rogówko
- Rogownitz, Kreis Flatow, Westpreußen/Ostpreußen: Rogownica
- Rogowszisna (1911–1945 Konradsfelde), Kreis Oletzko/Treuburg, Ostpreußen: Rogowszczyzna
- Rogsen, Kreis Meseritz, Posen/Brandenburg: Rogoziniec
- Rogzow, Kreis Kolberg-Körlin, Pommern: Rokosowo
- Rogzow, Kreis Köslin, Pommern: Rokosow
- Rohlau, Kreis Schwetz, Westpreußen: Rulewo
- Röhlshof: Role
- Rohmanen, Kreis Ortelsburg, Ostpreußen: Romany
- Rohnau, Trzciniec
- Rohnstock, Kreis Jauer, Niederschlesien: Roztoka
- Rohr, Kreis Rummelsburg, Pommern: Trzcinno
- Rohrbeck, Kreis Arnswalde, Brandenburg/Pommern: Kołki
- Rohrbeck, Kreis Königsberg (Neumark), Brandenburg: Rosnowo
- Rohrbruch, Kreis Landsberg (Warthe), Brandenburg: Rybakowo
- Rohrdorf (bis 1877: Trzianken), Kreis Ortelsburg, Ostpreußen: Trzcianka
- Rohrkrug, Kreis Preußisch Holland, Ostpreußen: Druzieńska Karczma
- Rohrlach, Kreis Hirschberg, Niederschlesien: Trzcińsko
- Rohrsdorf, Kreis Friedeberg (Neumark), Brandenburg/Pommern: Ostrowiec
- Rohrsdorf, Kreis Greifenhagen, Pommern: Ostrowiec
- Röhrsdorf, Kreis Fraustadt, Posen/Niederschlesien: Osowa Sień
- Rohrwiese, Kreis Freystadt, Niederschlesien: Kaczenice
- Rokitten, Kreis Schwerin (Warthe), Posen/Brandenburg: Rokitno
- Rollken, Kreis Johannisburg, Ostpreußen: Rolki
- Romahnshof, Kreis Gerdauen, Ostpreußen: Romaliny
- Roman, Kreis Kolberg-Körlin, Pommern: Rymań
- Romanowen (1938–1945 Heldenfelde), Kreis Lyck, Ostpreußen: Romanowo
- Romberg, Kreis Breslau, Niederschlesien: Samotwór
- Romberg, Kreis Rastenburg, Ostpreußen: Rzymek
- Rommenau, Kreis Breslau, Niederschlesien: Romnów
- Romotten, Kreis Lyck, Ostpreußen: Romoty
- Roms: Słoszów
- Romsdorf, Kreis Friedland/Bartenstein, Ostpreußen: Romankowo
- Rönneberg: Ronino
- Rönnewerder, Pommern: Witorza
- Rontzken (1938–1945 Hornheim), Kreis Neidenburg, Ostpreußen:Rączki
- Rörchen: Rurka
- Roschenen, Kreis Friedland/Bartenstein, Ostpreußen: Rusajny
- Roschkau, Kreis Ratibor, Oberschlesien: Roszków
- Röschken, Kreis Osterode, Ostpreußen: Reszki
- Roschkowitz (1936–1945 Röstfelde), Kreis Kreuzburg, Oberschlesien: Roszkowice
- Roschowitzdorf (1936–1945 Gräfenstein), Kreis Cosel, Oberschlesien: Roszowice
- Roschowitzwald (1936–1945 Eichrode), Kreis Cosel, Oberschlesien: Roszowicki Las
- Roschütz, Kreis Lauenburg, Pommern: Roszczyce
- Roschwitz, Kreis Glatz, Niederschlesien: Roszyce
- Rose, Kreis Deutsch Krone, Westpreußen/Pommern: Róża Wielka
- Rosen, Kreis Strehlen, Niederschlesien: Rożnów
- Rosen, Kreis Kreuzburg, Oberschlesien: Rożnów
- Rosen, Kreis Leobschütz, Oberschlesien: Rogożany
- Rosenau, Kreis Allenstein, Ostpreußen: Różnowo
- Rosenau, Kreis Waldenburg, Niederschlesien: Różana
- Rosenberg, Kreis Heilsberg, Ostpreußen: Różyn
- Rosenberg, Kreis Neustadt, Oberschlesien: Rostkowice
- Rosenberg, Kreis Rosenberg, Oberschlesien: Olesno
- Rosenberg, Kreis Rosenberg, Westpreußen/Ostpreußen: Susz
- Rosenfelde, Kreis Schlochau, Westpreußen/Pommern: Rozwory
- Rosenfelde, Gemeinde Bütow, Pommern: Chomice
- Rosenfelde, Kreis Greifenhagen, Pommern: Rożnowo
- Rosenfelde, Kreis Pyritz, Pommern: Rosiny
- Rosenfelde, Kreis Regenwalde, Pommern: Brzeźniak
- Rosengarten, Kreis Angerburg, Ostpreußen: Radzieje
- Rosengarten, Kreis Ortelsburg, Ostpreußen: Grodzie
- Rosengarten, Kreis Randow, Pommern: Kijewo
- Rosengarth, Kreis Braunsberg, Ostpreußen: Różaniec
- Rosengarth, Kreis Heilsberg, Ostpreußen: Różynka
- Rosenhain, Kreis Ohlau, Niederschlesien: Godzikowice
- Rosenhof, Kreis Angerburg, Ostpreußen: Róże
- Rosenhof, Kreis Heiligenbeil, Ostpreußen: Różanka
- Rosenhof, Kreis Rößel, Ostpreußen: Kożuszkowo
- Rosenkranz: Różaniec
- Rosenort, Kreis Braunsberg, Ostpreußen: Różaniec
- Rosenort, Kreis Friedland/Bartenstein, Ostpreußen: Różyna
- Rosenort, Kreis Danzig, Westpreußen: Suchowo
- Rosenorth, Kreis Rößel, Ostpreußen: Koprzywnik
- Rosenschön, Kreis Rößel, Ostpreußen: Nowa Wieś Reszelska
- Rosenstein, Kreis Angerburg, Ostpreußen: Różewiec
- Rosental, Kreis Angerburg, Ostpreußen: Różanka-Dwór
- Rosenthal, Kreis Soldin, Brandenburg: Różańsko
- Rosenthal, Kreis Brieg, Niederschlesien: Różyna
- Rosenthal, Kreis Habelschwerdt, Niederschlesien: Różanka
- Rosgitten, Kreis Allenstein, Ostpreußen: Rozgity
- Rosinsko (1938–1945 Rosenheide), Kreis Lyck, Ostpreußen: Rożyńsk
- Roskeim, Kreis Friedland/Bartenstein, Ostpreußen: Roskajmy
- Rösken, Kreis Preußisch Eylau, Ostpreußen: Różki
- Rosmierka (1936–1945 Groß Maßdorf), Kreis Groß Strehlitz, Oberschlesien: Rozmierka
- Rosmierz (1936–1945 Angerbach), Kreis Groß Strehlitz, Oberschlesien: Rozmierz
- Rosniontau (1936–1945 Kurzbach), Kreis Groß Strehlitz, Oberschlesien: Rożniątów
- Rösnitz, Kreis Leobschütz, Oberschlesien: Rozumice
- Rosnochau (1936–1945 Roßweide), Kreis Neustadt, Oberschlesien: Rozkochów
- Rosochatzken (1927–1945 Albrechtsfelde), Kreis Oletzko/Treuburg, Ostpreußen: Rosochackie
- Rosoggen, Kreis Sensburg, Ostpreußen: Rozogi
- Roßdorf, Kreis Falkenberg, Oberschlesien: Roszkowice
- Rossen, Kreis Heiligenbeil, Ostpreußen: Rusy
- Rossenthin, Kreis Kolberg-Körlin, Pommern: Rościęcino
- Rostek (1938–1945 Steinbruch), Kreis Sensburg, Ostpreußen: Rostek
- Rostin, Kreis Belgard, Pommern: Rościno
- Rostken, Kreis Johannisburg, Ostpreußen: Rostki
- Rostken, Kreis Lötzen, Ostpreußen: Rostki
- Rostken (Ksp. Baitkowen) (1938–1945 Waiblingen), Kreis Lyck, Ostpreußen: Rostki Bajtkowskie
- Rostken (Ksp. Klaussen), Kreis Lyck, Ostpreußen: Rostki Skomackie
- Roswadze (1936–1939 Annengrund, 1939–1945 Odertal II), Kreis Groß Strehlitz, Oberschlesien: Rozwadza
- Rothebude, Kreis Goldap, Ostpreußen: Czerwony Dwór
- Rothenbach, Kreis Waldenburg, Niederschlesien: Gorce
- Rothenburg an der Oder, Kreis Grünberg, Niederschlesien: Czerwieńsk
- Rothenfier, Kreis Naugard, Pommern: Czermnica
- Rothenzechau, Kreis Landeshut, Niederschlesien: Czarnów
- Rothgörken, Kreis Friedland/Bartenstein, Ostpreußen: Czerwona Górka
- Roth Kirschdorf, Gemeinde Zülzendorf, Kreis Schweidnitz, Niederschlesien: Wiśniowa
- Roth Neudorf, Kreis Strehlen, Niederschlesien: Czerwieniec
- Rothekrug, Stadt Osterode, Kreis Osterode, Ostpreußen: Czerwona Karczma
- Rothenen, Kreis Preußisch Eylau, Ostpreußen: Rotajny
- Rothfest, Gemeinde Langendorf, Kreis Neisse, Oberschlesien: Rudawa
- Rothfließ, Kreis Rößel, Ostpreußen: Czerwonka
- Rothflössel, Kreis Habelschwerdt, Niederschlesien: Czerwony Strumień
- Rothhaus, Kreis Neisse, Oberschlesien: Piątkowice
- Rothhaus, Kreis Oppeln, Oberschlesien: Osiny
- Rothhof, Kreis Braunsberg, Ostpreußen: Dworzysko
- Rothkirch, Kreis Liegnitz, Niederschlesien: Czerwony Kościół
- Rothlach, Kreis Bunzlau, Niederschlesien: Rakowice
- Rothof, Kreis Angerburg, Ostpreußen: Czerwony Dwór
- Rothschloß, Kreis Strehlen, Niederschlesien: Białobrzezie
- Rothsürben (1938–1945 Rothbach), Kreis Breslau, Niederschlesien: Żórawina
- Rothwalde, Kreis Allenstein, Ostpreußen: Czerwony Bór
- Rothwaltersdorf, Kreis Glatz, Niederschlesien: Czerwieńczyce
- Rothwasser, Kreis Görlitz, Niederschlesien: Czerwona Woda
- Rothwasser, Kreis Osterode, Ostpreußen: Czerwona Woda
- Rothwasser, Kreis Rosenberg, Westpreußen/Ostpreußen: Czerwona Woda
- Rotten, Kreis Stolp, Pommern: Retowo
- Rottmannsdorf: Rotmanka
- Rottnow, Kreis Greifenberg, Pommern: Rotnowo
- Rottow, Gemeinde Neu Buckow, Kreis Belgard, Pommern: Retowo
- Rötzenhagen, Kreis Schlawe, Pommern: Boleszewo
- Rotzog, Kreis Schlawe, Pommern: Rosocha
- Rowe, Kreis Stolp, Pommern: Rowy
- Rowen, Kreis Stolp, Pommern: Równo
- Rowener Vorwerk, Gemeinde Rowen, Kreis Stolp, Pommern: Rówienko
- Rowmühle (1938–1945 Babantmühle), Kreis Ortelsburg, Ostpreußen: Rów
- Royn, Kreis Liegnitz, Niederschlesien: Ruja
- Rübenzahl, Kreis Lötzen, Ostpreußen: Rybical
- Rüchelsruh, Gemeinde Woistenthin, Kreis Greifenberg, Pommern: Podłęcze
- Rückenau: Rychnowo Żyławskie
- Rückenau, Kreis Elbing, Westpreußen/Ostpreußen: Rychnowy
- Rückenwalde, Kreis Bunzlau, Niederschlesien: Wierzbowa
- Rückers, Kreis Glatz, Niederschlesien: Szczytna
- Rückersdorf, Kreis Sprottau, Oberschlesien: Siecieborzyce
- Rückgarben, Kreis Friedland/Bartenstein, Ostpreußen: Rygarby
- Ruda, Oberschlesien: Ruda Śląska
- Ruda, Kreis Ratibor, Oberschlesien: Ruda
- Rudau (1928–1945), Kreis Ortelsburg, Ostpreußen: Rudziska
- Rudczanny (1938–1945 Niedersee), Kreis Sensburg, Ostpreußen: Ruciane
- Rudelsdorf, Kreis Groß Wartenberg, Niederschlesien: Drołtowice
- Rudelsdorf, Kreis Reichenbach (Eulengebirge), Niederschlesien: Radzików
- Rudelstadt, Kreis Landeshut, Niederschlesien: Ciechanowice
- Ruderswald, Kreis Ratibor, Oberschlesien: Rudyszwałd
- Rudnau (1936–1945 Braunbach), Kreis Tost-Gleiwitz, Oberschlesien: Rudno
- Rudnik (1936–1945 Herrenkirch), Kreis Ratibor, Oberschlesien: Rudnik
- Rudolfsfelde, Kreis Neidenburg, Ostpreußen: Rudolfowo
- Rudolfshof, Kreis Marienwerder, Westpreußen: Rudawki
- Rudolfswalde, Kreis Rößel, Ostpreußen: Młodocin
- Rudwangen, Kreis Sensburg, Ostpreußen: Rydwągi
- Rudzien (1938–1945 Rodenstein), Kreis Goldap, Ostpreußen: Rudzie
- Rudzinitz (1936–1945 Rudgershagen), Kreis Tost-Gleiwitz, Oberschlesien: Rudziniec
- Rudzisken (1928–1945 Rudau), Kreis Ortelsburg, Ostpreußen: Rudziska
- Rudzisken (1930–1945 Rudau), Kreis Rößel, Ostpreußen: Rudziska
- Rufen, Kreis Soldin, Brandenburg: Rów
- Rügenwalde, Kreis Schlawe, Pommern: Darłowo
- Rügenwaldermünde, Kreis Schlawe, Pommern: Darłowko
- Ruhbank, Kreis Landeshut, Niederschlesien: Sędzisław
- Ruhden, Kreis Johannisburg, Ostpreußen: Ruda
- Ruhden (1938–1945 Eisenwerk), Kreis Lötzen, Ostpreußen: Ruda
- Ruhnenberg, Kreis Heiligenbeil, Ostpreußen: Runka
- Ruhnow (Bahnhof), Kreis Regenwalde, Pommern: Runowo Pomorskie
- Ruhnow (Dorf), Kreis Regenwalde, Pommern: Runowo
- Ruhwalde, Kreis Osterode, Ostpreußen: Wygoda
- Rumbske, Kreis Stolp, Pommern: Rumsko
- Rumeyken, Kreis Lyck, Ostpreußen: Romejki
- Rummelsburg, Kreis Rummelsburg, Pommern: Miastko
- Rumian (1942–1945 Ramnitz), Kreis Löbau/Neumark, Westpreußen: Rumian
- Rummy A (1938–1945 Rummau Ost), Kreis Ortelsburg, Ostpreußen: Rumy
- Rummy B (1938–1945 Rummau West), Kreis Ortelsburg, Ostpreußen: Rumy
- Runau, Netzekreis, Posen-Westpreußen/Pommern: Runowo
- Rundewiese, Kreis Marienwerder, Westpreußen/Ostpreußen: Okrągła Łąka
- Rungenhäuser, Gemeinde Nassadel, Kreis Namslau, Niederschlesien: Wszemil
- Runzen, Kreis Ohlau, Niederschlesien: Skrzypnik
- Ruppendorf, Kreis Rothenburg, Niederschlesien: Rościce
- Ruppersdorf, Kreis Strehlen, Niederschlesien: Wyszonowice
- Ruschendorf, Kreis Deutsch Krone, Westpreußen/Pommern: Rusinowo
- Ruschkowitz (1936–1945 Lohenstein), Kreis Reichenbach (Eulengebirge), Niederschlesien: Ruszkowice
- Ruschütz, Kreis Stolp, Pommern: Rzuszyce
- Rusdorf, Kreis Crossen (Oder), Brandenburg: Połupin
- Rusdorf, Kreis Görlitz, Niederschlesien: Posada
- Russenau, Kreis Marienwerder, Westpreußen/Ostpreußen: Rusinowo
- Rußhagen, Kreis Schlawe, Pommern: Rusko
- Rußkuhlen, Kreis Schlawe, Pommern: Rozkolno, siehe Grabowo
- Ruthenberg, Kreis Schlochau, Westpreußen/Pommern: Raciniewo
- Ruttkowen (1938–1945 Ruttkau), Kreis Ortelsburg, Ostpreußen: Rutkowo
- Ruttkowitz, Kreis Neidenburg, Ostpreußen: Rutkowice
- Rützenhagen, Kreis Belgard, Pommern: Rusinowo
- Rützenhagen, Kreis Schlawe, Pommern: Rusinowo
- Rütznow, Kreis Greifenberg, Pommern: Prusinowo
- Rützow, Kreis Dramburg, Pommern: Rydzewo
- Rützow, Kreis Kolberg-Körlin, Pommern: Rusowo
- Ruwen, Kreis Soldin, Brandenburg: Równo
- Rüwolsdorf, Kreis Kolberg-Körlin, Pommern: Ubysławice
- Rybno, Kreis Löbau/Neumark, Westpreußen: Rybno
- Rydzewen (1927–1945 Rotwalde), Kreis Lötzen, Ostpreußen: Rydzewo
- Rydzewen (1938–1945 Schwarzberge), Kreis Lyck, Ostpreußen: Rydzewo
- Rykowitz (1938–1945 Rickenhof), Kreis Allenstein, Ostpreußen: Rykowiec
- Rymken (1938–1945 Riemken), Kreis Lyck, Ostpreußen: Rymki
- Rynsk (1902–1920, 1939–1945 Rheinsberg): Ryńsk
- Rywoczin, Kreis Neidenburg, Ostpreußen: Rywociny
- Rzendowitz (1936–1945 Mühlental), Kreis Guttentag, Oberschlesien: Rzędowice
- Rzepken (1938–1945 Geierskreuz), Kreis Osterode, Ostpreußen: Rzepki
- Rzesniken (1938–1945 Försterei Nickelsberg), Kreis Johannisburg, Ostpreußen: Rzęśniki

## S
- Saabe, Kreis Namslau, Niederschlesien: Żaba
- Saabor (1936–1945 Fürsteneich), Kreis Grünberg, Niederschlesien: Zabór
- Saadau, Kreis Ortelsburg, Ostpreußen: Sadowo
- Saagen, Kreis Preußisch Eylau, Ostpreußen: Sigajny
- Saagen, Kreis Regenwalde, Pommern: Zagórzyce
- Saalfeld, Kreis Mohrungen, Ostpreußen: Zalewo
- Saara, Kreis Neumarkt, Niederschlesien: Żar
- Saarau, Kreis Schweidnitz, Niederschlesien: Żarów
- Saarow, Kreis Saatzig, Pommern: Żarowo
- Saatzig, Kreis Saatzig, Pommern: Szadzko
- Sabangen, Kreis Osterode, Ostpreußen: Samagowo
- Sabel, Kreis Glogau, Niederschlesien: Zabiele
- Saberau, Kreis Neidenburg, Ostpreußen: Zaborowo
- Sabes, Kreis Pyritz, Pommern: Zaborsko
- Sabiellen (1938–1945 Hellengrund), Kreis Ortelsburg, Ostpreußen: Zabiele
- Sabielnen (1938–1945 Freundlingen), Kreis Johannisburg, Ostpreußen: Zabielne
- Sabielnen (1938–1945 Podersbach), Kreis Oletzko/Treuburg, Ostpreußen: Zabielne
- Sabine (1936–1945 Annahof), Kreis Falkenberg, Oberschlesien: Sowin
- Sabioch (1938–1945 Teerwald), Kreis Osterode, Ostpreußen: Żabioch
- Säbischdorf, Kreis Schweidnitz, Niederschlesien: Zawiszów
- Sabloczyn (1938–1945 Sablau), Kreis Neidenburg, Ostpreußen: Zabłocie Kozłowskie
- Sablotschen (1938–1945 Winrichsrode), Kreis Neidenburg, Ostpreußen: Zabłocie Kanigowskie
- Saborowen (1938–1945 Reichenwalde), Kreis Lyck, Ostpreußen: Zaborowo
- Saborowen (1938–1945 Heideberg), Kreis Ortelsburg, Ostpreußen: Zaborowo
- Sabow, Kreis Pyritz, Pommern: Żabów
- Sacharsowitz (1936–1945 Maiwald), Kreis Tost-Gleiwitz, Oberschlesien: Zacharzowice
- Sachen, Kreis Neidenburg, Ostpreußen: Zachy
- Sächsisch-Haugsdorf: Nawojów Łużycki
- Sachwitz (1937–1945 Martinsgrund), Kreis Breslau, Niederschlesien: Zachowice
- Sacken, Kreis Oppeln, Oberschlesien: Lubienia
- Sackenhoym, Kreis Cosel, Oberschlesien: Grabówka
- Sackerau, Kreis Ohlau, Niederschlesien: Zakrzów
- Sackisch, Kreis Glatz, Niederschlesien: Zakrze
- Sackshöhe, Kreis Schlawe, Pommern: Zakrzewo
- Sackstein, Gemeinde Waltersdorf, Kreis Mohrungen, Ostpreußen: Kłodzin
- Saddek (1938–1945 Gartenau), Kreis Neidenburg, Ostpreußen: Sadek
- Sadersdorf, Kreis Guben, Brandenburg: Sadzarzewice
- Sadewitz (1937–1945 Schill), Kreis Breslau, Niederschlesien: Sadowice
- Sadewitz, Kreis Oels, Niederschlesien: Zawidowice
- Sadewitz, Gemeinde Leipitz-Sadewitz, Kreis Strehlen, Niederschlesien: Sadowice
- Sadlauken, Kreis Mohrungen, Ostpreußen: Sadławki
- Sadlowo (1930–1945 Oberförsterei Bischofsburg), Kreis Rößel, Ostpreußen: Sadłowo
- Sadluken (1938–1945 Sadlacken), Kreis Stuhm, Westpreußen/Ostpreußen: Sadłuki
- Saffronken, Kreis Neidenburg, Ostpreußen: Safronka
- Sagan: Żagań
- Sägen, Kreis Strehlitz, Niederschlesien: Szczawin
- Sager, Kreis Belgard, Pommern: Zagórze
- Sager, Kreis Cammin, Pommern: Zagórze
- Sageritz: Zagórzyca
- Sageritzheide: Zagórzyczki
- Sagerke (1938–1945 Brackenberg): Zagórki
- Sagerlauken, Kreis Friedland/Bartenstein, Ostpreußen: Zagławki
- Sagsau, Kreis Neidenburg, Ostpreußen: Zagrzewo
- Sakrau (1936–1945 Rosengrund), Kreis Cosel, Oberschlesien: Zakrzów
- Sakrau, Kreis Groß Strehlitz, Oberschlesien: Zakrzów
- Sakrau, Stadt Oppeln, Oberschlesien: Zakrzów
- Sakrau-Turawa (1936–1945 Hochfelde, heute Sacrau-Turawa), Kreis Oppeln, Oberschlesien: Zakrzów Turawski
- Sakrent, Kreis Sensburg, Ostpreußen: Zakręt
- Salbken, Kreis Allenstein, Ostpreußen: Zalbki
- Salesche (1936–1945 Groß Walden), Kreis Groß Strehlitz, Oberschlesien: Zalesie Śląskie
- Saleske, Kreis Stolp, Pommern: Zaleskie
- Saliswalde, Kreis Leobschütz, Oberschlesien: Chróstno
- Salleschen (1938–1945 Offenau (Ostpr.)), Kreis Johannisburg, Ostpreußen: Zalesie
- Salleschen, Kreis Neidenburg, Ostpreußen: Zalesie
- Salleschen (1938–1945 Tannau), Kreis Oletzko/Treuburg, Ostpreußen: Zalesie
- Salleschen (1938–1945 Ingelheim), Kreis Ortelsburg, Ostpreußen: Zalesie
- Sallewen, Kreis Osterode, Ostpreußen: Zalewo
- Sallmeien, Kreis Osterode, Ostpreußen: Salminek
- Sallmow, Kreis Regenwalde, Pommern: Żelmowo
- Salpia, Kreis Sensburg, Ostpreußen: Prażmowo
- Salpkeim, Kreis Sensburg, Ostpreußen: Salpik
- Salucken, Kreis Sensburg, Ostpreußen: Załuki
- Salusken (1938–1945 Kniprode), Kreis Neidenburg, Ostpreußen: Załuski
- Salwarschienen, Kreis Preußisch Eylau, Ostpreußen: Kanie Iławeckie
- Salza, Kreis Lötzen, Ostpreußen: Zalec
- Salzbach, Kreis Rastenburg, Ostpreußen: Solanka
- Salzberg: Bochnia
- Salzbrunn, Kreis Oppeln, Oberschlesien: Ładza
- Salzkossäthen, Kreis Friedeberg (Neumark), Brandenburg/Pommern: Klesno
- Salzwedel, Kreis Oletzko/Treuburg, Ostpreußen: Drozdówko
- Samrodt, Kreis Mohrungen, Ostpreußen: Sambród
- Samkowen, Kreis Sensburg, Ostpreußen: Zamkowo
- Samlack, Kreis Rößel, Ostpreußen: Samławki
- Samordey (1938–1945 Samordei), Kreis Johannisburg, Ostpreußen: Zamordeje
- Samplatten, Kreis Ortelsburg, Ostpreußen: Sąpłaty
- Samter: Szamotuły
- Sand, Kreis Preußisch Eylau, Ostpreußen: Piasek
- Sandberg, Kreis Görlitz, Niederschlesien: Piaski
- Sandenberg, Kreis Rastenburg, Ostpreußen: Piaskowiec
- Sandhof, Kreis Angerburg, Ostpreußen: Rydzówka Mała
- Sandhof, Kreis Marienburg, Westpreußen/Ostpreußen: Piaski
- Sandhof, Kreis Mohrungen, Ostpreußen: Piaski Morąski
- Sandhof, Kreis Schlawe, Pommern: Białkowo
- Sandlack, Kreis Friedland/Bartenstein, Ostpreußen: Sędławki
- Sandvorwerk, Kreis Namslau, Niederschlesien: Nowy Folwark
- Sangershausen, Kreis Preußisch Holland, Ostpreußen: Sokółka
- Sangnitten, Kreis Preußisch Eylau, Ostpreußen: Sągnity
- Sanien (1938–1945 Berndhöfen), Kreis Lyck, Ostpreußen: Zanie
- Sänitz, Kreis Rothenburg, Niederschlesien: Sanice
- Sankau, Kreis Braunsberg, Ostpreußen: Sądkowo
- Sankt Annaberg, Kreis Groß Strehlitz, Oberschlesien: Góra Świętej Anny
- Sansgarben, Kreis Rastenburg, Ostpreußen: Gęsie Góry
- Sanskow: Zajączkowo
- Santoppen, Kreis Rößel, Ostpreußen: Sątopy
- Sapallen (1938–1945 Ostau): Sapałówka
- Sapuhnen, Kreis Allenstein, Ostpreußen: Sapuny
- Säpzig, Kreis Weststernberg, Brandenburg: Żabice
- Saraunen, Kreis Preußisch Eylau, Ostpreußen: Saruny
- Sarbske (1937–1945 Sarsen), Kreis Lauenburg, Pommern: Sarbsk
- Sardienen, Kreis Preußisch Eylau, Ostpreußen: Żardyny
- Sareyken (1938–1945 Sareiken), Kreis Lyck, Ostpreußen: Szarejki
- Sargen, Kreis Heiligenbeil, Ostpreußen: Szarki
- Sarken, Kreis Lyck, Ostpreußen: Szarek
- Sarlowitz (1936–1945 Stranddorf), Stadt Ottmachau, Kreis Grottkau, Oberschlesien: Sarnowice
- Sarnau, Kreis Tost-Gleiwitz, Oberschlesien: Sarnów
- Sarnau, Kreis Kreuzburg, Oberschlesien: Sarnów
- Sasdrosz (1930–1945 Falkenheim), Kreis Rößel, Ostpreußen: Zazdrość
- Sassen, Kreis Mohrungen, Ostpreußen: Sasiny
- Sassenburg, Kreis Neustettin, Pommern: Stare Wierzchowo
- Sassenburg, Kreis Saatzig, Pommern: Chlebowo
- Sassin, Kreis Lauenburg, Pommern: Sasino
- Sastrosnen (1938–1945 Schlangenfließ), Kreis Johannisburg, Ostpreußen: Zastrużne
- Satteldorf, Kreis Grottkau, Oberschlesien: Siodłary
- Satticken, Kreis Goldap, Ostpreußen: Zatyki
- Sattycken (1938–1945 Satticken), Kreis Oletzko/Treuburg: Zatyki
- Sauden, Kreis Osterode, Ostpreußen: Sudwa
- Sauerbaum, Kreis Rößel, Ostpreußen: Zerbuń
- Sauerschienen, Kreis Friedland/Bartenstein, Ostpreußen: Zawiersze
- Sauerwitz, Kreis Leobschütz, Oberschlesien: Zubrzyce
- Sausenberg, Kreis Rosenberg, Oberschlesien: Szumirad
- Sausgörken, Kreis Rastenburg, Ostpreußen: Suchawa
- Saviat: Zawiaty
- Sawadden, Kreis Angerburg, Ostpreußen: Zawady
- Sawadden (1938–1945 Ottenberge), Kreis Johannisburg, Ostpreußen: Zawady
- Sawadden (Dorf, 1938–1945 Auglitten), Kreis Lyck, Ostpreußen: Zawady Ełckie
- Sawadden (Gut, 1938–1945 Grenzwacht), Kreis Lyck, Ostpreußen: Zawady-Tworki
- Sawadden (1938–1945 Herzogsau), Kreis Neidenburg, Ostpreußen: Zawady
- Sawadden, Kreis Oletzko/Treuburg, Ostpreußen: Zawady Oleckie
- Sawadden (1938–1945 Jungingen (Ostpr.)), Kreis Osterode, Ostpreußen: Zawady
- Sawadden (1938–1945 Schwaden, Kreis Bartenstein), Kreis Rastenburg, Ostpreußen: Zawada
- Sawadden, Kreis Rößel, Ostpreußen: Zawada
- Sawadden (1938–1945 Balz (Ostpr.)), Kreis Sensburg, Ostpreußen: Zawada
- Sawitzmühle (1938–1945 Heidmühle), Kreis Ortelsburg, Ostpreußen: Sawica
- Saybusch: Żywiec
- Sayden (1938–1945 Saiden), Kreis Oletzko/Treuburg, Ostpreußen: Zajdy
- Sayne (1936–1945 Seidorf), Kreis Militsch, Niederschlesien: Sanie
- Sbylutten (1938–1945 Billau), Kreis Neidenburg, Ostpreußen: Zbyluty
- Schabernackskathen: Chudoba
- Schacksdorf, Kreis Sorau, Brandenburg: Strzeszowice
- Schadegur, Kreis Namslau, Niederschlesien: Sadogóra
- Schadeleben, Kreis Randow, Pommern: Ostoja
- Schaden, Kreis Sensburg, Ostpreußen: Stare Sady
- Schadendorf, Kreis Sprottau, Niederschlesien: Śliwnik
- Schaderwitz (1936–1945 Schadeberg), Kreis Falkenberg, Oberschlesien: Szadurczyce
- Schadewalde, Kreis Lauban, Niederschlesien: Smolnik
- Schadewinkel, Kreis Neumarkt, Niederschlesien: Lipnica
- Schadewinkel, Kreis Marienwerder, Westpreußen/Ostpreußen: Szadówko
- Schäferei, Kreis Preußisch Holland, Ostpreußen: Owczarnia
- Schäferei, Kreis Rastenburg, Ostpreußen: Owczarki
- Schäferei, Kreis Rummelsburg, Pommern: Owczary
- Schäferei, Kreis Sensburg, Ostpreußen: Owczarnia
- Schafsberg, Kreis Braunsberg, Ostpreußen: Baranówka
- Schätzels, Kreis Gerdauen, Ostpreußen: Czaczek
- Schätzelshöfchen, Kreis Gerdauen, Ostpreußen: Cacki
- Schakanau, Kreis Tost-Gleiwitz, Oberschlesien: Czekanów
- Schalkau, Kreis Breslau, Niederschlesien: Skałka
- Schalmey: Szalmia
- Schalscha (1936–1945 Kressengrund), Kreis Tost-Gleiwitz, Oberschlesien: Szałsza
- Schammerwitz (1936–1945 Schammerau), Kreis Ratibor, Oberschlesien: Samborowice
- Schardzin (1936–1945 Hohenau), Kreis Ratibor, Oberschlesien: Żerdziny
- Schareyken (1938–1945 Schareiken): Szarejki
- Scharfenort, Kreis Rastenburg, Ostpreußen: Ostry Róg
- Scharfenort, Kreis Samter, Posen: Ostroróg
- Scharfenstein, Kreis Braunsberg, Ostpreußen: Ostry Kamień
- Scharfs, Kreis Rastenburg, Ostpreußen: Siemki
- Scharkeim, Kreis Rastenburg, Ostpreußen: Sarkajmy
- Scharkow (1936–1945 Sandhuben), Kreis Tost-Gleiwitz, Oberschlesien: Czarków
- Scharnau: Sarnowo
- Scharnhof, Gemeinde Rohr, Kreis Rummelsburg, Pommern: Czarnkowo
- Scharnhorst, Kreis Lauenburg, Pommern: Czarnówko
- Scharnigk, Kreis Rößel, Ostpreußen: Żardeniki
- Scharnigk A, Kreis Heilsberg, Ostpreußen: Żardeniki
- Scharnigk B, Kreis Heilsberg, Ostpreußen: Żardeniki
- Scharnikau (1940–1945, vorher Czarnikau): Czarnków
- Scharnosin, Kreis Groß Strehlitz, Oberschlesien: Czarnocin
- Scharpenort, Kreis Neustettin, Pommern: Ostroróg
- Scharre: Turoszów
- Schartowitz (1936–1945 Fichtenwalde), Kreis Neustadt, Oberschlesien: Czartowice
- Schattens, Kreis Allenstein, Ostpreußen: Szatanki
- Schatzberg, Kreis Preußisch Eylau, Ostpreußen: Skarbiec
- Schaustern, Kreis Allenstein, Ostpreußen: Szałstry
- Schechowitz (1936–1945 Böhmswalde), Kreis Tost-Gleiwitz, Oberschlesien: Czechowice
- Scheddin: Wszedzień
- Schedlau, Kreis Falkenberg, Oberschlesien: Szydłowiec Śląski
- Schedliske (1936–1945 Waldsiedel), Kreis Falkenberg, Oberschlesien: Siedliska
- Schedlisken (1938–1945 Dankfelde), Kreis Lötzen, Ostpreußen: Siedliska
- Schedlisken (1938–1945 Sonnau), Kreis Lyck, Ostpreußen: Siedliska
- Schedlitz (1936–1945 Alt Siedel), Kreis Groß Strehlitz, Oberschlesien: Siedlec
- Scheibsdorf: Prostynia
- Scheidelwitz, Kreis Brieg, Niederschlesien: Szydłowice
- Scheipnitz, Kreis Rosenberg, Westpreußen/Ostpreußen: Sypanica
- Schekai (bis 1945 zuletzt Klein Warten), Gemeinde Körnitz, Kreis Neustadt, Oberschlesien: Czekaj
- Schelitz, Kreis Neustadt, Oberschlesien: Chrzelice
- Schellongowken (1938–1945 Schillingshöfen), Kreis Sensburg, Ostpreußen: Szelągówka
- Schellen, Kreis Rößel, Ostpreußen: Ryn Reszelski
- Schellin, Kreis Greifenberg, Pommern: Skalin
- Schellin, Kreis Pyritz, Pommern: Skalin
- Schelow, Kreis Stolp, Pommern: Szelewo
- Schemionken (1928–1945 Bergwalde), Kreis Lötzen, Ostpreußen: Siemionki
- Schemrowitz (1936–1945 Raunen), Kreis Guttentag, Oberschlesien: Szemrowice
- Schenkendorf, Kreis Guben, Brandenburg: Sękowice
- Schenksruh, Gemeinde Nipperwiese, Kreis Greifenhagen, Pommern: Radoszki
- Scheppelwitz (1936–1945 Steffansgrund), Kreis Falkenberg, Oberschlesien: Ciepielowice
- Schermeisel, Kreis Oststernberg, Brandenburg: Trzemeszno Lubuskie
- Schetzingen: Wszedzień
- Scheuba, Kreis Lötzen, Ostpreußen: Siejba
- Scheufelsdorf, Kreis Ortelsburg, Ostpreußen: Tylkowo
- Scheufelsmühle, Kreis Ortelsburg, Ostpreußen: Tylkówko
- Scheune: Gumieńce
- Scheuno, Kreis Sorau, Brandenburg: Brożek
- Schewecken, Kreis Preußisch Eylau, Ostpreußen: Żywkowo
- Schewkowitz (1936–1945 Frauenfeld), Kreis Groß Strehlitz, Oberschlesien: Dziewkowice
- Schichowitz (1936–1945 Oderbrück), Kreis Ratibor, Oberschlesien: Ciechowice
- Schickerwitz, Kreis Oels, Niederschlesien: Siekierowice
- Schickwitz, Kreis Trebnitz, Niederschlesien: Szczytkowice
- Schidlitz: Siedlce
- Schiebenhorst, Gemeinde Stepenitz, Kreis Cammin, Pommern: Świbin
- Schiedlagwitz (1937–1945 Siedlingen), Kreis Breslau, Niederschlesien: Siedlakowice
- Schiedlawe (193?–1945 Korngut), Kreis Trebnitz, Niederschlesien: Szydów
- Schiedlo, Kreis Guben, Brandenburg: Szydłów
- Schiedlow (1936–1945 Goldmoor), Kreis Falkenberg, Oberschlesien: Szydłów
- Schiefeberg, Stadt Berlinchen, Kreis Soldin, Brandenburg: Sadowo
- Schiefer, Kreis Löwenberg, Niederschlesien: Łupki
- Schieferstein, Gemeinde Klein Kniegnitz, Kreis Reichenbach (Eulengebirge), Niederschlesien: Przemiłów
- Schiegau, Kreis Neustadt, Oberschlesien: Ścigów
- Schiemanen, Kreis Neidenburg, Ostpreußen: Szymany
- Schierakowitz (1936–1945 Graumannsdorf), Kreis Tost-Gleiwitz, Oberschlesien: Sierakowice
- Schieratz: Sieradz
- Schierokau (1936–1945 Breitenmarkt), Kreis Guttentag, Oberschlesien: Sieraków Śląski
- Schieroth (1936–1945 Schönrode), Kreis Tost-Gleiwitz, Oberschlesien: Sieroty
- Schierzig, Kreis Meseritz, Posen/Brandenburg: Siercz
- Schierzighauland, Kreis Meseritz, Posen/Brandenburg: Sierczynek
- Schießgarten, Kreis Osterode, Ostpreußen: Czyżówka
- Schiffus, Kreis Gerdauen, Ostpreußen: Siwoszewo
- Schikorren, Ksp. Ostrokollen, (1938–1945 Kiefernheide), Kreis Lyck, Ostpreußen: Sikory Ostrokolskie
- Schikorren, Ksp. Stradaunen, (1927–1945 Wellheim), Kreis Lyck, Ostpreußen: Sikory Juskie
- Schildau, Kreis Hirschberg, Niederschlesien: Wojanów
- Schildberg, Kreis Soldin, Brandenburg: Golenice
- Schildberg, Kreis Strehlen, Niederschlesien: Kazanów
- Schilde, Kreis Dramburg, Brandenburg/Pommern: Żółte
- Schildeck, Kreis Osterode, Ostpreußen: Szyldak
- Schilkowitz (1937–1945 Simonshöh), Kreis Wohlau, Niederschlesien: Siodłkowice
- Schillamühle, Kreis Allenstein, Ostpreußen: Siła
- Schillersdorf, Kreis Randow, Pommern: Moczyły
- Schillgehnen, Kreis Braunsberg, Ostpreußen: Szyleny
- Schillings, Kreis Allenstein, Ostpreußen: Szelągowo
- Schillings, Kreis Mohrungen, Ostpreußen: Janowo
- Schillingsgut, Kreis Braunsberg, Ostpreußen: Szelążek
- Schillinnen (1938–1945 Heidensee), Kreis Goldap, Ostpreußen: Szyliny
- Schilln: Silna
- Schimiontken (1928–1945 Sagsau), Kreis Neidenburg, Ostpreußen: Siemiątki
- Schimischow: Szymiszów
- Schimmelwitz (1937–1945 Zweibach), Kreis Breslau, Niederschlesien: Wszemiłowice
- Schimmerwitz, Kreis Lauenburg, Pommern: Siemirowice
- Schimonken (1938–1945 Schmidtsdorf), Kreis Sensburg, Ostpreußen: Szymonka
- Schimoradz: Simoradz
- Schinz: Sińce
- Schiorke (1936–1945 Schorke), Kreis Rosenberg, Oberschlesien: Ciarka
- Schippenbeil, Kreis Friedland/Bartenstein, Ostpreußen: Sępopol
- Schippenbeilshof (1938–1945 Rohden), Kreis Friedland/Bartenstein, Ostpreußen: Sępopolski Dwór
- Schippern, Kreis Allenstein, Ostpreußen: Szypry
- Schironowitz (1936–1945 Grünheide), Kreis Groß Strehlitz, Oberschlesien: Sieroniowice
- Schiroslawitz (1936–1945 Grenzfelde), Kreis Kreuzburg, Oberschlesien: Sierosławice
- Schivelbein, Kreis Belgard, Pommern: Świdwin
- Schlackow: Złakowo
- Schlagakrug, Kreis Johannisburg, Ostpreußen: Bemowo Piskie
- Schlagamühle, Kreis Osterode, Ostpreußen: Kołatek
- Schlagenthin, Kreis Arnswalde, Brandenburg/Pommern: Sławęcin
- Schlaischow, Kreis Lauenburg, Pommern: Słajszewo
- Schlaney: Słone
- Schlanow, Kreis Friedeberg (Neumark), Brandenburg/Pommern: Słonów
- Schlanowitz (1937–1945 Föhrenwalde), Kreis Wohlau, Niederschlesien: Sławowice
- Schlanz, Kreis Breslau, Niederschlesien: Wierzbice
- Schlaube, Kreis Guhrau, Niederschlesien: Ślubów
- Schlaup, Kreis Jauer, Niederschlesien: Słup
- Schlaupe, Kreis Neumarkt, Niederschlesien: Słup
- Schlaupitz, Kreis Reichenbach (Eulengebirge), Niederschlesien: Słupice
- Schlaupitz (1936–1945 Schlaubental), Kreis Neisse, Oberschlesien: Słupice
- Schlaupp, Kreis Wohlau, Niederschlesien: Słup
- Schlause, Kreis Frankenstein, Niederschlesien: Służejów
- Schlawa (1937–1945 Schlesiersee), Kreis Glogau, Niederschlesien: Sława
- Schlawe, Pommern: Sławno
- Schlawin: Słowino
- Schleffin, Kreis Greifenberg, Pommern: Śliwin
- Schlegel, Kreis Glatz, Niederschlesien: Słupiec
- Schlegenberg, Kreis Leobschütz, Oberschlesien: Lwowiany
- Schleibitz, Kreis Oels, Niederschlesien: Śliwice
- Schleibitz, Kreis Neisse, Oberschlesien: Śliwice
- Schleise, Kreis Groß Wartenberg, Niederschlesien: Ślizów
- Schlennin, Kreis Belgard, Pommern: Słonino
- Schlenzig, Kreis Belgard, Pommern: Słowieńsko
- Schlepien (1938–1945 Schlöppen), Kreis Oletzko/Treuburg, Ostpreußen: Ślepie
- Schleps, Kreis Kolberg-Körlin, Pommern: Stare Ślepce
- Schlepstein, Kreis Heiligenbeil, Ostpreußen: Słup
- Schlesien: Śląsk
- Schleuse: Śluza
- Schlibbe (Fluss): Słubia
- Schlichtingsheim, Kreis Fraustadt, Posen/Niederschlesien: Szlichtyngowa
- Schlitt, Kreis Heilsberg, Ostpreußen: Skolity
- Schlobitten, Kreis Preußisch Holland, Ostpreußen: Słobity
- Schlochau, Westpreußen/Pommern: Człuchów
- Schlochow, Kreis Lauenburg, Pommern: Słuchowo
- Schlochow, Kreis Stolp, Pommern: Człuchy
- Schlodien, Kreis Preußisch Holland, Ostpreußen: Gładysze
- Schlogwitz (1936–1945 Schlagenhof), Kreis Neustadt, Oberschlesien: Słoków
- Schloin, Kreis Grünberg, Niederschlesien: Słone
- Schloissin, Kreis Naugard, Pommern: Słajsino
- Schlömpen, Kreis Rastenburg, Ostpreußen: Słępy
- Schlönwitz, Kreis Belgard, Pommern: Słonowice
- Schloppe, Kreis Deutsch Krone, Westpreußen/Pommern: Człopa
- Schloßberg (1938–1945 Heidenberg), Kreis Angerburg: Grodzisko
- Schlößchen, Kreis Sensburg, Ostpreußen: Zameczek
- Schloß Birglau: Zamek Bierzgłowski
- Schloß Ellguth, Kreis Kreuzburg, Oberschlesien: Ligota Zamecka
- Schlötenitz, Kreis Pyritz, Pommern: Słotnica
- Schlottau, Kreis Trebnitz, Niederschlesien: Złotów
- Schlottauer Mühlen, Kreis Trebnitz, Niederschlesien: Złotówek
- Schlottendorf, Kreis Frankenstein, Niederschlesien: Sławęcin
- Schlottnig, Kreis Liegnitz, Niederschlesien: Złotniki
- Schluschow, Kreis Lauenburg, Pommern: Słuszewo
- Schmaatz, Kreis Stolp, Pommern: Siemianice
- Schmachtenhagen, Kreis Crossen (Oder), Brandenburg: Granice
- Schmagorei (1936–1945 Treuhofen), Kreis Weststernberg, Brandenburg: Smogory
- Schmalenthin, Kreis Greifenberg, Pommern: Smolęcin
- Schmalzenthin, Kreis Neustettin, Pommern: Smołdzęcino
- Schmark-Ellguth (1937–1945 Katharinengrund), Kreis Trebnitz, Niederschlesien: Ligota Strupińska
- Schmarker (1937–1945 Grenztal), Gemeinde Schmark-Ellguth/Katharinengrund, Kreis Trebnitz, Niederschlesien: Smarków
- Schmarse, Kreis Züllichau-Schwiebus, Brandenburg: Smardzewo
- Schmarse, Kreis Oels, Niederschlesien: Smardzów
- Schmarsow, Kreis Schlawe, Pommern: Smardzewo
- Schmartsch (1937–1945 Dörfel), Kreis Breslau, Niederschlesien: Smardzów
- Schmauch, Kreis Preußisch Holland, Ostpreußen: Skowrony
- Schmeisdorf, Kreis Leobschütz, Oberschlesien: Gadzowice
- Schmeliske (1936–1945 Neuschloß), Kreis Militsch, Niederschlesien: Nowe Grodzisko
- Schmellenthin, Kreis Randow, Pommern: Smolęcin
- Schmellwitz, Kreis Neumarkt, Niederschlesien: Chmielów
- Schmellwitz, Kreis Schweidnitz, Niederschlesien: Śmiałowice
- Schmelzdorf, Kreis Neisse, Oberschlesien: Śmiłowice
- Schmelzdorf, Kreis Regenwalde, Pommern: Siwkowice
- Schmenzin, Kreis Belgard, Pommern: Smęcino
- Schmidtenthin, Kreis Neustettin, Pommern: Śmidzięcino
- Schmidtsdorf, Kreis Waldenburg, Niederschlesien: Kowalowa
- Schmiede, Gemeinde Duchow, Kreis Randow, Pommern: Kuźnica
- Schmiedeberg, Kreis Hirschberg, Niederschlesien: Kowary
- Schmiedefeld: Kuźniki
- Schmiedehof: Kowalki
- Schmiegrode, Kreis Militsch, Niederschlesien: Żmigródek
- Schmirdtkeim, Kreis Friedland/Bartenstein, Ostpreußen: Śmiardowo
- Schmitsch (1936–1945 Lößtal), Kreis Neustadt, Oberschlesien: Śmicz
- Schmitzdorf, Kreis Strehlen, Niederschlesien: Kowalskie
- Schmochwitz, Kreis Liegnitz, Niederschlesien: Smokowice
- Schmodehnen, Kreis Gerdauen, Ostpreußen: Smodajny
- Schmograu, Kreis Namslau, Niederschlesien: Smogorzów
- Schmolainen, Kreis Heilsberg, Ostpreußen: Smolajny
- Schmolitz (1936–1945 Frankenfelde O. S.), Kreis Neisse, Oberschlesien: Smolice
- Schmollen, Kreis Oels, Niederschlesien: Smolna
- Schmollenhagen, Gemeinde Kordeshagen, Kreis Köslin, Pommern: Smolne
- Schmolsin, Kreis Stolp, Pommern: Smołdzino
- Schmolz, Kreis Breslau, Niederschlesien: Smolec
- Schmorow, Kreis Regenwalde, Pommern: Smorawina
- Schmuckenthin: Smokęcino
- Schmückwalde, Kreis Osterode, Ostpreußen: Smykowo
- Schneekoppe: Śnieżka
- Schneidemühl, Kreis Neustettin, Pommern: Żerdno
- Schneidemühl, Westpreußen/Pommern: Piła
- Schnellewalde, Kreis Neustadt, Oberschlesien: Szybowice
- Schnellförtel, Kreis Görlitz, Niederschlesien: Okrąglica
- Schnellwalde, Kreis Mohrungen, Ostpreußen: Boreczno
- Schnepien (1938–1945 Schnippen), Kreis Lyck, Ostpreußen: Śniepie
- Schniodowen (1938–1945 Schniedau), Kreis Sensburg, Ostpreußen: Śniadowo
- Schnittken, Kreis Sensburg, Ostpreußen: Śmietki
- Schobensee, Kreis Ortelsburg, Ostpreußen: Sasek
- Schodmack (1938–1945 Wiesendorf), Kreis Ortelsburg, Ostpreußen: Siódmak
- Schodnia (1936–1945 Ostdorf), Kreis Oppeln, Oberschlesien: Schodnia
- Schoffschütz, Kreis Rosenberg, Oberschlesien: Sowczyce
- Schojow, Kreis Stolp, Pommern: Zgojewo
- Schokken: Skoki
- Schollendorf, Kreis Groß Wartenberg, Niederschlesien: Szczodrów
- Scholwin (1938–1945 Odermünde), Kreis Randow, Pommern: Skolwin
- Schomberg, Kreis Beuthen, Oberschlesien: Szombierki
- Schömberg, Kreis Landeshut, Niederschlesien: Chełmsko Śląskie
- Schönaich, Kreis Sorau, Brandenburg: Sieciejów
- Schönaich, Kreis Mohrungen, Ostpreußen: Dębinka
- Schönaich, Kreis Preußisch Holland, Ostpreußen: Dąbkowo
- Schönau, Kreis Allenstein, Ostpreußen: Szynowo
- Schönau, Kreis Braunsberg, Ostpreußen: Jarzębiec
- Schönau an der Katzbach, Kreis Goldberg, Niederschlesien: Świerzawa
- Schönau bei Landeck, Kreis Habelschwerdt, Niederschlesien: Orłowiec
- Schönau bei Mittelwalde, Kreis Habelschwerdt, Niederschlesien: Smreczyna
- Schönau, Kreis Leobschütz, Oberschlesien: Szonów
- Schönau, Kreis Neidenburg, Ostpreußen: Siemno
- Schönau, Kreis Kolberg-Körlin, Pommern: Trzciana
- Schönbankwitz, Kreis Breslau, Niederschlesien: Szczepankowice
- Schönberg, Kreis Görlitz, Niederschlesien: Piaseczna
- Schönberg, Kreis Lauban, Niederschlesien: Sulików
- Schönberg, Kreis Lötzen, Ostpreußen: Piękna Góra
- Schönberg, Kreis Preußisch Holland, Ostpreußen: Zastawno
- Schönberg, Kreis Karthaus, Westpreußen: Stężyca
- Schönberg, Kreis Rosenberg, Westpreußen/Ostpreußen: Szymbark
- Schönberg, Kreis Schlochau, Westpreußen/Pommern: Kaliska
- Schönborn, Kreis Heiligenbeil, Ostpreußen: Zdrój
- Schönborn, Kreis Rothenburg, Niederschlesien: Okalenice
- Schönborn, Kreis Rößel, Ostpreußen: Studnica
- Schönbruch, Kreis Friedland/Bartenstein, Ostpreußen: Szczurkowo
- Schönbruch, Kreis Rößel, Ostpreußen: Dworzec
- Schönbrück, Kreis Allenstein, Ostpreußen: Sząbruk
- Schönbrunn, Kreis Angerburg, Ostpreußen: Maćki
- Schönbrunn, Kreis Namslau, Niederschlesien: Piękna Studnia
- Schönbrunn, Kreis Schweidnitz, Niederschlesien: Świdnica
- Schönbrunn, Kreis Sprottau, Niederschlesien: Jabłonów
- Schönbrunn, Kreis Strehlen, Niederschlesien: Strużyna
- Schönbrunn, Kreis Wohlau, Niederschlesien: Mikorzyce
- Schönbrunn, Kreis Leobschütz, Oberschlesien: Debrzyca
- Schönbrunn, Kreis Pyritz, Pommern: Reńsko
- Schönbund: Ziemianki
- Schöndamerau, Kreis Braunsberg, Ostpreußen: Dąbrowa
- Schöneberg, Kreis Goldap, Ostpreußen: Rostek
- Schöneberg, Kreis Rößel, Ostpreußen: Wysoka Dąbrowa
- Schöneberg, Kreis Sensburg, Ostpreußen: Stawek
- Schöneberg, Kreis Soldin, Brandenburg: Trzcinna
- Schöneichen, Kreis Stolp, Pommern: Dąbrówno
- Schönenberg, Kreis Schlawe, Pommern: Bylica
- Schöneu, Kreis Regenwalde, Pommern: Sienno Dolne
- Schönfeld, Kreis Arnswalde, Brandenburg/Pommern: Żeńsko
- Schönfeld, Kreis Belgard, Pommern: Kowanowo
- Schönfeld, Kreis Brieg, Niederschlesien: Obórki
- Schönfeld, Kreis Crossen (Oder), Brandenburg: Rybaki
- Schönfeld, Kreis Danzig, Westpreußen: Łostowice
- Schönfeld, Kreis Dramburg, Pommern: Żeńsko
- Schönfeld, Kreis Flatow, Westpreußen/Pommern: Skórka
- Schönfeld, Kreis Friedeberg (Neumark), Brandenburg/Pommern: Sławno
- Schönfeld, Kreis Goldberg, Niederschlesien: Podolany
- Schönfeld, Kreis Habelschwerdt, Niederschlesien: Roztoki
- Schönfeld, Kreis Heiligenbeil, Ostpreußen: Sówki
- Schönfeld, Kreis Königsberg (Neumark), Brandenburg: Sitno
- Schönfeld, Kreis Kreuzburg, Oberschlesien: Krzywiczyny
- Schönfeld, Kreis Landsberg (Warthe), Brandenburg: Latowice
- Schönfeld bei Mühlhausen, Kreis Preußisch Holland, Ostpreußen: Krasinek
- Schönfeld bei Preußisch Holland, Kreis Preußisch Holland, Ostpreußen: Krasin
- Schönfeld, Kreis Schweidnitz, Niederschlesien: Siedlimowice
- Schönfeld, Kreis Sensburg, Ostpreußen: Ładne Pole
- Schönfeld, Kreis Stolp, Pommern: Wygrąż
- Schönfeld, Kreis Strehlen, Niederschlesien: Bartoszowa
- Schönfeld, Kreis Zittau, Sachsen: Lutogniewice
- Schönfeld, Kreis Züllichau-Schwiebus, Brandenburg: Rokotnica
- Schönfelde, Kreis Allenstein, Ostpreußen: Unieszewo
- Schönfließ, Kreis Allenstein, Ostpreußen: Dadaj
- Schönfließ, Kreis Preußisch Holland, Ostpreußen: Kraskowo
- Schönfließ, Kreis Rastenburg, Ostpreußen: Kraskowo
- Schönheide, Kreis Braunsberg, Ostpreußen: Krasny Bór
- Schöningen, Kreis Pyritz, Pommern: Grędziec
- Schöningen, Kreis Randow, Pommern: Kamieniec
- Schöningsburg, Gemeinde Suckow an der Plöne, Kreis Pyritz, Pommern: Karsko
- Schöningswalde, Kreis Schlawe, Pommern: Sińczyca
- Schönkau, Kreis Neidenburg, Ostpreußen: Sękowo
- Schonke, Kreis Kreuzburg, Oberschlesien: Pszczonki
- Schonklitten, Kreis Preußisch Eylau, Ostpreußen: Wysieka
- Schönlanke, Netzekreis, Posen-Westpreußen/Pommern: Trzcianka
- Schönlinde, Kreis Heiligenbeil, Ostpreußen: Krasnolipie
- Schönow, Kreis Pyritz, Pommern: Jesionowo
- Schonowitz (1936–1945 Schondorf), Kreis Ratibor, Oberschlesien: Szonowice
- Schönruttkowen (1938–1945 Schönrauten), Kreis Sensburg, Ostpreußen: Rutkowo
- Schönsee: Jeziorki Kosztowskie
- Schönsee, Kreis Braunsberg, Ostpreußen: Kowale
- Schönsee: Kowalewo Pomorskie
- Schönthal, Kreis Habelschwerdt, Niederschlesien: Dolnik
- Schönthal A, Kreis Rastenburg, Ostpreußen: Rybakowo
- Schönthal B, Kreis Rastenburg, Ostpreußen: Rybakowo
- Schönwäldchen, Kreis Osterode, Ostpreußen: Saminek
- Schönwald, Kreis Kreuzburg, Oberschlesien: Krzywizna
- Schönwald, Kreis Rosenberg, Oberschlesien: Świercze
- Schönwald, Kreis Tost-Gleiwitz, Oberschlesien: Bojków
- Schönwalde, Kreis Allenstein, Ostpreußen: Szczęsne
- Schönwalde, Kreis Frankenstein, Niederschlesien: Budzów
- Schönwalde, Kreis Heiligenbeil, Ostpreußen: Grabowiec
- Schönwalde, Kreis Heilsberg, Ostpreußen: Warmiany
- Schönwalde, Kreis Lauenburg, Pommern: Borówko
- Schönwalde, Kreis Deutsch Krone, Westpreußen/Pommern: Byszki
- Schönwalde, Kreis Elbing, Westpreußen/Ostpreußen: Krasny Las, Stadt Elbląg
- Schönwalde, Kreis Naugard, Pommern: Mokre
- Schönwalde, Kreis Neisse, Oberschlesien: Podlesie
- Schönwalde, Kreis Neustadt, Westpreußen: Szemud
- Schönwalde, Kreis Oststernberg, Brandenburg: Prześlice
- Schönwalde, Kreis Regenwalde, Pommern: Zajezierze
- Schönwalde, Kreis Sorau, Brandenburg: Sieniawa Żarska
- Schönwalde, Kreis Stolp, Pommern: Dębina
- Schönwalde, Kreis Thorn, Westpreußen: Wrzosy
- Schönwerder A: Ziemomyśl A
- Schönwerder B: Ziemomyśl B
- Schönwiese, Kreis Goldap, Ostpreußen: Piękne Łąki
- Schönwiese, Kreis Heilsberg, Ostpreußen: Międzylesie
- Schönwiese, Kreis Johannisburg, Ostpreußen: Osiki
- Schönwiese, Kreis Leobschütz, Oberschlesien: Krasne Pole
- Schönwiese, Kreis Neidenburg, Ostpreußen: Krasnołąka
- Schönwiese, Kreis Preußisch Eylau (Amt Eichen), Ostpreußen: Krasnołąka
- Schönwiese, Kreis Preußisch Eylau (Amt Nerfken), Ostpreußen: Żuławy
- Schönwiese, Kreis Preußisch Holland, Ostpreußen: Zielony Grąd
- Schönwiese, Kreis Stuhm, Westpreußen/Ostpreußen: Krasna Łąka
- Schönwitz, Kreis Falkenberg, Oberschlesien: Karczów
- Schorin, Kreis Stolp, Pommern: Skórzyno
- Schosdorf, Kreis Löwenberg, Niederschlesien: Ubocze
- Schosnitz (1937–1945 Reichbergen), Kreis Breslau, Niederschlesien: Sośnica
- Schottofske: Skotawsko
- Schottow (Fluss): Skotawa
- Schötzow, Kreis Kolberg-Körlin, Pommern: Skoczów
- Schräbsdorf, Kreis Frankenstein, Niederschlesien: Bobolice
- Schraderswert, Kreis Lötzen, Ostpreußen: Dudka
- Schreckendorf: Strachocin
- Schreibendorf, Kreis Brieg, Niederschlesien: Pisarzowice
- Schreibendorf, Kreis Habelschwerdt, Niederschlesien: Pisary
- Schreibendorf, Kreis Landeshut, Niederschlesien: Pisarzowice
- Schreibendorf, Kreis Strehlen, Niederschlesien: Sarby
- Schreiberhau, Kreis Hirschberg, Niederschlesien: Szklarska Poręba
- Schreibersdorf, Kreis Lauban, Niederschlesien: Pisarzowice
- Schreibersdorf, Kreis Neidenburg, Ostpreußen: Prętki
- Schreibersdorf, Kreis Neumarkt, Niederschlesien: Pisarzowice
- Schreibersdorf, Kreis Neustadt, Oberschlesien: Pisarzowice
- Schreibershöfchen, Stadt Bartenstein, Ostpreußen: Wiatrak
- Schreitstaken, Kreis Köslin, Pommern: Skrzeszewo
- Schrengen, Kreis Rastenburg, Ostpreußen: Linkowo
- Schrepau (1937–1945 Schwarztal), Kreis Glogau, Niederschlesien: Krzepów
- Schriegwitz, Kreis Neumarkt, Niederschlesien: Jarząbkowice
- Schrien, Kreis Glogau, Niederschlesien: Śrem
- Schrimm: Śrem
- Schrötersau, Kreis Ortelsburg, Ostpreußen: Zapadki
- Schrotz, Kreis Deutsch Krone, Westpreußen/Pommern: Skrzatusz
- Schubin (1941–1945 Altburgund): Szubin
- Schulen, Kreis Heilsberg, Ostpreußen: Sułowo
- Schulenburg, Kreis Oppeln, Oberschlesien: Walidrogi
- Schulitz: Solec Kujawski
- Schülzen, Kreis Karthaus, Westpreußen: Sylczno
- Schülzen (Dorf), Kreis Rastenburg, Ostpreußen: Silec
- Schülzen (Gut), Kreis Rastenburg, Ostpreußen: Silecki Folwark
- Schulzenhagen, Kreis Köslin, Pommern: Śmiechów
- Schulzenvorwerk (1938–1945 Schulzen-Vorwerk), Kreis Preußisch Eylau, Ostpreußen: Sołtysowizna
- Schumm (1936–1945 Forstheim), Kreis Rosenberg, Oberschlesien: Szum
- Schupowen (1938–1945 Schuppau): Czupowo
- Schurgast, Kreis Falkenberg, Oberschlesien: Skorogoszcz
- Schurow, Kreis Stolp, Pommern: Skórowo
- Schüttenburg, Kreis Friedeberg (Neumark), Brandenburg/Pommern: Sarbinowo
- Schuttschen, Kreis Neidenburg, Ostpreußen: Szuć
- Schuttschenofen, Kreis Neidenburg, Ostpreußen: Piduń
- Schützendorf, Kreis Liegnitz, Niederschlesien: Strzałkowice
- Schützendorf, Kreis Oels, Niederschlesien: Strzałkowa
- Schützendorf, Kreis Grottkau, Oberschlesien: Wilemowice
- Schützendorf, Kreis Ortelsburg, Ostpreußen: Dybowo
- Schützendorf, Kreis Cammin, Pommern: Budzień
- Schwachenwalde, Kreis Arnswalde, Brandenburg/Pommern: Chłopowo
- Schwadtken, Kreis Preußisch Eylau (Gemeinde Tenknitten): Świadki Iławeckie
- Schwadtken, Kreis Preußisch Eylau (Gemeinde Topprienen): Świadki Iławeckie
- Schwadtken, Kreis Preußisch Eylau (Gemeinde Wangnick): Świadki Górowskie
- Schwammelwitz, Kreis Neisse, Oberschlesien: Trzeboszowice
- Schwandorf, Kreis Neisse, Oberschlesien: Zwanowice
- Schwanenbeck, Kreis Saatzig, Pommern: Suchanówko
- Schwanhof, Kreis Osterode, Ostpreußen: Swonowo
- Schwansberg, Kreis Heilsberg, Ostpreußen: Łabno
- Schwartow, Kreis Kolberg-Körlin, Pommern: Zwartowo
- Schwartow, Kreis Lauenburg, Pommern: Zwartowo
- Schwarzberg: Czarna Góra
- Schwarz Damerkow, Kreis Stolp, Pommern: Czarna Dąbrówka
- Schwarzdamm, Kreis Braunsberg, Ostpreußen: Czarna Grobla
- Schwarzdamm, Kreis Elbing, Westpreußen: Czarna Grobla
- Schwärze, Kreis Neustadt, Oberschlesien: Ćwiercie
- Schwarzenberg, Kreis Rößel, Ostpreußen: Czarnowiec
- Schwarzenofen, Kreis Neidenburg, Ostpreußen: Czarny Piec
- Schwarzin: Świerczyna
- Schwarzow: Świerczewo, Szczecin
- Schwarzsee, Gemeinde Schlenzig, Kreis Belgard, Pommern: Sobiemirowo
- Schwarzstein, Kreis Rastenburg, Ostpreußen: Czerniki
- Schwarzwald, Kreis Sensburg, Ostpreußen: Czerniak
- Schwarzwaldau, Kreis Landeshut, Niederschlesien: Czarny Bór
- Schweden, Kreis Heilsberg, Ostpreußen: Wojdyty
- Schwedhöfen, Kreis Rößel, Ostpreußen: Świdówka
- Schwedrich, Kreis Osterode, Ostpreußen: Swaderki
- Schwedt, Kreis Kolberg-Körlin, Pommern: Świecie Kołobrzeskie
- Schweidnitz, Niederschlesien: Świdnica
- Schweinbraten, Kreis Schweidnitz, Niederschlesien: Świnobród
- Schweinert, Kreis Schwerin (Warthe), Posen/Brandenburg: Świniary
- Schweinert Hauland, Kreis Schwerin (Warthe), Posen/Brandenburg: Świniarki
- Schweingrube, Kreis Stuhm, Westpreußen/Ostpreußen: Szwedy
- Schweinhaus, Kreis Jauer, Niederschlesien: Świny
- Schweinitz, Kreis Grünberg, Niederschlesien: Świdnica
- Schweinsdorf, Kreis Neustadt, Oberschlesien: Piorunkowice
- Schwellin, Kreis Köslin, Pommern: Świelino
- Schwemmin, Kreis Köslin, Pommern: Świemino
- Schwendt, Kreis Saatzig, Pommern: Święte
- Schwendten, Gemeinde Mesche, Kreis Grünberg, Niederschlesien: Święte
- Schwengen, Kreis Heilsberg, Ostpreußen: Swajnie
- Schwengfeld, Gemeinde Esdorf, Kreis Schweidnitz, Niederschlesien: Makowice
- Schwenkendorf, Kreis Mohrungen, Ostpreußen: Zawroty
- Schwenkitten, Kreis Heilsberg, Ostpreußen: Świękity
- Schwentainen, Kreis Oletzko/Treuburg, Ostpreußen: Świętajno
- Schwentainen (1938–1945 Altkirchen), Kreis Ortelsburg, Ostpreußen: Świętajno
- Schwente, Kreis Flatow, Westpreußen/Pommern: Święta
- Schwenteinen, Kreis Osterode, Ostpreußen: Świętajny
- Schwenten, Kreis Grünberg, Niederschlesien: Święte
- Schwenten, Kreis Graudenz, Westpreußen: Święte
- Schwenten, Kreis Schwetz, Westpreußen: Święte
- Schwentnig, Kreis Reichenbach (Eulengebirge), Niederschlesien: Świątniki
- Schwenz, Kreis Glatz, Niederschlesien: Święcko
- Schwenz, Kreis Cammin, Pommern: Świniec
- Schwerin, Posen/Brandenburg: Skwierzyna
- Schwerinshöhe (bis 1938 Wendisch Silkow): Żelkowo
- Schwersenz: Swarzędz
- Schwertern (1937–1945): Jaksonów
- Schweslin, Kreis Lauenburg, Pommern: Świetlino
- Schwessin, Kreis Köslin, Pommern: Świeszyno
- Schwessin, Kreis Rummelsburg, Pommern: Świeszyno
- Schwessow, Kreis Greifenberg, Pommern: Świeszewo
- Schwesterwitz, Kreis Neustadt, Oberschlesien: Zwiastowice
- Schwetig, Kreis Weststernberg, Brandenburg: Świecko
- Schwetz (1942–45 Schwetz (Weichsel)), Kreis Schwetz, Westpreußen: Świecie
- Schwetzin: Świecino
- Schwetzkau: Święciechowa
- Schwetzkow, Kreis Stolp, Pommern: Świecichowo
- Schwiddern, Kreis Johannisburg, Ostpreußen: Świdry
- Schwiddern, Kreis Lötzen, Ostpreußen: Świdry
- Schwiddern, Kreis Oletzko/Treuburg, Ostpreußen: Świdry
- Schwidrowken I (1929–1945 Eduardsfelde), Kreis Oletzko/Treuburg, Ostpreußen: Świdrówko
- Schwidrowken II (1929–1945 Wilhelmsruh), Kreis Oletzko/Treuburg, Ostpreußen: Świdrowo (nicht mehr existent)
- Schwieben, Kreis Tost-Gleiwitz, Oberschlesien: Świbie
- Schwiebus: Świebodzin
- Schwientochlowitz: Świętochłowice
- Schwientoschowitz (1936–1945 Einhof), Kreis Tost-Gleiwitz, Oberschlesien: Świętoszowice
- Schwillgarben, Kreis Braunsberg, Ostpreußen: Brzeszczyny
- Schwinowitz (1936–1945 Ebersheide), Kreis Tost-Gleiwitz, Oberschlesien: Świniowice
- Schwirgstein, Kreis Ortelsburg, Ostpreußen: Dźwiersztyny
- Schwirgstein, Kreis Osterode, Ostpreußen: Świerkocin
- Schwirrgauden, Kreis Braunsberg, Ostpreußen: Świergudy
- Schwirsen, Kreis Cammin, Pommern: Świerzno
- Schwirsen, Kreis Thorn, Westpreußen: Dźwierzno
- Schwoika (1937–1945 Silingental), Kreis Ohlau, Niederschlesien: Swojków
- Schwoiken, Kreis Mohrungen, Ostpreußen: Swojki
- Schwöllmen, Kreis Preußisch Holland, Ostpreußen: Swędkowo
- Schwollmen, Kreis Preußisch Eylau, Ostpreußen: Swalmy
- Schwolow, Kreis Stolp, Pommern: Swołowo
- Schwornigatz: Swornegacie
- Schwuben, Kreis Heilsberg, Ostpreußen: Swobodna
- Schwuchow, Kreis Stolp, Pommern: Swochowo
- Schwusen, Kreis Glogau, Niederschlesien: Wyszanów
- Schymotschütz (1936–1945 Simsforst), Kreis Ratibor, Oberschlesien: Szymocice
- Sczeczinken (1916–1945 Eichhorn), Kreis Oletzko/Treuburg, Ostpreußen: Szczecinki
- Sczedrik (1934–1945 Hitlersee), Kreis Oppeln, Oberschlesien: Szczedrzyk
- Sczepanken (1938–1945 Tiefen), Kreis Lötzen, Ostpreußen: Szczepanki
- Sczepanken (1938–1945 Stauchwitz), Kreis Ortelsburg, Ostpreußen: Szczepankowo
- Sczepanowitz (1934–1945 Stefanshöh), Kreis/Stadt Oppeln, Oberschlesien: Szczepanowice
- Sczepka, Kreis Neidenburg, Ostpreußen: Szczepka
- Scziersbowen (1927–1945 Talhausen), Kreis Sensburg, Ostpreußen: Szczerzbowo
- Sczuplienen, Kreis Neidenburg, Ostpreußen: Szczupliny
- Sczyballen (Kirchspiel Orlowen) (1938–1945 Lorenzhall), Kreis Lötzen, Ostpreußen: Szczybały Orłowskie
- Sczyballen (Kirchspiel Rydzewen) (1928–1945 Schönballen), Kreis Lötzen, Ostpreußen: Szczybały Giżyckie
- Sczyczonnek (1938–1945 Waldsee), Kreis Ortelsburg, Ostpreußen: Szczycionek
- Sdeden (1938–1945 Stettenbach), Kreis Lyck, Ostpreußen: Zdedy
- Sdorren (1938–1945 Dorren), Kreis Johannisburg, Ostpreußen: Zdory
- Sdroiken (1938–1945 Eulenwinkel), Kreis Osterode, Ostpreußen: Zdrojek
- Sdrojowen (1930–1945 Bornfeld), Kreis Sensburg, Ostpreußen: Zdrojewo
- Sdrusno (1938–1945 Eichenborn), Kreis Johannisburg, Ostpreußen: Zdrużno
- Sdunkeim, Kreis Rastenburg, Ostpreußen: Saduny
- Sdunken, Kreis Lyck, Ostpreußen: Zdunki
- Sdunowen (1938–1945 Sadunen), Kreis Johannisburg, Ostpreußen: Zdunowo
- Sechserben, Kreis Gerdauen, Ostpreußen: Kałki
- Sechskiefern, Kreis Oels, Niederschlesien: Sosnówka
- Seckerwitz, Kreis Jauer, Niederschlesien: Siekierzyce
- Sedlinen, Kreis Marienwerder, Westpreußen/Ostpreußen: Sadlinki
- Sedschütz, Kreis Neustadt, Oberschlesien: Dziedzice
- See Buckow: Bukowo Morskie
- See Suckow: Żukowo Morskie
- Seeben, Kreis Neidenburg, Ostpreußen: Żabiny
- Seeburg: Jeziorany (oder Zybork)
- Seedanzig, Kreis Ortelsburg, Ostpreußen: Sędańsk
- Seedranken, Kreis Oletzko/Treuburg, Ostpreußen: Sedranki
- Seefeld, Kreis Braunsberg, Ostpreußen: Jeziorko
- Seefeld, Kreis Kolberg-Körlin, Pommern: Ołużna
- Seefelde, Kreis Flatow, Westpreußen: Zakrzewska Osada
- Seegenfelde, Kreis Deutsch Krone, Westpreußen/Pommern: Tarnowo
- Seeger, Kreis Köslin, Pommern: Zegrze Pomorskie
- Seehesten, Kreis Sensburg, Ostpreußen: Szestno
- Seehof, Gemeinde Groß Jestin, Kreis Kolberg-Körlin, Pommern: Jeziorki
- Seehof, Kreis Rummelsburg, Pommern: Łobzowo
- Seelesen, Kreis Osterode, Ostpreußen: Żelazno
- Seeligenfeld, Kreis Rastenburg, Ostpreußen: Błogoszewo
- Seeligsfelde: Szeligowo
- Seelonken (1938–1945 Ulrichssee), Kreis Ortelsburg, Ostpreußen: Zielonka
- Seemen, Kreis Osterode, Ostpreußen: Samin
- Seesken (Ksp. Schareyken), Kreis Oletzko/Treuburg, Ostpreußen: Szeszki
- Seesken (Ksp. Wielitzken) (1938–1945 Draheim), Kreis Oletzko/Treuburg, Ostpreußen: Szeszki
- Seewalde, Kreis Osterode, Ostpreußen: Zybułtowo
- Segenthin: Żegocino
- Seherrswaldau, Gemeinde Olbersdorf, Kreis Reichenbach (Eulengebirge), Niederschlesien: Byszów
- Sehmsdorf, Kreis Pyritz, Pommern: Czernice
- Sehrschön: Zarszyn
- Seichau, Kreis Jauer, Niederschlesien: Sichów
- Seidel, Kreis Köslin, Pommern: Wyszewo
- Seidenberg, Kreis Lauban, Niederschlesien: Zawidów
- Seidlitz, Kreis Landsberg (Warthe), Brandenburg: Siedlice
- Seidlitz, Kreis Oppeln, Oberschlesien: Siedlice
- Seifersdorf, Kreis Bunzlau, Niederschlesien: Mściszów
- Seifersdorf, Kreis Glatz, Niederschlesien: Raszków
- Seifersdorf, Kreis Goldberg, Niederschlesien: Łukaszów
- Seifersdorf, Kreis Liegnitz, Niederschlesien: Rosochata
- Seifersdorf, Kreis Schweidnitz, Niederschlesien: Pogorzała
- Seifersdorf, Kreis Wohlau, Niederschlesien: Radecz
- Seifersdorf, Kreis Falkenberg, Oberschlesien: Skarbiszowice
- Seifershau, Kreis Hirschberg, Niederschlesien: Kopaniec
- Seiffersdorf, Kreis Freystadt, Niederschlesien: Radwanów
- Seiffersdorf, Kreis Guhrau, Niederschlesien: Radosław
- Seiffersdorf, Kreis Hirschberg, Niederschlesien: Radomierz
- Seiffersdorf, Kreis Ohlau, Niederschlesien: Zabardowice
- Seiffersdorf, Kreis Grottkau, Oberschlesien: Jaszów
- Seitenberg: Stronie Śląskie
- Seitendorf, Kreis Frankenstein, Niederschlesien: Sieroszów
- Seitendorf, Kreis Habelschwerdt, Niederschlesien: Gniewoszów
- Seitendorf, Kreis Jauer, Niederschlesien: Mysłów
- Seitendorf, Kreis Löwenberg, Niederschlesien: Ustronie
- Seitendorf, Kreis Waldenburg, Niederschlesien: Poniatów
- Seitwann, Kreis Guben, Brandenburg: Żytowań
- Selberg B: Nowy Żelibórz
- Selbongen: Zełwągi
- Selchow, Kreis Greifenhagen, Pommern: Żelechowo
- Selesen: Żelazo
- Seliggen, Kreis Lyck, Ostpreußen: Szeligi
- Sellberg: Stary Żelibórz
- Sellen: Zielnowo
- Sellin, Kreis Königsberg (Neumark), Brandenburg: Zielin
- Sellin, Kreis Greifenberg, Pommern: Zielin
- Sellin, Kreis Rummelsburg, Pommern: Zielin
- Sellnow, Kreis Kolberg-Körlin, Pommern: Zieleniewo
- Sellwa (1938–1945 Sellwen), Kreis Osterode, Ostpreußen: Selwa
- Semerow, Kreis Belgard, Pommern: Ząbrowo
- Semmerow, Kreis Kolberg-Körlin, Pommern: Ząbrowo
- Sendrowen (1938–1945 Treudorf), Kreis Ortelsburg, Ostpreußen: Sędrowo
- Sengwitz, Kreis Neisse, Oberschlesien: Sękowice
- Senitz, Kreis Reichenbach, Niederschlesien: Sienice
- Senkitten, Kreis Rößel, Ostpreußen: Sękity
- Sensburg, Ostpreußen: Mrągowo
- Sensujen, Kreis Osterode, Ostpreußen: Zezuj
- Sensutten, Kreis Osterode, Ostpreußen: Zezuty
- Sentken, Kreis Lyck, Ostpreußen: Sędki
- Sercha (1937–1945 Burgundenau), Kreis Görlitz, Niederschlesien: Żarka nad Nysą
- Serpin, Kreis Elbing, Westpreußen/Ostpreußen: Sierpin
- Sersno (1936–1945 Stauwerder), Kreis Tost-Gleiwitz, Oberschlesien: Dzierżno
- Serteggen (1938–1945 Serteck): Żerdziny
- Servitut, Kreis Neustadt, Oberschlesien: Serwitut
- Serwillen, Kreis Angerburg, Ostpreußen: Surwile
- Seschwitz (1937–1945 Trostdorf), Kreis Breslau, Niederschlesien: Cieszyce
- Settau, Kreis Heilsberg, Ostpreußen: Żytowo
- Seubersdorf, Kreis Mohrungen, Ostpreußen: Brzydowo
- Seubersdorf, Kreis Osterode, Ostpreußen: Brzydowo
- Seythen, Kreis Osterode, Ostpreußen: Sitno
- Sgonn (1938–1945 Hirschen), Kreis Sensburg, Ostpreußen: Zgon
- Sgorsellitz, Kreis Namslau, Niederschlesien: Zgorzelec
- Sibyllenort: Szczodre
- Siddau, Kreis Friedland/Bartenstein, Ostpreußen: Żydowo
- Siebenbeuthen: Bytomiec
- Siebischau, Kreis Breslau, Niederschlesien: Zybiszów
- Sieden, Kreis Lyck, Ostpreußen: Mazurowo
- Siedkow, Kreis Belgard, Pommern: Żytelkowo
- Siegersdorf, Kreis Bunzlau, Niederschlesien: Zebrzydowa
- Siegfriedswalde, Kreis Heilsberg, Ostpreußen: Żegoty
- Siegroth, Kreis Strehlen, Niederschlesien: Dobrzenice
- Siemanowen (1938–1945 Altensiedel), Kreis Sensburg, Ostpreußen: Szymanowo
- Siemienau, Kreis Neidenburg, Ostpreußen: Siemianowo
- Sienken, Kreis Preußisch Eylau, Ostpreußen: Żołędnik
- Sierakowitz, Kreis Karthaus, Westpreußen: Sierakowice
- Sierokopaß (1933–1945 Breitenfelde), Kreis Neidenburg, Ostpreußen: Szerokopaś
- Sieslack, Kreis Preußisch Eylau, Ostpreußen: Piaseczno
- Siewen, Kreis Angerburg, Ostpreußen: Żywy
- Siewken, Kreis Angerburg, Ostpreußen: Żywki
- Silber, Kreis Sprottau, Niederschlesien: Żelisław
- Silberbach, Kreis Mohrungen, Ostpreußen: Strużyna
- Silberberg, Kreis Arnswalde, Brandenburg/Pommern: Święciechów
- Silberberg, Kreis Frankenstein, Niederschlesien: Srebrna Góra
- Silberkopf, Kreis Ratibor, Oberschlesien: Strzybnik
- Silbersdorf, Kreis Saatzig, Pommern: Starzyce
- Silbitz, Kreis Strehlen, Niederschlesien: Żelowice
- Silesen, Kreis Belgard, Pommern: Żeleźno
- Sillginnen, Gemeinde Kröligkeim, Kreis Gerdauen, Ostpreußen: Silginy
- Silligsdorf, Kreis Regenwalde, Pommern: Sielsko
- Sillmenau, Kreis Breslau, Niederschlesien: Sulimów
- Silz, Kreis Bomst, Posen: Solec
- Silzkeim, Kreis Rastenburg, Ostpreußen: Gumniska
- Simbsen, Kreis Glogau, Niederschlesien: Szymocin
- Simmatzig, Kreis Belgard, Pommern: Smardzko
- Simmelwitz, Kreis Namslau, Niederschlesien: Ziemiełowice
- Simmenau, Kreis Kreuzburg, Oberschlesien: Szymonków
- Simonsdorf, Kreis Soldin, Brandenburg: Kruszwin
- Simonsdorf: Szymankowo
- Simötzel, Kreis Kolberg-Körlin, Pommern: Siemyśl
- Simschütz, Kreis Breslau, Niederschlesien: Szymanów
- Simsdorf, Kreis Neumarkt, Niederschlesien: Szymanów
- Simsdorf, Kreis Trebnitz, Niederschlesien: Szymanów
- Simsdorf, Kreis Neustadt, Oberschlesien: Gostomia
- Simsdorf, Kreis Oppeln, Oberschlesien: Pucnik
- Sinzlow, Kreis Greifenhagen, Pommern: Żelisławiec
- Sirgwitz, Kreis Löwenberg, Niederschlesien: Żerkowice
- Sittnow, Kreis Flatow, Westpreußen/Pommern: Sypniewo
- Sitzmannsdorf, Kreis Ohlau, Niederschlesien: Siecieborowice
- Sixtin, Kreis Sensburg, Ostpreußen: Sykstyny
- Skaibotten, Kreis Allenstein, Ostpreußen: Skajboty
- Skaisgirren (1938–1945 Hellerau), Kreis Goldap, Ostpreußen: Skajzgiry
- Skalitz, Gemeinde Gollschau, Kreis Strehlen, Niederschlesien: Skała
- Skallischen (1938–1945 Altheide (Ostpr.)): Skalisze
- Skallischkehmen (1938–1945 Großsteinau): Skaliszkiejmy
- Skalung, Kreis Kreuzburg, Oberschlesien: Skałągi
- Skandau, Kreis Gerdauen, Ostpreußen: Skandawa
- Skandlack, Kreis Rastenburg, Ostpreußen: Skandławki
- Skapenwald, Kreis Osterode, Ostpreußen: Glimy
- Skarzinnen (1938–1945 Richtenberg (Ostpr.)), Kreis Johannisburg, Ostpreußen: Skarżyn
- Skerpen, Kreis Osterode, Ostpreußen: Skarpa
- Skitten, Kreis Friedland/Bartenstein, Ostpreußen: Skitno
- Skodden (1938–1945 Schoden), Kreis Johannisburg, Ostpreußen: Szkody
- Skötschen (1938–1945 Grönfleet): Skocze
- Skomatzko (1938–1945 Dippelsee), Kreis Lyck, Ostpreußen: Skomack Wielki
- Skomentnen (1938–1945 Skomanten), Kreis Lyck, Ostpreußen: Skomętno Wielkie
- Skoppen (1938–1945 Reichenstein), Kreis Lötzen, Ostpreußen: Skop
- Skorischau, Kreis Namslau, Niederschlesien: Skoroszów
- Skorupken (1927–1945 Schalensee), Kreis Lötzen, Ostpreußen: Skorupki
- Skottau: Szkotowo
- Skrzypken (1926–1945 Geigenau), Kreis Lyck, Ostpreußen: Skrzypki
- Skudayen, Kreis Neidenburg, Ostpreußen: Szkudaj
- Skulten, Kreis Mohrungen, Ostpreußen: Skułty
- Skurpien, Kreis Neidenburg, Ostpreußen: Skurpie
- Skyren (1937–1945 Teichwalde), Kreis Crossen (Oder), Brandenburg: Skórzyn
- Slabowen (1928–1945 Langenwiese), Kreis Lötzen, Ostpreußen: Słabowo
- Slawikau (1936–1945 Bergkirch), Kreis Ratibor, Oberschlesien: Sławików
- Slawitz (1936–1945 Preisdorf), Kreis Oppeln, Oberschlesien: Sławice
- Slupsko (1936–1945 Solmsdorf), Kreis Tost-Gleiwitz, Oberschlesien: Słupsko
- Smolnitz (1936–1945 Eichenkamp), Kreis Tost-Gleiwitz, Oberschlesien: Smolnica
- Snopken (1938–1945 Wartendorf), Kreis Johannisburg, Ostpreußen: Snopki
- Sobiechen (1938–1945 Salpen), Kreis Angerburg, Ostpreußen: Sobiechy
- Sobollen (1938–1945 Richtenberg), Kreis Oletzko/Treuburg, Ostpreußen: Sobole
- Sochen, Kreis Neidenburg, Ostpreußen: Sochy
- Sochow, Kreis Stolp, Pommern: Żochowo
- Soczien (1938–1945 Kechlersdorf), Kreis Lyck, Ostpreußen: Zocie
- Sodehnen, Kreis Preußisch Eylau, Ostpreußen: Sodziany
- Soffen, Kreis Lyck, Ostpreußen: Krokocie
- Sohrau: Żory
- Sokolken (1938–1945 Stahnken), Kreis Lyck, Ostpreußen: Sokółki
- Sokolken (1938–1945 Halldorf), Kreis Oletzko/Treuburg, Ostpreußen: Sokółki
- Sokollen (1938–1945 Hainholz), Kreis Goldap, Ostpreußen: Sokoły
- Sokollen K (1938–1945 Falkendorf), Kreis Johannisburg, Ostpreußen: Sokoły
- Sokollen R (1938–1945 Rosensee), Kreis Johannisburg, Ostpreußen: Sokoły Jeziorne
- Soldahnen, Kreis Angerburg, Ostpreußen: Sołdany
- Soldahnen, Kreis Johannisburg, Ostpreußen: Sołdany
- Soldau, Ostpreußen: Działdowo
- Soldin, Kreis Soldin, Brandenburg: Myślibórz
- Soldiner See in Brandenburg: Jezioro Myśliborskie
- Solknick, Kreis Gerdauen, Ostpreußen: Solkieniki
- Söllnitz, Kreis Schlawe, Pommern: Zielenica
- Soltikow, Kreis Schlawe, Pommern: Sulechowo
- Soltmahnen, Kreis Angerburg, Ostpreußen: Sołtmany
- Soltmahnen, Kreis Lyck, Ostpreußen: Sołtmany
- Soltnitz, Kreis Neustettin, Pommern: Żółtnica
- Sombien, Kreis Osterode, Ostpreußen: Ząbie
- Sommerau, Kreis Marienburg, Westpreußen/Ostpreußen: Ząbrowo
- Sommerau, Kreis Görlitz, Niederschlesien: Białopole
- Sommerau, Kreis Rosenberg, Westpreußen/Ostpreußen: Ząbrowo
- Sommerfeld, Kreis Crossen (Oder), Brandenburg: Lubsko
- Sommerfeld, Kreis Heilsberg, Ostpreußen: Zagony
- Sommerfeld, Kreis Preußisch Holland, Ostpreußen: Ząbrowiec
- Sonnenberg, Kreis Braunsberg, Ostpreußen: Bogdany
- Sonnenberg, Kreis Falkenberg, Oberschlesien: Krasna Góra
- Sonnenberg, Stadt Passenheim, Kreis Ortelsburg, Ostpreußen: Słonecznik
- Sonnenburg, Kreis Gerdauen (1928–1945 Kreis Rastenburg), Ostpreußen: Krzeczewo
- Sonnenburg, Kreis Oststernberg, Brandenburg: Słońsk
- Sonnenfeld, Kreis Braunsberg, Ostpreußen: Cieszęta
- Sonnenhof, Stadt Liebemühl, Kreis Osterode, Ostpreußen: Przejazd
- Sonnenstuhl, Kreis Heiligenbeil, Ostpreußen: Świętochowo
- Sonnenwald, Pommern: Zalesie
- Sonntag, Kreis Sensburg, Ostpreußen: Zyndaki
- Sonnwalde, Kreis Braunsberg, Ostpreußen: Radziejewo
- Sontopp (1938–1945 Santop), Kreis Neidenburg, Ostpreußen: Sątop
- Sooben, Kreis Osterode, Ostpreußen: Sobno
- Sophienhof, Kreis Arnswalde, Brandenburg/Pommern: Przybysław
- Sophienhof, Kreis Soldin, Brandenburg: Rokicienko
- Sophienhof, Kreis Allenstein, Ostpreußen: Zofijówka
- Sophienhof, Kreis Preußisch Eylau, Ostpreußen: Włodkowo
- Sophienhof, Kreis Belgard, Pommern: Sękorady
- Sophienhof, Kreis Kolberg-Körlin, Pommern: Sobiemierz
- Sophienhof, Kreis Regenwalde, Pommern: Miłogoscz
- Sophienhof, Kreis Stolp, Pommern: Przybin
- Sophienthal, Kreis Lötzen, Ostpreußen: Monetki
- Sophienthal, Kreis Osterode, Ostpreußen: Rychnowska Wola
- Sophienwalde, Kreis Oststernberg, Brandenburg: Rogi
- Soppau, Kreis Leobschütz, Oberschlesien: Zopowy
- Sorau, Kreis Sorau, Brandenburg: Żary
- Sorbehnen, Kreis Mohrungen, Ostpreußen: Surbajny
- Sorchow, Kreis Stolp, Pommern: Żoruchowo
- Sordachen (1938–1945 Sorden), Kreis Lyck, Ostpreußen: Sordachy
- Sorenbohm, Kreis Köslin, Pommern: Sarbinowo
- Sorgau, Kreis Grottkau, Oberschlesien: Żarów
- Sorge, Kreis Falkenberg, Oberschlesien: Poręby
- Soritten, Kreis Heilsberg, Ostpreußen: Suryty
- Sorkow, Kreis Stolp, Pommern: Żarkowo
- Sorowski (1936–1945 Ostenwalde), Kreis Lublinitz/Guttentag, Oberschlesien: Zborowskie
- Sorquitten, Kreis Sensburg, Ostpreußen: Sorkwity
- Sorrehnen, Kreis Mohrungen, Ostpreußen: Surajny
- Sortlack, Kreis Preußisch Eylau, Ostpreußen: Sortławki
- Soßnow, Kreis Flatow, Westpreußen: Sośno
- Sosnowitz: Sosnowiec
- Sowade (1936–1945 Hinterwasser), Kreis Oppeln, Oberschlesien: Zawada
- Sowirog (1934–1945 Loterswalde), Kreis Johannisburg, Ostpreußen: Sowiróg
- Soykamühle (1938–1945 Eichelmühle), Kreis Allenstein, Ostpreußen: Sójka
- Späning, Kreis Soldin, Brandenburg: Więcław
- Sparken, Kreis Johannisburg, Ostpreußen: Szparki
- Sparsee, Kreis Neustettin, Pommern: Spore
- Spätenwalde, Kreis Habelschwerdt, Niederschlesien: Zalesie
- Speck, Kreis Lauenburg, Pommern: Gać
- Speck, Kreis Naugard, Pommern: Mosty
- Sperlack, Kreis Preußisch Eylau, Ostpreußen: Spurławki
- Sperling, Kreis Angerburg, Ostpreußen: Wróbel
- Sperlings, Kreis Heilsberg, Ostpreußen: Wróblik
- Sperwatten, Kreis Heilsberg, Ostpreußen: Zaręby
- Spie, Kreis Kolberg-Körlin, Pommern: Błotnica
- Spiegelberg, Kreis Allenstein, Ostpreußen: Spręcowo
- Spiegels, Kreis Rastenburg, Ostpreußen: Śpigiel
- Spiegels-Korschen, Kreis Rastenburg, Ostpreußen: Grzybowo
- Spieglowken (1938–1945 Spiegelswalde), Kreis Rastenburg, Ostpreußen: Śpiglówka
- Spiergsten (1938–1945 Spirgsten), Kreis Lötzen, Ostpreußen: Spytkowo
- Spiergsten-Grünwalde (1938–1945 Spirgsten-Grünwalde): Zielony Gaj
- Spirding, Forsthaus, Kreis Sensburg, Ostpreußen: Śniardewno
- Spittehnen, Kreis Preußisch Eylau/Bartenstein, Ostpreußen: Spytajny
- Spogahnen, Kreis Osterode, Ostpreußen: Spoguny (gebräuchlich auch: Spogany)
- Sporgeln (Kirchspiel Groß Schwansfeld), Kreis Friedland/Bartenstein, Ostpreußen: Spurgle
- Sporken, Kreis Osterode, Ostpreußen: Spórka
- Sporwienen, Kreis Friedland/Bartenstein, Ostpreußen: Sporwiny
- Sprengelberg, Kreis Greifenberg, Pommern: Lubków
- Sprentschütz, Kreis Groß Strehlitz, Oberschlesien: Sprzęcice
- Springberg, Kreis Deutsch Krone, Westpreußen/Pommern: Zawada
- Springborn, Kreis Heilsberg, Dorf. Ostpreußen: Stoczek
- Springborn, Kreis Heilsberg, Kloster, Ostpreußen: Stoczek Klasztorny
- Springborn, Kreis Neidenburg, Ostpreußen: Parowa
- Springkrug, Kreis Belgard, Pommern: Moczyłki
- Springsdorf, Kreis Falkenberg, Oberschlesien: Brzęczkowice
- Sprottau, Niederschlesien: Szprotawa
- Spröttchen, Kreis Lüben, Niederschlesien: Ogrodzisko
- Sprottischdorf, Stadt Sprottau, Niederschlesien: Henryków
- Sprottischwaldau, Kreis Sprottau, Niederschlesien: Szprotawka
- Spudlow, Kreis Weststernberg, Brandenburg: Spudłów
- Spurwitz, Kreis Strehlen, Niederschlesien: Zborowice
- Staarz, Kreis Cammin, Pommern: Starza
- Staatshausen, Kreis Goldap, Ostpreußen: Stańczyki
- Stabigotten, Kreis Allenstein, Ostpreußen: Stawiguda
- Stabigotten (Forst), Kreis Allenstein, Ostpreußen: Stawiguda (Osada)
- Stablack, Kreis Gerdauen, Ostpreußen: Stabławki
- Stablack, Kreis Preußisch Eylau, Ostpreußen: Stabławki
- Stabunken, Kreis Heilsberg, Ostpreußen: Stabunity
- Stachswalde, Gemeinde Gewiesen, Kreis Rummelsburg, Pommern: Stachowo
- Stachau, Kreis Strehlen, Niederschlesien: Stachów
- Stadtholzkat(h)en, Kreis Kolberg-Körlin, Pommern: Krzywopłoty
- Stahlhammer: Kalety
- Stalle, Kreis Marienburg, Westpreußen/Ostpreußen: Stalewo
- Stalun (1937–1945 Schönfelde), Kreis Meseritz, Posen/Brandenburg: Stołuń
- Stampen, Kreis Oels, Niederschlesien: Stępin
- Standemin, Kreis Belgard, Pommern: Stanomino
- Stangendorf, Kreis Braunsberg, Ostpreußen: Stępień
- Stangendorf, Kreis Marienwerder, Westpreußen/Ostpreußen: Glina
- Stangenhain, Kreis Görlitz, Niederschlesien: Pokrzywnik
- Stangenwalde, Kreis Rosenberg, Westpreußen/Ostpreußen: Słupnica
- Stanislewo (1931–1945 Sternsee), Kreis Rößel, Ostpreußen: Stanclewo
- Stanitz (1936–1945 Standorf), Kreis Ratibor, Oberschlesien: Stanica
- Stannowitz (1936–1945 Eisfeld), Kreis Ohlau, Niederschlesien: Stanowice
- Stanowitz (1937–1945 Standorf), Kreis Schweidnitz, Niederschlesien: Stanowice
- Stanschen, Kreis Wohlau, Niederschlesien: Stęszów
- Stantin, Kreis Stolp, Pommern: Stanięcino
- Stargard in Pommern: Stargard
- Stargardt, Kreis Guben, Brandenburg: Stargard Gubiński
- Stargordt, Kreis Regenwalde, Pommern: Starogard
- Stärkenthal, Stadt Allenstein, Ostpreußen: Starkowo
- Starkow, Kreis Rummelsburg, Pommern: Starkowo
- Starkow, Kreis Stolp, Pommern: Starkowo
- Starnitz, Kreis Stolp, Pommern: Starnice
- Starosten (1938–1945 Müllersbrück), Kreis Oletzko/Treuburg, Ostpreußen: Starosty
- Starrwitz (1936–1945 Waldreuth), Kreis Grottkau, Oberschlesien: Starowice
- Starsberg, Gemeinde Roman, Kreis Kolberg-Körlin, Pommern: Starza
- Starzeddel, Kreis Guben, Brandenburg: Starosiedle
- Staßwinnen (1938–1945 Eisermühl), Kreis Lötzen, Ostpreußen: Staświny
- Statzen, Kreis Lyck, Ostpreußen: Stacze
- Statzen, Kreis Oletzko/Treuburg, Ostpreußen: Stacze
- Staude, Kreis Pleß: Studzionka
- Stawisken (1938–1945 Teichen), Kreis Angerburg, Ostpreußen: Stawiska
- Stawken (1938–1945 Staken), Kreis Angerburg, Ostpreußen: Stawki
- Stechernsruh, Kreis Rastenburg, Ostpreußen: Wólka Pilecka
- Stecklin, Kreis Greifenhagen, Pommern: Steklno
- Steegen, Kreis Preußisch Holland, Ostpreußen: Stegny
- Steegen, Kreis Danziger Niederung: Stegna
- Steffenswalde, Kreis Osterode, Ostpreußen: Szczepankowo
- Stegers: Rzeczenica
- Steglin, Kreis Köslin, Pommern: Szczeglino
- Steglin, Kreis Schlawe, Pommern: Szczeglino
- Stegmannsdorf, Kreis Braunsberg, Ostpreußen: Chwalęcin
- Stein, Kreis Angerburg, Ostpreußen: Kamień
- Steinau an der Oder, Kreis Wohlau, Niederschlesien: Ścinawa
- Steinau, Kreis Flatow, Westpreußen/Pommern: Głubczyn
- Steinau, Kreis Neidenburg, Ostpreußen: Kamionka
- Steinau, Kreis Neustadt, Oberschlesien: Ścinawa Mała
- Steinau, Kreis Rummelsburg, Pommern: Turowo
- Steinbach, Kreis Angerburg, Ostpreußen: Kamienna Struga
- Steinbach, Kreis Habelschwerdt, Niederschlesien: Kamieńczyk
- Steinbach, Kreis Züllichau-Schwiebus, Brandenburg: Podła Góra
- Steinberg, Kreis Allenstein, Ostpreußen: Łomy
- Steinberg, Kreis Ortelsburg, Ostpreußen: Kamionek
- Steinbockwerk, Kreis Weststernberg, Brandenburg: Koziczyn
- Steinbotten, Kreis Braunsberg, Ostpreußen: Pełty
- Steinbruch, Kreis Preußisch Eylau, Ostpreußen: Biała Leśniczówka
- Steinbruch, bis 1938: Rostek, Kreis Sensburg, Ostpreußen: Rostek
- Steinbusch, Kreis Arnswalde, Brandenburg/Pommern: Głusko
- Steindorf, Kreis Ohlau, Niederschlesien: Wójcice
- Steinfließ, Kreis Osterode, Ostpreußen: Miejska Wola
- Steingrund, Kreis Habelschwerdt, Niederschlesien: Kamienne
- Steinhof (bei Angerburg), Kreis Angerburg, Ostpreußen: Matyski
- Steinhof (bei Rosengarten), Kreis Angerburg, Ostpreußen: Skrzypy
- Steinhof, Kreis Sensburg, Ostpreußen: Kamionka
- Steinhöfel, Kreis Friedeberg (Neumark), Brandenburg/Pommern: Przysieka
- Steinhöfel, Kreis Saatzig, Pommern: Kamienny Most
- Steinhübel, Kreis Neisse, Oberschlesien: Podkamień
- Steinkendorf, Kreis Lyck, Ostpreußen: Grądzkie Ełckie
- Steinkerwalde, Kreis Braunsberg, Ostpreußen: Kamionki
- Steinkirche, Kreis Strehlen, Niederschlesien: Biały Kościół
- Steinkirchen, Kreis Görlitz, Niederschlesien: Kościelna Wieś
- Steinkrausfelde, Gemeinde Kordeshagen, Kreis Köslin, Pommern: Uliszki
- Steinkunzendorf, Kreis Reichenbach (Eulengebirge), Niederschlesien: Kamionki
- Steinort, Kreis Angerburg, Ostpreußen: Sztynort
- Steinort, Kreis Schlawe, Pommern: Gleźnowo
- Steinort, Kreis Ueckermünde, Pommern: Miroszewo
- Steinsdorf, Kreis Goldberg, Niederschlesien: Osetnica
- Steinsdorf, Kreis Neisse, Oberschlesien: Ścinawa Nyska
- Steinseiffen, Kreis Hirschberg, Niederschlesien: Ściegny, Ortsteil von Podgórzyn
- Steinseifersdorf, Kreis Reichenbach (Eulengebirge), Niederschlesien: Rościszów
- Steinwald, Kreis Stolp, Pommern: Krzemienica
- Steinwitz, Kreis Glatz, Niederschlesien: Ścinawica
- Stemnitz, Kreis Schlawe, Pommern: Staniewice
- Stendsitz, Kreis Karthaus, Westpreußen: Stężyca
- Stenkienen, Kreis Allenstein, Ostpreußen: Stękiny
- Stentsch, Kreis Züllichau-Schwiebus, Brandenburg: Szczaniec
- Stepenitz, Kreis Cammin, Pommern: Stepnica
- Stephansberg, Kreis Habelschwerdt, Niederschlesien: Szczepków
- Stephansdorf, Kreis Neisse, Oberschlesien: Radzikowice
- Stephanshain, Kreis Schweidnitz, Niederschlesien: Szczepanów
- Stephanshain, Kreis Groß Strehlitz, Oberschlesien: Szczepanek
- Stephanshöhe, Gemeinde Lindow, Kreis Greifenhagen, Pommern: Tarnogórki
- Sternalitz (1936–1945 Ammern), Kreis Rosenberg, Oberschlesien: Sternalice
- Sternberg, Kreis Heilsberg, Ostpreußen: Stryjkowo
- Sternberg, Kreis Oststernberg, Brandenburg: Torzym
- Sternfelde, Stadt/Kreis Sensburg, Ostpreußen: Gwiazdowo
- Sternin, Kreis Kolberg-Körlin, Pommern: Starnin
- Sternwalde, Stadt/Kreis Sensburg, Ostpreußen: Lasowiec
- Stettenbruch, Kreis Rastenburg, Ostpreußen: Szczeciniak
- Stettin, Pommern: Szczecin
- Stettinnen, Kreis Preußisch Eylau, Ostpreußen: Szczeciny
- Stettinnenhof, Kreis Preußisch Eylau, Ostpreußen: Szcziniak
- Steubendorf, Kreis Leobschütz, Oberschlesien: Ściborzyce Małe
- Steuberwitz, Kreis Ratibor, Oberschlesien: Ściborzyce Wielkie
- Steudelwitz, Kreis Wohlau, Niederschlesien: Studzionki
- Steudnitz, Kreis Goldberg, Niederschlesien: Studnica
- Stevenhagen, Kreis Naugard, Pommern: Stawno
- Stewnitz, Kreis Flatow, Westpreußen/Pommern: Stawnica
- Stibbe, Kreis Deutsch Krone, Westpreußen/Pommern: Zdbowo
- Stiebendorf, Kreis Neustadt, Oberschlesien: Ściborowice
- Stigehnen, Kreis Braunsberg, Ostpreußen: Stygajny
- Stilgen, Kreis Preußisch Eylau, Ostpreußen: Styligi
- Stobben, Kreis Angerburg, Ostpreußen: Pniewo
- Stobbenbruch, Kreis Preußisch Eylau, Ostpreußen: Porąbki
- Stobbenorth (1938–1945 Stobbenort), Kreis Oletzko/Treuburg, Ostpreußen: Pieńki
- Stoberau, Kreis Brieg, Niederschlesien: Stobrawa
- Stöblau, Kreis Cosel, Oberschlesien: Steblów
- Stöblau, Kreis Neustadt, Oberschlesien: Steblów
- Stobrigkehlen (1938–1945 Stillheide), Kreis Darkehmen/Angerapp, Ostpreußen: Ściborki
- Stöckow, Kreis Kolberg-Körlin, Pommern: Stojkowo
- Stohentin, Kreis Stolp, Pommern: Stojcino
- Stojentin, Kreis Stolp, Pommern: Stowięcino
- Stolberg, Kreis Landsberg (Warthe), Brandenburg: Kamień Mały
- Stölitz, Kreis Greifenberg, Pommern: Stołąż
- Stollen, Kreis Mohrungen, Ostpreußen: Stolno
- Stolp, Pommern: Słupsk
- Stolpe, Fluss in Pommern: Słupia
- Stolpen, Kreis Allenstein, Ostpreußen: Słupy
- Stolpmünde, Kreis Stolp, Pommern: Ustka
- Stolz, Kreis Frankenstein, Niederschlesien: Stolec
- Stolzenau, Kreis Glatz, Niederschlesien: Chocieszów
- Stolzenberg, Stadt Allenstein, Ostpreußen: Pieczewo
- Stolzenberg (Gut), Stadt Allenstein, Ostpreußen: Piękna Góra
- Stolzenberg, Kreis Kolberg-Körlin, Pommern: Sławoborze
- Stolzenburg, Kreis Randow, Pommern: Stolec
- Stolzenfeld, Kreis Friedland/Bartenstein, Ostpreußen: Stopki
- Stolzenfelde, Kreis Arnswalde, Brandenburg/Pommern: Stradzewo
- Stolzenfelde, Kreis Königsberg (Neumark), Brandenburg: Stołeczna
- Stolzenfelde, Kreis Schlochau, Westpreußen/Pommern: Stołczno
- Stolzenhagen, Kreis Saatzig, Pommern: Ognica
- Stolzenhagen: Stołczyn, Szczecin
- Stolzhagen, Kreis Heilsberg, Ostpreußen: Kochanówka
- Stolzmütz, Kreis Leobschütz, Oberschlesien: Tłustomosty
- Stoosznen (1938–1945 Stosnau), Kreis Oletzko/Treuburg, Ostpreußen: Stożne
- Storchenberg, Kreis Angerburg, Ostpreußen: Wydutki
- Storchwiese, Kreis Ortelsburg, Ostpreußen: Myszadło
- Storkow, Kreis Weststernberg, Brandenburg: Starków
- Storkow, Kreis Neustettin, Pommern: Storkowo
- Storkow, Kreis Saatzig, Pommern: Storkówko
- Stöschwitz (1937–1945 Eichdamm), Kreis Breslau, Niederschlesien: Stoszyce
- Stosznen (1936–1945 Sprindenau), Kreis Lyck, Ostpreußen: Stożne
- Stöven, Kreis Randow, Pommern: Stobno
- Stöwen, Kreis Dramburg, Brandenburg/Pommern: Stawno
- Stöwen, Kreis Kolmar/Netzekreis, Westpreußen/Pommern: Stobno
- Strachau (1937–1945 Silingau), Kreis Breslau, Niederschlesien: Strachów
- Strachau, Kreis Strehlen, Niederschlesien: Strachów
- Strachmin, Kreis Köslin, Pommern: Strachomino
- Stradaunen, Kreis Lyck, Ostpreußen: Straduny
- Stradem, Kreis Rosenberg, Westpreußen/Ostpreußen: Stradomno
- Straduhn, Netzekreis, Posen-Westpreußen/Pommern: Straduń
- Straduna (1936–1945 Tiefenburg), Kreis Oppeln, Oberschlesien: Stradunia
- Strahlenberg, Kreis Deutsch Krone, Westpreußen/Pommern: Strzaliny
- Stramehl, Kreis Regenwalde, Pommern: Strzmiele
- Strans, Kreis Bunzlau, Niederschlesien: Pstrąże
- Stranz, Kreis Deutsch Krone, Westpreußen/Pommern: Strączno
- Strasburg, Westpreußen: Brodnica
- Straßenkrug, Kreis Rosenberg, Oberschlesien: Biskupskie Drogi
- Strauben, Kreis Heiligenbeil, Ostpreußen: Strubiny
- Straubendorf, Kreis Braunsberg, Ostpreußen: Strubno
- Strauchmühl, Kreis Rößel, Ostpreußen: Krzewina
- Straußeney, Kreis Glatz, Niederschlesien: Pstrążna
- Strebelow, Gemeinde Lestin, Kreis Kolberg-Körlin, Pommern: Strzebielewo
- Streckenthin, Kreis Greifenberg, Pommern: Strzykocin
- Streckenthin, Kreis Köslin, Pommern: Strzekęcino
- Streckfuß, Kreis Elbing, Westpreußen/Ostpreußen: Tropy Elbląskie
- Strega, Kreis Guben, Brandenburg: Strzegów
- Stregow, Kreis Cammin, Pommern: Strzegowo
- Strehlen, Niederschlesien: Strzelin
- Strehlitz, Kreis Namslau, Niederschlesien: Strzelce
- Strehlitz, Kreis Oels, Niederschlesien: Strzelce
- Strehlitz, Kreis Schweidnitz, Niederschlesien: Strzelce
- Streidelsdorf, Kreis Freystadt, Niederschlesien: Studzieniec
- Streit, Kreis Schweidnitz, Niederschlesien: Graniczna
- Streitswalde, Kreis Heiligenbeil, Ostpreußen: Strzyżewo
- Streitwalde, Kreis Oststernberg, Brandenburg: Łukomin
- Streitz, Gemeinde Woplauken, Kreis Rastenburg, Ostpreußen: Strzyże
- Streitz, Kreis Köslin, Pommern: Strzeżenice
- Streitz, Kreis Rastenburg, Ostpreußen: Strzyże
- Streitzig, Kreis Neustettin, Pommern: Trzesieka
- Strellentin, Kreis Lauenburg, Pommern: Strzelęcino
- Strelno, Posen: Strzelno
- Strelowhagen, Kreis Naugard, Pommern: Strzelewo
- Stremlau, Kreis Schlochau, Westpreußen/Pommern: Trzmielewo
- Stresow, Kreis Cammin, Pommern: Strzeżewo
- Stresow, Kreis Greifenhagen, Pommern: Strzeszów
- Stresow, Kreis Stolp, Pommern: Strzyżyno
- Stretzin, Kreis Schlochau, Westpreußen/Pommern: Strzeczona
- Strickershagen, Kreis Stolp, Pommern: Przewłoka
- Striegau, Kreis Schweidnitz, Niederschlesien: Strzegom
- Striege, Kreis Strehlen, Niederschlesien: Strzegów
- Striegelmühle, Kreis Breslau, Niederschlesien: Strzegomiany
- Striegendorf, Kreis Grottkau, Oberschlesien: Strzegów
- Strien, Kreis Wohlau, Niederschlesien: Stryjno
- Striese, Kreis Trebnitz, Niederschlesien: Strzeszów
- Striewo (1928–1945 Stockhausen), Kreis Rößel, Ostpreußen: Stryjewo
- Strippow, Kreis Köslin, Pommern: Strzepowo
- Strohsdorf, Kreis Pyritz, Pommern: Stróżewo
- Stroppen, Kreis Trebnitz, Niederschlesien: Strupina
- Stroschwitz (1936–1945 Straßendorf), Kreis Falkenberg, Oberschlesien: Stroszowice
- Strussow, Kreis Bütow, Pommern: Struszewo
- Struwitz (1936–1945 Struwendorf), Kreis Neisse, Oberschlesien: Strobice
- Strzelnicken (1930–1945 Schützenau), Kreis Johannisburg, Ostpreußen: Strzelniki
- Strzelzen (1938–1945 Zweischützen), Kreis Lötzen, Ostpreußen: Strzelce
- Stuba: Stobna
- Stubbenberg, Gemeinde Nehmer, Kreis Kolberg-Körlin, Pommern: Grabowo
- Stuben, Kreis Wohlau, Niederschlesien: Stobno
- Stubendorf, Kreis Groß Strehlitz, Oberschlesien: Izbicko
- Stübendorf, Kreis Neisse, Oberschlesien: Ścibórz
- Stuchow, Kreis Cammin, Pommern: Stuchowo
- Stüdnitz, Kreis Bütow, Pommern: Studzienice
- Stuhlseiffen, Stuhlseifen, Kreis Habelschwerdt, Niederschlesien: Rudawa
- Stuhm, Westpreußen/Ostpreußen: Sztum
- Stühmswalde, Kreis Preußisch Holland, Ostpreußen: Stankowo
- Stullichen, Kreis Angerburg, Ostpreußen: Stulichy
- Sturmhübel, Kreis Rößel, Ostpreußen: Grzęda
- Stuthof, Gemeinde Greifenberg, Kreis Greifenberg, Pommern: Zaleszczyce
- Stuttgardt, Kreis Oststernberg, Brandenburg: Piskorzno
- Stutthof, Kreis Danziger Niederung, Westpreußen: Sztutowo
- Succase, Kreis Elbing, Westpreußen/Ostpreußen: Suchacz
- Suchau (1936–1945 Strelau), Kreis Groß Strehlitz, Oberschlesien: Sucha
- Sucho-Danietz (1934–1945 Trockenfeld), Kreis Groß Strehlitz, Oberschlesien: Suchodaniec
- Sucholasken (1935–1945 Rauschenwalde), Kreis Lötzen, Ostpreußen: Sucholaski
- Suchorowitz (1938–1945 Deutschwalde (Ostpr.)), Kreis Ortelsburg, Ostpreußen: Suchorowiec
- Suckow an der Ihna, Kreis Saatzig, Pommern: Żukowo
- Suckow an der Plöne, Kreis Pyritz, Pommern: Żuków
- Suckow, Kreis Schlawe, Pommern: Żukowo
- Suckowitz (1936–1945 Mühlengrund), Kreis Cosel, Oberschlesien: Suckowitz
- Sudeten: Sudety
- Südenort, Kreis Angerburg, Ostpreußen: Zacisz
- Sugnienen, Kreis Braunsberg, Ostpreußen: Żugienie
- Sulawken (1938–1945 Kleinbednarken), Kreis Osterode, Ostpreußen: Żuławki
- Suleyken (1938–1945 Suleiken), Kreis Oletzko/Treuburg, Ostpreußen: Sulejki
- Sulimmen, Kreis Johannisburg, Ostpreußen: Sulimy
- Sulimmen, Kreis Lötzen, Ostpreußen: Sulimy
- Sumken, Kreis Johannisburg, Ostpreußen: Sumki
- Summowen (1938–1945 Summau): Sumowo
- Surminnen, Kreis Angerburg, Ostpreußen: Surminy
- Surmowen (1938–1945 Surmau), Kreis Sensburg, Ostpreußen: Surmówka
- Süssenberg, Kreis Heilsberg, Ostpreußen: Jarandowo
- Süßenrode, Kreis Oppeln, Oberschlesien: Młodnik
- Süssenthal, Kreis Allenstein, Ostpreußen: Sętal
- Sußnick, Kreis Rastenburg, Ostpreußen: Suśnik
- Sutzken (1938–1945 Sutzen), Kreis Gerdauen, Ostpreußen: Suczki
- Sutzken (1933–1945 Hitlershöhe), Kreis Goldap, Ostpreußen: Suczki
- Sutzken (1934–1945 Morgengrund), Kreis Lyck, Ostpreußen: Suczki
- Swantee (1938–1945 Schwansee), Kreis Stolp, Pommern: Święte
- Swaroschin (1942–1945 Paleskenhof), Kreis Dirschau, Westpreußen: Swarożyn
- Swinemünde, Pommern: Świnoujście
- Sybba (1938–1945 Walden), Kreis Lyck, Ostpreußen: Szyba
- Sydden (1938–1945 Sidden), Kreis Oletzko/Treuburg, Ostpreußen: Żydy
- Sydow, Kreis Schlawe, Pommern: Żydowo
- Sydowsaue-Klütz: Żydowce-Klucz
- Symbow, Kreis Schlawe, Pommern: Zębowo
- Symken (1938–1945 Simken), Kreis Johannisburg, Ostpreußen: Szymki
- Sypittken (1938–1945 Vierbrücken), Kreis Lyck, Ostpreußen: Sypitki
- Sypniewo, Kreis Zempelburg, Westpreußen: Sypniewo
- Syrau, Kreis Sorau, Brandenburg: Surowa
- Syringe, Kreis Arnswalde, Brandenburg/Pommern: Strumienno
- Sysdroyofen (1938–1945 Sixdroi), Kreis Sensburg, Ostpreußen: Zyzdrojowy Piecek
- Sysdroywolla (1938–1945 Kranzhausen), Kreis Sensburg, Ostpreußen: Zyzdrojowa Wola
- Syßlau (1936–1945 Schüßlau), Kreis Neustadt, Oberschlesien: Sysłów
- Szabojeden/Schabojeden, Kreis Goldap, Ostpreußen: Żabojady
- Szameyten (1928–1945 Wittenwalde), Kreis Lyck, Ostpreußen: Oracze
- Szczeczinowen (1925–1945 Steinberg), Kreis Lyck, Ostpreußen: Szczecinowo
- Szczudlen (1936–1945 Georgsfelde), Kreis Lyck, Ostpreußen: Szczudły
- Szielasken/Schielasken (1938–1945 Hallenfelde), Kreis Goldap, Ostpreußen: Żelazki
- Szioreinen (1938–1945 Schioreinen), Kreis Osterode, Ostpreußen: Żurejny
- Szittkehmen/Schittkehmen (1938–1945 Wehrkirchen), Kreis Goldap, Ostpreußen: Żytkiejmy

## T
- Taberbrück, Kreis Osterode, Ostpreußen: Tabórz
- Taberlack, Kreis Angerburg, Ostpreußen: Tarławki
- Taberwiese, Kreis Rastenburg, Ostpreußen: Taborzec
- Tadden, Kreis Lauenburg, Pommern: Tadzino
- Tafelbude, Kreis Osterode, Ostpreußen: Kątno
- Tafterwald, Kreis Braunsberg, Ostpreußen: Tawty
- Talheim (bis 1904 Polnisch Dombrowken), Kreis Angerburg, Ostpreußen: Dąbrówka Polska
- Talken, Kreis Lötzen, Ostpreußen: Talki
- Talten, Kreis Sensburg, Ostpreußen: Tałty
- Talowo, Kreis Friedland/Bartenstein, Ostpreußen: Tałowo
- Tamsel, Kreis Landsberg (Warthe), Brandenburg: Dąbroszyn
- Tankow, Kreis Friedeberg (Neumark), Brandenburg/Pommern: Danków
- Tannenberg, Kreis Reichenbach (Eulengebirge), Oberschlesien: Jodłownik
- Tannenberg, Kreis Neisse, Oberschlesien: Jodłów
- Tannenberg, Kreis Angerburg, Ostpreußen: Jeglewo
- Tannenberg, Kreis Osterode, Ostpreußen: Stębark
- Tannenhof, Stadt Tempelburg, Kreis Neustettin, Pommern: Łazice
- Tanz, Kreis Glatz, Niederschlesien: Dańczów
- Tappelkeim, Kreis Preußisch Eylau, Ostpreußen: Tapilkajmy
- Tarchwitz, Kreis Frankenstein, Niederschlesien: Targowica
- Tarmen, Kreis Neustettin, Pommern: Tarmno
- Tarnast, Kreis Trebnitz, Niederschlesien: Tarnowiec
- Tarnau, Kreis Frankenstein, Niederschlesien: Tarnów
- Tarnau, Kreis Schweidnitz, Oberschlesien: Tarnawa
- Tarnau, Kreis Oppeln, Oberschlesien: Tarnów Opolski
- Tarnitze (1936–1945 Dornfeld), Kreis Falkenberg, Oberschlesien: Tarnica
- Tarnowitz, Kreis Brieg, Niederschlesien: Tarnowiec
- Tarnowitz, Oberschlesien: Tarnowskie Góry
- Tarnowke, Kreis Flatow, Westpreußen/Pommern: Tarnówka
- Tartarren (1938–1945 Noldental), Kreis Goldap, Ostpreußen: Tatary
- Taschenberg, Kreis Brieg, Niederschlesien: Ptakowice
- Taschenberg, Kreis Frankenstein, Niederschlesien: Brukalice
- Tassau, Kreis Glatz, Niederschlesien: Taszów
- Tatischau (1936–1945 Vatershausen), Kreis Tost-Gleiwitz, Oberschlesien: Taciszów
- Tatzken, Kreis Johannisburg, Ostpreußen: Taczki
- Taubenhof gen. Gutchen, Kreis Osterode, Ostpreußen: Gucin
- Tauenzin, Kreis Lauenburg, Pommern: Tawęcino
- Tauenzinow (1936–1945 Tauentzien), Kreis Oppeln, Oberschlesien: Okoły
- Taulensee, Kreis Osterode, Ostpreußen: Tułodziad
- Tautschken, Kreis Neidenburg, Ostpreußen: Tuczki
- Techlipp, Kreis Rummelsburg, Pommern: Ciecholub
- Technow, Kreis Belgard, Pommern: Ciechnowo
- Teichau, Kreis Schweidnitz, Niederschlesien: Stawiska
- Teichdorf, Kreis Sorau, Brandenburg: Stawnik
- Teichelberg, Gemeinde Tschöplowitz/Gerlachshain, Kreis Brieg, Niederschlesien: Stawy
- Teichenau, Kreis Schweidnitz, Niederschlesien: Bagieniec
- Teichhof, Kreis Freystadt, Niederschlesien: Stary Staw
- Teichvorwerk, Gemeinde Quallwitz, Kreis Ohlau, Niederschlesien: Łaźno
- Teichvorwerk, Gemeinde Naß Brockguth, Kreis Strehlen, Niederschlesien: Edwardów
- Teistimmen, Kreis Rößel, Ostpreußen: Tejstymy
- Telkwitz (1938–1945 Telksdorf), Kreis Stuhm, Westpreußen/Ostpreußen: Telkwice
- Temnick, Kreis Saatzig, Pommern: Ciemnik
- Tempel, Kreis Oststernberg, Brandenburg: Templewo
- Tempelburg, Kreis Neustettin, Pommern: Czaplinek
- Tempelfeld, Kreis Ohlau, Niederschlesien: Owczary
- Tempelhof, Kreis Oppeln, Oberschlesien: Niwki
- Tengutten, Kreis Allenstein, Ostpreußen: Tęguty
- Tepliwoda (1936–1945 Lauenbrunn), Kreis Frankenstein, Niederschlesien: Ciepłowody
- Termlack, Kreis Heilsberg, Ostpreußen: Tremlak
- Terra, Kreis Rastenburg, Ostpreußen: Siemkowo
- Terranova, Kreis Elbing, Westpreußen/Ostpreußen: Nowakowo
- Terten, Kreis Neidenburg, Ostpreußen: Pólko
- Teschen: Cieszyn
- Teschenbusch, Kreis Belgard, Pommern: Cieszyno
- Teschendorf, Kreis Dramburg, Pommern: Cieszyno
- Teschendorf, Kreis Regenwalde, Pommern: Cieszyno
- Tessin, Kreis Köslin, Pommern: Cieszyn
- Tetzlaffshagen, Kreis Cammin, Pommern: Ciesław
- Teufelsberg, Kreis Angerburg, Ostpreußen: Diabla Góra
- Teufelsdamm, Kreis Pyritz, Pommern: Czartowo
- Teuplitz, Kreis Sorau, Brandenburg: Tuplice
- Thalau, Kreis Lyck, Ostpreußen: Skomack Wielki
- Thalbach, Kreis Braunsberg, Ostpreußen: Bludyny
- Thalheim, Kreis Neidenburg, Ostpreußen: Dziurdziewo
- Thalussen (1938–1945 Talussen), Kreis Lyck, Ostpreußen: Talusy
- Thanndorf, Kreis Habelschwerdt, Niederschlesien: Jodłów
- Thänsdorf, Kreis Greifenhagen, Pommern: Grzybno
- Tharden, Kreis Osterode, Ostpreußen: Tarda
- Tharnau, Kreis Grottkau, Oberschlesien: Tarnów Grodkowski
- Tharnau, Gemeinde Gauers, Kreis Grottkau, Oberschlesien: Tarnów
- Thauer, Kreis Breslau, Niederschlesien: Turów
- Thauer, Kreis Wohlau, Niederschlesien: Turów
- Theerbude, Kreis Oletzko/Treuburg, Ostpreußen: Smolnik
- Theeren, Kreis Königsberg (Neumark), Brandenburg: Tchórzno
- Theerofen, Kreis Goldap, Ostpreußen: Koniszki
- Theerofen, Netzekreis, Posen-Westpreußen/Pommern: Smolarnia
- Theerwisch, Kreis Ortelsburg, Ostpreußen: Targowo
- Theerwischwolka (1928–1945 Waldrode), Kreis Ortelsburg, Ostpreußen: Targowska Wólka
- Theerwischwolla (1933–1945 Theerwischwalde), Kreis Ortelsburg, Ostpreußen: Targowska Wola
- Thegsten, Kreis Heilsberg, Ostpreußen: Rokitnki
- Theresenhof, Kreis Rummelsburg, Pommern: Wargoszewo
- Theresenthal, Kreis Gerdauen, Ostpreußen: Dobroty
- Theresia, Netzekreis, Posen-Westpreußen/Pommern: Teresin
- Theuer, Gemeinde Arensdorf, Kreis Oststernberg, Brandenburg: Sobieraj
- Theuern, Kreis Freystadt, Niederschlesien: Turów
- Theuernitz, Kreis Osterode, Ostpreußen: Turznica
- Thewelkehmen: Barcie
- Thielau, Kreis Wohlau, Niederschlesien: Radomiłów
- Thielitz, Kreis Görlitz, Niedersachsen: Tylice
- Thiemau, Kreis Lötzen, Ostpreußen: Gorazdowo
- Thiemendorf, Kreis Crossen (Oder), Brandenburg: Ciemnice
- Thiemendorf, Kreis Wohlau, Niederschlesien: Tymowa
- Thiensdorf, Kreis Marienburg, Westpreußen/Ostpreußen: Jezioro
- Thierberg, Kreis Osterode, Ostpreußen: Zwierzewo
- Thierberg, Abbau, Kreis Osterode, Ostpreußen: Międzylesie
- Thiergart, Kreis Marienburg, Westpreußen/Ostpreußen: Zwierzno
- Thiergarten, Kreis Bunzlau, Niederschlesien: Zabłocie
- Thiergarten, Kreis Glogau, Niederschlesien: Zwierzyniec
- Thiergarten, Kreis Heilsberg, Ostpreußen: Łaniewo-Leśnictwo
- Thiergarten, Kreis Liegnitz, Niederschlesien: Głuchowice
- Thiergarten, Kreis Ohlau, Niederschlesien: Zwierzętnik
- Thiergarten, Kreis Wohlau, Niederschlesien: Godzięcin
- Thiergarten, Kreis Angerburg, Ostpreußen: Trygort
- Thiergarten, Kreis Sensburg, Ostpreußen: Zwierzyniec
- Thiergarth, Gemeinde Klein Tromnau, Kreis Rosenberg, Westpreußen/Ostpreußen: Grodziec
- Thiergartsfelde, Kreis Marienburg, Westpreußen/Ostpreußen: Zwierzeńskie Pole
- Thomareinen, Kreis Osterode, Ostpreußen: Tomaryny
- Thomascheinen, Kreis Osterode, Ostpreußen: Tomaszyn
- Thomasdorf, Kreis Jauer, Niederschlesien: Domanów
- Thomaskirch, Kreis Ohlau, Niederschlesien: Domaniów
- Thomaswaldau, Kreis Schweidnitz, Niederschlesien: Tomkowice
- Thomitz, Kreis Reichenbach (Eulengebirge), Niederschlesien: Tomice
- Thommendorf, Kreis Bunzlau, Niederschlesien: Tomisław
- Thomnitz (1936–1945 Thomas O. S.), Kreis Leobschütz, Oberschlesien: Tomice
- Thomsdorf, Kreis Allenstein, Ostpreußen: Tomaszkowo
- Thorchen, Kreis Osterode, Ostpreußen: Zatoka Leśna
- Thörichthof, Kreis Marienburg, Westpreußen/Ostpreußen: Szaleniec
- Thorms, Kreis Friedland/Bartenstein, Ostpreußen: Turcz
- Thorn: Toruń
- Thule, Kreis Rosenberg, Oberschlesien: Tuły
- Thunow, Kreis Köslin, Pommern: Dunowo
- Thurau, Kreis Neidenburg, Ostpreußen: Turowo
- Thurnitzmühle, Kreis Osterode, Ostpreußen: Guzowy Młyn
- Thurow, Kreis Neustettin, Pommern: Turowo
- Thurowen (1938–1945 Auersberg), Kreis Lyck, Ostpreußen: Turowo
- Thurowken (1938–1945 Turauken), Kreis Osterode, Ostpreußen: Turówko
- Thursy (1936–1945 Iltenau), Kreis Guttentag, Oberschlesien: Turza
- Thurwangen, Kreis Rastenburg, Ostpreußen: Turwągi
- Thymau, Kreis Marienwerder/Kreis Dirschau, Westpreußen: Tymawa
- Thymau, Kreis Osterode, Ostpreußen: Tymawa
- Thyn, Kreis Schlawe, Pommern: Tyń
- Thyrau, Kreis Osterode, Ostpreußen: Tyrowo
- Tichau: Tychy
- Tiedmannsdorf, Kreis Braunsberg, Ostpreußen: Chruściel
- Tiefensee, Kreis Strehlen, Niederschlesien: Siemianów
- Tiefensee, Kreis Grottkau, Oberschlesien: Głębocko
- Tiefensee, Kreis Heiligenbeil, Ostpreußen: Głębokie
- Tiefensee, Kreis Danzig, Westpreußen: Głębokie
- Tiefensee, Kreis Konitz, Westpreußen: Wojsk
- Tiefensee, Kreis Stuhm, Westpreußen/Ostpreußen: Tywęzy
- Tiefhartmannsdorf, Kreis Goldberg, Niederschlesien: Podgórki
- Tiege: Tuja
- Tiegenhof: Nowy Dwór Gdański
- Tietzow: Tyczewo
- Tillowitz, Kreis Falkenberg, Oberschlesien: Tułowice
- Timmenhagen, Kreis Köslin, Pommern: Tymień
- Timnikswalde (1938–1945 Ratswalde), Kreis Sensburg, Ostpreußen: Tymnikowo
- Tingen, Kreis Friedland/Bartenstein, Ostpreußen: Tynga
- Tobelhof: Moczkowo
- Todenhagen, Kreis Köslin, Pommern: Dobre
- Tolkemüth, Kreis Osterode, Ostpreußen: Tolkmity
- Tolks, Kreis Preußisch Eylau, Ostpreußen: Tolko
- Tolksdorf, Kreis Braunsberg, Ostpreußen: Tolkowiec
- Tolksdorf, Kreis Rastenburg, Ostpreußen: Tołkiny
- Tollack, Kreis Allenstein, Ostpreußen: Tuławki
- Tolleinen, Kreis Osterode, Ostpreußen: Tolejny
- Tollnigk, Kreis Heilsberg, Ostpreußen: Tolniki Wielkie
- Tollnigk, Kreis Rößel, Ostpreußen: Tolniki Małe
- Tolz, Kreis Saatzig, Pommern: Tolcz
- Tomnitz, Kreis Frankenstein, Niederschlesien: Tomice
- Tonnebuhr, Kreis Cammin, Pommern: Unibórz
- Tonnin, Kreis Wollin, Pommern: Unin
- Töppendorf, Kreis Strehlen, Niederschlesien: Kuropatnik
- Topper, Kreis Crossen, Brandenburg: Toporów
- Topprienen  Kreis Preußisch Eylau - / - Toprzyny
- Tormersdorf, Kreis Rothenburg, Niederschlesien: Prędocice
- Torney: Turzyn
- Tornienen, Kreis Rößel, Ostpreußen: Tarniny
- Töschwitz, Kreis Lüben, Niederschlesien: Toszowice
- Tost: Toszek
- Trachenberg, Kreis Militsch, Niederschlesien: Żmigród
- Trattaschine, Kreis Ohlau, Niederschlesien: Grędzina
- Tratzen (1938–1945 Trabenau), Kreis Lyck, Ostpreußen: Tracze
- Trautenau, Kreis Heilsberg, Ostpreußen: Trutnowo
- Trautliebersdorf, Kreis Landeshut, Niederschlesien: Kochanów
- Trautzig, Kreis Allenstein, Ostpreußen: Track
- Trawnig (1936–1945 Grünweide), Kreis Cosel, Oberschlesien: Trawniki
- Trebisch: Trzebiszewo
- Trebitsch, Kreis Friedeberg (Neumark), Brandenburg/Pommern: Trzebicz
- Trebitscherfeld, Kreis Friedeberg (Neumark), Brandenburg/Pommern: Trzebicz Nowy
- Trebitschin (1936–1945 Rodewalde), Kreis Rosenberg, Oberschlesien: Trzebiszyn
- Treblin, Kreis Rummelsburg, Pommern: Trzebielino
- Trebnitz, Niederschlesien: Trzebnica
- Trebow: Trzebów
- Trebschen, Landkreis Züllichau-Schwiebus, Brandenburg: Trzebiechów
- Treibs/Trips: Trybsz
- Tremessen, Kreis Mogilno, Posen: Trzemeszno
- Treptow an der Rega: Trzebiatów
- Treptower Deep: Mrzeżyno
- Trestin, Pommern: Trzeszczyn
- Treten, Kreis Rummelsburg, Pommern: Dretyń
- Tretener Mühle, Kreis Rummelsburg, Pommern: Dretyniec
- Tretenwalde, Gemeinde Treten, Kreis Rummelsburg, Pommern: Dretynek
- Trettin, Kreis Weststernberg, Brandenburg: Drzecin
- Treuburg (1928–1945): Olecko
- Tribsow, Kreis Cammin, Pommern: Trzebiszewo
- Triebel, Kreis Sorau, Brandenburg: Trzebiel
- Triebelwitz, Kreis Jauer, Niederschlesien: Przybyłowice
- Triebs, Kreis Greifenberg, Pommern: Trzebusz
- Trieglaff, Kreis Greifenberg, Pommern: Trzygłów
- Trienke, Kreis Kolberg-Körlin, Pommern: Trzynik
- Trockener Wald, Kreis Rößel, Ostpreußen: Sucholasek
- Trockenhorn, Kreis Johannisburg, Ostpreußen: Suchy Róg
- Trockenhütte: Sucha Huta
- Trojahnmühle, Kreis Allenstein, Ostpreußen: Trojan
- Tromitten, Kreis Friedland/Bartenstein, Ostpreußen: Tromity
- Troop, Kreis Stuhm, Westpreußen/Ostpreußen: Tropy Sztumskie
- Troplowitz: Opawica
- Troscziksberg (1936–1938 Troszigsberg, 1938–1945 Trotzigsberg), Kreis Sensburg, Ostpreußen: Troszczykowo
- Trosienen, Kreis Friedland/Bartenstein, Ostpreußen: Trosiny
- Trossen, Kreis Lötzen, Ostpreußen: Tros
- Trossin, Kreis Königsberg (Neumark), Brandenburg: Troszyn
- Truchsen, Kreis Rößel, Ostpreußen: Troksy
- Trukeinen, Kreis Osterode, Ostpreußen: Trokajny
- Trunz, Kreis Elbing, Westpreußen/Ostpreußen: Milejewo
- Truszczyn (1942–1945 Heikenwalde), Kreis Löbau/Neumark, Westpreußen: Truszczyny
- Trutenau, Kreis Danzig, Westpreußen: Trutnowy
- Trutzflut → siehe Zaugwitz
- Trzenschin (1936–1945 Neuwiese), Kreis Oppeln, Oberschlesien: Trzęsina
- Trzonken (1938–1945 Mövenau), Kreis Johannisburg, Ostpreußen: Trzonki
- Tschammer Ellguth, Kreis Groß Strehlitz, Oberschlesien: Ligota Czamborowa
- Tschauchelwitz: Szukalice
- Tschauschwitz (1936–1945 Hochdorf), Kreis Grottkau, Oberschlesien: Suszkowice
- Tschebiatkow (1929–1945 Radensfelde), Kreis Bütow, Pommern: Trzebiatkowa
- Tschechen (1937–1945 Friedrichsrode), Kreis Schweidnitz, Niederschlesien: Czechy
- Tschechowitz: Czechowice-Dziedzice
- Tscheidt: Szczyty
- Tschemsal: Trzemżal
- Tschenstochau: Częstochowa
- Tscherbeney: Czermna
- Tschernow (1936–1945 Schernow), Kreis Weststernberg, Brandenburg: Czarnów
- Tscheschdorf (1936–1945 Lärchenhain), Kreis Grottkau, Oberschlesien: Cieszanowice
- Tschicherzig (1937–1945 Odereck), Kreis Züllichau-Schwiebus, Brandenburg: Cigacice
- Tschiebsdorf, Kreis Sagan, Niederschlesien: Trzebów
- Tschiltsch (1936–1945 Berghöhe), Kreis Grottkau, Oberschlesien: Suliszów
- Tschirnau, Kreis Neumarkt, Niederschlesien: Czerna
- Tschirndorf (1937–1945 Hammerfeld), Kreis Sagan, Niederschlesien: Czerna
- Tschirne (1937–1945 Großbrück), Kreis Breslau, Niederschlesien: Czernica
- Tschirne (1937–1945 Tonhain), Kreis Bunzlau, Niederschlesien: Czerna
- Tschischdorf, Kreis Löwenberg, Niederschlesien: Strzyżowiec
- Tschischney, Kreis Glatz, Niederschlesien: Żyznów
- Tschönbankwitz: Szczepankowice
- Tschöpeln (1936–1945 Töpferstedt), Kreis Rothenburg, Niederschlesien: Czaple
- Tschöplowitz (1937–1945 Gerlachshain), Kreis Brieg, Niederschlesien: Czepielowice
- Tschöpsdorf, Kreis Landeshut, Niederschlesien: Szczepanów
- Tuchel: Tuchola
- Tuchlinnen, Kreis Johannisburg, Ostpreußen: Tuchlin
- Tüngen, Kreis Braunsberg, Ostpreußen: Bogatyńskie
- Tunkendorf, Kreis Schweidnitz, Niederschlesien: Tomkowa
- Tuntschendorf, Kreis Glatz, Niederschlesien: Tłumaczów
- Turawa, Kreis Oppeln, Oberschlesien: Turawa
- Türchau, Kreis Zittau, Sachsen: Turoszów
- Turkau, Kreis Leobschütz, Oberschlesien: Turków
- Türmitz, Kreis Leobschütz, Oberschlesien: Ciermięcice
- Turoscheln (1938–1945 Mittenheide), Kreis Johannisburg, Ostpreußen: Turośl
- Turowen (1938–1945 Turau), Kreis Johannisburg, Ostpreußen: Turowo
- Türpitz, Kreis Strehlen, Niederschlesien: Cierpice
- Turzig, Kreis Rummelsburg, Pommern: Tursko
- Tütz, Kreis Deutsch Krone, Westpreußen/Pommern: Tuczno
- Twardawa (1936–1945 Hartenau), Kreis Neustadt, Oberschlesien: Twardawa
- Tworkau (1936–1945 Tunskirch), Kreis Ratibor, Oberschlesien: Tworków
- Tworog (1936–1945 Horneck), Kreis Tost-Gleiwitz, Oberschlesien: Tworóg
- Tychow, Kreis Schlawe, Pommern: Tychowo
- Tzschecheln (1937–1945 Eichenrode), Kreis Sorau, Brandenburg: Dębinka
- Tzschernowitz (1937–1945 Schernewitz), Kreis Guben, Brandenburg: Czarnowice

## U
- Ubedel, Kreis Bublitz/Köslin, Pommern: Ubiedrze
- Überlauf, Kreis Stolp, Pommern: Gałęzinowo
- Ublick, Kreis Johannisburg, Ostpreußen: Ublik
- Ückerhof, Kreis Pyritz, Pommern: Ukiernica
- Uchtdorf, Kreis Greifenhagen, Pommern: Lisie Pole
- Udzikau (1938–1945 Mertinsfelde), Kreis Osterode, Ostpreußen: Udzikowo
- Ujast (1935–1945 Kreisau), Kreis Militsch, Niederschlesien: Ujazd
- Ujatzthal, Kreis Schlawe, Pommern: Ugacie
- Ujest, Kreis Militsch, Niederschlesien: Ujazd
- Uklanken (1938–1945 Erbmühle), Kreis Sensburg, Ostpreußen: Uklanka
- Ulbersdorf, Kreis Züllichau-Schwiebus, Brandenburg: Węgrzynice
- Ulbersdorf, Kreis Löwenberg, Niederschlesien: Wojcieszyn
- Ulbersdorf, Kreis Oels, Niederschlesien: Dziadów Most
- Ulbersdorf, Kreis Sprottau, Niederschlesien: Oleśnica Górna
- Ulbersdorf, Kreis Fraustadt, Posen/Niederschlesien: Olbrachcice
- Ulbrichtshöh, Kreis Reichenbach (Eulengebirge), Niederschlesien: Szczytów
- Ullersdorf am Bober, Kreis Bunzlau, Niederschlesien: Ulina
- Ullersdorf am Queis, Kreis Bunzlau, Niederschlesien: Ołdrzychów
- Ullersdorf an der Biele, Kreis Glatz, Niederschlesien: Ołdrzychowice Kłodzkie
- Ullersdorf, Kreis Landeshut, Niederschlesien: Ulanowice
- Ullersdorf-Liebenthal, Kreis Löwenberg, Niederschlesien: Wojciechów
- Ullersdorf, Kreis Schweidnitz, Niederschlesien: Modlęcin
- Ullersdorf, Kreis Grottkau, Oberschlesien: Ulanowice
- Ulleschen, Kreis Neidenburg, Ostpreußen: Ulesie
- Ullrichsdorf, Kreis Kreuzburg, Oberschlesien: Młodoszów
- Ulonsk (1938–1945 Kleinrehbruch), Kreis Ortelsburg, Ostpreußen: Ulążki
- Ulonskofen (1938–1945 Schobendorf), Kreis Ortelsburg, Ostpreußen: Piece
- Ulrichsfelde, Kreis Lyck, Ostpreußen: Zdunki
- Ulrichsfelde, Kreis Stolp, Pommern: Bolesławice
- Ulrichsfelde, Kreis Deutsch Krone, Westpreußen/Pommern: Pluty
- Ulrichshof, Gemeinde Henkenhagen, Kreis Kolberg-Körlin, Pommern: Olszyna
- Unheim, Kreis Regenwalde, Pommern: Unimie
- Unruhstadt: Kargowa
- Unter Fließhof, Gemeinde Treblin, Kreis Rummelsburg, Pommern: Grądki Dolne
- Unter Gennin, Kreis Landsberg (Warthe), Brandenburg: Podjenin
- Unter Kapkeim, Kreis Heilsberg, Ostpreußen: Kabikiejmy Dolne
- Unter Scharsow, Kreis Stolp, Pommern: Skarszów Dolny
- Unter Schöningen, Kreis Randow, Pommern: Kamionki
- Unterberg: Ortsteil von Puszczykowo
- Unterkerbswalde, Kreis Elbing, Westpreußen/Ostpreußen: Raczki Elbląskie
- Unterlapsch: Łapsze Niżne
- Unterwalde, Kreis Marienwerder, Westpreußen/Ostpreußen: Jałowiec
- Upalten, Kreis Lötzen, Ostpreußen: Upałty
- Upidamischken (1938–1945 Altenzoll), Kreis Goldap, Ostpreußen: Tuniszki
- Urbanken, Kreis Oletzko/Treuburg, Ostpreußen: Urbanki
- Uri, Kreis Rastenburg, Ostpreußen: Góry
- Urnitz, Kreis Habelschwerdt, Niederschlesien: Jaworek
- Urschkau, Kreis Wohlau, Niederschlesien: Orsk
- Ursulanowitz: Urszulanowice
- Usch Hauland: Ługi Ujskie
- Usdau: Uzdowo
- Usedom: Uznam
- Ustrich, Kreis Allenstein, Ostpreußen: Ustrych
- Ustron: Ustroń
- Utschendorf, Kreis Glatz, Niederschlesien: Ocieszów
- Uszannek (1938–1945 Trotha), Kreis Neidenburg, Ostpreußen: Uścianek
- Uszballen/Uschballen (1938–1945 Langenrück): Użbale

## V
- Vahnerow, Gemeinde Batzwitz, Kreis Greifenberg, Pommern: Waniorowo
- Valenzinnen, Kreis Johannisburg, Ostpreußen: Falęcin
- Vandsburg, Kreis Flatow, Westpreußen: Więcbork
- Vandüz, Gemeinde Gandelin, Kreis Kolberg-Körlin, Pommern: Wędzice
- Vangerin, Kreis Rummelsburg, Pommern: Węgorzyno
- Vangerow, Kreis Köslin, Pommern: Węgorzewo Koszalińskie
- Vangerow, Kreis Neustettin, Pommern: Węgorzewo
- Vangerske (1938–1945 Wiesenberg), Kreis Stolp, Pommern: Węgierskie
- Varbelow, Kreis Schlawe, Pommern: Warblewo
- Varchmin, Kreis Köslin, Pommern: Wierzchomino
- Varchminshagen, Kreis Köslin, Pommern: Wierzchominko
- Vargow, Kreis Stolp, Pommern: Wargowo
- Varzin, Kreis Rummelsburg, Pommern: Warcino
- Varzmin, Kreis Stolp, Pommern: Warcimino
- Veddin, Kreis Stolp, Pommern: Widzino
- Vehlingsdorf, Kreis Saatzig, Pommern: Wieleń Pomorski
- Vellin, Kreis Schlawe, Pommern: Wielin
- Velsow, Kreis Stolp, Pommern: Wieliszewo
- Venedien, Kreis Mohrungen, Ostpreußen: Wenecja
- Venzlaffshagen, Kreis Belgard, Pommern: Więcław
- Verlorenwasser, Kreis Habelschwerdt, Niederschlesien: Ponikwa
- Versin, Kreis Rummelsburg, Pommern: Wierszyno
- Vessin, Kreis Stolp, Pommern: Wieszyno
- Vettrin, Kreis Schlawe, Pommern: Wietrzno
- Viatrow (1938–1945 Steinfurt), Kreis Stolp, Pommern: Wiatrowo
- Vierhof, Gemeinde Schlenzig, Kreis Belgard, Pommern: Zagrody
- Vierhöfe, Kreis Glatz, Niederschlesien: Dworki
- Vierhuben, Kreis Rößel, Ostpreußen: Czwórka
- Vierzighuben, Kreis Braunsberg, Ostpreußen: Włóczyska
- Vierzighufen, Kreis Osterode, Ostpreußen: Wierzbica
- Vieschen, Kreis Stolp, Pommern: Wiszno
- Vietkow, Kreis Stolp, Pommern: Witkowo
- Vietnitz, Kreis Königsberg (Neumark), Brandenburg: Witnica
- Vietz, Kreis Landsberg (Warthe), Brandenburg: Witnica
- Vietzig, Kreis Lauenburg, Pommern: Wicko
- Vietzig, Kreis Usedom-Wollin, Pommern: Wicko
- Vietzke, Kreis Schlawe, Pommern: Wicko
- Vietzker See in Pommern: Jezioro Wicko
- Vietzkerstrand, Kreis Schlawe, Pommern: Wicko Morskie
- Vietzow, Kreis Belgard, Pommern: Wicewo
- Vilgelow, Kreis Stolp, Pommern: Wielogłowy
- Villkow, Kreis Lauenburg, Pommern: Wilkowo Nowowiejskie
- Virchenzin, Kreis Stolp, Pommern: Wierzchocino
- Virchow, Kreis Dramburg, Pommern: Wierzchowo
- Virchowsee in Pommern: Jezioro Wierzchowo
- Vitte, Kreis Schlawe, Pommern: Wicie
- Vitter See in Pommern: Jezioro Kopań
- Vixow, Kreis Stolp, Pommern: Wysokowo
- Vockenhagen, Kreis Greifenberg, Pommern: Zapolice
- Vogelgesang, Kreis Oels, Niederschlesien: Kijowice
- Vogelgesang, Stadt Nimptsch, Kreis Reichenbach (Eulengebirge), Niederschlesien: Mieczniki
- Vogelsang, Kreis Heiligenbeil, Ostpreußen: Zakrzewiec
- Vogelsang, Kreis Kolberg-Körlin, Pommern: Raciborów
- Vogelsang, Kreis Schlawe, Pommern: Zalesie
- Vogelsdorf, Kreis Lauban, Niederschlesien: Zapusta
- Vogelsdorf, Kreis Landeshut, Niederschlesien: Ptaszków
- Vöglers, Kreis Elbing, Westpreußen/Ostpreußen: Ptaszkowo
- Vogtsdorf, Kreis Oppeln, Oberschlesien: Wójtowa Wieś
- Voigtsdorf, Kreis Königsberg (Neumark), Brandenburg: Kurzycko
- Voigtsdorf bei Habelschwerdt, Kreis Habelschwerdt, Niederschlesien: Wójtowice
- Voigtsdorf bei Landeck, Kreis Habelschwerdt, Niederschlesien: Wójtówka
- Voigtsdorf, Kreis Hirschberg, Niederschlesien: Wojcieszyce
- Voigtsdorf, Kreis Grottkau, Oberschlesien: Wójtowice
- Voigtsdorf, Kreis Heilsberg, Ostpreußen: Wójtowo
- Voigtsdorf, Kreis Rößel, Ostpreußen: Wójtowo
- Voigtshagen, Kreis Greifenberg, Pommern: Włodarka
- Voigtshagen, Kreis Naugard, Pommern: Wojtaszyce
- Voigtshof, Kreis Rößel, Ostpreußen: Wójtówko
- Volkersdorf, Kreis Lauban, Niederschlesien: Wolimierz
- Volkmarsdorf, Kreis Neisse, Oberschlesien: Włodary
- Vollmarstein, Kreis Sensburg, Ostpreußen: Nowe Nadawki
- Volpersdorf, Kreis Glatz, Niederschlesien: Wolibórz
- Völschendorf, Kreis Randow, Pommern: Wołczkowo
- Völschenhagen, Kreis Greifenberg, Pommern: Wilczkowo
- Völzin, Gemeinde Ribbekardt, Kreis Greifenberg, Pommern: Wołczyno
- Völzkow, Kreis Belgard, Pommern: Wilczkowo
- Völzkowsee in Brandenburg/Pommern: Jezioro Wilczkowo
- Von Löbensche Morgen, Kreis Ortelsburg, Ostpreußen: Morgi
- Vonferne, Kreis Allenstein, Ostpreußen: Smoleń
- Vorbruch, Kreis Friedeberg (Neumark), Brandenburg/Pommern: Łęgowo
- Vorbruch, Kreis Belgard, Pommern: Rzęsna
- Vordamm, Kreis Friedeberg (Neumark), Brandenburg/Pommern: Nowe Drezdenko
- Vorder Kumkeim, Kreis Preußisch Eylau, Ostpreußen: Kumkiejmy Przednie
- Vorder Lippa (1938–1945 Vorder Oppendorf), Kreis Johannisburg, Ostpreußen: Lipa Przednia
- Vorderwalde, Kreis Heiligenbeil, Ostpreußen: Podleśne
- Vorwerk, Kreis Oststernberg, Brandenburg: Przybytnik
- Vorwerk, Kreis Oppeln, Oberschlesien: Folwark
- Vorwerk, Kreis Mohrungen, Ostpreußen: Folwark
- Vorwerk, Kreis Belgard, Pommern: Kisielice
- Vorwerk Drosedow, Gemeinde Drosedow, Kreis Kolberg-Körlin, Pommern: Drozdówko
- Vorwerkswalde, Kreis Allenstein, Ostpreußen: Zalesie
- Vossberg, Kreis Saatzig, Pommern: Lisowo
- Vossowska, Kreis Groß Strehlitz, Oberschlesien: Fosowskie

## W
- Wachau (bis 1929 Budzisken): Budziska
- Wachow (1936–1945 Wallhof), Kreis Rosenberg, Oberschlesien: Wachów
- Wachowitz (1936–1945 Stoberquell), Kreis Rosenberg, Oberschlesien: Wachowice
- Wackenau, Kreis Neustadt, Oberschlesien: Wierzbiec
- Wadang, Kreis Allenstein, Ostpreußen: Wadąg
- Wadowitz: Wadowice
- Wagenfeld, Kreis Ortelsburg, Ostpreußen: Olędry
- Wagten, Kreis Braunsberg, Ostpreußen: Drwęczno
- Wahlsdorf, Kreis Osterode, Ostpreußen: Wola Wysoka
- Wahlstatt, Kreis Liegnitz, Niederschlesien: Legnickie Pole
- Waissak (1936–1945 Lindau), Kreis Leobschütz, Oberschlesien: Wysoka
- Waitensdorf, Kreis Pyritz, Pommern: Wójcin
- Wald Dievenow: Dziwnówek
- Wald: Opolno Zdrój
- Waldau, Kreis Gerdauen, Ostpreußen: Przylasek
- Waldau, Kreis Osterode, Ostpreußen: Wałdowo
- Waldau (1943–1945 Babenwald), Kreis Warthbrücken, Posen: Babiak
- Walddorf, Kreis Glatz, Niederschlesien: Borek
- Waldenburg, Niederschlesien: Wałbrzych
- Waldenthal, Kreis Rastenburg, Ostpreußen: Lesieniec
- Waldfurt, siehe Psychod
- Waldgut Lötzen, Kreis Angerburg, Ostpreußen: Knieja Łuczańska
- Waldhaus, Kreis Kolberg-Körlin, Pommern: Małobór
- Waldhaus Augustwalde, Kreis Rößel, Ostpreußen: Gajówka Augustowska
- Waldhaus Drengfurth, Kreis Rastenburg, Ostpreußen: Wilcze
- Waldhaus Wenden, Kreis Rastenburg, Ostpreußen: Nowa Różanka
- Waldhausen, Kreis Sensburg, Ostpreußen: Boże Małe
- Waldhäuser, Kreis Sprottau, Niederschlesien: Kopanie
- Waldheil, Kreis Preußisch Eylau, Ostpreußen: Ciszyna
- Waldheim, Kreis Angerburg, Ostpreußen: Wysiecza
- Waldheim, Kreis Ortelsburg, Ostpreußen: Rudziska Pasymskie
- Waldhof, Kreis Angerburg, Ostpreußen: Kaczorowo
- Waldhof, Kreis Gerdauen, Ostpreußen: Pasternak
- Waldhof, Kreis Heilsberg, Ostpreußen: Polanka
- Waldhof, Kreis Lötzen, Ostpreußen: Canki
- Waldhof, Kreis Kolberg-Körlin, Pommern: Lędowa
- Waldhof, Kreis Schlawe, Pommern: Miłostowo (nicht mehr existent)
- Walditz, Kreis Glatz, Niederschlesien: Włodowice
- Waldkater: Leśny Zakątek
- Waldneudorf, Kreis Strehlen, Niederschlesien: Nowolesie
- Waldow, Kreis Rummelsburg, Pommern: Wałdowo
- Waldowsaue, Kreis Pyritz, Pommern: Wołdowo
- Waldowshof, Gemeinde Mehrenthin, Kreis Friedeberg (Neumark), Brandenburg/Pommern: Podlesiec
- Waldowstrenk, Kreis Oststernberg, Brandenburg: Wałdowice
- Waldpusch bei Ortelsburg, Kreis Ortelsburg, Ostpreußen: Wałpusz
- Waldpusch bei Willenberg, Kreis Ortelsburg, Ostpreußen: Stachy
- Waldriede, Kreis Rastenburg, Ostpreußen: Olszynka
- Waldsee, Kreis Rastenburg, Ostpreußen: Rybniki
- Waldtal → siehe Malkwitz
- Waldwinkel, Kreis Neustadt, Oberschlesien: Borek
- Walisko (1938–1945 Waldsee), Kreis Angerburg, Ostpreußen: Wolisko
- Walkaschken, Kreis Preußisch Eylau, Ostpreußen: Wilkaski
- Walkeim, Kreis Rößel, Ostpreußen: Wilkiejmy
- Walldorf, Kreis Danzig, Westpreußen: Powalina
- Wallem, Kreis Allenstein, Ostpreußen: Wały
- Wallen, Kreis Ortelsburg, Ostpreußen: Wały
- Wallendorf, Kreis Neidenburg, Ostpreußen: Wały
- Wallisfurth, Kreis Glatz, Niederschlesien: Wolany
- Wällisch, Kreis Rothenburg, Niederschlesien: Włochów
- Waltdorf, Kreis Neisse, Oberschlesien: Prusinowice
- Waltersdorf, Kreis Sorau, Brandenburg: Lubomyśl
- Waltersdorf, Kreis Hirschberg, Niederschlesien: Mniszków
- Waltersdorf, Kreis Löwenberg, Niederschlesien: Nielestno
- Waltersdorf, Kreis Sprottau, Niederschlesien: Niegosławice
- Waltersdorf, Kreis Heiligenbeil, Ostpreußen: Pęciszewo
- Waltersdorf, Kreis Mohrungen, Ostpreußen: Włodowo
- Waltershausen, Kreis Neidenburg, Ostpreußen: Rogóżek
- Waltersmühl, Kreis Heilsberg, Ostpreußen: Konradowo
- Walzen, Kreis Neustadt, Oberschlesien: Walce
- Wamlitz, Kreis Randow, Pommern: Wąwelnica
- Wammelwitz, Kreis Strehlen, Niederschlesien: Wąwolnica
- Wammen, Kreis Strehlen, Niederschlesien: Szczodrowice
- Wandau, Kreis Marienwerder, Westpreußen/Ostpreußen: Wandowo
- Wandern, Kreis Oststernberg, Brandenburg: Wędrzyn
- Wandhagen, Kreis Schlawe, Pommern: Wierciszewo
- Wandritsch, Kreis Wohlau, Niederschlesien: Wądroże
- Wangerin, Kreis Greifenberg, Pommern: Węgorzyn
- Wangerin, Kreis Regenwalde, Pommern: Węgorzyno
- Wangerin, Kreis Briesen, Westpreußen: Węgorzyn
- Wangern, Kreis Breslau, Niederschlesien: Węgry
- Wanglewe (1937–1945 Meilershof), Kreis Militsch, Niederschlesien: Węglewo
- Wangnick, Kreis Preußisch Eylau, Ostpreußen: Wągniki
- Wangnick, Kreis Rastenburg, Ostpreußen: Wągniki
- Wangotten, Kreis Rastenburg, Ostpreußen: Wanguty
- Wangritten, Kreis Friedland/Bartenstein, Ostpreußen: Węgoryty
- Wangst, Kreis Heilsberg, Ostpreußen: Wągsty
- Wangten, Kreis Liegnitz, Niederschlesien: Wągrodno
- Wanowitz (1936–1945 Hubertusruh), Kreis Leobschütz, Oberschlesien: Wojnowice
- Wansen, Kreis Neidenburg, Ostpreußen: Wądzyn
- Wansen, Kreis Strehlen, Niederschlesien: Wiązów
- Waplitz, Kreis Ortelsburg, Ostpreußen: Waplewo
- Waplitz, Kreis Osterode, Ostpreußen: Waplewo
- Wappendorf, Kreis Ortelsburg, Ostpreußen: Łupowo
- Warbelin, Kreis Stolp, Pommern: Warblino
- Warbelow, Kreis Stolp, Pommern: Warblewo
- Warchallen, Kreis Neidenburg, Ostpreußen: Warchały
- Wardin, Kreis Arnswalde, Brandenburg/Pommern: Wardyń
- Wargitten, Kreis Rastenburg, Ostpreußen: Wargity
- Warglitten (bei Osterode), Kreis Osterode, Ostpreußen: Warlity Wielkie
- Warglitten (bei Hohenstein), Kreis Osterode, Ostpreußen: Warlity Małe
- Warkallen, Kreis Allenstein, Ostpreußen: Warkały
- Warlack: Worławki
- Warlow (1936–1945 Wiesenau), Kreis Guttentag, Oberschlesien: Warłów
- Warlubien (1942–1945 Warlieb), Kreis Schwetz, Westpreußen: Warlubie
- Warmuntowitz (1936–1945 Niedersteine), Kreis Groß Strehlitz, Oberschlesien: Warmątowice
- Warneinen, Kreis Osterode, Ostpreußen: Worniny
- Warnikeim, Kreis Rastenburg, Ostpreußen: Warnikajmy
- Warnin, Kreis Belgard, Pommern: Warnino
- Warnin, Kreis Köslin, Pommern: Warnino
- Warnitz, Kreis Königsberg (Neumark), Brandenburg: Warnice
- Warnitz, Kreis Pyritz, Pommern: Warnice
- Warnold (Försterei), Kreis Sensburg, Ostpreußen: Kończewo
- Warnold (Gut), Kreis Sensburg, Ostpreußen: Warnowo
- Warschau: Warszawa
- Warschkau: Warszkowo
- Warschkeiten, Kreis Preußisch Eylau, Ostpreußen: Warszkajty
- Warschow (Alt): Warszkowo
- Warschowitz, Kreis Pleß: Warszowice
- Warsow: Warszewo, Szczecin
- Wartekow, Kreis Kolberg-Körlin, Pommern: Wartkowo
- Wartenberg, Kreis Königsberg (Neumark), Brandenburg: Chełm Dolny
- Wartenburg, Kreis Allenstein, Ostpreußen: Barczewo (oder Wartembork)
- Wartenstein: Przyrzecze
- Wartha, Kreis Frankenstein, Niederschlesien: Bardo
- Warthbrücken: Koło
- Warthe (Fluss in Brandenburg): Warta
- Wartoglowitz: Wartogłowiec
- Warweiden, Kreis Osterode, Ostpreußen: Wirwajdy
- Waschelwitz (1936–1945 Tiefengrund), Kreis Neustadt, Oberschlesien: Wasiłowice
- Waschetta (1938–1945 Waschette), Kreis Osterode, Ostpreußen: Waszeta
- Waschulken (1938–1945 Waiselhöhe), Kreis Neidenburg, Ostpreußen: Waszulki
- Wasienen, Kreis Neidenburg, Ostpreußen: Ważyny
- Wassergrund, Gemeinde Brotzen, Kreis Deutsch Krone, Westpreußen/Pommern: Trzciniec
- Wassermühle Kosuchen (1938–1945 Mühle Kölmerfelde), Kreis Johannisburg, Ostpreußen: Kożuchowski Młyn
- Watkowitz (1938–1945 Wadkeim), Kreis Stuhm, Westpreußen/Ostpreußen: Watkowice
- Wättrisch, Kreis Reichenbach (Eulengebirge), Niederschlesien: Sokolniki
- Wawrochen (1938–1945 Deutschheide), Kreis Ortelsburg, Ostpreußen: Wawrochy
- Wecklitzmühle, Kreis Braunsberg, Ostpreußen: Wikielec
- Wedderwill, Kreis Kolberg-Körlin, Pommern: Pustowo
- Weepers, Kreis Mohrungen, Ostpreußen: Wieprz
- Weeskendorf, Kreis Preußisch Holland, Ostpreußen: Węzina
- Weeskenhof, Kreis Preußisch Holland, Ostpreußen: Rzeczna, bis 1993: Kalsk
- Wefelow, Kreis Greifenberg, Pommern: Wlewo
- Wegen, Kreis Ratibor, Oberschlesien: Przysieczna
- Wehlack, Kreis Rastenburg, Ostpreußen: Skierki
- Wehowitz (1936–1945 Wehen), Kreis Leobschütz, Oberschlesien: Wiechowice
- Wehrau: Osiecznica
- Wehrkirchen: Żytkiejmy
- Wehrwilten, Kreis Friedland/Bartenstein, Ostpreußen: Wirwilty
- Weichsel (Fluss): Wisła
- Weichsel (Stadt): Wisła
- Weidenbach, Kreis Oels, Niederschlesien: Młokicie
- Weiderwitz (1936–1945 Weidendorf O. S.), Kreis Falkenberg, Oberschlesien: Wydrowice
- Weigelsdorf, Kreis Frankenstein, Niederschlesien: Wigancice
- Weigelsdorf, Kreis Reichenbach (Eulengebirge), Niederschlesien: Ostroszowice
- Weigsdorf, Kreis Görlitz, Niederschlesien: Wigancice Żytawskie
- Weigwitz (1937–1945 Roßweiler), Kreis Breslau, Niederschlesien: Wojkowice
- Weigwitz, Kreis Ohlau, Niederschlesien: Witowice
- Weinberg, Kreis Liegnitz, Niederschlesien: Winnica
- Weinberge, Kreis Militsch, Niederschlesien: Duchowo
- Weingasse: Winiary
- Weinsdorf, Kreis Mohrungen, Ostpreußen: Dobrzyki
- Weischnuren, Kreis Preußisch Eylau, Ostpreußen: Wajsnory
- Weischnuren, Kreis Rastenburg, Ostpreußen: Wajsznory
- Weisdorf, Kreis Ohlau, Niederschlesien: Wyszkowice
- Weiß Kirchdorf, Kreis Schweidnitz, Niederschlesien: Krzczonów
- Weißberg, Kreis Osterode, Ostpreußen: Góry Lubiańskie
- Weißbrod, Kreis Habelschwerdt, Niederschlesien: Niedźwiedna
- Weißdorf, Kreis Falkenberg, Oberschlesien: Chróścina
- Weißenberg, Kreis Stuhm, Westpreußen/Ostpreußen: Biała Góra
- Weißenburg, Kreis Sensburg, Ostpreußen: Wyszembork
- Weißenfeld, Kreis Neumarkt, Niederschlesien: Białków
- Weißenhof, Kreis Liegnitz, Niederschlesien: Białka
- Weißensee, Kreis Oels, Niederschlesien: Białe Błoto
- Weißensee, Kreis Meseritz, Posen/Brandenburg: Chycina
- Weißhof, Kreis Marienwerder, Westpreußen/Ostpreußen: Biały Dwór
- Weißholz, Kreis Glogau, Niederschlesien: Białołęka
- Weißig, Kreis Crossen (Oder), Brandenburg: Wysoka
- Weißig, Kreis Sprottau, Niederschlesien: Wysoka
- Weißig, Kreis Wohlau, Niederschlesien: Wysokie
- Weißkirschdorf, Kreis Schweidnitz, Niederschlesien: Krzczonów
- Weißkreuz, Kreis Heilsberg, Ostpreußen: Krzyżno
- Weißstein, Kreis Waldenburg, Niederschlesien: Biały Kamien
- Weissuhnen (Dorf), Kreis Johannisburg, Ostpreußen: Wejsuny
- Weissuhnen (Försterei), Kreis Johannisburg, Ostpreußen: Wejsuny-Leśniczówka
- Weißwasser, Kreis Habelschwerdt, Niederschlesien: Biaław Woda
- Weitenhagen, Kreis Naugard, Pommern: Grzęzno
- Weitenhagen, Kreis Stolp, Pommern: Wytowno
- Weitzdorf, Kreis Rastenburg, Ostpreußen: Grabno
- Weizenrodau, Kreis Schweidnitz, Niederschlesien: Pszenno
- Welkersdorf, Kreis Löwenberg, Niederschlesien: Rząsiny
- Welle (Fluss): Wel
- Wemitten, Kreis Allenstein, Ostpreußen: Wymój
- Wendehnen, Kreis Rastenburg, Ostpreußen: Wandajny
- Wendelsee: Wadów
- Wenden, Kreis Rastenburg, Ostpreußen: Winda
- Wendhagen, Kreis Köslin, Pommern: Wieniotowo
- Wendisch Buckow (1937–1945 Buckow (Pom.)), Kreis Schlawe, Pommern: Bukowo
- Wendisch Buckow (1937–1945 Buchenstein), Kreis Stolp, Pommern: Bukowa
- Wendisch Karstnitz (1937–1945 Ramnitz), Kreis Stolp, Pommern: Karznica
- Wendisch Musta (1937–1945 Birkfähre): Mosty
- Wendisch Ossig (1937–1945 Warnsdorf (Niederschlesien)): Osiek Łużycki
- Wendisch Plassow (1937–1945 Plassenberg): Płaszewo
- Wendisch Pribbernow, Kreis Greifenberg, Pommern: Przybiernowo
- Wendisch Puddiger (1937–1945 Puddiger): Podgóry
- Wendisch Sagar (1937–1945 Bobertal), Kreis Crossen (Oder), Brandenburg: Stary Zagór
- Wendisch Silkow (1937–1945 Schwerinshöhe), Kreis Stolp, Pommern: Żelkowo
- Wendisch Tychow (1937–1945 Tychow): Tychowo
- Wendrin (1936–1945 Liebeiche), Kreis Rosenberg, Oberschlesien: Wędrynia
- Wendzin (1936–1945 Windeck), Kreis Lublinitz/Guttentag, Oberschlesien: Wędzina
- Wengaithen, Kreis Allenstein, Ostpreußen: Węgajty
- Wengern, Kreis Oppeln, Oberschlesien: Węgry
- Wengoyen, Kreis Rößel, Ostpreußen: Węgój
- Wenigsee, Kreis Osterode, Ostpreußen: Łutynówko
- Wenkendorf, Pommern: Wieńkowo
- Wensewen (1938–1945 Wensen), Kreis Johannisburg, Ostpreußen: Wężewo
- Wensiorry (1942–1945 Wensern), Kreis Karthaus, Westpreußen: Węsiory
- Wensöwen (1938–1945 Eibenau): Wężewo
- Wensowken (1938–1945 Wensen), Kreis Angerburg, Ostpreußen: Wężówko
- Wensowken (1938–1945 Großbalzhöfen), Kreis Lötzen, Ostpreußen: Wężówka
- Wenzken, Kreis Angerburg, Ostpreußen: Więcki
- Werben, Kreis Pyritz, Pommern: Wierzbno
- Werdeck, Kreis Glatz, Niederschlesien: Rogówek
- Werder, Kreis Lötzen, Ostpreußen: Ostrów
- Werder, Kolonie: Ostrowite gehört zu Głusko, Gem. Dobiegniew
- Werndorf, Kreis Trebnitz, Niederschlesien: Jaźwiny
- Wernegitten, Kreis Heilsberg, Ostpreußen: Kłębowo
- Wernersdorf, Kreis Breslau, Niederschlesien: Wojnarowice
- Wernersdorf, Kreis Hirschberg, Niederschlesien: Pakoszów
- Wernersdorf, Kreis Leobschütz, Oberschlesien: Bernacice
- Wernersdorf, Kreis Danzig, Westpreußen: Pogorzała Wieś
- Wernershöh, Kreis Braunsberg, Ostpreußen: Walnin
- Werry, Kreis Löbau/Neumark, Westpreußen: Wery
- Weschkau, Kreis Guhrau, Niederschlesien: Wioska
- Wesendorf, Kreis Kreuzburg, Oberschlesien: Kobyla Góra
- Weskeim, Kreis Preußisch Eylau, Ostpreußen: Weskajmy
- Wessolowen (1938–1945 Frohwalde), Kreis Akllenstein, Ostpreußen: Wesołowo
- Wessolowen (1938–1945 Fröhlichshof), Kreis Ortelsburg, Ostpreußen: Wesołowo
- Wessolowen (1929–1945 Wesselhof), Kreis Sensburg, Ostpreußen: Wesołowo
- Wessolowo, Kreis Neidenburg, Ostpreußen: Wesołowo
- Wessolygrund (1933–1945 Freudengrund), Kreis Ortelsburg, Ostpreußen: Piecuchy
- Westend: Łękno, Szczecin
- Westfalenhof, Kreis Deutsch Krone, Posen-Westpreußen/Pommern: Kłomino
- Westgönne, Kreis Neustettin, Pommern: Stare Gonne
- Wettin, Kreis Rastenburg, Ostpreußen: Wetyn
- Weydicken (1938–1945 Weidicken), Kreis Lötzen, Ostpreußen: Wejdyki
- Weypoth, Kreis Rastenburg, Ostpreußen: Wypęk
- Wiartel, Kreis Johannisburg, Ostpreußen: Wiartel
- Wichertshof, Kreis Heilsberg, Ostpreußen: Wichrowo
- Wichrau (1936–1945 Windenau), Kreis Rosenberg, Oberschlesien: Wichrów
- Wickendorf, Kreis Schweidnitz, Niederschlesien: Witków
- Wickerau, Kreis Rastenburg, Ostpreußen: Wikrowo
- Wickno (1938–1945 Wickenau), Kreis Neidenburg, Ostpreußen: Wikno
- Wickno (1938–1945 Wickenau), Kreis Ortelsburg, Ostpreußen: Wikno
- Widdrichs, Kreis Heilsberg, Ostpreußen: Widryki
- Widminnen, Kreis Lötzen, Ostpreußen: Wydminy
- Widrinnen, Kreis Rastenburg, Ostpreußen: Widryny
- Wiecherts, Kreis Preußisch Eylau, Ostpreußen: Wągródka
- Wieck, Kreis Kolberg, Pommern: Krasnobrzeg
- Wieck, Kreis Regenwalde, Pommern: Uklejki
- Wieck, Kreis Schlawe, Pommern: Wiekowice
- Wiegschütz (1936–1945 Neumannshöh), Kreis Cosel, Oberschlesien: Większyce
- Wiek, Kreis Elbing, Westpreußen/Ostpreußen: Święty Kamień
- Wielgilasz (1905–1945 Tannenheim), Kreis Johannisburg, Ostpreußen: Wielki Las
- Wielitzken (1938–1945 Wallenrode), Kreis Oletzko/Treuburg, Ostpreußen: Wieliczki
- Wielmirzowitz (1936–1945 Lindenhag), Kreis Cosel, Oberschlesien: Wielmierzowice
- Wienduga, Kreis Allenstein, Ostpreußen: Binduga
- Wienen A und Wienen B, Kreis Preußisch Eylau, Ostpreußen: Kurek
- Wienken, Kreis Heilsberg, Ostpreußen: Winiec
- Wientzkowen (1938–1945 Winsken), Kreis Neidenburg, Ostpreußen: Więckowo
- Wieplack, Kreis Friedland/Bartenstein, Ostpreußen: Wipławki
- Wieps, Kreis Allenstein, Ostpreußen: Wipsowo
- Wierczeyken (1928–1945 Gregerswalde), Kreis Lötzen, Ostpreußen: Wierciejki
- Wierischau, Kreis Schweidnitz, Niederschlesien: Wieruszów
- Wierow, Kreis Greifenhagen, Pommern: Wirów
- Wiersbau bei Neidenburg, Dorf (1928–1945 Taubendorf), Kreis Neidenburg, Ostpreußen: Gołębiewo
- Wiersbau bei Neidenburg (Gut) (ab 1898 Wiesenfeld), Kreis Neidenburg Wierzbowo
- Wiersbau bei Soldau, Kreis Neidenburg, Ostpreußen: Wierzbowo
- Wiersbau (1938–1945 Lockwinnen), Kreis Sensburg, Ostpreußen: Wierzbowo
- Wiersbel (1936–1945 Weidengut), Kreis Falkenberg, Oberschlesien: Wierzbie
- Wiersbianken (1938–1945 Lichtenhain), Kreis Goldap, Ostpreußen: Wierzbianki
- Wiersbinnen (1938–1945 Stollendorf), Kreis Johannisburg, Ostpreußen: Wierzbiny
- Wiersbinnen, Kreis Preußisch Stargard, Westpreußen: Wierzbiny
- Wierschlesche (schwankende Schreibungen, 1934–1945 Hohenwalde), Kreis Groß Strehlitz, Oberschlesien: Wierchlesie
- Wierschutzin, Kreis Lauenburg, Pommern: Wierzchucino
- Wierschy (1936–1945 Stoberbrück), Kreis Rosenberg, Oberschlesien: Wierzchy
- Wiersebenne (1935–1945 Weidendorf), Kreis Militsch, Niederschlesien: Wierzbina
- Wierzbowen (1932–1938 Wiersbowen, 1938–1945 Waldwerder), Kreis Lyck, Ostpreußen: Wierzbowo
- Wierzebaum, Kreis Schwerin (Warthe), Posen/Brandenburg: Wierzbno
- Wiesa (1937–1945 Wiese), Kreis Lauban, Niederschlesien: Wieża
- Wiesau, Kreis Glatz, Niederschlesien: Łączna
- Wiesau, Kreis Glogau, Niederschlesien: Radwanice
- Wiesau, Kreis Neisse, Oberschlesien: Ĺąka
- Wieschowa (1935–1945 Randsdorf), Kreis Beuthen-Tarnowitz, Oberschlesien: Wieszowa
- Wiese, Kreis Trebnitz, Niederschlesien: Wisznia Mała
- Wiese, Kreis Mohrungen, Ostpreußen: Łączno
- Wiese, Kreis Preußisch Holland, Ostpreußen: Barzyna
- Wiesenau, Kreis Sensburg, Ostpreußen: Małoszewo
- Wiesenberg, Kreis Jauer, Niederschlesien: Lakoszow
- Wiesenberg, Kreis Schlochau, Westpreußen/Pommern: Dalkowo
- Wiesenfeld, Kreis Neidenburg, Ostpreußen: Wierzbowo
- Wiesenhof, Kreis Preußisch Holland, Ostpreußen: Łączna
- Wiesental, Kreis Angerburg, Ostpreußen: Przerwanki
- Wiesental (bis 1904 Prossekel), Kreis Filehne, Posen: Przsiecki
- Wiesenthal, Kreis Sorau, Brandenburg: Chlebice
- Wiesenthal, Kreis Frankenstein, Niederschlesien: Wadochowice
- Wiesenthal, Kreis Löwenberg, Niederschlesien: Bystrzyca
- Wiesenthal, Kreis Militsch, Niederschlesien: Ostrowący
- Wiesenthal, Kreis Lötzen, Ostpreußen: Bachorza
- Wiesenthal, Kreis Rößel, Ostpreußen: Ługi
- Wiesenthal, Kreis Schlawe, Pommern: Święcianowo
- Wiesenthal, Kreis Wirsitz, Posen: Skoraczewo
- Wietstock, Kreis Cammin, Pommern: Wysoka Kamieńska
- Wigandsthal, Kreis Lauban, Niederschlesien: Pobiedna
- Wigrinnen, Kreis Sensburg, Ostpreußen: Wygryny
- Wikoline, Kreis Guhrau, Niederschlesien: Wiklina
- Wildbahn, Kreis Militsch, Niederschlesien: Wróbliniec
- Wildenbruch, Kreis Greifenhagen, Pommern: Swobnica
- Wildenhoff, Kreis Preußisch Eylau, Ostpreußen: Dzikowo Iławeckie
- Wildforth, Kreis Dramburg, Pommern: Prostynia
- Wildgrund, Kreis Neustadt, Oberschlesien: Pokrzywna
- Wilhelmine, Kreis Schlawe, Pommern: Wilkowice
- Wilhelminenhof, Kreis Friedland/Bartenstein, Ostpreußen: Wiloszyn
- Wilhelminenhof, Kreis Bütow, Pommern: Mała Wieś
- Wilhelminenhof, Kreis Pyritz, Pommern: Rutnica
- Wilhelminenort, Kreis Oels, Niederschlesien: Brzozowiec
- Wilhelmsberg, Kreis Kolberg-Körlin, Pommern: Wątłe Błota
- Wilhelmsberg, Kreis Preußisch Eylau, Ostpreußen: Okopek
- Wilhelmsdorf, Kreis Rastenburg, Ostpreußen: Wilamowo
- Wilhelmsdorf, Kreis Ueckermünde, Pommern: Uniemyśl
- Wilhelmsfelde, Kreis Greifenhagen, Pommern: Bolkowice
- Wilhelmshof, Kreis Angerburg, Ostpreußen: Stadnica
- Wilhelmshof, Kreis Heiligenbeil, Ostpreußen: Goleszewo
- Wilhelmshof, Kreis Osterode, Ostpreußen: Wilamowo
- Wilhelmshöh, Kreis Angerburg, Ostpreußen: Koźlak
- Wilhelmshöh, Kreis Neustettin, Pommern: Sławęcice
- Wilhelmshöh, Gemeinde Marienwalde, Kreis Neustettin, Pommern: Babica (nicht mehr existent)
- Wilhelmshöh, Kreis Preußisch Eylau, Ostpreußen: Goszki (nicht mehr existent)
- Wilhelmshöh, Kreis Soldin, Brandenburg: Straszym
- Wilhelmshöhe, Kreis Belgard, Pommern: Ujazd
- Wilhelmshöhe, Stadt Rastenburg, Ostpreußen: Wichowo
- Wilhelmshort, Kreis Guttentag, Oberschlesien: Bzinica Nowa
- Wilhelmsruh, Stadt Bartenstein, Ostpreußen: Stoczki
- Wilhelmsthal, Kreis Habelschwerdt, Niederschlesien: Bolesławów
- Wilhelmsthal, Kreis Ratibor, Oberschlesien: Kobyla
- Wilhelmsthal, Kreis Allenstein, Ostpreußen: Wilimowo
- Wilhelmsthal (Dorf), Kreis Ortelsburg, Ostpreußen: Gawrzyjałki
- Wilhelmsthal (Gut), Kreis Ortelsburg, Ostpreußen: Pużary
- Wilhelmsthal, Kreis Regenwalde, Pommern: Krzekowo
- Wilka (1937–1945 Wilke), Kreis Lauban, Niederschlesien: Wilka
- Wilkassen (1938–1945 Kleineichicht), Kreis Goldap, Ostpreußen: Wilkasy
- Wilkatschen (1938–1945 Birkendorf (Ostpr.)), Kreis Goldap, Ostpreußen: Wiłkajcie
- Wilkau, Kreis Züllichau-Schwiebus, Brandenburg: Wilkowo
- Wilkau (1937–1945 Wolfau), Kreis Glogau, Niederschlesien: Wilków
- Wilkau, Kreis Namslau, Niederschlesien: Wilków
- Wilkau, Kreis Neumarkt, Niederschlesien: Wilków Średzki
- Wilkau, Kreis Schweidnitz, Niederschlesien: Wilków
- Wilkau (1936–1945 Willenau), Kreis Neustadt, Oberschlesien: Wilków
- Wilkau, Kreis Marienwerder, Westpreußen/Ostpreußen: Wilkowo
- Wilken (1938–1945 Wilkenhof), Kreis Johannisburg, Ostpreußen: Wilki
- Wilken, Kreis Osterode, Ostpreußen: Wilkowo
- Wilkendorf, Kreis Rastenburg, Ostpreußen: Wilkowo
- Wilknitt, Kreis Heiligenbeil, Ostpreußen: Wilknity
- Wilknitter Mühle, Kreis Heiligenbeil, Ostpreußen: Wilknicki Młyn
- Wilkowen (1938–1945 Geroldswalde), Kreis Angerburg, Ostpreußen: Wilkowo
- Wilkowitz (1937–1945 Weizengrund), Kreis Breslau, Niederschlesien: Wilkowice
- Wilkusmühle, Kreis Angerburg, Ostpreußen: Wilkus
- Willamowen (1932–1945 Wilhelmshof), Kreis Ortelsburg, Ostpreußen: Wilamowo
- Willenberg, Kreis Braunsberg, Ostpreußen: Garbina
- Willenberg, Kreis Marienburg, Westpreußen/Ostpreußen: Wielbark
- Willenberg, Kreis Ortelsburg, Ostpreußen: Wielbark
- Willims, Kreis Rößel, Ostpreußen: Wilimy
- Willkamm, Kreis Gerdauen, Ostpreußen: Wielewo
- Willkassen (1938–1945 Wolfsee), Kreis Lötzen, Ostpreußen: Wilkasy
- Willkassen, Kreis Oletzko/Treuburg, Ostpreußen: Wilkasy
- Willmannsdorf, Kreis Jauer, Niederschlesien: Stanisławów
- Willnau, Kreis Mohrungen, Ostpreußen: Wilnowo
- Willudden (1938–1945 Andreastal), Kreis Angerburg, Ostpreußen: Wyłudy
- Willudtken (1938–1945 Heydeck), Kreis Lötzen, Ostpreußen: Wyłudki
- Willuhnen, Kreis Neidenburg, Ostpreußen: Wiłunie
- Willwitz, Kreis Frankenstein, Niederschlesien: Wilamowice
- Wilmsdorf, Kreis Kreuzburg, Oberschlesien: Dobiercice
- Wilmsdorf, Kreis Neidenburg, Ostpreußen: Wilamowo
- Wilmsdorf, Kreis Osterode, Ostpreußen: Wielimowo
- Wilschkowitz (1937–1945 Wolfskirch), Kreis Breslau, Niederschlesien: Wilczkowice
- Wiltsch, Kreis Glatz, Niederschlesien: Wilcza
- Wiltschau, Kreis Breslau, Niederschlesien: Wilczków
- Wilxen, Kreis Neumarkt, Niederschlesien: Wilkszyn
- Wilzken, Kreis Neidenburg, Ostpreußen: Wilczki
- Winau, Kreis Oppeln, Oberschlesien: Winów
- Windenhof, Kreis Heilsberg, Ostpreußen: Kunik
- Windischborau, Kreis Freystadt, Niederschlesien: Borów Polski
- Windisch Marchwitz, Kreis Namslau, Niederschlesien: Smarchowice Śląskie
- Windtkeim, Kreis Rastenburg, Ostpreußen: Windykajmy
- Windtken, Kreis Allenstein, Ostpreußen: Wołowno
- Wingendorf, Kreis Lauban, Niederschlesien: Jałowiec
- Winkel, Gemeinde Reppow, Kreis Neustettin, Pommern: Głęboczek
- Winkeldorf, Kreis Habelschwerdt, Niederschlesien: Kąty Bystrzyckie
- Winkenhagen, Kreis Osterode, Ostpreußen: Winiec
- Winsdorf, Kreis Neisse, Oberschlesien: Wilamowice Nyskie
- Wintersfelde, Kreis Greifenhagen, Pommern: Czepino
- Wintershagen, Kreis Stolp, Pommern: Grabno
- Winzenberg, Kreis Grottkau, Oberschlesien: Więcmierzyce
- Winzig, Kreis Wohlau, Niederschlesien: Wińsko
- Wipper (Fluss): Wieprza
- Wirchenblatt, Kreis Guben, Brandenburg: Wierzchno
- Wirrwitz (1937–1945 Konradserbe), Kreis Breslau, Niederschlesien: Wierzbice
- Wisbu, Kreis Regenwalde, Pommern: Wyszobór
- Wisbuhr, Kreis Köslin, Pommern: Wyszebórz
- Wischen, Kreis Meseritz, Posen/Brandenburg: Wyszanowo
- Wischke (1936–1945 Lindendorf O. S.), Kreis Neisse, Oberschlesien: Wyszków Śląski
- Wischniewen (1938–1945 Kölmersdorf), Kreis Lyck, Ostpreußen: Wiśniowo Ełckie
- Wischnitz (1936–1945 Kirschen), Kreis Tost-Gleiwitz, Oberschlesien: Wiśnicze
- Wischnitz: Nowy Wiśnicz
- Wischow, Wischower Kirche: Wyszkowo
- Wischütz, Kreis Wohlau, Niederschlesien: Wyszęcice
- Wissek: Wysoka
- Wissmar, Kreis Naugard, Pommern: Wyszomierz
- Wissowatten, Kreis Lötzen, Ostpreußen: Wyszowate
- Wissulke, Kreis Deutsch Krone, Westpreußen/Pommern: Wiesiółka
- Witoslawitz (1936–1945 Wiesenstein), Kreis Cosel, Oberschlesien: Witosławice
- Wittbeck, Kreis Stolp, Pommern: Czysta
- Witten, Kreis Züllichau-Schwiebus, Brandenburg: Wityń
- Wittenberg, Kreis Lauenburg, Pommern: Białogóra
- Wittenfelde, Kreis Greifenberg, Pommern: Witno
- Wittenfelde, Kreis Naugard, Pommern: Bielice
- Wittgendorf: Witków
- Wittgirren (1938–1945 Wittbach), Kreis Darkehmen/Angerapp, Ostpreußen: Widgiry
- Wittichsfelde, Kreis Goldap, Ostpreußen: Bronisze
- Wittigwalde, Kreis Osterode, Ostpreußen: Wigwałd
- Wittinnen, Kreis Lyck, Ostpreußen: Wityny
- Wittmannsdorf, Kreis Osterode, Ostpreußen: Witramowo
- Wittstock, Kreis Königsberg (Neumark), Brandenburg: Wysoka
- Wittstock, Kreis Stolp, Pommern: Wysoka
- Wittun, Kreis Flatow, Westpreußen: Witunia
- Witulten, Kreis Osterode, Ostpreußen: Witułty
- Witzen, Kreis Sorau, Brandenburg: Wicina
- Witzmitz, Kreis Regenwalde, Pommern: Wicimice
- Wlosten (1938–1945 Flosten), Kreis Johannisburg, Ostpreußen: Włosty
- Wobbermin, Kreis Pyritz, Pommern: Obromino
- Wobesde, Kreis Stolp, Pommern: Objazda
- Wobeser, Kreis Rummelsburg, Pommern: Objezierze
- Woblanse, Kreis Rummelsburg, Pommern: Obłęże
- Wobrow, Kreis Kolberg-Körlin, Pommern: Obroty
- Wocknin, Kreis Rummelsburg, Pommern: Okunino
- Woduhnkeim (–1893 Köllmisch Woduhnkeim, –1928 auch Adlig Woduhnkeim), Kreis Friedland/Bartenstein, Ostpreußen: Wodukajmy
- Woedtke, Kreis Greifenberg, Pommern: Otok
- Woedtke, Gemeinde Saulin, Kreis Lauenburg, Pommern: Witków
- Wogenab, Kreis Elbing, Westpreußen/Ostpreußen: Jagodno
- Wohlau, Kreisstadt in Niederschlesien: Wołów
- Wohlau, Kreis Heiligenbeil, Ostpreußen: Wołowo
- Wohnwitz, Kreis Neumarkt, Niederschlesien: Wojnowice
- Woigwitz (1937–1945 Albrechtsau), Kreis Breslau, Niederschlesien: Wojtkowice
- Woinowitz (1936–1945 Weihendorf), Kreis Ratibor, Oberschlesien: Wojnowice
- Woischnik: Woźniki
- Woischwitz (1937–1945 Hoinstein), Kreis Breslau, Niederschlesien: Wojszyce
- Woiska (1936–1945 Hubertusgrund), Kreis Tost-Gleiwitz, Oberschlesien: Wojska
- Woislawitz (1936–1945 Kirchlinden), Kreis Kreuzburg, Oberschlesien: Wojsławice
- Woislowitz (1936–1945 Eibenhof), Kreis Reichenbach (Eulengebirge), Niederschlesien: Wojsławice
- Woisselsdorf, Kreis Grottkau, Oberschlesien: Wojsław
- Woistenthin, Kreis Cammin, Pommern: Ościęcin
- Woitfick, Kreis Pyritz, Pommern: Oćwieka
- Woitsdorf, Kreis Goldberg, Niederschlesien: Wojciechów
- Woitsdorf, Kreis Oels, Niederschlesien: Wojciechów
- Woitz (1936–1945 Eichenau), Kreis Grottkau, Oberschlesien: Wójcice
- Woitzel, Kreis Regenwalde, Pommern: Wysiedle
- Wojenthin, Kreis Köslin, Pommern: Wojęcino
- Wokellen, Kreis Preußisch Eylau, Ostpreußen: Wokiele
- Wöklitz, Kreis Elbing, Westpreußen/Ostpreußen: Weklice
- Wolchow, Kreis Naugard, Pommern: Olchowo
- Woldenberg, Kreis Friedeberg (Neumark), Brandenburg/Pommern: Dobiegniew
- Woldisch Tychow, Kreis Belgard, Pommern: Tychówko
- Wölfelsdorf, Kreis Habelschwerdt, Niederschlesien: Wilkanów
- Wölfelsgrund, Kreis Habelschwerdt, Niederschlesien: Międzygórze
- Wolfram: Wolbrom
- Wolfsdorf, Kreis Heilsberg, Ostpreußen: Wilczkowo
- Wolfsdorf, Kreis Rosenberg in Westpreußen: Wilczany
- Wolfsdorf: Wierciny
- Wolfsdorf Höhe, Kreis Elbing, Westpreußen/Ostpreußen: Wilkowo
- Wolfsee (Gut), Kreis Lötzen, Ostpreußen: Wilkaski
- Wolfsgarten, Kreis Neidenburg, Ostpreußen: Wilczyce
- Wolfshagen, Kreis Köslin, Pommern: Słowienkowo
- Wolfshagen, Kreis Rastenburg, Ostpreußen: Wilczyny
- Wolfshau, Kreis Hirschberg, Niederschlesien: Wilcza Poręba
- Wolfskirch, Kreis Breslau, Niederschlesien: Wilkowice
- Wolgast, Kreis Friedeberg (Neumark), Brandenburg/Pommern: Wołogoszcz
- Wolisko (1938–1945 Schnepfenberge), Kreis Neidenburg, Ostpreußen: Wolisko
- Wolka (1938–1945 Großkarlshof), Kreis Neidenburg, Ostpreußen: Wólka Orłowska
- Wolka (1938–1945 Georgsheide), Kreis Ortelsburg, Ostpreußen: Wólka Wielbarska
- Wolka (1938–1945 Spittel), Kreis Rastenburg, Ostpreußen: Wólka
- Wölken, Kreis Braunsberg, Ostpreußen: Wołki
- Wolken, Kreis Goldap, Ostpreußen: Wólka
- Wölken, Kreis Heilsberg, Ostpreußen: Wilki
- Wolkow, Kreis Regenwalde, Pommern: Wołkowo
- Wolla (1938–1945 Grenzdamm), Kreis Neidenburg, Ostpreußen: Wola
- Wollentschin (1936–1945 Wollendorf), Kreis Rosenberg, Oberschlesien: Wolęcin
- Wollin, Kreis Stolp, Pommern: Wolinia
- Wollin, Kreis Usedom-Wollin, Pommern: Wolin
- Wollmersrug, Kreis Rößel, Ostpreußen: Ignacówka
- Wollstein: Wolsztyn
- Wolmsdorf, Kreis Habelschwerdt, Niederschlesien: Rogóżka
- Wolmsdorf, Kreis Jauer, Niederschlesien: Wolbromek
- Wolschewitz, Kreis Rummelsburg, Pommern: Olszewiec
- Woltersdorf, Kreis Königsberg (Neumark), Brandenburg: Mirowo
- Woltersdorf, Kreis Soldin, Brandenburg: Dalsze
- Woltersdorf, Kreis Dramburg, Pommern: Linowno
- Woltersdorf, Kreis Greifenhagen, Pommern: Sobieradz
- Woltersdorf, Kreis Schlochau, Westpreußen/Pommern: Kiełpin
- Woltin, Kreis Greifenhagen, Pommern: Wełtyń
- Wondollek (1938–1945 Wondollen), Kreis Johannisburg, Ostpreußen: Wądołek
- Wonglik (1938–1945 Balzershausen), Kreis Johannisburg, Ostpreußen: Wąglik
- Wongrowitz: Wągrowiec
- Wönicken, Kreis Osterode, Ostpreußen: Wynki
- Woninkeim, Kreis Gerdauen, Ostpreußen: Wanikajmy
- Wonneberg, Kreis Rößel, Ostpreußen: Studzianka
- Wopersnow, Kreis Belgard, Pommern: Oparzno
- Woplauken, Kreis Rastenburg, Ostpreußen: Wopławki
- Woppen, Kreis Allenstein, Ostpreußen: Wopy
- Woppen, Kreis Braunsberg, Ostpreußen: Wopy
- Wordommen, Kreis Friedland/Bartenstein, Ostpreußen: Wardomy
- Worfengrund, Kreis Ortelsburg, Ostpreußen: Czarkowy Grąd
- Worglitten, Kreis Preußisch Eylau, Ostpreußen: Wargielity
- Worgullen, Kreis Johannisburg, Ostpreußen: Worgule
- Worienen, Kreis Preußisch Eylau, Ostpreußen: Woryny
- Woritten, Kreis Allenstein, Ostpreußen: Woryty
- Woritten (Gemeinde Barten), Kreis Mohrungen, Ostpreußen: Woryty Zalewskie
- Woritten (Gemeinde Golbitten), Kreis Mohrungen, Ostpreußen: Woryty Morąskie
- Workeim, Kreis Heilsberg, Ostpreußen: Workiejmy
- Worlack, Kreis Preußisch Eylau, Ostpreußen: Worławki
- Worleinen, Kreis Osterode, Ostpreußen: Worliny
- Wormditt, Kreis Braunsberg, Ostpreußen: Orneta
- Wormen, Kreis Preußisch Eylau, Ostpreußen: Wormie
- Wormen, Kreis Rastenburg, Ostpreußen: Studzieniec
- Worplack, Kreis Rößel, Ostpreußen: Worpławki
- Worschienen, Kreis Preußisch Eylau, Ostpreußen: Worszyny
- Woschczytz, Woschütz: Woszczyce
- Wosnitzen (1938–1945 Julienhöfen), Kreis Sensburg, Ostpreußen: Woźnice
- Wossau, Kreis Rastenburg, Ostpreußen: Osewo
- Wosseden, Kreis Heilsberg, Ostpreußen: Nowosady
- Woszczellen (1928–1938 Woszellen, 1938–1945 Neumalken), Kreis Lyck, Ostpreußen: Woszczele
- Wöterkeim, Kreis Friedland/Bartenstein, Ostpreußen: Wiatrowiec
- Wotterkeim (Dorf), Kreis Rastenburg, Ostpreußen: Kowalewo Małe
- Wotterkeim (Vorwerk), Kreis Rastenburg, Ostpreußen: Kowalewo Duże
- Wotterlack, Kreis Preußisch Eylau, Ostpreußen: Kowalski Pole
- Wottnogge: Otnoga
- Woymanns, Kreis Preußisch Eylau, Ostpreußen: Wojmiany
- Woynassen (1938–1945 Woinassen), Kreis Oletzko/Treuburg, Ostpreußen: Wojnasy
- Woynen (1938–1945 Woinen), Kreis Johannisburg, Ostpreußen: Wojny
- Woynitt, Kreis Braunsberg, Ostpreußen: Wojnity
- Woynowo (1934–1945 Reckenwalde), Kreis Bomst/Züllichau-Schwiebus, Brandenburg: Wojnowo
- Woytellen (1938–1945 Woiten), Kreis Johannisburg, Ostpreußen: Wojtele
- Wreschen: Września
- Wreske (1936–1945 Heidefeld), Kreis Oppeln, Oberschlesien: Wrzoski
- Wrobbeln (1938–1945 Geiershof), Kreis Osterode, Ostpreußen: Wróble
- Wronin (1936–1945 Vierraben), Kreis Cosel, Oberschlesien: Wronin
- Wronken, Kreis Oletzko/Treuburg, Ostpreußen: Wronki
- Wronowo (1938–1945 Wiesengut), Kreis Osterode, Ostpreußen: Wronowo
- Wujaken (1934–1945 Ohmswalde), Kreis Ortelsburg, Ostpreußen: Wujaki
- Wujewken (1938–1945 Goldberg), Kreis Neidenburg, Ostpreußen: Złota Góra
- Wulfflatzke, Kreis Neustettin, Pommern: Wilcze Laski
- Wulkow, Kreis Saatzig, Pommern: Ulikowo
- Wundichow, Kreis Stolp, Pommern: Unichowo
- Wundschütz, Kreis Kreuzburg, Oberschlesien: Wąsice
- Wunneschin, Kreis Lauenburg, Pommern: Unieszyno
- Wünschelburg, Kreis Glatz, Niederschlesien: Radków
- Wünschendorf, Kreis Lauban, Niederschlesien: Radogoszcz
- Wünschendorf, Kreis Löwenberg, Niederschlesien: Radomice
- Würben, Kreis Ohlau, Niederschlesien: Wierzbno
- Würben, Kreis Schweidnitz, Niederschlesien: Wierzbna
- Würben, Kreis Grottkau, Oberschlesien: Wierzbna
- Würben, Kreis Neisse, Oberschlesien: Wierzbno
- [Polnisch-]Würbitz (1936–1945 Oberweiden), Kreis Kreuzburg, Oberschlesien: Wierzbica Górna
- Würtemberg, Kreis Oels, Niederschlesien: Wądoły
- Wurchow, Kreis Neustettin, Pommern: Wierzchowo
- Wurow, Kreis Regenwalde, Pommern: Worowo
- Wurzeldorf, Kreis Glatz, Niederschlesien: Wyrębina
- Wusen, Kreis Braunsberg, Ostpreußen: Osetnik
- Wuslack, Kreis Heilsberg, Ostpreußen: Wozławki
- Wusseken, Kreis Bütow, Pommern: Osieki
- Wusseken, Kreis Köslin, Pommern: Osieki
- Wusseken, Kreis Schlawe, Pommern: Osieki
- Wusseken, Kreis Stolp, Pommern: Osieki Słupskie
- Wussow, Kreis Belgard, Pommern: Osowo
- Wussow, Kreis Lauenburg, Pommern: Osowo Lęborskie
- Wussow, Kreis Rummelsburg, Pommern: Osowo
- Wussow: Osów, Szczecin
- Wussowke (1938–1945 Waldrode), Kreis Rummelsburg, Pommern: Osówka
- Wussowske: Osowskie
- Wüstebriese, Kreis Ohlau, Niederschlesien: Brzezimierz
- Wüstegiersdorf, Kreis Waldenburg, Niederschlesien: Głuszyca
- Wusterbarth, Kreis Belgard, Pommern: Ostre Bardo
- Wusterhanse, Kreis Neustettin, Pommern: Ostrowąsy
- Wustermitz, Kreis Cammin, Pommern: Ostromice
- Wusterwitz, Kreis Dramburg, Pommern: Ostrowice
- Wusterwitz, Kreis Schlawe, Pommern: Ostrowiec
- Wusterwitz, Kreis Soldin, Brandenburg: Ostrowiec
- Wüstewaltersdorf, Kreis Waldenburg, Niederschlesien: Walim
- Wustrowsee: Ostrów
- Wuthenow, Kreis Soldin, Brandenburg: Otanów
- Wutschdorf, Kreis Züllichau-Schwiebus, Brandenburg: Bucze
- Wüttendorf, Kreis Kreuzburg, Oberschlesien: Bogdańczowice
- Wuttrienen, Kreis Allenstein, Ostpreußen: Butryny
- Wutzig, Kreis Friedeberg (Neumark), Brandenburg/Pommern: Osiek
- Wutzig, Kreis Dramburg, Pommern: Osiek Drawski
- Wutzkow, Kreis Lauenburg, Pommern: Oskowo
- Wutzow, Kreis Belgard, Pommern: Osówko
- Wychrowitz (1938–1945 Hardichhausen), Kreis Neidenburg, Ostpreußen: Wichrowiec
- Wydow (1936–1945 Widdenau), Kreis Tost-Gleiwitz, Oberschlesien: Widów
- Wygodda (1938–1945 Waldruh), Kreis Allenstein, Ostpreußen: Wygoda
- Wymisly (1938–1945 Katzenbuckel), Kreis Sensburg, Ostpreußen: Wymysły
- Wypad (1938–1945 Waldsiedeln), Kreis Sensburg, Ostpreußen: Wypad
- Wyranden (1938–1945 Wiranden), Kreis Allenstein, Ostpreußen: Wyrandy
- Wyseggen (1938–1945 Grünlanden), Kreis Ortelsburg, Ostpreußen: Wyżegi
- Wyseggo (1928–1945 Klein Wilhelmsthal), Kreis Ortelsburg, Ostpreußen: Wyżega
- Wysockigrund (1932–1945 Lindengrund), Kreis Ortelsburg, Ostpreußen: Wysoki Grąd
- Wyssocken (1938–1945 Waltershöhe), Kreis Lyck, Ostpreußen: Wysokie
- Wyssoka (1936–1945 Hohenkirch), Kreis Groß Strehlitz, Oberschlesien: Wyssoka
- Wyssoka (1936–1945 Lindenhöhe), Kreis Rosenberg, Oberschlesien: Wysoka
- Wystemp (1934–1945 Höhenwerder), Kreis Ortelsburg, Ostpreußen: Występ

## X
- Xions: Książ Wielkopolski
- Xiondslas (1936–1945 Herzogshain), Kreis Tost-Gleiwitz, Oberschlesien: Księży Las

## Y
- Yorckschwert, siehe Gnichwitz

## Z
- Zabelkau (1936–1945 Schurgersdorf), Kreis Ratibor, Oberschlesien: Zabełków
- Zabelsdorf: Niebuszewo, Szczecin
- Zabelsdorf-Grünhof: Niebuszewo-Bolinko, Szczecin
- Zabierzau (1936–1945 Hinterwalde), Kreis Neustadt, Oberschlesien: Zabierzów
- Zabinken (1938–1945 Hochsee), Kreis Angerburg, Ostpreußen: Żabinka
- Zaborowo (1939–1945 Dornfeld), Kreis Lissa, Posen: Zaborowo
- Zabrodzin (1929–1945 Schöndorf), Kreis Rößel, Ostpreußen: Zabrodzie
- Zabrze (1915–1945 Hindenburg O. S.), Oberschlesien: Zabrze
- Zachan, Kreis Saatzig, Pommern: Suchań
- Zachasberg: Zacharzyn
- Zachow, Kreis Königsberg (Neumark), Brandenburg: Czachów
- Zachow, Kreis Regenwalde, Pommern: Czachowo
- Zackenzin, Kreis Lauenburg, Pommern: Ciekocinoō
- Zäckerick, Kreis Königsberg (Neumark), Brandenburg: Siekierki
- Zadel, Kreis Frankenstein, Niederschlesien: Sadlno
- Zadtkow, Kreis Belgard, Pommern: Sadkowo
- Zagern, Kreis Braunsberg, Ostpreußen: Zawierz
- Zalenze: Załęże
- Zamow, Kreis Greifenberg, Pommern: Samowo
- Zampelhagen, Kreis Naugard, Pommern: Sąpolnica
- Zanderborken, Kreis Friedland/Bartenstein, Ostpreußen: Borki Sędrowskie
- Zandersdorf, Kreis Konitz, Westpreußen: Jarcewo
- Zandersdorf, Kreis Rastenburg, Ostpreußen: Swędrówka
- Zanow, Kreis Schlawe, Pommern: Sianów
- Zantkau, Kreis Trebnitz, Niederschlesien: Sadków
- Zantoch, Kreis Landsberg (Warthe), Brandenburg: Santok
- Zantoch (1937–1945 Neuscholle), Kreis Oels, Niederschlesien: Sątok
- Zanzbruch, Kreis Friedeberg (Neumark), Brandenburg/Pommern: Sącznica
- Zanzhausen, Kreis Landsberg (Warthe), Brandenburg: Santoczno
- Zanzin, Kreis Landsberg (Warthe), Brandenburg: Santocko
- Zappeln, Kreis Lyck, Ostpreußen: Czaple
- Zarben, Kreis Greifenberg, Pommern: Sarbia
- Zargen, Kreis Darkehmen/Angerapp, Ostpreußen: Szarek
- Zaribinnek (1942–1945 Neurübenau), Kreis Löbau/Neumark, Westpreußen: Zarybinek
- Zarnefanz, Kreis Belgard, Pommern: Czarnowęsy
- Zarnekow, Kreis Belgard, Pommern: Czarnkowo
- Zarnikow, Kreis Saatzig, Pommern: Czarnkowo
- Zasdrosz (1935–1945 Neidhof), Kreis Allenstein, Ostpreußen: Zazdrość
- Zatzkowen (1938–1945 Eisenack), Kreis Sensburg, Ostpreußen: Czaszkowo
- Zauche, Kreis Grünberg, Niederschlesien: Sucha
- Zauche (1936–1945 Teichgrund), Kreis Groß Strehlitz, Oberschlesien: Utrata
- Zauchel, Kreis Sorau, Brandenburg: Suchodół
- Zauchwitz (1936–1945 Dreimühlen), Kreis Leobschütz, Oberschlesien: Sucha Psina
- Zaughals, Kreis Glatz, Niederschlesien: Sokolica
- Zaugwitz (1937–1945 Trutzflut), Kreis Breslau, Niederschlesien: Sokolniki
- Zaumgarten, Kreis Breslau, Niederschlesien: Chrzanów
- Zauritz, Kreis Grottkau, Oberschlesien: Zurzyce
- Zawada (1936–1945 Bachweiler), Kreis Tost-Gleiwitz, Oberschlesen: Zawada
- Zawadzki (1936–1945 Andreashütte), Kreis Groß Strehlitz, Oberschlesien: Zawadzkie
- Zawisc (1936–1945 Winterfeld), Kreis Oppeln, Oberschlesien: Zawiść
- Zawoyken (1934–1945 Lilienfelde), Kreis Ortelsburg, Ostpreußen: Zawojki
- Zdrojek (1938–1945 Künsberg), Kreis Neidenburg, Ostpreußen: Zdrojek
- Zebbin, Kreis Cammin, Pommern: Sibin
- Zechelwitz, Kreis Wohlau, Niederschlesien: Ciechłowice
- Zechen, Kreis Guhrau, Niederschlesien: Czechnów
- Zechendorf, Kreis Neustettin, Pommern: Czechy
- Zechendorf, Kreis Deutsch Krone, Westpreußen/Pommern: Czechyń
- Zechern, Kreis Heilsberg, Ostpreußen: Urbanowo
- Zechlin, Kreis Stolp, Pommern: Żychlin
- Zechow, Kreis Landsberg (Warthe), Brandenburg: Czechów
- Zedel, Kreis Sorau, Brandenburg: Siodło
- Zedlin, Kreis Greifenberg, Pommern: Sadlno
- Zedlin, Kreis Stolp, Pommern: Siodłonie
- Zedlinerberg, Gemeinde Zedlin, Kreis Greifenberg, Pommern: Sadlenko
- Zedlitz, Kreis Lüben, Niederschlesien: Siedlce
- Zedlitz, Kreis Ohlau, Niederschlesien: Siedlce
- Zedlitz, Kreis Schweidnitz, Niederschlesien: Pasieczna
- Zedlitz, Kreis Trebnitz, Niederschlesien: Siedlec
- Zedlitz, Kreis Grottkau, Oberschlesien: Siedlec
- Zedlitz, Kreis Oppeln, Oberschlesien: Grabice
- Zedlitz, Kreis Fraustadt, Posen/Niederschlesien: Siedlnica
- Zedlitzfelde, Pommern: Siedlice
- Zedlitzheide, Kreis Waldenburg, Niederschlesien: Siedlików
- Zehden an der Oder, Kreis Königsberg (Neumark), Brandenburg: Cedynia
- Zehnhuben, Kreis Rößel, Ostpreußen: Kostrzewy
- Zehrten, Kreis Saatzig, Pommern: Czertyń
- Zehsen, Kreis Preußisch Eylau, Ostpreußen: Sajzy
- Zeinicke, Kreis Saatzig, Pommern: Ścienne
- Zeipau, Kreis Sprottau, Niederschlesien: Szczepanów
- Zeippern, Kreis Guhrau, Niederschlesien: Bartodzieje
- Zeisau, Kreis Sprottau, Niederschlesien: Czyżówek
- Zeisdorf, Kreis Sorau, Brandenburg: Cisowa
- Zeisdorf, Kreis Sprottau, Niederschlesien: Cieciszów
- Zeiselwitz, Kreis Neustadt, Oberschlesien: Czyżowice
- Zeitlitz, Kreis Regenwalde, Pommern: Siedlice
- Zeitlow, Gemeinde Friedeberg (Neumark), Kreis Friedeberg (Neumark), Brandenburg/Pommern: Sidłów
- Zelasno (1934–1945 Eisenau), Kreis Oppeln, Oberschlesien: Żelazna
- Zellin, Kreis Königsberg (Neumark), Brandenburg: Czelin
- Zellin, Kreis Neustadt, Oberschlesien: Zielina
- Zelz, Kreis Sorau, Brandenburg: Siedlec
- Zembowitz (1936–1945 Föhrendorf), Kreis Rosenberg, Oberschlesien: Zębowice
- Zemlin, Kreis Cammin, Pommern: Samlino
- Zemmen, Kreis Bütow, Pommern: Ciemno
- Zemmin, Kreis Neustettin, Pommern: Cieminko
- Zemmin, Kreis Stolp, Pommern: Ciemino
- Zempelburg: Sępólno Krajeńskie
- Zerbau (1938–1945 Lerchenberg), Kreis Glogau, Niederschlesien: Serby
- Zerbow, Kreis Weststernberg, Brandenburg: Serbów
- Zernickow, Kreis Soldin, Brandenburg: Czarników
- Zernin, Kreis Kolberg-Körlin, Pommern: Czernin
- Zeromin, Gemeinde Jerskewitz, Kreis Stolp, Pommern: Sieromino
- Zerrehne, Kreis Köslin, Pommern: Sieranie
- Zerrin, Kreis Bütow, Pommern: Sierzno
- Zerrinerheide, Kreis Bütow, Pommern: Pyszno
- Zeschau, Kreis Sorau, Brandenburg: Cieszów
- Zessel, Kreis Oels, Niederschlesien: Cieśle
- Zesselwitz, Kreis Frankenstein, Niederschlesien: Czesławice
- Zessendorf, Kreis Sprottau, Niederschlesien: Dobrochów
- Zetthun, Kreis Köslin, Pommern: Cetuń
- Zettin, Kreis Rummelsburg, Pommern: Cetyń
- Zettitz, Kreis Crossen (Oder), Brandenburg: Czetowice
- Zettritz, Kreis Landsberg (Warthe), Brandenburg: Ciecierzyce
- Zetzin, Kreis Dramburg, Pommern: Siecino
- Zewelin, Kreis Köslin, Pommern: Cewlino
- Zewitz, Kreis Lauenburg, Pommern: Cewice
- Zeyer: Kępki
- Zeyerniederkampen, Kreis Elbing, Westpreußen/Ostpreußen: Kępiny Wielkie
- Zeyervorderkampen, Kreis Danzig, Westpreußen: Kępiny Małe
- Zeysen, Kreis Lyck, Ostpreußen: Sajzy
- Zezenow, Kreis Stolp, Pommern: Cecenowo
- Ziabnik (1936–1945 Froschweiler), Kreis Neustadt, Oberschlesien: Żabnik
- Zibelle, Kreis Rothenburg, Niederschlesien: Niwica
- Zicher, Kreis Königsberg (Neumark), Brandenburg: Cychry
- Zicker, Kreis Greifenberg, Pommern: Sikory
- Zicker, Kreis Neustettin, Pommern: Sikory
- Zickerke, Kreis Naugard, Pommern: Sikorki
- Ziebalspforte, Kreis Heilsberg, Ostpreußen: Bramka
- Ziebern, Kreis Rothenburg, Niederschlesien: Drozdów
- Ziebingen, Kreis Weststernberg, Brandenburg: Cybinka
- Ziegelei Groß Blaustein, Kreis Rastenburg, Ostpreußen: Siniec-Cegielnia
- Ziegelei Steinort: Kamionek Wielki
- Ziegenberg, Kreis Kolberg-Körlin, Pommern: Sianożęty
- Ziegenberg (1926–1945 Schönhausen (Ostpr.)), Kreis Osterode, Ostpreußen: Kozia Góra
- Ziegenhagen, Kreis Saatzig, Pommern: Rybaki
- Ziegenhals, Kreis Neisse, Oberschlesien: Głuchołazy
- Ziegenort, Pommern: Trzebież
- Ziegnitz, Kreis Schlawe, Pommern: Ściegnica
- Zielasken (1938–1945 Schelasken), Kreis Lyck, Ostpreußen: Żelazki
- Zielenzig, Kreis Oststernberg, Brandenburg: Sulęcin
- Zielonen (1938–1945 Grünflur), Kreis Ortelsburg, Ostpreußen: Zielone
- Zielonka (1938–1945 Finkenhorst), Kreis Osterode, Ostpreußen: Zielonka
- Zielonygrund (1933–1945 Schützengrund), Kreis Ortelsburg, Ostpreußen: Orzeszki
- Ziemianen: Ziemiany
- Ziemientzitz (1936–1945 Ackerfelde), Kreis Tost-Gleiwitz, Oberschlesien: Ziemięcice
- Zierwienz (auch Schierwenz), Kreis Stolp, Pommern: Czerwieniec
- Zieserwitz, Kreis Neumarkt, Niederschlesien: Cesarzowice
- Zietlow, Kreis Belgard, Pommern: Sidłowo
- Zietzen, Kreis Stolp, Pommern: Siecie
- Ziezeneff, Kreis Belgard, Pommern: Cieszeniewo
- Zillerthal-Erdmannsdorf, Kreis Hirschberg, Niederschlesien: Mysłakowice
- Zillmitz, Kreis Schlawe, Pommern: Sulimice
- Zilmsdorf, Kreis Sorau, Brandenburg: Cielmów
- Zimdarse, Kreis Greifenberg, Pommern: Siemidarżno
- Zimmerhausen, Kreis Regenwalde, Pommern: Mechowo Łobeskie
- Zimmermannshorst, Kreis Naugard, Pommern: Cisewo
- Zimnawodda (1893–1945 Kaltenborn), Kreis Neidenburg, Ostpreußen: Zimna Woda
- Zimnawodda (1933–1945 Hirschthal), Kreis Ortelsburg, Ostpreußen: Zimna Woda
- Zimpel, Stadt Breslau, Niederschlesien: Sępolno
- Zindel, Kreis Breslau, Niederschlesien: Wojnowice
- Zindel, Kreis Brieg, Niederschlesien: Młodoszowice
- Zinkwitz, Kreis Frankenstein, Niederschlesien: Cienkowice
- Zion, Kreis Züllichau-Schwiebus, Brandenburg: Wilenko
- Zipkow, Kreis Stolp, Pommern: Szczypkowice
- Zipperken, Kreis Preußisch Eylau, Ostpreußen: Czyprki
- Zippnow, Kreis Deutsch Krone, Westpreußen/Pommern: Sypniewo
- Zirchow B, Kreis Schlawe, Pommern: Sierakówko
- Zirchow, Kreis Schlawe, Pommern: Sierakowo Sławieńskie
- Zirchow, Kreis Stolp, Pommern: Sierakowo Słupskie
- Zirke: Sieraków
- Zirkwitz, Kreis Greifenberg, Pommern: Cerkwica
- Zirkowitz (1936–1945 Erlental), Kreis Oppeln, Oberschlesien: Żerkowice
- Zittel: Pasternik
- Zitzewitz, Kreis Stolp, Pommern: Sycewice
- Zitzmar, Kreis Greifenberg, Pommern: Ciećmierz
- Zitzmin, Kreis Schlawe, Pommern: Sieciemin
- Zizow, Kreis Schlawe, Pommern: Cisowo
- Zlattnik (1936–1945 Goldenau), Kreis Oppeln, Oberschlesien: Złotniki
- Zlönitz (1936–1945 Glockenau), Kreis Oppeln, Oberschlesien: Źlinice
- Zoblitz, Kreis Rothenburg, Niederschlesien: Sobolice
- Zobten am Berge, Kreis Schweidnitz, Niederschlesien: Sobótka
- Zohlen, Kreis Preußisch Eylau, Ostpreußen: Solno
- Zohlow: Sułów
- Zoldekow, Kreis Cammin, Pommern: Sulikowo
- Zollbrück: Korzybie
- Zoppot: Sopot
- Zorndorf: Sarbinowo
- Zowade (1936–1945 Lichten), Kreis Neustadt, Oberschlesien: Zawada
- Zowen, Kreis Regenwalde: Sowno
- Zschiegern (1937–1945 Schiegern), Kreis Guben, Brandenburg: Przyborowice
- Zuchen, Kreis Belgard, Pommern: Sucha
- Zuchen, Kreis Köslin, Pommern: Sucha Koszalińska
- Züchen, Kreis Guhrau, Niederschlesien: Ciechanów
- Zuchow, Kreis Dramburg, Pommern: Suchowo
- Zuckau, Kreis Karthaus, Westpreußen: Żukowo
- Zuckau, Kreis Konitz, Westpreußen: Żukowo
- Zuckelnick, Kreis Neumarkt, Niederschlesien: Sokolniki
- Zuckers, Kreis Rummelsburg, Pommern: Suchorze
- Zucklau, Kreis Oels, Niederschlesien: Sokołowice
- Zudnochen (1938–1945 Siebenhöfen (Ostpr.)), Kreis Sensburg, Ostpreußen: Cudnochy
- Zühlsdorf, Kreis Arnswalde, Brandenburg/Pommern: Suliszewo
- Zukleba (1937–1945 Steinfelde), Kreis Sorau, Brandenburg: Suchleb
- Zülkenhagen, Kreis Neustettin, Pommern: Sulikowo
- Züllchow: Żelechowa
- Züllichau, Kreis Züllichau-Schwiebus, Brandenburg: Sulechów
- Zülz, Kreis Neustadt, Oberschlesien: Biała
- Zülzefitz, Kreis Regenwalde, Pommern: Suliszewice
- Zülzendorf, Kreis Frankenstein, Niederschlesien: Sulisławice
- Zülzendorf, Kreis Schweidnitz, Niederschlesien: Sulisławice
- Zülzhoff, Kreis Grottkau, Oberschlesien: Sulisław
- Zünz, Kreis Usedom-Wollin, Pommern: Zastań
- Zürkow, Kreis Kolberg-Körlin, Pommern: Syrkowice
- Zützer, Kreis Deutsch Krone, Westpreußen/Pommern: Szczuczarz
- Zuzella (1936–1945 Schlacken), Kreis Oppeln, Oberschlesien: Żużela
- Zweibach → siehe Schimmelwitz
- Zweibrodt, Kreis Breslau, Niederschlesien: Zabrodzie
- Zweinert, Kreis Weststernberg, Brandenburg: Świniary
- Zweiteichen, Kreis Heilsberg, Ostpreußen: Stawno
- Zwilipp, Kreis Kolberg-Körlin, Pommern: Świelubie
- Zwippendorf, Kreis Sorau, Brandenburg: Świbna
- Zwirnitz, Kreis Belgard, Pommern: Świerznica
- Zwölfhufen, Kreis Schlawe, Pommern: Przytok
- Zwölfhufen, Kreis Wongrowitz bzw. Eichenbrück, Posen: Głogowiniec
- Zwoos (1936–1945 Ahndorf), Kreis Guttentag, Oberschlesien: Zwóz
- Zworaden, Kreis Neidenburg, Ostpreußen: Dwukoły
- Zymna (1932–1945 Kaltenfließ), Kreis Johannisburg, Ostpreußen: Zimna
- Zymowo (1929–1945 Winterau), Kreis Sensburg, Ostpreußen: Cimowo
- Zyrowa (1936–1945 Buchenhöh), Kreis Groß Strehlitz, Oberschlesien: Żyrowa
- Zyrus, Kreis Freystadt, Niederschlesien: Czciradz
- Zywodschütz (1934–1945 Oderwiese), Kreis Oppeln, Oberschlesien: Żywocice